# 早川雪洲
早川 雪洲（はやかわ せっしゅう、英: Sessue Hayakawa、1886年〈明治19年〉6月10日 - 1973年〈昭和48年〉11月23日）は、日本の俳優、映画監督、映画プロデューサー、脚本家。本名は早川 金太郎（はやかわ きんたろう）。
千葉県で生まれ育ち、1907年に21歳で単身渡米し、ロサンゼルスの日本人劇団で活動したあと、1913年にハリウッドで映画デビューした。1915年に『チート』でトップスターの地位を確立し、白人女性を誘惑する悪役の日本人役でマチネー・アイドルとして人気を獲得した。その一方で、アメリカで排日運動が高まっていた背景もあり、日本人社会からは雪洲の役柄が反日感情を助長するとして強く非難された。1918年からは自身の映画会社ハワース・ピクチャーズ・コーポレーションでプロデューサー兼主演俳優として活動したが、1922年に反日感情の高まりのためハリウッドを離れた。その後は私生活での女性問題や第二次世界大戦など波乱な人生を送りながら、1960年代までの半世紀にわたり欧米や日本で映画・舞台・テレビに出演した。キャリア後期の代表作『戦場にかける橋』（1957年）の捕虜収容所所長役は、雪洲の最も有名で高く評価された演技となり、第30回アカデミー賞では助演男優賞にノミネートされた。妻の青木鶴子もまたハリウッド草創期に活躍した映画女優である。

## 概要

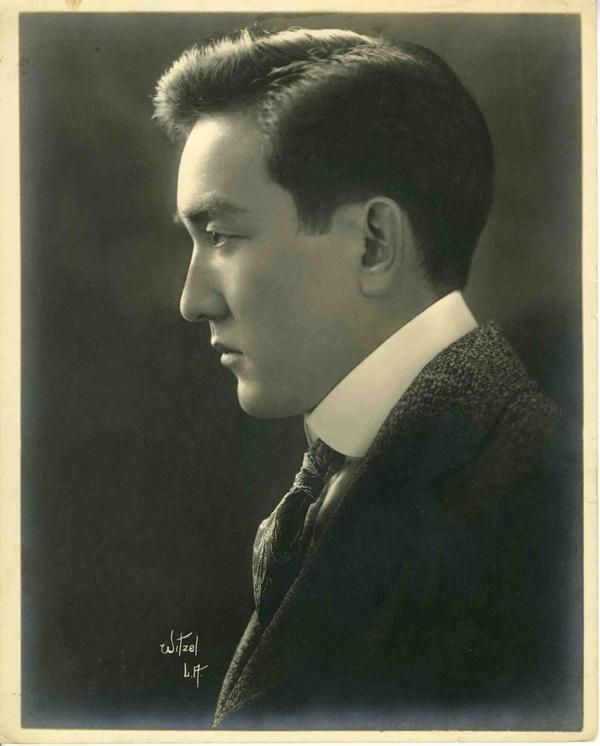
1910年代の雪洲。

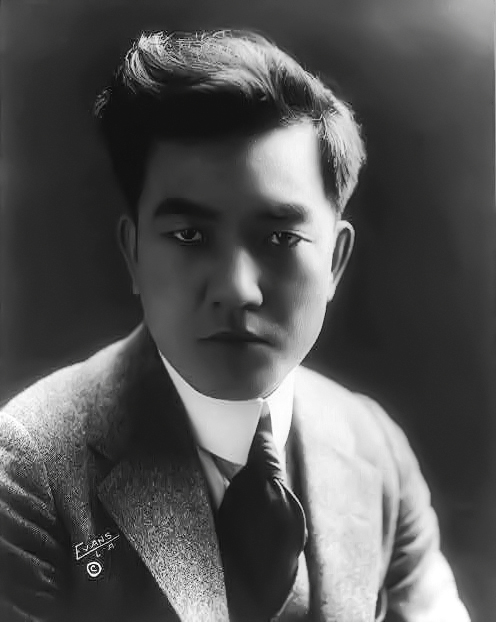
1918年の雪洲。

アメリカ合衆国を中心に日本、フランス、イギリスなどで活躍した国際俳優で、アメリカとヨーロッパで主演男優としてスターダムにのし上がった最初のアジア系俳優だった。サイレント映画時代の1910年代から1920年代初頭にかけて、ハリウッドで最も人気のあったスターのひとりであり、エキゾチックな美貌と性的に魅力的な悪役というタイプキャスティングで、公然と人種差別が行われていた時代にアメリカ白人女性の心を掴み、ハリウッドで最初の男性セックスシンボルのひとりとなった。恋人や悪役の主演を始め、出演する映画は120本以上に及んだ。

## 前半生

### 生い立ち

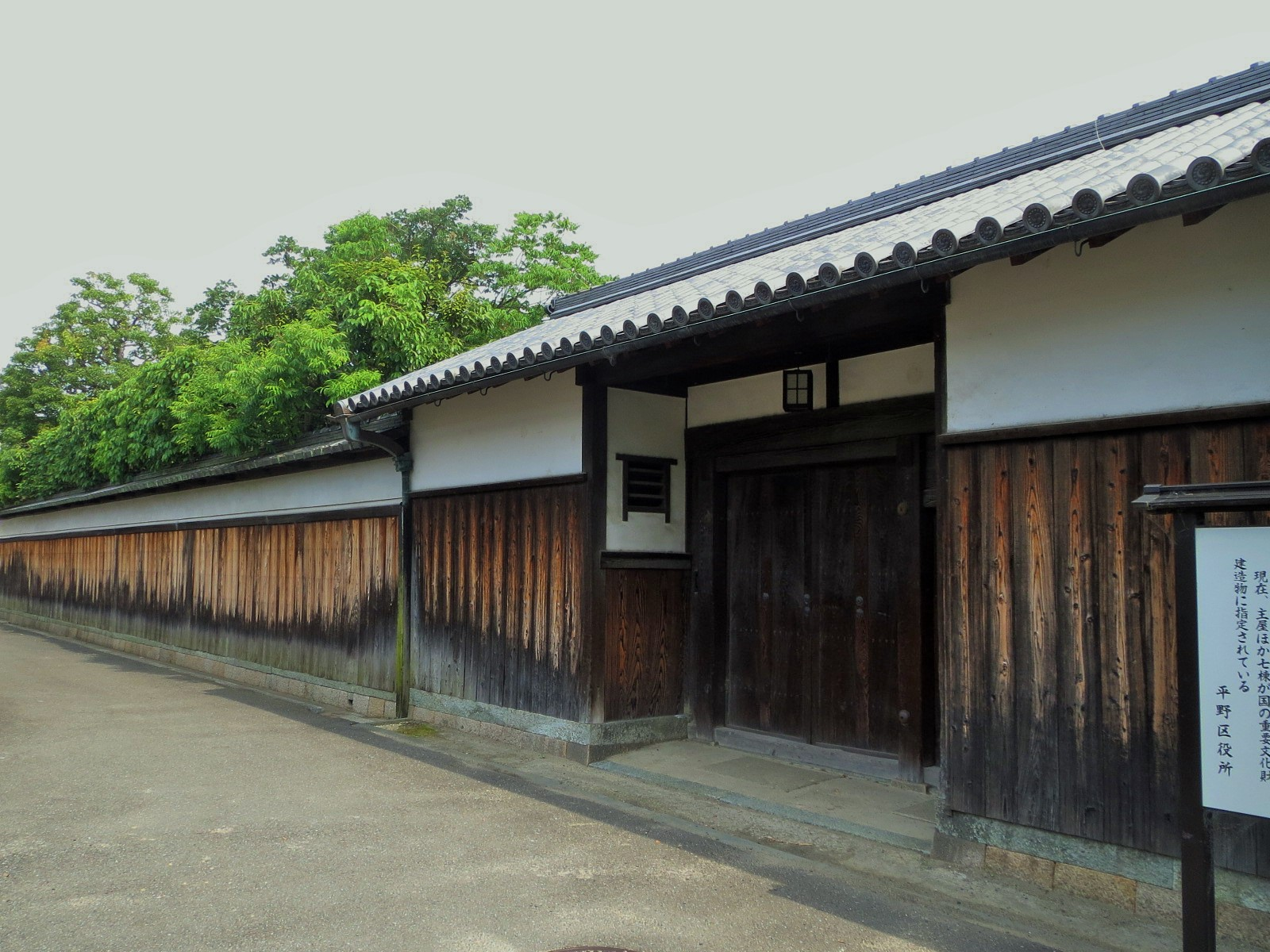
江戸時代を通じて河内国渋川郡鞍作村の庄屋を務め、周囲10か村の庄屋総代も務めた豪農・奥田家の住宅（大阪市）

1886年6月10日、早川金太郎は千葉県朝夷郡千田村（1889年に七浦村に合併、現在の南房総市千倉町千田）611番地に、父・與一郎（よいちろう）と母・か祢（かね）の6人兄姉の三男として生まれた。兄姉は上から順に、長兄の音治郎、長女のトキ、次女のいろは、次男の寅松、三女のとくはである。早川家は江戸時代に庄屋を務めた裕福な家で、明治時代にはテングサなどの海藻を扱う海産物商、鮮魚出荷や回漕業、雑貨や酒の小売商などを営む網元となり、地元では「千田の与一」と呼ばれた。與一郎は地域の顔のような人物であり、七浦村の初代村長も務めた。早川家は千田村から4里ほど離れた和田村（現在の南房総市和田町和田）に住む「和田の鉄砲」と呼ばれた網元の根本家と、漁場をめぐる争いを長い間続けていて、根本家からの襲撃に備えて、宿子と呼ばれる若い漁師を20人以上も寝泊まりさせ、家の周りには高さ約4.5メートルもの石塀を張りめぐらしていた。

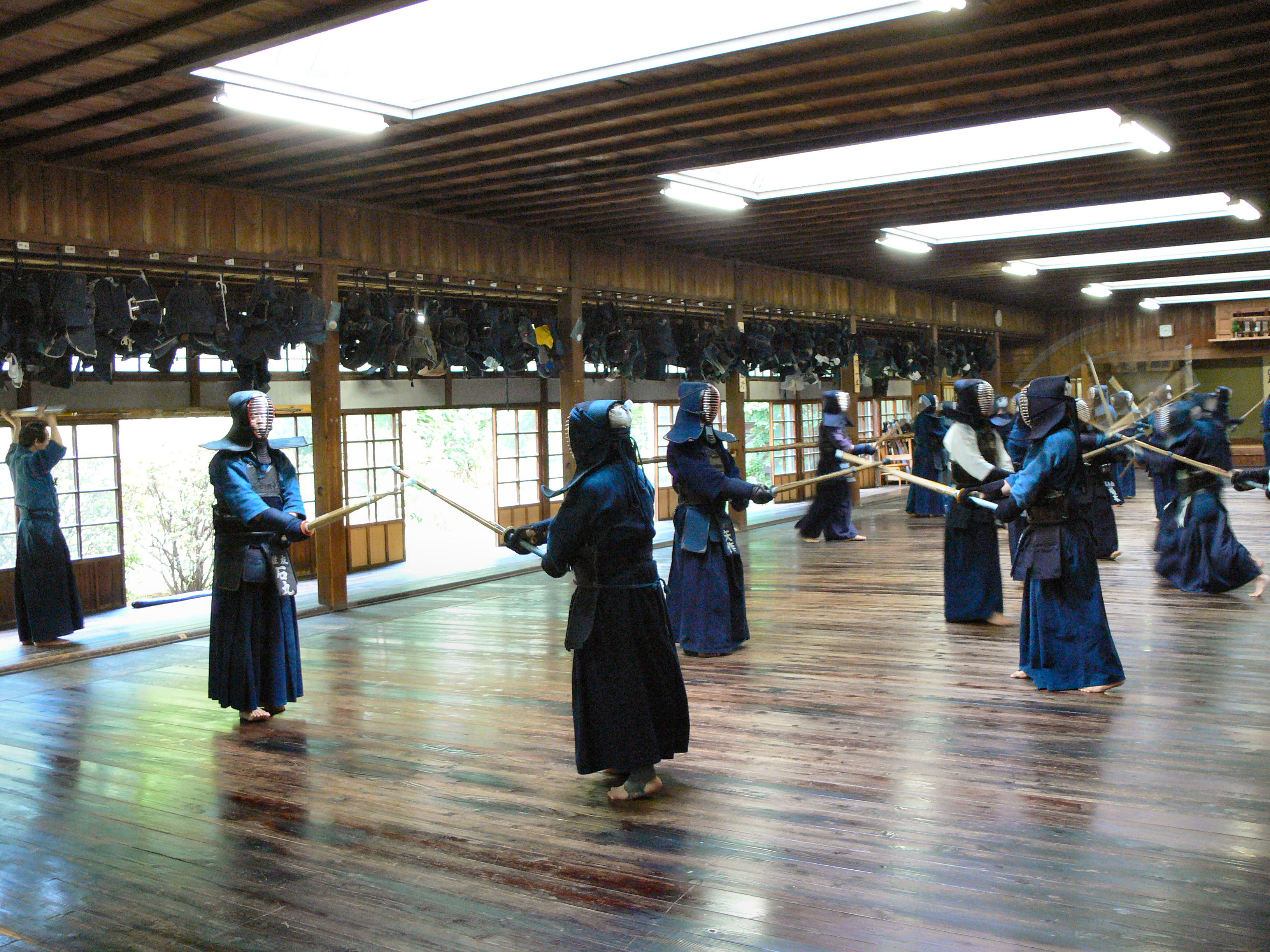
剣道

厳格な人物だった與一郎は、槍の名手で武道を好んだことから、宿子や子供たちに剣道を奨励した一方で、自宅に私塾を設けて宿子たちに勉強をさせた。金太郎も父の命で剣道を習い、宿子たちと修身や四書五経などを学んだ。1892年に金太郎は七浦小学校尋常科に入学したが、当時は宿子たちから「ぼんぼん」などと甘やかされており、その姿を見た與一郎は息子を甘やかしてはならぬと考え、金太郎を厳しくしつけた。父のしつけの中で金太郎を最も悩ませたのは、毎朝20個ものランプの掃除をひとりでさせられたことである。金太郎はこの苦役をなるべく避けるため、毎日のように仲間たちと遊んでいた戦争ごっこで負けた組の子たちに、罰としてランプ掃除をさせ、その報酬として黒砂糖を一匙ずつ与えた。金太郎はその土地の子供たちの餓鬼大将となり、両親からも「喧嘩には負けるな」と言われ続けていたが、小学校1年生ぐらいの時には、朱鞘の刀を抜いて父に凄んでいた不審な男を追い払ったことがあり、これには與一郎も度肝を抜かれたという。

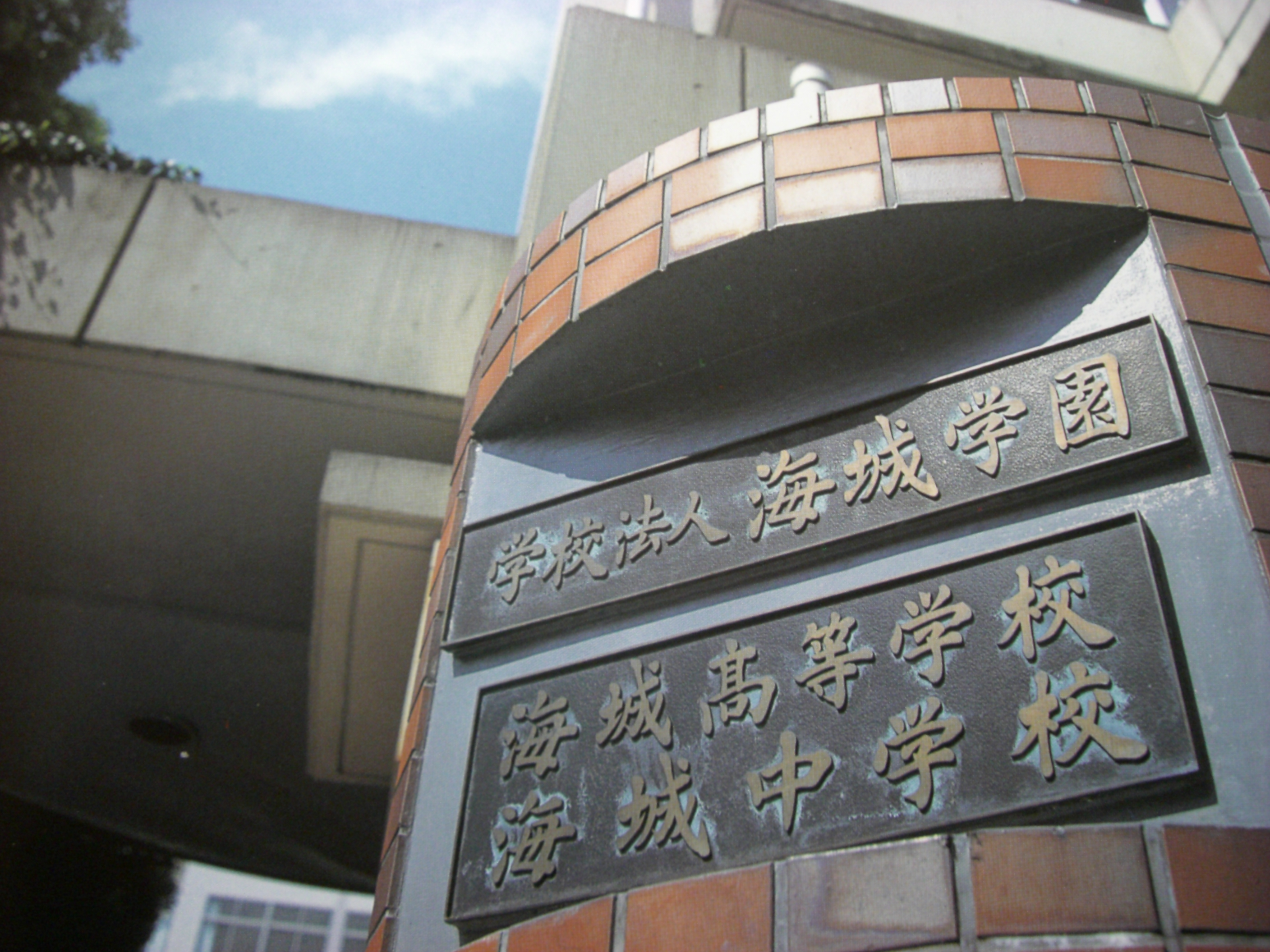
現在の海城中学校・高等学校

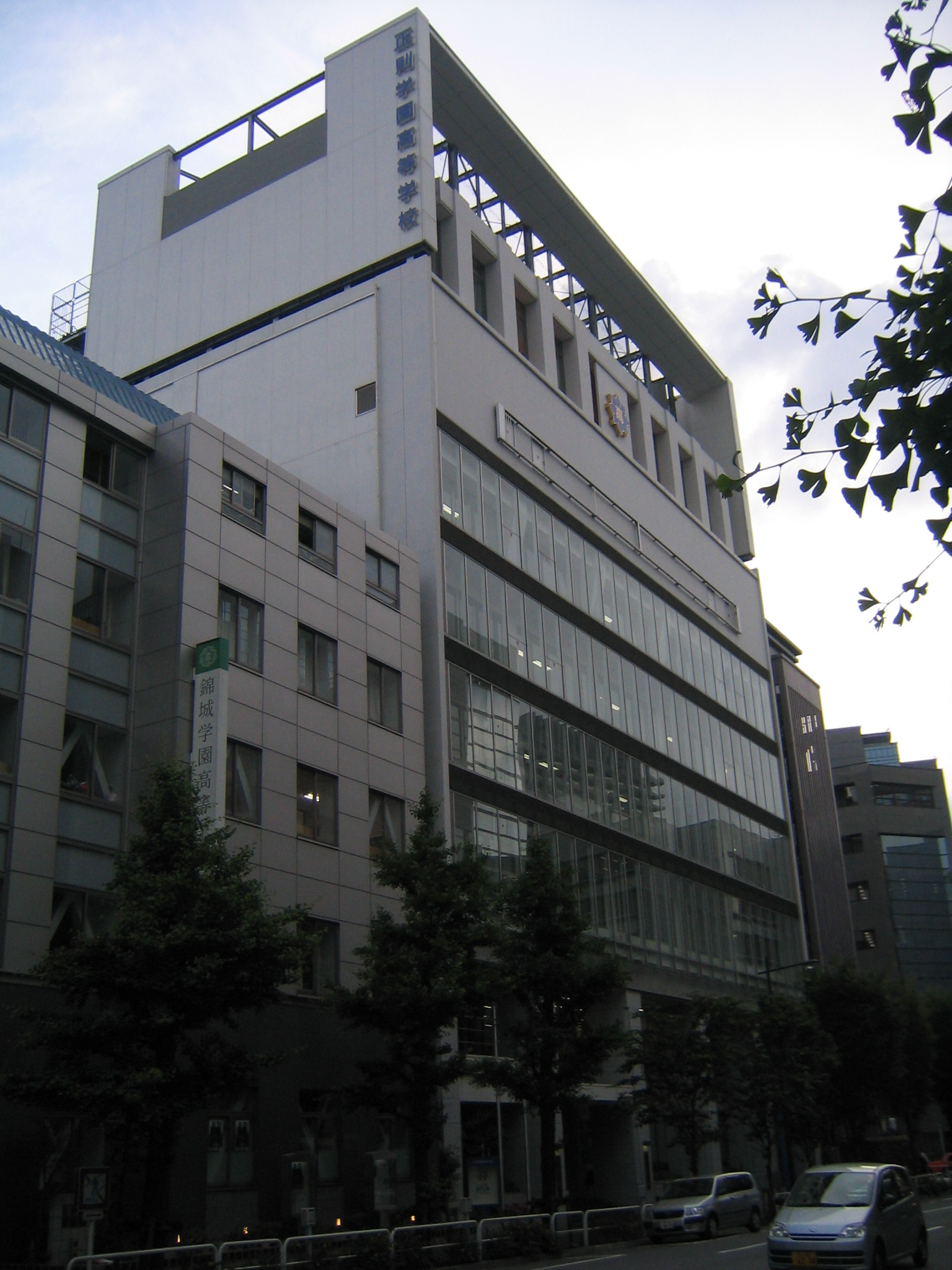
現在の正則学園高等学校

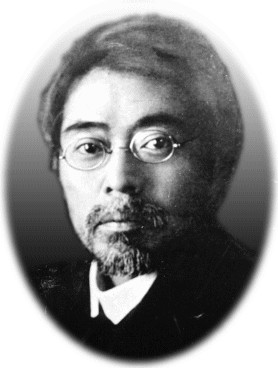
徳冨蘆花

金太郎は七浦高等小学校に進学したが、父の命で海軍大将になるのを将来の目標に定め、小学校卒業後の1901年、当時海軍軍人を目指す少年たちが集まっていた東京の海城学校（現在の海城中学校・高等学校、金太郎の編入の前年に海軍予備校から改称していた）に編入した。金太郎は東京市神田区東龍閑町に下宿し、そこから海城学校に通い、放課後には剣道を習った。夜は正則英語学校（現在の正則学園高等学校）に通い、英語は当時最も成績のよい教科となった。他校の生徒とは殴り合いの喧嘩を頻繁に行い、それを見かねた叔父に「殺伐な男になっちゃいかん」と言われ、いとこと一緒に華道と茶道を渋々習わされたこともあった。この頃、金太郎は徳冨蘆花の小説『不如帰』を読んで感涙し、これが舞台化されると学校をさぼって観に行った。

### 受験失敗と渡米決意

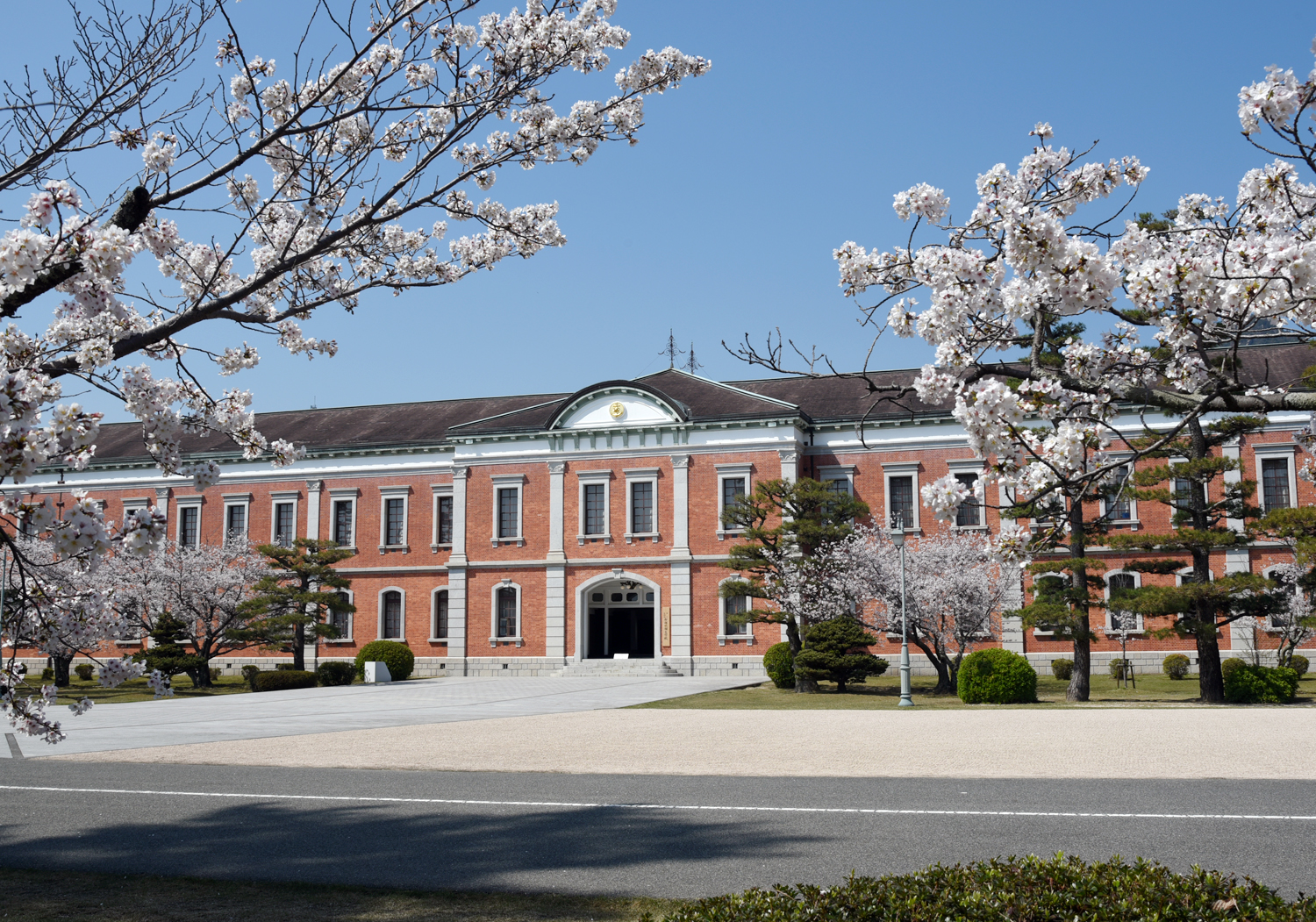
海軍兵学校（現在の海上自衛隊幹部候補生学校）

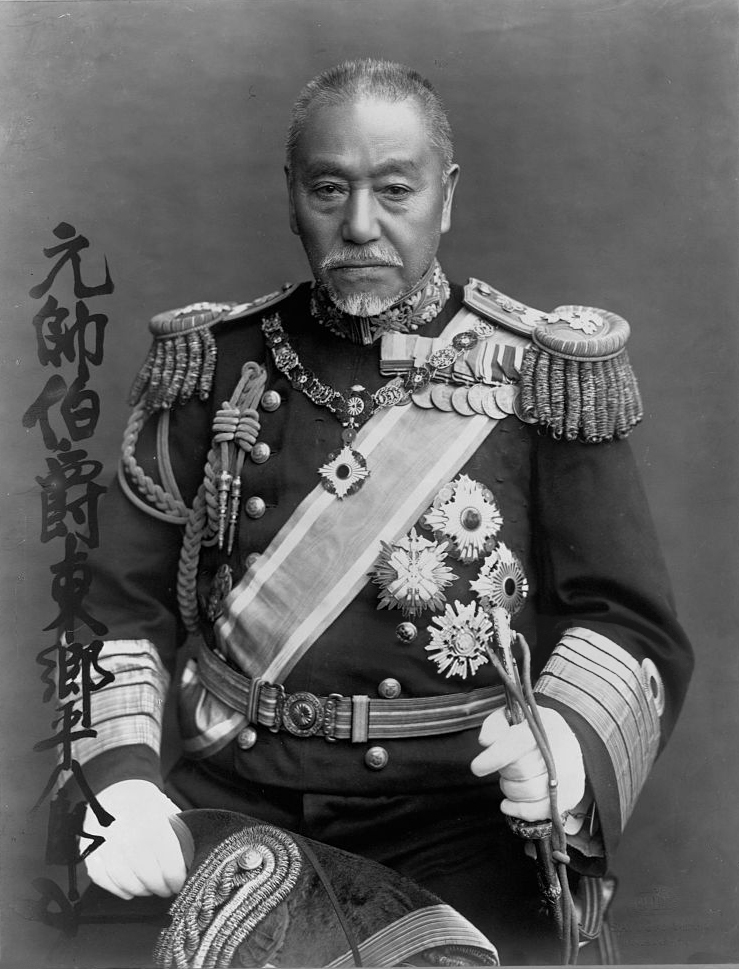
東郷平八郎

1904年、海城学校を卒業した金太郎は江田島の海軍兵学校を受験し、1次試験の学科試験は合格した。しかし、2次試験の体力テストを控えた夏の帰省中、海で素潜りをした時に鼓膜が破れ、化膿して顔の半分が腫れ上がった。耳の炎症はなかなか治らず、頭半分を包帯でぐるぐる巻きにした状態で体力テストの会場に行き、「耳に疾患があるのに軍人が務まるわけがない」として不合格となった。海軍大将の夢を完全に閉ざされ、父親を失望させてしまったと感じた金太郎は、ある夜、実家の蔵の2階に閉じこもり、東郷平八郎の肖像の前で短刀で腹を切った。野上英之によると、金太郎の切腹未遂は、今日考えると子供っぽい直截的な行為と発想だが、幼い頃から喧嘩に負けると父に「腹切って死んでしまえ」などと怒鳴られていた背景があったため、この成り行きは十分理解できるものであるという。切腹行為は吠えだした飼い犬に気付いた家人に発見され、金太郎は一命をとりとめたが、傷が回復するまでに5週間もかかった。困り果てた與一郎は、金太郎を高塚山の禅寺にしばらく預けた。

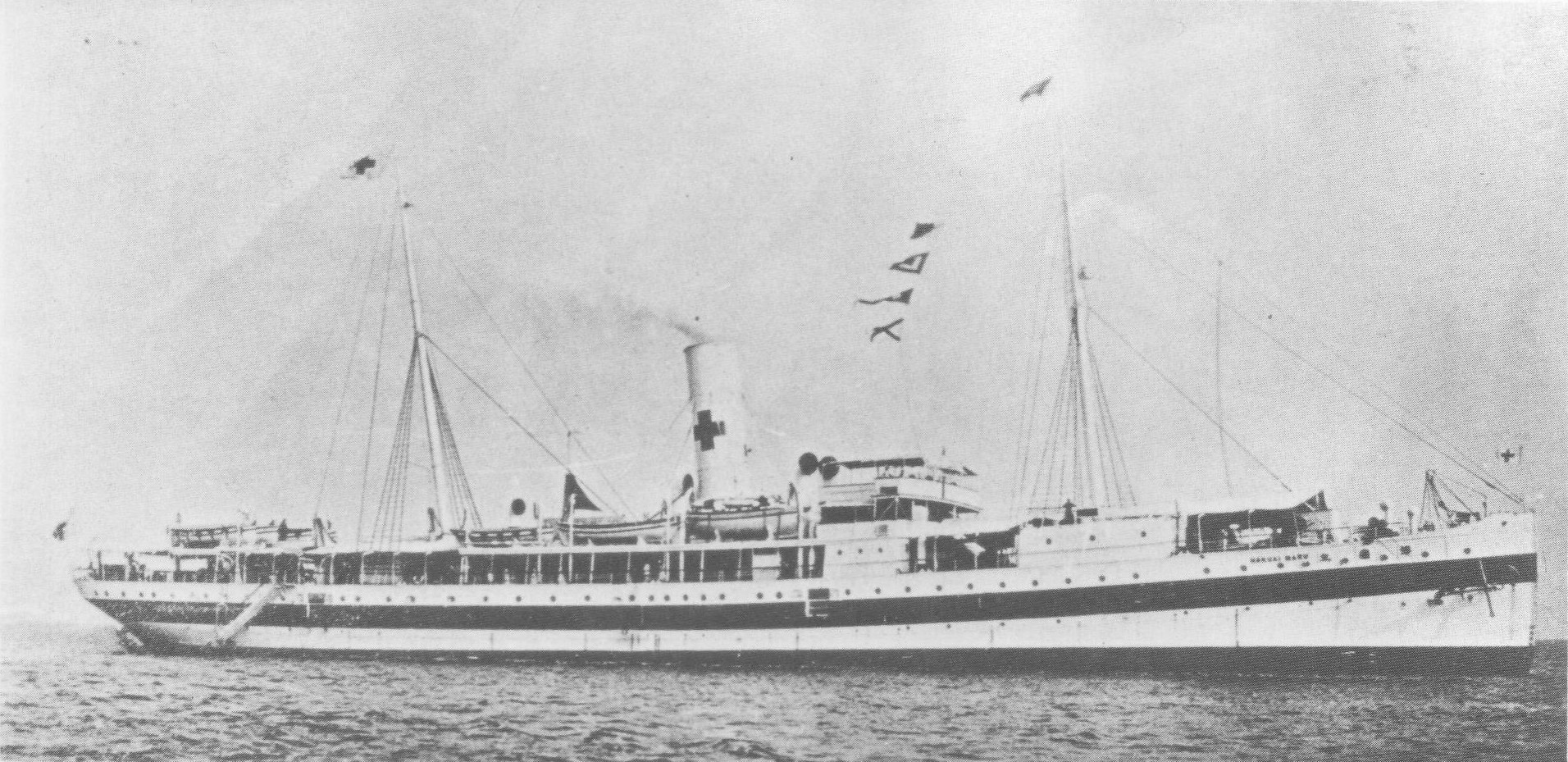
博愛丸（1904年）

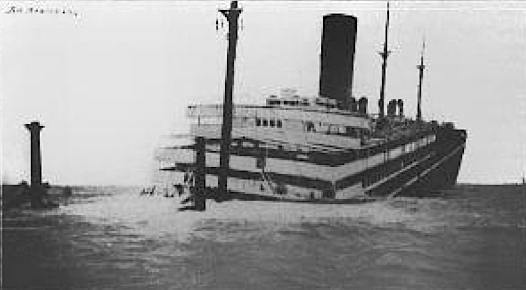
千葉県沖で座礁したダコタ号（1907年）。

1907年3月3日、房総半島の白浜村（現在の南房総市白浜町）の沖合で、横浜港に向かっていたアメリカの大型汽船ダコタ号が座礁する事件が起きた。金太郎の住む七浦村の村人たちも総出で救助をしたが、英語を学んでいた金太郎も通訳のようなことをして手伝い、外国人の乗船者たちが収容されている寺や学校を自転車で駆けまわって、彼らの苦情や注文に対応した。自伝によると、外国人がチキンを食べたいと注文してきたため、村人に「鶏を煮て出せ」と指図して食べさせ、おかげで村中の鶏がいなくなってしまったという。300人以上の乗客や乗組員は全員救助され、病院船の博愛丸で横浜へ送られたが、金太郎も通訳としてこれに同行した。

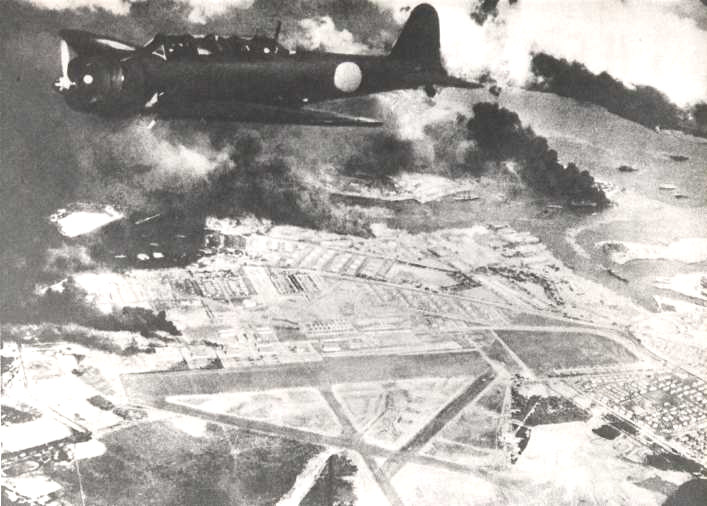
アメリカ合衆国のハワイ（1941年）

この出来事は、海軍入りの夢が破れて悲観していた金太郎に刺激を与え、アメリカへ渡るという新たな目標を与えるきっかけとなった。渡米を決めた理由について、自伝では「遊学」のためと述べているが、複数の史料では「ダコタ号の船長から、アメリカ行きを勧められたため」と記されており、地元では「ダコタ号の乗客だった若いブロンドの女性を追っかけようとしたため」という言い伝えもある。また、アワビ漁業に従事するためカリフォルニア州へ出稼ぎの経験がある長兄の音治郎が、あまりにも無軌道な金太郎をもてあまし、その将来を案じて、アメリカ帰りの地元の名士の小谷仲治郎に相談を持ちかけ、その勧告と世話でアメリカ行きが決まったという証言もある。

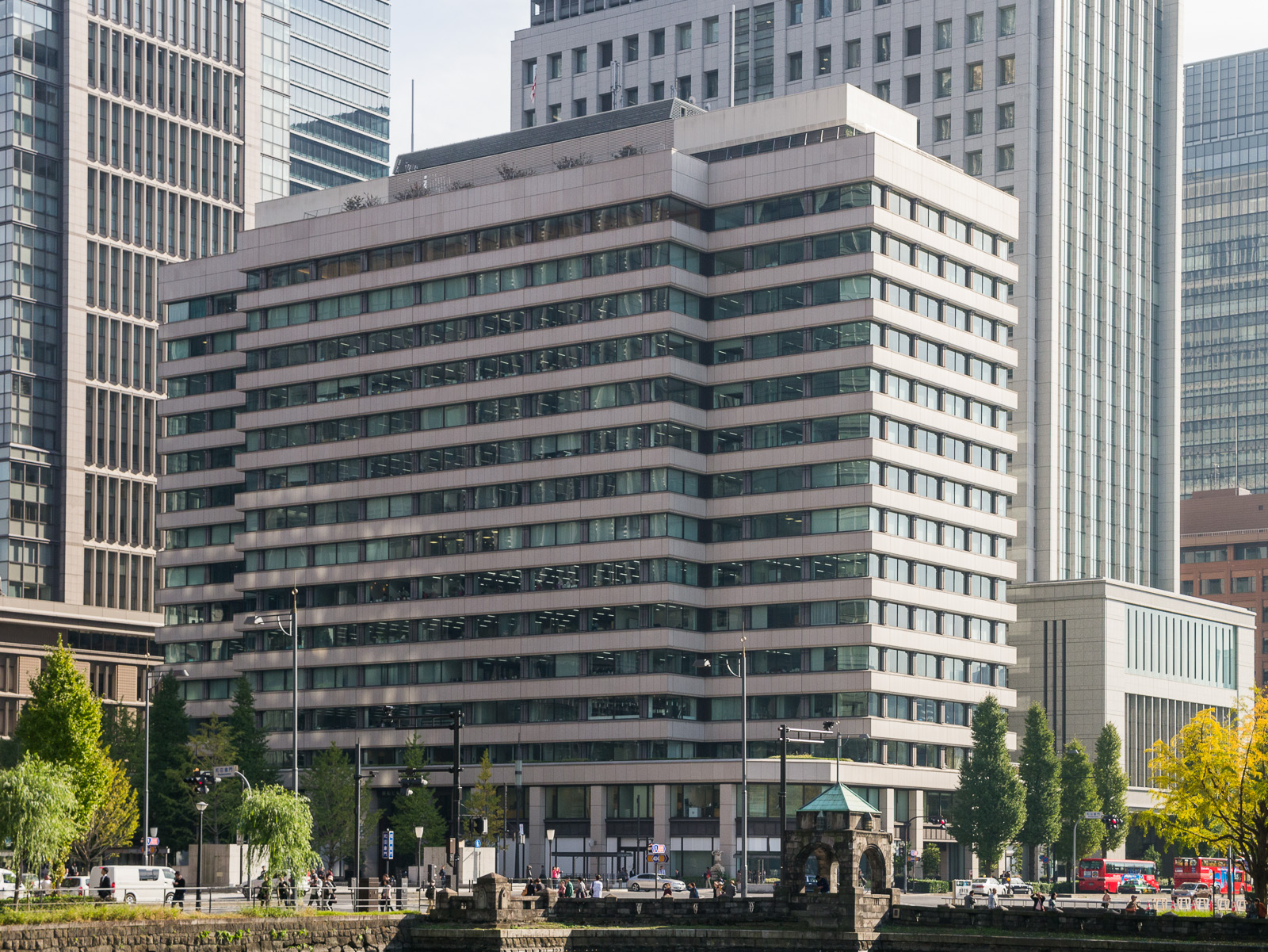
日本郵船本社

與一郎は金太郎の渡米計画に強く反対し、ふてくされた金太郎は毎晩酒を飲んで暴れた。か祢はそんな金太郎を見かねて、2、3週間（2、3日という説もある）かけて父を説き伏せた。ようやく納得した與一郎は、金太郎にアメリカへ行くなら「法制経済をやれ、そして政治家になれ」と命じた。別れが近づいた日、金太郎は與一郎に「一寸悪いことをされたら一尺にして返し、反対に一寸良いことをしてもらったら、一丈にして返せ」「とにかく10年間辛棒せい。10年間がんばっても成功しなかったら、再び日本の土を踏むな」と忠告された。そして與一郎から「男の魂と思って持っていけ」と、昔に與一郎に凄んだ男を追い払った時に使った大小の朱鞘の刀を授けられた。ダコタ号座礁からわずか4か月後の7月10日、金太郎は日本郵船の安芸丸に乗り、横浜港からアメリカへ向けて出航した。宿子たちは高塚山に登って狼煙をあげ、家族は海岸で木を燃やして、金太郎の船出を励ました。

### シカゴ大学在籍

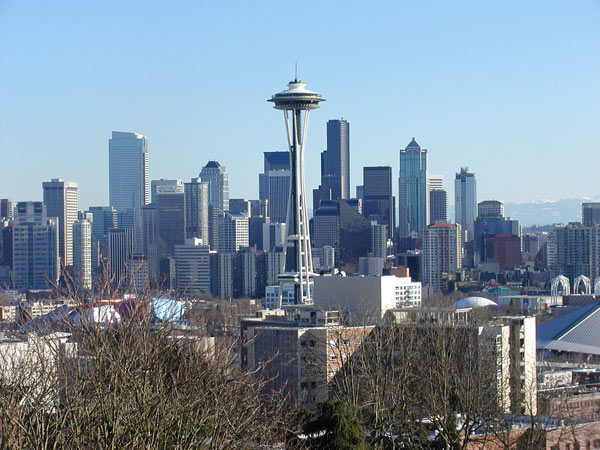
ワシントン州シアトル

1907年7月25日、金太郎はワシントン州シアトルに到着し、アメリカへの第一歩を踏み出した。金太郎はアメリカにいる知人を頼ろうと思い、シアトルから連絡船に乗ってサンフランシスコへ向かった。自伝によると、サンフランシスコに到着したのは夜12時半で、船長に波止場は危険だから一夜を明かしてから下船するようにと言われたが、金太郎はそれを無視し、船内で意気投合した自称柔道4段の日本人と勝手に下船したところ、すぐにピストル強盗に出くわし、自称柔道4段が警官を呼びに行っている間に、金太郎がひとりで2人の強盗を投げ飛ばしたという。サンフランシスコに到着した金太郎は、他の日本人と同じように皿洗いや農場の作男などといった下働きの仕事に就いた。

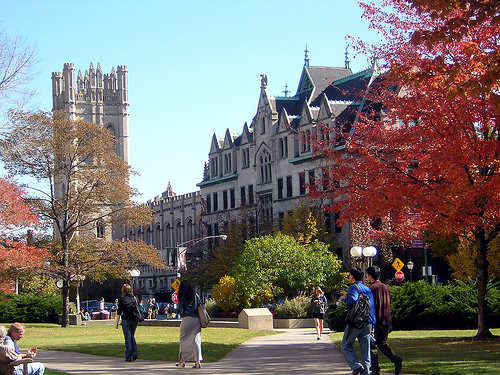
シカゴ大学

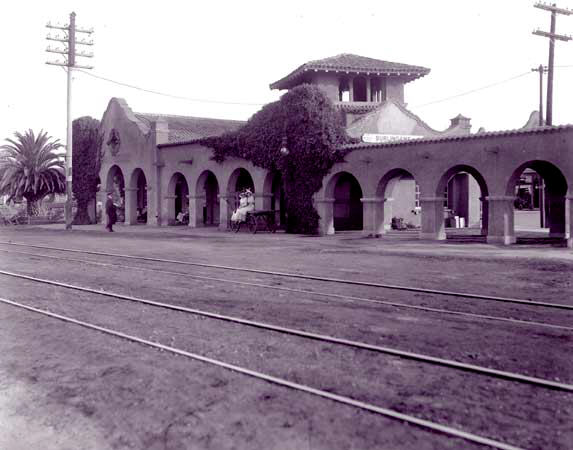
カリフォルニア州バーリンゲームにあるサザン・パシフィック鉄道の駅、1900年頃。1894年に完成し現在でもカルトレインのバーリンゲーム駅として使用されており、ミッション・リバイバル様式で建てられた最初の恒久的構造物である。

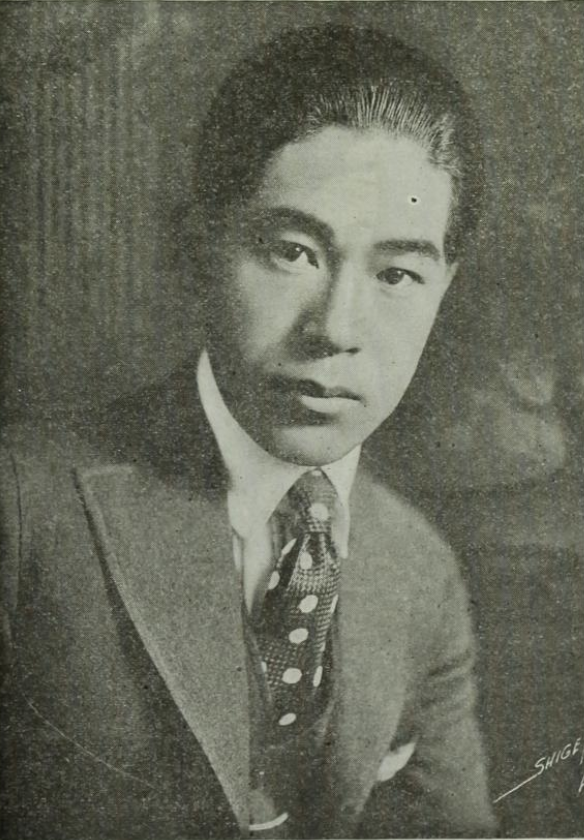
雪洲の弟子となる青山雪雄（1919年）

1908年11月9日、金太郎は與一郎との約束にしたがって勉強をするため、シカゴ大学の家庭勉学学部（ホーム・スタディ・デパートメント）に入学した。與一郎は入学の8日前に71歳で亡くなったが、金太郎が日本からの便りでそれを知ったのは翌1909年夏のことだった。金太郎が入学した家庭勉学学部は、在学で働くことを許可され、大学構内に来られない学生が、大学から渡される教材を用いて自宅で勉学する学部であり、現代の通信教育にあたる。入学当時の金太郎は、サザン・パシフィック鉄道の停車場構内にあるレストランで給仕として働いており、後に雪洲の弟子となる青山雪雄はその姿を見かけたという。

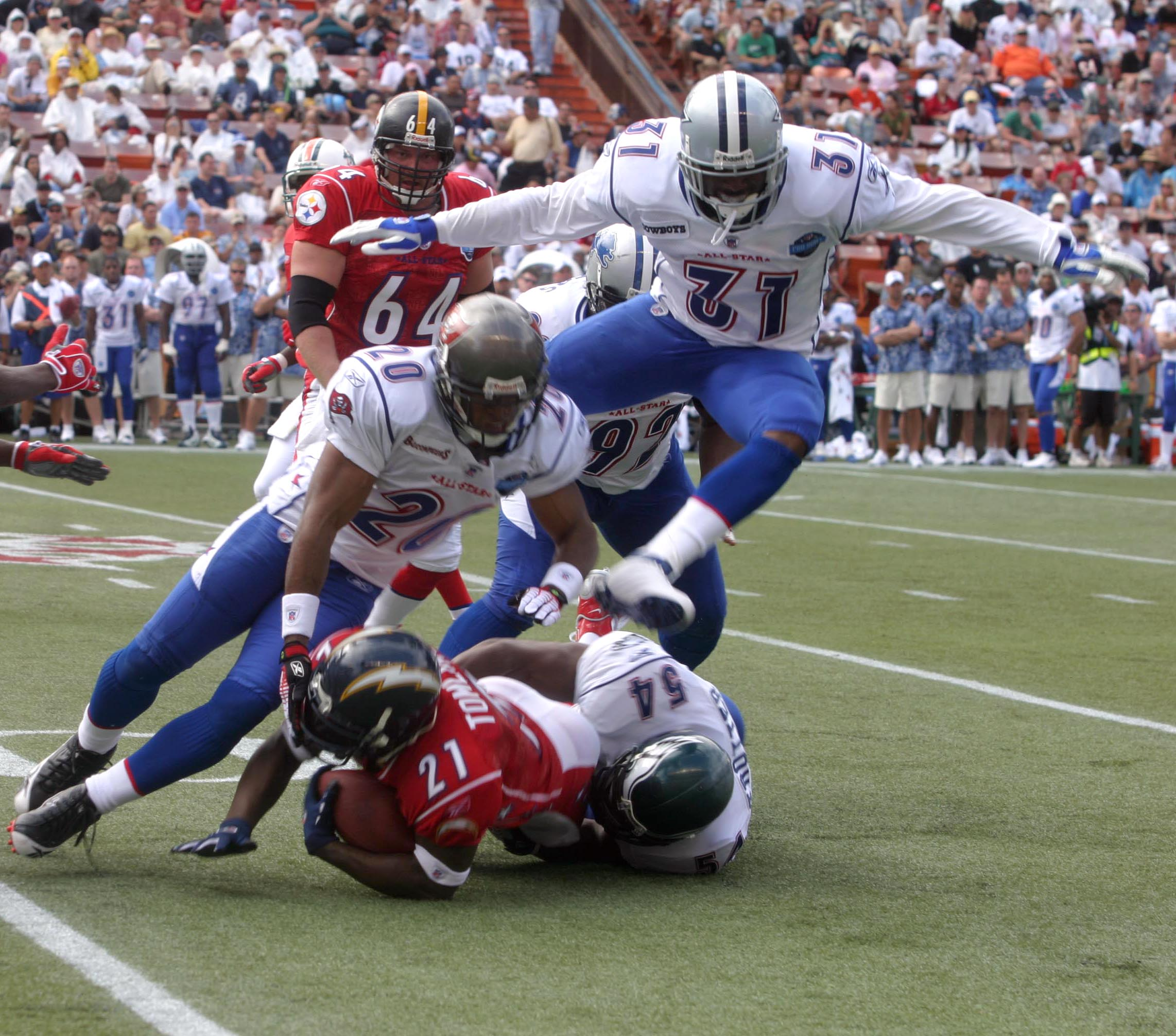
アメリカンフットボール

金太郎は入学当日から政治経済学原論第一専攻科目と、政治経済学原論第二専攻科目を受講し、1909年12月23日に履修を終えた。金太郎の学籍記録には、政治経済学原論以外の科目を履修した記録が全くなく、また学士号や博士号を取得したという記録もなかったことから、金太郎がシカゴ大学に在籍したのがわずか1年1か月余りに過ぎず、卒業はしていないと考えられている。しかし、後年に雪洲は「シカゴ大学を卒業した」と言い続けている。また、自伝では、大学在籍中にアメリカンフットボールのチームに所属していたと主張しているが、大学側にそのような記録は残っていない。その後、金太郎はアイスクリーム製造業に手を付けたり、メキシコの物件を扱う不動産会社に就職したりするも満足はせず、3、4年間も先の見えない苦しい生活を送り、兄宛ての手紙には「口には出せないほどの辛酸をなめた」と述べている。

## キャリア

### アメリカ時代：1911年 - 1922年

#### 演劇の世界へ

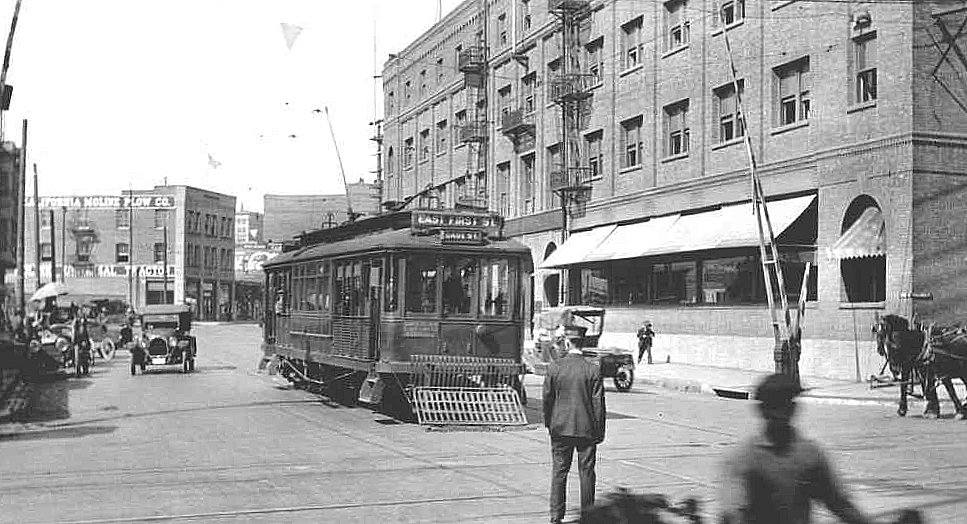
アラメダ・ストリート（1918年）

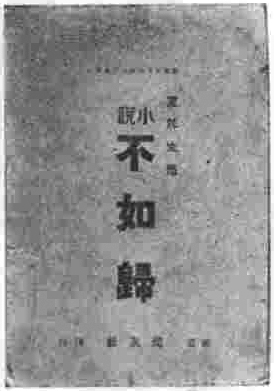
早川雪洲が愛読した徳冨蘆花の小説『不如帰』初版本の表紙。

自伝によると、金太郎が俳優になったのは、ロサンゼルスの日本人街リトル・トーキョーにある日本劇場で芝居を見たのがきっかけだという。その芝居は藤田東洋が座長の日本人劇団の公演だったが、金太郎は内容があまりにも古臭いと感じたため、藤田に会って文句をつけ、もっと新しい芝居を自分にやらせてほしいと申し込んだ。そこで金太郎が提案したのは、台詞を暗誦できるほど愛読した『不如帰』の舞台化であり、それまで芝居の経験がないにもかかわらず、自身が主人公の川島武男を演じると意気込んだ。金太郎がその場で台詞を暗誦してみせると、藤田は感心して話に乗り、金太郎がロサンゼルスで手に入れた原作を脚色し、自身の主演で上演することになった。この公演は評判を呼び、自信をつけた金太郎は俳優になる決心がついた。

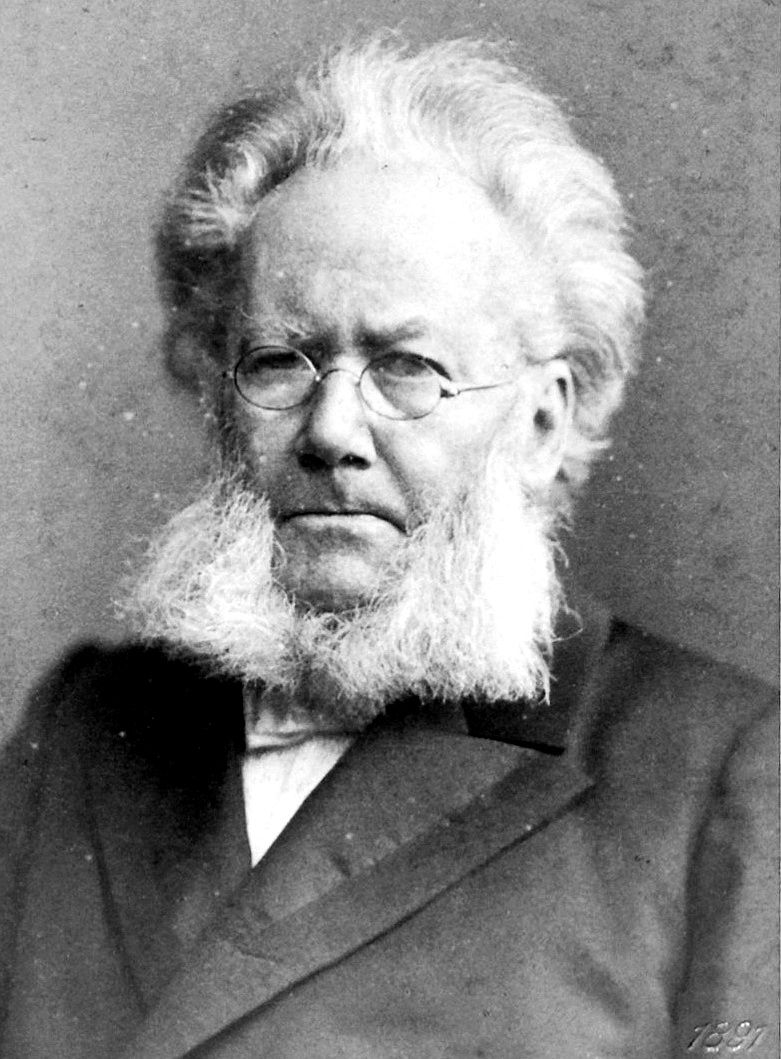
ヘンリック・イプセン

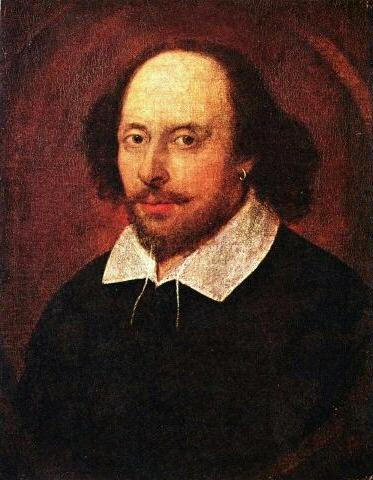
ウィリアム・シェイクスピア

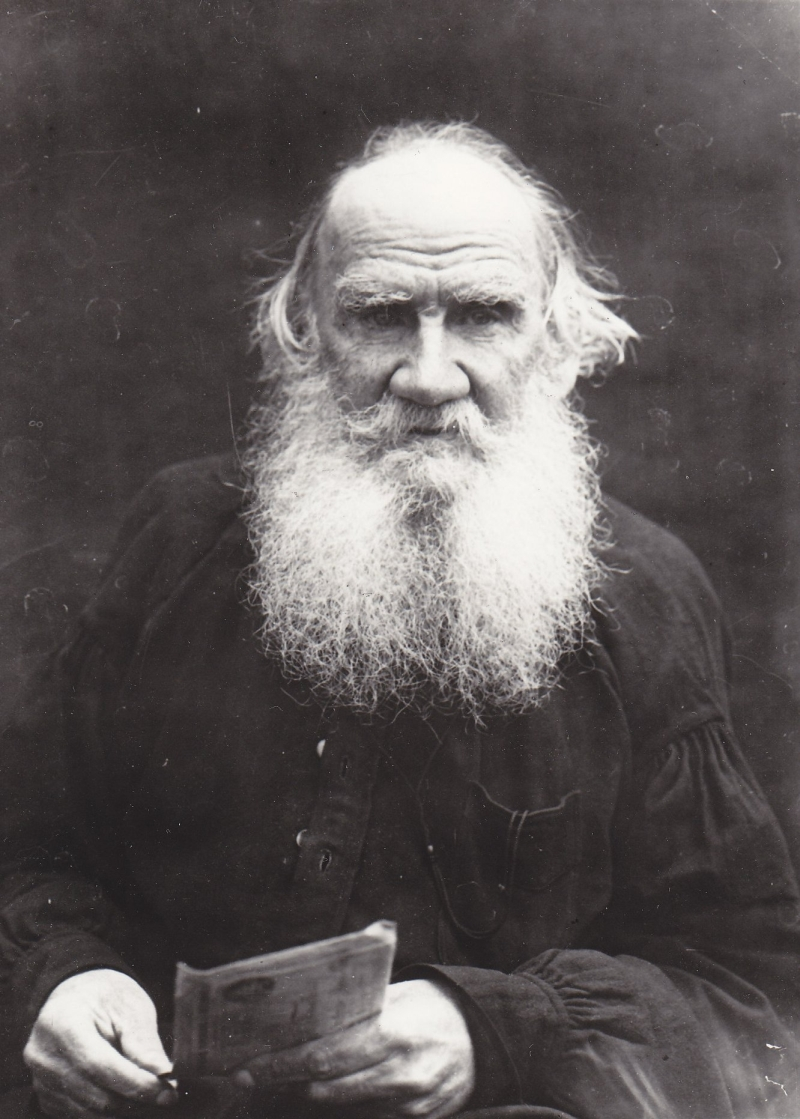
レフ・トルストイ（1910年）

その後、金太郎は藤田の素人劇団の一員となり、日本で見た芝居を思い出しながら脚本を書いては主役を演じ、ロサンゼルスやサンフランシスコ、シアトルなどのアメリカ西海岸の都市にある日本人街を公演して回った。1911年には羅府文芸協会の設立者に名を連ね、文芸劇のためにイプセンやシェイクスピア、トルストイの作品を日本語に翻訳した。しかし、芝居だけで十分に生活することはできず、氷運びなどの仕事をして生活費を稼ぎ、寝る間を惜しんで芝居の稽古や脚本の勉強をした。自伝で「この時は舞台にたっても早川という名前ではなくて、ほかの名前を使ってやっていた」と述べているが、中川織江によると、金太郎は素人劇団で在原狂夫（ありはらたけお）という芸名を名乗っていたという。この芸名は在原業平から「在原」をとり、『不如帰』の主人公の武男に音をそろえて「狂夫」にしたと考えられている。

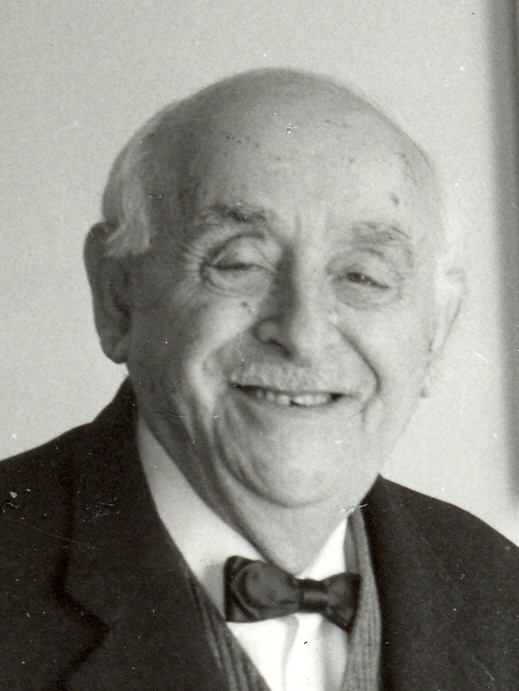
メルヒオール・レンジェル

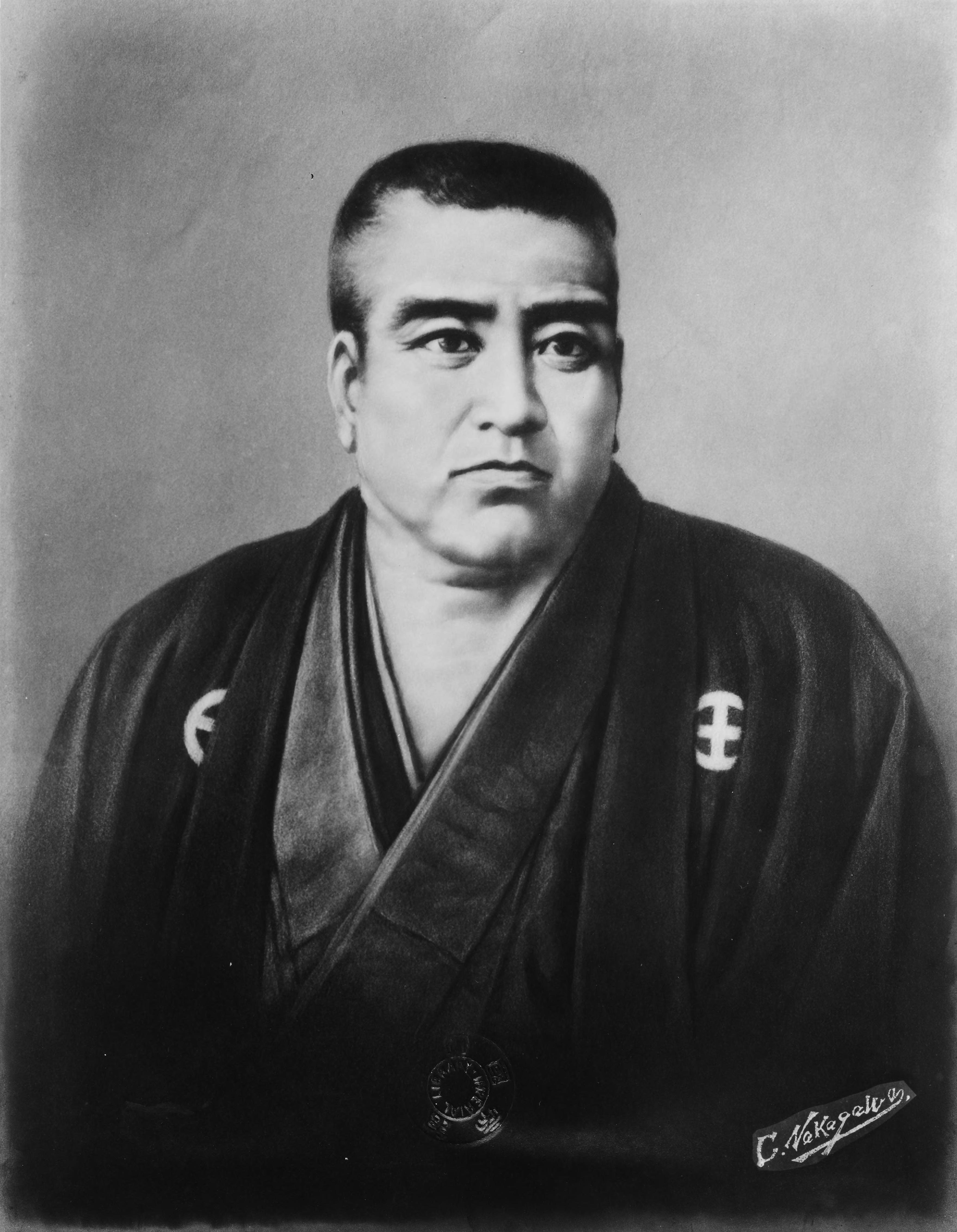
西郷南洲

やがて金太郎は日系人向けに芝居を打っているだけでは飽き足らず、アメリカ人相手に芝居をやろうと考え、メルヒオール・レンジェルの戯曲『タイフーン』の上演を企画した。この作品はパリで暗躍する日本人スパイのニトベ・トコラモが良心の呵責で破滅するまでを描く悲劇で、ヨーロッパやアメリカで上演されて高い成功を収めていたが、それらの舞台では白人が日本人を演じていたため、金太郎は本物の日本人が演じることで他との差別化を図ろうとした。金太郎は自らプロデューサーとなり、資金集めやキャスティングも自分で行い、1913年に開幕すると大きな成功を収めた。中川によると、金太郎が早川雪洲という芸名を名乗るようになったのは、『タイフーン』の公演からだったという。自伝によると、金太郎は西郷南洲を尊敬していたことから、はじめはそれに因んで「北洲」という芸名を名乗っていたが、そのうち同名の人物がほかにいることが分かったため、北には雪が積もっていることから「雪洲」を名乗ったといい、室町時代の禅僧雪舟のことは知らず、関係はないとしている。

#### 映画デビュー

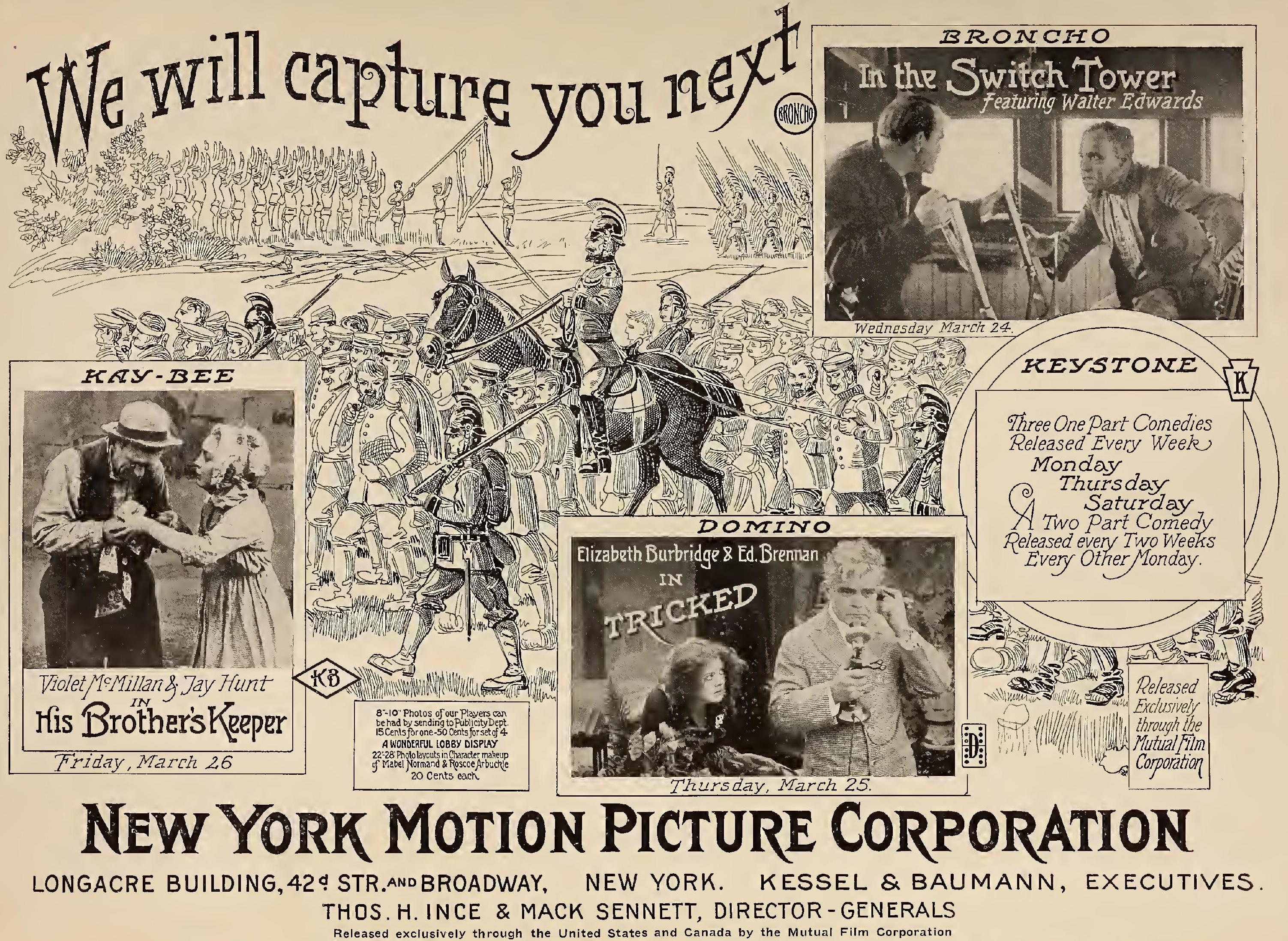
ニューヨーク・モーション・ピクチャー・カンパニーの広告。（1915年）

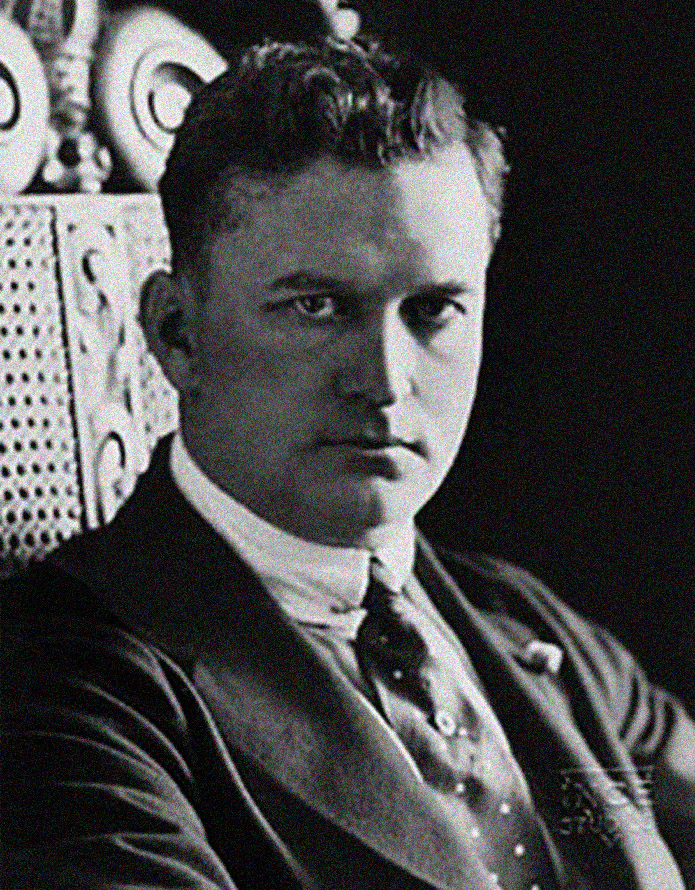
アメリカの映画製作者トーマス・H・インスは、雪洲を映画界へ引き入れた。

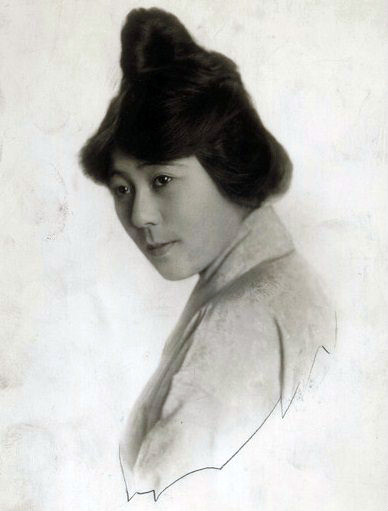
青木鶴子（1915年）

雪洲が舞台で活動していた頃、アメリカ映画はロサンゼルスのハリウッドが新しい映画製作地となり、多くの映画関係者がそれまでの映画産業の中心地だったニューヨークからハリウッドへ移ってきた。そんなハリウッド草創期に活躍したニューヨーク・モーション・ピクチャー・カンパニー（NYMPC）の映画製作者のトーマス・H・インスは、雪洲を映画界にスカウトした人物とされている。自伝によると、『タイフーン』の公演3日目にインスが観客として見に来ていて、芝居が終わったあとに楽屋を訪ね、「『タイフーン』を映画化しないか」と誘ってきて、映画出演の契約を結んだという。しかし、1914年に雪洲が兄に宛てた手紙によると、1913年10月にNYMPCの社長に認められて、俳優としてではなく、脚本家として月給300ドルで雇われたという。その後、雪洲は俳優としてインスと契約を結んだと考えられている。

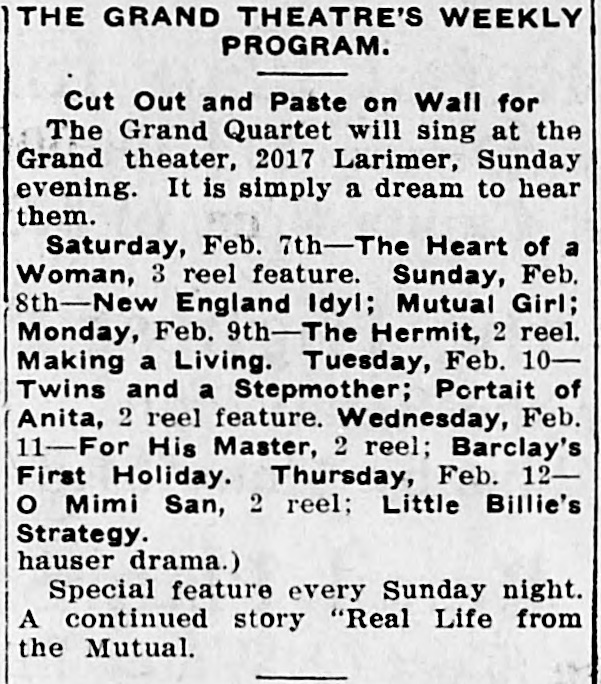
『おミミさん』（1914年）が掲載された新聞記事

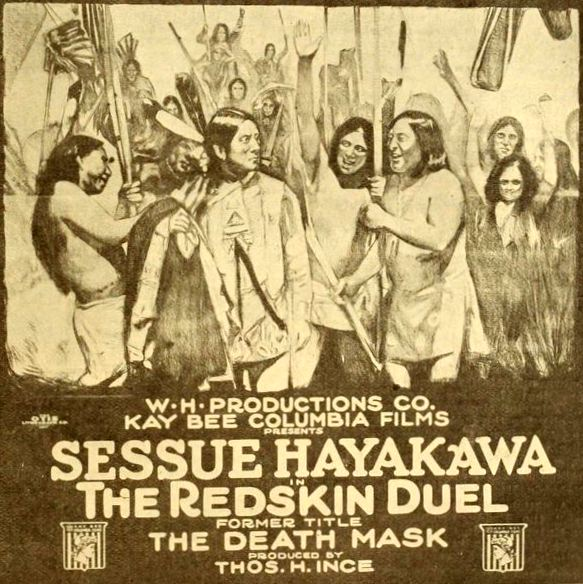
『デス・マスク』（1914年）（1919年2月15日『The Moving Picture World』誌の広告）

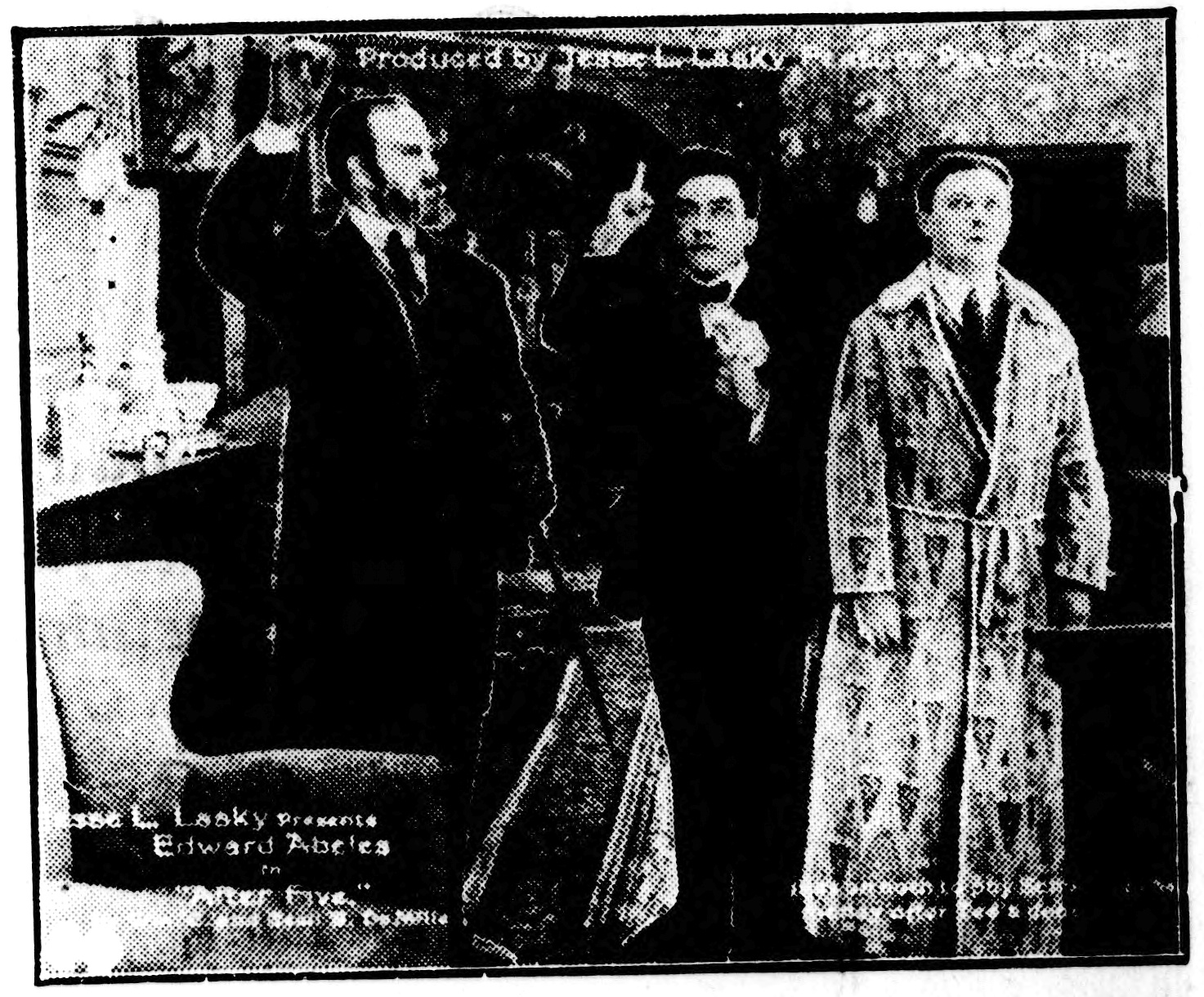
『アフター・ファイブ』（1915年）の宣伝写真。

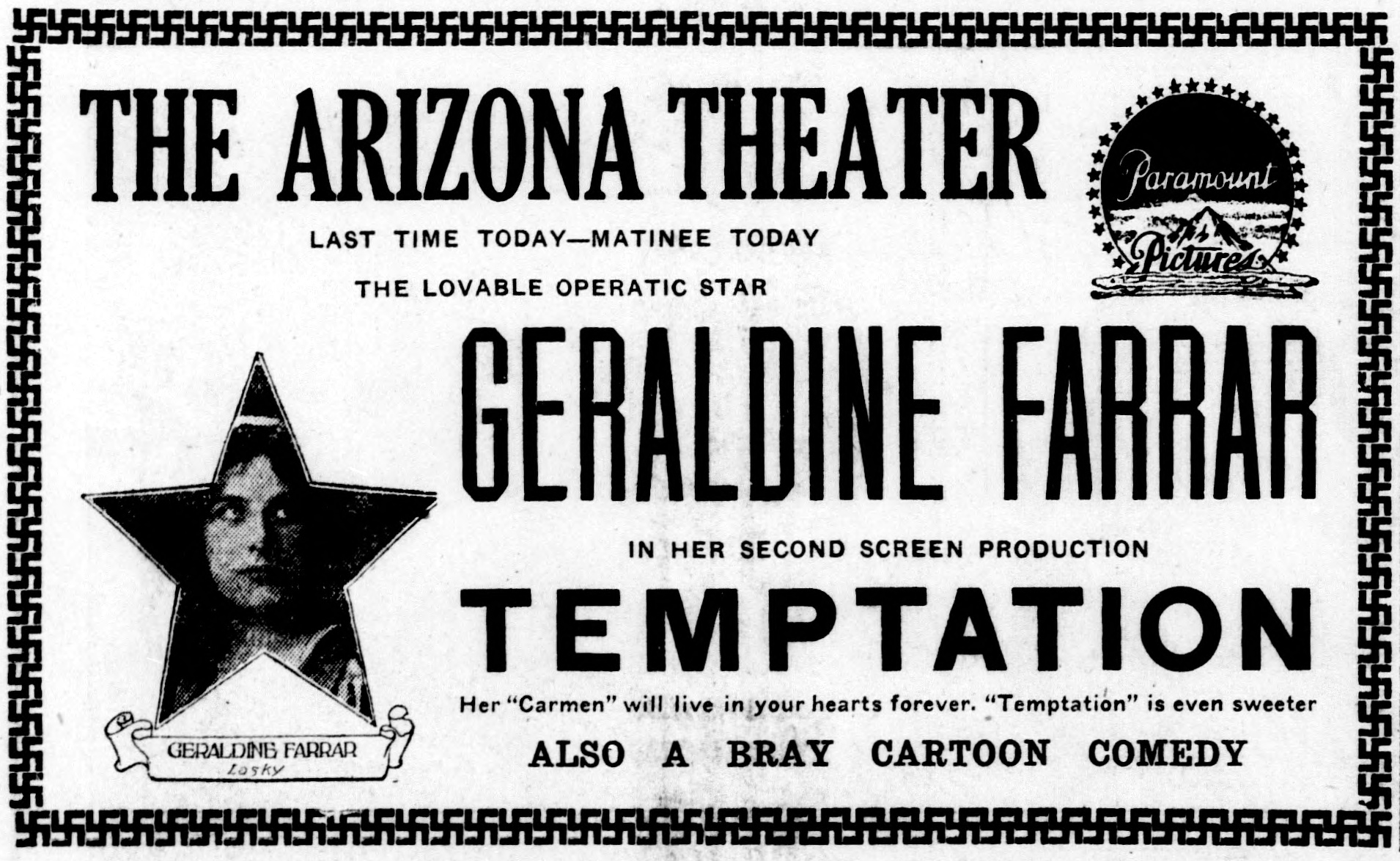
『テンプテーション』（1915年）の広告。

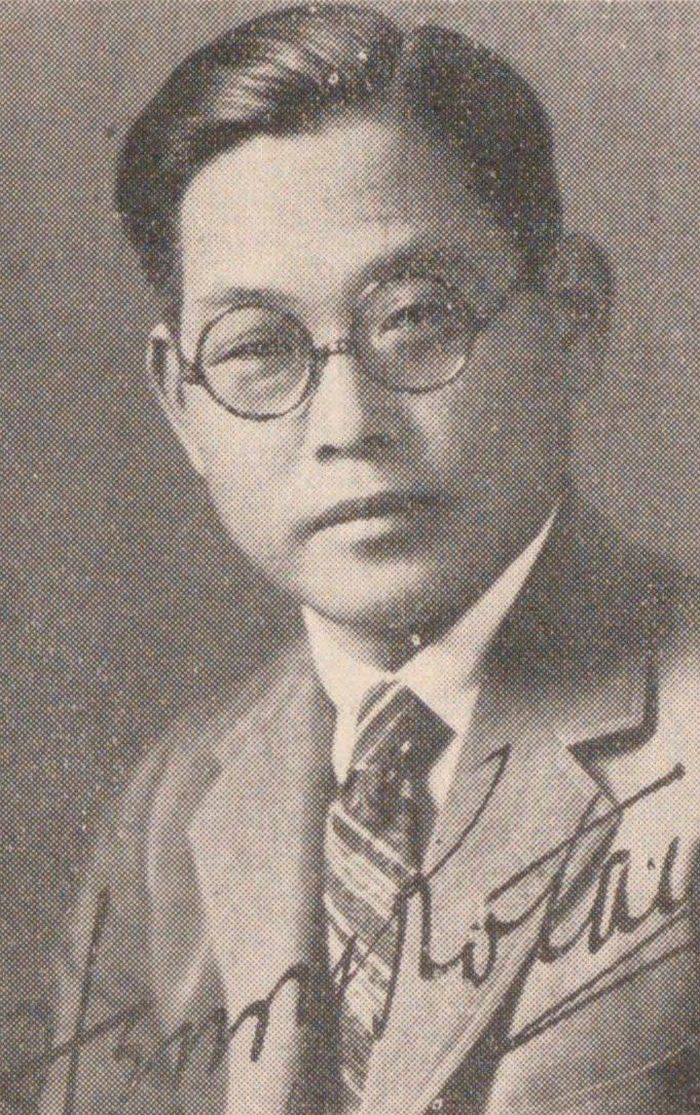
ヘンリー・小谷（1930年）

サンタモニカ近くにインスヴィルと呼ばれる広大な撮影所を構えていたインスは、当時のアメリカ白人社会で日本や日本人が神秘的でエキゾチックな対象として関心を持たれていたことに注目し、日本を題材とした映画を作るため、インスヴィルの敷地内に日本人村のオープンセットを作り、日本人の俳優を集めていた。インスのもとに集まった日本人俳優には、アメリカ映画でアジア人女優の先駆けになる青木鶴子、トーマス・栗原、ヘンリー・小谷、木野五郎などがおり、雪洲もこの中に加わった。雪洲はインスの日本物映画の1本目で、鶴子主演の短編映画『おミミさん』（1914年）の相手役で映画デビューした。それからもエキゾチックな日本文化を見せることに主眼が置かれたインスの日本物映画に欠かせない人材として、10本以上の短編映画に出演した。これらの映画で共演が続いた鶴子とは、1914年5月に結婚した。

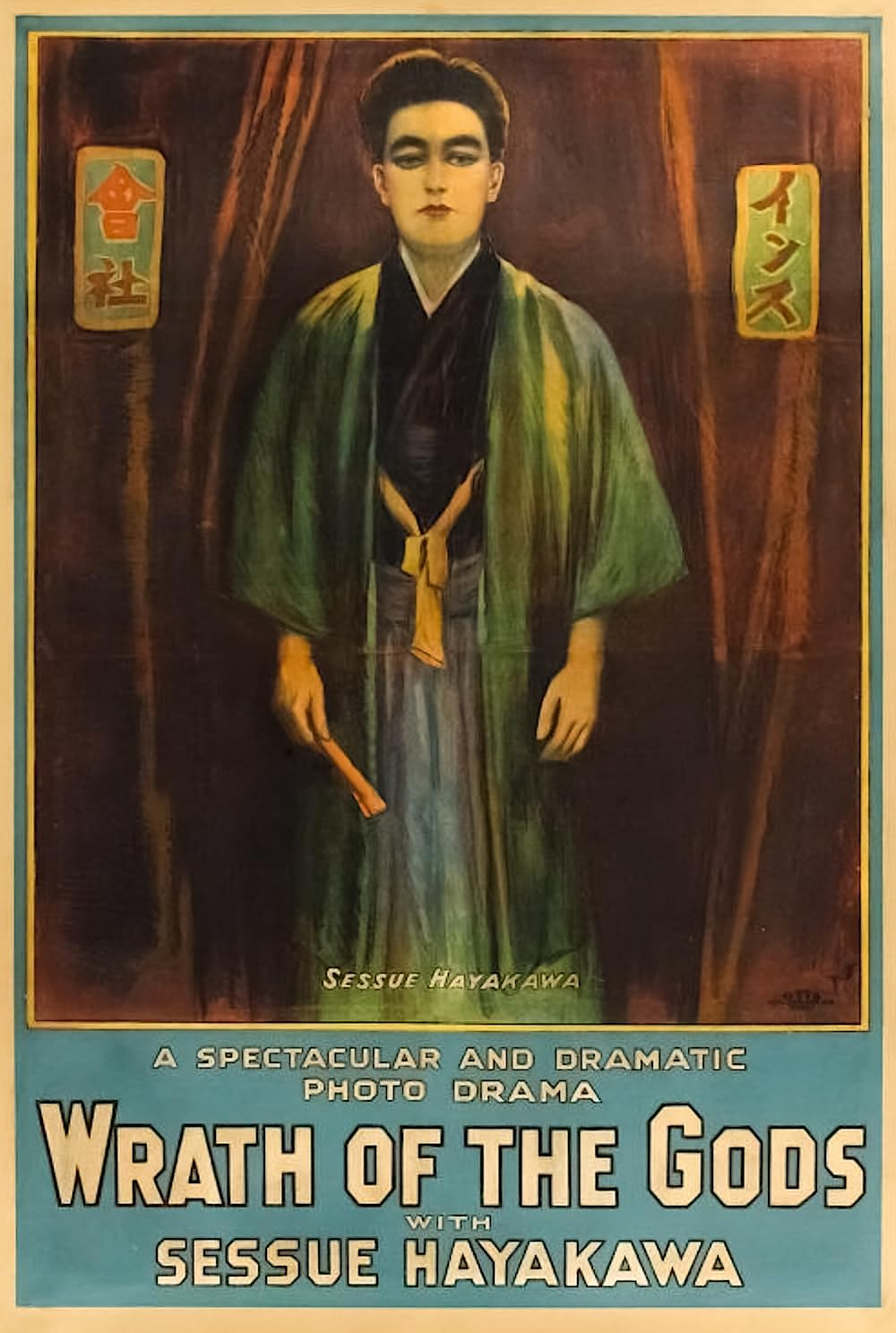
『火の海』（1914年）のポスター。

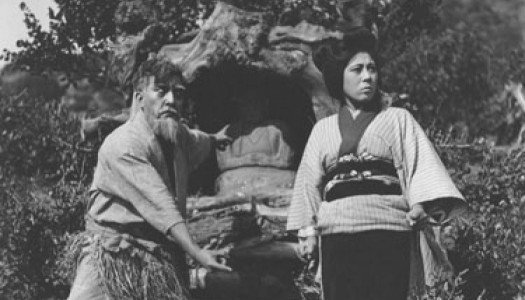
雪洲と青木鶴子『火の海』（1914年）

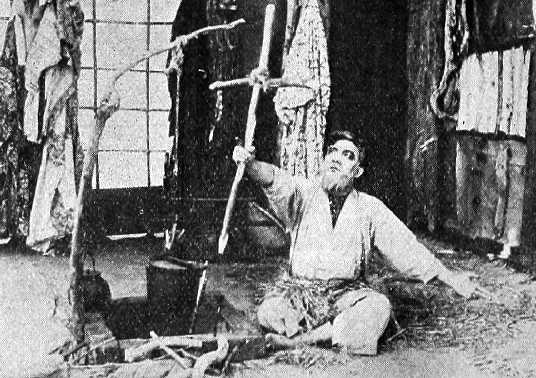
ヤマキ男爵を演じる雪洲『火の海』（1914年）

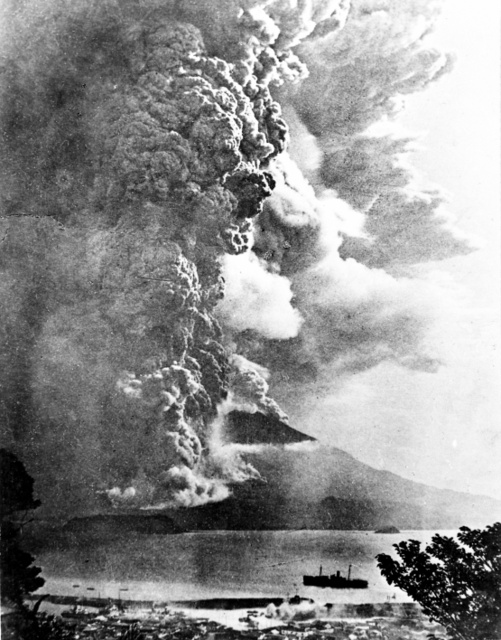
1914年1月の桜島の大正大噴火の様子。

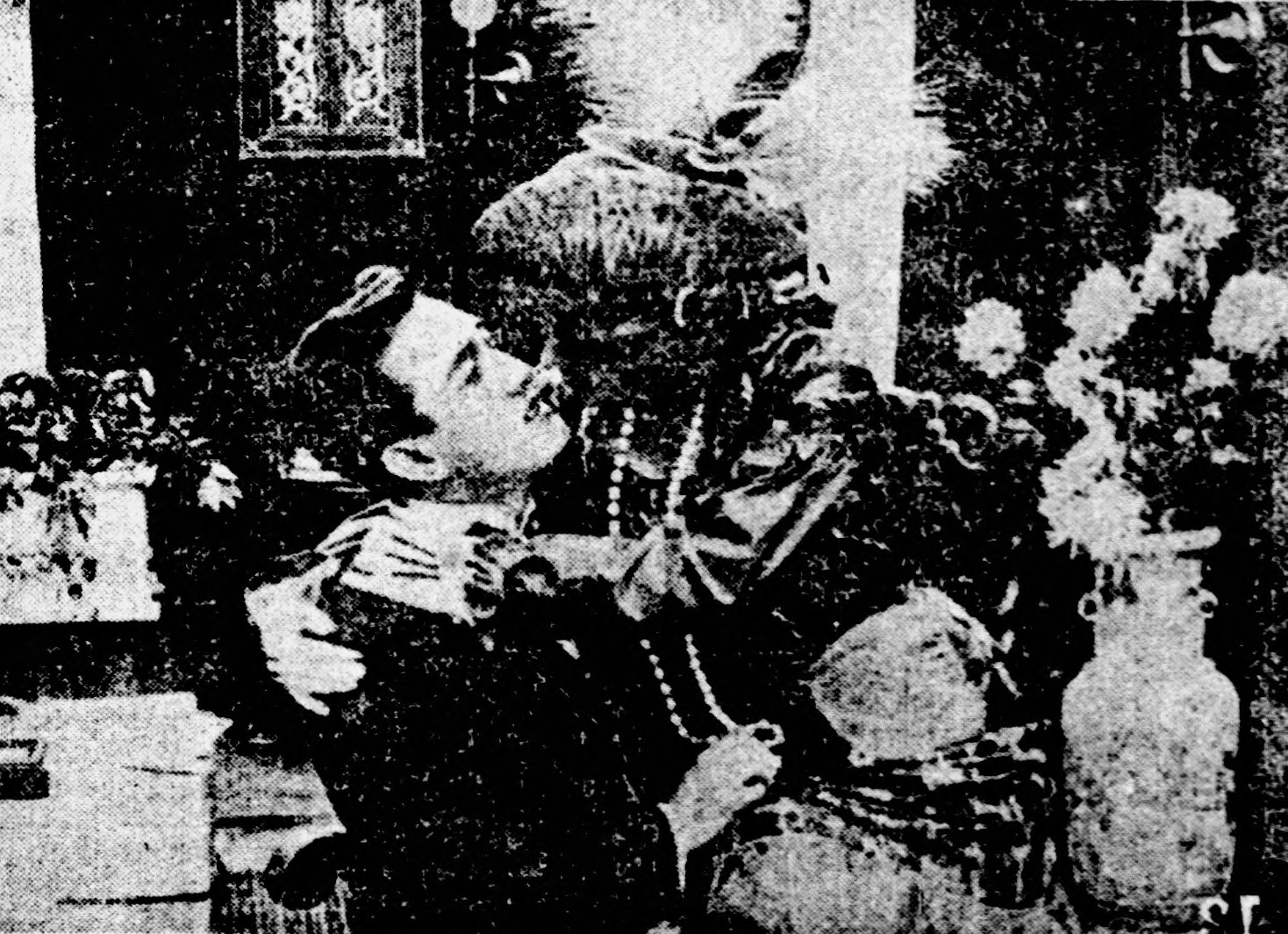
雪洲とグラディス・ブロックウェル『タイフーン』（1914年）

雪洲の最初の長編映画出演作は、桜島の大正大噴火を題材にした『火の海』（1914年）である。この作品では鶴子演じるヒロインの父親を演じ、当時のアジア人俳優の中で最も高額の週500ドルのギャラが支払われた。インスが映画化を提案した『タイフーン』（別表記『颱風』〈タイフーン〉）（1914年）は、雪洲の2本目の長編映画として作られ、かつ雪洲の映画初主演作となった。中川によると、製作順では『セレクト・シン』（1914年）が実質的な雪洲の主演第1作であるが、興行的に成功するかどうか不安だったため、『タイフーン』のあとに公開されたという。『タイフーン』は興行的成功を収め、トコラモを演じた雪洲も観客の間で大評判となり、『ミルウォーキー・ニューズ』の記事では初めて「スター」と呼ばれた。インスも高まる雪洲の人気に注目し、彼を売り出そうと主演作品を立て続けに公開した。当時の雪洲は日本人だけを演じたわけではなく、『ラスト・オブ・ザ・ライン』（1914年）でスー族の酋長の息子を演じるなど、何本かの作品でインディアン役で出演している。

#### 『チート』での人気と批判

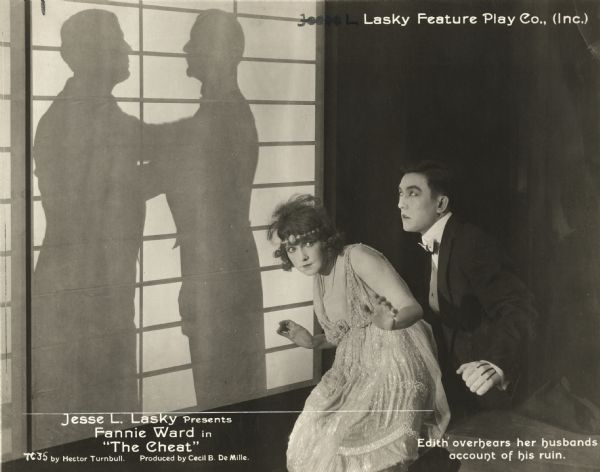
『チート』（1915年）でヒシュル・トリを演じた雪洲と、彼に焼印を当てられる女性を演じたファニー・ウォード。

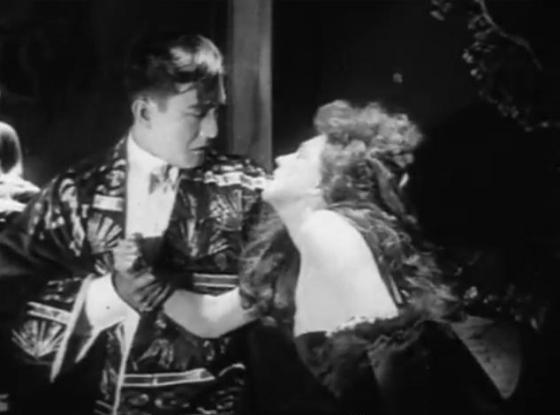
雪洲とファニー・ウォード『チート』（1915年）

パラマウント・ピクチャーズのロゴ

1915年3月、雪洲はインスとの契約が切れるとともに彼のもとを去り、配給会社のパラマウントと提携して長編映画を製作していたジェシー・L・ラスキー・フィーチャー・プレイ・カンパニー（以下、ラスキー社と表記）と4年の専属契約を結んだ。週給は1000ドルで、半年ごとに500ドルがプラスされたが、これはエッサネイ社と契約したチャールズ・チャップリンの週給1250ドルや、フェイマス・プレイヤーズ・フィルム・カンパニーと契約したメアリー・ピックフォードの週給1000ドルとほぼ同額であり、当時の名前で観客を呼べる映画俳優の週給が200ドルから300ドルだったことを考えると破格なものだった。

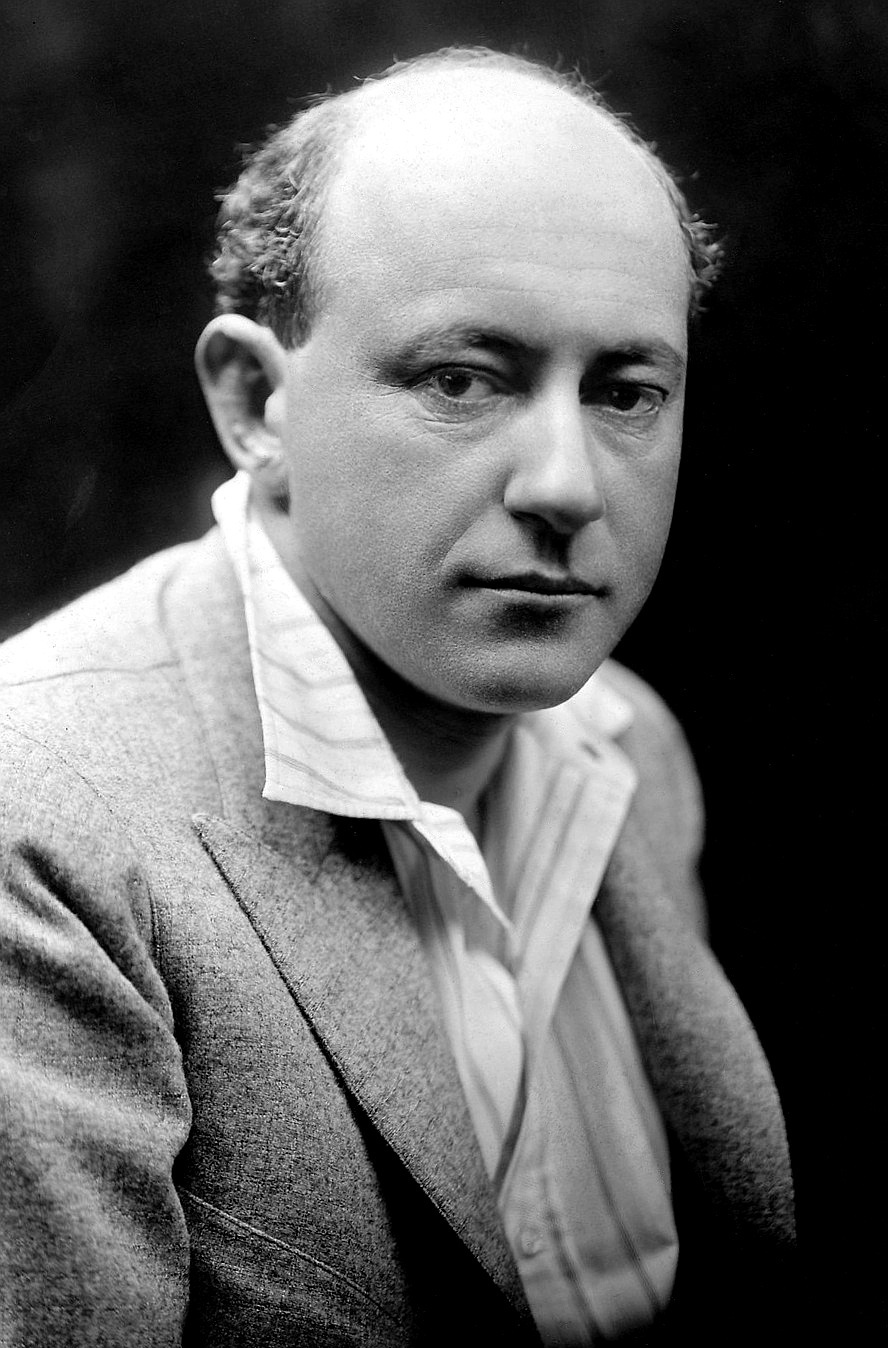
セシル・B・デミル（1920年）

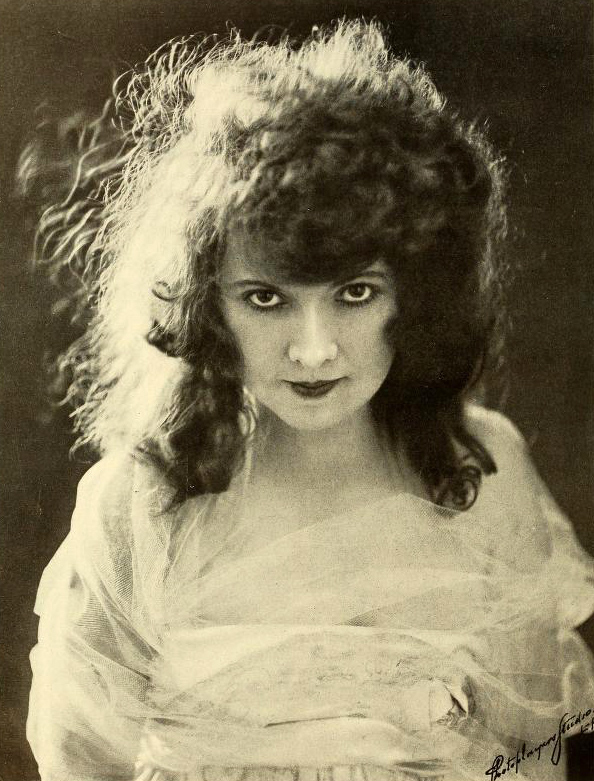
ファニー・ウォード（1917年）

ニューヨーク・タイムズのロゴ

同社で4本目の出演作となるセシル・B・デミル監督の『チート』（1915年）で、雪洲は国際的なトップランクのスターとなった。雪洲が演じたのは、プレイボーイでお金持ちの日本人美術商のヒシュル・トリで、有閑夫人を借金のカタにとり、自分の所有物である証として彼女の肌に焼きごてを押し付け、最後には白人の制裁を受けるという非道な悪役だった。雪洲は有閑夫人を演じたスターのファニー・ウォードの相手役であり、助演としての出演ではあったものの、作品はラスキー社史上最高の12万ドルの興行収入を稼ぐ大ヒットとなり、雪洲の人気は一気に高まった。とくにアメリカの白人の女性観客には、雪洲のエキゾチックな容貌や色気、残忍なキャラクターが、それまでに味わったことのない魅力となり、雪洲はたちまち女性観客から熱狂的に支持されるマチネー・アイドルとなった。雪洲の演技力も高く評価され、『ニューヨーク・タイムズ』は「ウォードは偉大な女優となるためには、悪役を演じた日本人男優（雪洲）をよく観察すべきだ」と述べた。

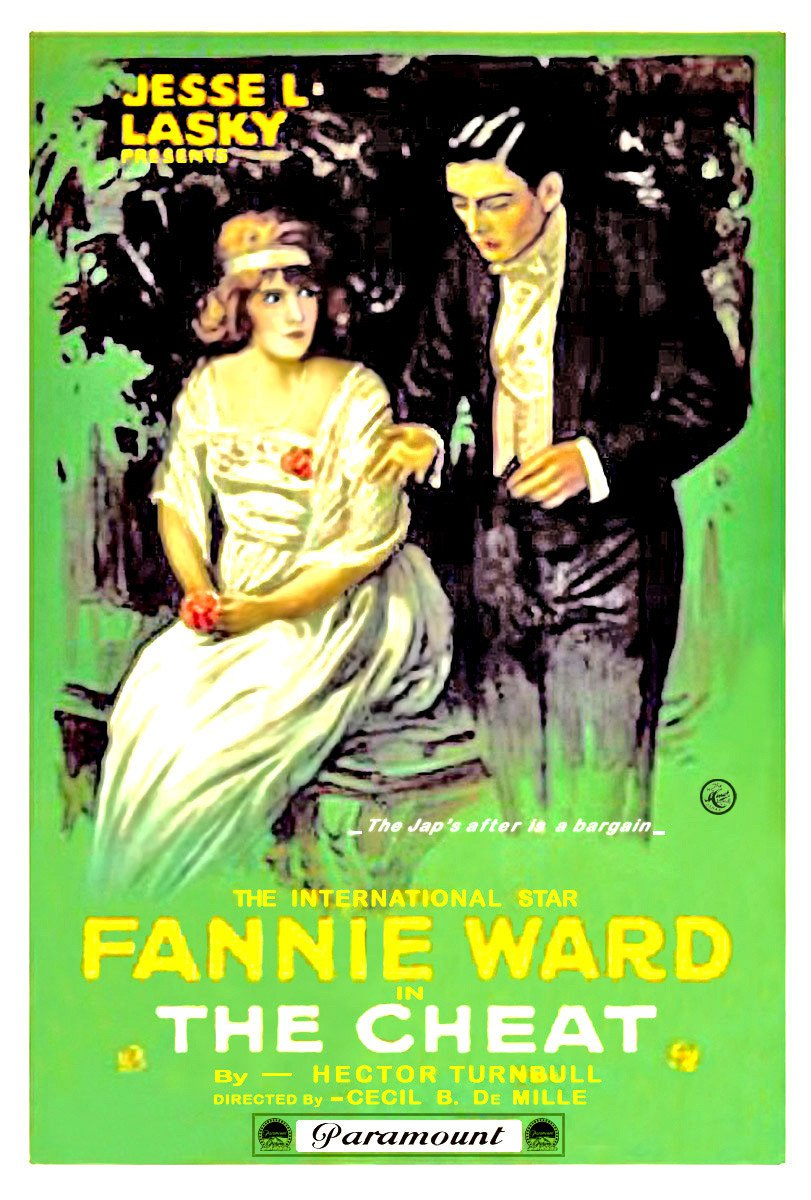
『チート』（1915年）のポスター。

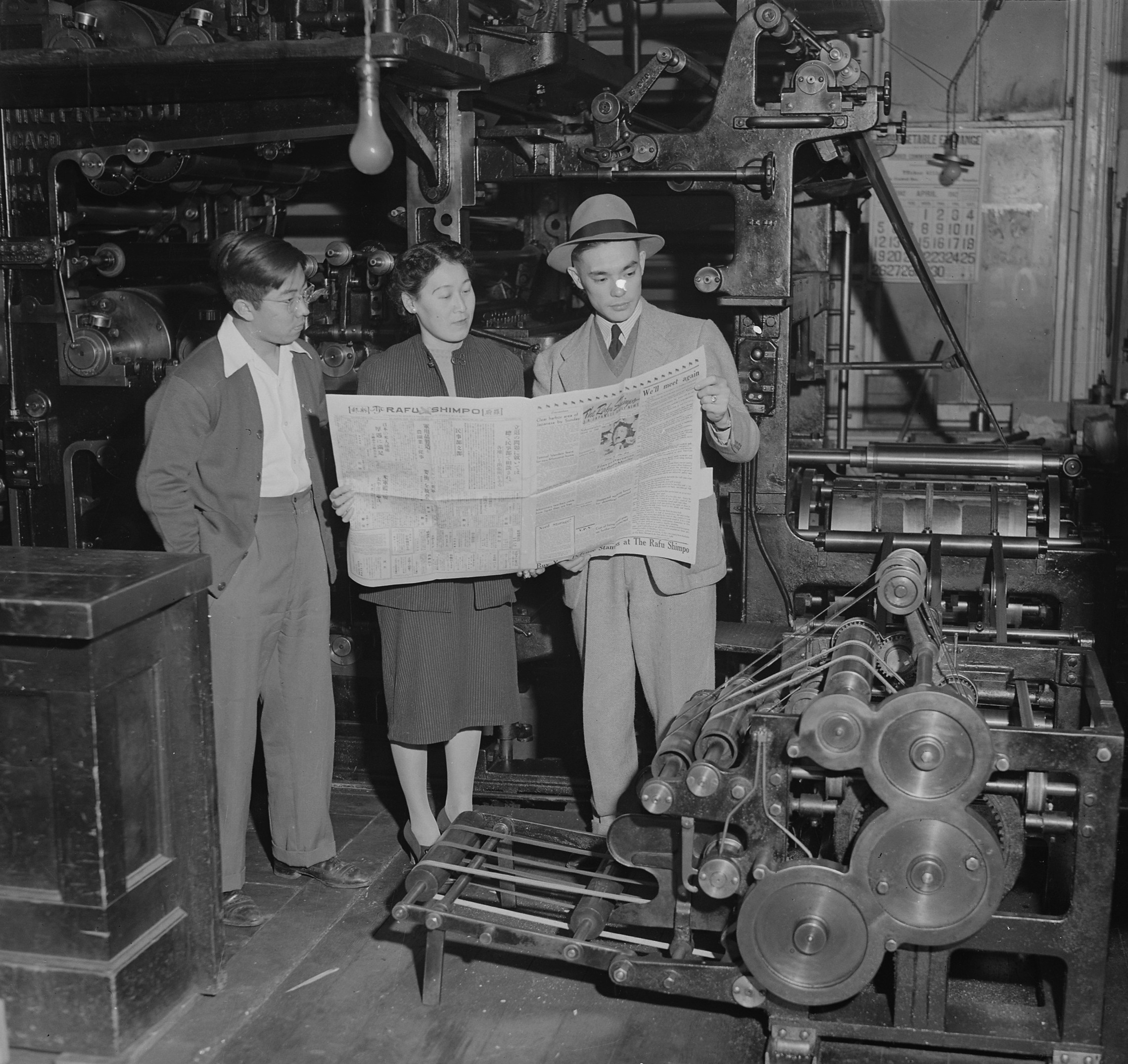
刷りたての羅府新報を読む人たち（1942年）。

しかし、『チート』は日系アメリカ人社会で大きな物議を醸し、残忍な日本人として描かれる雪洲の役柄が不正確であると非難された。当時のアメリカでは黄禍論が浸透し、アメリカ人にとって日本は曖昧な不安や脅威の対象と思われていた。とくに西海岸では排日運動が高まりつつあり、1913年にはカリフォルニア州で日本人の土地所有を禁じる外国人土地法が制定された。そんな背景があり、排日ムードにさらされている日系人は、『チート』を白人たちの反日感情を助長する「排日映画」と見なし、以前よりも差別排斥が酷くなることを懸念した。『羅府新報』は12月24日付けの記事で、雪洲を「排日俳優」「売国奴」と呼び、26日付けの記事では「在米同胞が常に米国社会に親和しようと努力しているのに、早川は臆面もなくこれを破壊した」と批判した。雪洲は27日にロサンゼルスの日本人会に出頭して聴取を受け、29日付けの『羅府新報』に次のような謝罪広告を発表した。
過般当市ブロードウェー、タレー座において興行せし芸題『チート』の映画ははからずとも在留同胞諸君の感情を害したるは小生の衷心遺憾とするところに有之候。今後はじゅうぶん注意をはらい、ふたたび累を同胞社会におよぼすなからんことを期すべく候。

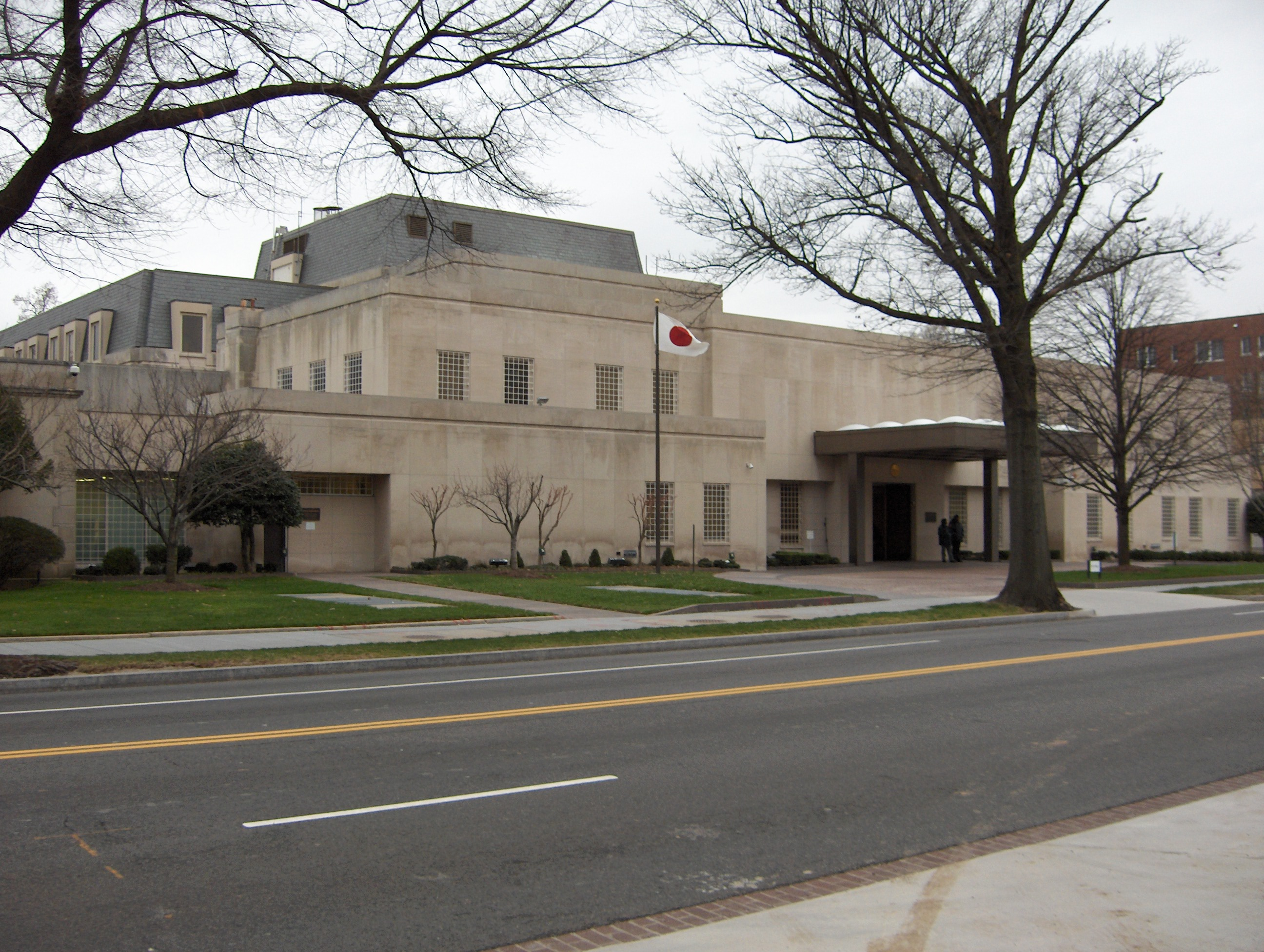
在アメリカ合衆国日本国大使館

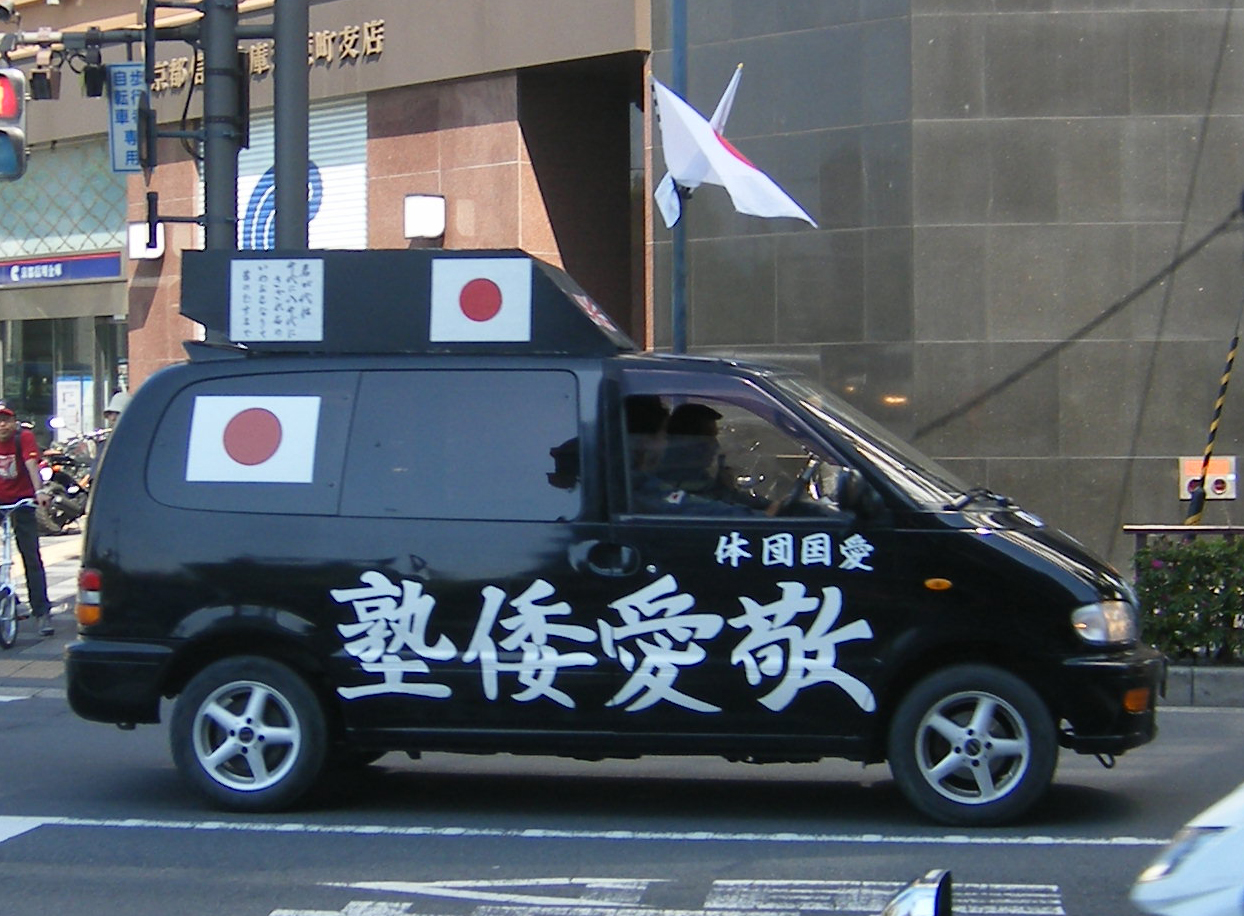
日本の右翼の街宣車の例（2006年）

それでも波紋は収まらず、白人不良青年団や悪童による日本人迫害や、白人雇い主による日本人の解雇などが続き、アメリカ各地では日本人会を中心とする上映中止運動が広がった。ハリウッドで活躍した俳優の関操によると、当時の全米では約30団体もの「雪洲撲殺団」が作られたという。雪洲は覚悟を決めて遺書をしたため、ロサンゼルスの自宅から撮影所までの道を、標的にならないように自動車ではなく歩いて通った。日本本国でも政府が在アメリカ合衆国日本国大使館を通じてデミルに正式に抗議し、右翼団体が雪洲を「日本人の残忍さを誇張して世界に恥をさらした売国奴」と呼ぶなどの騒ぎとなり、『チート』は国辱映画とされて国内で上映禁止となった。それ以後、雪洲は「国賊」というレッテルを貼られ続けることになり、日本からは毎日、罵倒する内容の手紙が大量に届いたが、それらは鶴子が処分していた。

#### スターダム

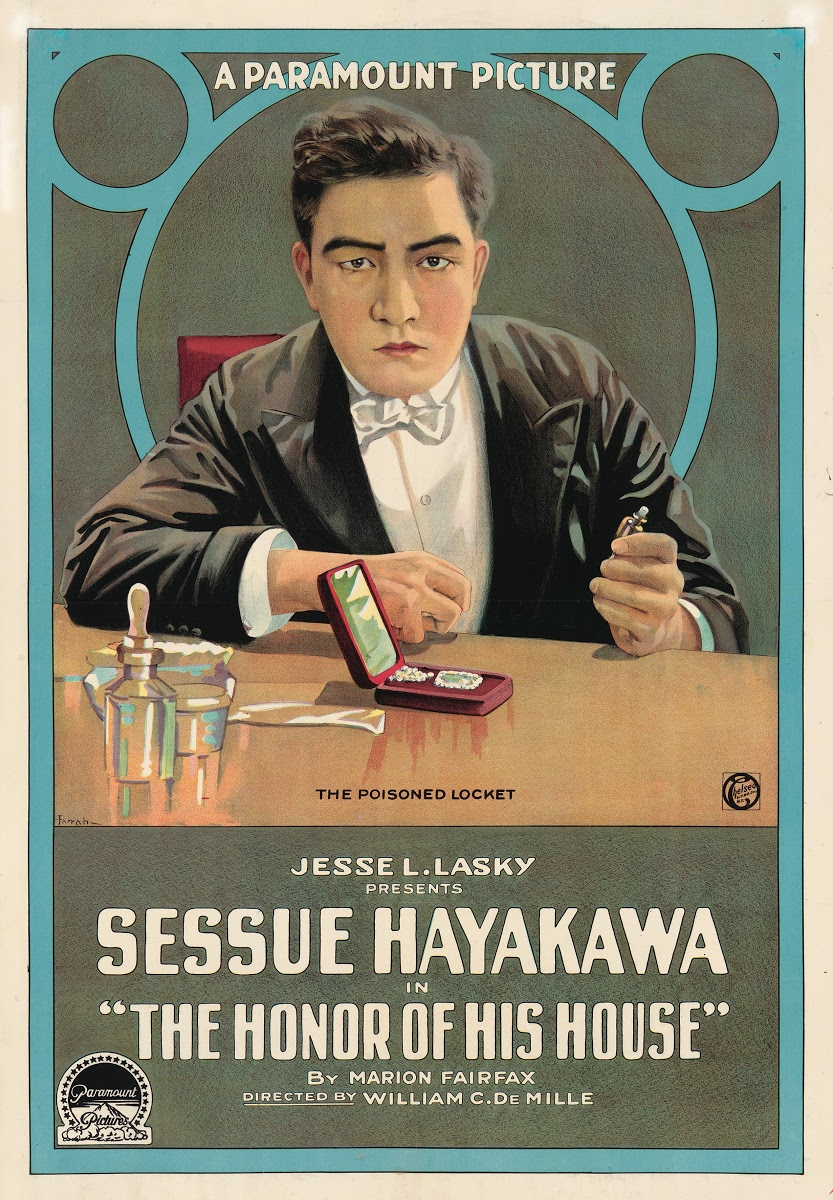
ラスキー社時代の主演作『家門の誉』（1917年）のポスター。

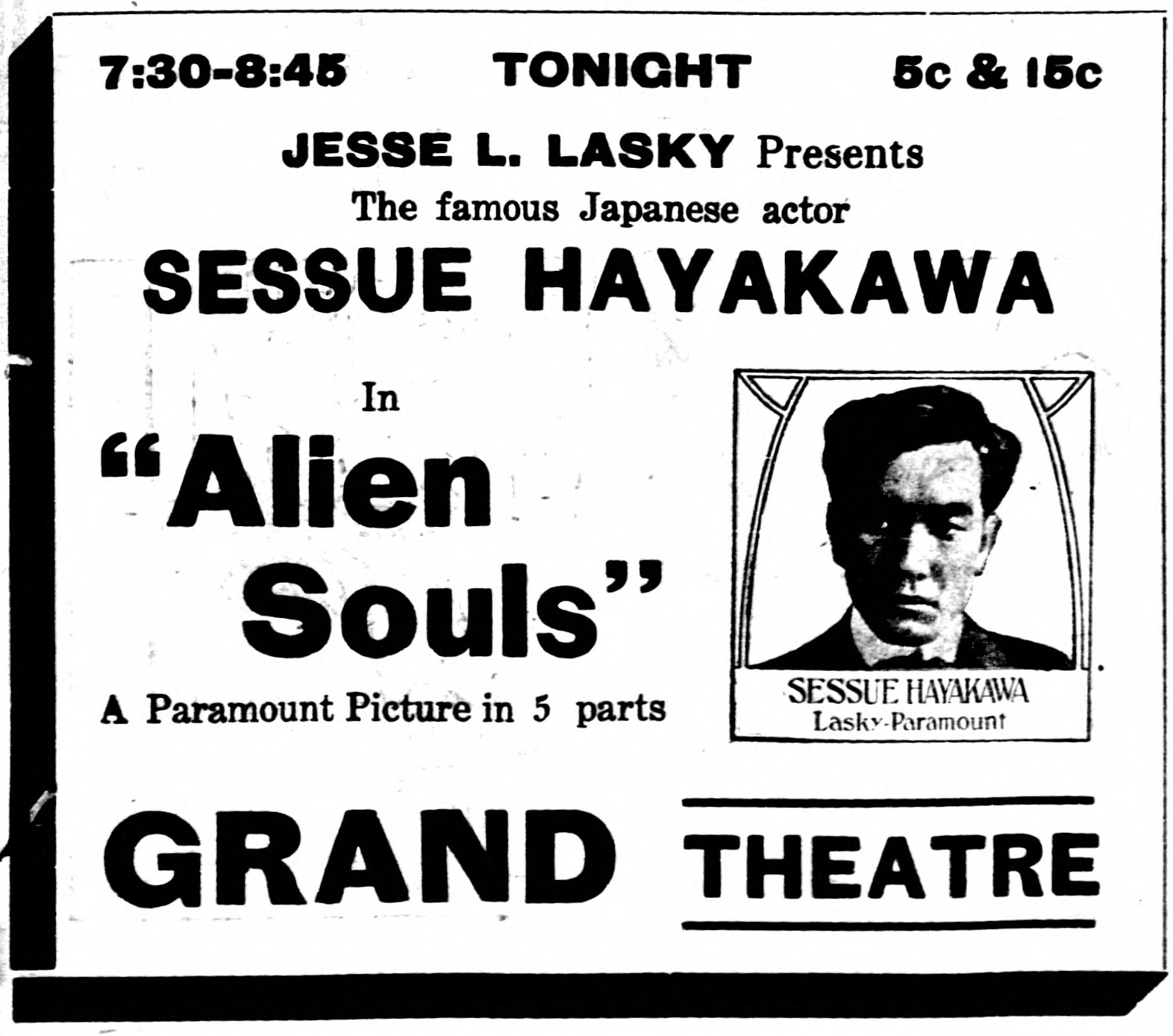
『異郷の人』（1916年）の広告。

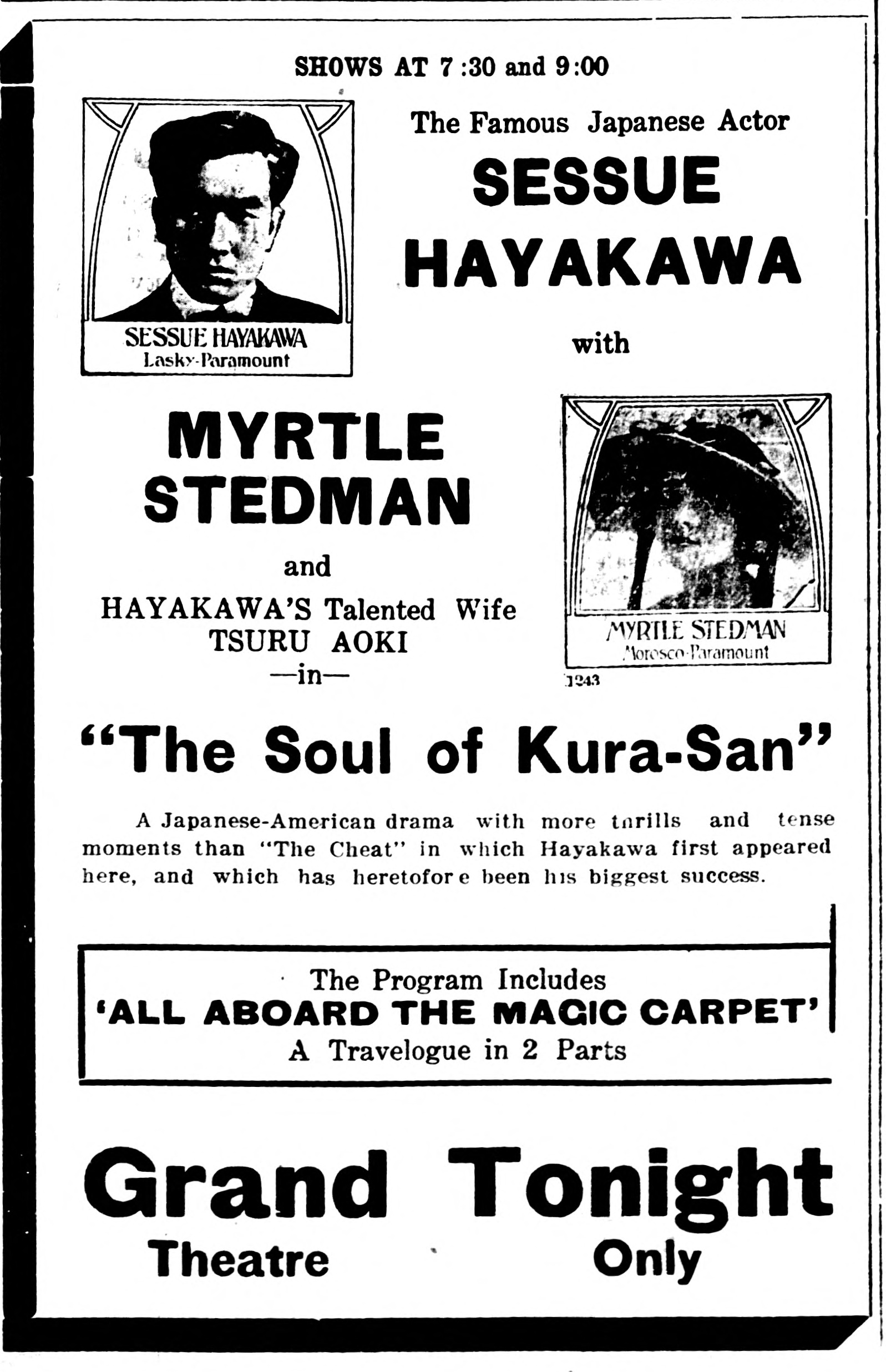
『クラさんの心』（1916年）の広告。

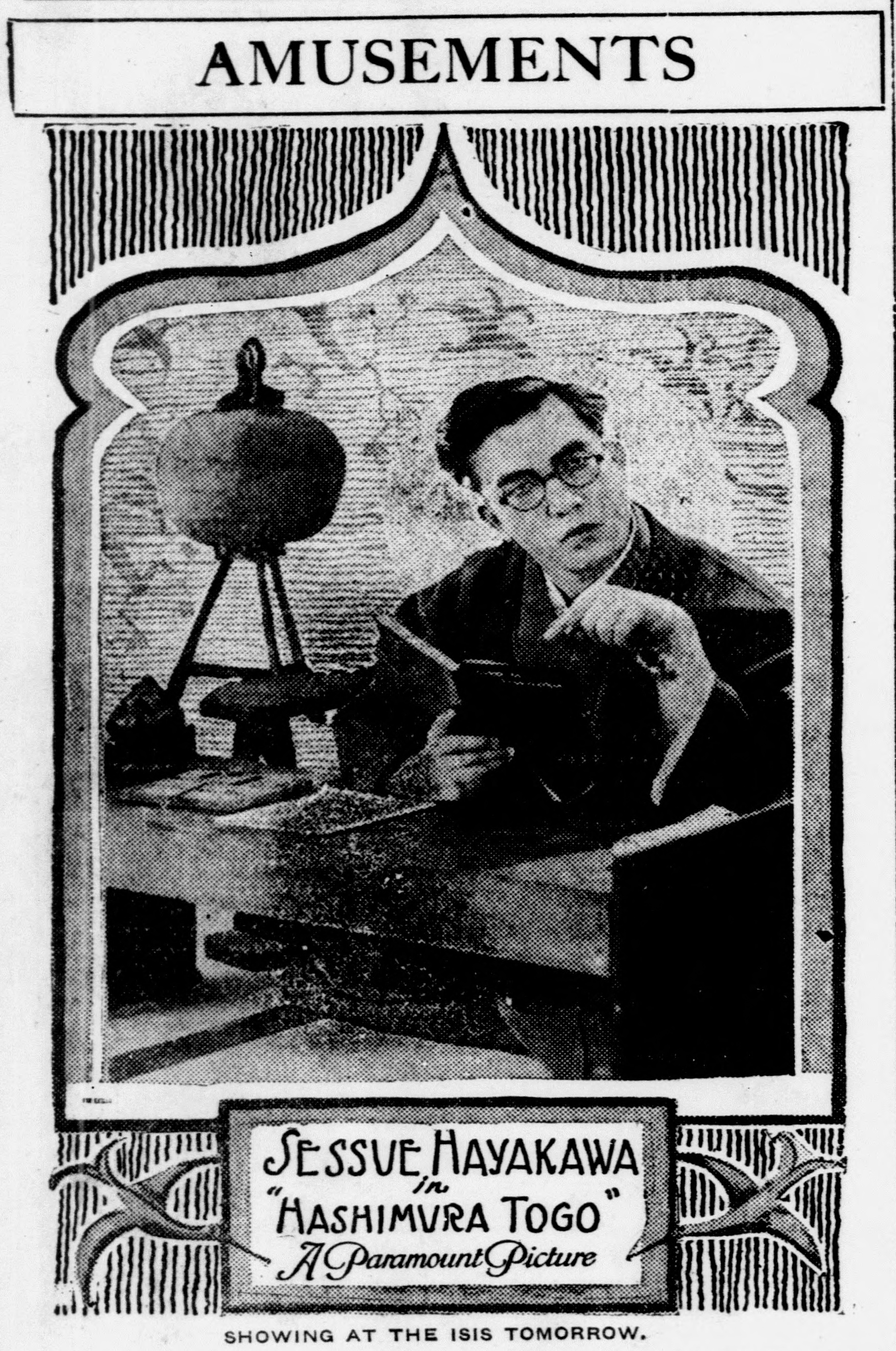
『ハシムラ東郷』（1917年）の新聞広告。

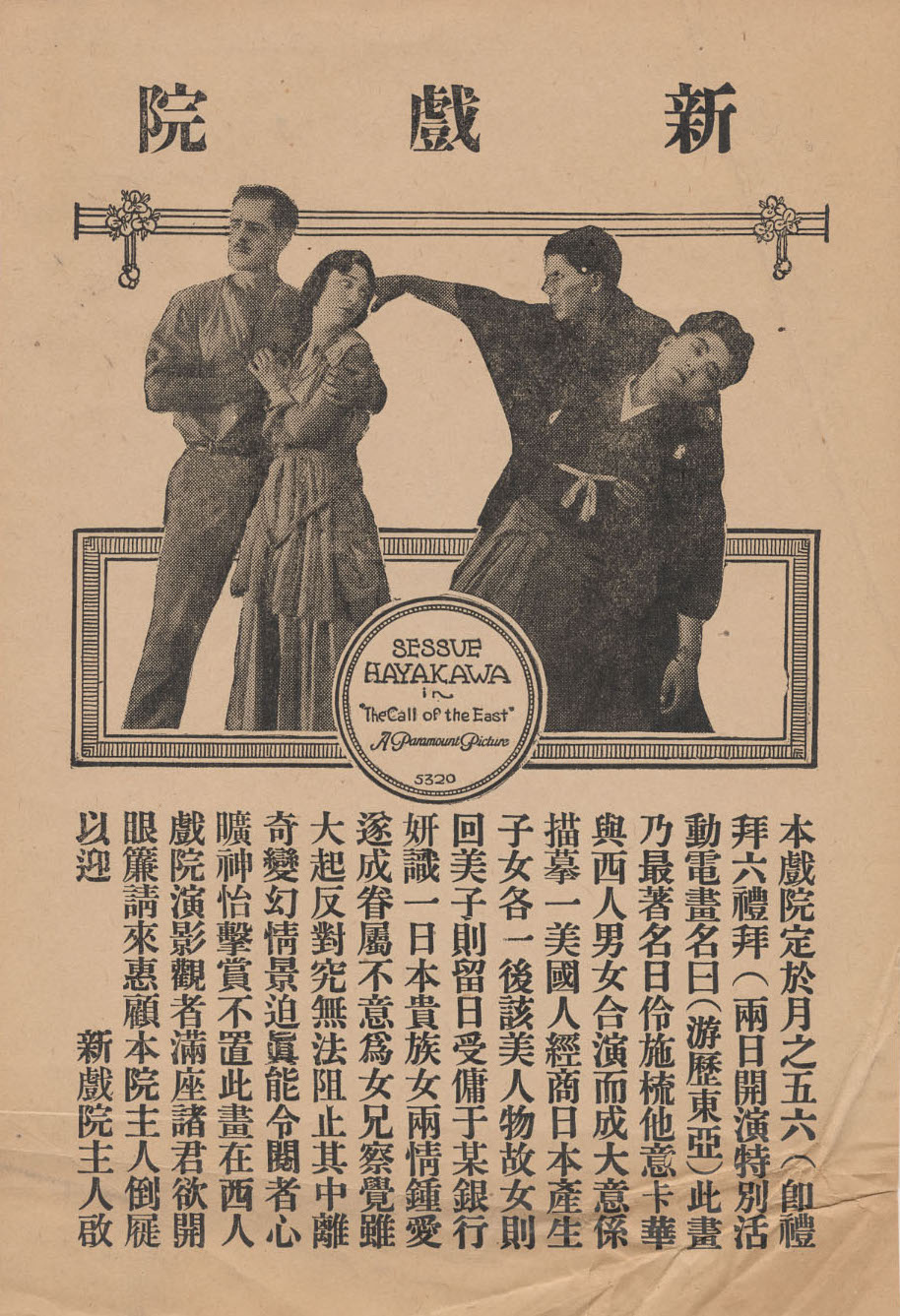
『極東の招き』（1917年）のポスター。

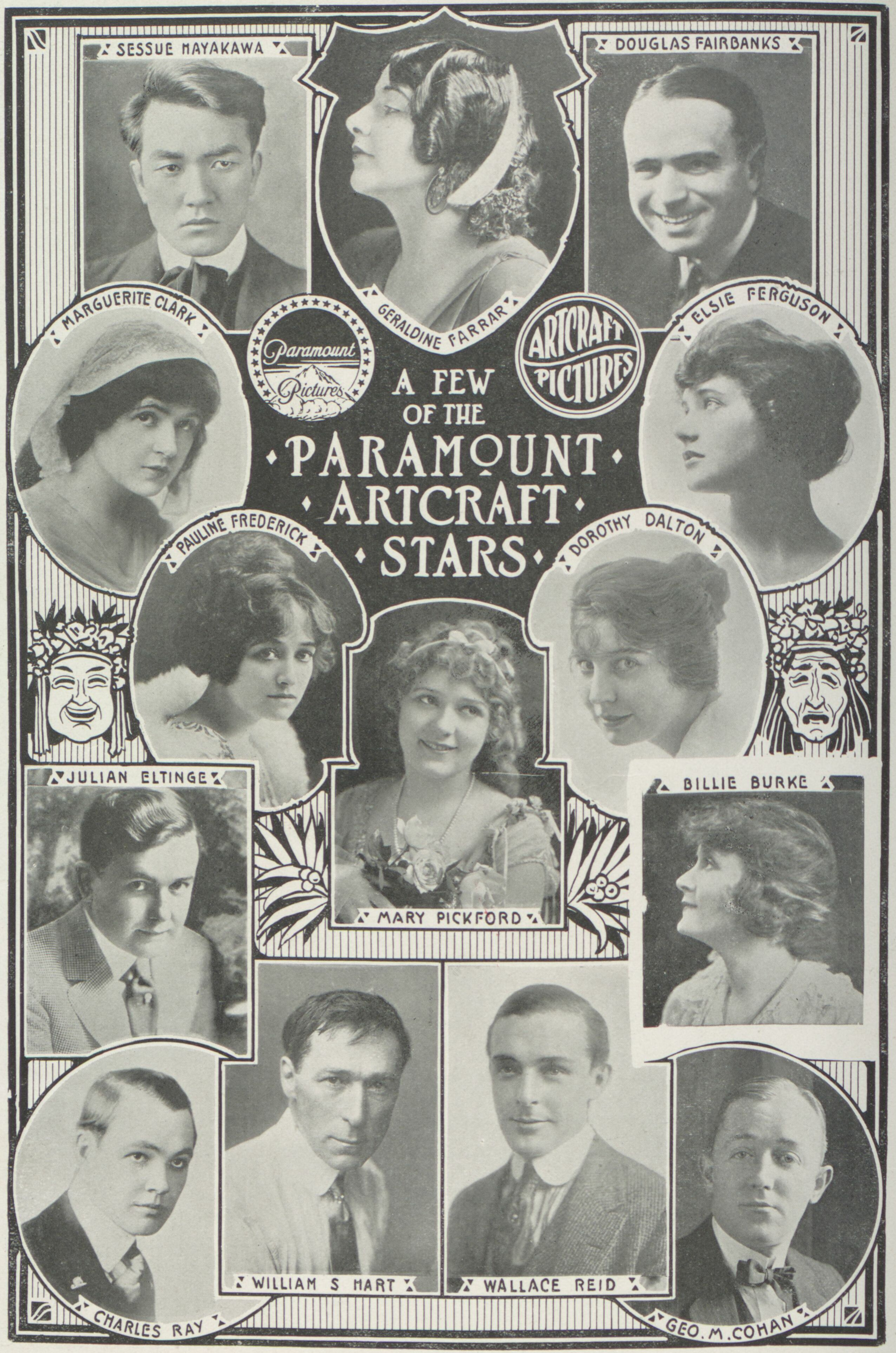
雪洲、ダグラス・フェアバンクスら「パラマウント / アートクラフトのスターたち」（1917年12月15日）

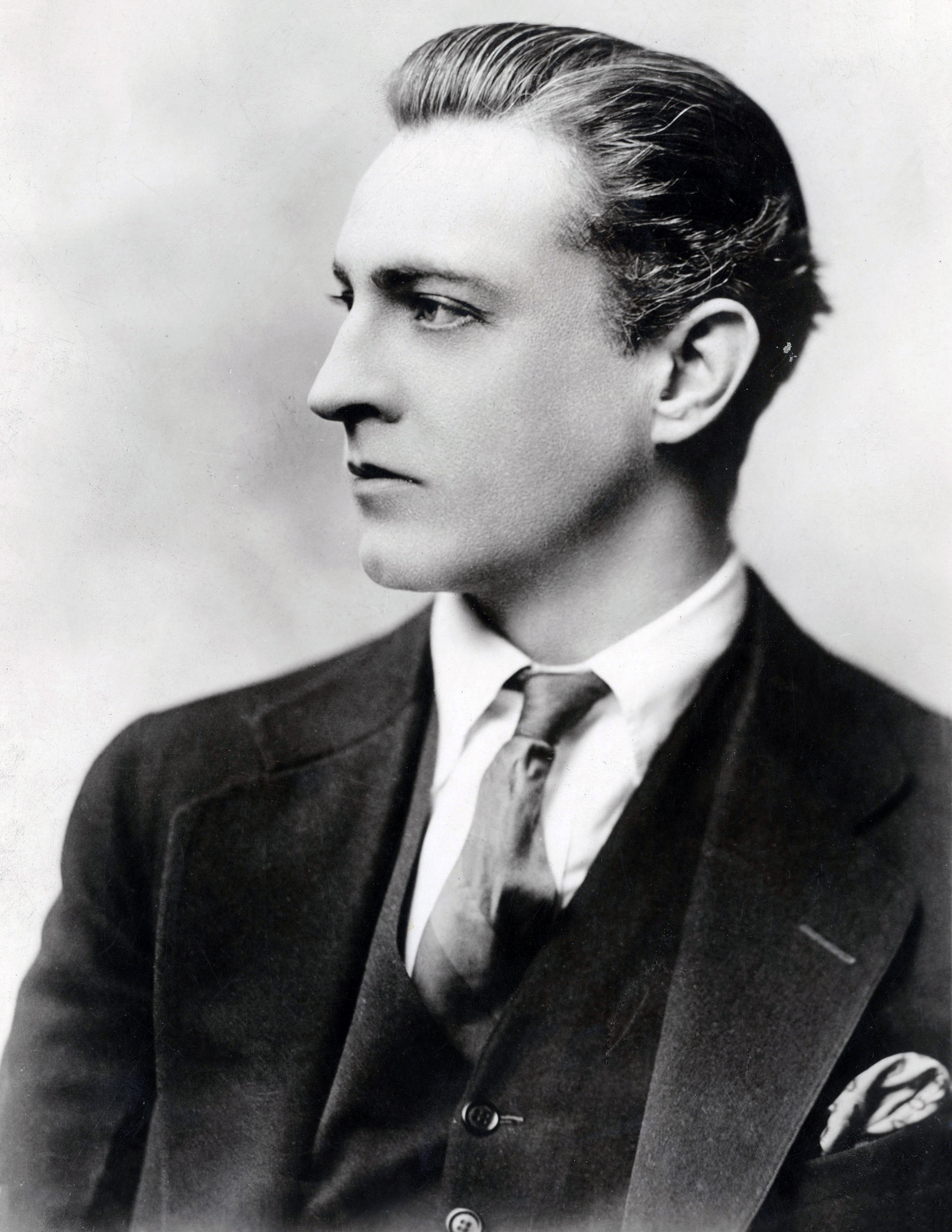
ジョン・バリモア（1918年）

ロスコー・アーバックル

雪洲はラスキー社（フェイマス・プレイヤーズ＝ラスキー）との契約のもとで、1916年に4本、 1917年に7本、1918年に5本の映画に主演し、そのうち数本で鶴子と共演した。どの作品も興行成績が良く、雪洲はダグラス・フェアバンクス、ジョン・バリモア、ロスコー・アーバックルなどと並ぶ同社のドル箱スターとなり、1917年には週給が7500ドルになった。雪洲は『チート』で築かれたイメージ、すなわち表向きには魅力的であるが、裏では白人女性を誘惑して脅威を与える悪役の日本人という役柄を、『クラさんの心』（1916年）や『極東の招き』（1917年）などの作品で演じ続けた。
その一方で、『黒人の意気』（1916年）のインドの王子、『ジャガーの爪』（1917年）のメキシコの山賊など、日本人以外のさまざまな非白人も演じた。

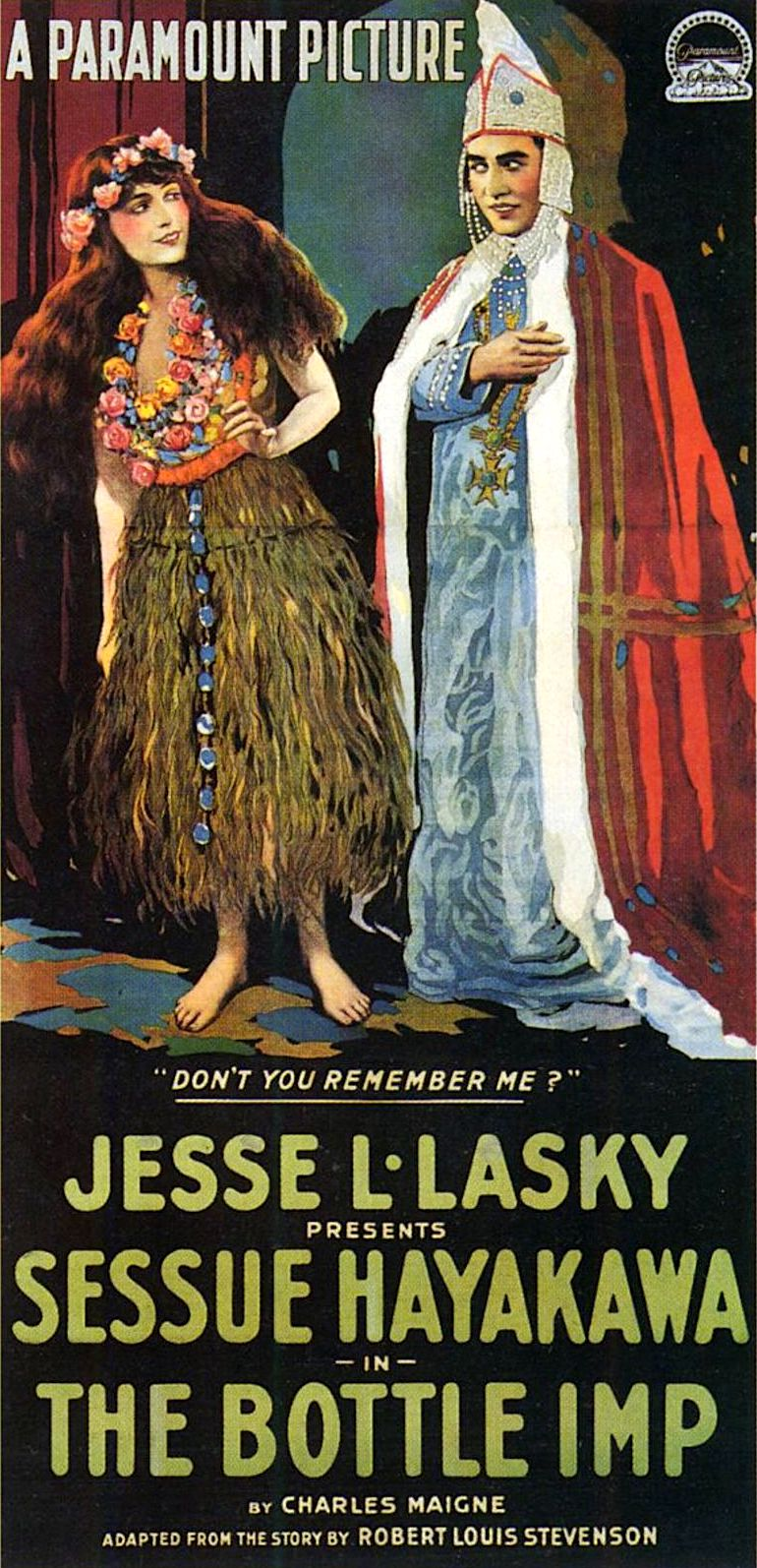
『徳利の鬼』（1917年）のポスター。

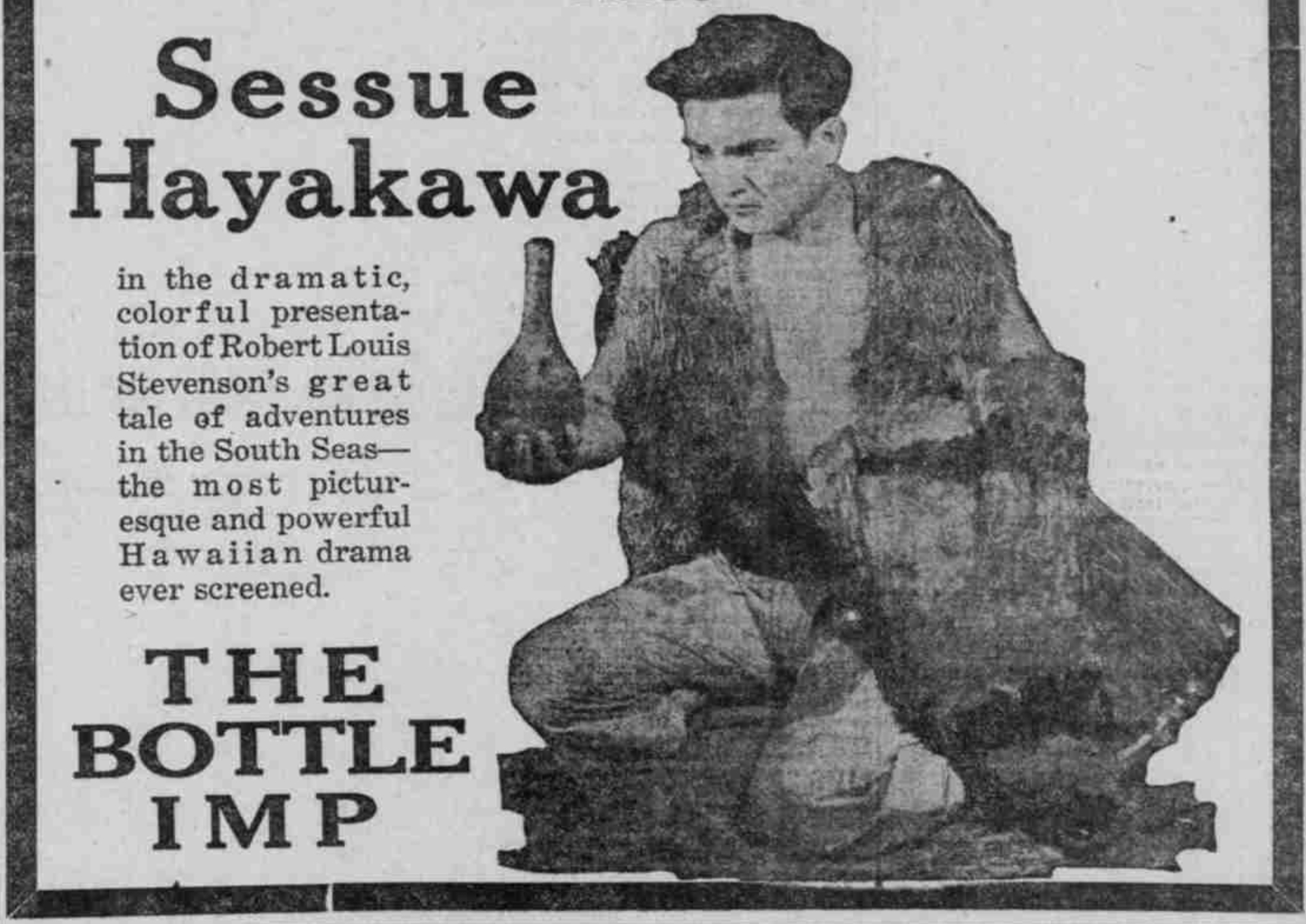
『徳利の鬼』（1917年）の広告。

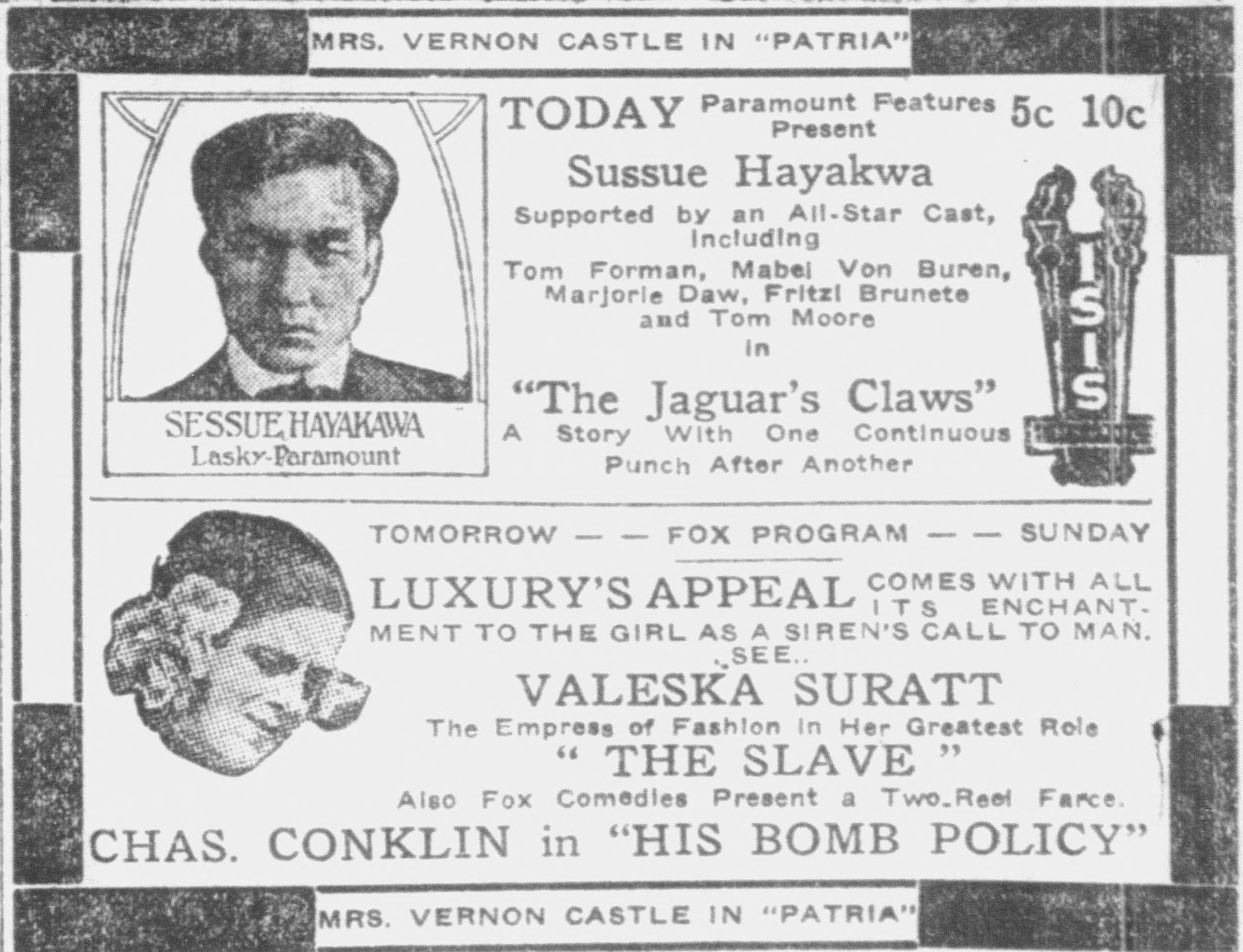
『ジャガーの爪』（1917年）の広告（上）。

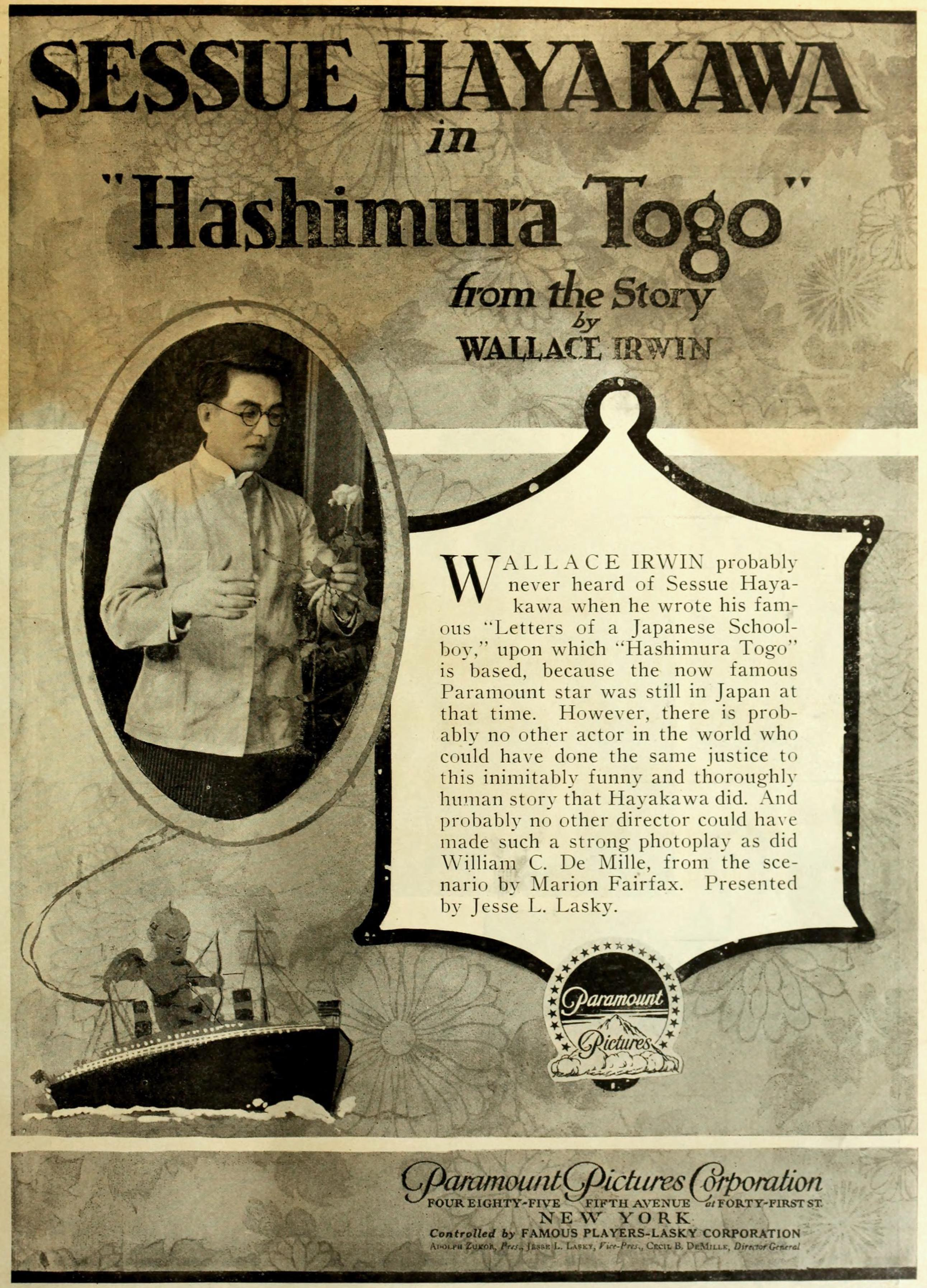
『ハシムラ東郷』（1917年）のポスター。

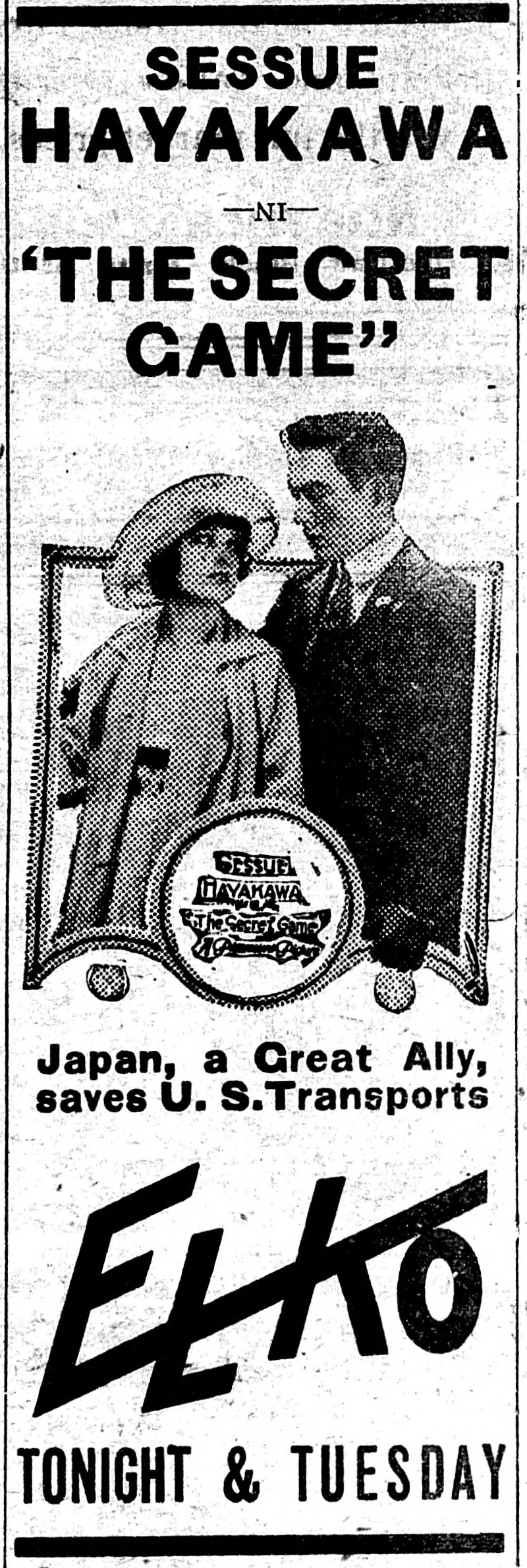
『シークレット・ゲーム』（1917年）の新聞広告。

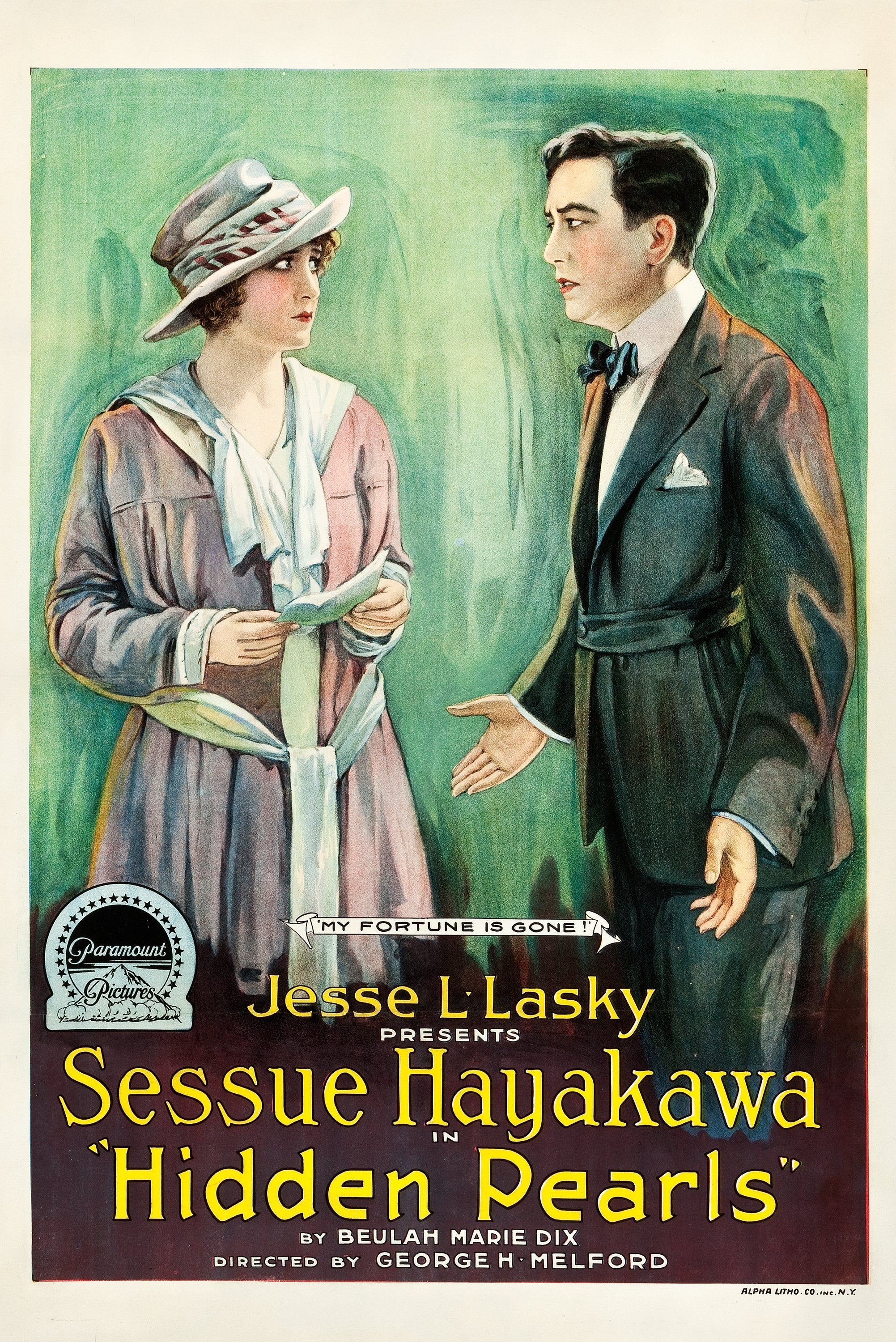
『隠されたる真珠』（1918年）のポスター。

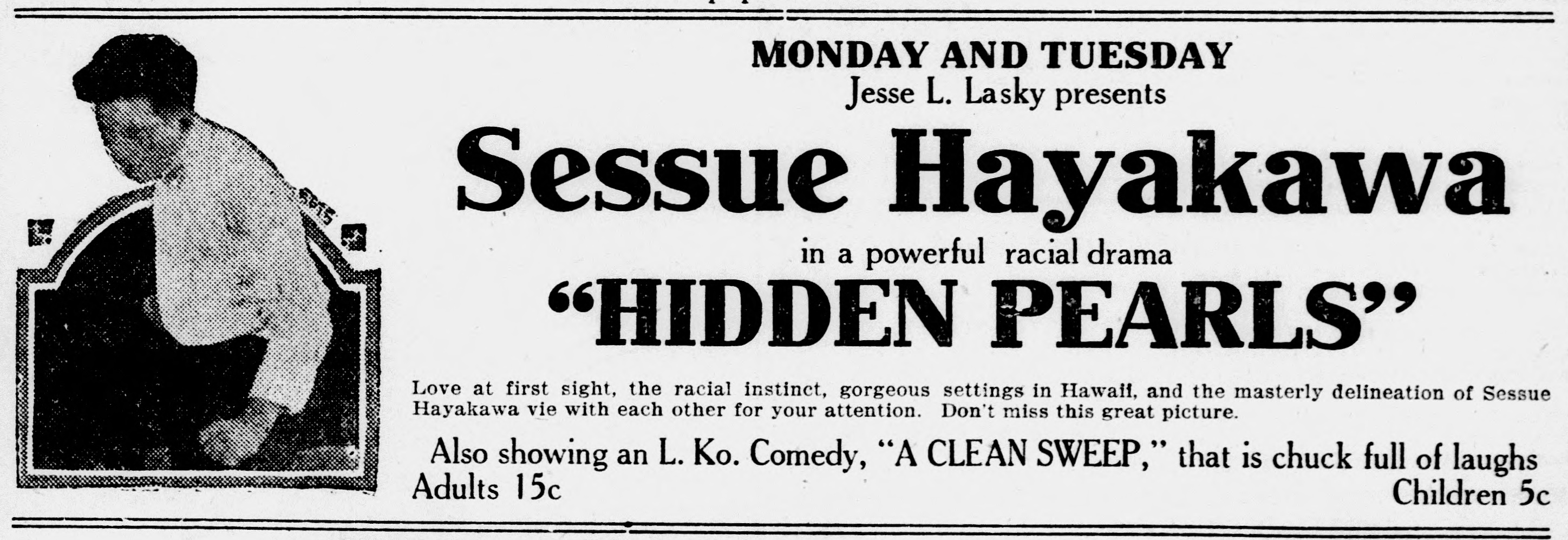
『隠されたる真珠』（1918年）の広告。

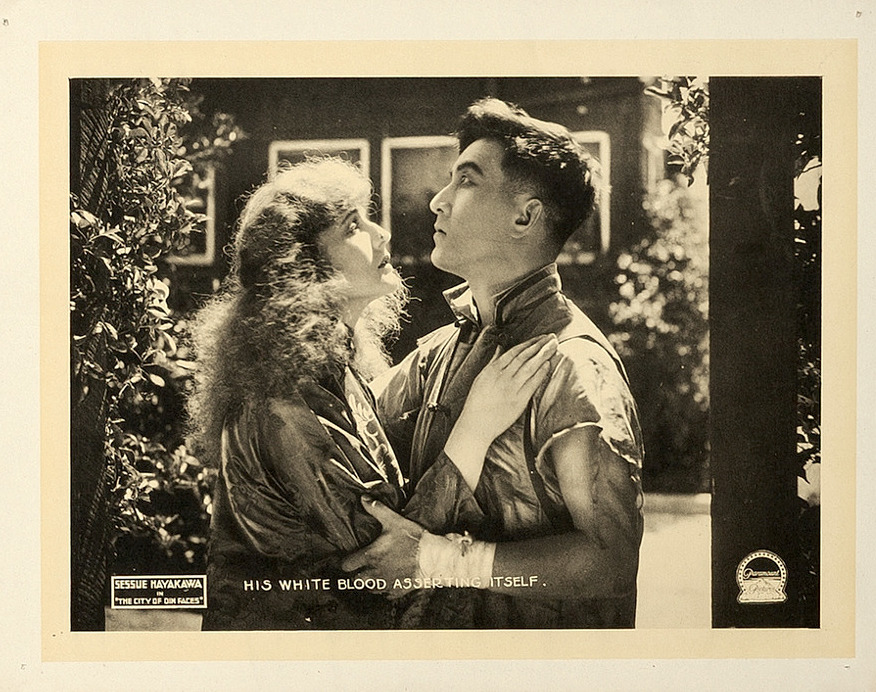
ドリス・ポーンと、中国人役の雪洲『朧ろなる町』（1918年）ロビーカード

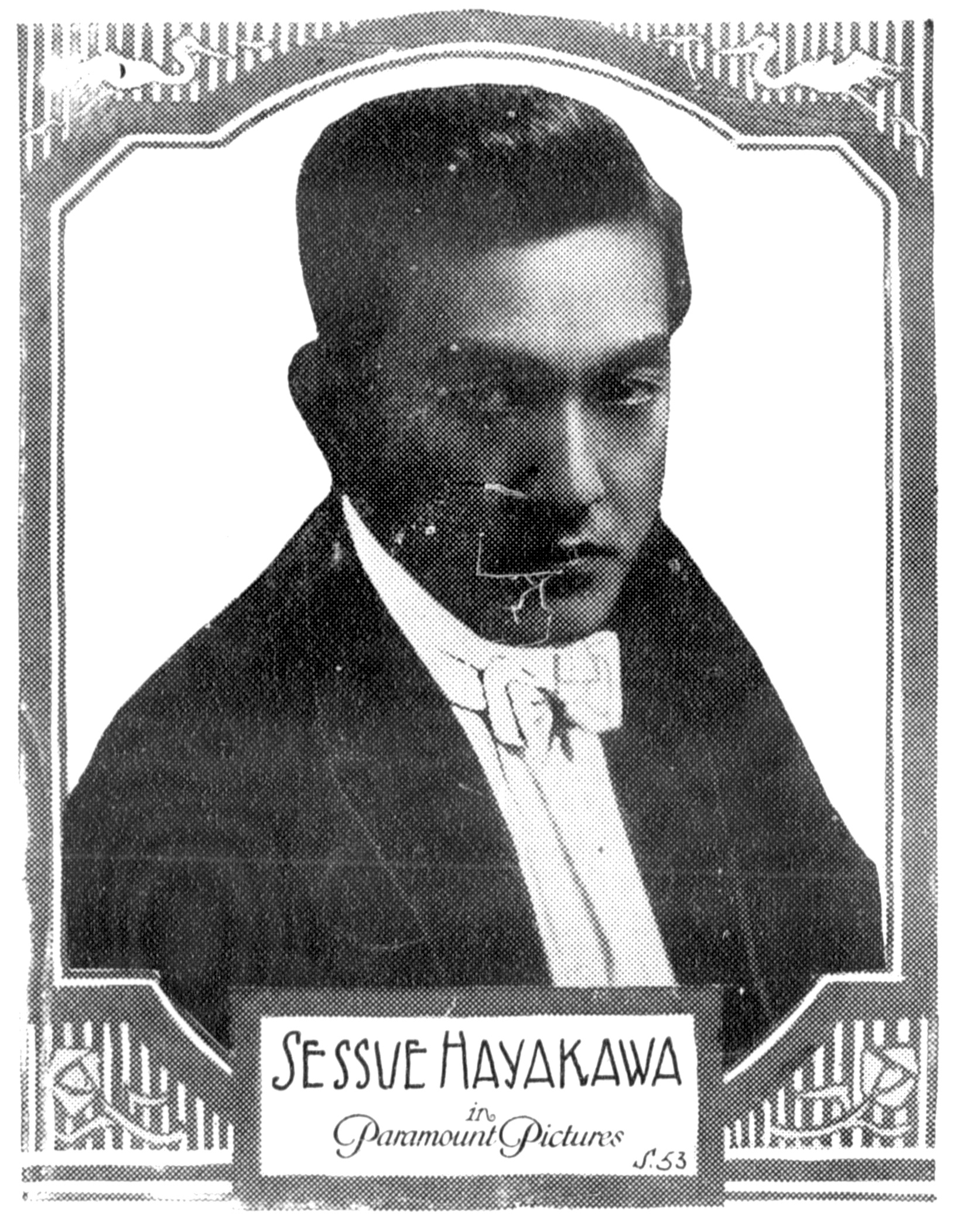
1917年の雪洲。

しかし、雪洲を含むハリウッドの日本人俳優は、しばしば排日映画と見なされる作品に出演して日系人の非難の的となった。1917年9月18日には「白人俳優に伍して劣らざる地位を保ち、排日映画を防止する事」という趣旨のもとで「日本人活動写真俳優組合」を設立し、雪洲が理事長に就任した。この団体は、1914年12月に雪洲が声をかけて結成した「日本人活動俳優倶楽部」を改組したもので、50人以上の組合員が在籍する有力団体となった。理事長の雪洲は、日本人俳優の生活の安定を支えるために惜しみなく支援した。当時のエキストラの日当は平均2、3ドルで、アメリカ人のエキストラでさえもそれで満足していたが、雪洲は「日本人エキストラは全員日給を5ドルにせよ」と賃上げ運動を呼びかけ、交渉を成立させたこともあった。

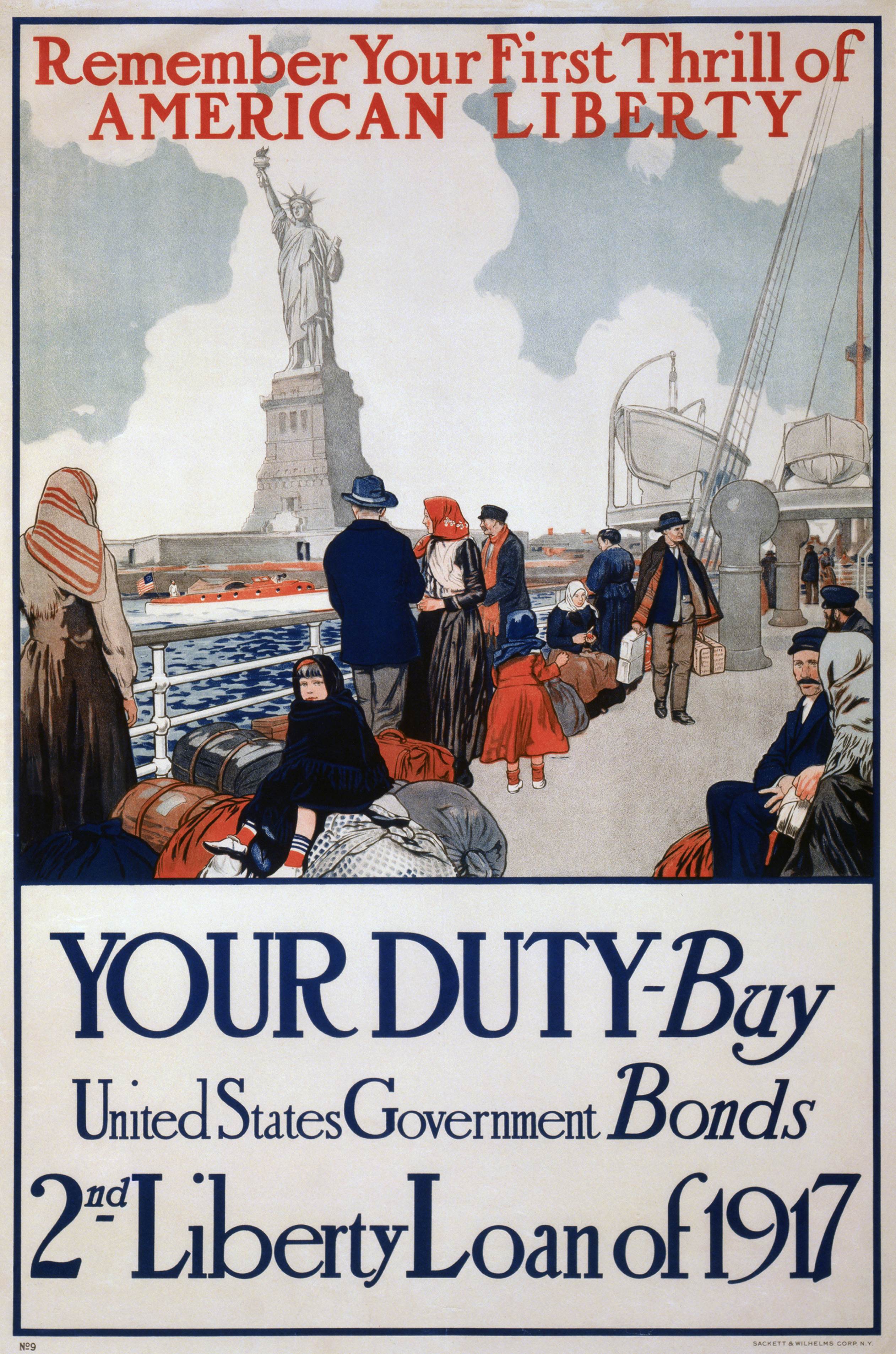
自由公債を宣伝するポスター。（1917年）

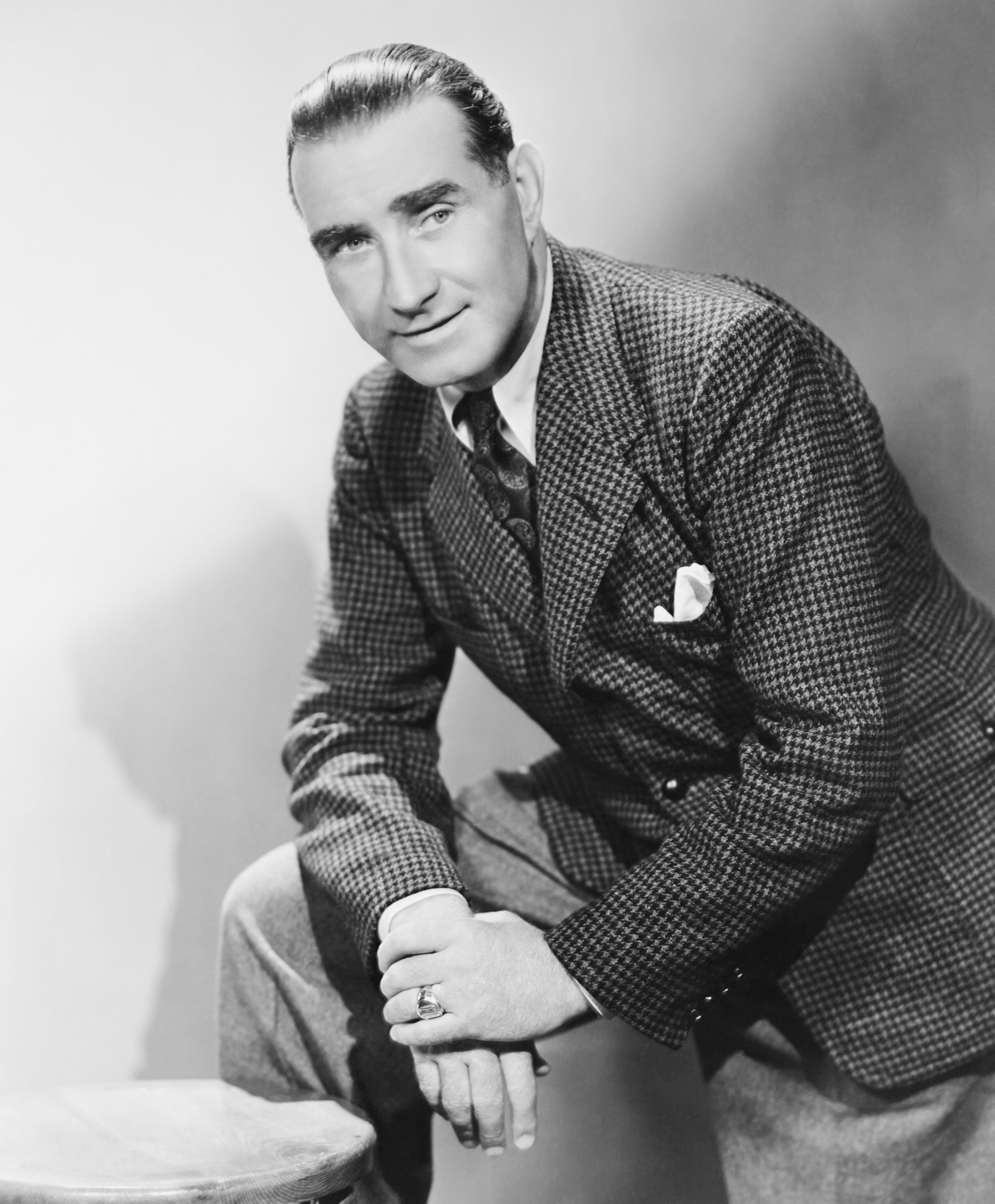
フランク・ロイド（1939年）

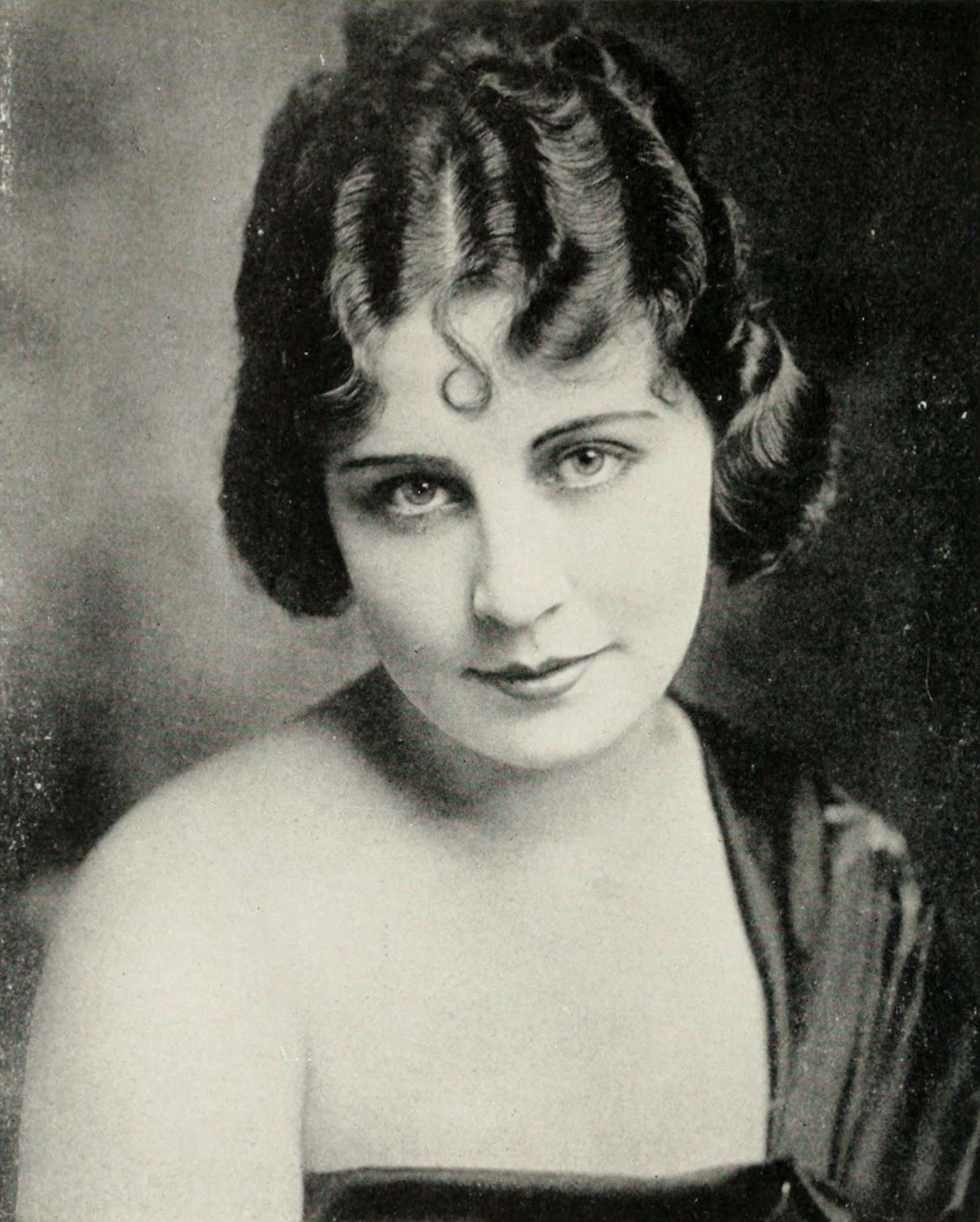
ドロシー・ダルトン（1920年）

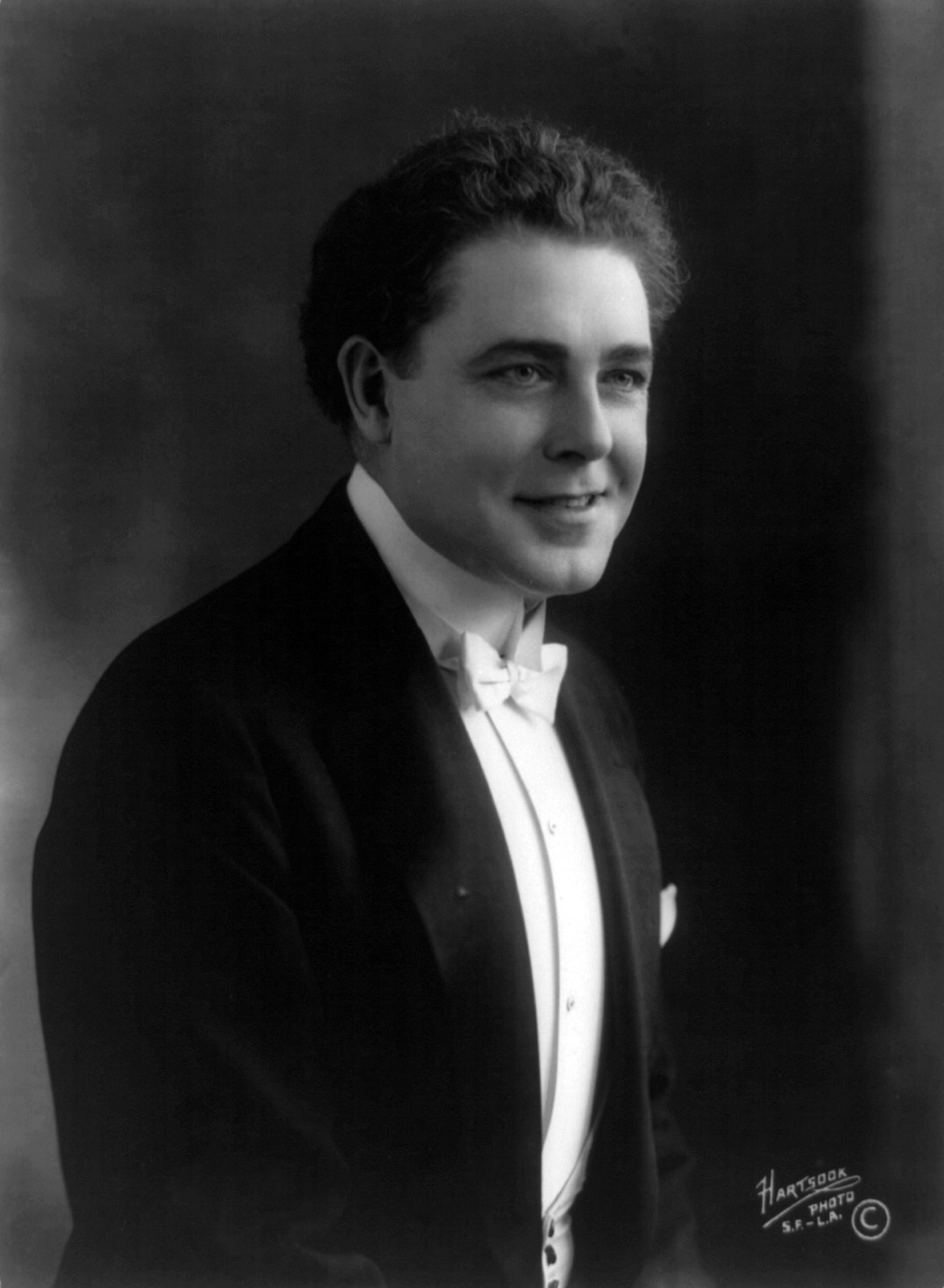
ウィリアム・ファーナム（1917年）

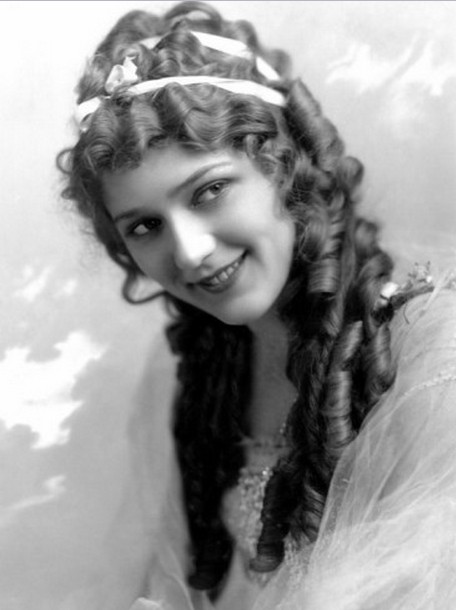
メアリー・ピックフォード（1918年）

1917年、アメリカは第一次世界大戦に参戦し、政府は増大する軍事費を賄うために戦時公債（戦時国債）の自由公債を発行した。雪洲はアメリカ戦時公債発売委員に推薦され、日本人最高記録となる6万ドルもの公債を購入し、さらに友人知人にも盛んに公債の購入を勧めた。雪洲はフェアバンクスやチャップリンなどのハリウッドのスターと同じように公債購入キャンペーンに熱を入れたが、スターたちの公債売上高が公表されたこともあり、雪洲たちは競うようにして公債を売り、ハリウッドの中で2番目の売上げを記録した時があったという。1918年には公債の購入を促進するプロパガンダ映画『バンザイ』（1918年）を製作した。また同じ年にフランク・ロイド監督の短編映画『United States Fourth Liberty Loan Drive』（米国第4回自由公債運動）も製作され、ドロシー・ダルトンやウィリアム・ファーナム、メアリー・ピックフォードらと共に雪洲も出演している。

#### 自身の映画会社の立ち上げ

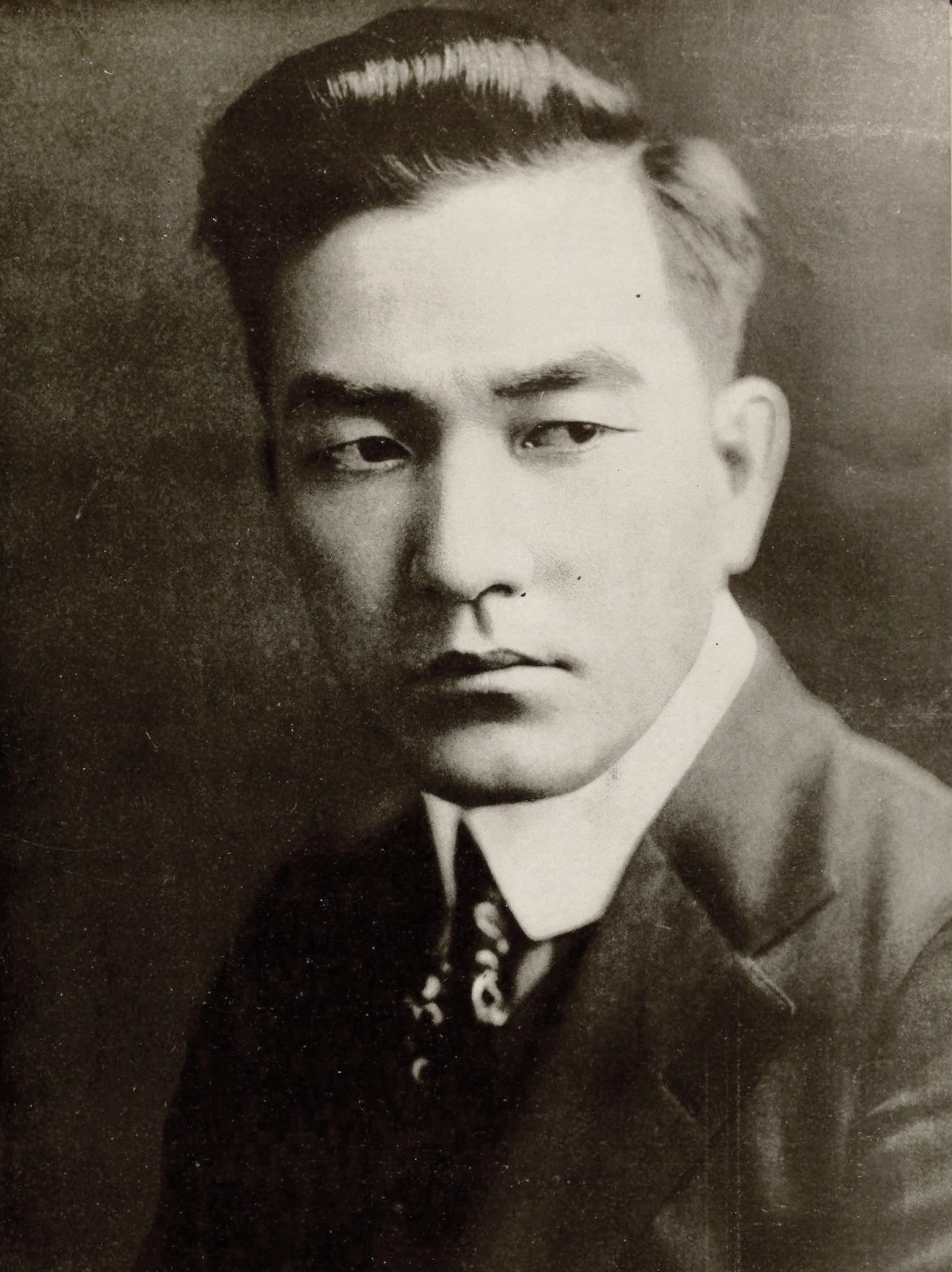
1918年の雪洲。

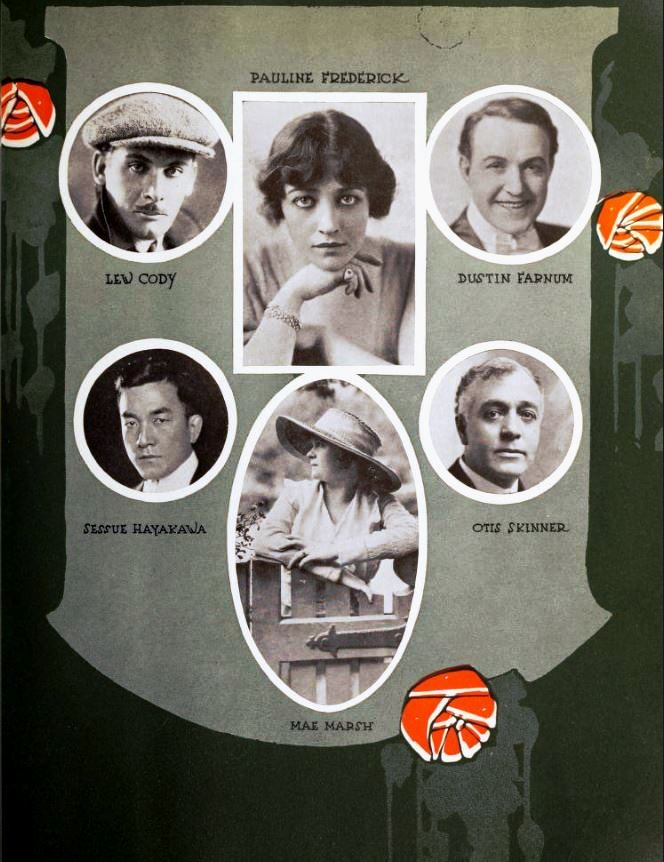
ロバートソン・コール社の広告。（1920年8月7日『Exhibitors Herald』誌）

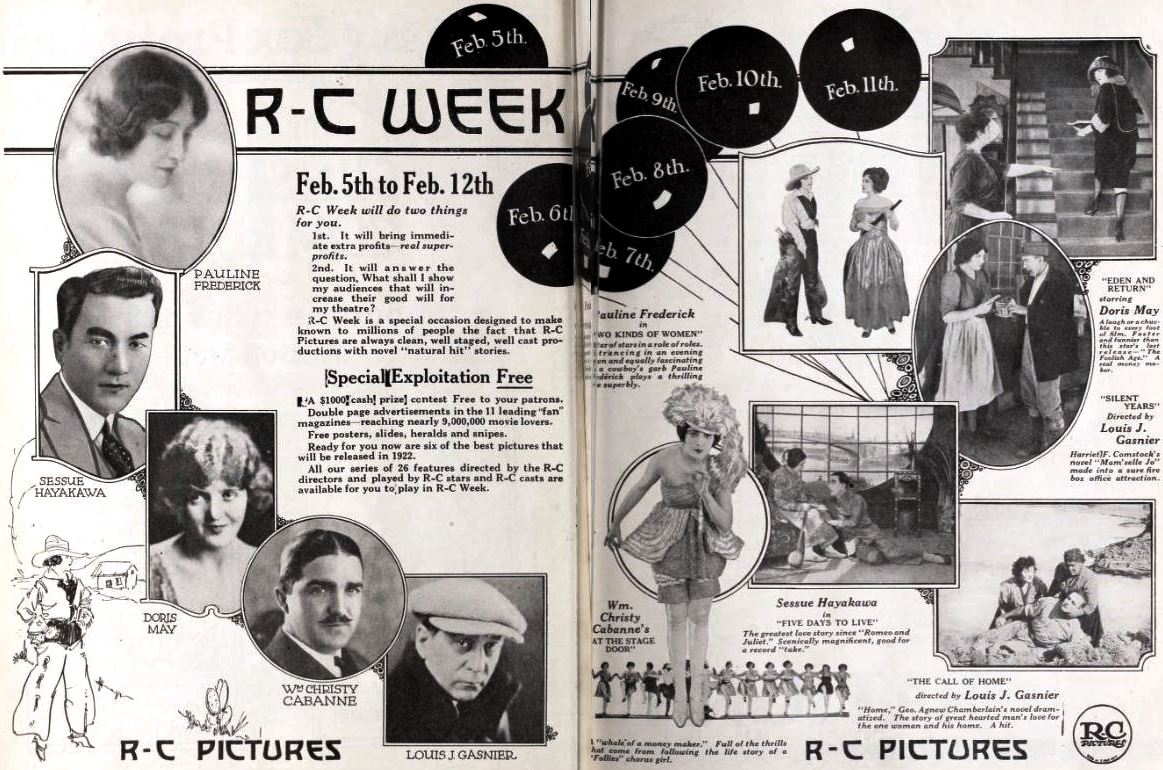
ロバートソン・コール社の広告。（1921年12月31日『Exhibitors Herald』誌）

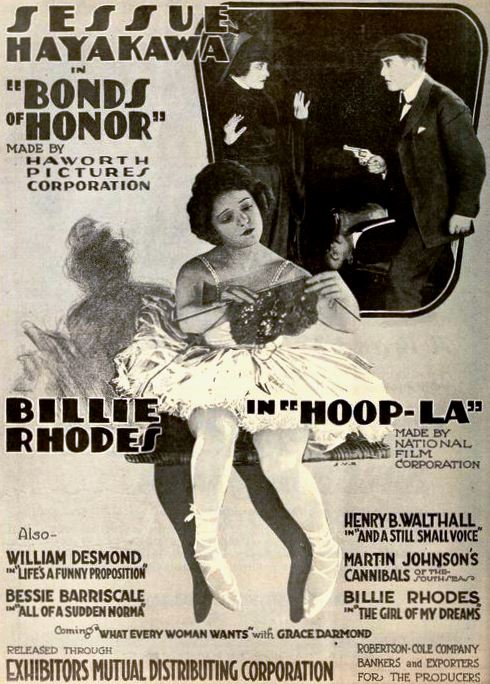
『桜の光』（1919年2月8日『The Moving Picture World』誌の広告）

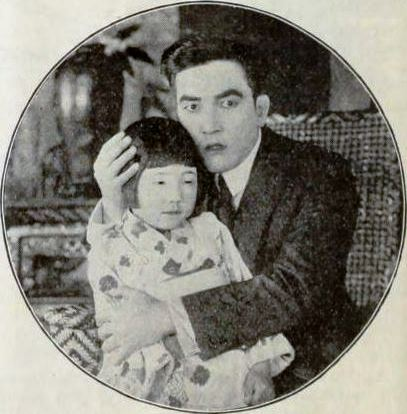
『明暗の人』（1919年3月22日『Exhibitors Herald』誌のスチール写真）

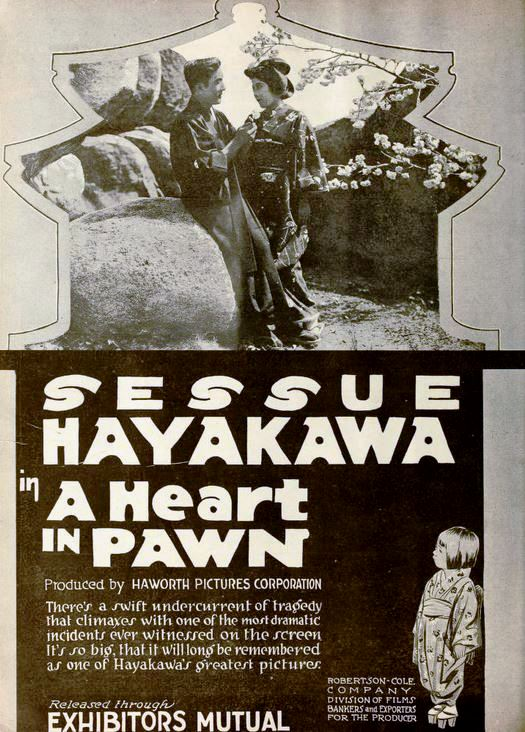
『明暗の人』（1919年3月22日『The Moving Picture World』誌の広告）

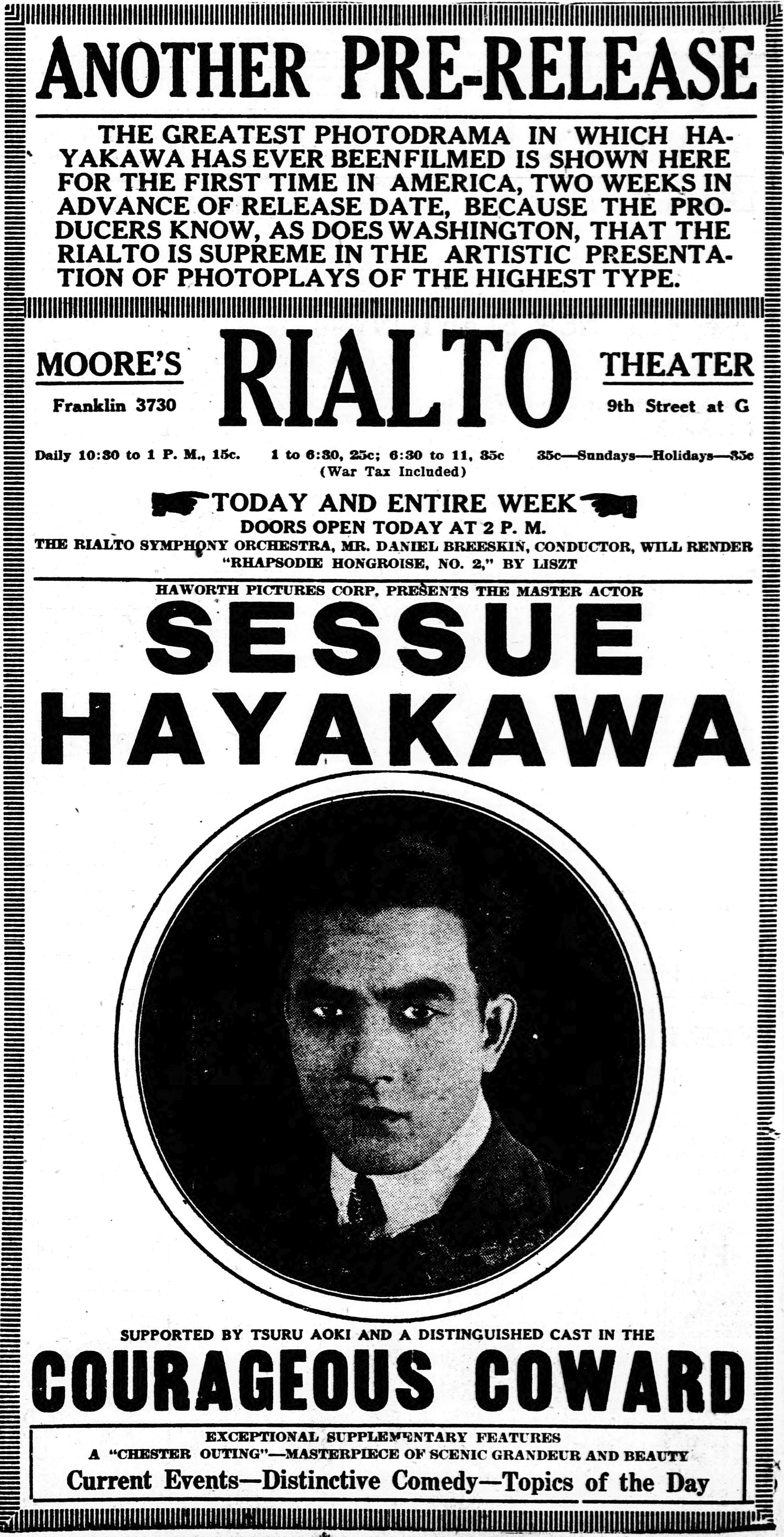
『勇気ある卑怯者』（1919年）の新聞広告。

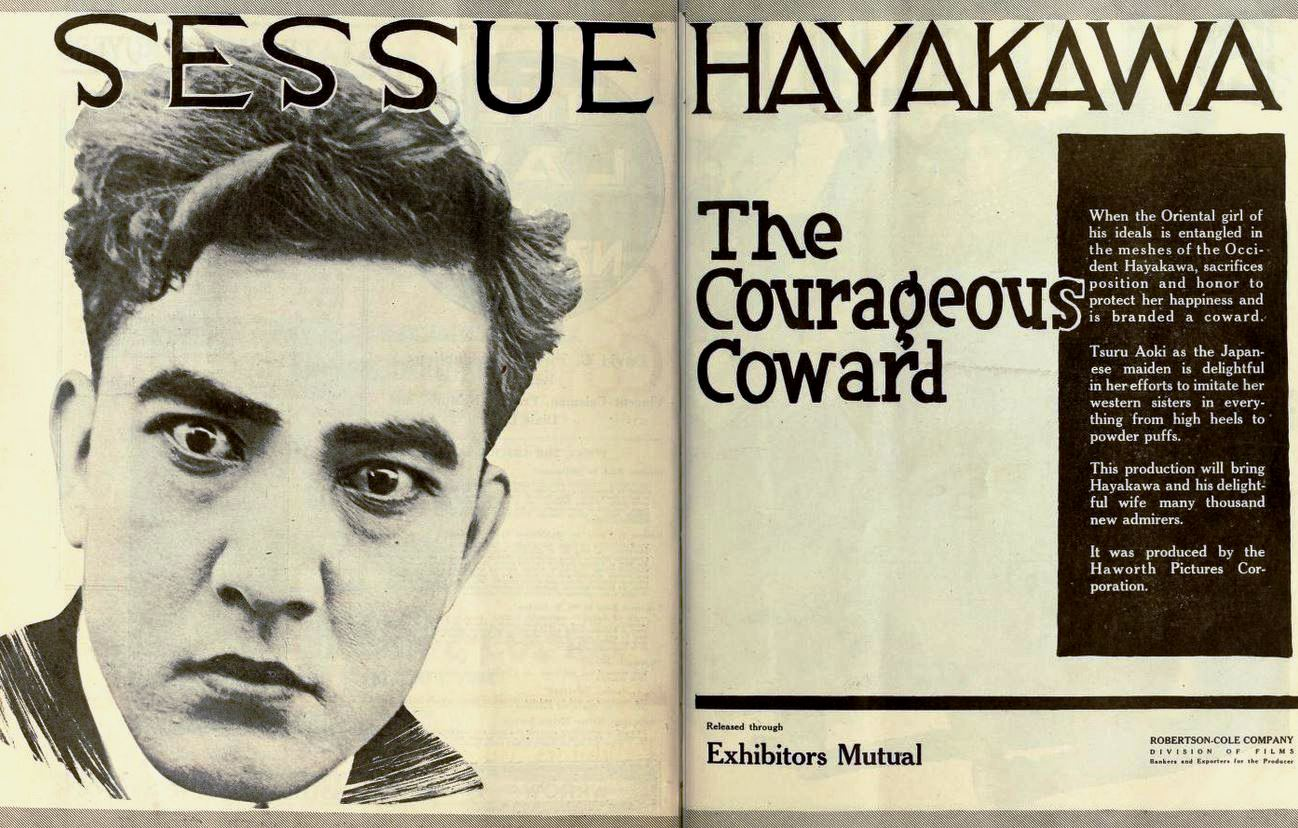
『勇気ある卑怯者』（1919年4月12日『The Moving Picture World』誌の広告）

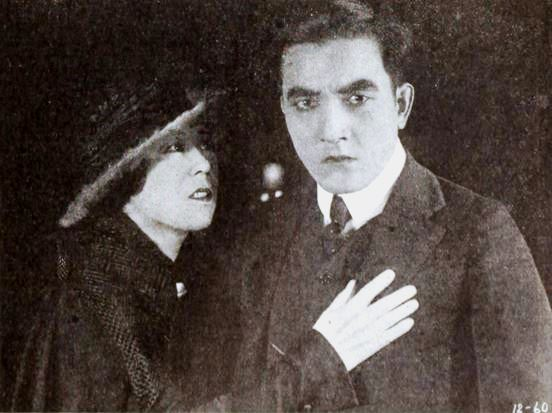
善良な日本人を演じた『勇気ある卑怯者』 青木鶴子と（1919年5月3日『Exhibitors Herald』誌のスチール写真）

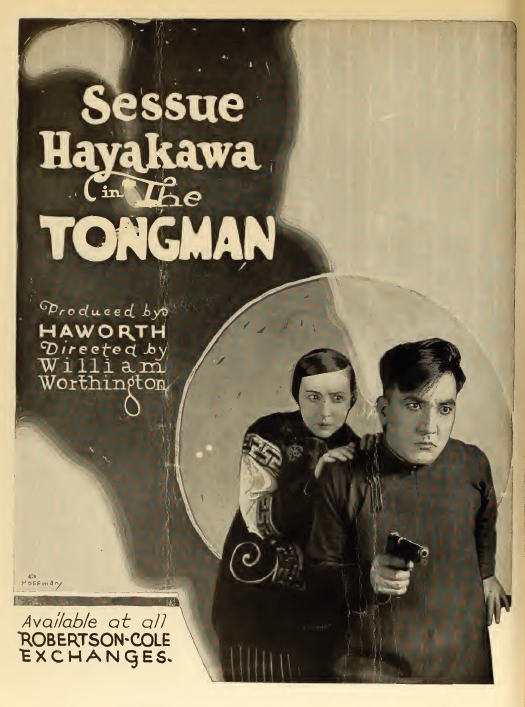
『トング・マン』（1919年）の広告。

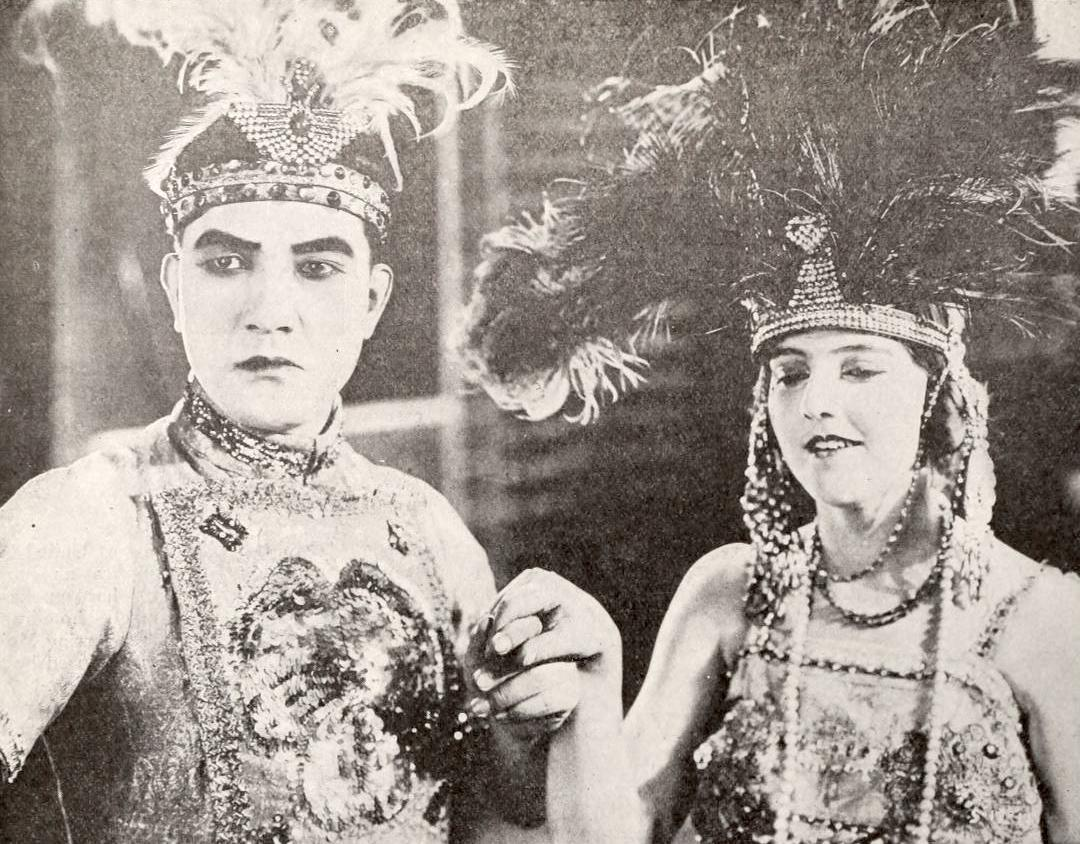
『奮起の王国』（1920年）のワンシーン。

1917年の冬頃、雪洲はシカゴ大学時代からの友人のキャナリーに誘われて、彼の父親や実業家のドーバンたちとディナーを共にし、その翌日にキャナリーから「父が100万ドルを出すから、自分の映画会社を立ち上げてみないか」と提案された。キャナリーの父親は石炭鉱山を経営する富豪で、スターとして活躍していた雪洲に目を付けていた。ディナーはキャナリーたちが雪洲の人間性を確かめるために設けたものであり、人を見る目がよいドーバンが「雪洲は人をごまかすようなこともないし、大丈夫、仕事を忠実にやるだろう」と太鼓判を押したという。雪洲は友人から意見を聞いたり、採算や将来性などの点で調査をしてみたりしたが、ちょうどその頃に新しくできた映画配給会社ロバートソン・コール社が作品配給の全面協力を申し出てくれたこともあり、自身の映画会社設立への決意を固めた。

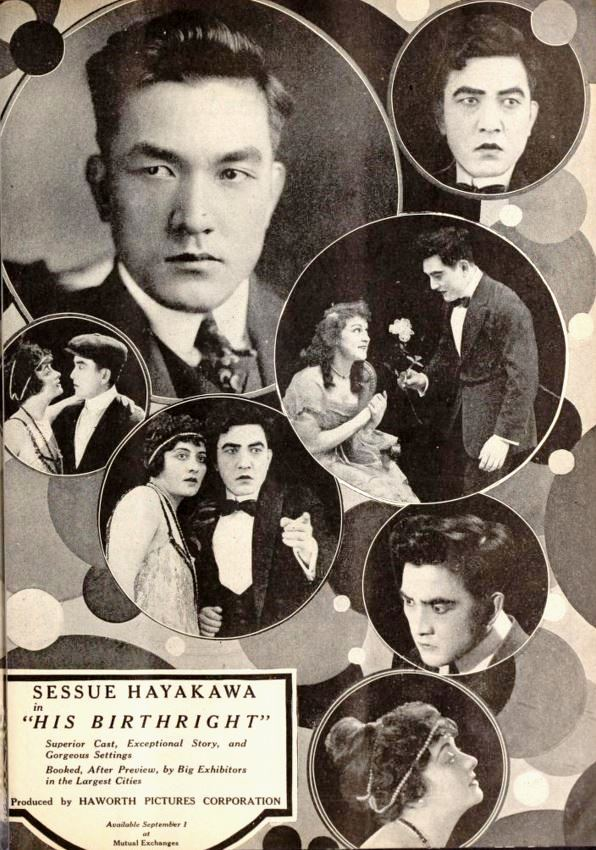
ハワース・ピクチャーズ製作『彼の家督権』 雪洲とは再共演のマリン・セイス、そしてメアリー・アンダーソンと共演（1918年8月31日『Exhibitors Herald』誌の広告）

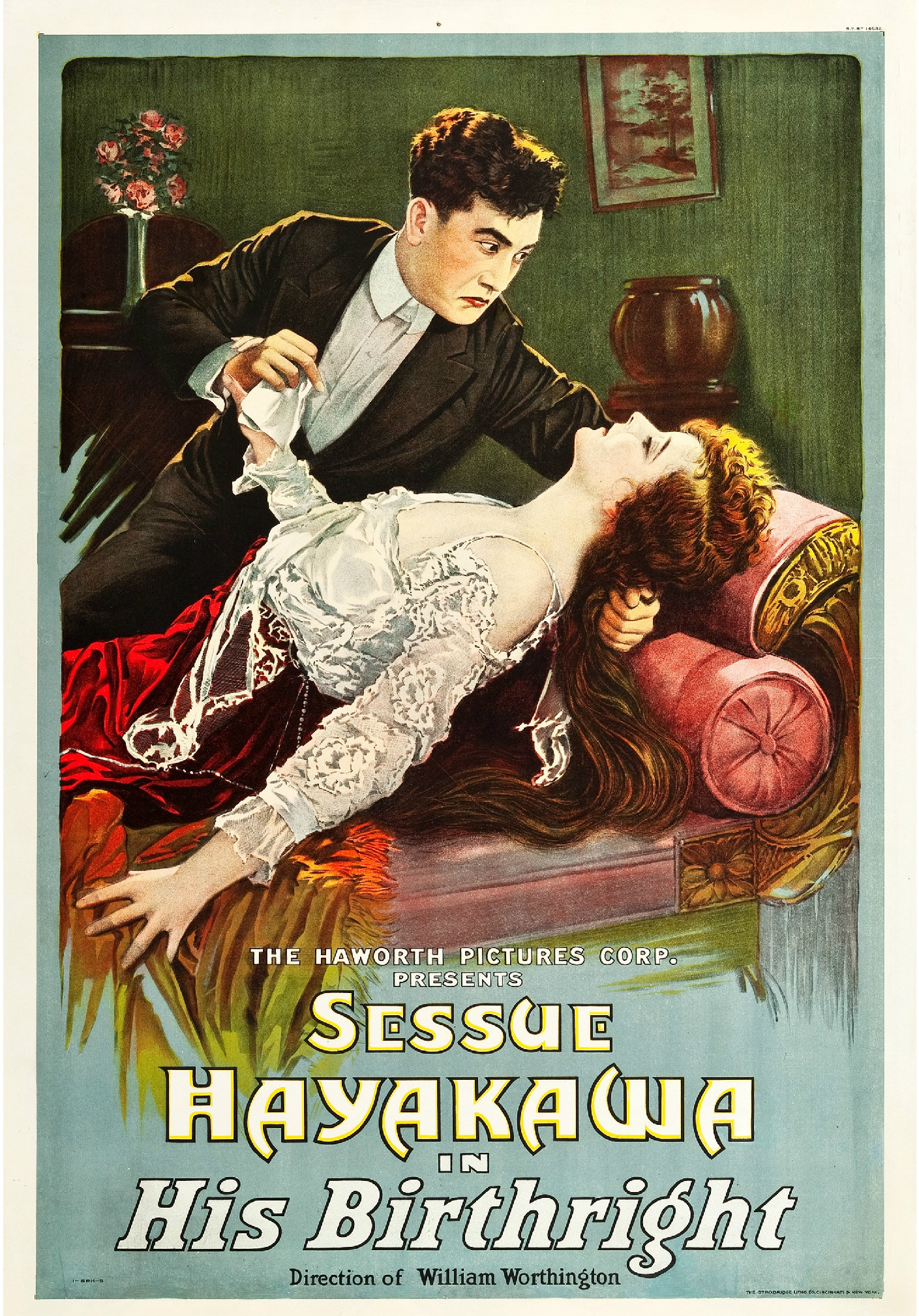
『彼の家督権』（1918年）のポスター。

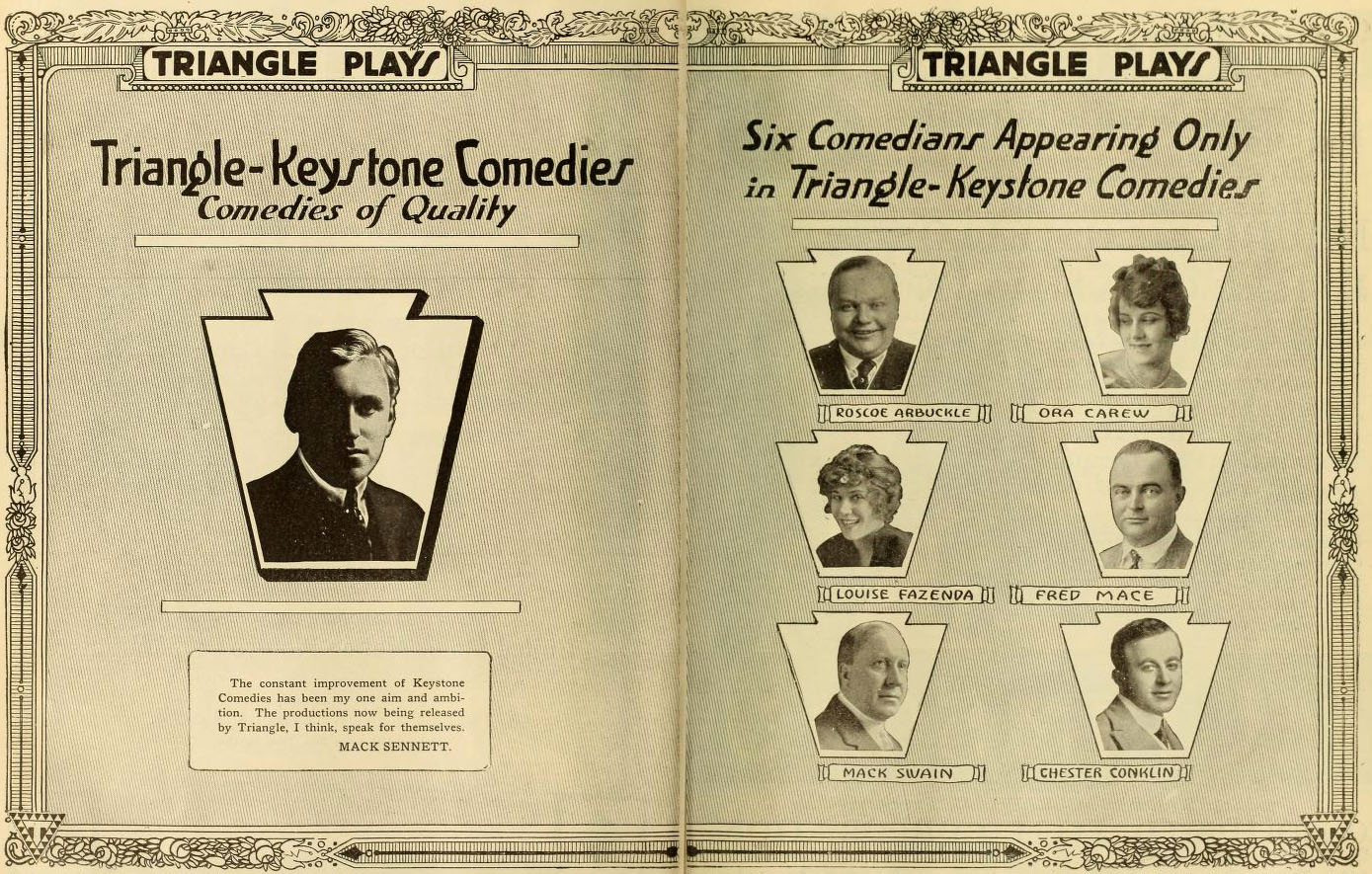
トライアングル社の俳優と女優を宣伝するThe Moving Picture Worldの広告。（1916年）

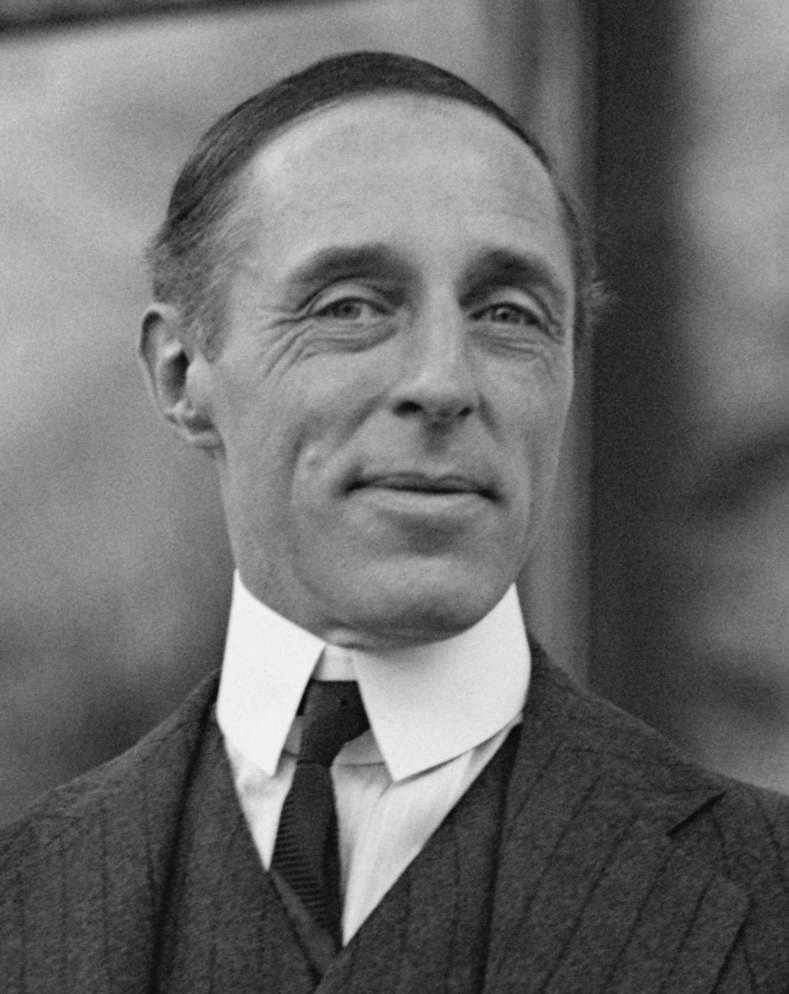
D・W・グリフィス

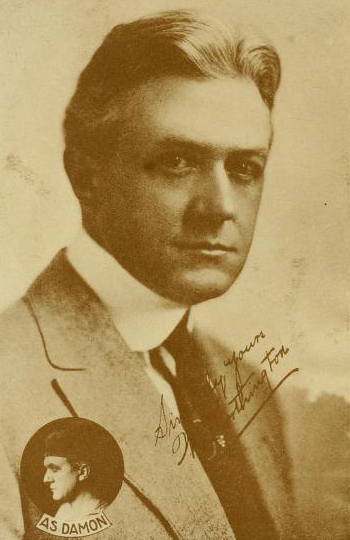
ウィリアム・ワーシントン

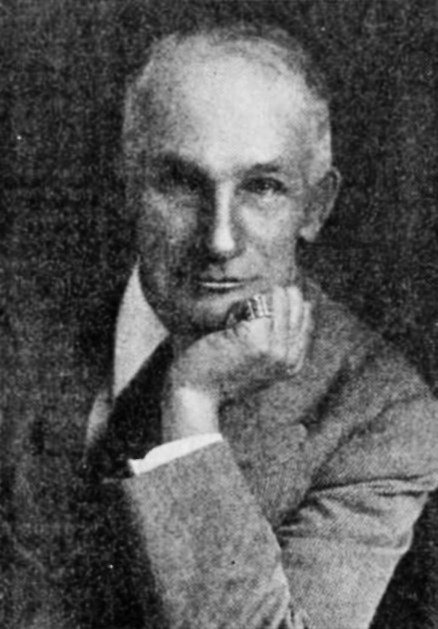
コリン・キャンベル

1918年4月に雪洲とフェイマス・プレイヤーズ＝ラスキーの契約が切れ、4月中旬に自身の映画会社「ハワース・ピクチャーズ・コーポレーション」を設立した。これはマイノリティの役者が制作会社を経営する初めてのケースとなった。スタジオは旧トライアングル社のD・W・グリフィスの撮影所を買い取って改築し、300人以上の従業員を抱えた。雪洲は主演とプロデューサーを務め、場合によっては脚本や編集も兼ね、睡眠時間を削ってまで死に物狂いで働いた。ハワース・ピクチャーズで製作兼主演した作品は計22本で、1本あたりの予算は15万ドルだった。雪洲が稼ぐギャラは週給1万ドル以上に達した。作品の半数以上はウィリアム・ワーシントンやコリン・キャンベルが監督したが、雪洲は彼らに注文を付けたりして監督業にまで関与した。
映画研究者の宮尾大輔によると、雪洲が自身の映画会社を設立した本質的な理由は、それまで映画スターの地位を保つためとはいえ誤った日本人のイメージを与えられ続け、日本人から非難を受けることに不満があったからだったという。実際に雪洲は、1916年に『フォトプレイ』誌のインタビューで、「（『タイフーン』や『チート』での役柄は）我々日本人の性格に忠実ではない。それらは人々に日本人について誤ったイメージを与えている。私は本当の我々を明らかにする映画をつくりたい」と発言している。宮尾は、「スターの地位を維持することと愛国的感情との間で苦悩した早川は、自社を設立することでその解決を図る第一歩を踏み出した」と述べている。

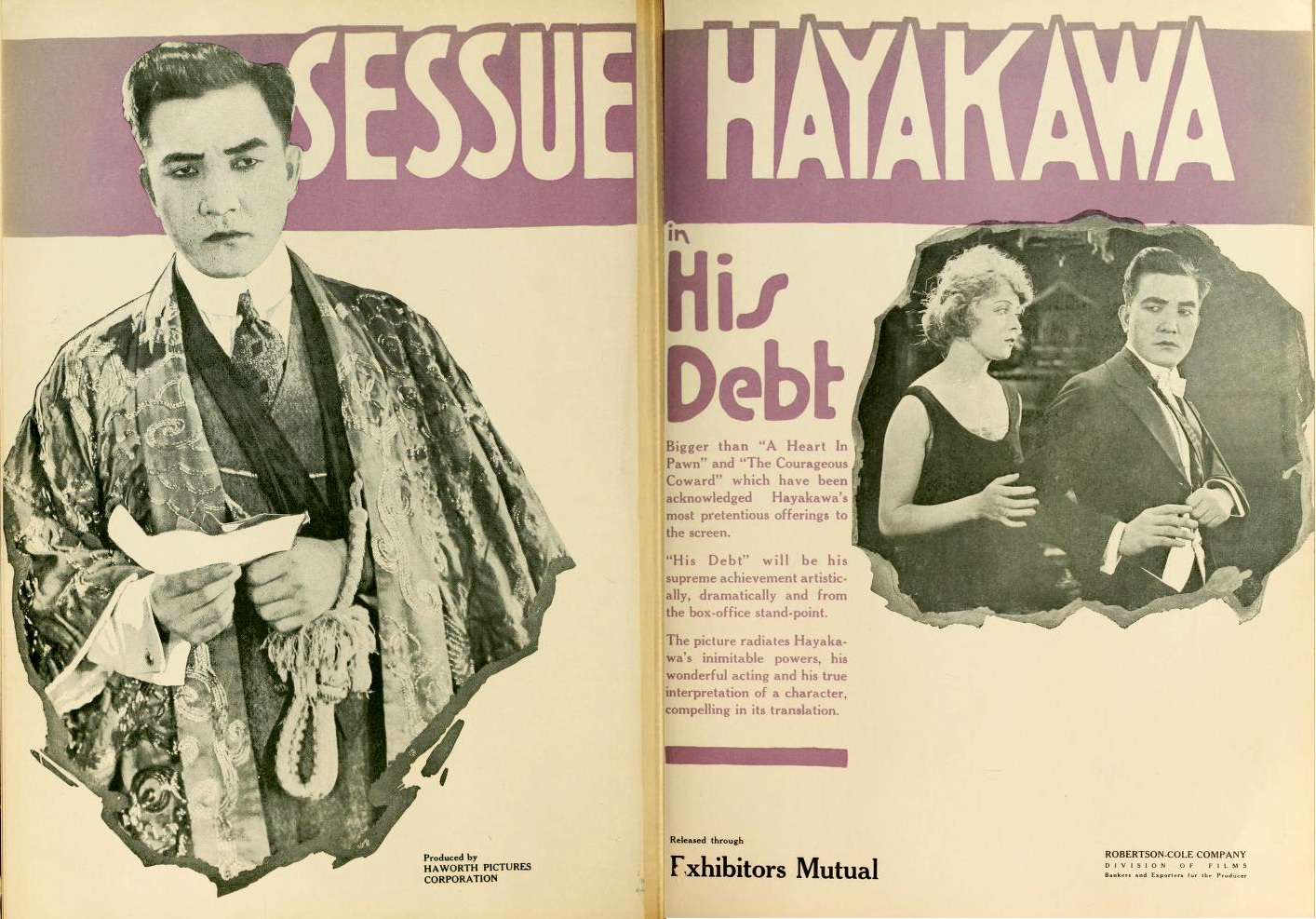
『The Moving Picture World』誌に掲載された『恩に感じて』の広告。この作品は国定忠治を脚色したもので、雪洲は日本人ギャンブラーの森山ゴローを演じた。

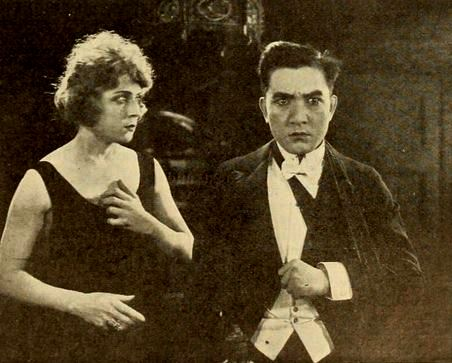
ジェーン・ノヴァクと再共演した『恩に感じて』（1919年5月10日『The Moving Picture World』誌）

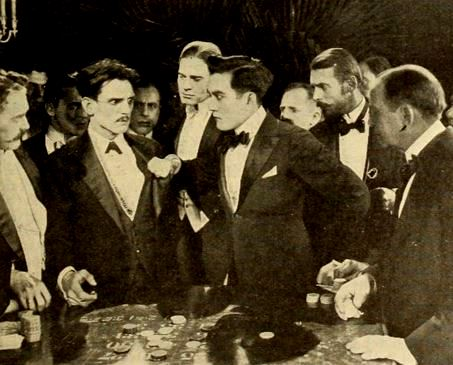
『恩に感じて』（1919年5月10日『The Moving Picture World』誌のスチール写真）

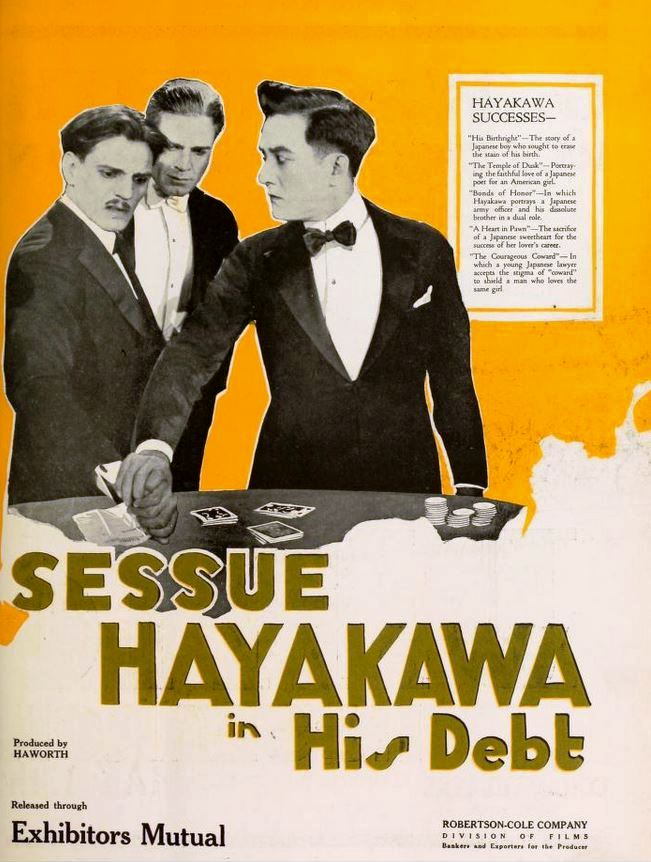
『恩に感じて』（1919年5月17日『The Moving Picture World』誌の広告）

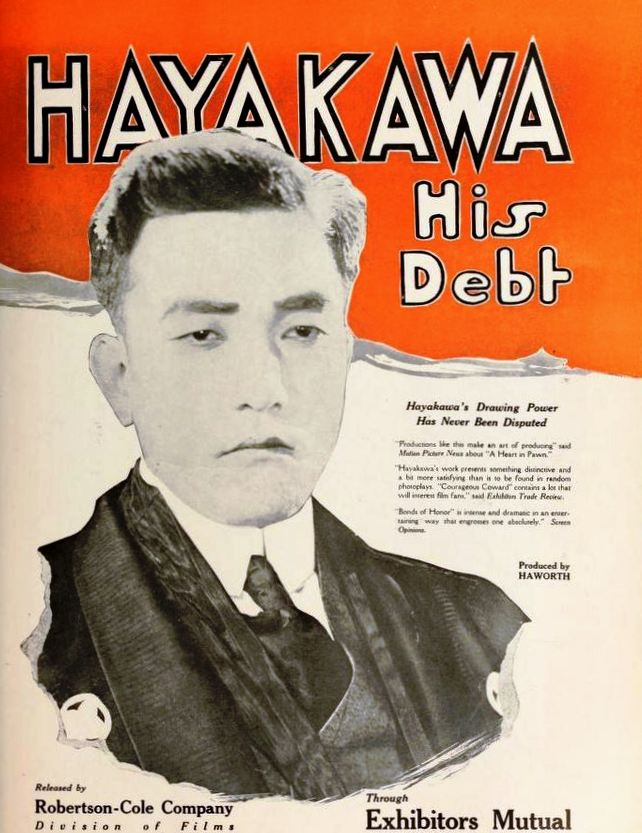
『恩に感じて』（1919年5月24日『The Moving Picture World』誌の雪洲）

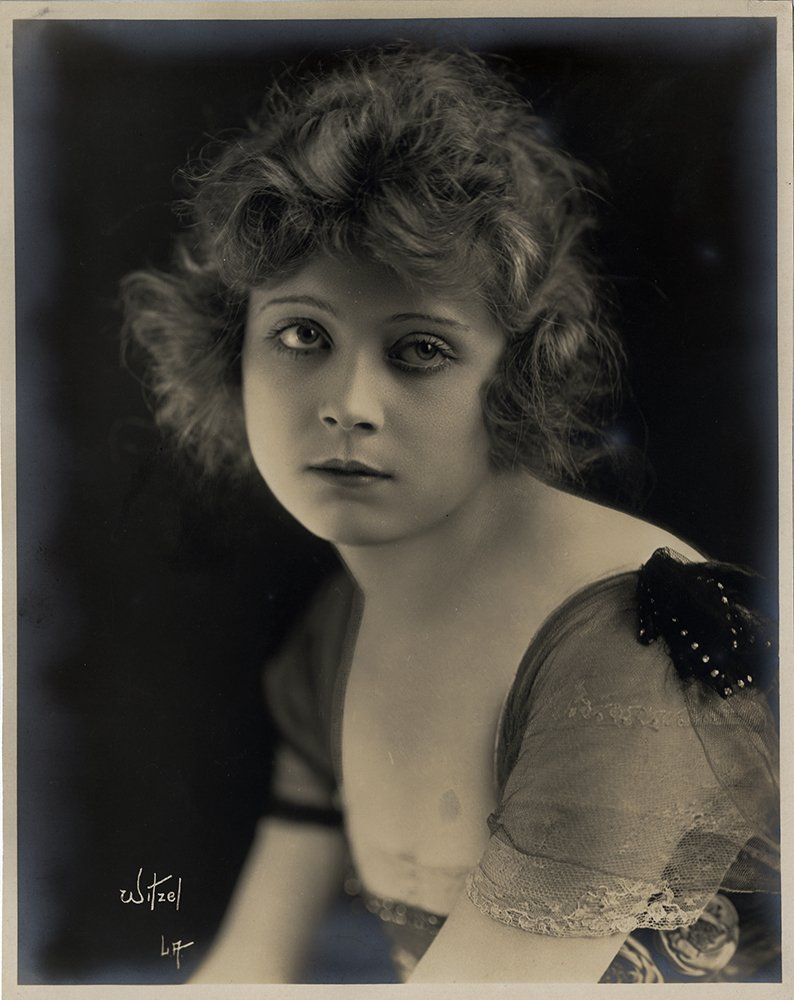
ジェーン・ノヴァク（1922年）

1919年の『恩に感じて』（別名『彼の負債』）では、負傷した自分を介抱したジェーン・ノヴァクが演じる白人女性に好意と恩誼を抱き、危害を与えたその婚約相手である男性を赦す決断と、超え難い人種の壁が描かれた。

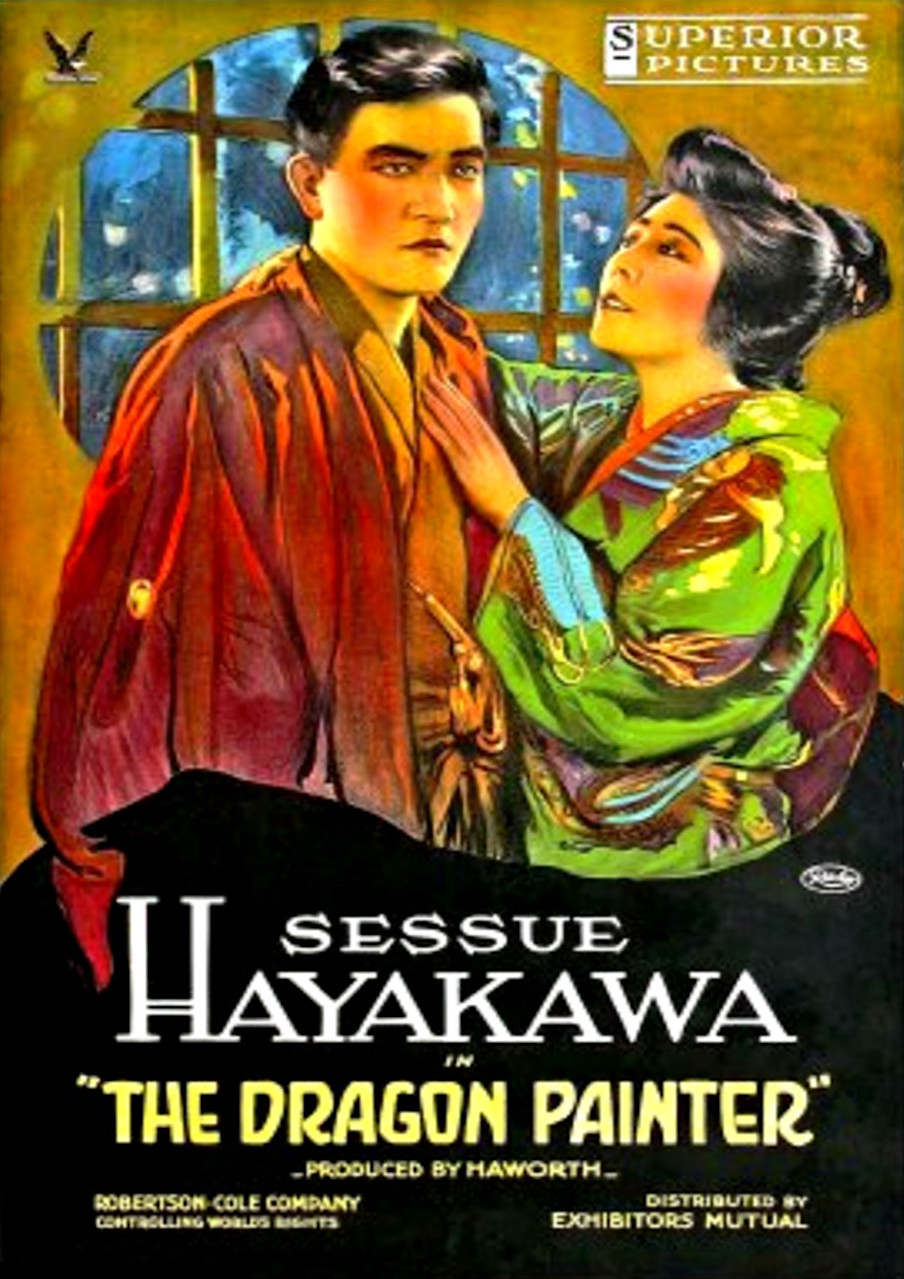
『蛟龍を描く人』（1919年）のポスター。

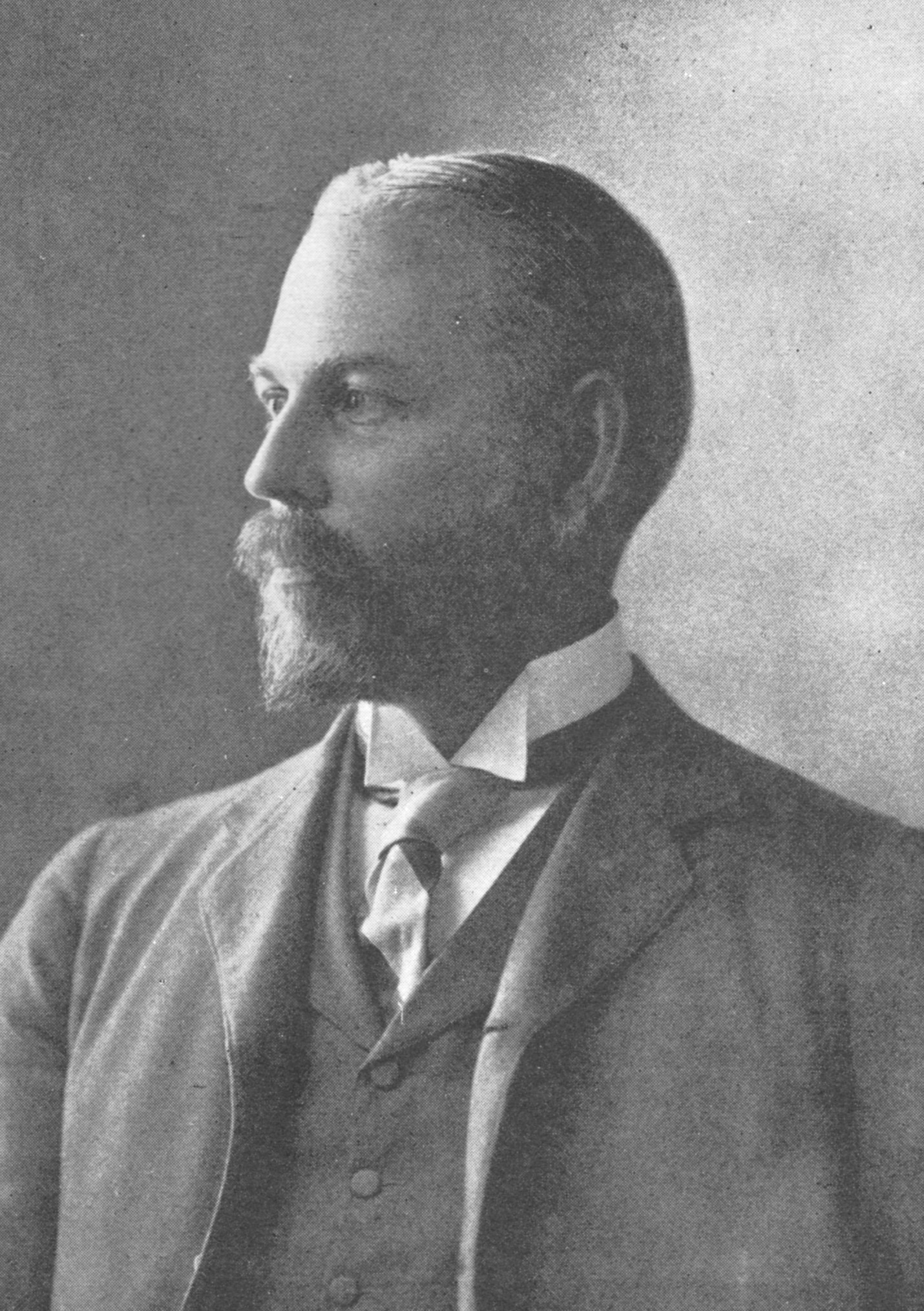
アーネスト・フェノロサ

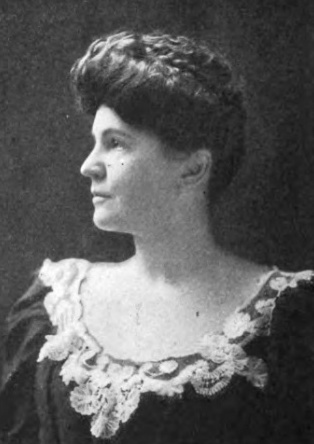
メアリー・M・フェノロサ（1907年）

雪洲がハワース・ピクチャーズ時代の作品で演じた役柄は、ラスキー社（フェイマス・プレイヤーズ＝ラスキー）時代のような魅力的な悪役ではなく、良心的で人情のある献身的な善人というものであり、最初の数本ではすべて日本人役しか演じず、役名も従来の「トコラモ」「ヒシュル・トリ」などの不自然な名前ではなく、「アキラ」「ユキオ」などの正確な名前にした。宮尾によると、これらは雪洲がスターの地位を作り上げるために与えられてきた従来のイメージを捨て、正確な日本人の性格を表現しようと努めたことを示しているという。同社での代表作『蛟龍を描く人』（1919年）は、鳥海美朗曰く「本当の日本をアメリカに示したい」という雪洲の意気込みが凝縮された作品である。この作品はアーネスト・フェノロサ夫人のメアリー・M・フェノロサの長編小説が原作で、ヨセミテ国立公園やカリフォルニア州 コロナドの日本庭園で撮影が行われた。雪洲は狩野派絵師の後を継ぐ天才画家を演じている。映画史研究者の板倉史明は、雪洲がこの作品で「日本や日本文化に対する奇想天外な誤解や偏見を軽減できると期待した」と考え、「自己犠牲的な行為」や「儒教的な人物造形」で日系人観客を満足させつつ、「アメリカ人観客の異国趣味を満足させる」ような商品価値を兼ね備えていたと分析している。

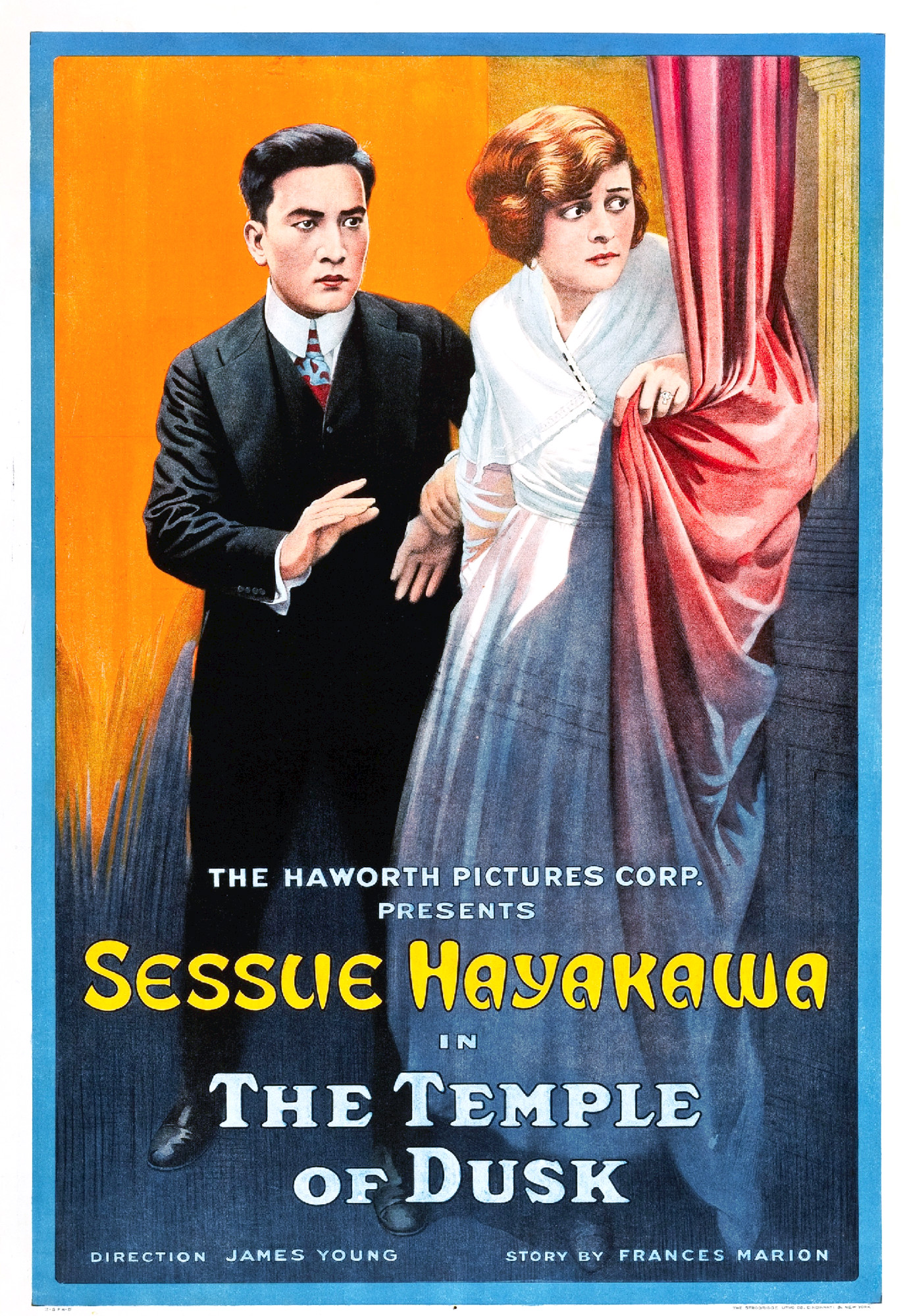
『薄暗の寺』（1918年）のポスター。

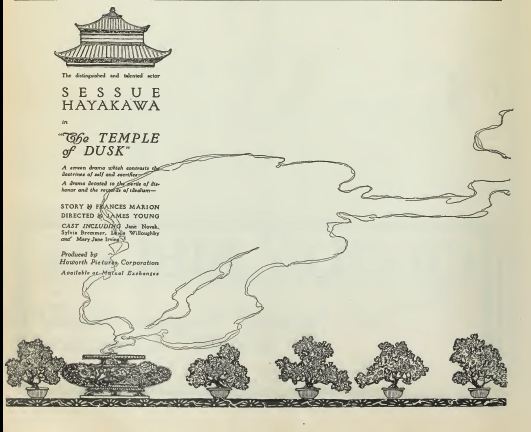
『薄暗の寺』（1918年）の広告。

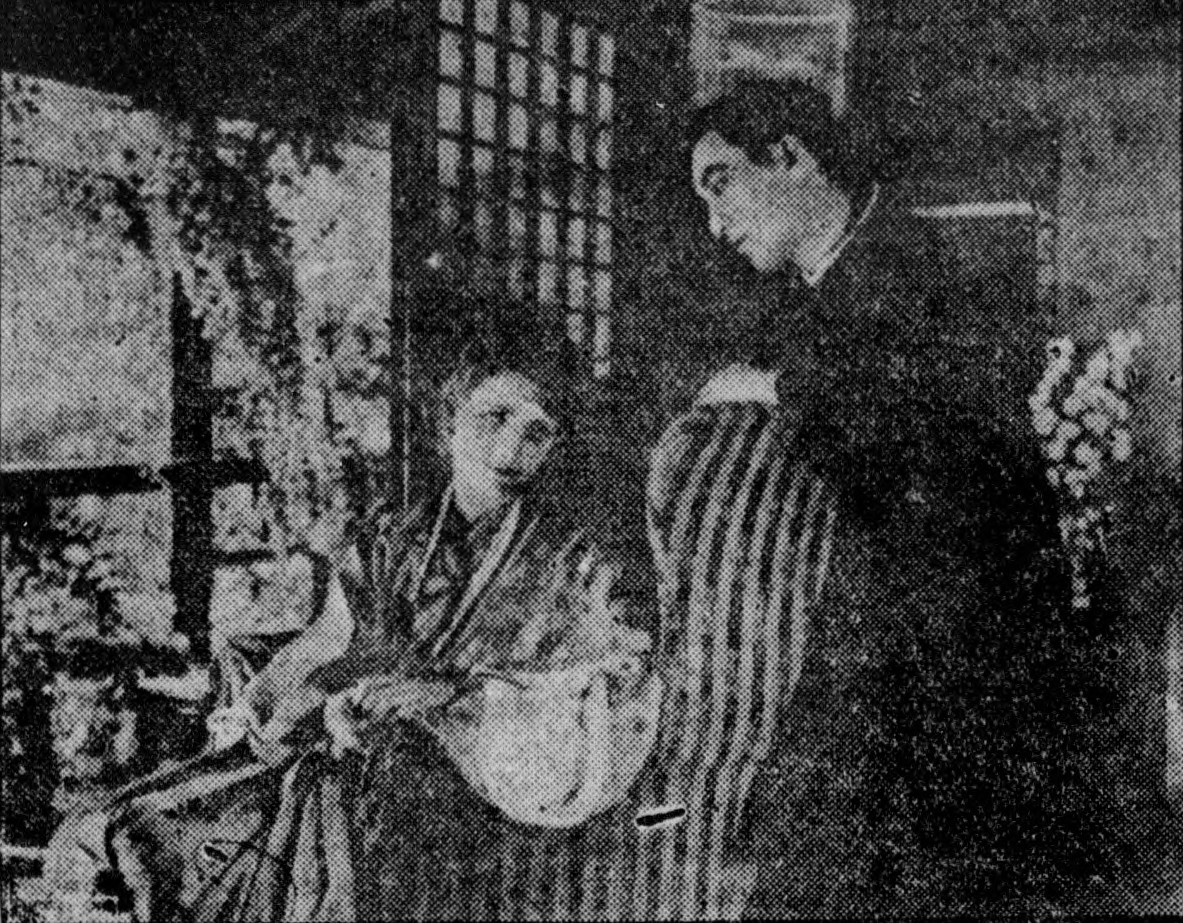
『薄暗の寺』（1918年）の新聞広告。

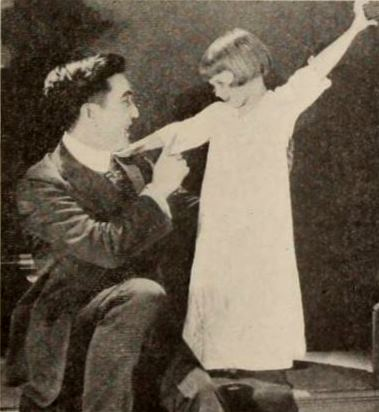
子役のメアリー・ジェーン・アーヴィングと『薄暗の寺』（1918年10月12日『Exhibitors Herald』誌のスチール写真）

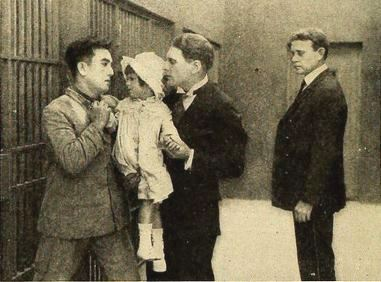
『薄暗の寺』（1919年1月号『Film Fun』誌のスチール写真）

こうした雪洲の試みは実を結び、献身的な日本人を演じてジェーン・ノヴァクと共演した『薄暗の寺』（別名『黄昏の寺院』）（1918年）は、『キネマ旬報』で「我々同胞から失はれた雪洲氏の名誉と信用を挽回する為には絶好な映画」と評されるなど、日本本国や日系人社会から好意的な反応を受けた。しかし、アメリカ人には受け入れられず、『ムービング・ピクチャー・ワールド』誌の『薄暗の寺』評では、より寡黙で神秘的で冷酷無情な雪洲の方が好きだと言われた。

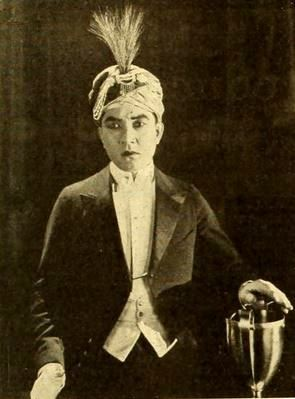
『男の血』（1919年6月28日『The Moving Picture World』誌のスチール写真）

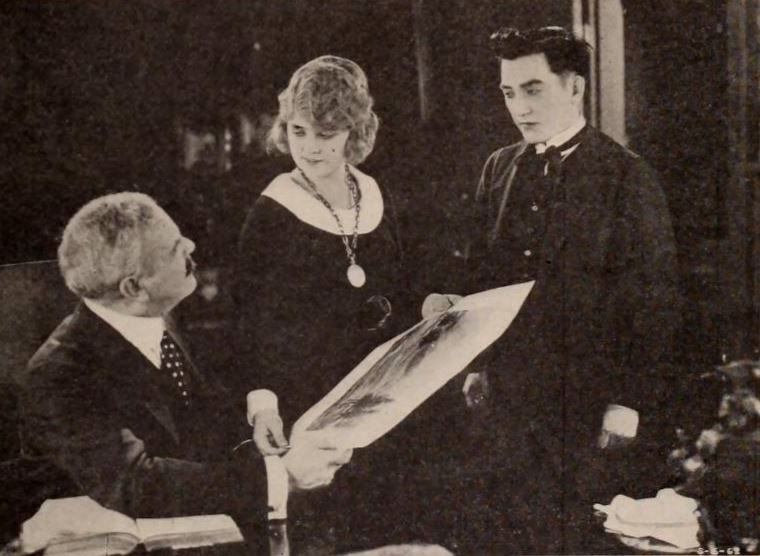
アイリーン・パーシー（中央）と『灰色の地平線』（1919年8月23日『Exhibitors Herald』誌）

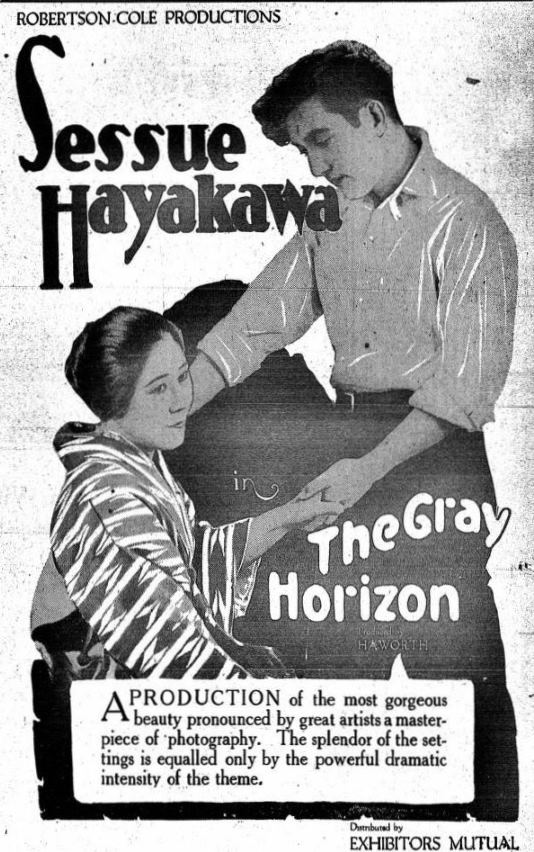
『灰色の地平線』（1919年8月27日『Variety』誌の広告）

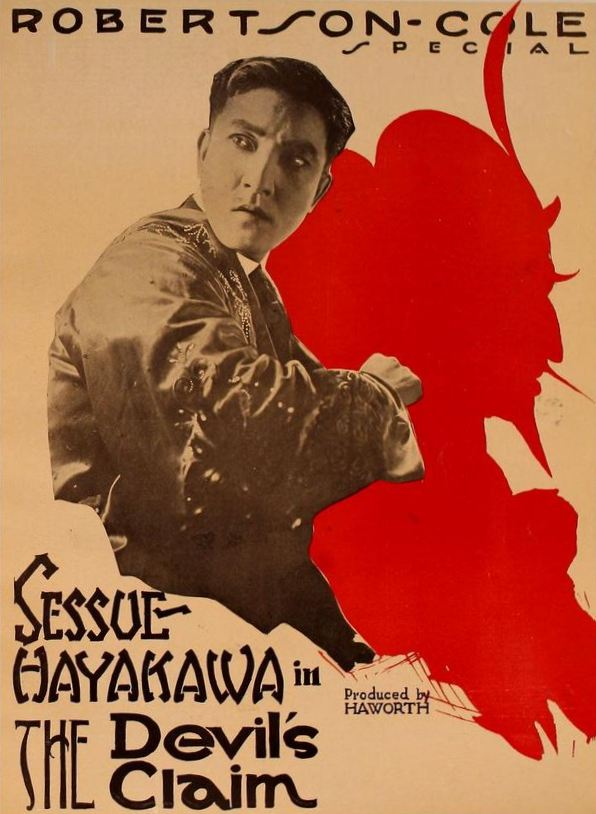
『悪魔の要求』（1920年4月24日『Motion Picture News』誌の広告）

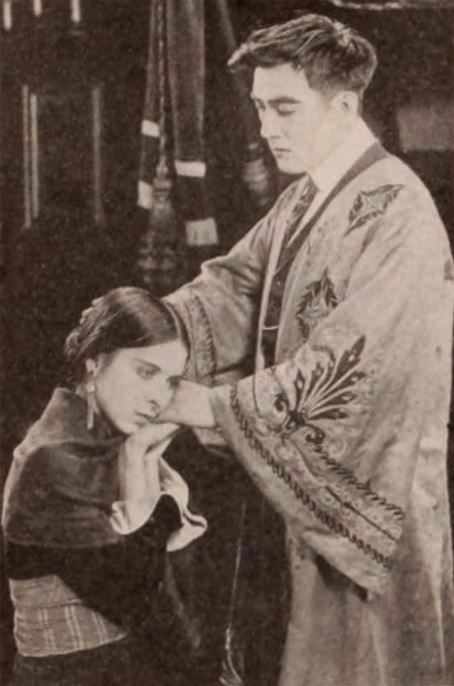
コリーン・ムーアと『悪魔の要求』のスチール写真（1920年5月15日『Exhibitors Herald』誌）

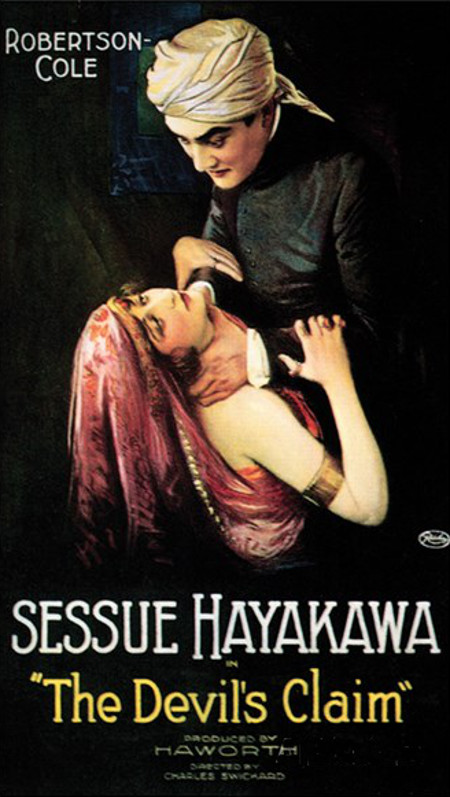
『悪魔の要求』（1920年）のポスター。

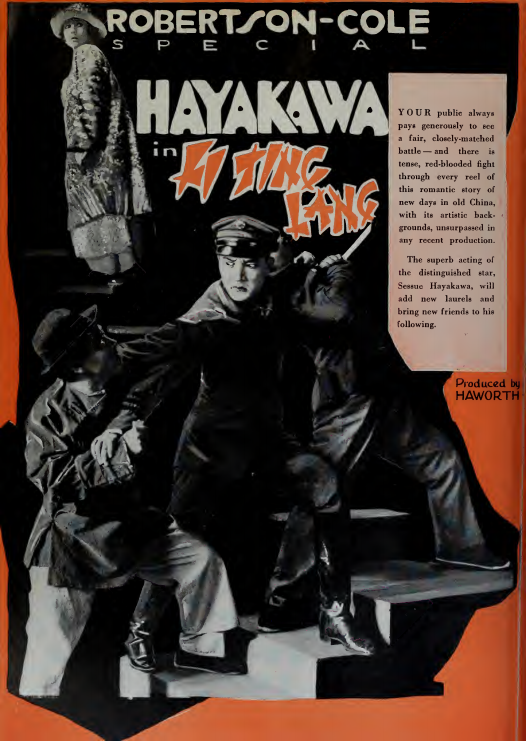
『伝説の祭壇』（1920年）のポスター。

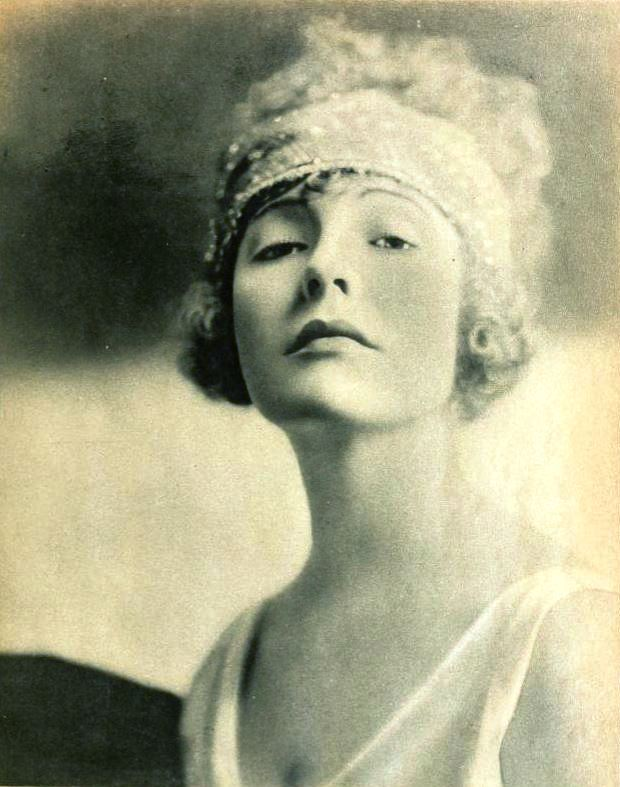
ドリス・ポーン（1920年）

やがて雪洲は会社を経営する以上、興行収入を上げなければならないこともあり、役柄がラスキー社時代のそれに戻っていき、日本人以外の非白人を演じる機会も再び増えた。そういった中で中国人の役に扮し、ドリス・ポーンと再共演した『伝説の祭壇』（1920年）は、雪洲の最も良い演技を示し、最近作の中で「遥かに優れた作品」という評価を受けた。宮尾は、雪洲主演映画による利益を見込むロバートソン・コール社の要求、自分たちが抱くイメージに忠実な役柄を望むアメリカ人観客の欲望、アメリカ社会に浸透していた日本人に対する固定観念、スターの地位を維持したい雪洲自身の野心により、雪洲の「愛国的な思いは犠牲にされ、映画スター早川雪洲の一定のイメージ作りが再開された」と述べている。

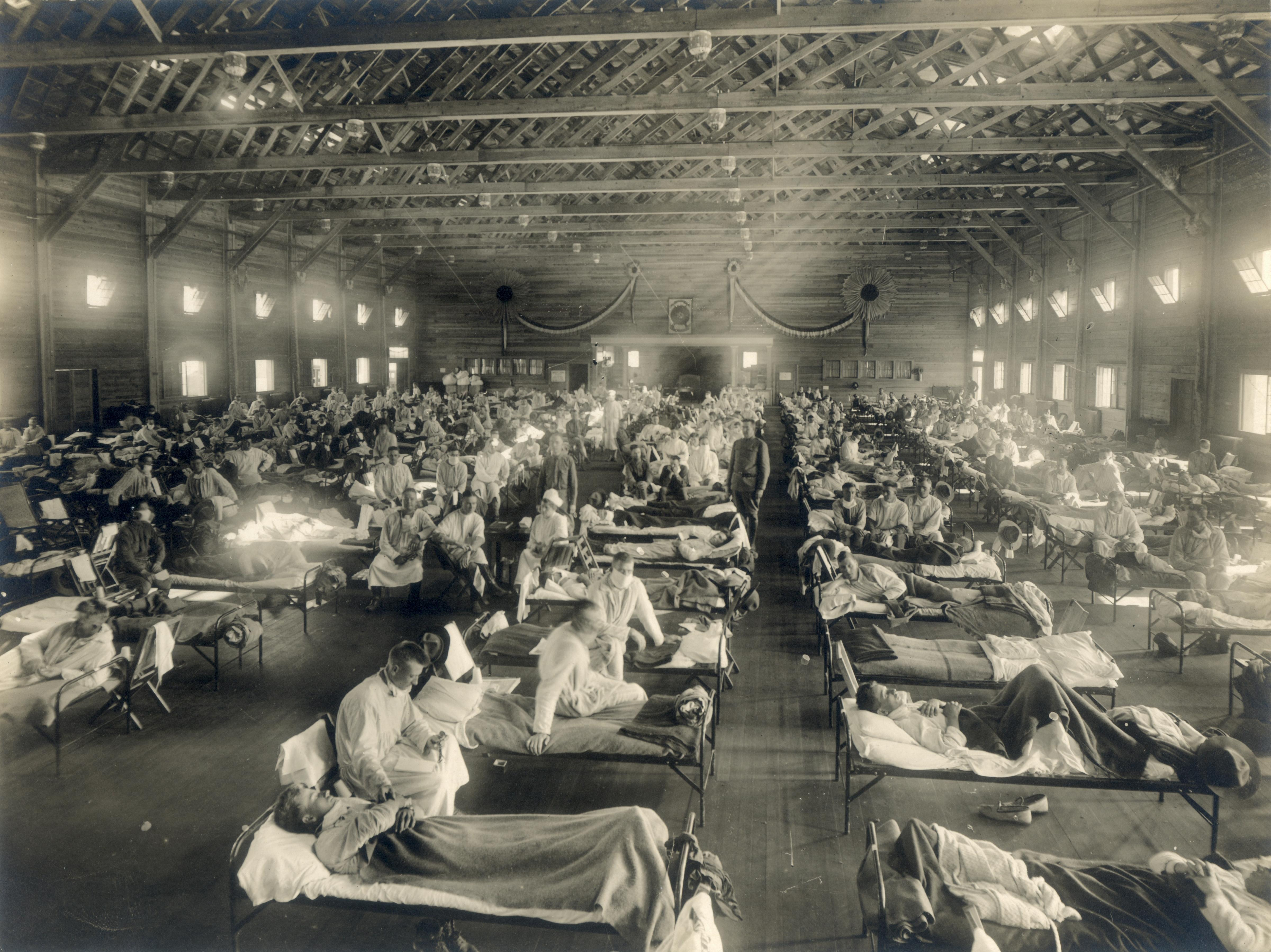
病棟で治療を受けるスペインかぜに罹患した兵士が収容されているフォート・ ライリーの米陸軍ファンストン基地（1918年か1919年、米国カンザス州）

1918年、雪洲は鶴子とともに当時流行していたスペインかぜに感染し、数日間寝込んだが、この時に母親のか祢もスペインかぜに感染し、11月17日に73歳で亡くなった。この頃からハリウッドの日本人俳優が相次いで日本へ帰国するようになり、雪洲は日本人活動写真俳優組合の理事長として、組合主催で壮行会を開くなどして彼らを見送った。1920年には日本で新たに設立された松竹キネマの関係者がハリウッド視察に訪れ、雪洲に「松竹で輸出映画を作ってくれないか」とオファーしたが、多忙な日々を送る雪洲は断った。1920年もハワース・ピクチャーズは好調に回転し、雪洲は足かけ3年も不眠不休で働いたおかげで、キャナリーに会社設立時の出資金100万ドルに利息100万ドルを足して、2倍の200万ドルにして返済することができ、それを機に社名を「ハヤカワ・フィーチャー・プレイ・カンパニー」に改名した。同年9月には日米親善や在米日本人のアメリカ化などに尽くすために「一百会」を設立し、自ら会長に就いた。

#### ハリウッドとの決別

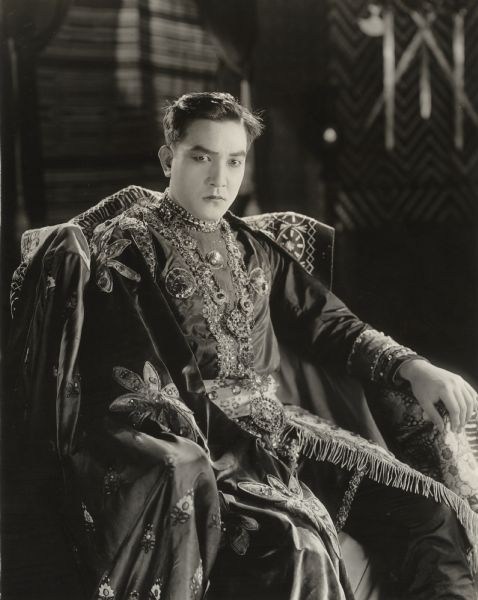
王子の衣装を着た雪洲『奮起の王国』（1920年）宣伝用スチール写真

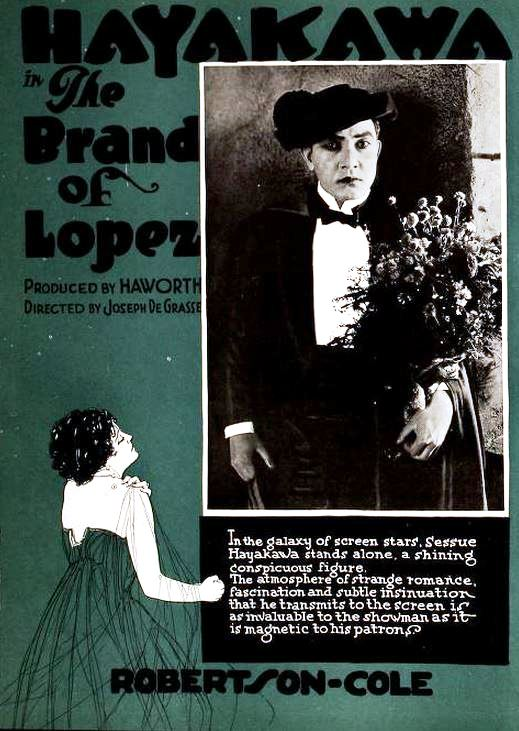
スペインの闘牛士を演じる雪洲『阿修羅の如く』（1920年3月27日『Motion Picture News』誌の広告）

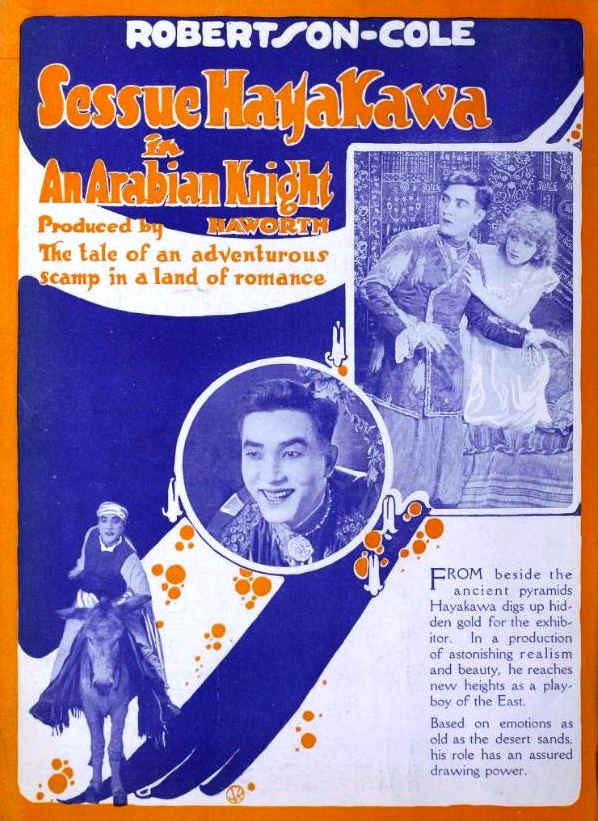
『アラビアの闘士』（1920年9月4日『Exhibitors Herald』誌の広告）

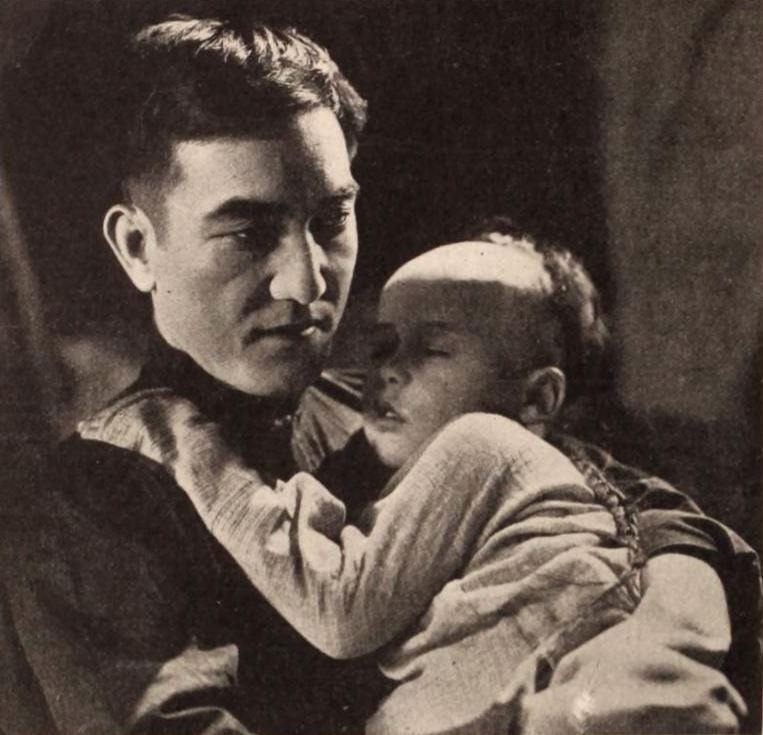
『怒髪天を衝いて』（1921年1月29日『Motion Picture News』誌のスチール写真）

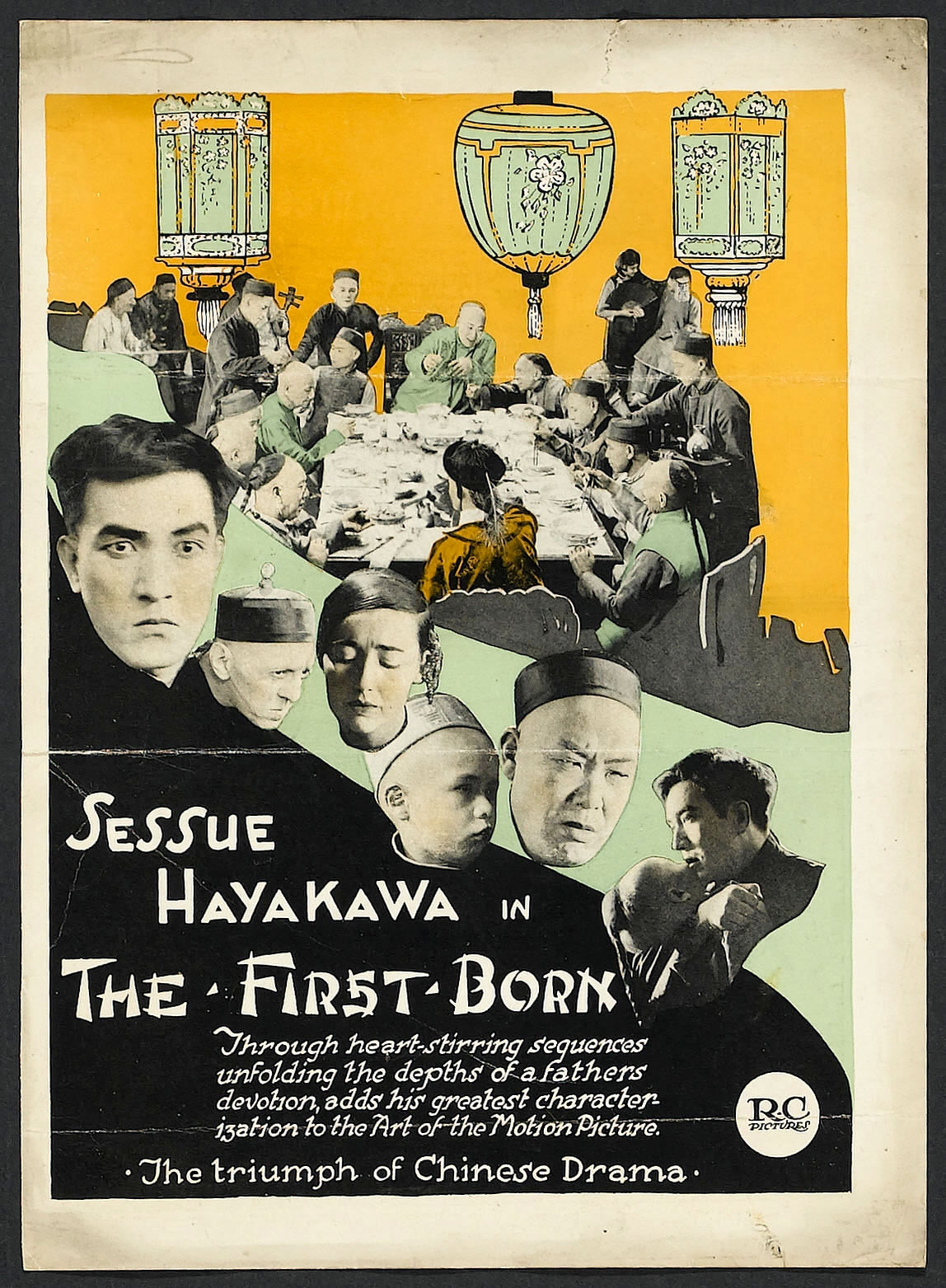
『怒髪天を衝いて』（1921年）のポスター。

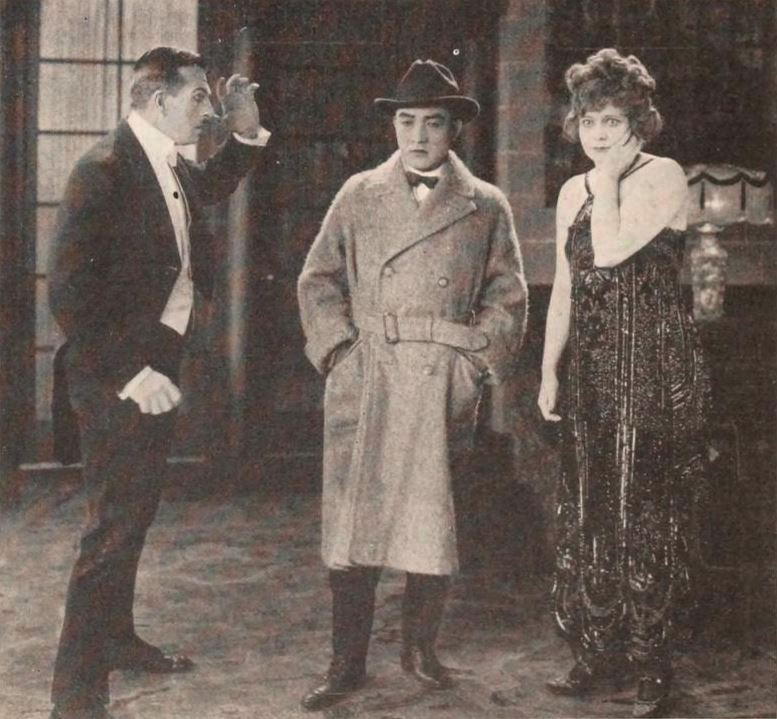
『黒薔薇』（1921年6月4日『Exhibitors Herald』誌のスチール写真）

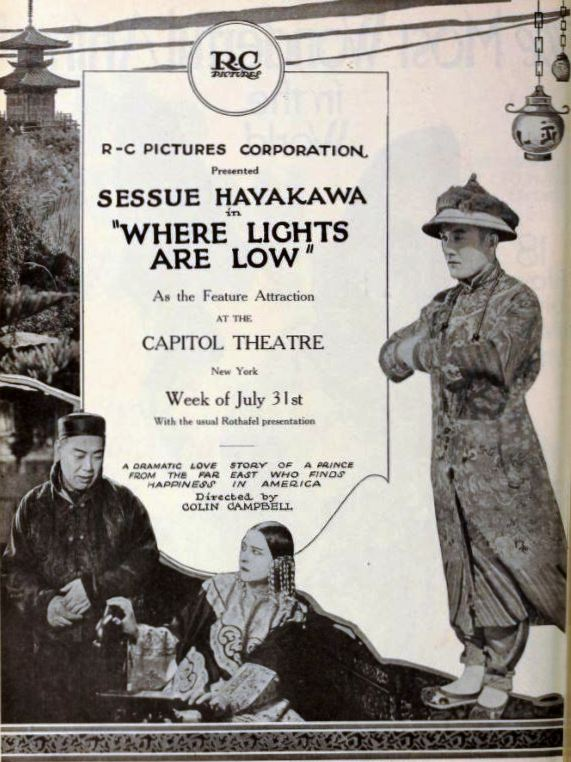
『男一匹の意地』（1921年8月20日『Exhibitors Herald』誌の広告）

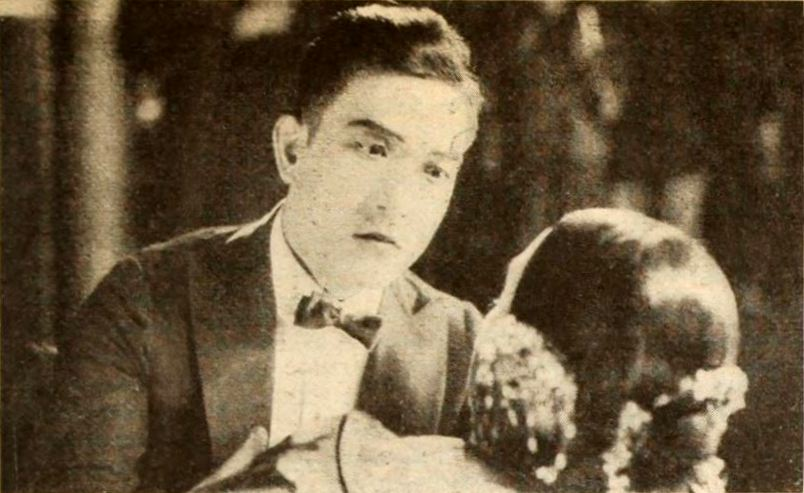
『男一匹の意地』（1921年11月『Photoplay』誌のスチール写真）

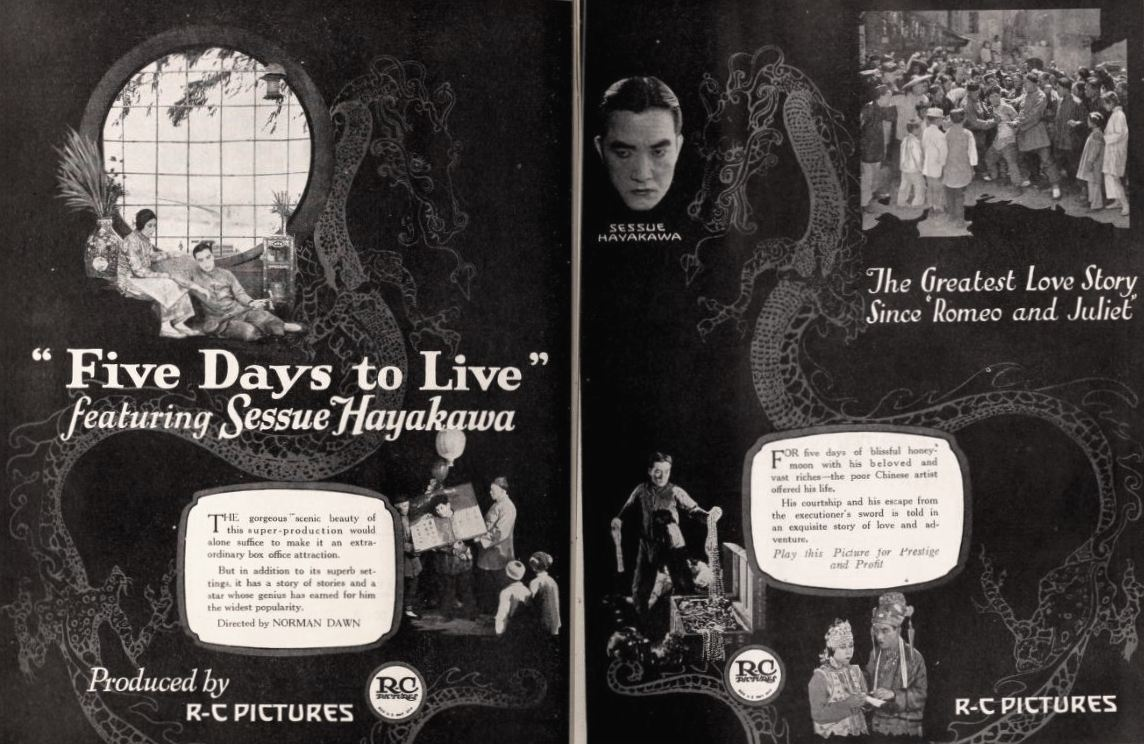
『かげろふの命』（1922年1月7日『Exhibitors Herald』誌の広告）

1920年代に入ると、アメリカでは第一次世界大戦後のナショナリズムの高揚の中、反日ムードがますます濃くなっていた。ロサンゼルスの街でも排日を呼びかける宣伝カーが走り、それは雪洲の自宅の前にもやってきた。そんなアメリカで雪洲の人気は徐々に低下し、スターの地位を維持することが困難となっていった。さらに雪洲の成功を面白くないと思う白人も少なからずおり、雪洲の身辺は次第に不穏なものになり、そんな雰囲気は撮影現場でも漂っていた。そのような背景の中で、雪洲は最も脂の乗りきっている時期を過ごしていたにもかかわらず、ハリウッドに対する不信や不安、そして身の危険を感じるようになった。
そんな雪洲が直面したのは、自社の作品を配給していたロバートソン・コール社との関係悪化だった。

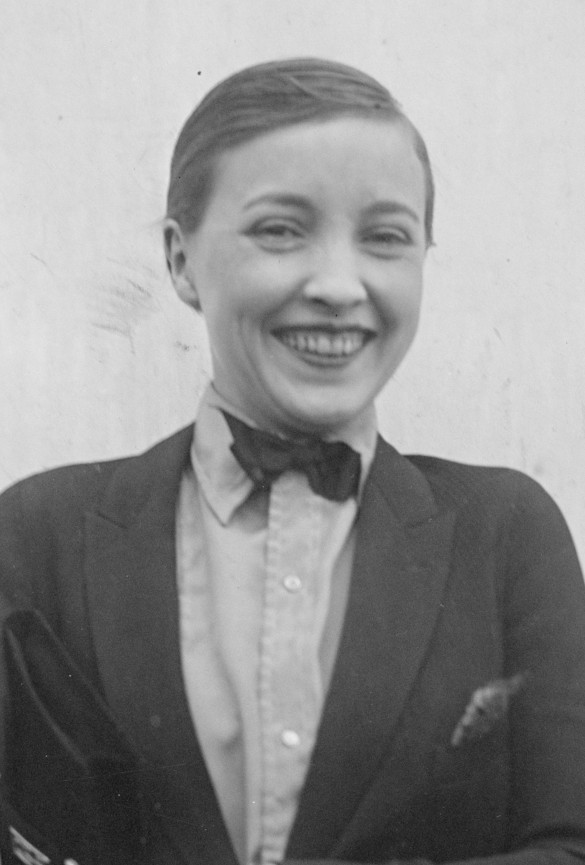
ベッシー・ラヴ（1925年）

1921年3月、ロバートソン・コール社は映画製作に乗り出し、雪洲の会社と合併することを持ちかけた。自らの原作で、ベッシー・ラヴと共演する『スワンプ』（別名『沼』）（1921年）を撮影していた雪洲はこの話しに応じた。雪洲には100万ドルもの死亡保険がかけられており、もし雪洲が死んだ場合、保険金は雪洲の会社に入る仕組みとなっていたが、ロバートソン・コール社は合併により保険金は自動的に自分たちに譲られると解釈し、受取人の名義を自分たちに変えるよう要求した。雪洲は強くこれに反発したが、それで揉めている最中に虫垂炎をこじらせた。症状がかなり悪化していたにもかかわらず、ロバートソン・コール社は雪洲の保険金目当てで手術を先延ばしにしたため、あとでその事実を知った雪洲は憤慨した。何日経っても手術が行われず、4月8日に検査をすると一刻を争う危険な状況であることが判明し、緊急手術をしたが、腸壁が丈夫で腹膜まで膿が回らなかったため一命をとりとめた。

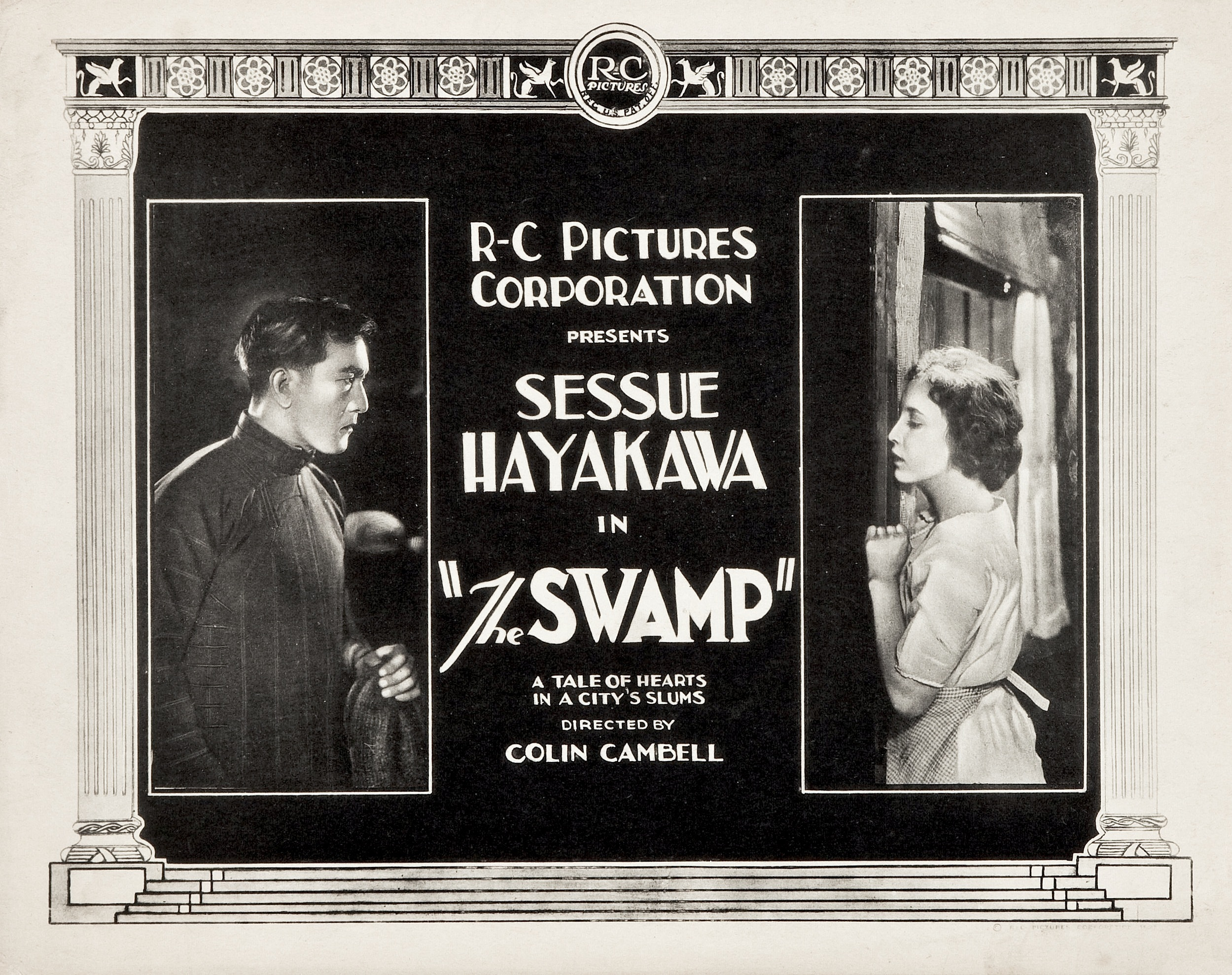
雪洲とベッシー・ラヴ共演の『スワンプ』（『沼』）（1921年）

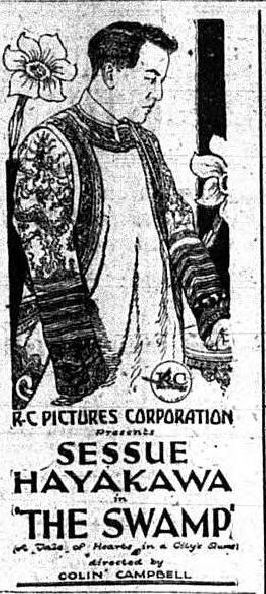
同『スワンプ』（『沼』）（1922年6月30日『St. Louis Argus』誌の広告）

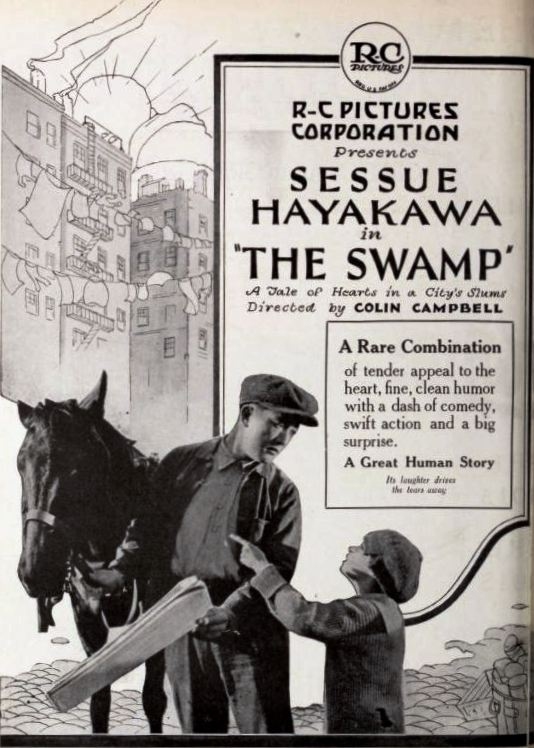
同『スワンプ』（『沼』）（1921年11月19日『Exhibitors Herald』誌の広告）。名子役のフランキー・リーと共演。

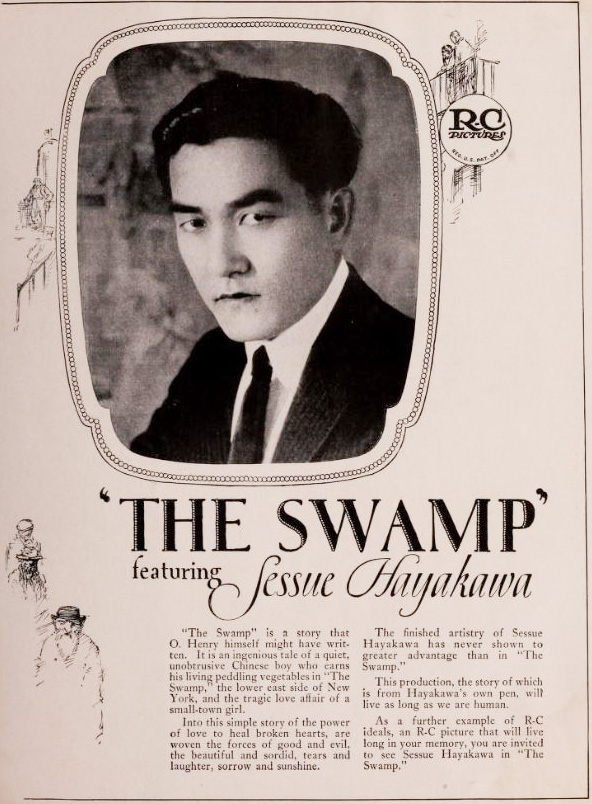
同『スワンプ』（『沼』）（1922年1月『Shadowland』誌の広告）

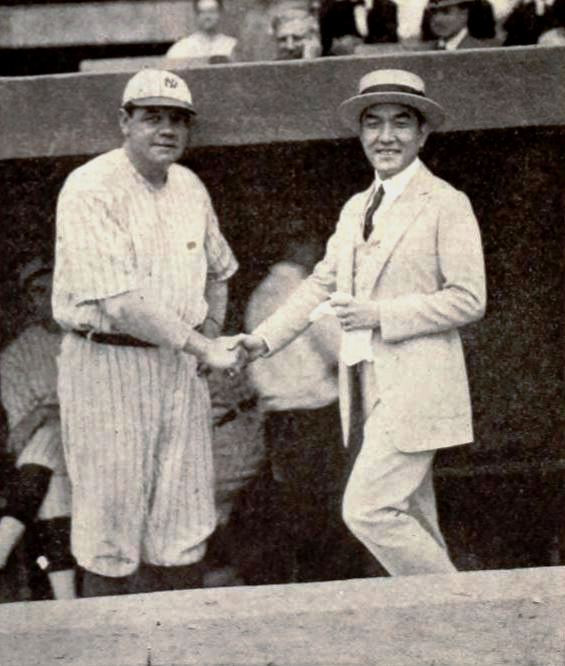
ベーブ・ルースと握手を交わす雪洲（1921年）。

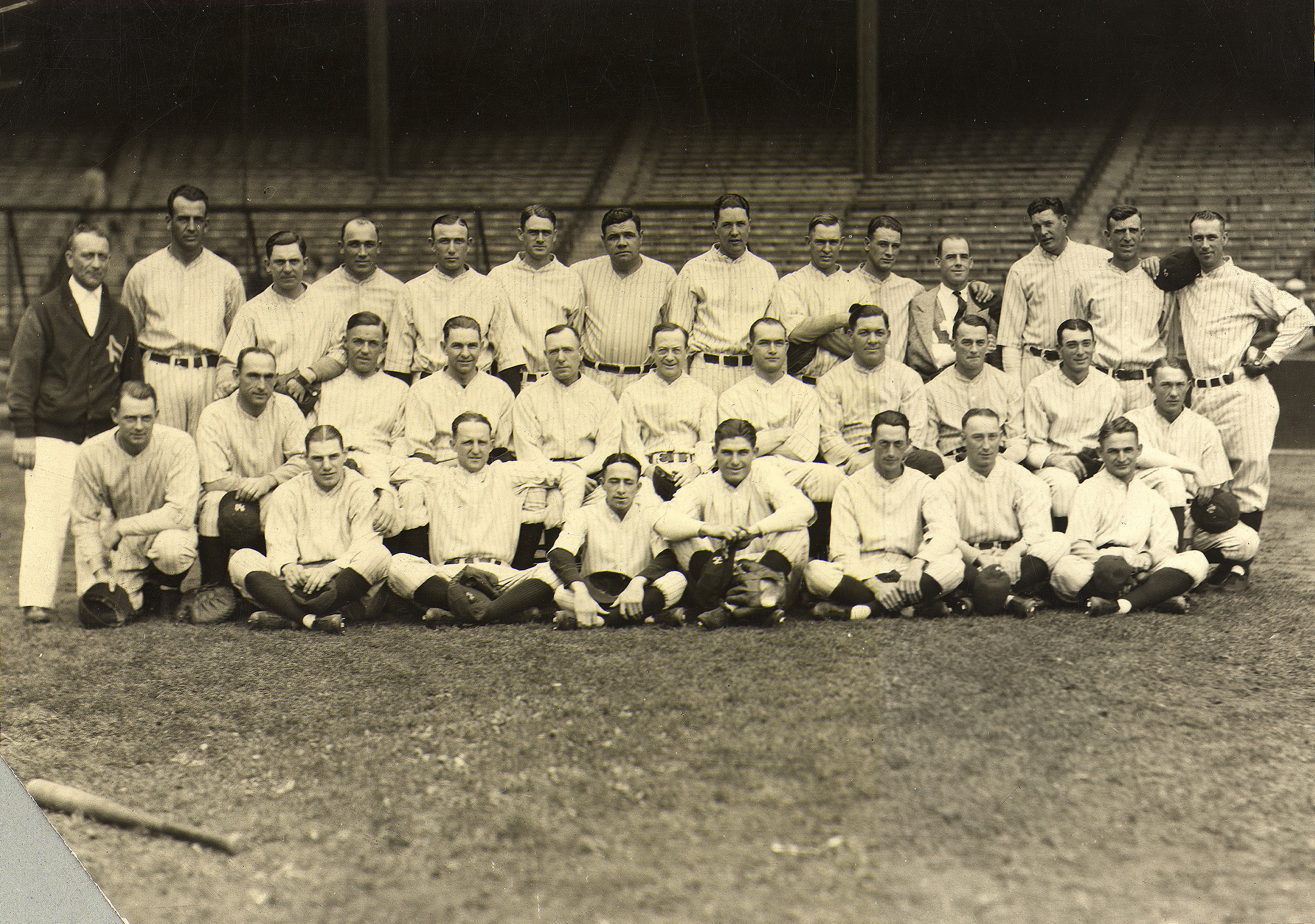
ニューヨーク・ヤンキース（1926年）

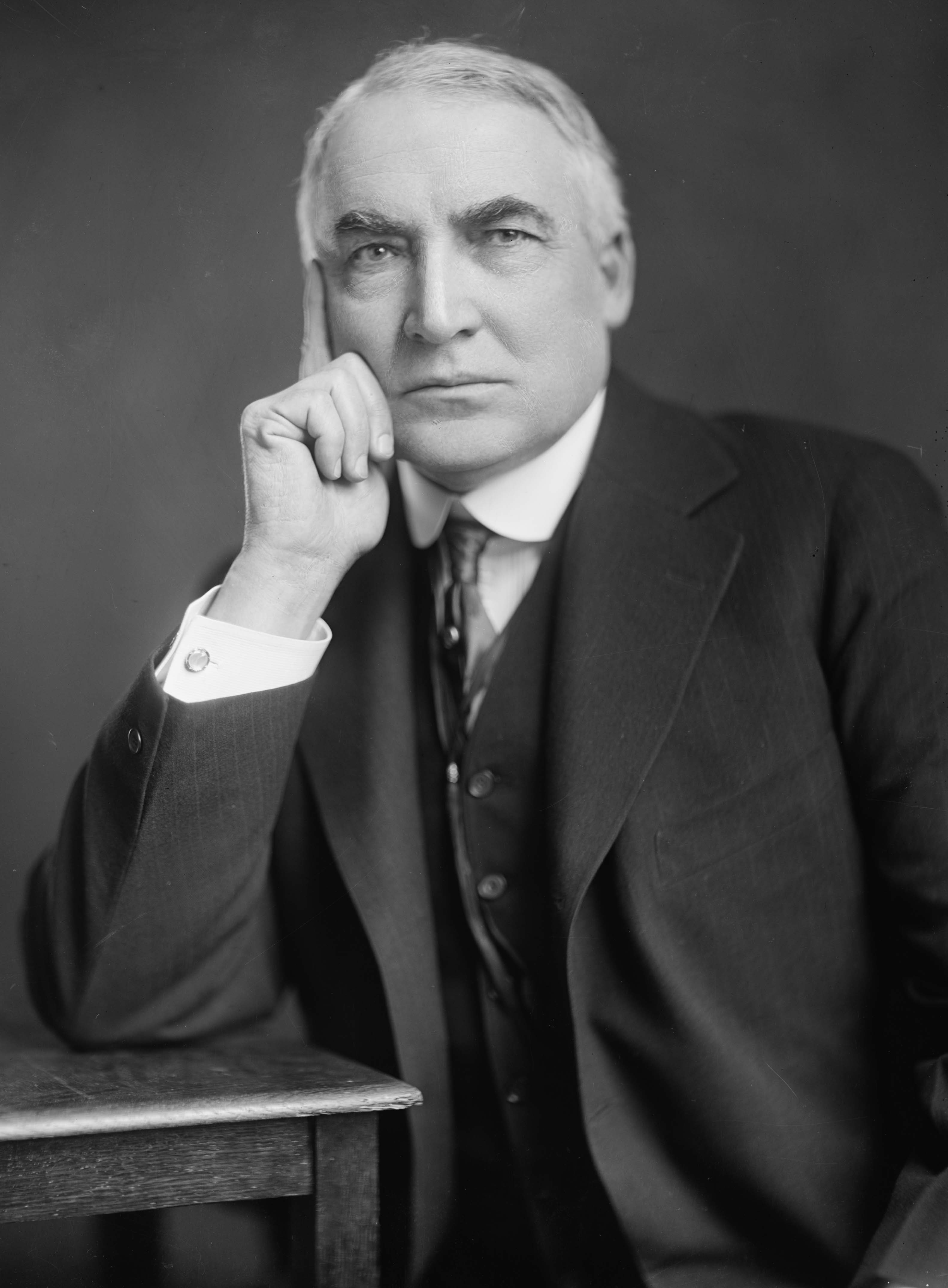
ウォレン・ハーディング

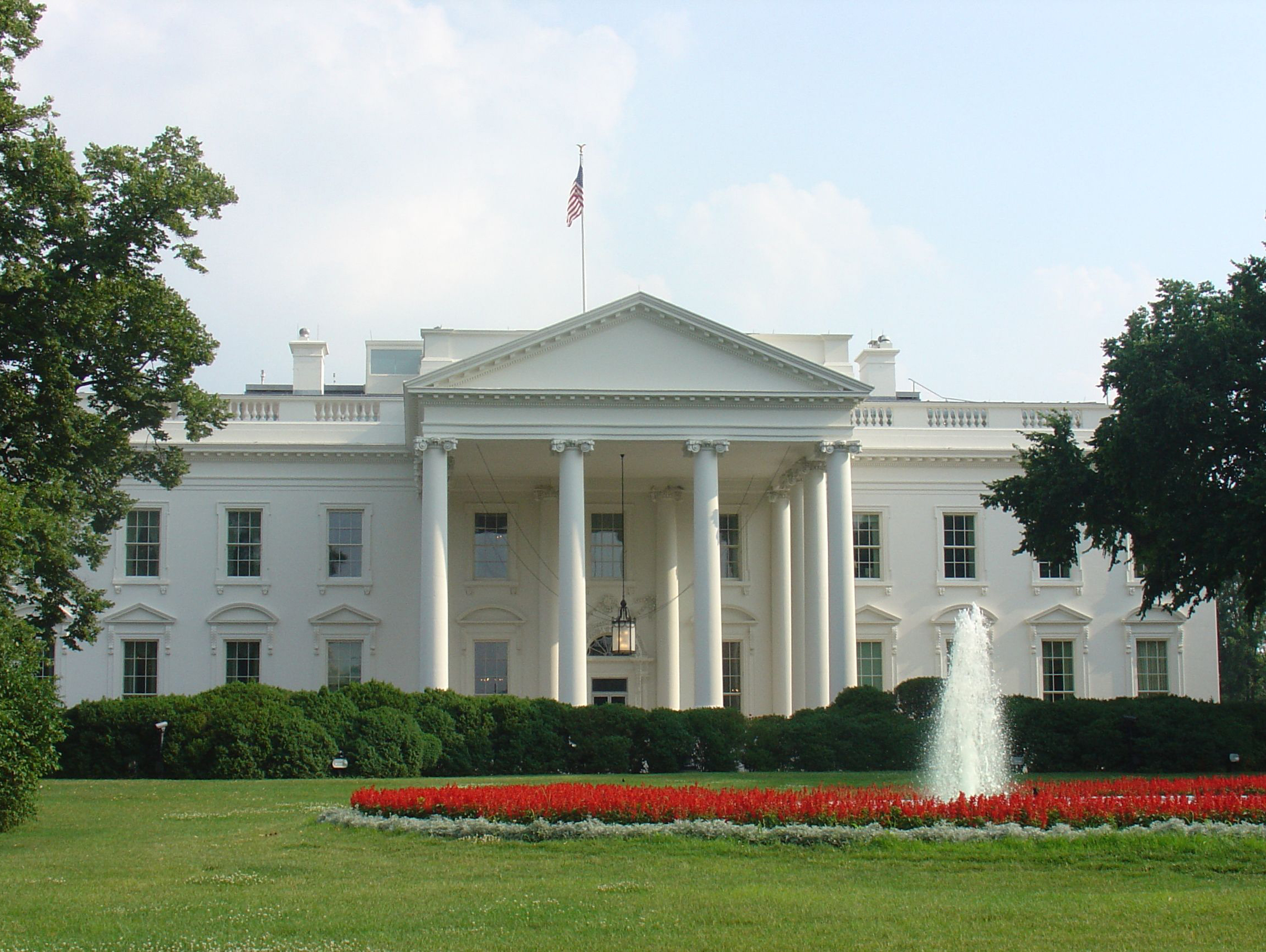
ホワイトハウス

5月12日に雪洲は退院し、6月から転地療養と称してアメリカ東部を旅行した。6月25日にはニューヨーク・ヤンキース対ワシントン・セネタースの野球試合で始球式を務め、ベーブ・ルースと握手を交わし、その2日後にはホワイトハウスでウォレン・ハーディング大統領と面会した。雪洲が長兄に宛てた書簡によると、この東部旅行は「新しい境地を自分の活動天地に求めよう」という目的があったという。大場俊雄は、東部旅行がやがてハリウッドを離れることになる雪洲の転機の前兆であり、映画俳優から舞台俳優へ活躍の場を広げることを意図した下見旅行だったと指摘している。

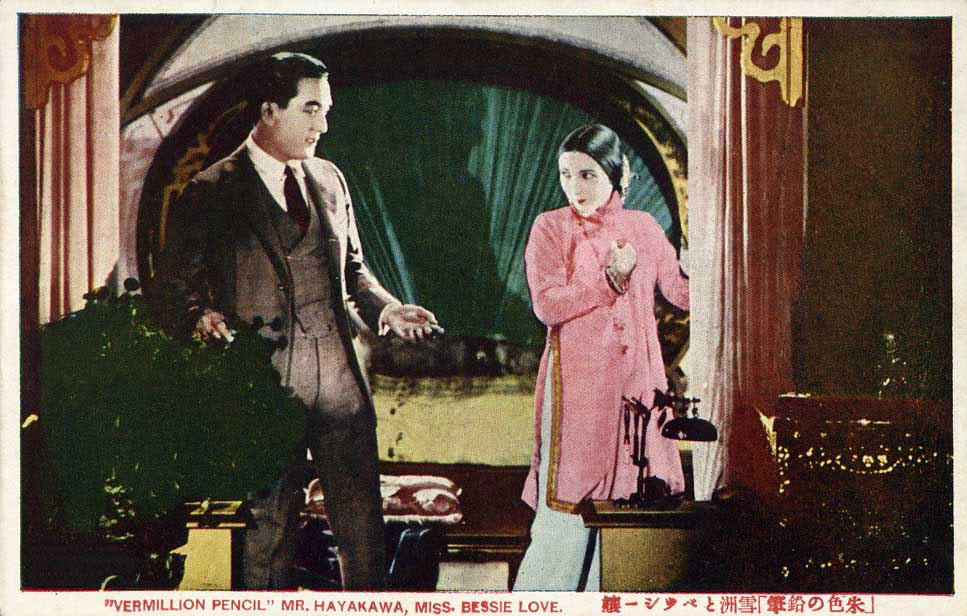
雪洲とベッシー・ラヴ『朱色の画筆』（1922年）ロビーカード

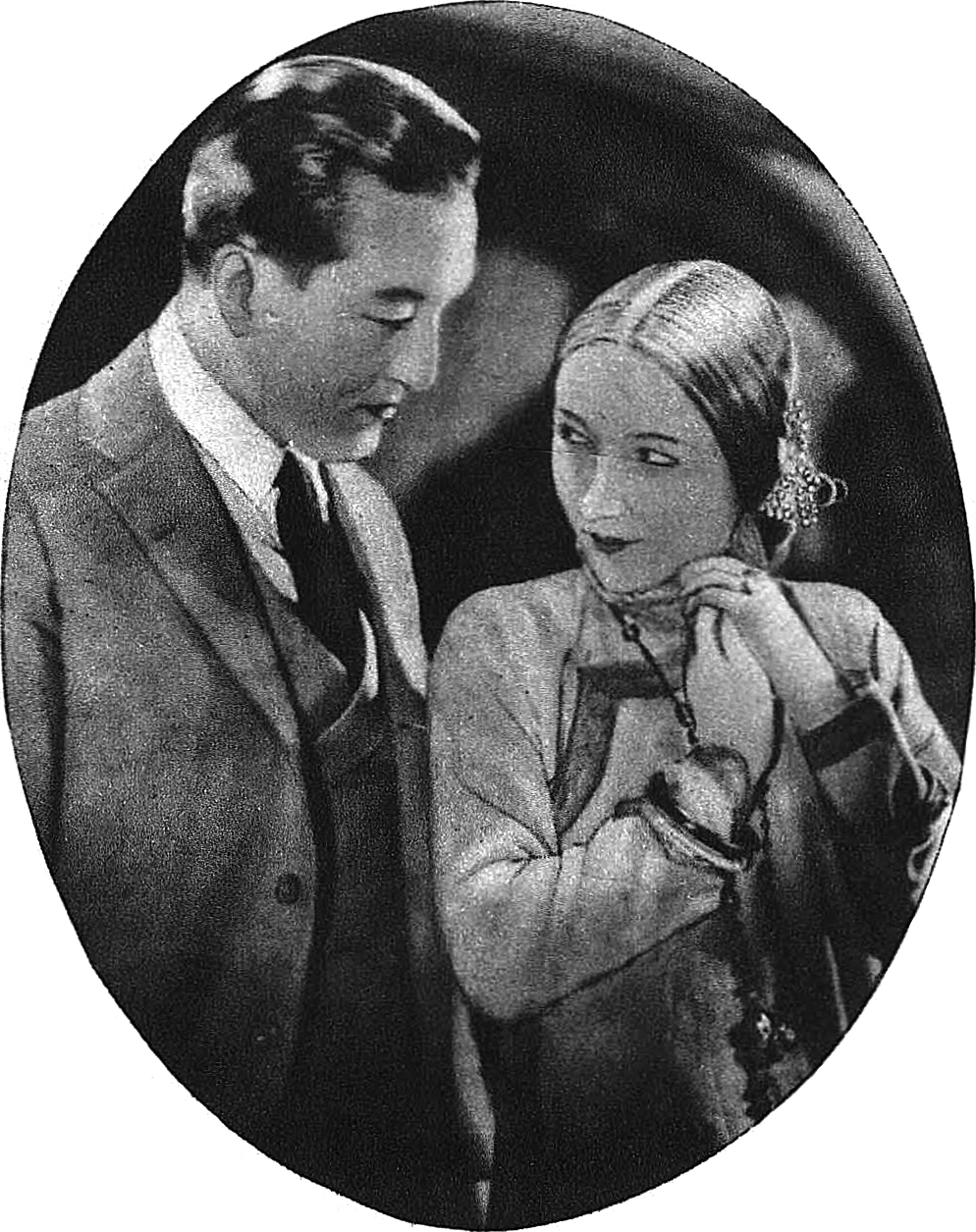
雪洲とベッシー・ラヴ『朱色の画筆』（1922年）

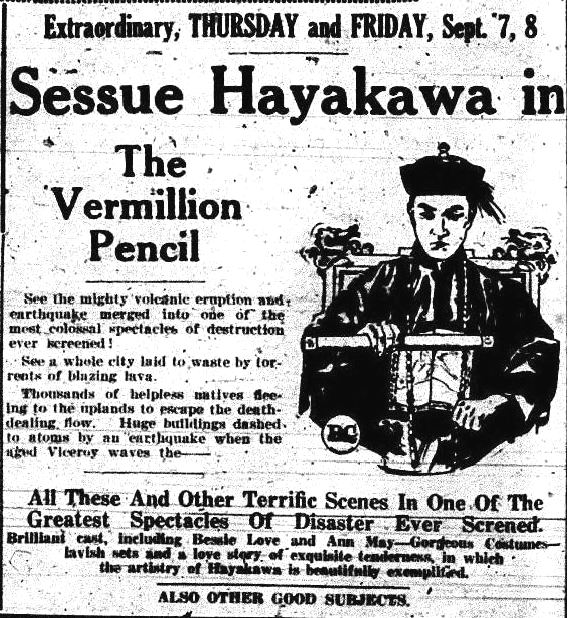
『朱色の画筆』（1922年9月1日『St. Louis Argus』誌の広告）

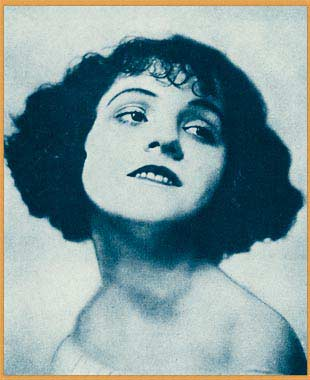
アン・メイ（1921年）

1922年、雪洲は合併後の新生ロバートソン・コール社のもとで、中国が舞台のアン・メイ、そして再びベッシー・ラヴと共演する新作『朱色の画筆』（1922年）の撮影に入った。すでに保険金の受取人の名義はロバートソン・コール社に移されていたが、この作品では大地震で町が壊滅する大がかりなシーンがあり、同社は撮影中に事故が起きる可能性もあるとして、雪洲の死亡保険にさらに100万ドルを追加した。大地震のシーンは、3月11日のクランクアップ当日に撮影されたが、自伝によると、雪洲は撮影現場の見物人が異常に多く、その中に白衣を着た人も何人かいたため、いつもと様子がおかしいことに気付いたという。撮影するシーンは、雪洲と中国人がパゴダの前で格闘し、その最中に発射されるピストルの音とともに、地震でパゴタが向こう側へ倒壊するというものだった。ところが、雪洲は撮影開始直前、知人の美術監督に「パゴダのセットは向こう側にではなく、雪洲の方に倒れる」と忠告された。雪洲は恐怖心を抑えながら撮影に臨んだが、合図となるピストルの音がした途端、パゴダのセットは本当に雪洲の方へと倒れ始めた。雪洲はすぐに「走れ！」と声を張り上げ、他の俳優たちと大急ぎで逃げ出し、そのおかげで怪我人は出なかったという。

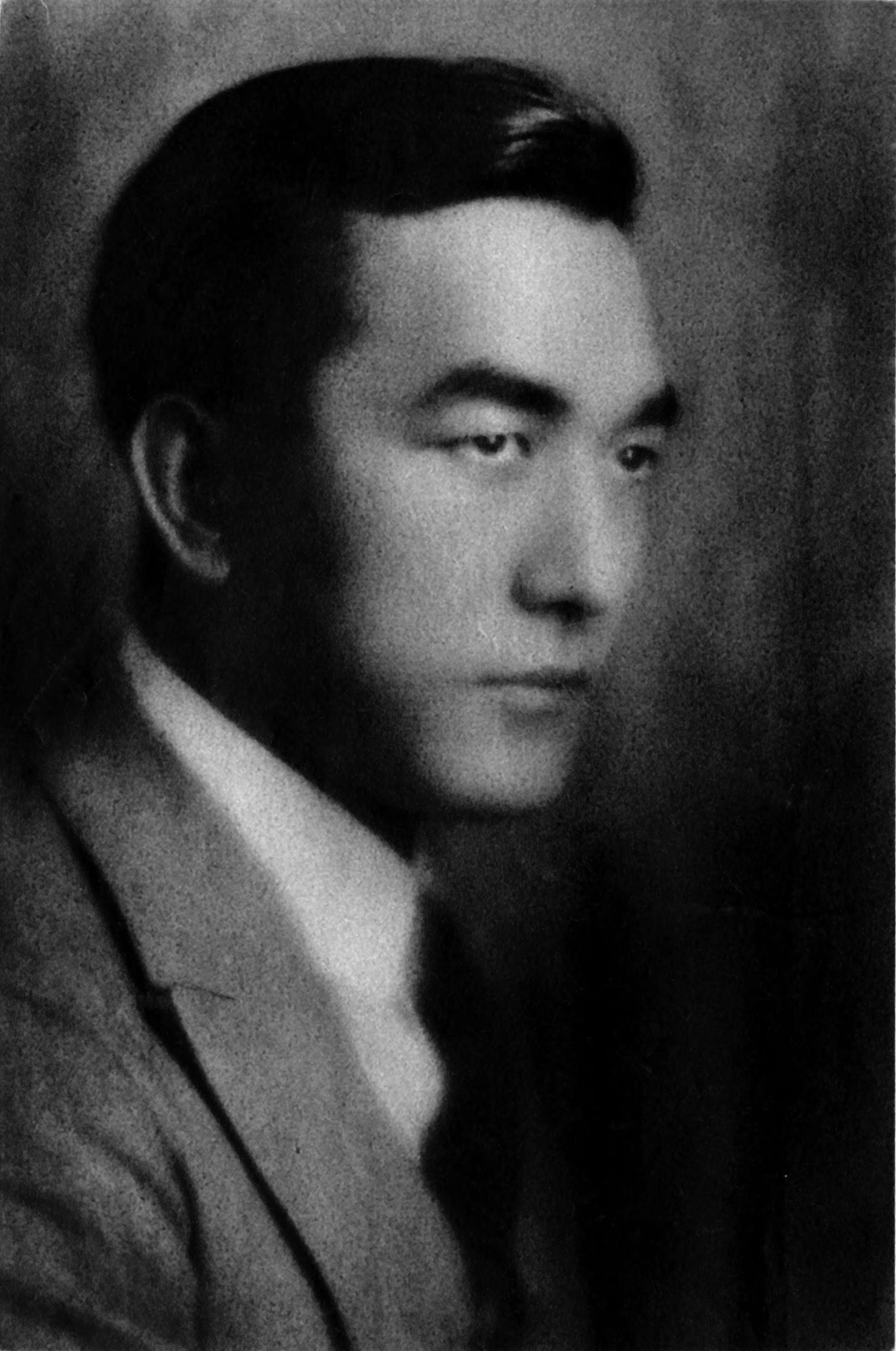
1922年の雪洲。

雪洲は自伝で、このセットの倒壊事故は、雪洲の多額の保険金を手にするためにロバートソン・コール社の社長が仕組んだものであると主張し、「あのときは日本人排斥が盛んなときで、実に迫害を受けた。そのどさくさまぎれに日本人の私など撮影中の事故死ということで、殺したって平気だろう、殺して200万ドルとる、という謀略をめぐらしていたのが事実だ」と述べている。中川も、この事件が「会社ぐるみの確信犯的な公開殺人計画」だったと述べている。この事件で雪洲はハリウッドと決別することを決意し、事件から1週間後の3月17日に行われたロバートソン・コール社社長主催のパーティーの席上で、その決意を発表した。
先日、一般人民投票によって、日本人を排斥すべきかどうか、土地法、移民法を通過さすべきかどうか、イエス、ノーの投票があった。あのとき、「イエスと投票しろ」と宣伝カーを繰り出した、そのなかに僕のいる映画会社からも車が出ていたのを、僕はよく知っているし、現に見た。そして僕の住んでいるこのハリウッドがイエスの投票をしたために、あるいはロスアンゼルス全部がイエスの投票をしたために、日本人にとってもっとも致命的な土地法案は通過してしまった。（中略）道を歩く日本人はトマトをぶつけられたりで悲しいめに会った。それのみならず、撮影中に僕を殺そうとした事件が起きた。こういう空気の中で、僕はこれ以上一日も過ごすことはできない。きょう限りハリウッドに訣別する。（中略）いろいろお世話になったが、今日をかぎりお別れする。

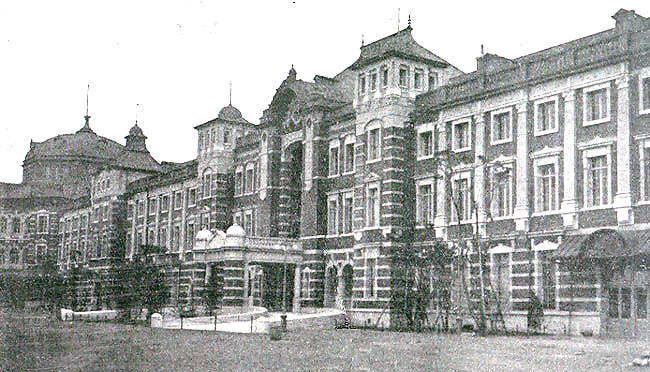
竣工当時の東京駅（1914年）

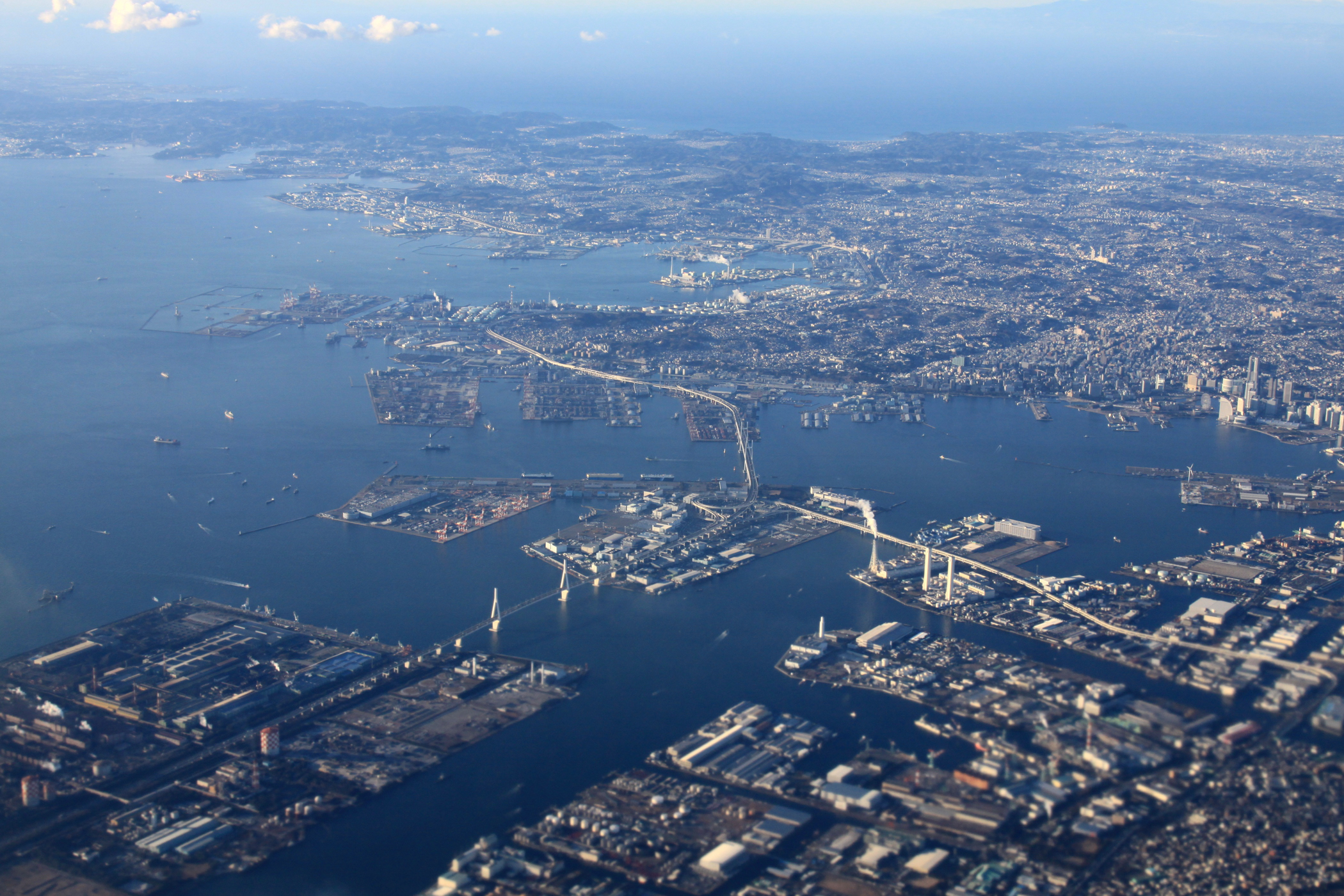
横浜港

この言葉通りに雪洲は自身の映画会社を解散し、ハリウッドを後にした。それから約2か月後の6月29日には、妻と渡米後初めて日本へ一時帰国した。この頃の日本では、雪洲はハリウッドで成功したスターとして大きな注目を集め、映画ファンだけでなく一般大衆からも英雄視された。雪洲は至るところで熱狂的な歓迎を受け、東京駅では雪洲夫妻をひと目見ようと大群衆が押し寄せたという。その一方で「国賊」「売国奴」のレッテルが拭い去られたわけではなく、歓迎と同じくらいに不歓迎の声も多く、雪洲夫妻は不歓迎団体や抹殺社を称する団体に付きまとわれ、常に不安と恐怖がついて回った。横浜港に到着した時には歓迎の嵐と反対の怒号が入り混じる騒ぎとなり、帰国直後の歓迎会の最中には撲殺団のメンバーが「雪洲国賊！」と叫びながら乱入する出来事も起きた。雪洲は郷里の七浦村にも戻り、地元の人々から大歓迎を受けたが、日本を離れる間際の8月16日に兄の音治郎が亡くなり、滞在期間を延ばして葬儀に参列したあと、8月28日に喪服姿のままアメリカへ戻った。

### 国際的な活躍：1922年 - 1944年

#### ブロードウェイとヨーロッパへの進出

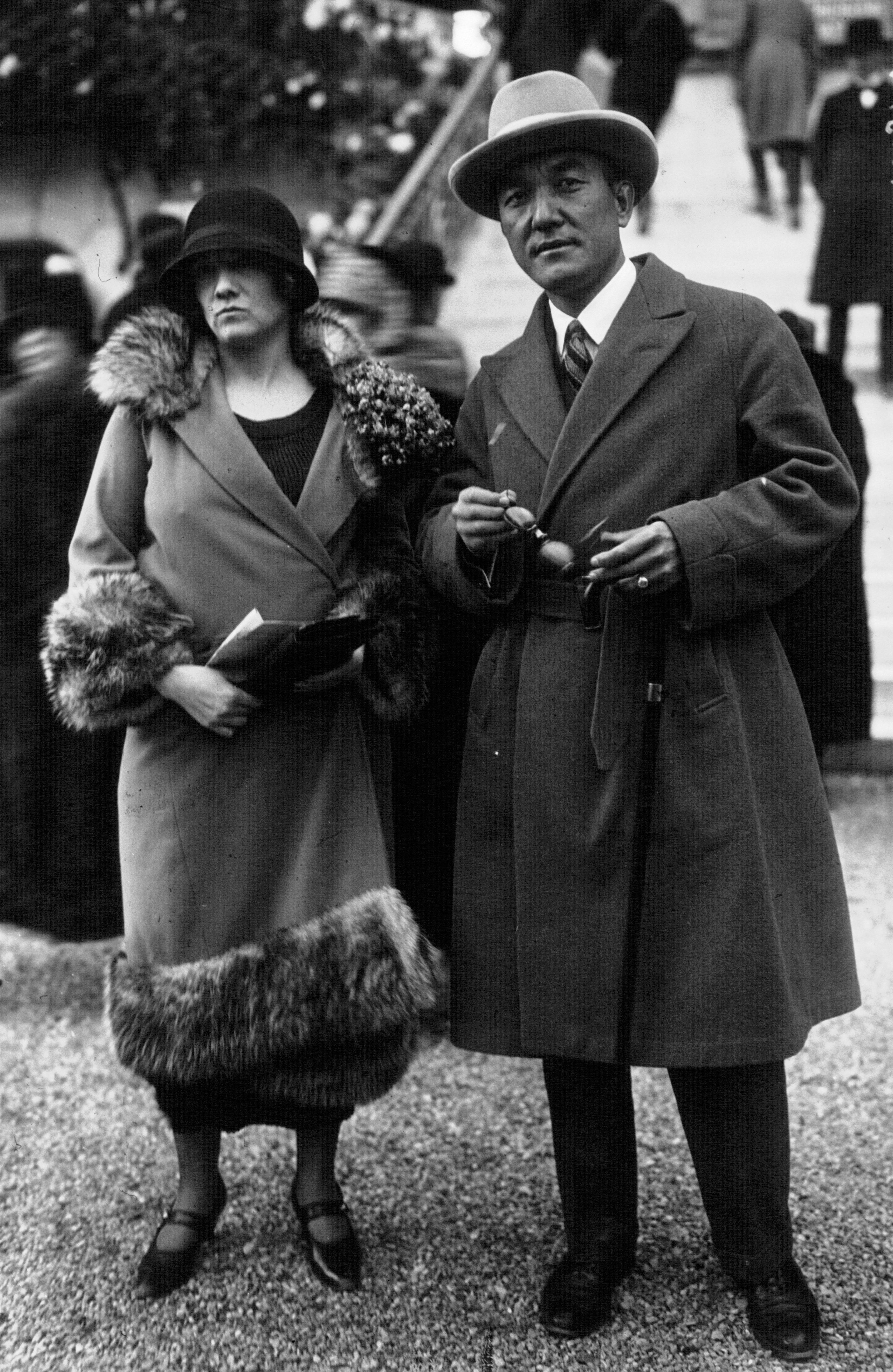
パリロンシャン競馬場での雪洲（1923年）。

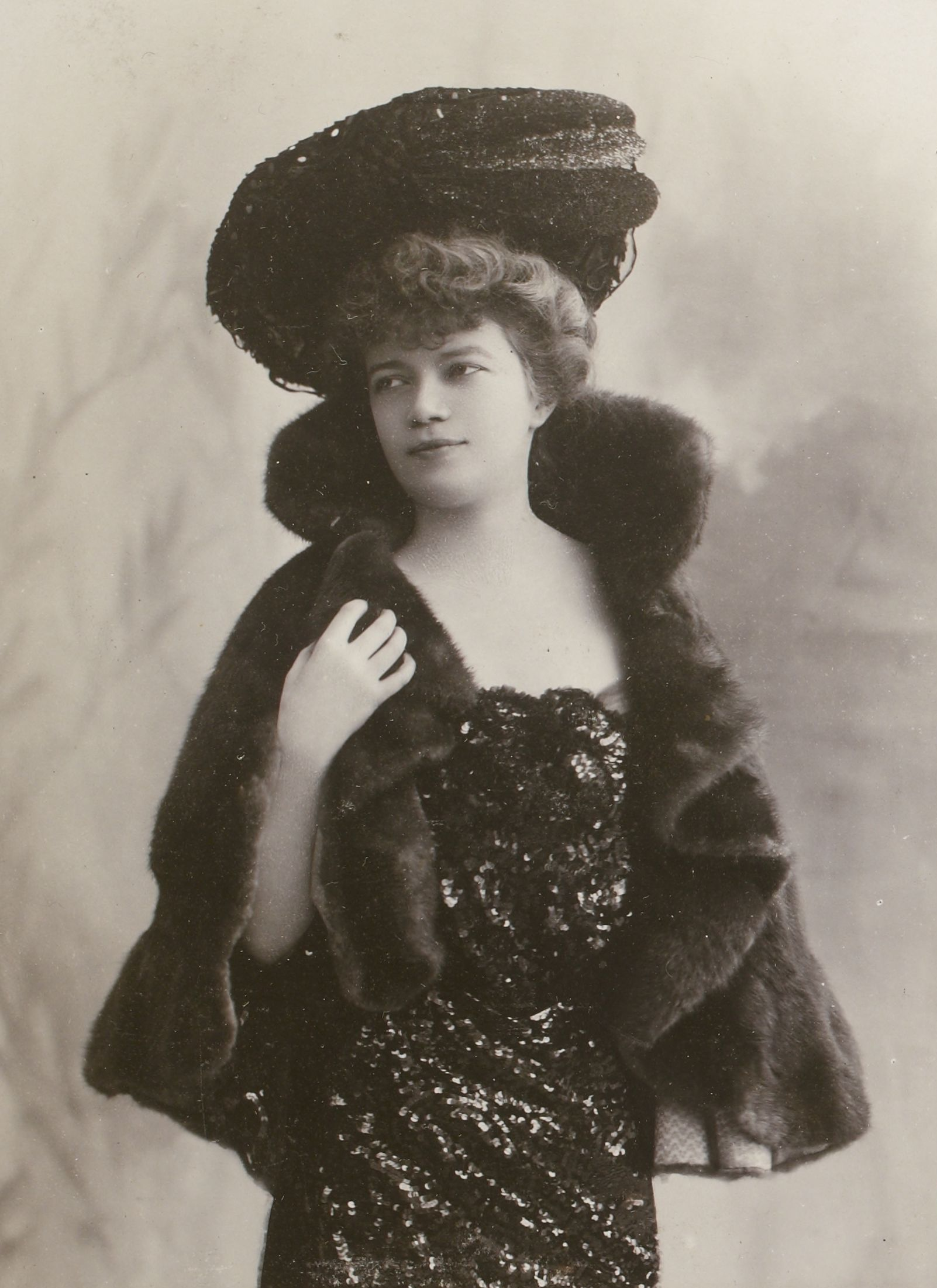
フレッド・ド・グレザック

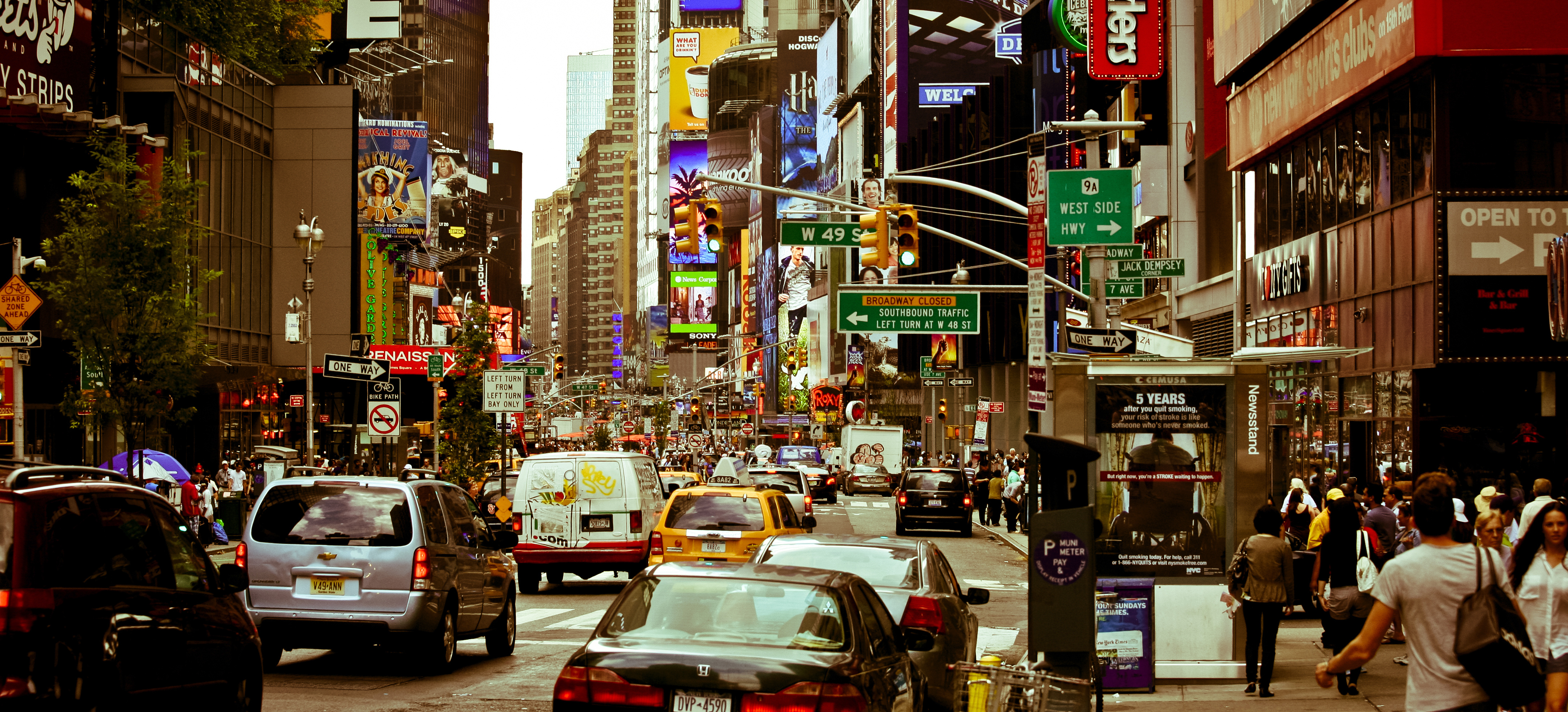
ブロードウェイ

ハリウッドと決別した雪洲は、ニューヨークへ出て舞台俳優に活路を見出し、フレッド・ド・グレザック作の『タイガー・リリー』という芝居を上演することにした。雪洲はブロードウェイでの舞台経験がなく、演技力も未知数だったため、まずは1923年1月からデラウェア、ピッツバーグ、アトランティックシティなどの東海岸の都市で公演を重ねた。ところが、公演は好成績を収めるには至らず、1月26日付けの『羅府新報』はアトランティックシティでの上演が「観衆は期待を裏切られたほどの出来」だったと報じた。その結果、『タイガー・リリー』は3週間の都市公演で事実上打ち切られ、ニューヨークで日の目を見ることは叶わず、雪洲はブロードウェイの劇場に出演することが生易しいことではないことを痛感した。

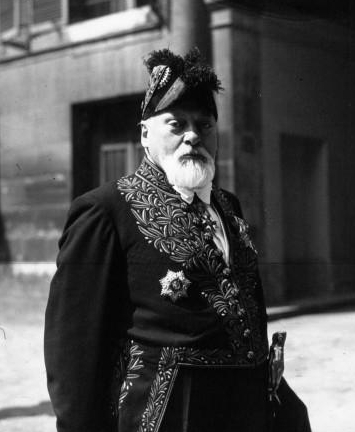
クロード・ファレール（1936年）

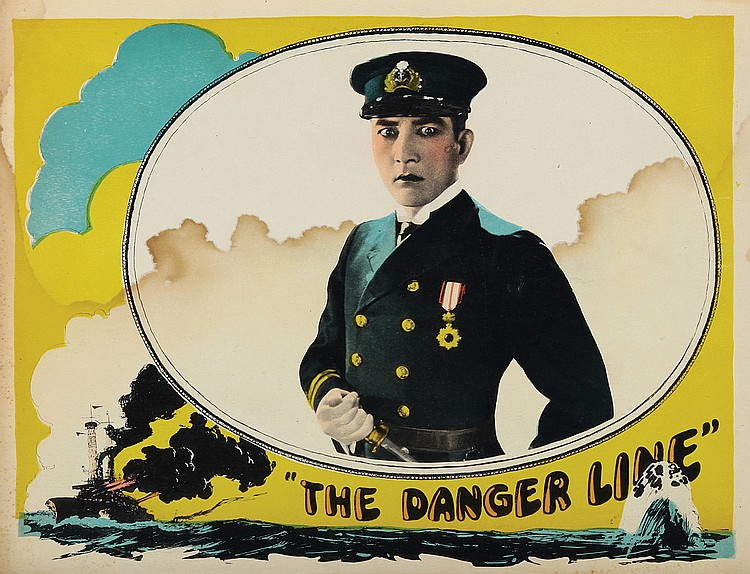
アメリカ版『The Danger Line』（1924年）のポスター。

それでも雪洲は諦めず、ニューヨークで新しい芝居の題材を探していたところ、フランスの映画会社のフィルム・ダールから、クロード・ファレールの小説が原作で日露戦争を舞台にした国際的大作『ラ・バタイユ』（1923年）で主役の日本海軍将校を演じるオファーを受けた。契約を結んだ雪洲は「アメリカでは人気が落ちたが、ヨーロッパではまだまだいける」と自信を深め、1923年7月に将校の妻役で共演が決まった鶴子とフランスへ渡り、パリで熱狂的な歓迎を受けた。『ラ・バタイユ』は雪洲の力が働いたおかげで、フランス海軍の協力により本物の軍艦を動員して撮影された。作品はパリで2年間も上映が続くほどの大きな成功を収めたが、日本では国辱的な描写があるとして、原形をとどめぬほどに編集されたものが公開された。アメリカでもロバートソン・コール社によって改変が行われ『The Danger Line』（1924年）のタイトルで公開された。

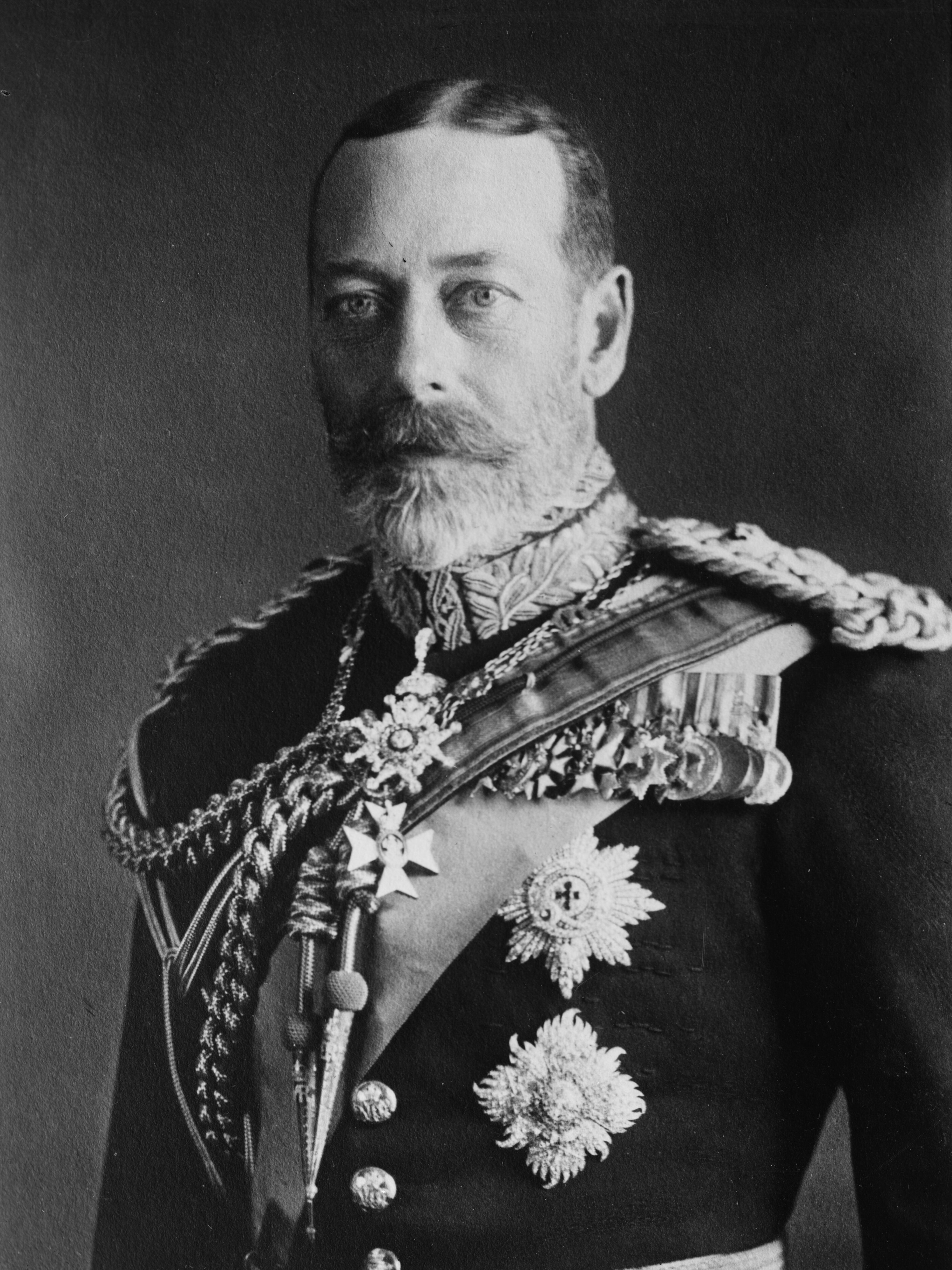
ジョージ5世（1923年）

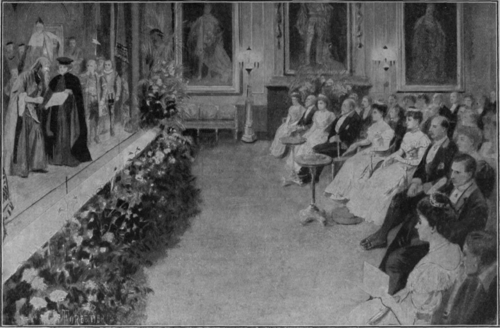
コマンド・パフォーマンスの絵。（1905年11月16日）

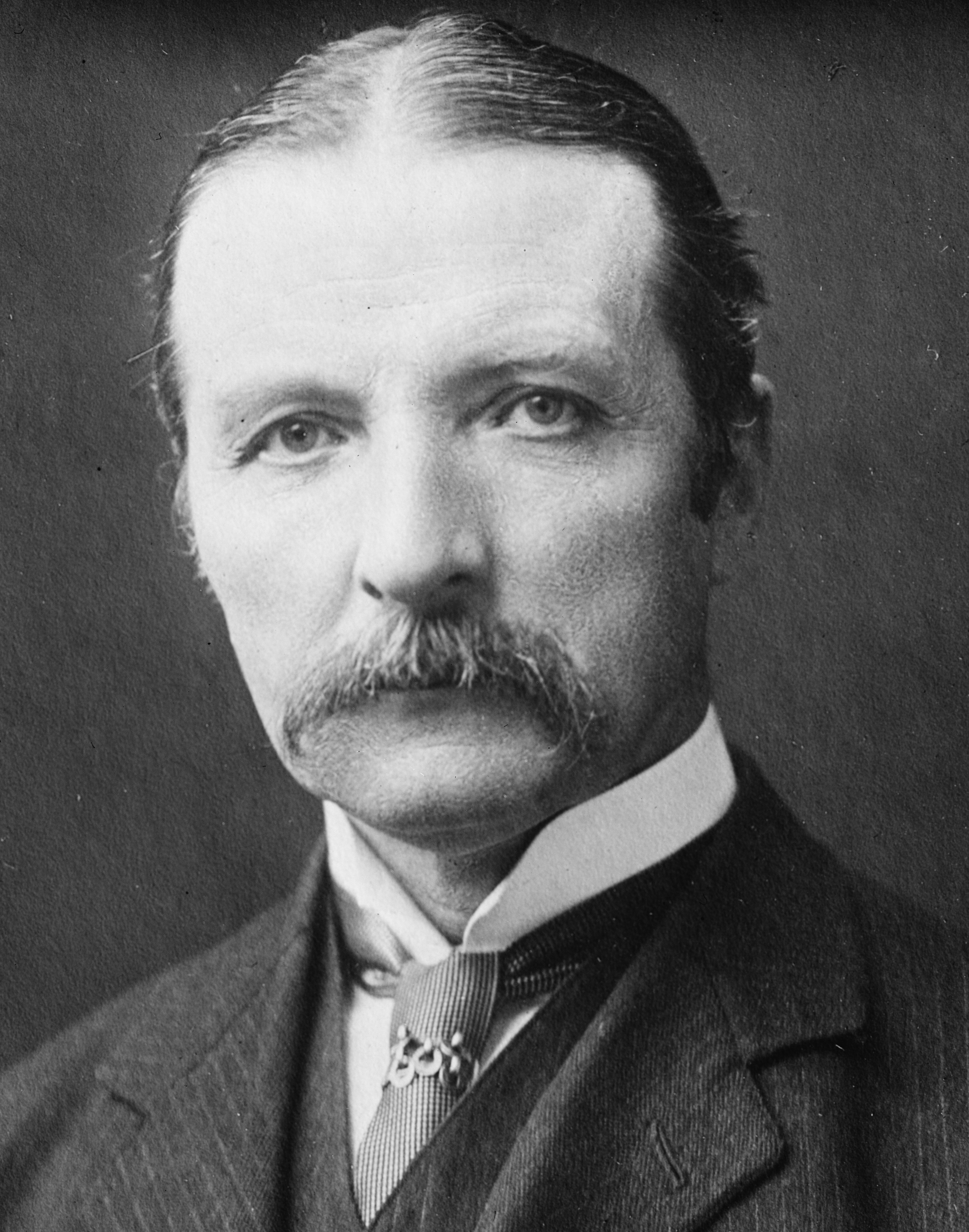
ウィリアム・アーチャー

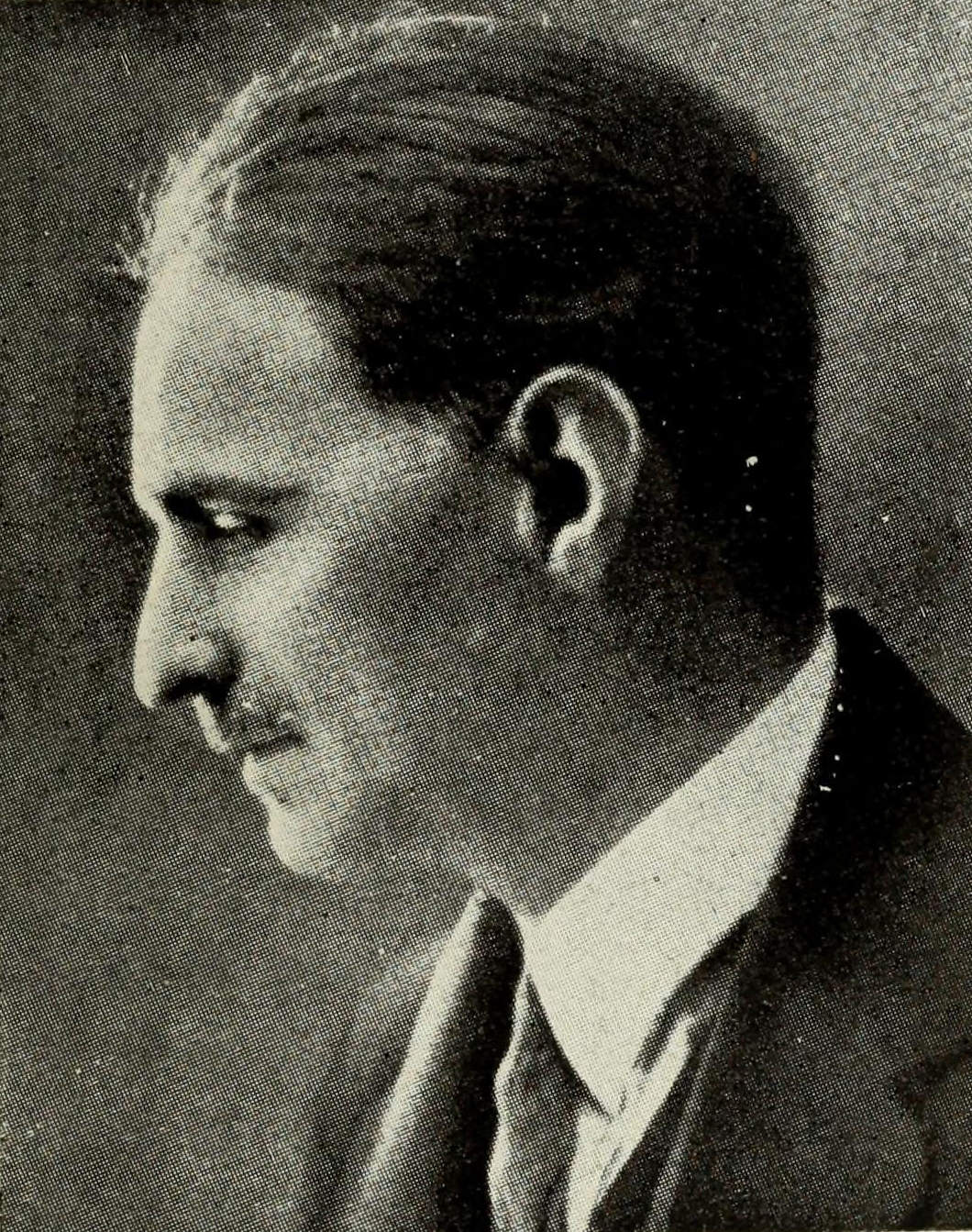
ロジェ・リオン（1920年頃）

その後、雪洲はパリの劇場カジノ・ド・パリで1幕の短い芝居『神の御前に』（1923年）に出演し、連日大入り満員のヒットとなった。雪洲はヨーロッパでもすっかり人気者となり、イギリス国王ジョージ5世からは王室主催のコマンド・パフォーマンスでの芝居の指名を受けた。1923年11月にロンドン入りすると数万人の群衆に出迎えられ、チャップリンが凱旋帰国した時よりも熱狂的な歓迎ぶりだったと報じられた。雪洲が上演したのはウィリアム・アーチャーの戯曲『サムライ』で、12月13日にロンドン・コロシアムで国王の天覧を受けた。舞台は高い評判を呼び、約7か月にわたりイギリス各地で巡演して、その間には2本のイギリス映画『愛国の軍使』と『Sen Yan's Devotion』で主演し、青木鶴子と共演した。また『ラ・バタイユ』に続くフランス映画『犠牲』（1924年）でも主役を演じ、ロジェ・リオンと共同で監督を努めた。

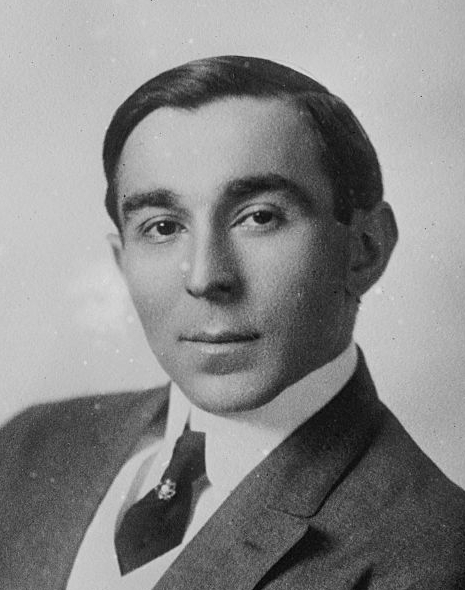
リー・シューバート（1908年）

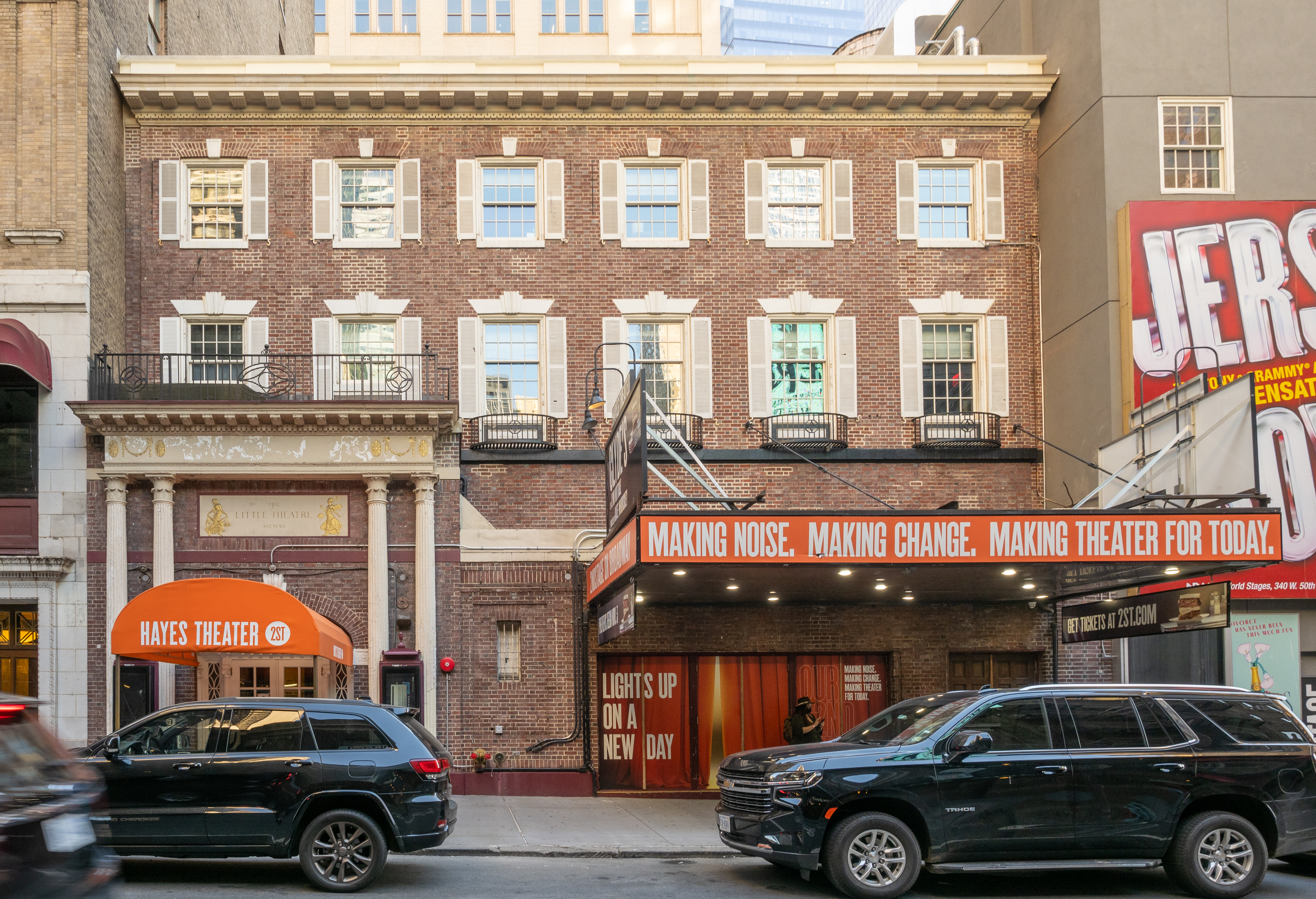
リトル・シアター

1924年末に雪洲は再びパリへ戻り、しばらく遊びほうけていたところ、パリのナイトクラブで知り合ったニューヨークの大劇場主リー・シューバートから『ラブ・シティ』という舞台で主役の中国人を演じる話を受けた。単なるスターから演技力で評価される俳優へと転身したいと思っていた雪洲は、一度は失敗したブロードウェイで自分の力量を再び試すため、約2年を過ごしたヨーロッパを離れ、1925年夏にニューヨークへ戻った。『ラブ・シティ』はこれまでにない長台詞が多く、完璧な演技が求められたため、雪洲は稽古中にプレッシャーで胃炎を患い、ひどく痩せてしまったという。舞台は翌1926年1月からブロードウェイのリトル・シアターで上演されると成功を収め、雪洲の舞台での演技も正当に評価された。

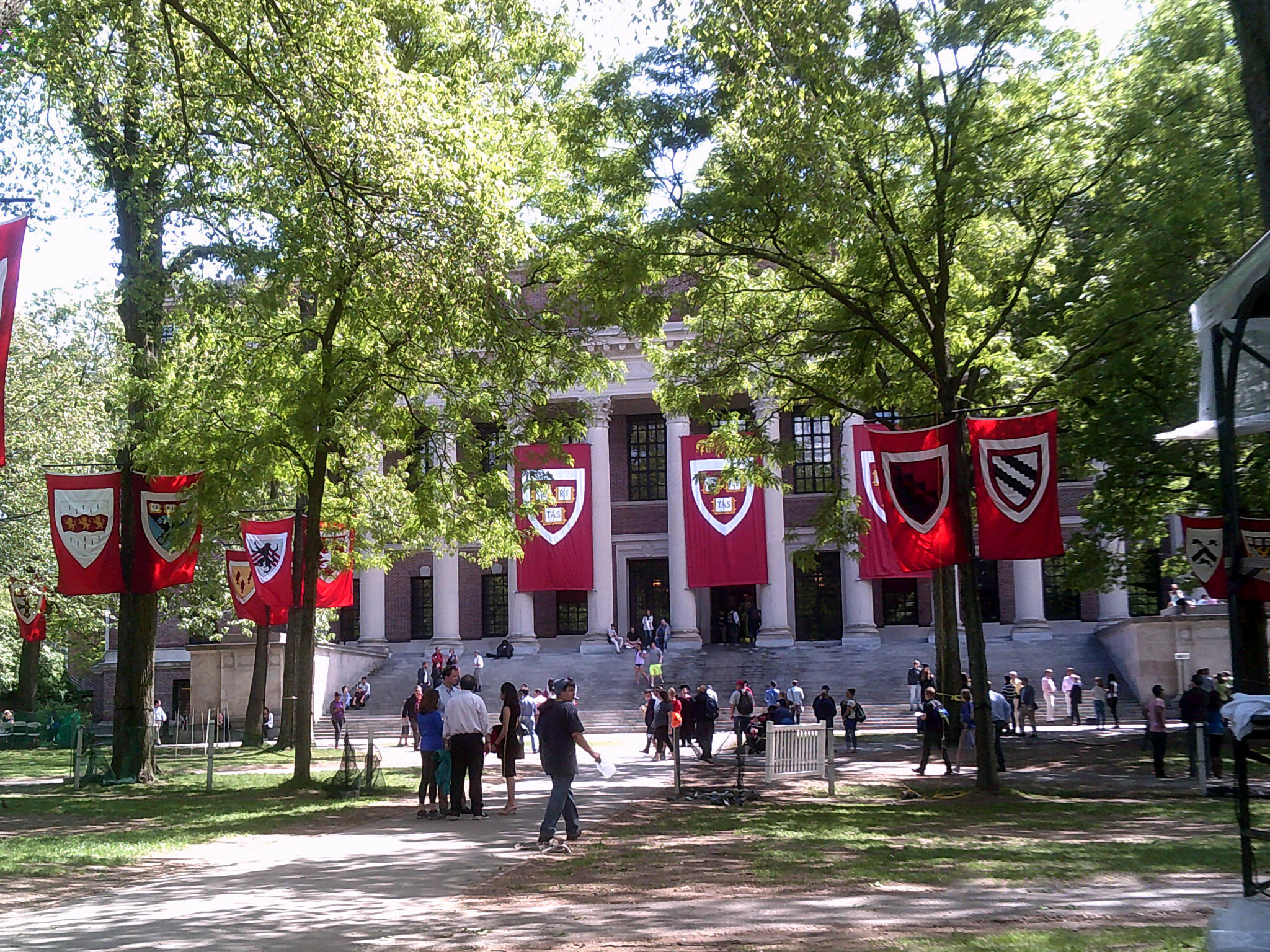
ハーバード大学（2012年）

フィラデルフィア

『ラブ・シティ』の成功で、雪洲はニューヨークに腰を落ち着け、そのあとに自身初の小説『バンディット・プリンス』（1926年）を出版した。この小説はハーバード大学で学ぶ中国の王子が主人公の恋物語で、雪洲はその一部を脚色する形で次の舞台『馬賊の王子』を自作し、1926年6月にニューヨークで上演した。舞台は評判を呼び、雪洲はすぐに日米の俳優10数人を集めて一座を組み、1927年までニューヨーク、フィラデルフィア、シカゴ、ロサンゼルス、サンフランシスコなど全米各地で『馬賊の王子』を巡業した。1928年には自ら脚本と演出を兼ねた新作舞台『笑へる男』の全米巡業を行ったが、この舞台の評判も上々で、映画化の話も持ち上がり、翌1929年に自身初のトーキーとなる『大和魂』として公開され、ルシール・ローテルと共演した。すでに映画界はサイレントからトーキーへ移行し、多くのサイレント映画のスターがトーキーに適応できずに銀幕から消えていったが、雪洲はヨーロッパ時代から舞台俳優として台詞の経験を積んでいたおかげで、トーキーに適応して映画出演を続けることができた。

#### 日本へ帰国

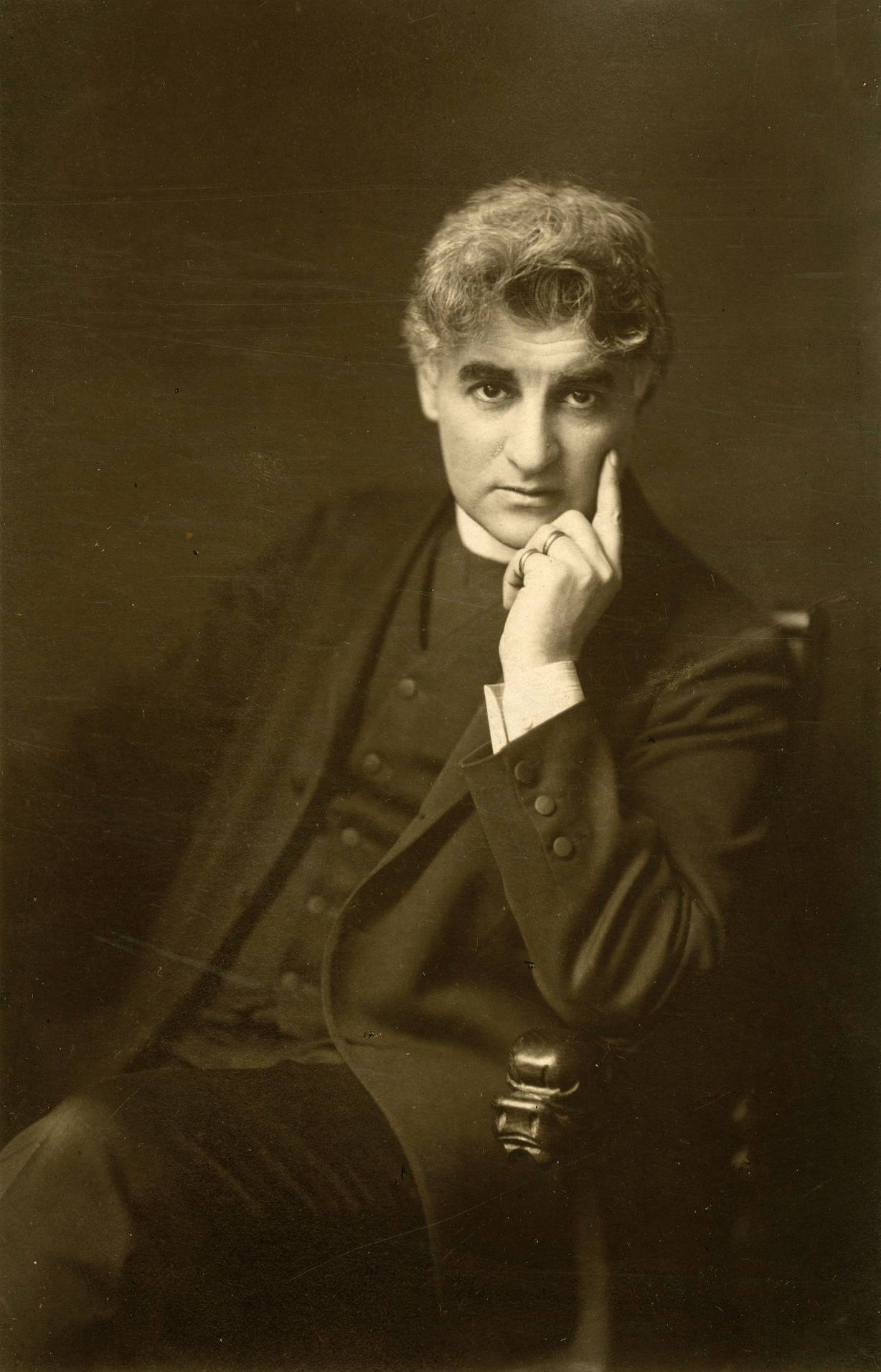
デーヴィッド・ベラスコ（1909年）

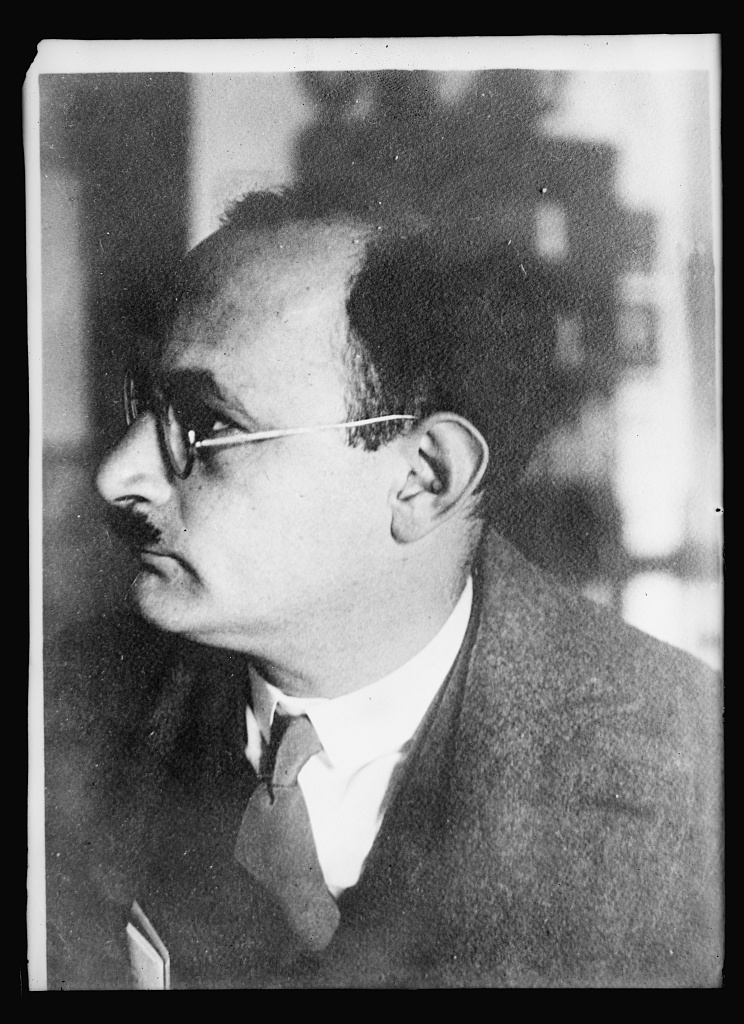
アクメッド・アブダラー（1919年）

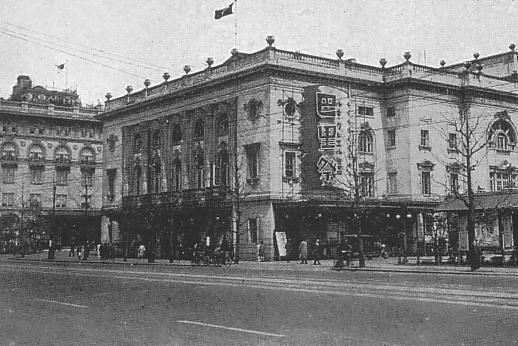
帝国劇場（1933年）

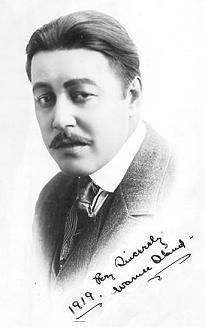
ワーナー・オーランド（1919年）

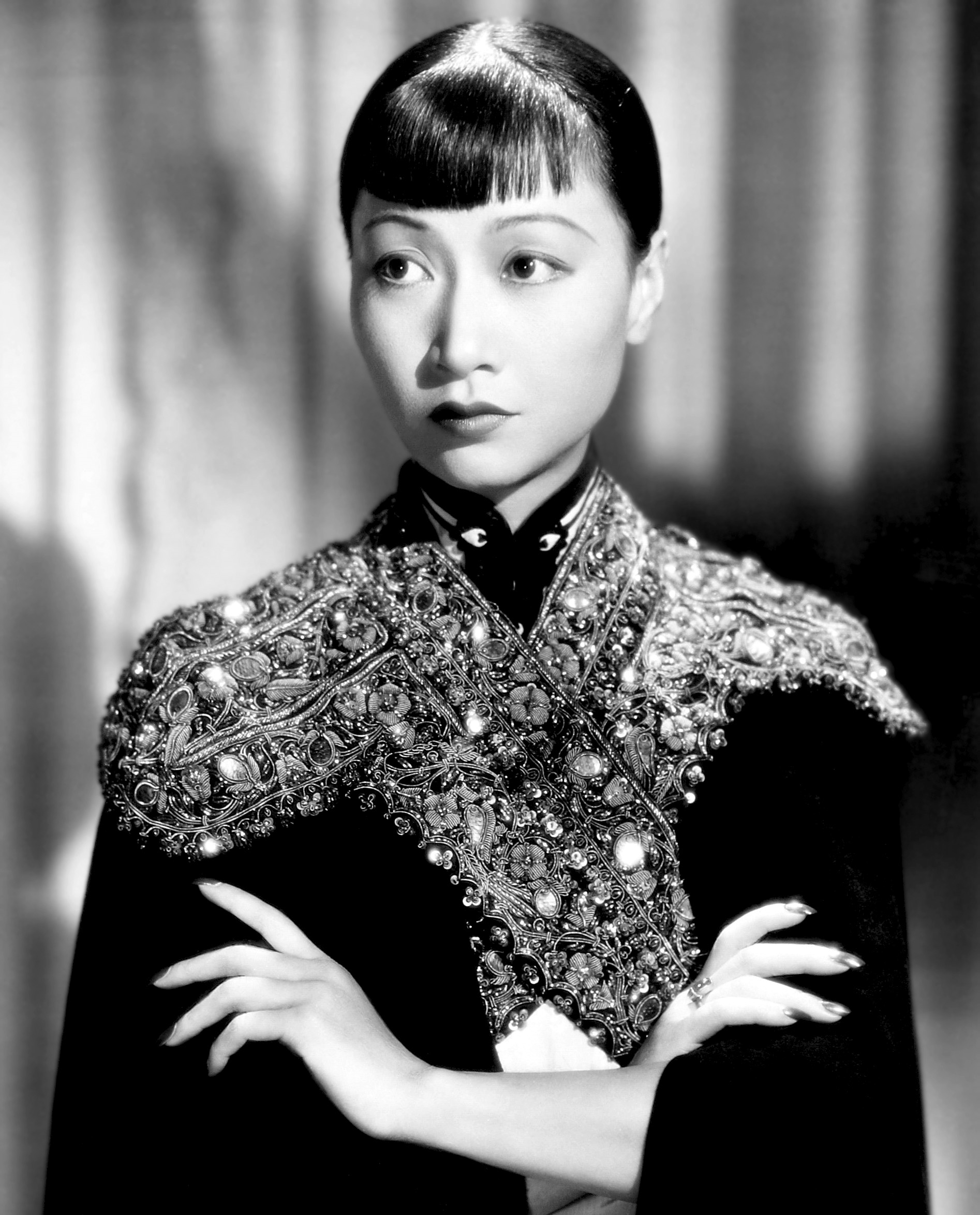
雪洲と共演したアンナ・メイ・ウォン（1937年）

1930年4月、後述するアメリカの女優との醜聞に見舞われる中、経済人らの招きを受け、雪洲は2度目の日本帰国を果たした。帰国後の最初の仕事は、自らのためにアメリカの劇作家デーヴィッド・ベラスコとアクメッド・アブダラーが書いた中国人が主人公の戯曲『天晴れウオング』の舞台化で、9月1日の帝国劇場を皮切りに神戸や京都など全国で巡業し、1933年まで公演が続く大ヒット作となった。翌1931年も帝国劇場で複数の舞台に出演したが、古巣のパラマウント・ピクチャーズから映画『龍の娘』（1931年）の出演依頼を受け、再びアメリカへ渡った。ワーナー・オーランド主演のフー・マンチューシリーズ第3弾で、この作品で雪洲はイギリスで活動する中国人探偵を演じ、アジア系女優で当時最も人気のあったアンナ・メイ・ウォンと共演した。アンナ・メイ・ウォンとは雪洲の主演作『怒髪天を衝いて』（1921年）の出演以来となる。

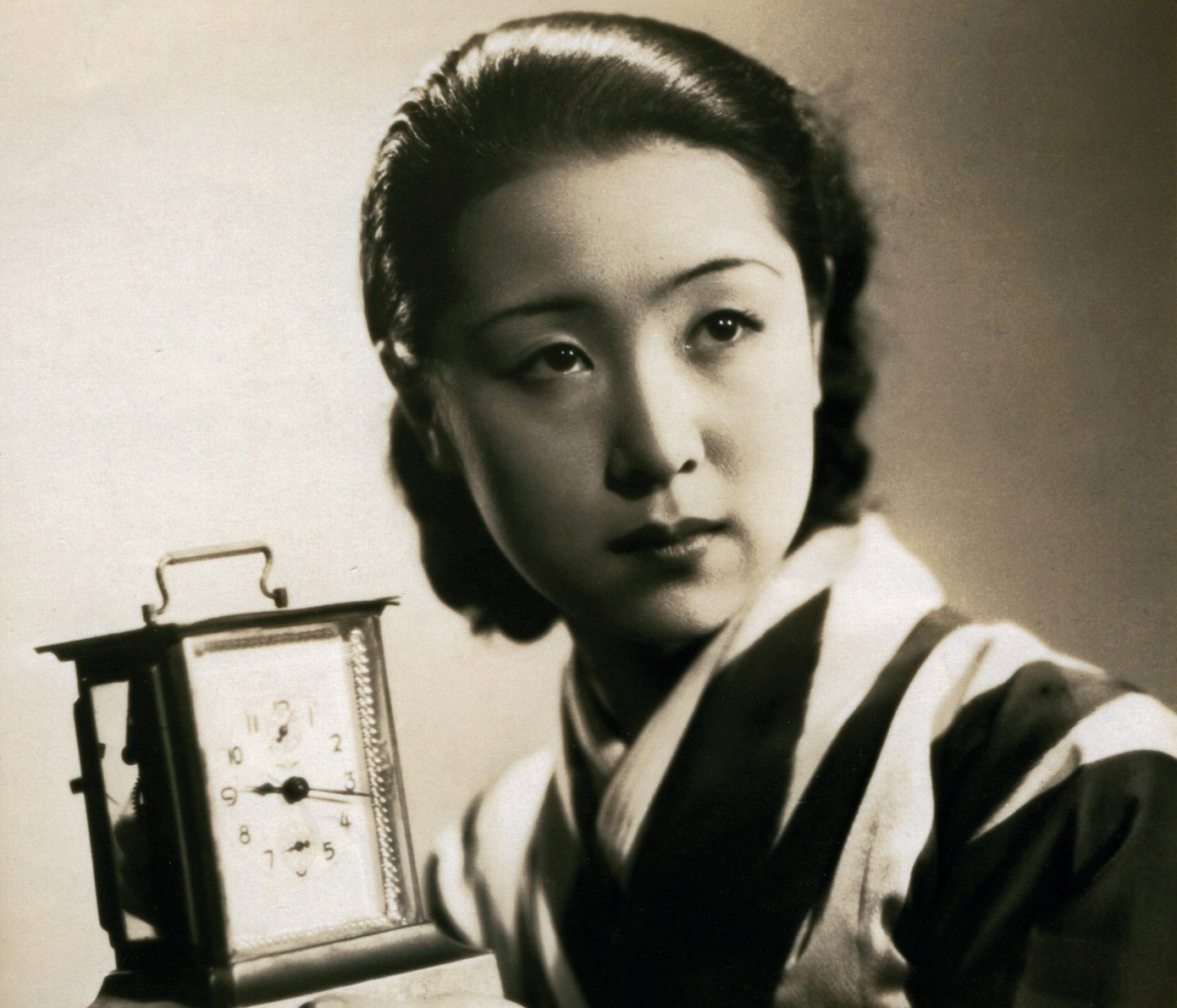
田中絹代（1935年）

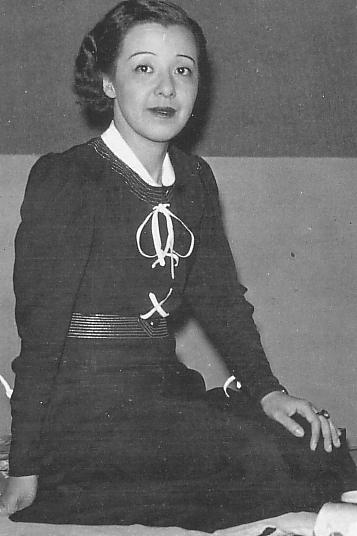
岡田嘉子（1935年）

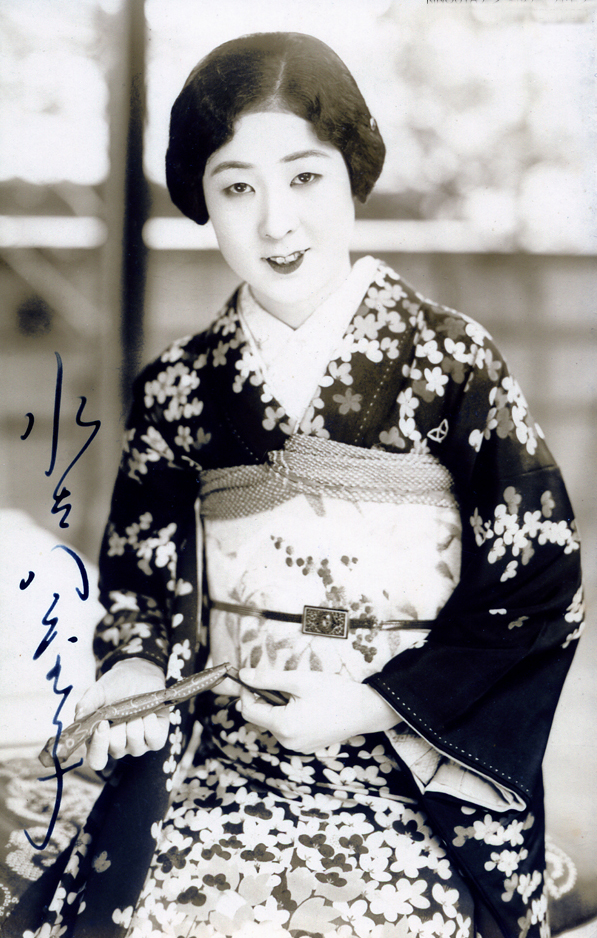
水谷八重子

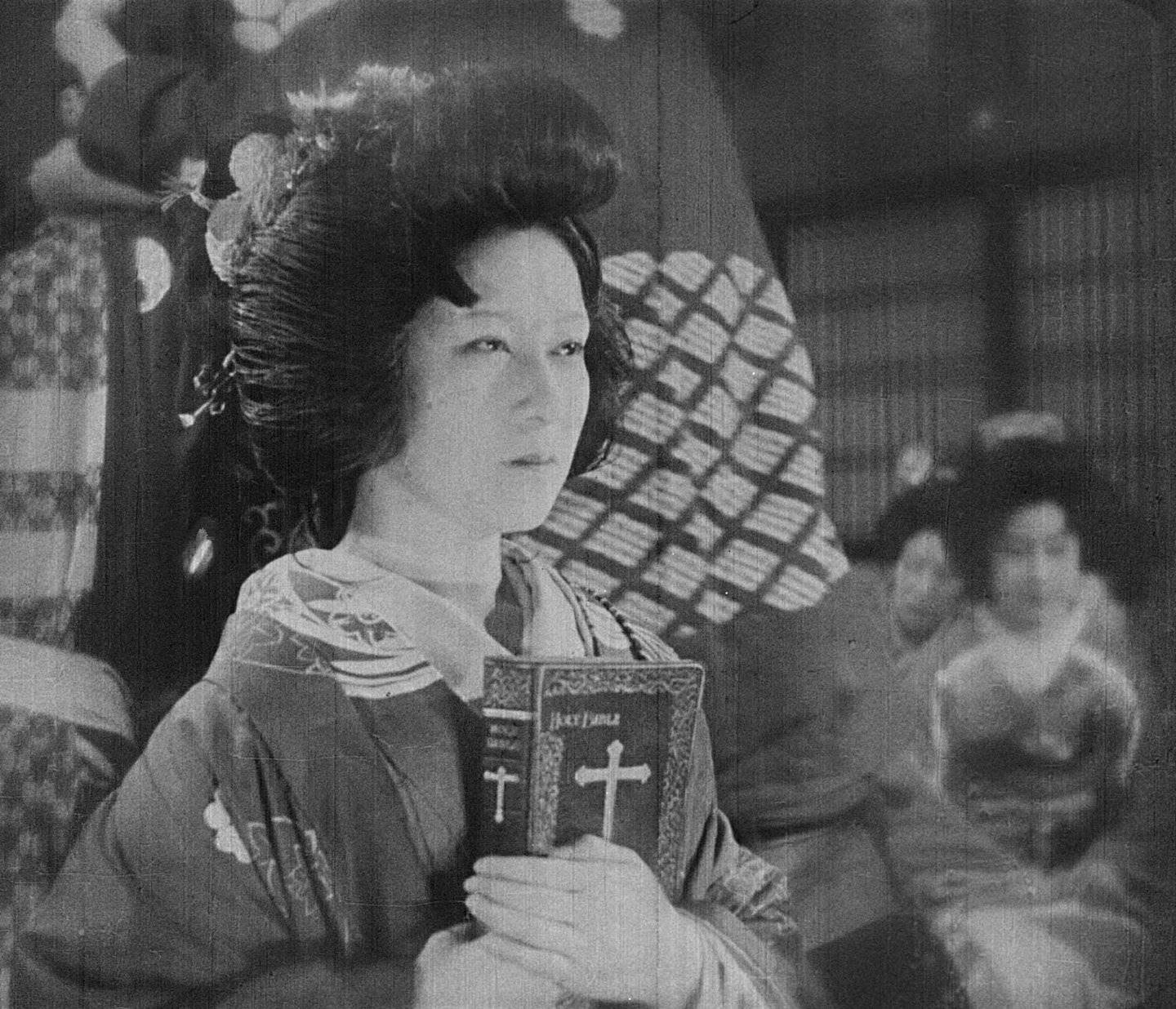
伏見直江（1931年）

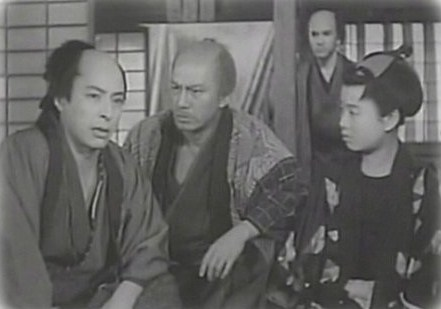
右から美空ひばり、奥に堺駿二、市川小太夫、高田幸吉（1950年）

1932年、雪洲は3度目の帰国をした。当時の日本において雪洲は最大級の大物として扱われたため、雪洲にとって日本は排日の空気があるアメリカよりも居心地がよかった。雪洲は松竹キネマで自身初の日本映画となる『太陽は東より』（1932年）を監督兼主演し、相手役には人気女優の田中絹代を抜擢した。この作品を撮り終えたあとは活動の主力を舞台に移し、東京や大阪の劇場を行き来しながら、岡田嘉子が相手役の『続篇・天晴れウオング』（1932年）、水谷八重子が相手役の『女人哀詞・唐人お吉物語』（1933年）、伏見直江が相手役の『バッド・マン』（1933年）、青年歌舞伎公演『シラノ・ド・ベルジュラック』（1934年）などに出演した。1934年には早川雪洲劇団（早川雪洲新進座）を旗揚げし、渋谷の自宅の離れを稽古場にして数人の劇団員を住まわせたが、そのひとりには堺駿二がいた。

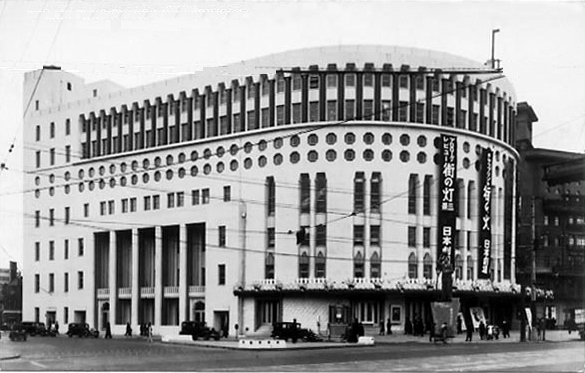
竣工当時の日本劇場（1933年）

この頃の雪洲は仏教に関心を寄せるようになり、1935年には自らが盟主となって「日本仏教劇協会」を結成し、その第1回公演として自作の釈迦の一代記『大釈尊劇 四海の光』を日本劇場で初演した。舞台は好評を博し、大阪や名古屋、九州、四国など日本各地を回り、さらには朝鮮や台湾、中国まで巡演した。しかし、雪洲のマネージメントをしていた人物が公演の収益を持ち逃げして行方をくらましてしまったため、舞台が連日大入り満員だったにもかかわらず、興行的には大赤字になったという。

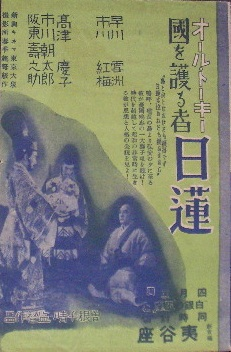
『国を護る者日蓮』（1935年）のポスター。

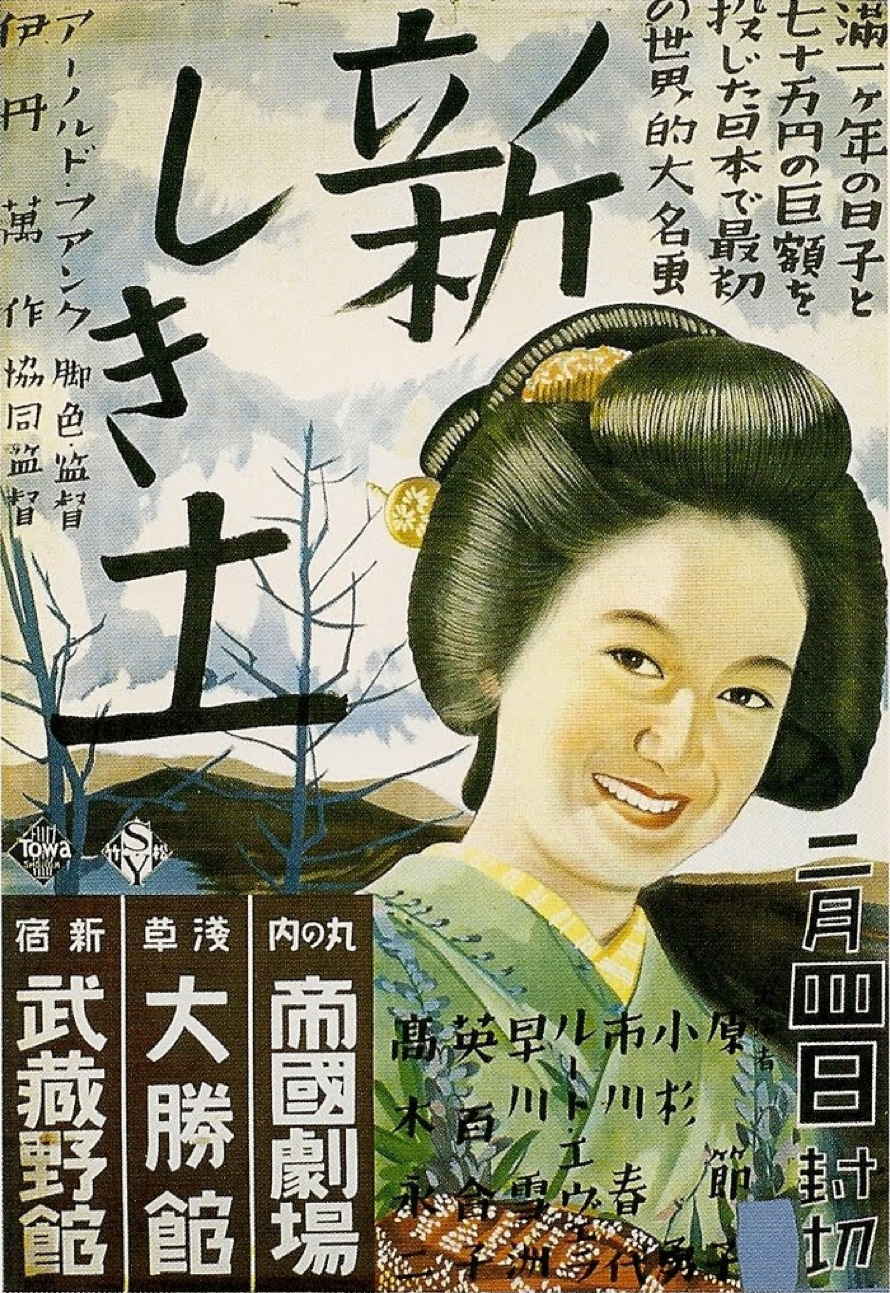
『新しき土』（1937年）のポスター。

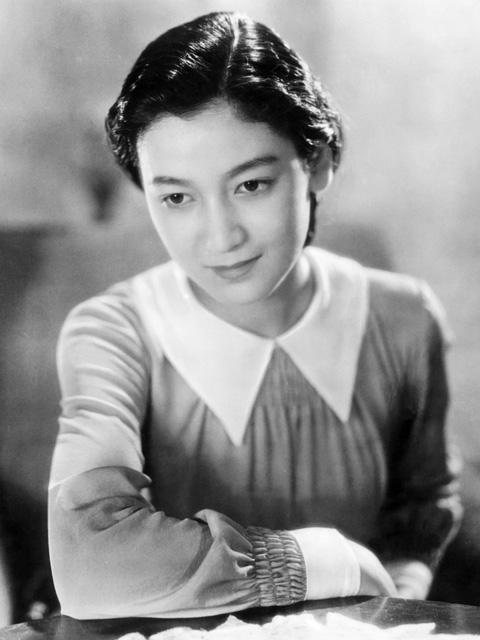
原節子（1937年）

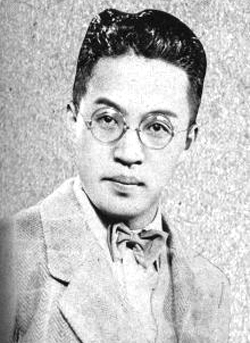
大河内傅次郎

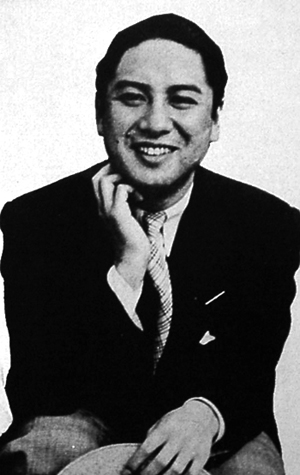
長谷川一夫（1939年）

舞台活動と並行して映画出演も続けており、楠木正成を演じたJ.O.スタジオ作品『楠公父子』（なんこうおやこ）（1933年）、水谷八重子と共演した新興キネマ作品『唐人お吉』（1935年）、日蓮を演じた『国を護る者日蓮』（1935年）などの出演作がある。日独合作映画の『新しき土』（1937年）では、主演の原節子の父親役を演じた。しかし、映画出演の本数は少なく、脇役を演じることも多かった。野上はその理由について、当時の雪洲が相変わらず大物扱いされたものの、日本映画で集客力の見込めるような魅力的なスターではなく、その点では大河内傅次郎や長谷川一夫などの新しいスターにかなわなくなっていたことを指摘している。その代わり雪洲は舞台で一座を組むことにおいては魅力的なスターであり続け、舞台の面白さは映画とは比較にならなかったこともあり、映画よりも舞台の方に熱を入れていた。

#### 再渡仏と第二次世界大戦

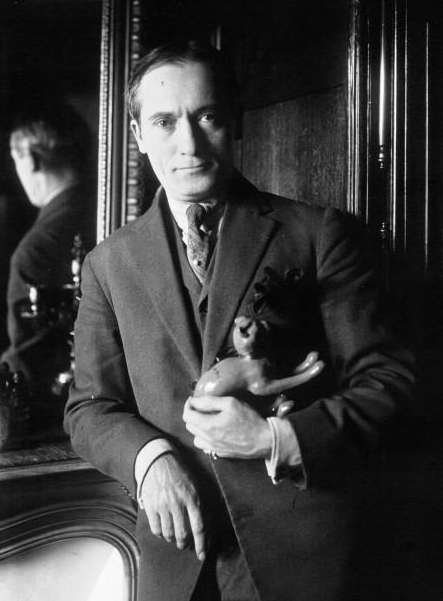
モーリス・デコブラ（1927年）

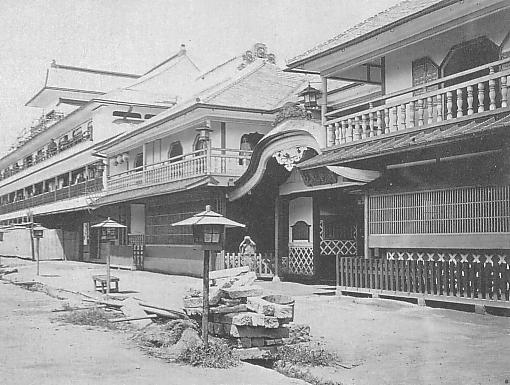
吉原（1872年頃）

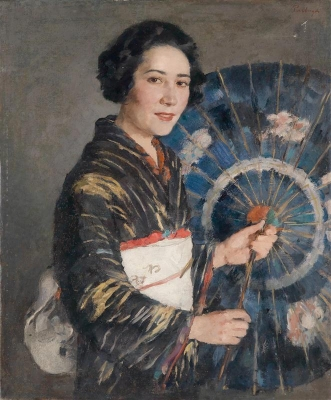
田中路子の肖像

1936年、雪洲はフランスの映画会社からモーリス・デコブラ原作、マックス・オフュルス監督の『ヨシワラ』に出演する話を受け、大晦日に家族を残して日本を離れ、ニューヨーク経由でフランスへ渡った。『ヨシワラ』は吉原に身を売った娘と某国海軍士官との悲恋物語で、雪洲は娘に密かな思いを寄せ、なんとかして吉原から救い出そうとする人力車夫を演じ、娘役の田中路子と共演した。日本には戦前輸入されていたものの上映が禁止され、戦後になって公開された最初のフランス映画となった。

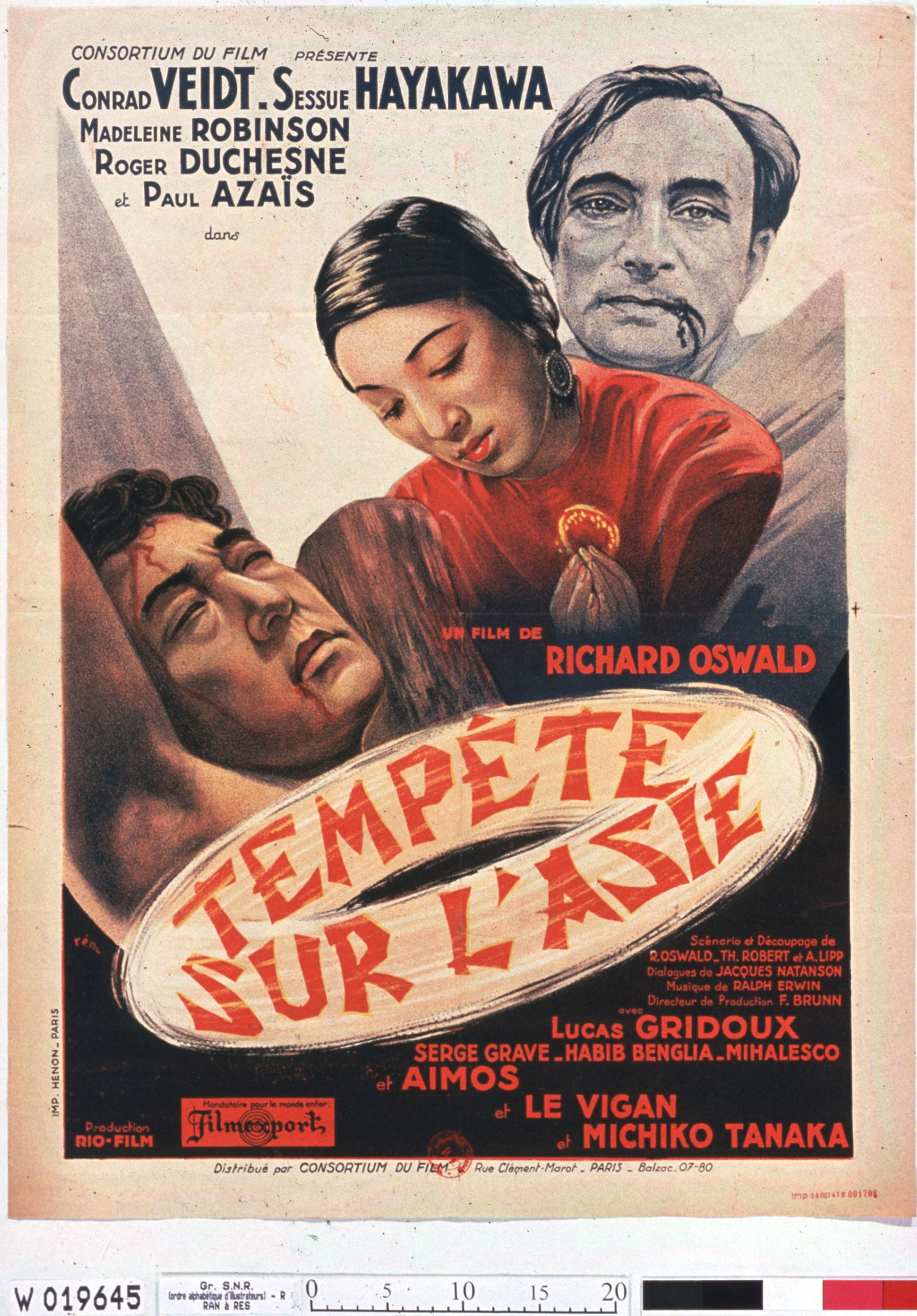
『アジアの嵐』（1938年）

この作品を撮り終えると、雪洲は『チート』のフランス版リメイクでリーズ・ドラマールと共演した『フォルフェテュール』（別名『背信』）（1937年）、そしてコンラート・ファイトや、再び田中路子と共演する『アジアの嵐』（1938年）で主演を務めた。

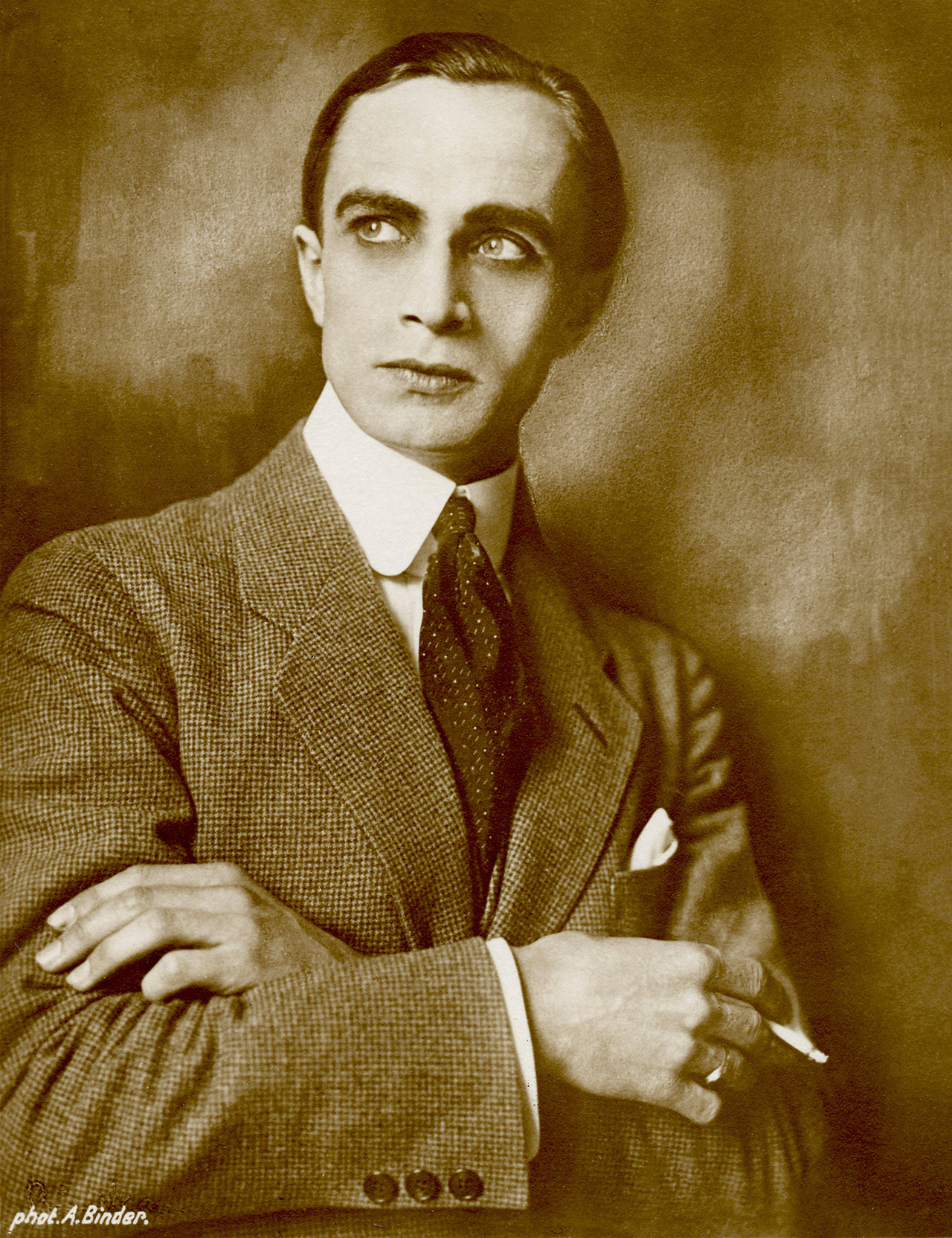
コンラート・ファイト（1920年）

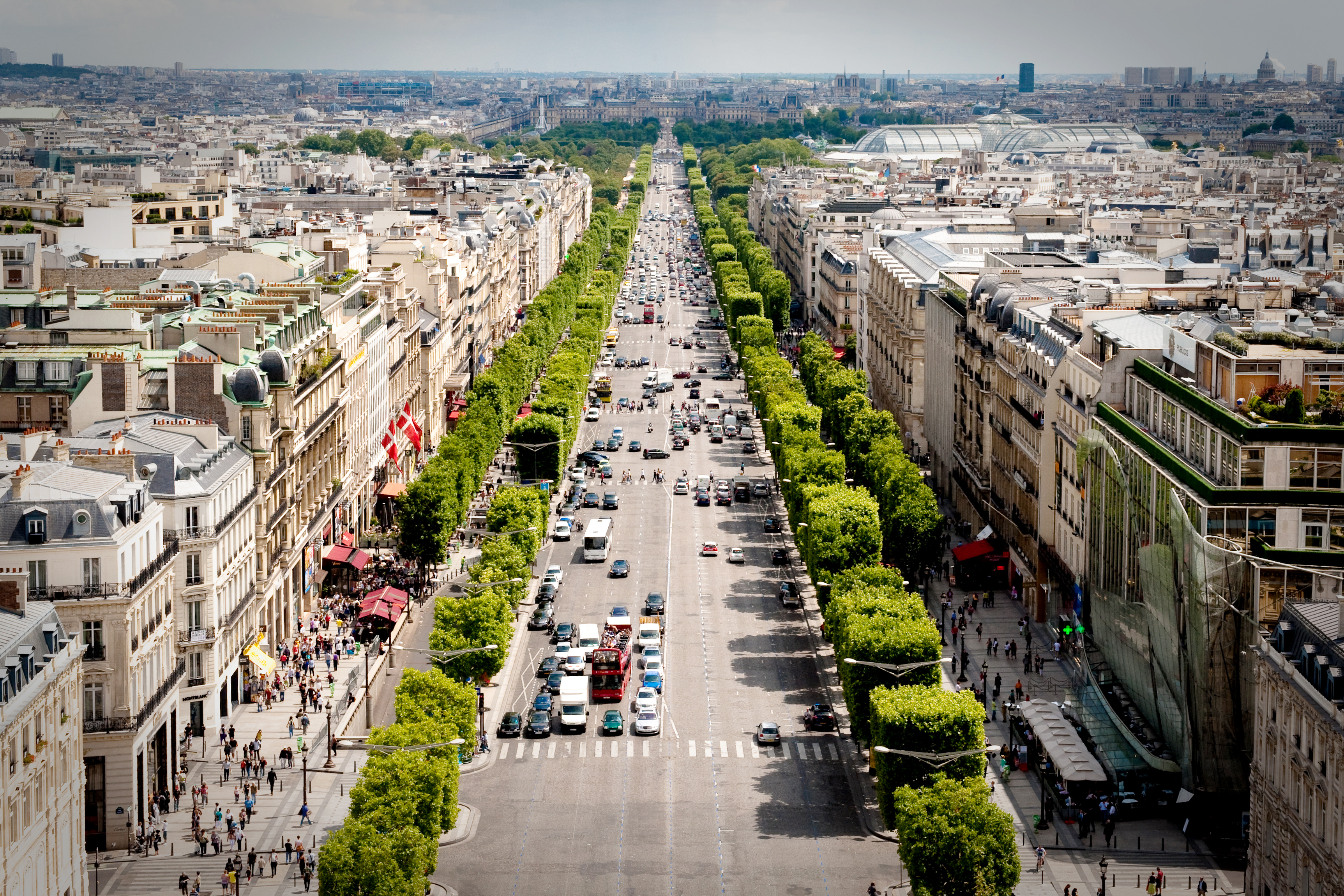
エトワール凱旋門から臨むシャンゼリゼ通り

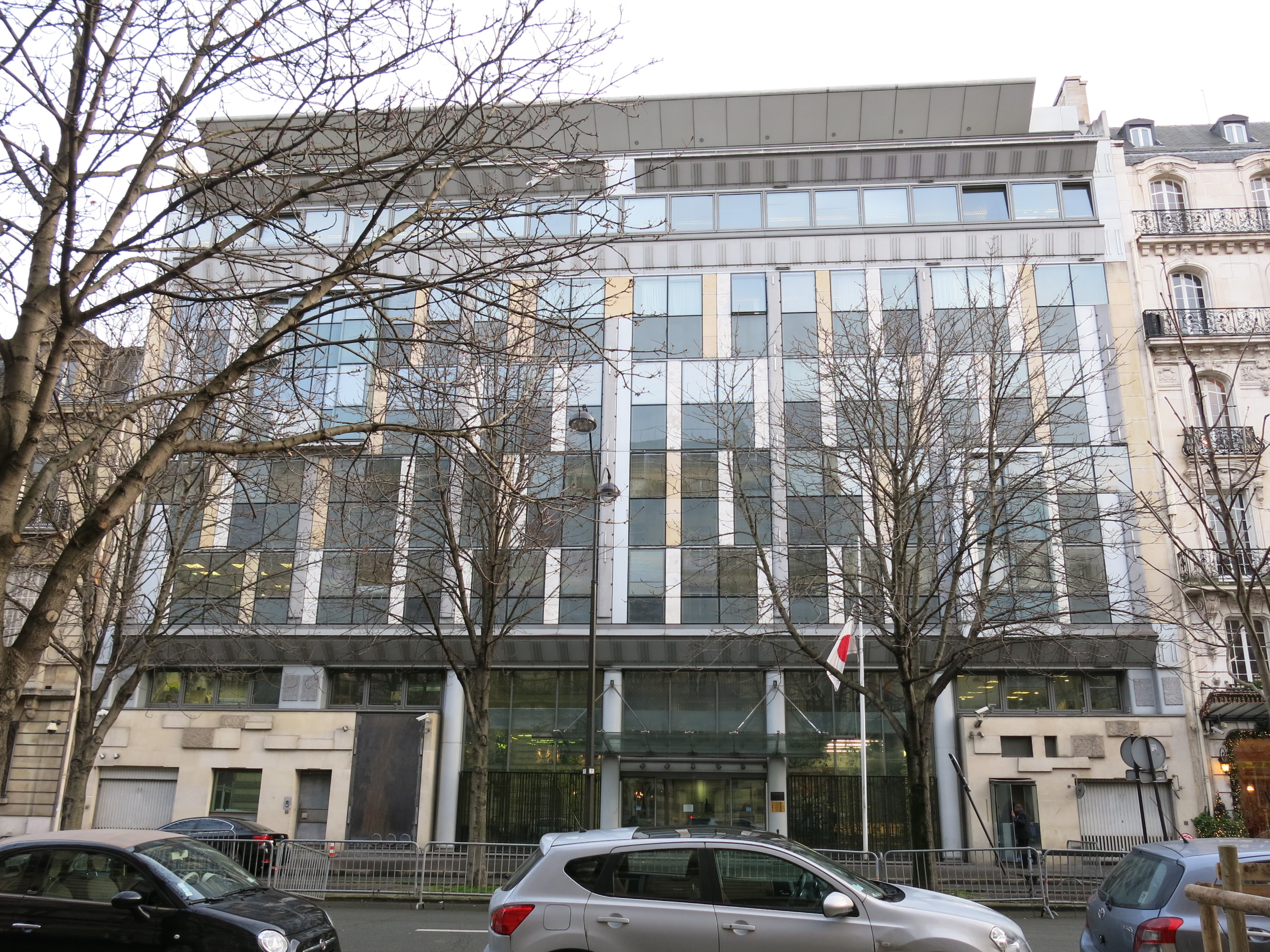
在フランス日本国大使館

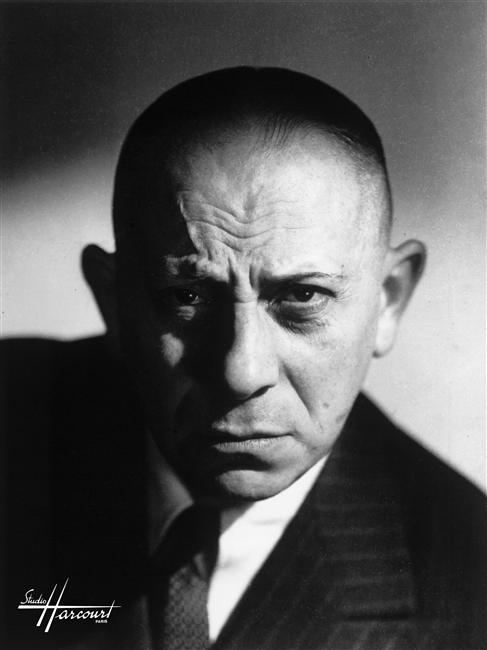
エリッヒ・フォン・シュトロハイム（1946年）

1938年にはフランスで独立プロダクションを旗揚げしようと考え、3本のフランス映画出演で得た収入などから資金を集め、翌1939年にパリのシャンゼリゼ通りに「デモフィルム」という会社を設立した。その第1作は『ヨシワラ』に続くデコブラ原作で、マカオの賭博場を舞台にした悲劇ドラマ『マカオ 賭場地獄』だったが、撮影中の同年9月に第二次世界大戦が開戦し、翌1940年にはナチス・ドイツがフランスに侵攻し、『マカオ』が完成した頃にはフランス全土が占領されていた。在フランス日本国大使館は在仏日本人の退避勧告を出したが、映画製作に懸命だった雪洲はパリにとどまる決断をした。『マカオ』はナチスの映画検閲を受け、反ナチスの俳優エリッヒ・フォン・シュトロハイムが出演していたために上映許可が下りず、何としても映画を公開させたかった雪洲は、シュトロハイムの出演部分をフランスの俳優に代えて撮り直した。1942年にようやく『マカオ』修正版が完成し、検閲を通過したが、それまでにかかった約3年間の雪洲は無収入で、資金が続かず、デモフィルムはたった1本作っただけで閉鎖された。

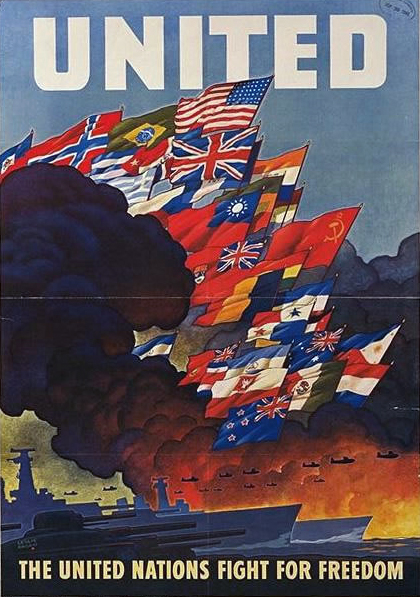
「連合国は自由のため戦う」と記されたポスター。

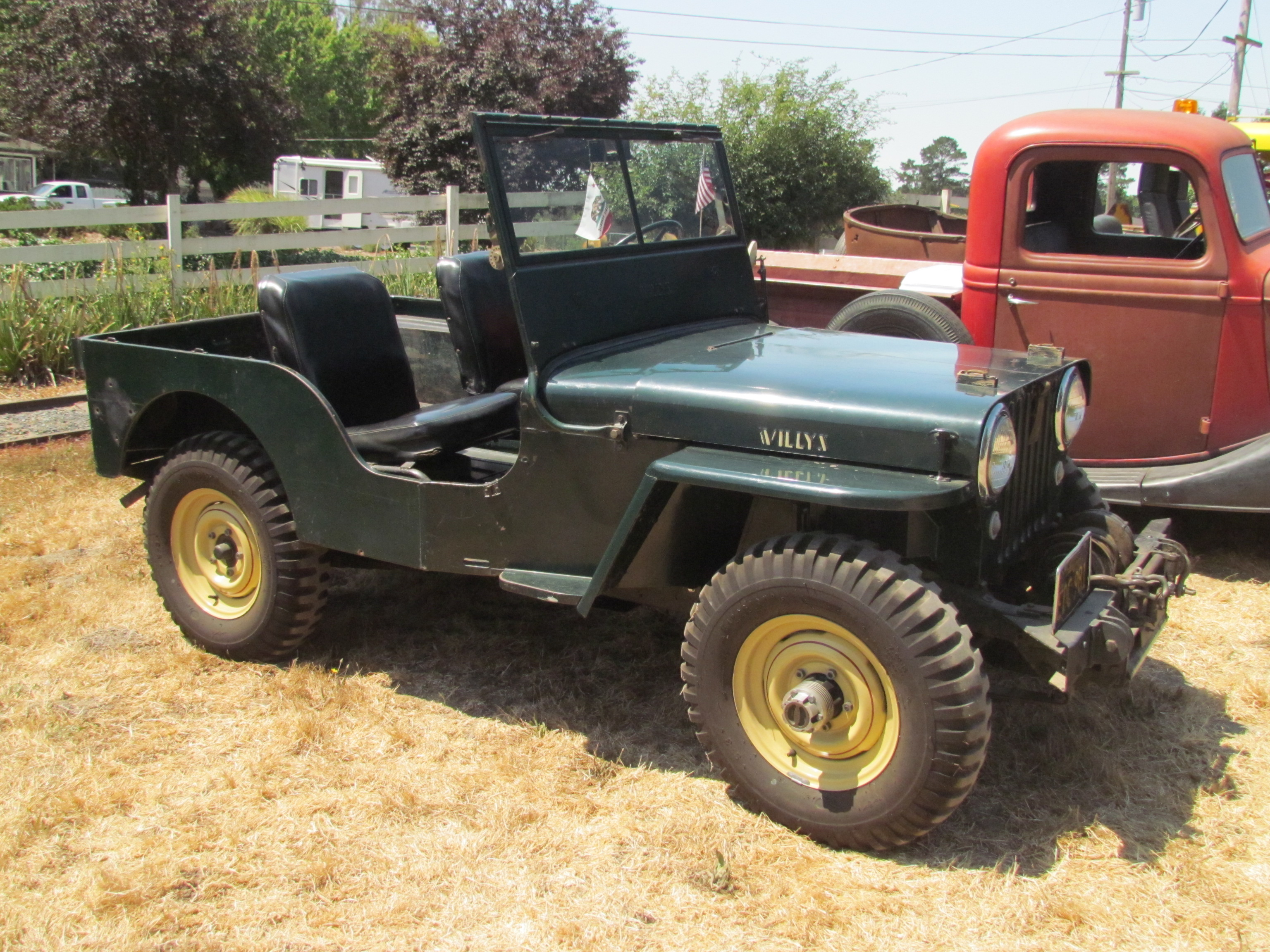
ジープ CJ-2

1942年、雪洲はナチス占領下のパリに在住していた124人の日本人のひとりだった。戦時下で思うような映画作りができず、日本人が映画に出演するチャンスはなおさらない中、雪洲は必ず映画に出られる時が来ると信じて待ち続けた。雪洲は日本人であるためドイツ軍には同盟国の人間として扱われ、また国際的有名人であるがゆえに、芸術家たちをプロパガンダに利用するナチスに目を付けられたが、雪洲はナチス嫌いで、対独協力にも積極的ではなく、ドイツ軍と一緒にいる写真を撮られそうになるとトイレに隠れるなどして警戒した。1944年にパリは連合軍によって解放されたが、フランスが米英両国とともに宣戦布告した日本との戦争はまだ続いていたため、日本人は連合国側からまだ敵国人と見なされていた。雪洲は同じくパリに滞在していた資産家の薩摩治郎八とともに、対独協力の疑いで投獄された在留日本人の救出に奔走し、そのためにアメリカ軍のジープを運転した。同年にはドイツ軍に検閲された『マカオ』をオリジナル版に戻すため、シュトロハイムの出演部分をつなぎ直して再上映した。

### 第二次世界大戦後：1945年 - 1967年

#### ハリウッドに復帰

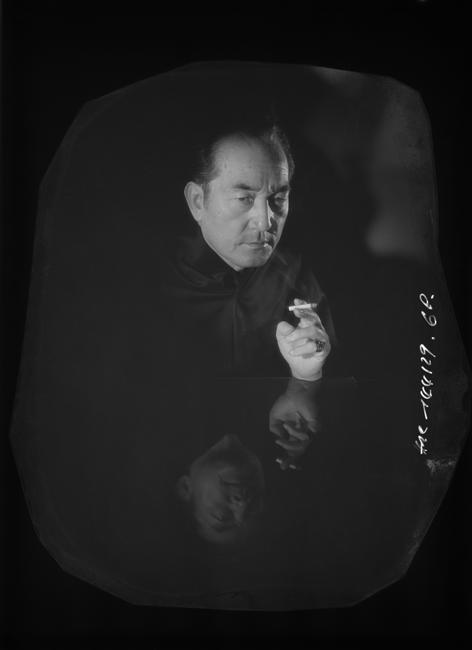
1946年の雪洲。

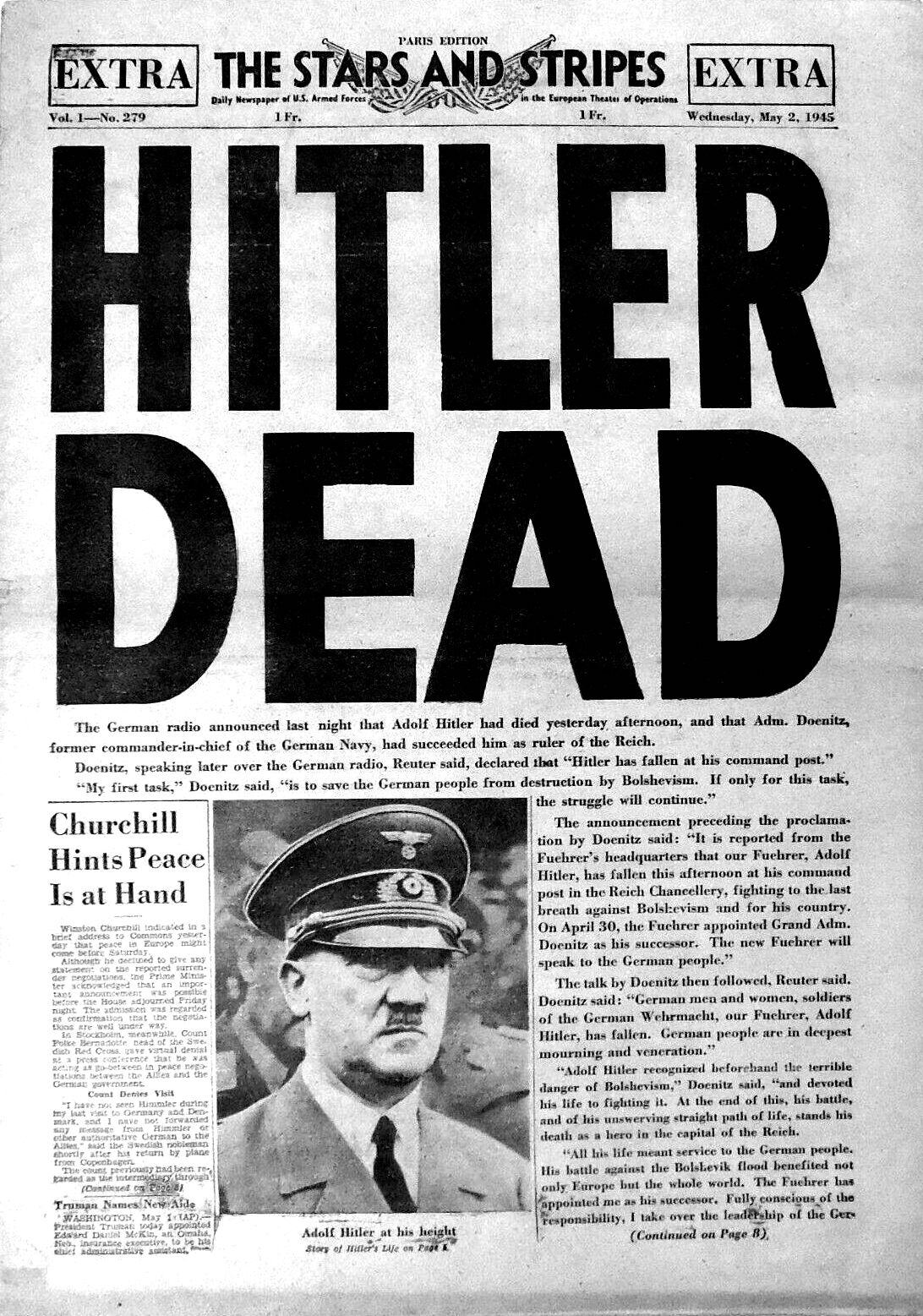
アドルフ・ヒトラーの死を伝える星条旗新聞（1945年5月2日）

『三人帰る』（『三人の帰宅』）（1950年）のポスター。

1945年に第二次世界大戦が終結し、雪洲は何本かのフランス映画に出演する機会を得たが、それだけでは生活することができず、紙や絹のハンカチに描いた絵を売って食いつないでいた。日本へ帰国しようにも、毎日のように警察に出頭して、釈放された日本人の証言をしなければならなかったため、当局からの許可は下りず、そのうえ日本が敵国であるため手紙を出すこともできなかったという。雪洲の家族を含む日本やハリウッドの人たちは誰も雪洲の消息を知らず、鶴子は夫の行方を探すために努力し、アメリカ軍機関紙『星条旗新聞』の記者に頼んで「パリのセッシュウの行方を捜している」という記事を掲載してもらった。

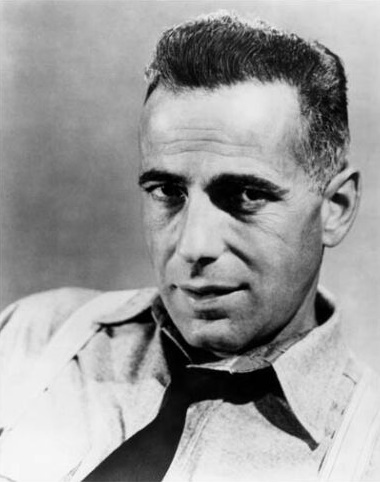
ハンフリー・ボガート（1941年）

1948年、雪洲はアメリカの人気スターのハンフリー・ボガートから「映画で共演してほしい」というオファーを電報で受けた。ボガートは自らのプロダクションで製作する新作『東京ジョー』（1949年）に、若い頃から憧れた雪洲を出演させたいと望んだが、肝心の雪洲の居所が分からず、配給元のコロンビア ピクチャーズが日本に連絡しても消息はつかめなかったため、「雪洲を見つけたら賞金を出す」という新聞広告を出したところ、パリから雪洲の絵の個展が開かれていたという情報が入ってきたという。『東京ジョー』で雪洲が演じる役柄は、サイレント時代から演じ続けてきた悪役の日本人だったが、雪洲にとってはハリウッドに復帰できるチャンスであったため、このオファーを引き受けた。

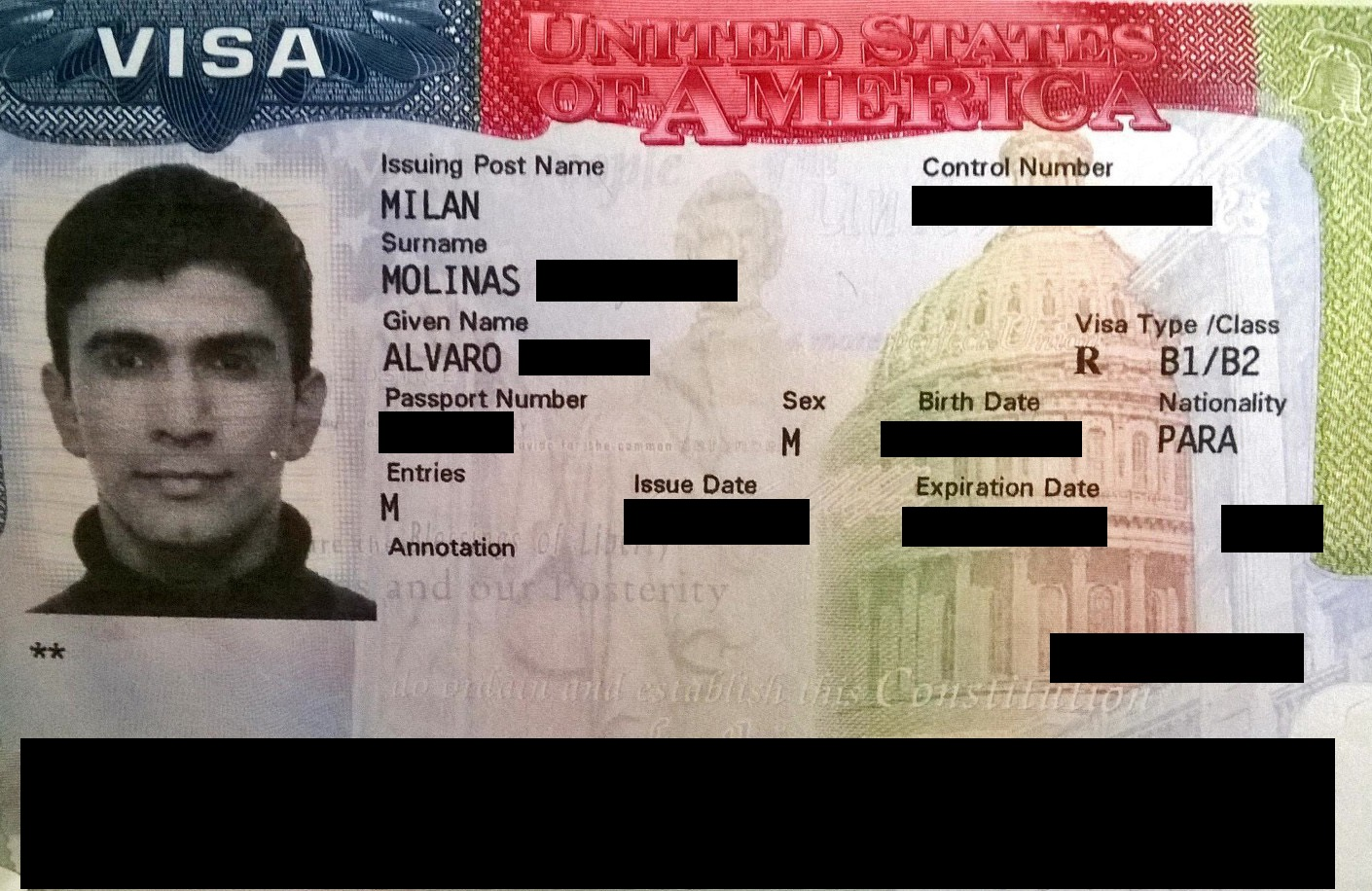
アメリカ合衆国の査証。

連合国の占領下にある当時の日本は、まだ講和条約が締結されておらず、公式には依然として連合国の交戦国となっていたため、政府要人でもない日本人が自由に国を移動することはできず、当然フランス在住の日本人にアメリカ行きの査証は下りなかった。そんな時代にもかかわらず、1948年末に雪洲はパリのアメリカ大使館から特別査証を発給され、特例的に渡米することができた。自伝によると、雪洲はアメリカ大使館へ査証を貰いに行ったところ、担当者に「日本とアメリカは交戦国だから、雪洲の持っている旅券は認められない」と言われたが、大使館はフランス滞在中の雪洲の行動などを綿密に調査していて、その結果何ら悪いところがなかったため、その後アメリカ行きの査証を出してくれたという。鳥海は、雪洲のアメリカ行きが認められた理由として、占領下のパリでドイツ軍に協力しなかったことと、雪洲がハリウッドで築き上げた実績が認められたことを挙げている。

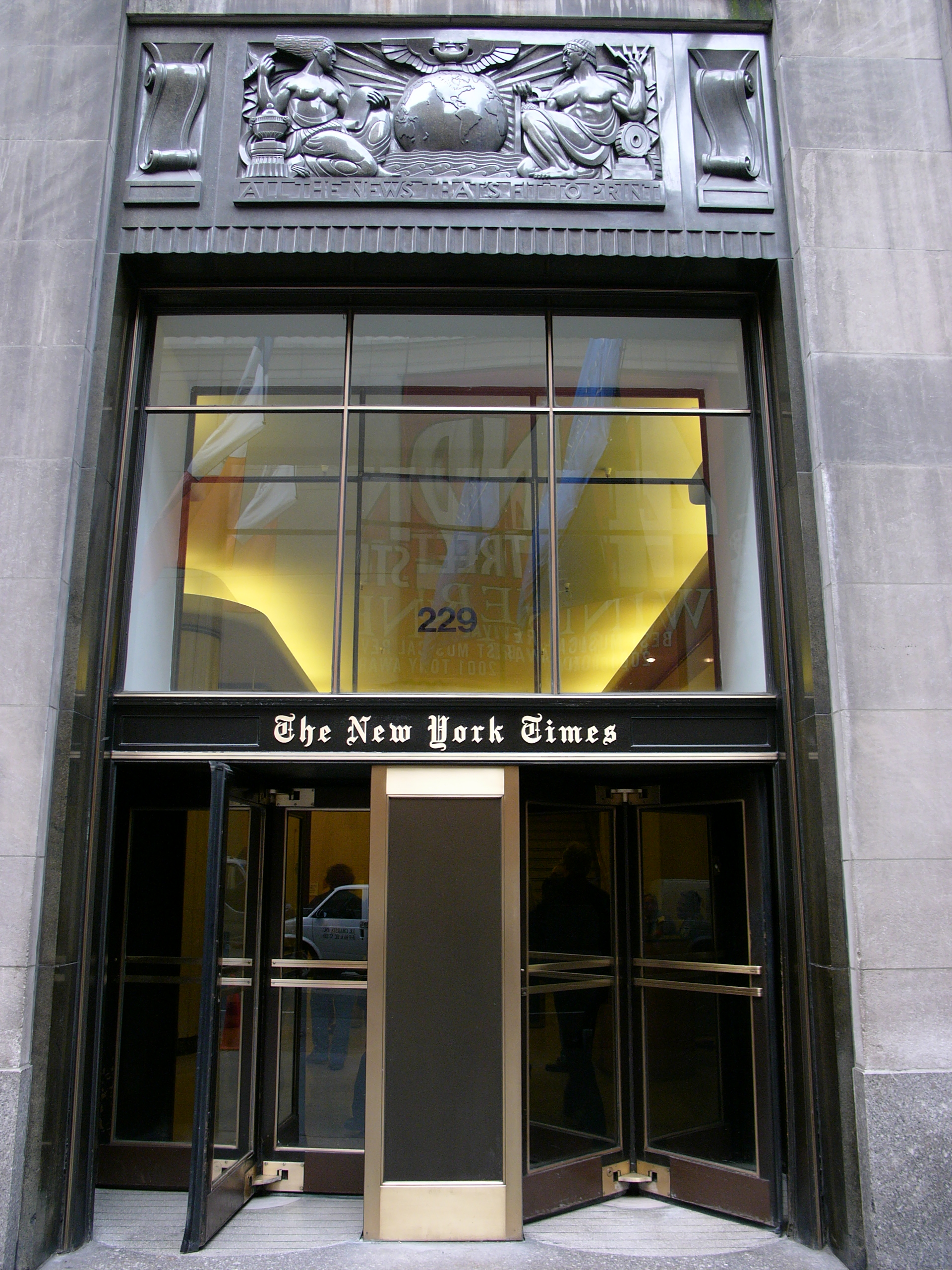
ニューヨーク・タイムズの旧本社ビル

1948年12月31日、雪洲はパリを発ち、年明けの1949年元日にニューヨークに到着した。16年ぶりにアメリカの地を踏んだ雪洲は、日本が3年前までアメリカの交戦国だった事情で、反日感情や人種差別から石でもぶつけられることを覚悟していたが、多くのアメリカ人や映画関係者からは歓迎を受け、『ニューヨーク・タイムズ』も雪洲のハリウッド復帰を大々的に報じた。

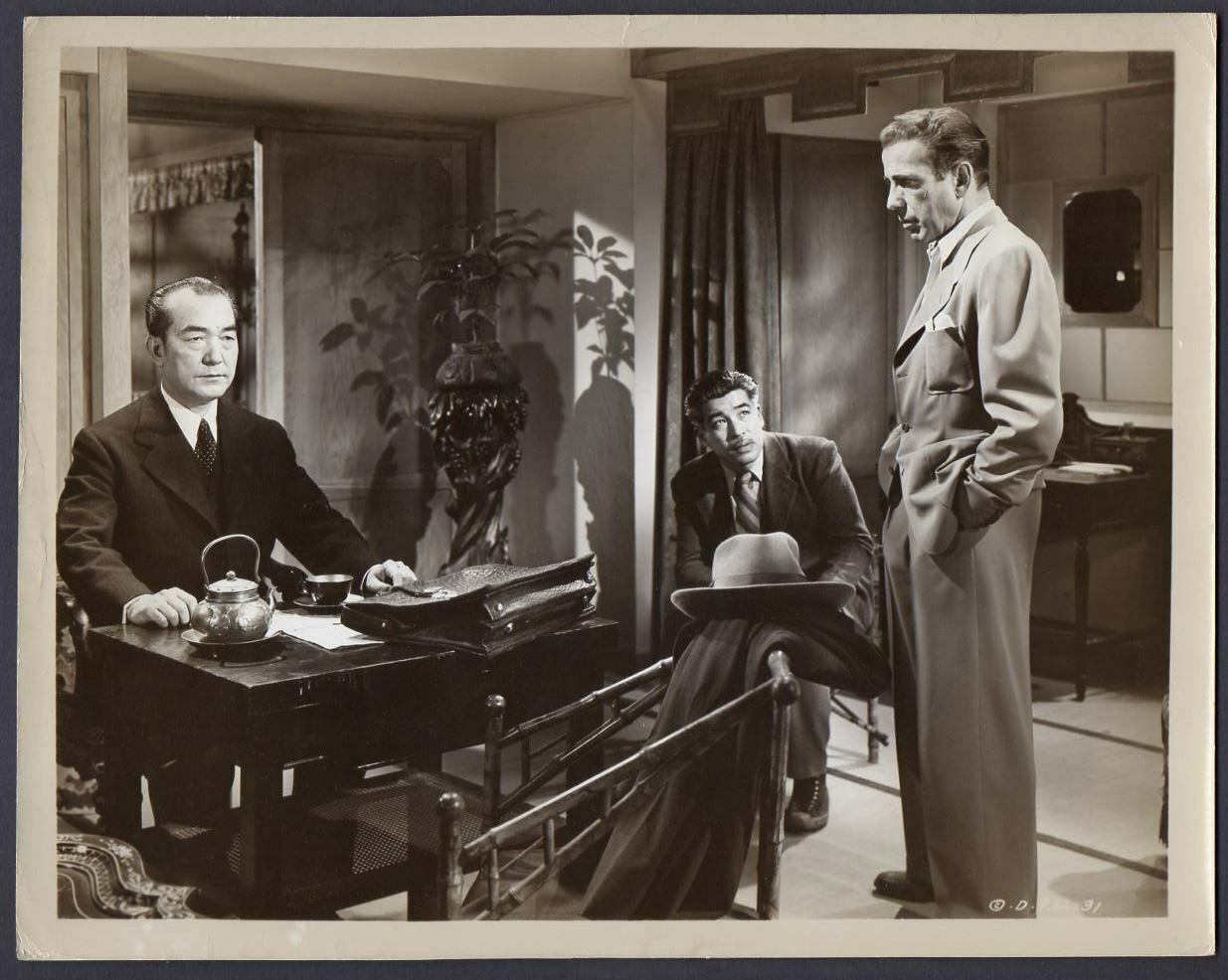
（左から）雪洲、島田テル、ハンフリー・ボガート『東京ジョー』（1949年）

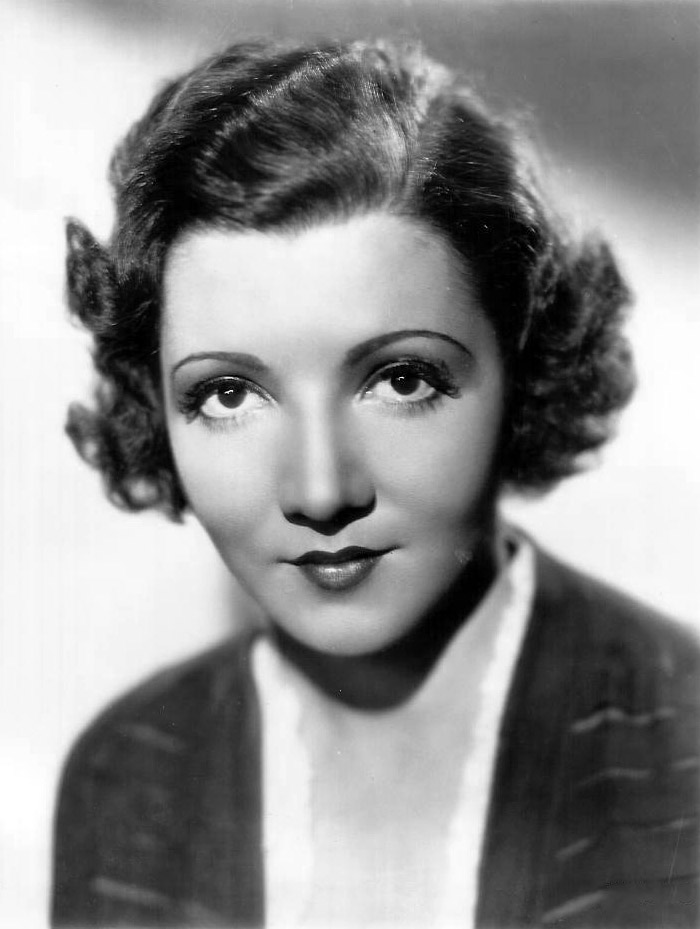
クローデット・コルベール（1932年）

『東京ジョー』の撮影中、ボガートは常に雪洲のために気を遣い、演技には決してケチをつけず、雪洲のブランクを忘れさせるように元気づけた。雪洲は自伝で「大へん愉快に仕事をすることができた」と述べている。雪洲は続いてアグネス・キースの回想録『三人は帰った』を20世紀フォックスが映画化した『三人帰る』（別名『三人の帰宅』）（1949年）で主演のクローデット・コルベールと共演し、日本軍のボルネオ捕虜収容所長・菅辰次陸軍大佐（軍部の記録では中佐）を演じた。この演技は高い評価を受け、戦後の代表作『戦場にかける橋』の収容所長役へとつながる役柄となった。

#### 再び日本で活動

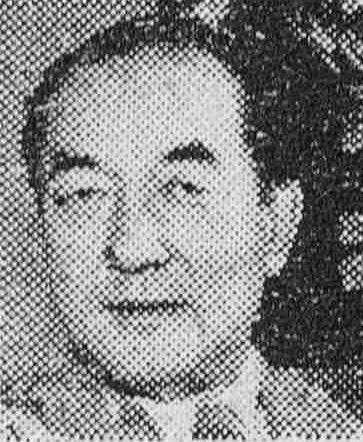
1952年の雪洲（『映画の友』取材時）。

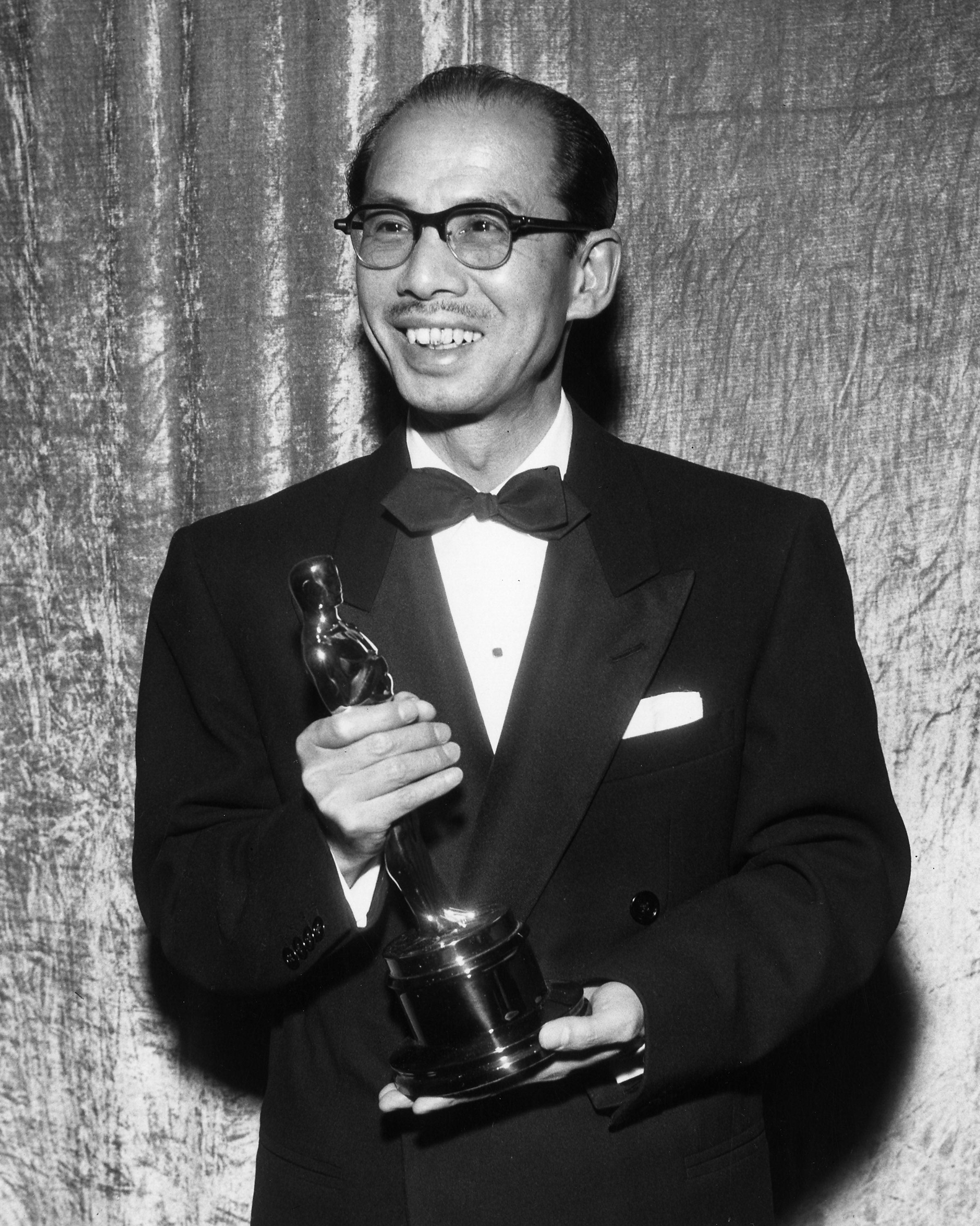
永田雅一に帰国を勧められる雪洲

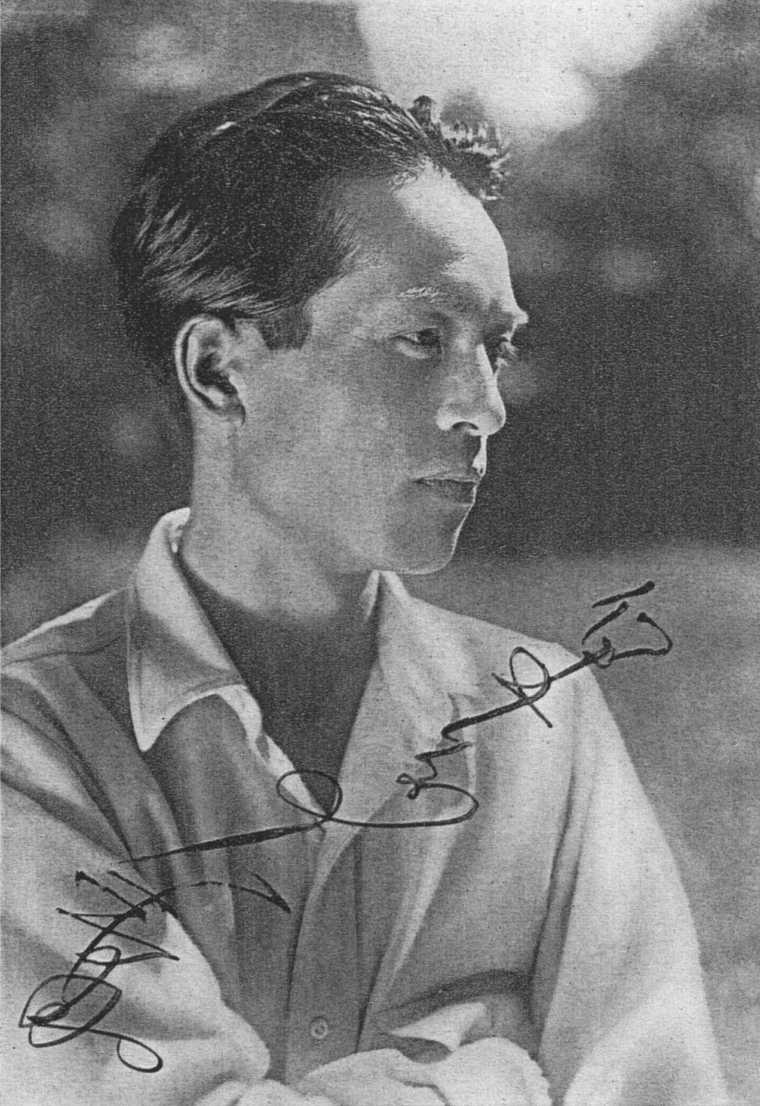
伊藤大輔（1928年）

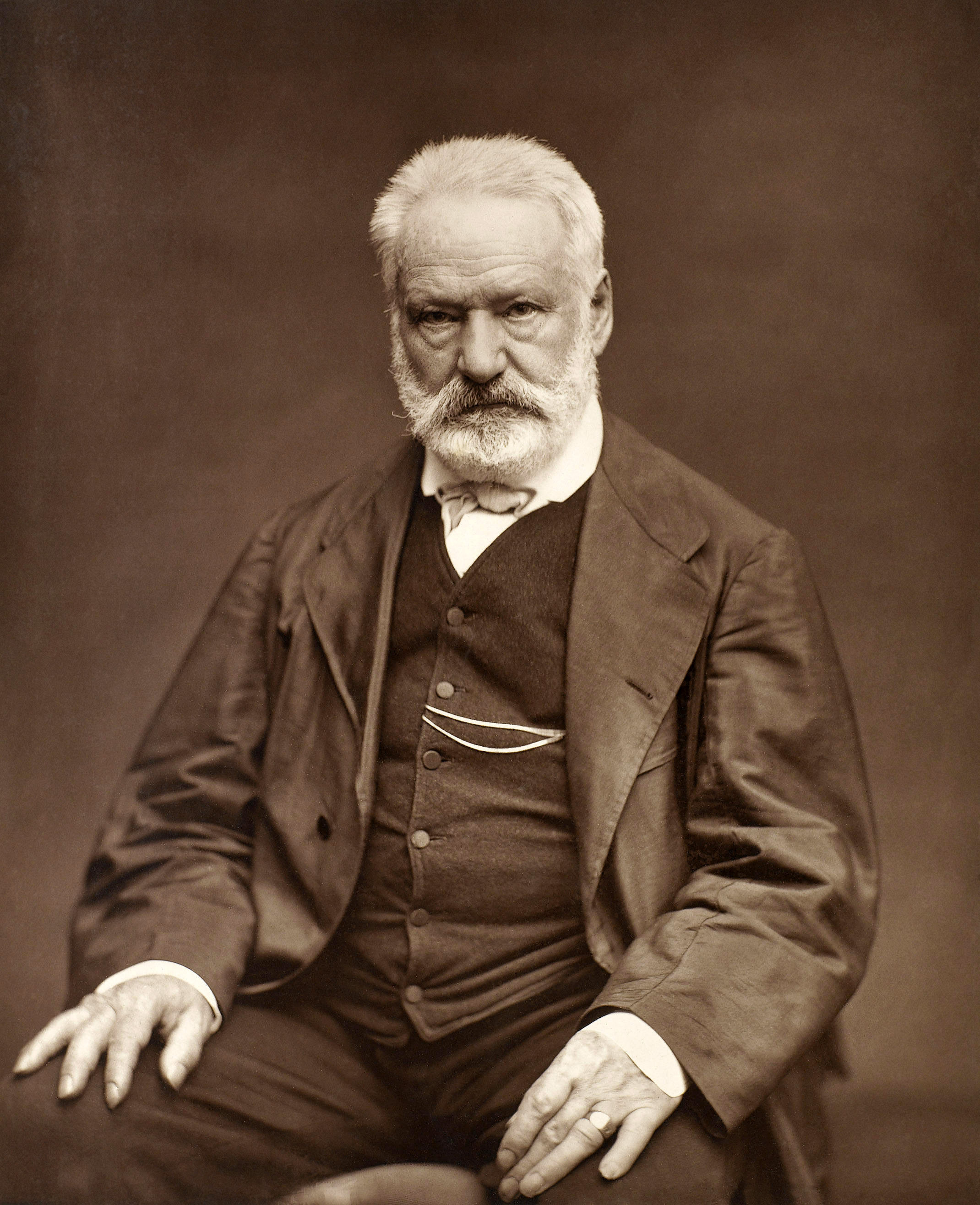
ヴィクトル・ユーゴー（1876年）

1949年、『三人帰る』（『三人の帰宅』）の撮影を終えた雪洲は、ちょうどアメリカを訪問していた大映社長の永田雅一に帰国を勧められ、10月に約13年ぶりに日本の土を踏んだ。雪洲は大映と出演契約を結び、伊藤大輔監督の『遥かなり母の国』（1950年）に出演した。日本映画の水準を高めることに意欲を燃やす永田は、雪洲主演で広島市への原子爆弾投下を題材にした日米合作映画『ヒロシマ』を企画していたが、自らの独立プロダクションで作ろうと考えていた雪洲と思惑がすれ違い、実現しなかった。続いて雪洲は、ヴィクトル・ユーゴーの代表作を明治時代の日本を舞台に置き換えて映画化した『レ・ミゼラブル あゝ無情』（1950年）で、ジャン・バルジャンに相当する主人公を演じた。

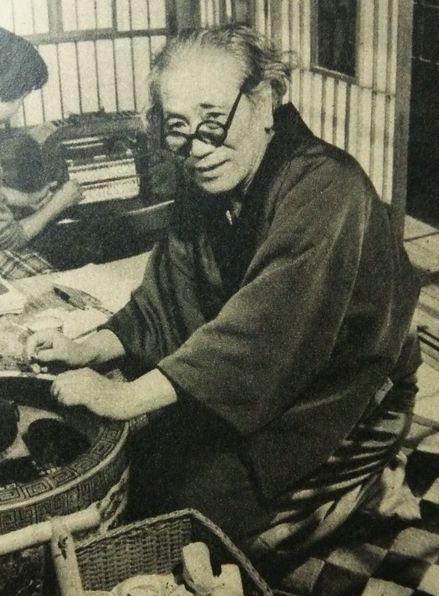
徳川夢声（1955年）

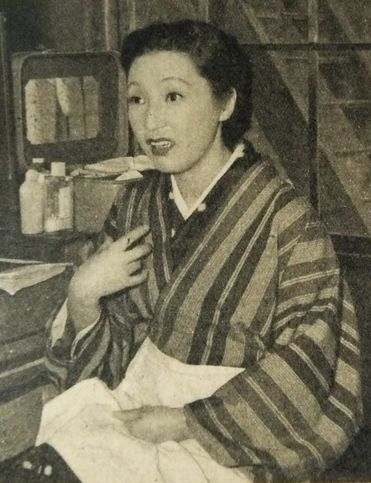
高峰三枝子（1953年）

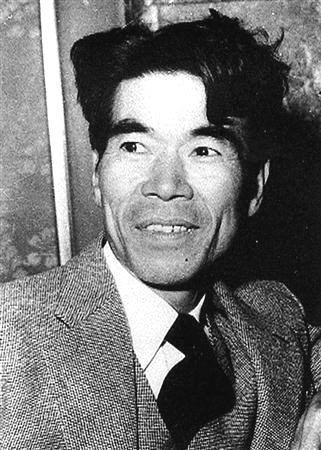
吉川英治

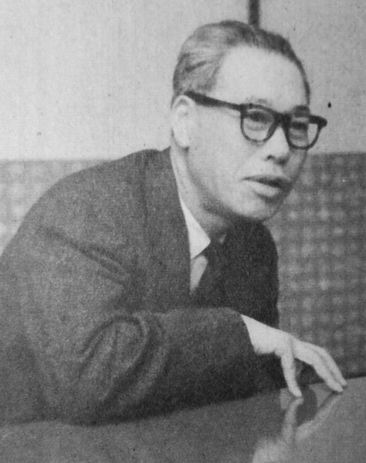
志村喬（1956年）

日本に腰を落ち着けた雪洲は、映画以外の分野にも進出した。1952年には「めでたや食品株式会社」の副社長となり、徳川夢声や高峰三枝子などの芸能人を集めて「芸能人のそば屋」を立ち上げた。雪洲は銀座に「早川雪洲の店」、日本橋に「高峰三枝子の店」というように芸能人が1軒店を持つチェーン展開を考えていたが、これが実現することはなかった。1953年の文化の日には、吉川英治、丹羽文雄、久保田万太郎、和田英作、喜多村緑郎、志村喬などの文化人たちとの出資で、日本初の文化人の相互補助機関となる「文化信用組合」を設立し、雪洲が初代会長に就任したが、私生活の女性問題などによりわずか1年で辞めてしまい、組合自体も3年で業務停止となった。

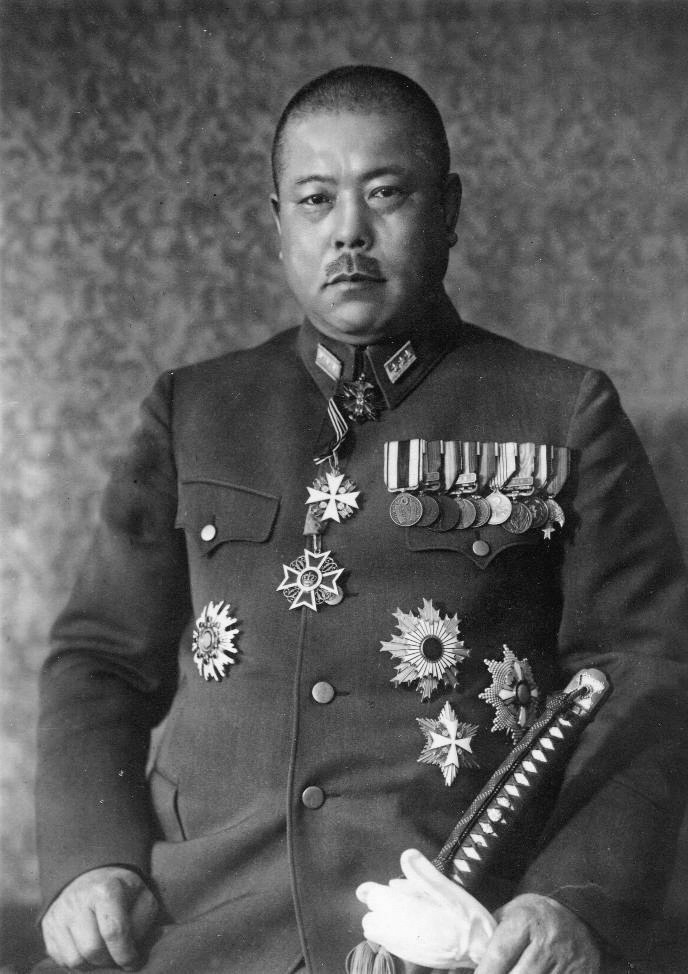
雪洲が演じた山下奉文

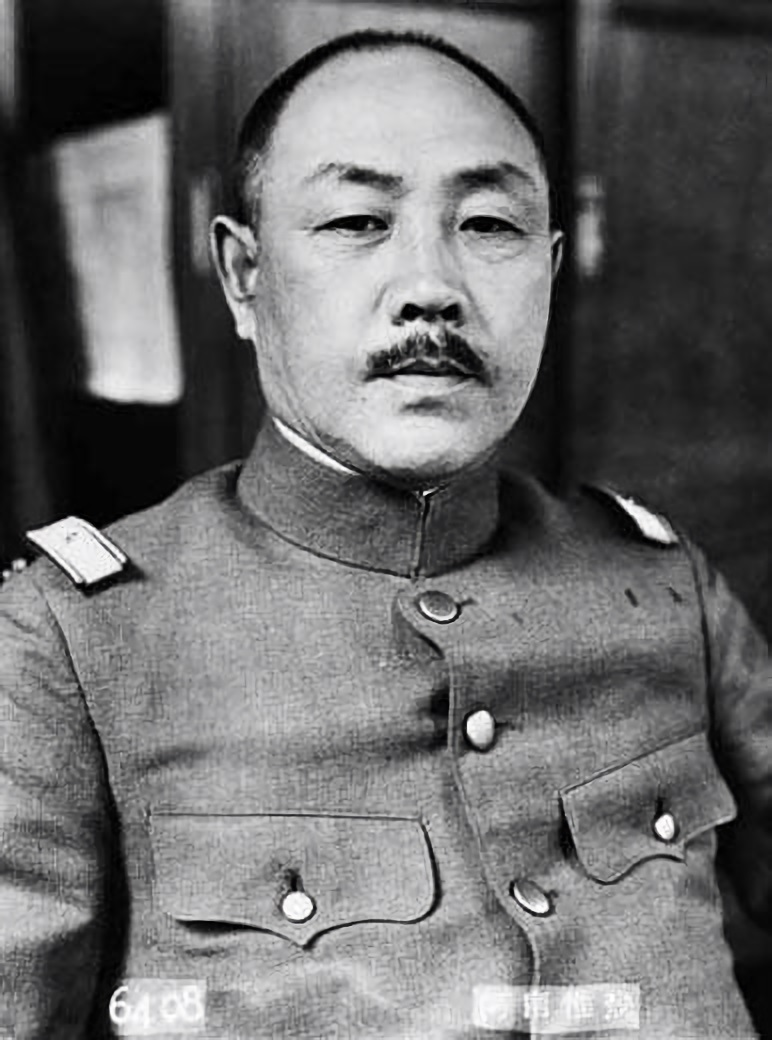
阿南惟幾（1945年）

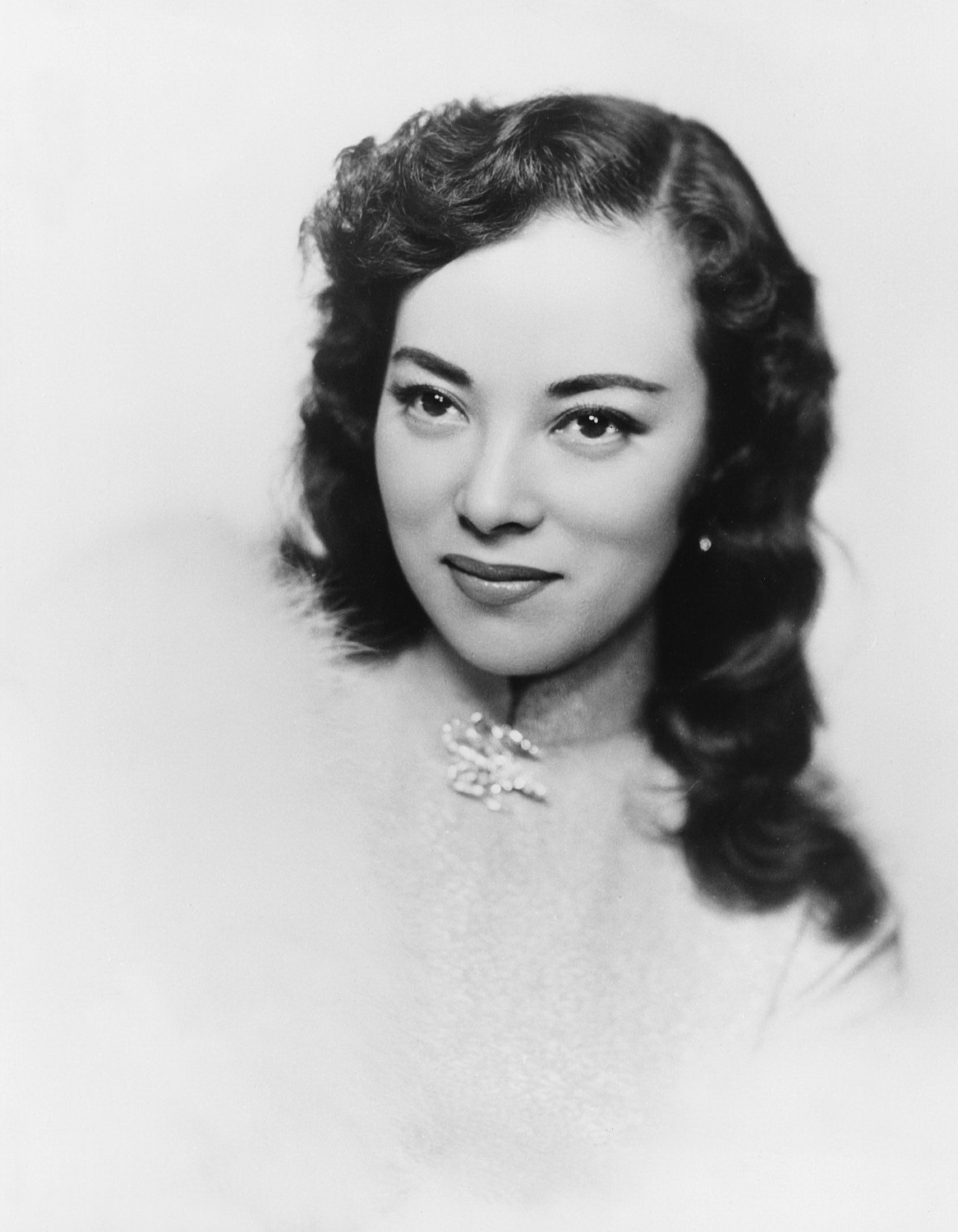
山口淑子（1940年代）

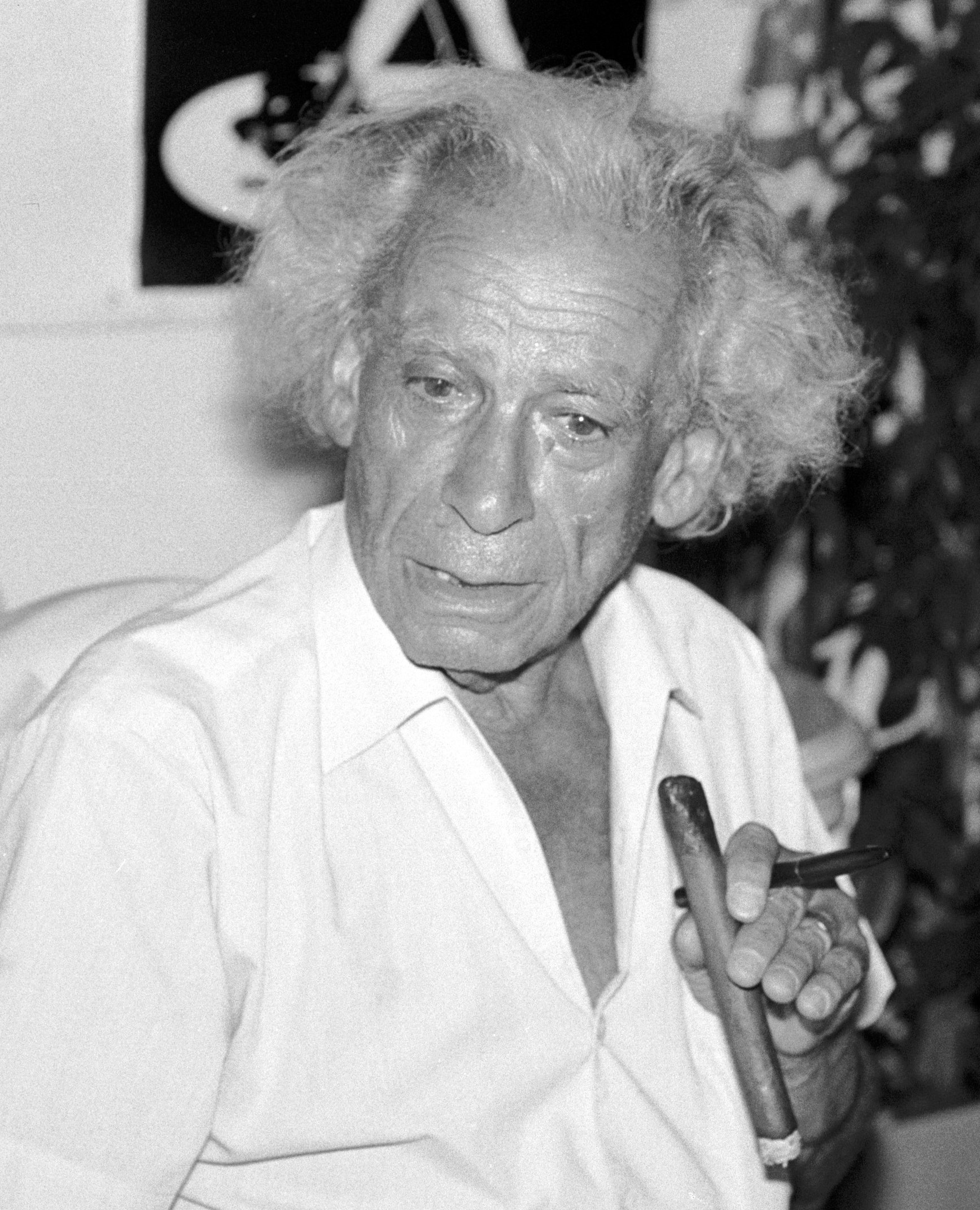
サミュエル・フラー（1987年）

その後も雪洲は日本で映画出演を続け、『悲劇の将軍 山下奉文』（1953年）や『日本敗れず』（1954年）といった戦争映画で本領を発揮した。前者では山下奉文を演じ、その風格ある演技が高く評価された。後者はアメリカ時代の雪洲の弟子だった阿部豊が監督した作品で、雪洲は阿南惟幾がモデルの陸軍軍人を演じ、その演技も高く評価された。雪洲はこれらの作品で、中年の威厳のある容貌を活かした悲劇の軍人役がはまり役となり、その後も貫禄のある役柄を演じることが増えた。1955年には東京ロケが行われ、山口淑子（シャーリー・ヤマグチ）も出演するサミュエル・フラー監督のアメリカ映画『東京暗黒街・竹の家』の警部役で再び国際的な舞台に立ったが、この作品も不正確な日本の描写で批判され、雪洲は『チート』以来付きまとっていた国辱映画俳優の烙印を再び押された。

#### 『戦場にかける橋』

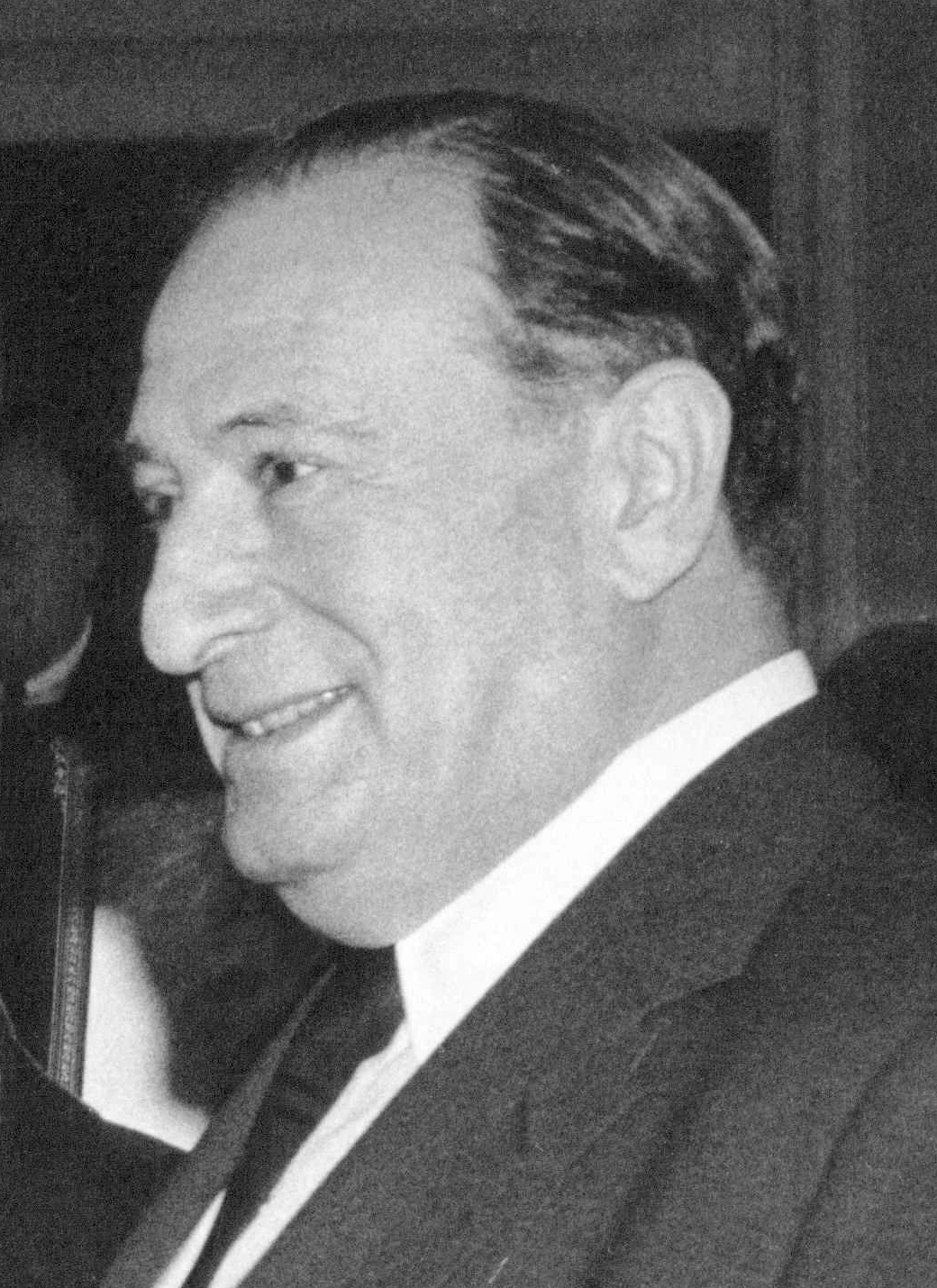
サム・スピーゲル（1963年）

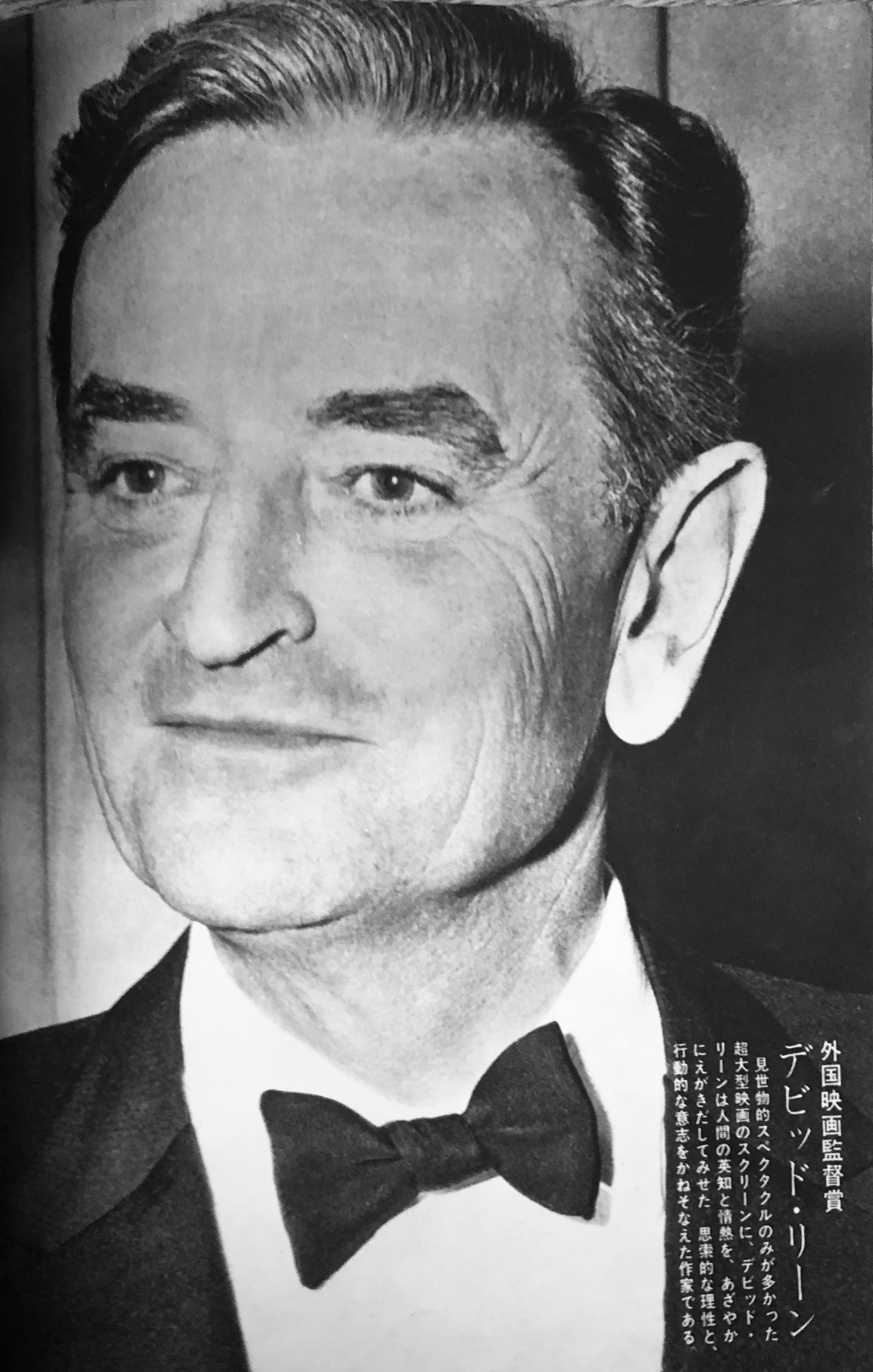
デヴィッド・リーン（1964年）

アレック・ギネス（1973年）

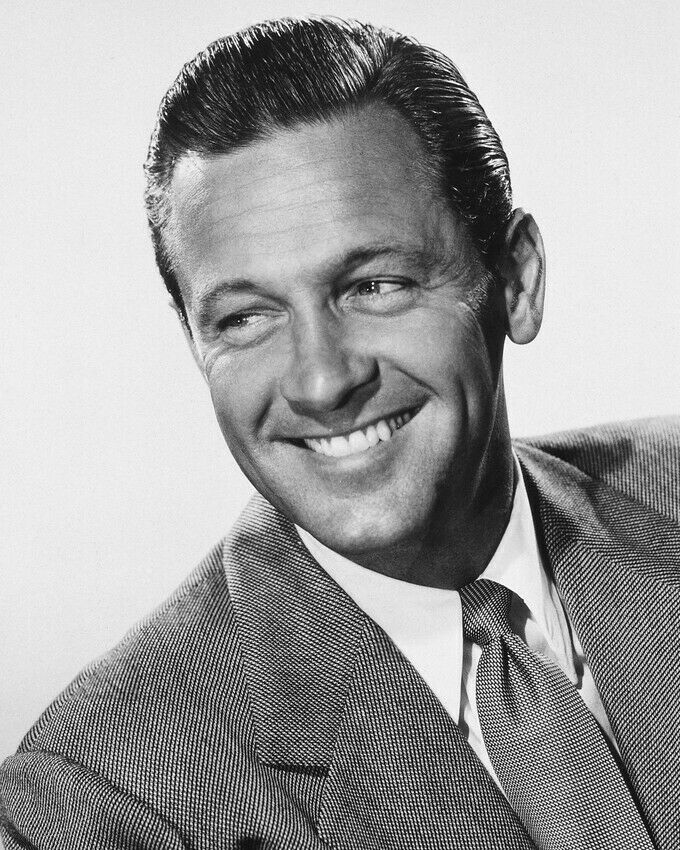
ウィリアム・ホールデン（1950年）

1956年、雪洲は帝国ホテルに滞在していたイギリスの映画プロデューサーのサム・スピーゲルから、ハリウッドの大作映画『戦場にかける橋』の出演依頼を受けた。雪洲が演じるのは日本軍捕虜収容所所長の斉藤大佐という重要な役であり、監督のデヴィッド・リーンは『悲劇の将軍 山下奉文』を観て雪洲の演技を気に入り、斉藤大佐役は雪洲以外に考えられないと思ったという。スピーゲルから渡された脚本を読んだ雪洲は、ジャングルが舞台で、女優が登場せず、日本人とイギリス人の軍人の男2人が鉄道橋建設をめぐり対立する物語に魅力を感じず、いったんは出演を断ろうとしたが、鶴子に「きっといい映画になる」と言われ、それから何度も脚本を読んで見ると雪洲もだんだんそんな気がしてきて、出演を決心したという。ギャラは最初の10週間で2万ドルだった。アレック・ギネスやウィリアム・ホールデンも出演し、ホールデンは少年時代に雪洲夫妻が暮らしていたグレンギャリ城に新聞を配達していて、その時に俳優をやってみないかと声を掛けていた雪洲との共演が果たされることになった。

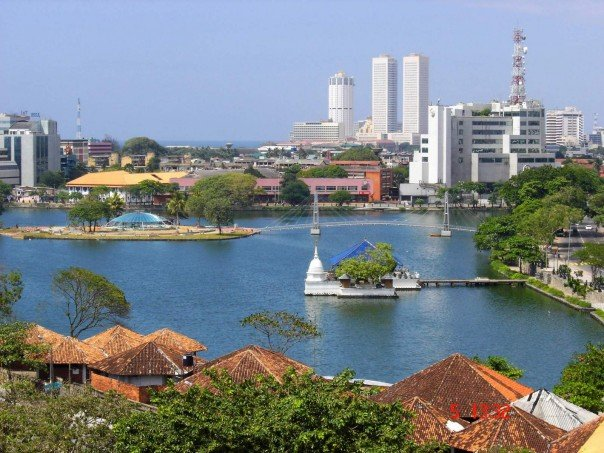
スリランカコロンボ

第30回アカデミー賞授賞式の様子。

雪洲はスリランカの山奥での長期ロケに参加したが、それは困難を極め、娯楽もなく、女もいない男だけの殺伐とした環境と、夜も気温が下がらないほどの蒸し暑さには辟易した。完成した作品は1957年に公開されると好評を博し、興行的にも高い成功を収め、雪洲の演技も「武士道を貫く日本軍人をよく演じた」と批評家に高く評価された。作品は第30回アカデミー賞で作品賞など7部門を受賞し、雪洲も助演男優賞にノミネートされたものの、受賞には至らなかった。また、雪洲は第15回ゴールデングローブ賞の助演男優賞にもノミネートされ、ナショナル・ボード・オブ・レビュー賞では助演男優賞を受賞した。雪洲にとって『戦場にかける橋』は人生最大の評価を受けた作品となり、鳥海が「日本の中高年世代なら、雪洲といえば『戦場にかける橋』を思い出す人が少なくないだろう」と述べているように、多くの人が雪洲のイメージとしてまず頭に思い浮かべるような代表作となった。

#### キャリア末期

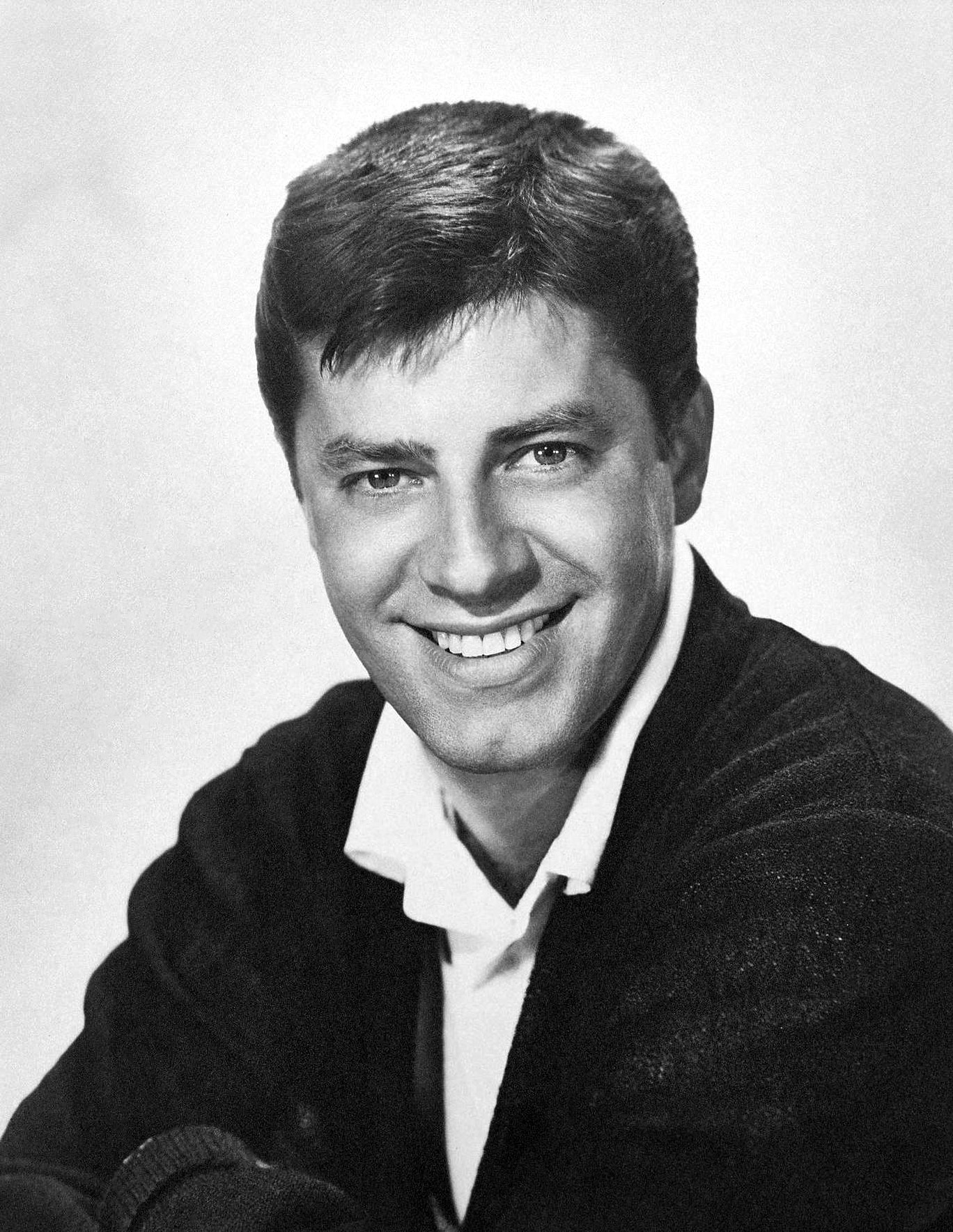
ジェリー・ルイス（1957年）

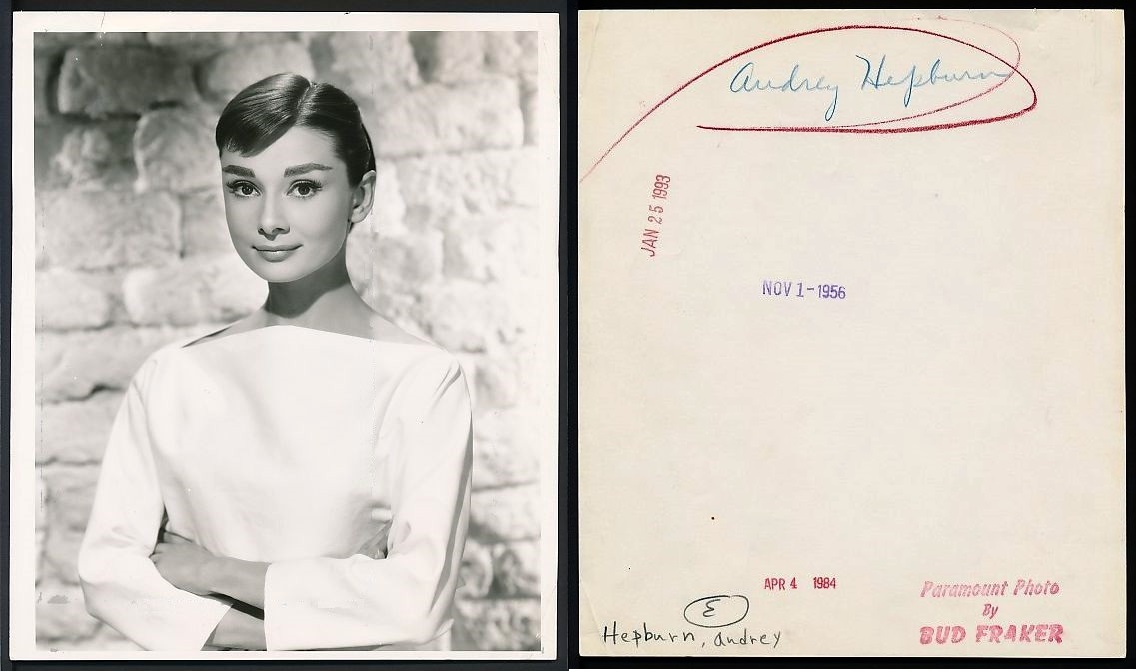
オードリー・ヘプバーン（1956年）

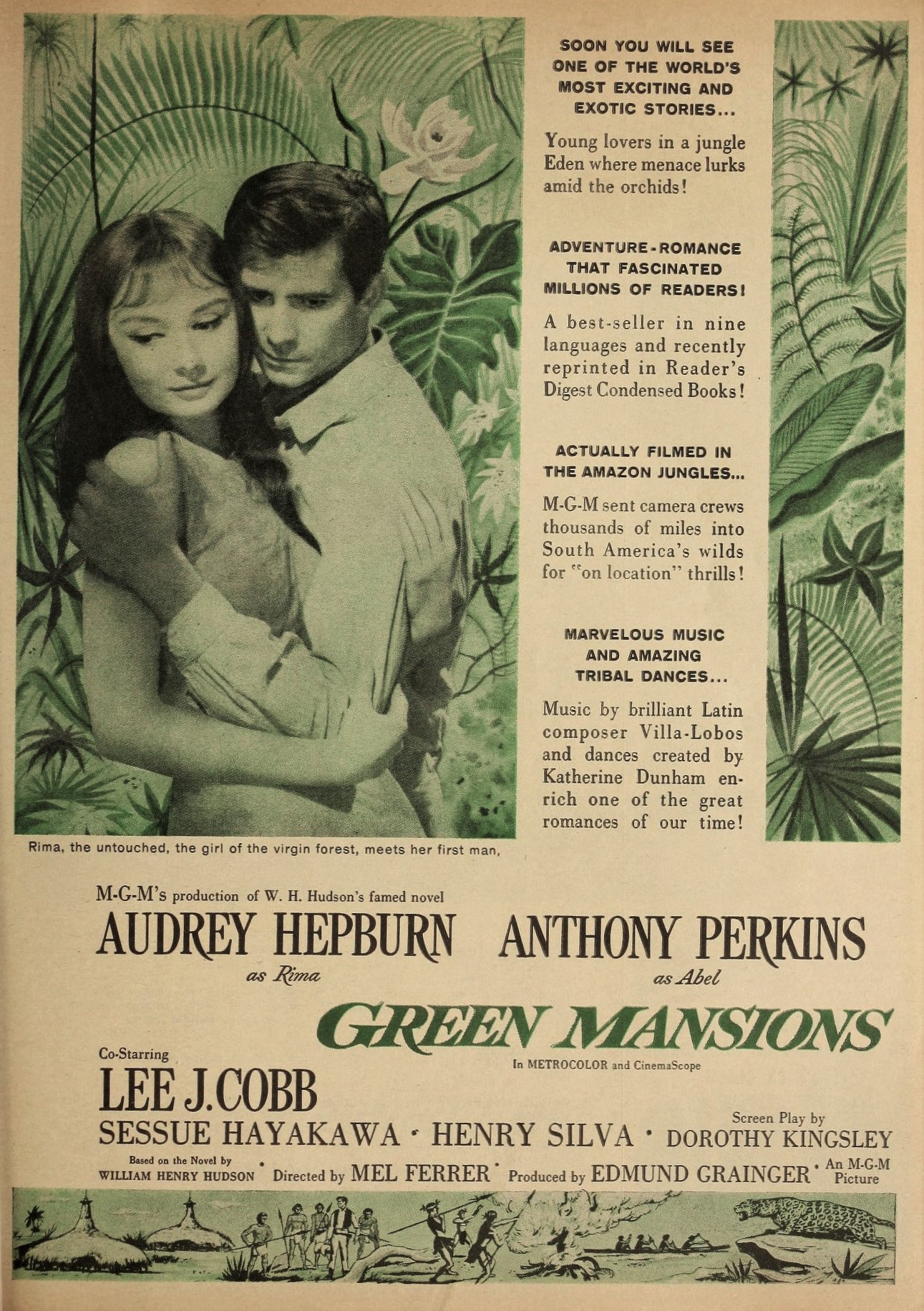
『緑の館』（1959年）のポスター。

『戦場にかける橋』で再び脚光を浴びた雪洲は70歳を超えていたものの、再び国際スターとして活躍し、日本とアメリカを行き来しながら映画やテレビ、舞台に出演した。1958年2月から9月までのアメリカの長期間滞在中には、ジェリー・ルイス主演の底抜けシリーズの1本『底抜け慰問屋行ったり来たり』（1958年）に出演し、その次にはオードリー・ヘプバーン主演の『緑の館』（1959年）で先住民の酋長役を演じた。映画以上にテレビへの出演依頼が相次ぎ、1958年に放送された4本のテレビシリーズに出演。そのうち『クラフト・テレビジョン・シアター』のエピソード「灼熱の孤島」では、アメリカ兵と無人島にたった2人で睨み合う日本兵を演じて高い評価を受けた。『レッド・スケルトン・ショー』のエピソードでも、南太平洋の島に取り残された日本軍の将校を演じ、西部劇の『幌馬車隊』では日本人の侍を演じた。また、この滞在中に雪洲はアメリカでテレビの製作プロダクションを作ることを計画したが、実現はしなかった。アメリカのテレビシリーズには、1963年にも『ルート66』のエピソードで出演し、日本軍の元パイロットを演じた。

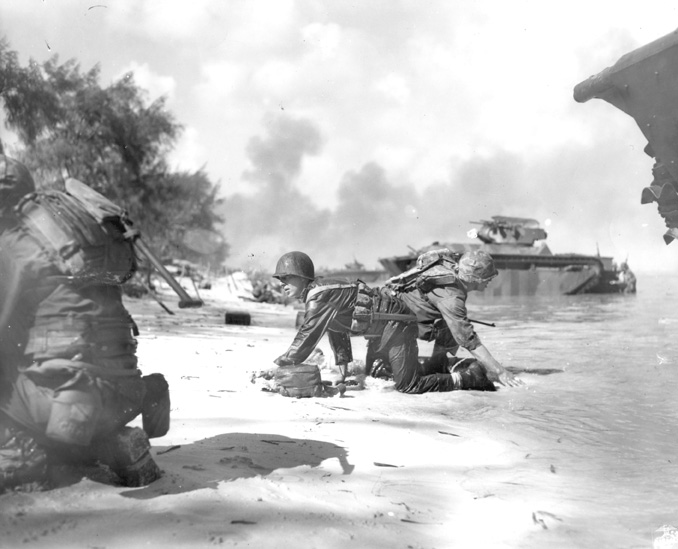
サイパンの戦い（1944年）

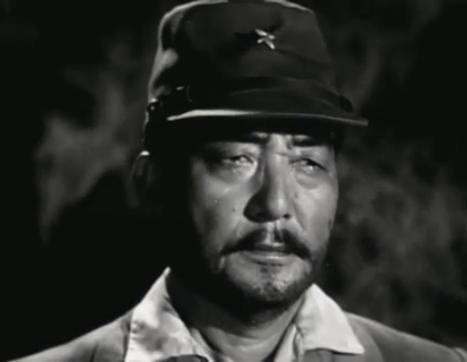
『戦場よ永遠に』の予告編のスクリーンショット（1960年）。

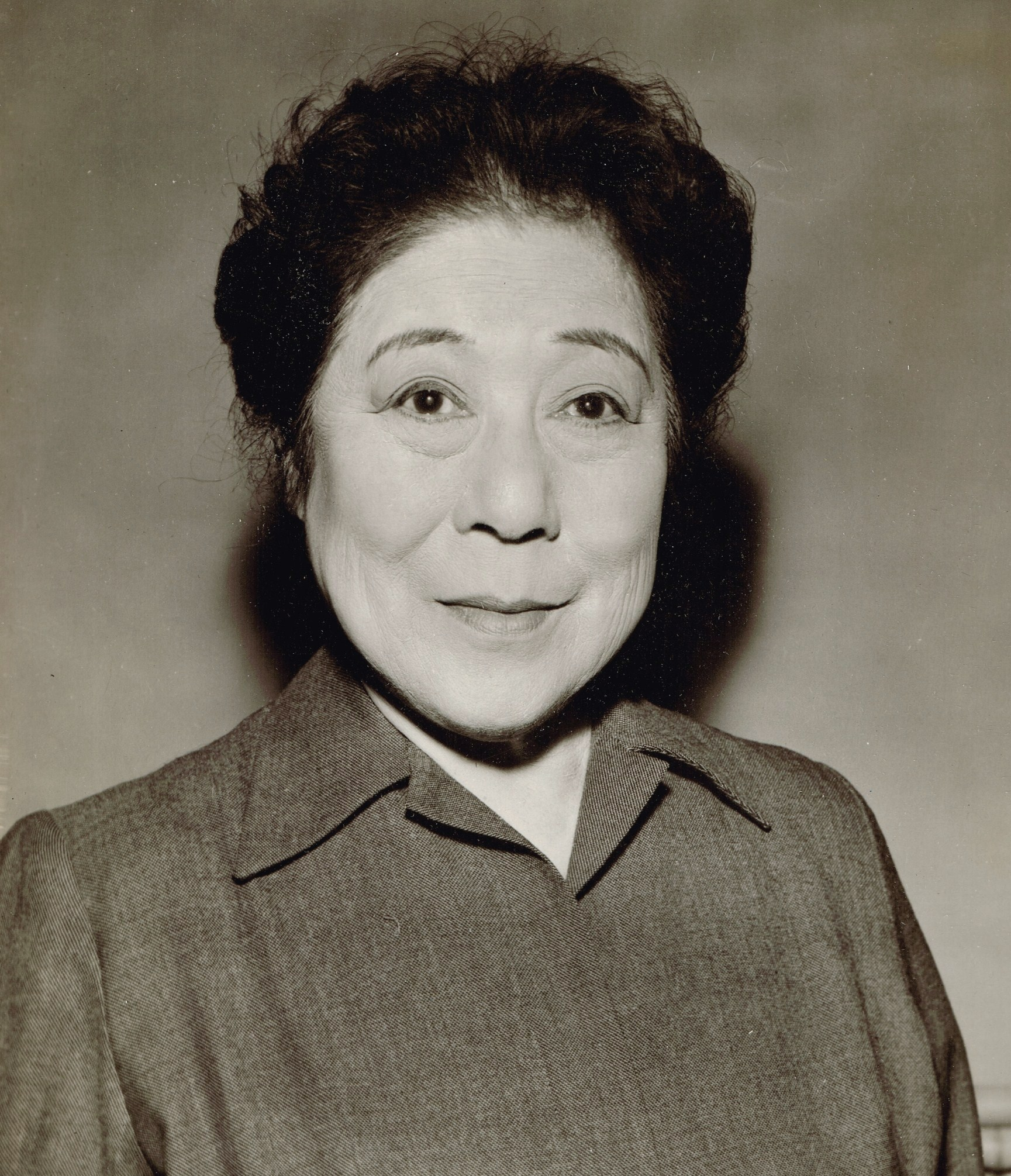
『戦場よ永遠に』（1960年）の宣伝用スチール写真の鶴子。

1959年には日本で自伝『武者修行世界を行く』を出版し、その記念パーティーには300人を超す著名人が参加した。翌1960年には自身をスターにした恩人であるインスとデミルに捧げた英文自伝『ゼン・ショード・ミー・ザ・ウェイ』を出版した。この年には2本のハリウッド映画に出演して、アメリカで年間の興行成績4位を記録した、ディズニー製作の『スイスファミリーロビンソン』（『南海漂流』）。そしてサイパンの戦いを題材にした『戦場よ永遠に』では日本軍司令官役を演じ、妻の鶴子とも久し振りに共演した。この年以降、雪洲はよほど経済的に困りでもしない限り、めったに仕事をしなくなり、出演本数は次第に減少した。当時の雪洲は太平洋テレビジョンに所属し、1964年には独立プロダクションを経営していた経験を買われて同社の芸能局長に就任し、国際市場への進出を念頭に置く会社の方針に沿って、テレビ制作やタレントの養成を担当した。1965年にはNHK大河ドラマの『太閤記』に武田信玄役で出演した。80歳を過ぎた1967年の『純情二重奏』が最後の映画出演、翌1968年の『日本剣客伝』が最後のテレビ出演となった。

## 私生活

### 青木鶴子との結婚

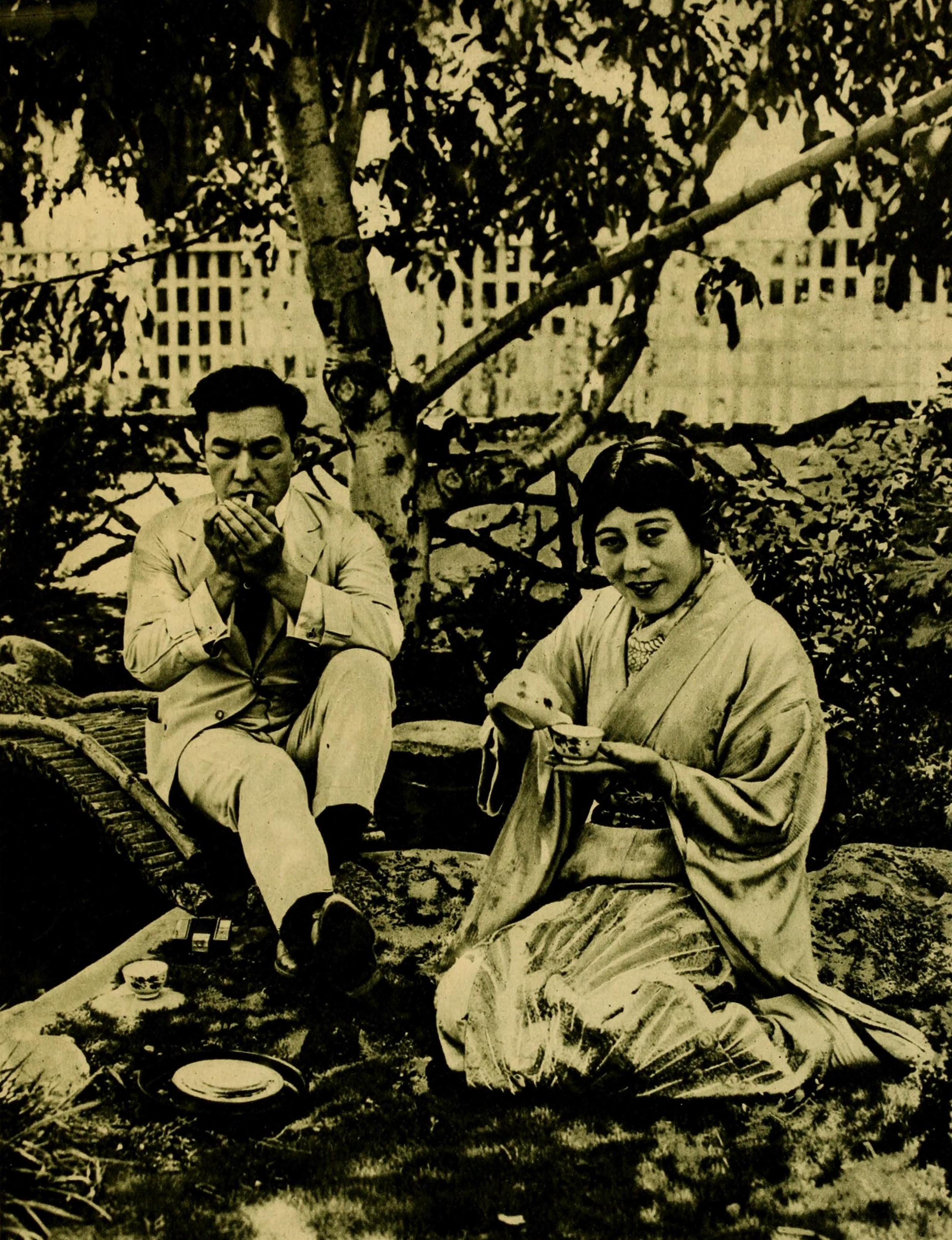
雪洲と鶴子（1917年）。

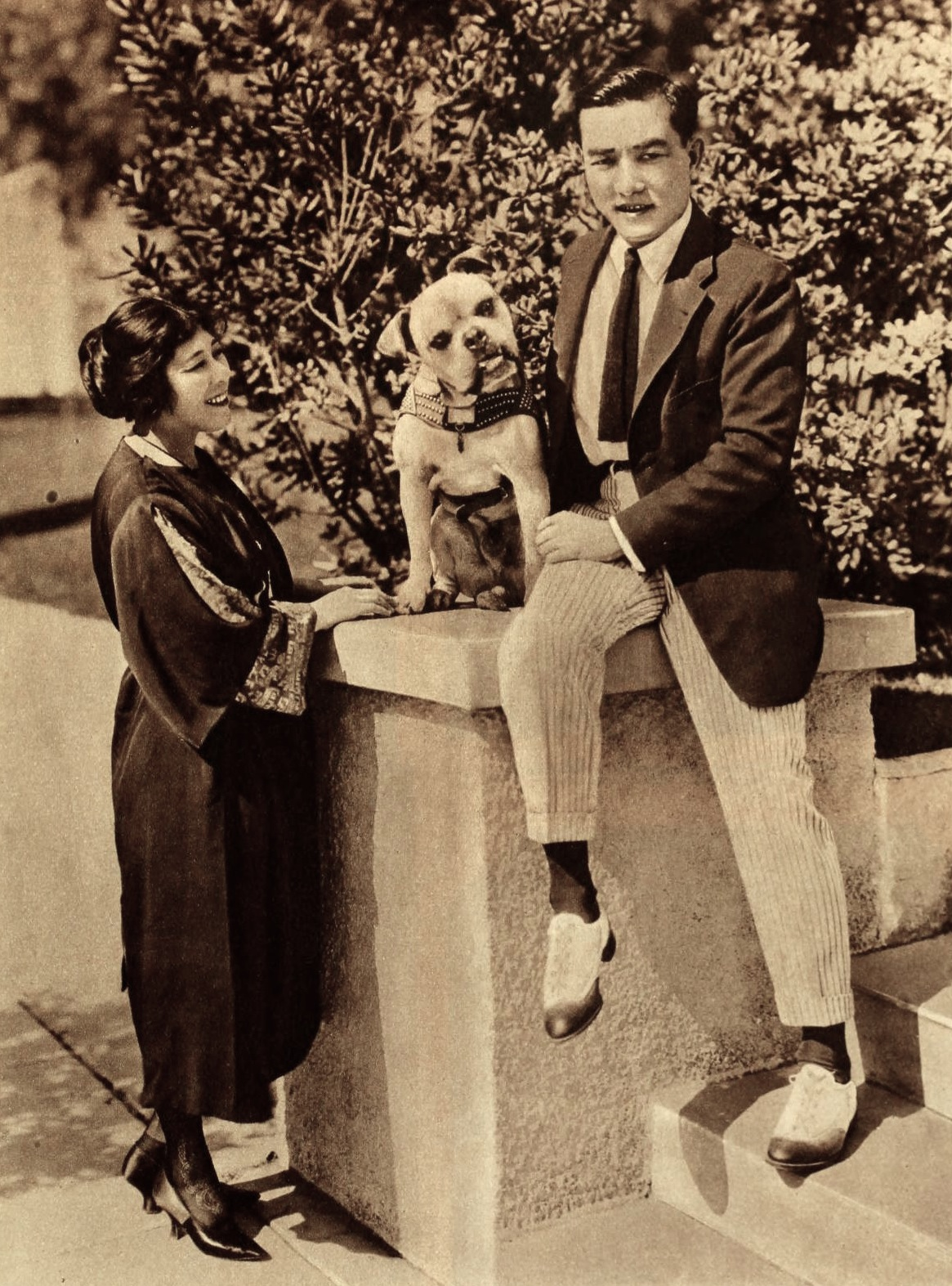
雪洲と鶴子、そして犬のダイノマイト（1922年1月号『Photoplay』誌）

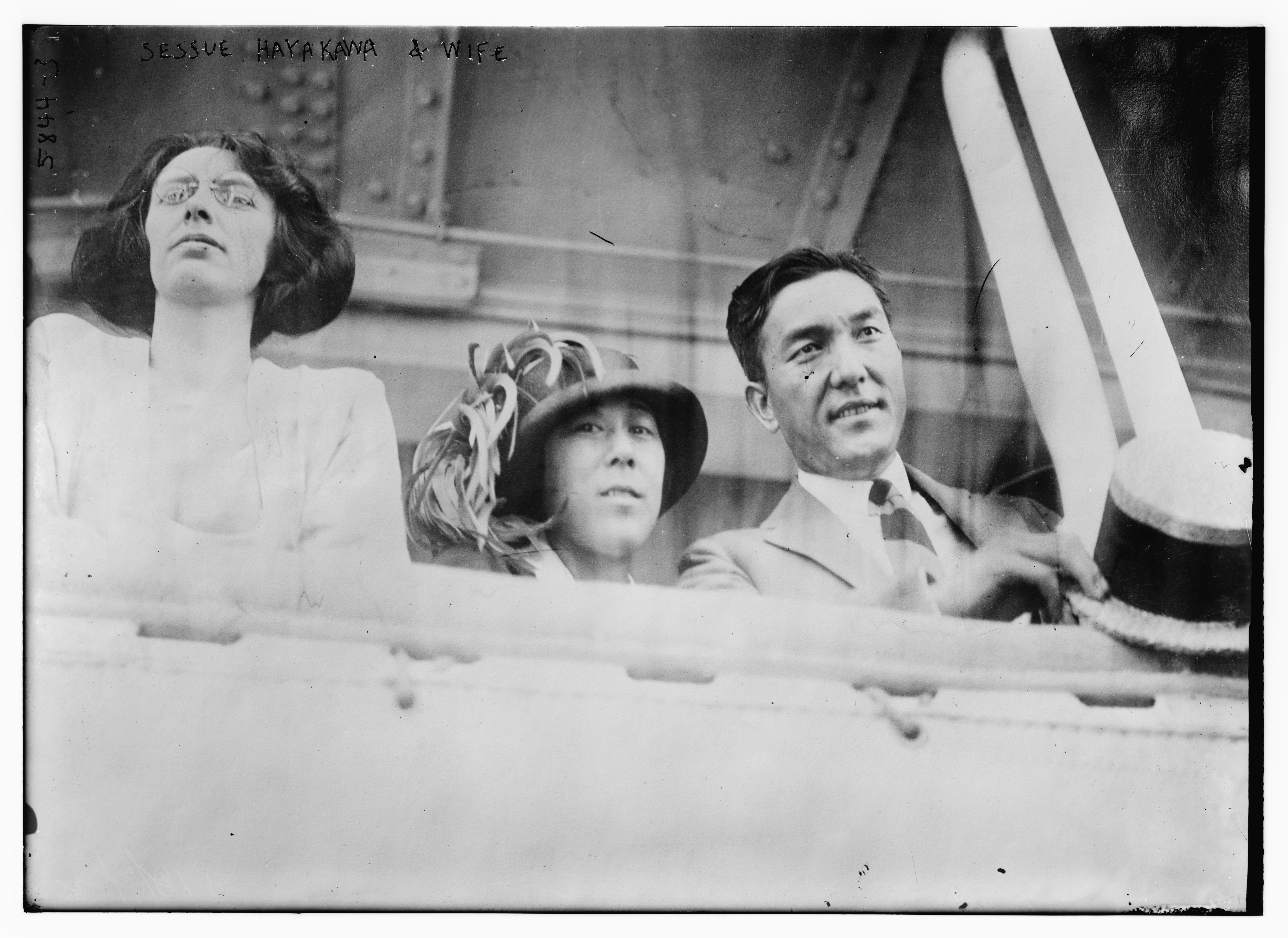
雪洲と鶴子（1922年）。

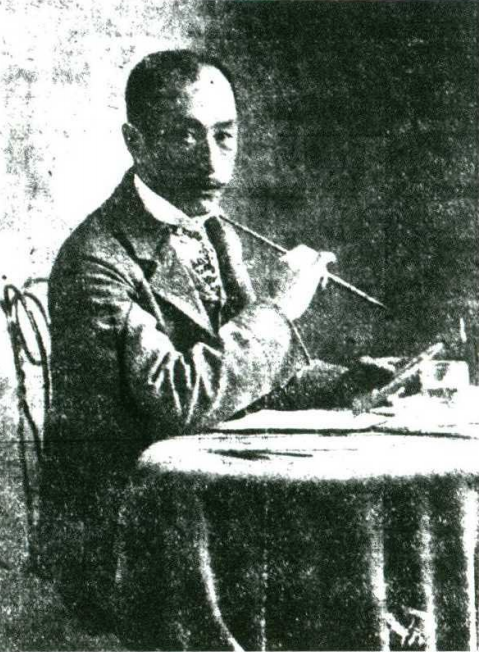
鶴子の養父・青木年雄（1907年）

雪洲が青木鶴子と出会った経緯については、さまざまな説がある。鳥海によると、1913年に雪洲が舞台『タイフーン』の上演を企画し、英語が話せる日本人俳優を探そうとロサンゼルスの演劇学校を訪れた時に鶴子と知り合い、それからお互いに惹かれ、親しい間柄となったという。中川と野上によると、2人が『タイフーン』以前から在米日本人同士またはロサンゼルスの演劇仲間たちとの親睦会を通して知り合いになっていたという説があるという。鶴子は『婦人公論』1931年1月号で、21歳頃に養父で画家の青木年雄の絵を見るために何度も出入りしていた雪洲と親しくなったと述べている。インスに『タイフーン』の舞台を観るように勧め、雪洲の映画界入りのきっかけを作ったのも鶴子だった。その後、2人は映画での共演が続いたこともあり、急速に距離が縮まり、1914年4月14日にロサンゼルス郡役所に婚姻届を提出し、5月1日に結婚式を挙げた。2人が正式に日本へ婚姻を届け出たのは1920年のことである。

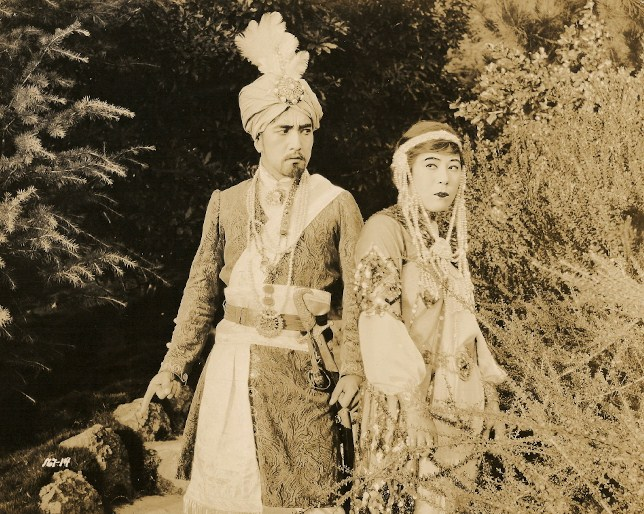
雪洲と鶴子『黒人の意気』（1917年）

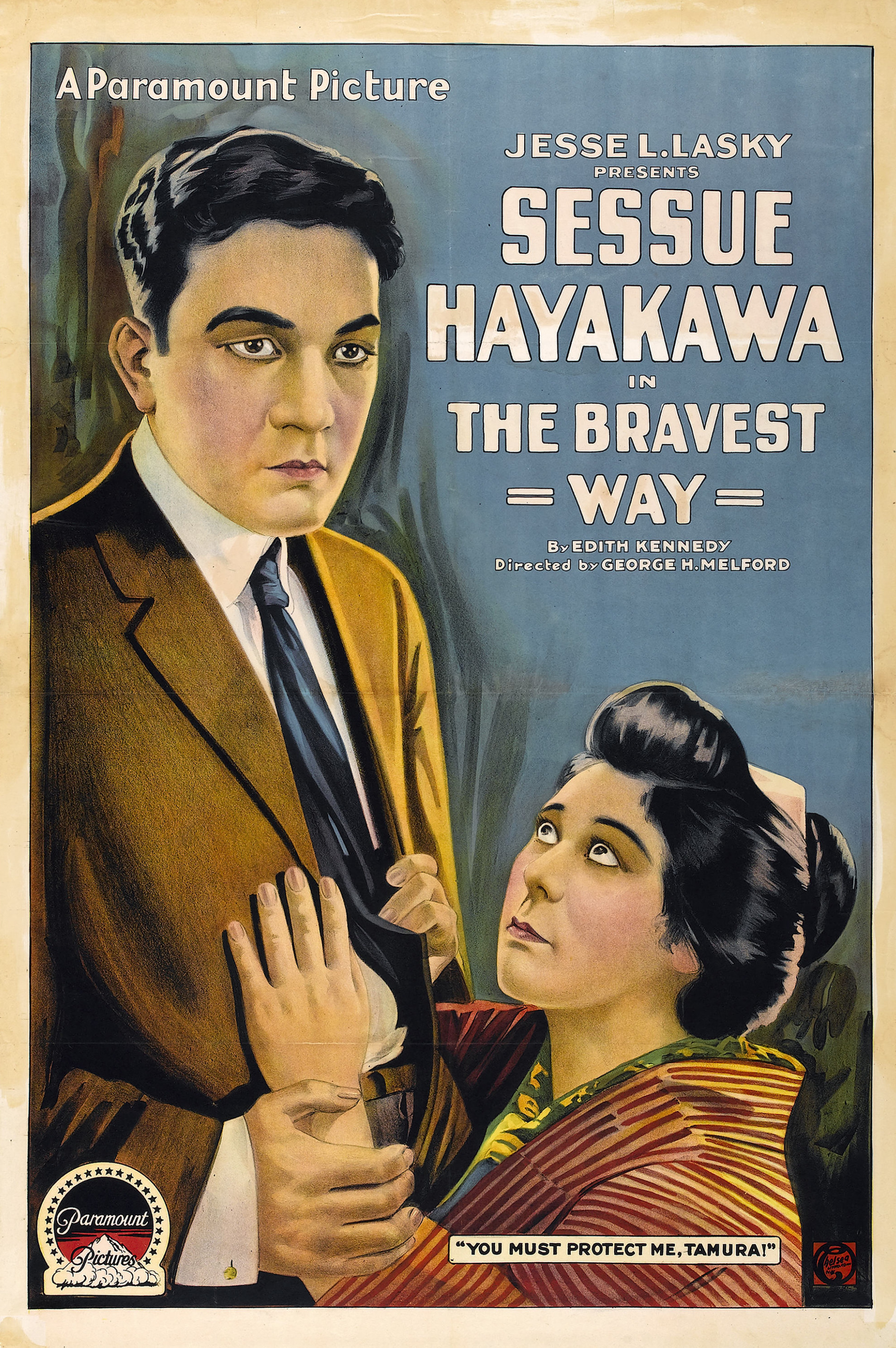
雪洲と鶴子『田村の望み』（1918年）

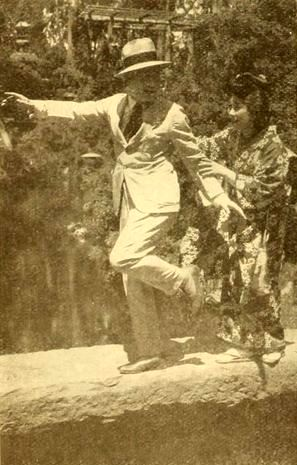
雪洲と鶴子『桜の光』（1919年1月18日『The Moving Picture World』誌のスチール写真）

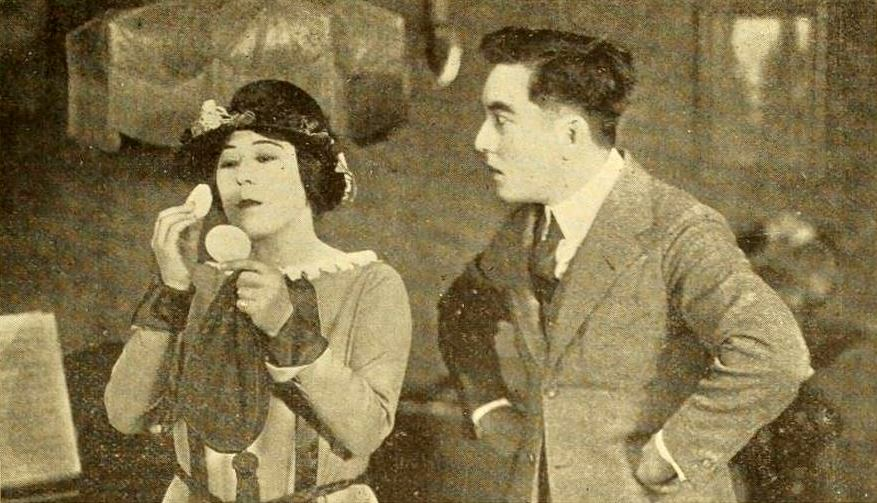
『勇気ある卑怯者』の鶴子と雪洲（1919年4月26日『The Moving Picture World』誌のスチール写真）

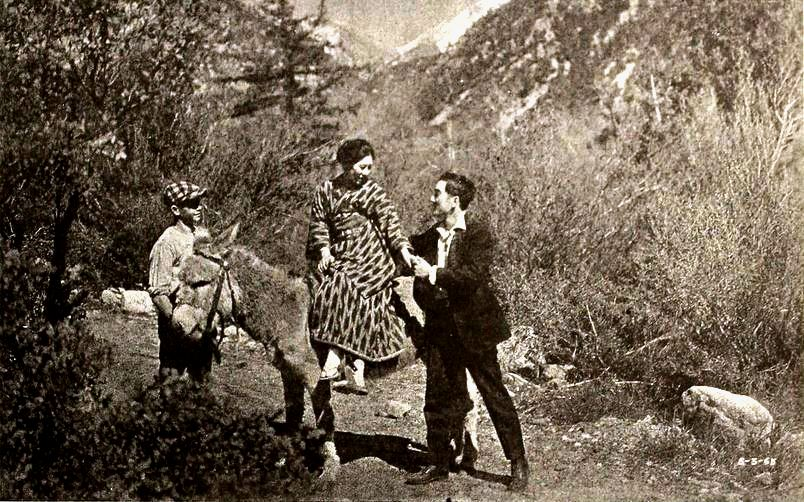
『灰色の地平線』の鶴子と雪洲（1919年8月16日『Motion Picture News』誌のスチール写真）

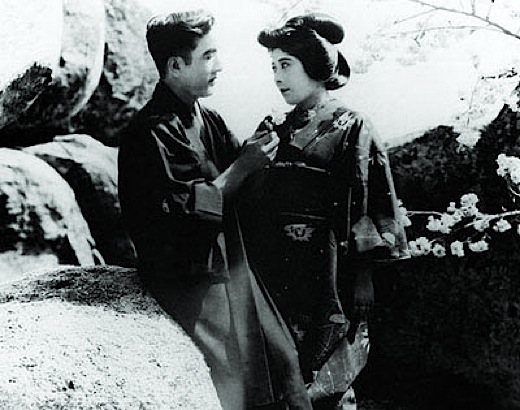
雪洲と鶴子『蛟龍を描く人』（1919年9月28日）

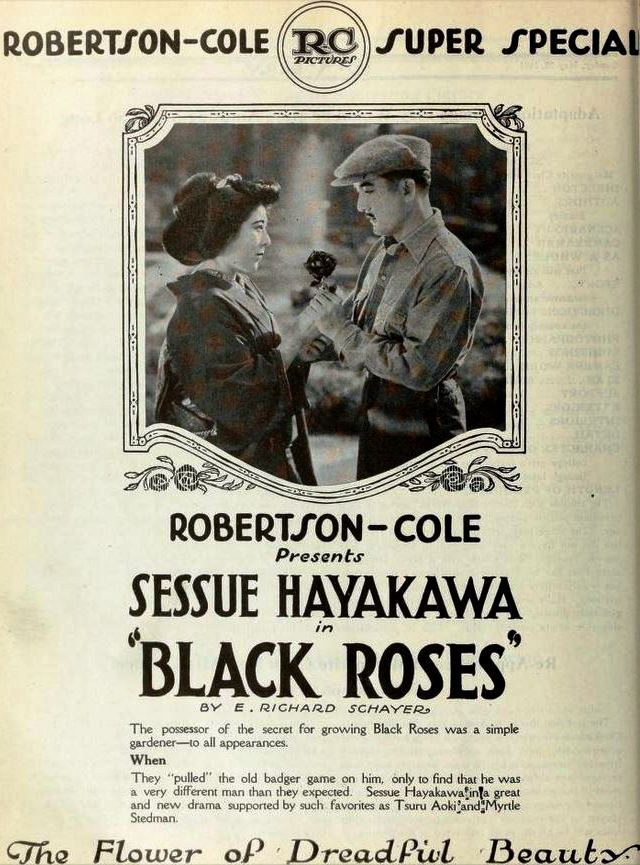
『黒薔薇』の鶴子と雪洲（1921年5月29日『The Film Daily』誌のポスター）

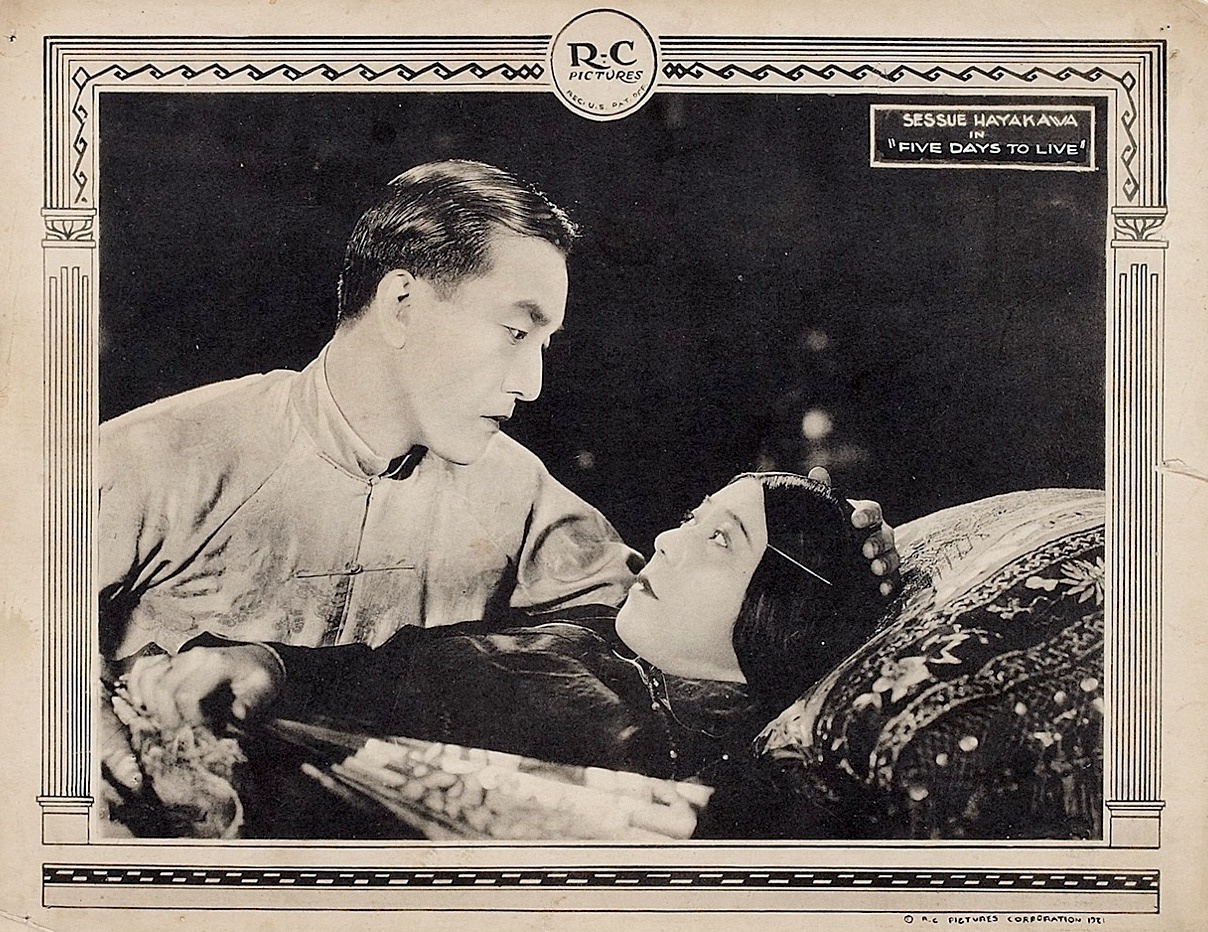
雪洲と鶴子『かげろふの命』（1922年）

雪洲と鶴子は、1961年に鶴子が亡くなるまで夫婦であり続けた。結婚後も雪洲と鶴子は映画で共演したが、鶴子はスターとして多忙を極める夫を家庭で支えるため、1920年代に実質的に女優を引退した。『戦場よ永遠に』（1960年）で30数年振りの夫婦共演を果たすまでに、2人が共演した映画は20本以上を数える。鶴子は常に家庭を守り、雪洲の仕事をあらゆるところから支え、雪洲がどれほど女遊びをしようと、大金を使おうと、結局はそれを許してくれるような人物だった。雪洲の方もそんな鶴子にはあらゆる点で頭が上がらず、誰よりも鶴子を信頼し、尊敬し、女遊びをしても鶴子が死ぬまでは一度も離婚を考えなかった。森岩雄によると、黙り屋の雪洲とおしゃべりで明るい性格の鶴子は、「正反対な性格ゆえ補い合って素晴らしいカップル」だという。結婚記念日には、2人が一緒にいない時は必ず電報で祝い、鶴子の誕生日には毎年のように指輪やネックレスをプレゼントした。2人の間に子供は生まれなかったが、雪洲は愛人との間に3人の子供を産ませており、3人とも鶴子の手で育てられている。

### グレンギャリ城での生活

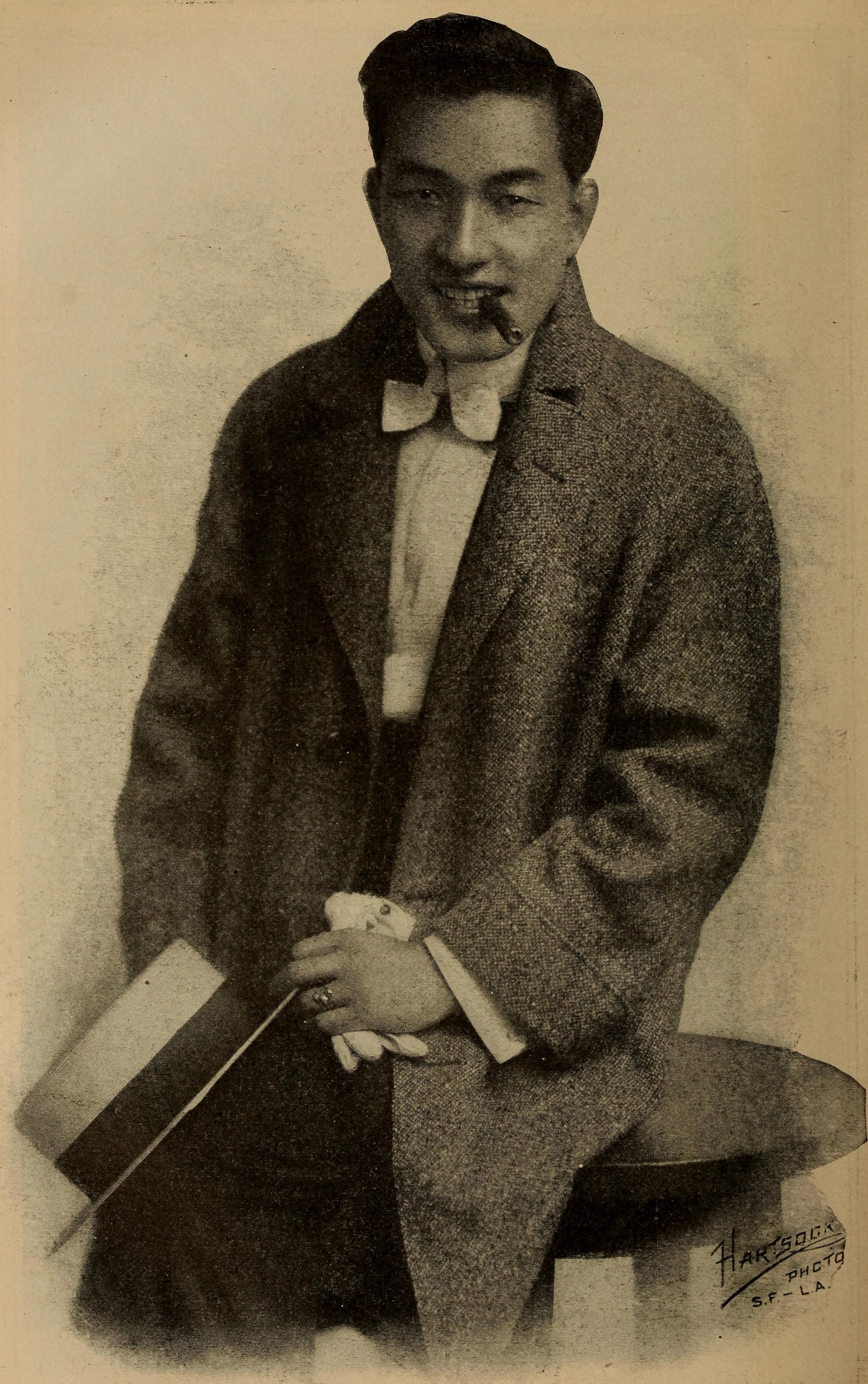
1917年、映画撮影の雪洲。

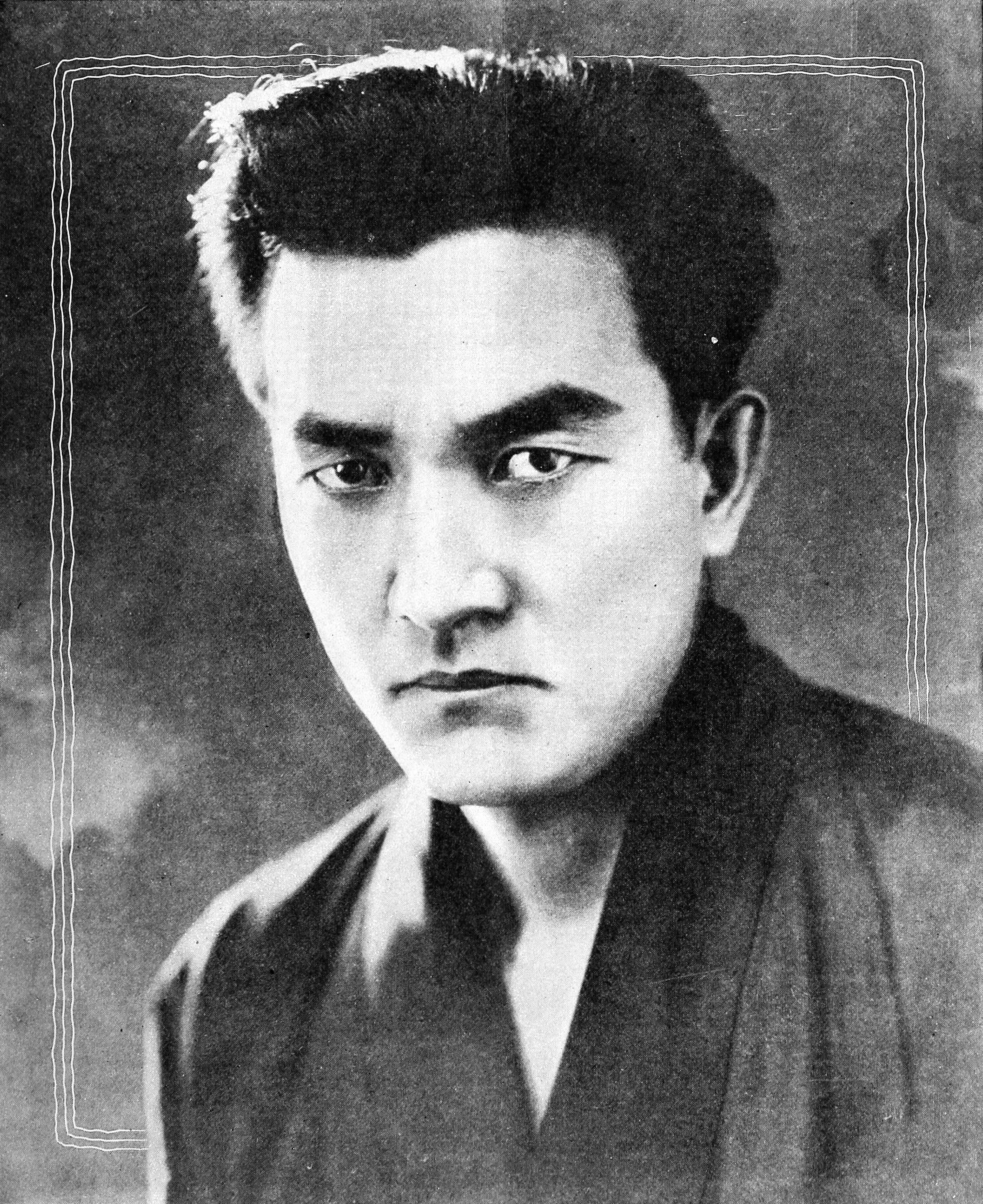
1918年の雪洲。

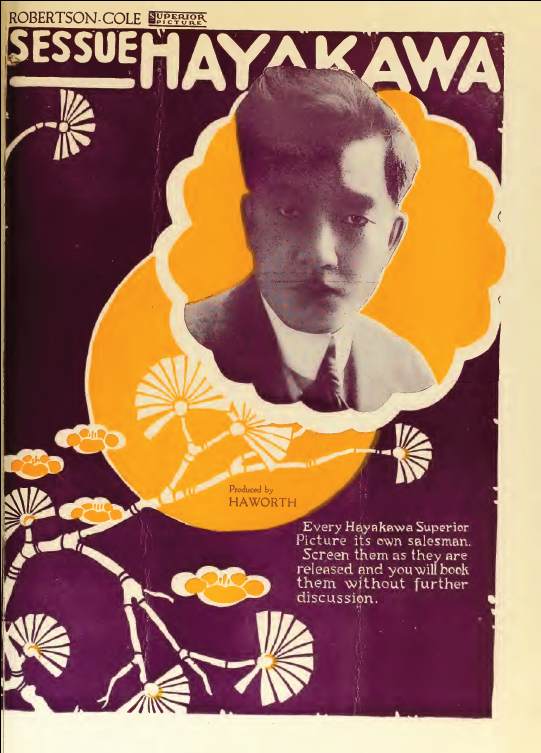
1919年の雪洲。

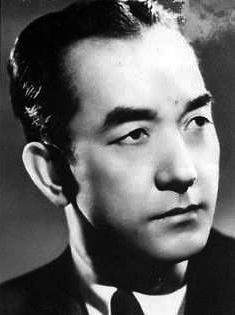
1920年代の雪洲。

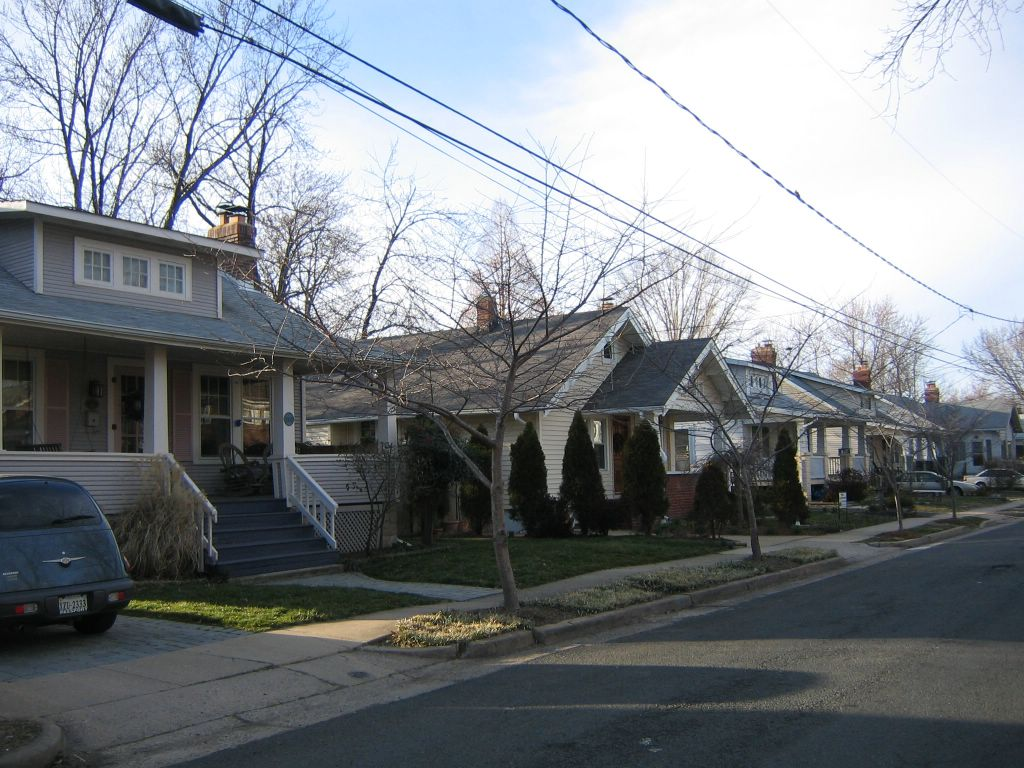
バンガロー

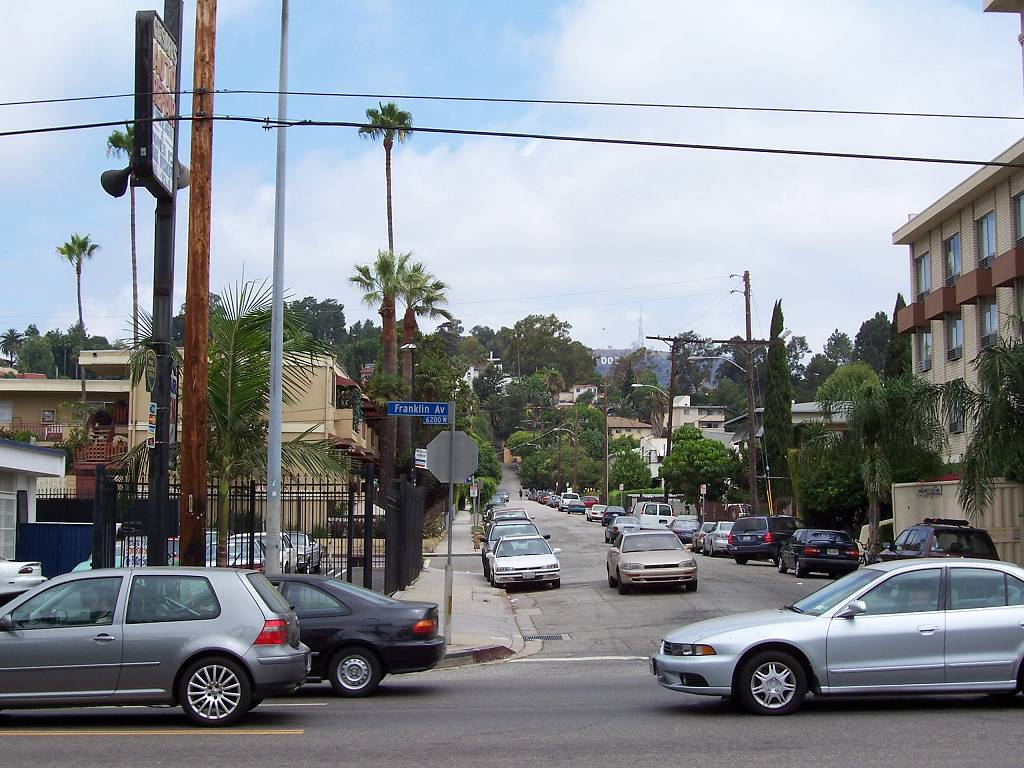
フランクリン通り

ハリウッドのスターとして絶頂期にいた雪洲夫妻は、結婚以来バンガローで暮らしていたが、1917年にはハリウッドのアーガイル通りとフランクリン通りの交差点の一角に、「グレンギャリ城（Castle Glengarry）」（またはアーガイル城）と呼ばれる大きな邸宅を購入した。もともと雪洲は自分で豪邸を建設するつもりだったが、日本人の土地所有を禁じる外国人土地法に阻まれ、やむを得ず売りに出されていたこの邸宅を購入したという。グレンギャリ城はスコットランド風の城のような4階建ての石造りの建物で、32室もの部屋があった。正面玄関は道路から前庭の10段ほどの階段を登ったところにあり、左右には大理石の雌雄のライオン像があった。内装は古い時代の宮殿風で、東洋の壺やペルシア絨毯、イタリアのアンティーク家具など、世界中の調度品や古美術品が置かれた。グレンギャリ城の豪壮さは、当時のハリウッドのスターの豪邸がかすんでしまうほどで、観光バスがわざわざ邸宅の前で停車するほどの名所になったという。

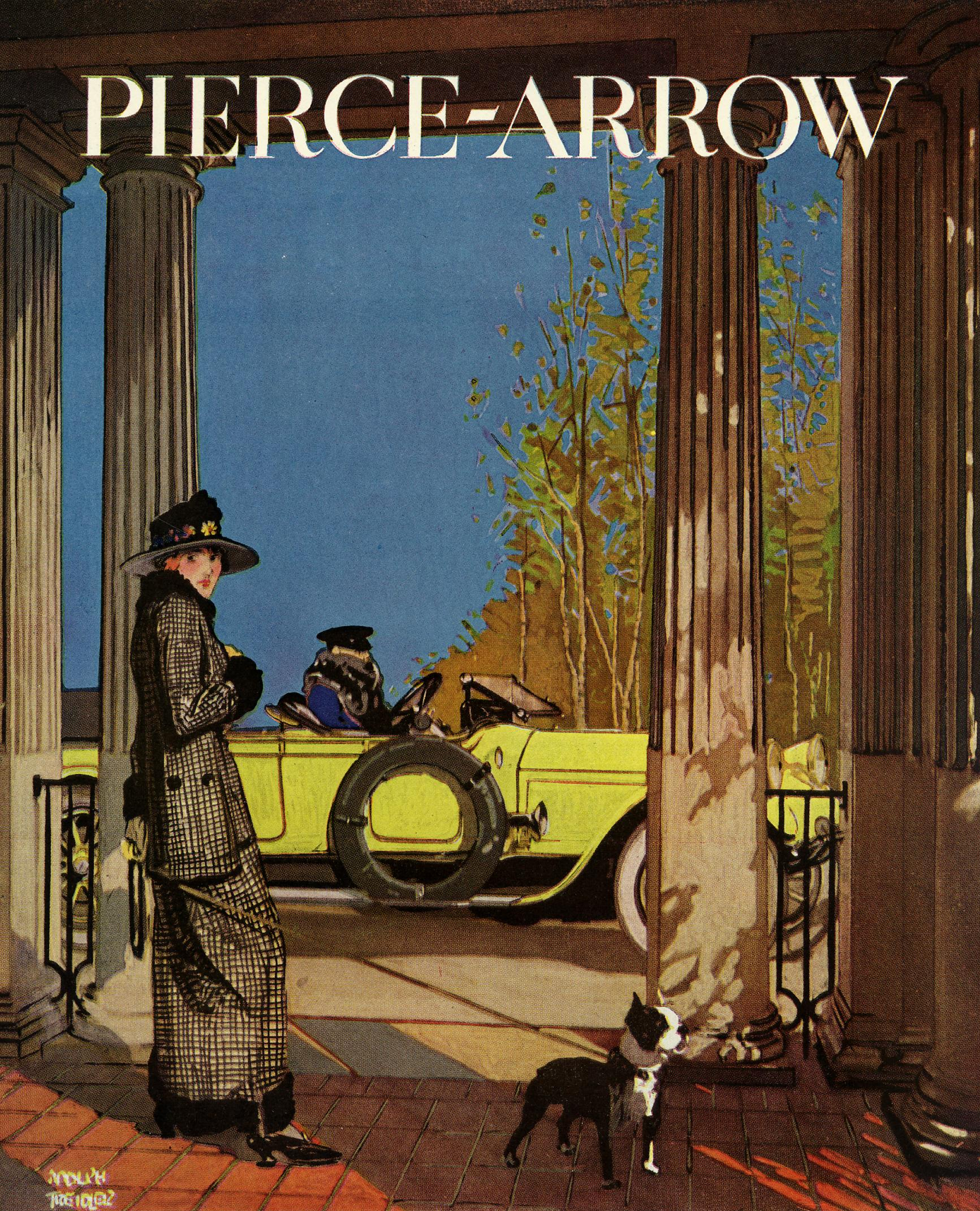
ピアース・アローの広告（1919年）

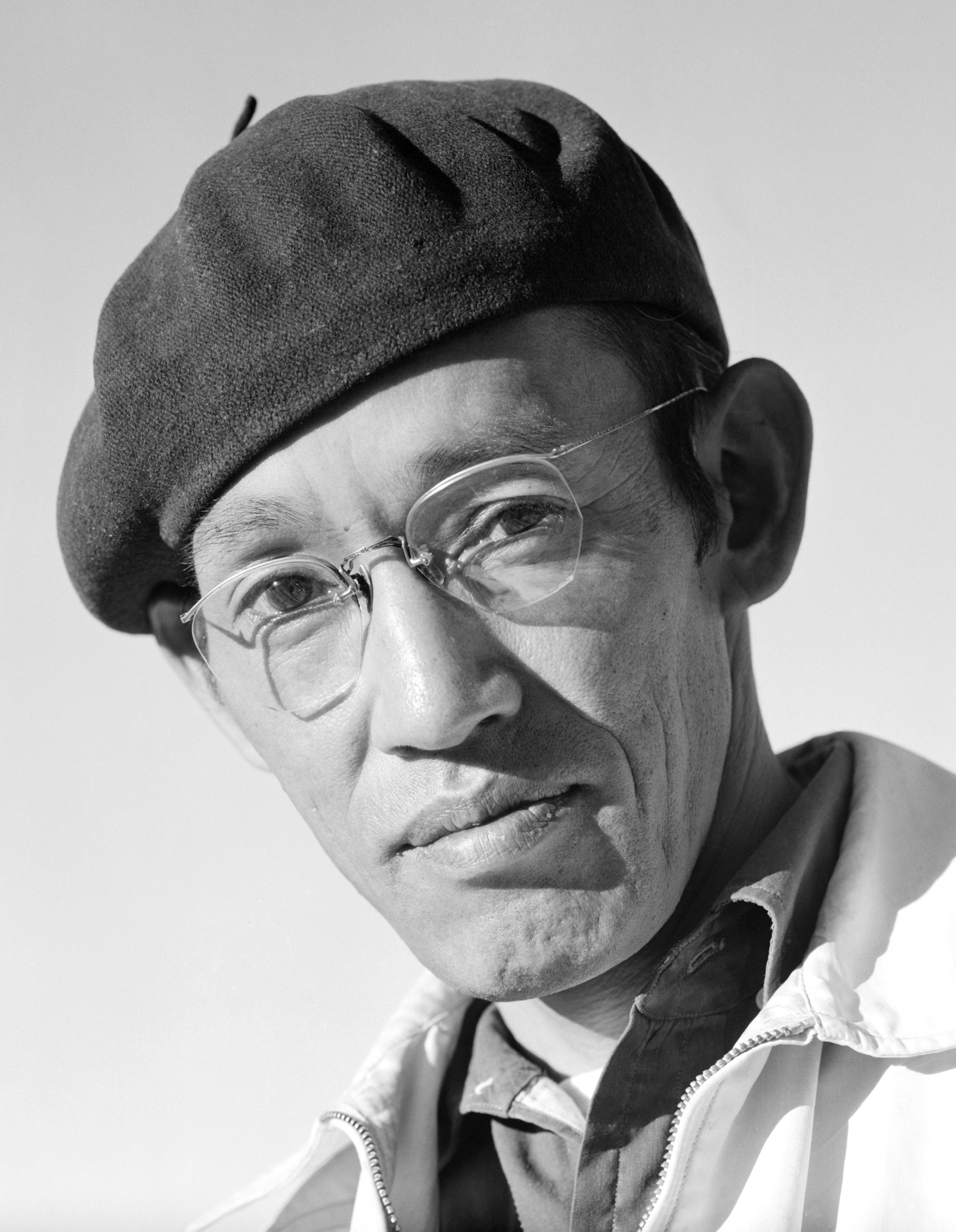
雪洲夫妻の運転手をしていた宮武東洋（1943年）

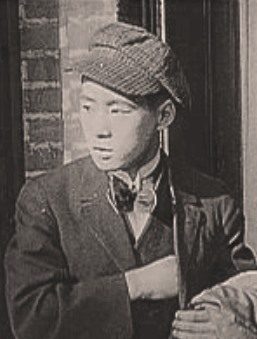
雪洲の内弟子だった阿部豊（1910年代）

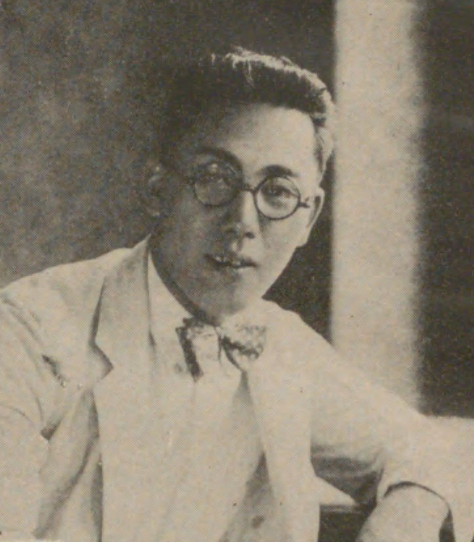
雪洲の内弟子だった牛山清人（1933年）

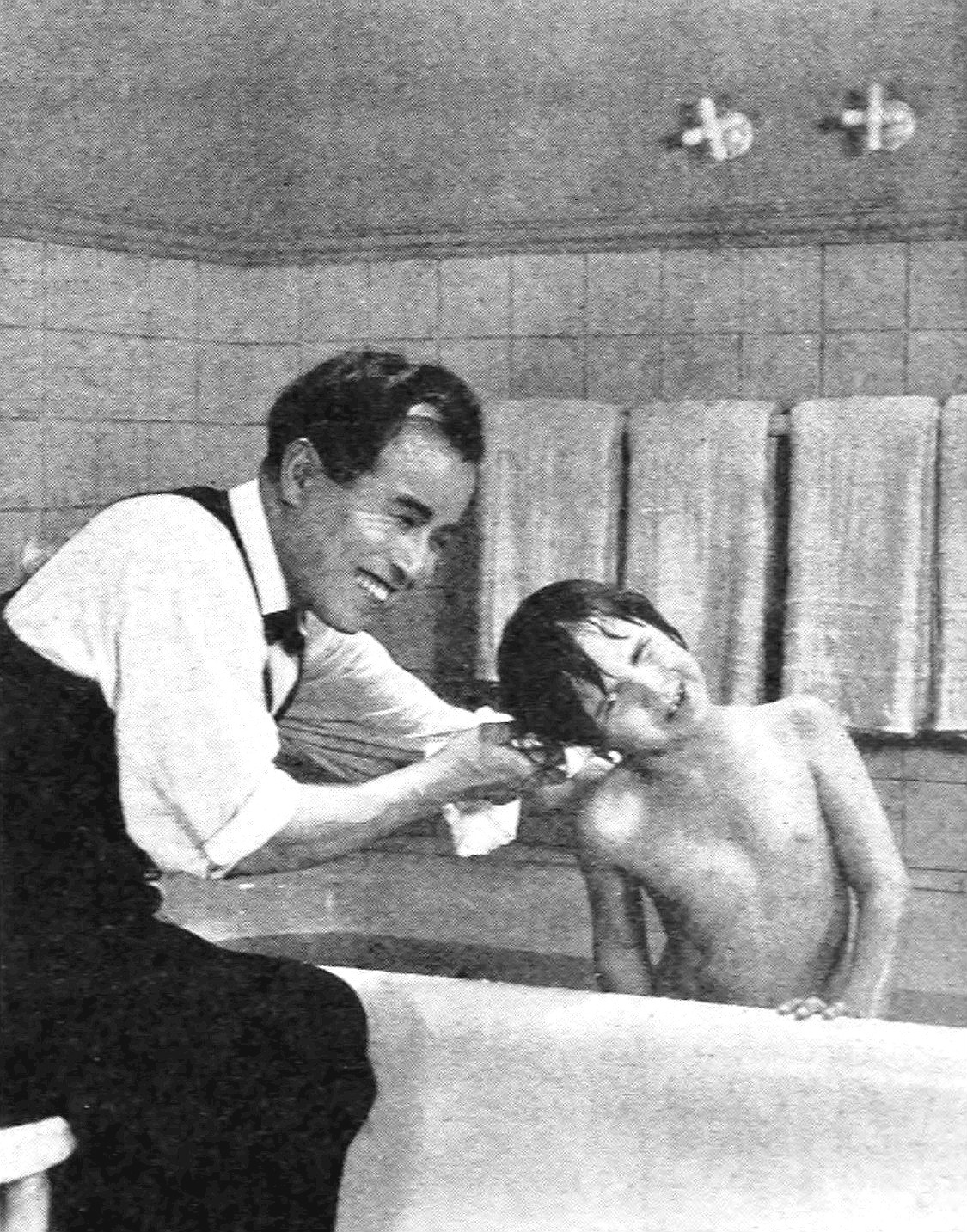
雪洲の内弟子だったジョージ・桑（1923年）

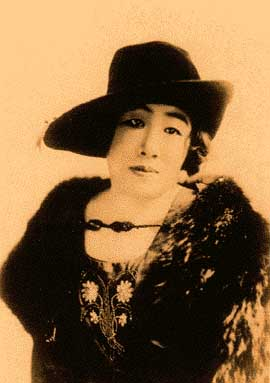
三浦環

雪洲夫妻は7人の召使いを雇い、ピアース・アローやキャデラックなど4台の車を所有した。運転手は後に写真家して知られる宮武東洋が務めた。また、雪洲の内弟子だった阿部豊や牛山清人、ジョージ・桑らがグレンギャリ城に住み込んだ。雪洲はロサンゼルス市長などの名士をグレンギャリ城に招き、数百人が入れる大広間で、少なくとも週に1度は盛大なパーティーを開いた。アメリカ巡業に来ていたオペラ歌手の三浦環を紹介するために、600人以上の招待客を集めてカクテル・パーティーを開いたこともあり、あまりの賑やかさに近くのコンサート会場と勘違いした団体客がやって来たという逸話もある。雪洲夫妻の豪奢な暮らしぶりは、当時のハリウッドのスターの中でも群を抜いており、アメリカの白人の間でも評判になるほどだった。夫妻の私生活はたびたび映画雑誌などで報じられ、まさに一挙手一投足が注目を浴びるようなスター夫婦となった。

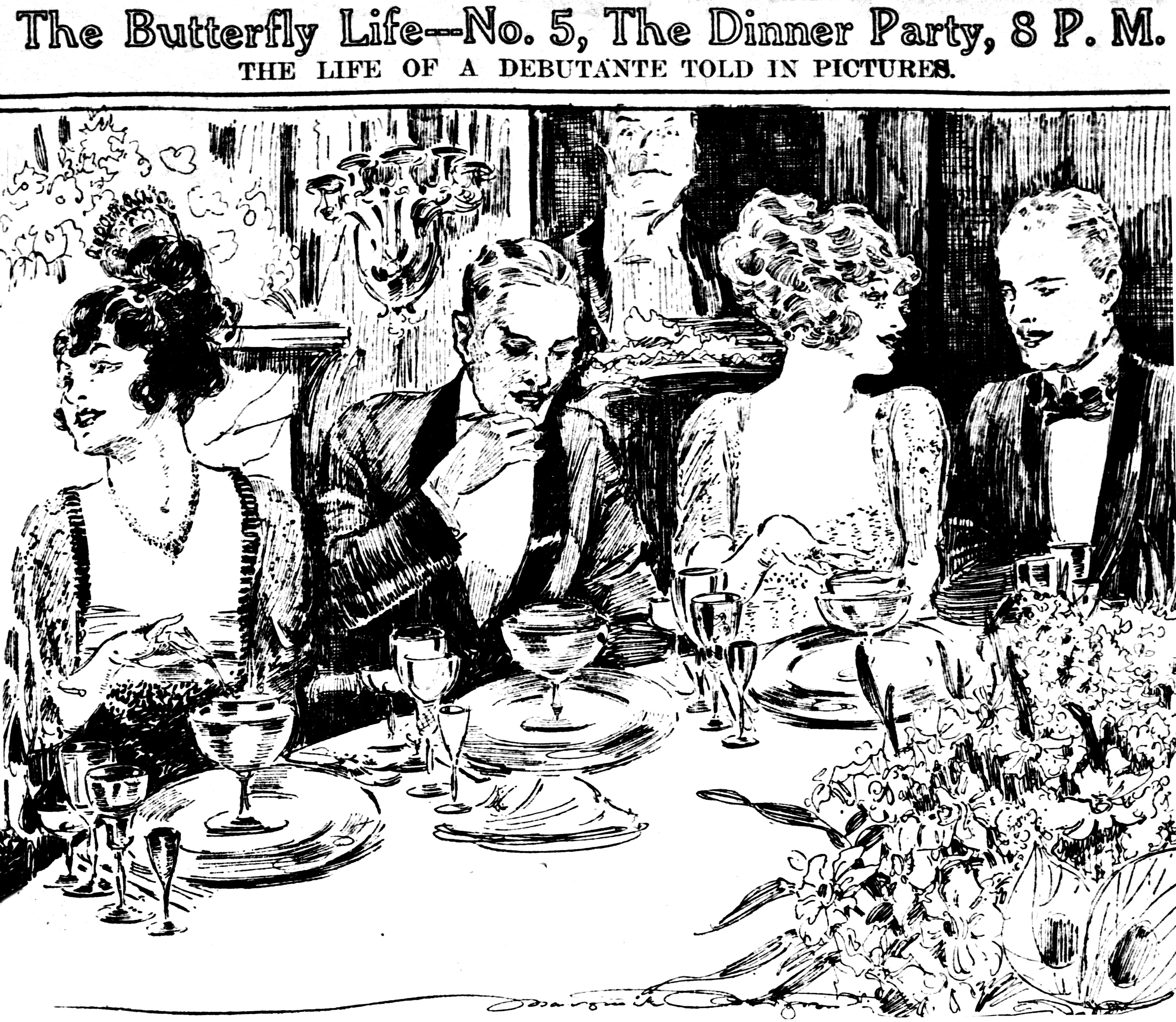
1920年代のパーティー

雪洲がグレンギャリ城を購入し、豪華なパーティーを開いたのは、当時のアメリカ社会における日本人の立場を反映したものだった。排日ムードが高まっていたアメリカでは、日本人が野蛮で生活程度が低く、社交性も欠けている民族だと認識されていた。こうした背景があり、雪洲は「まわりにいるアメリカ人たちに、日本人もアメリカ人と同じ水準の贅沢な生活をするんだぞ、と見せてやりたかった」ため、豪華な生活をしたと主張している。実際にグレンギャリ城はアメリカに住む日本人の誇りになり、それまでいわれのない差別を受けて肩身の狭い思いをしていた日系人たちは、雪洲の豪華な生活ぶりをねたむより、むしろグレンギャリ城を見て大いに勇気づけられ、雪洲の心意気をわがものとして、道の真ん中を歩くことができるようになったと伝えられている。

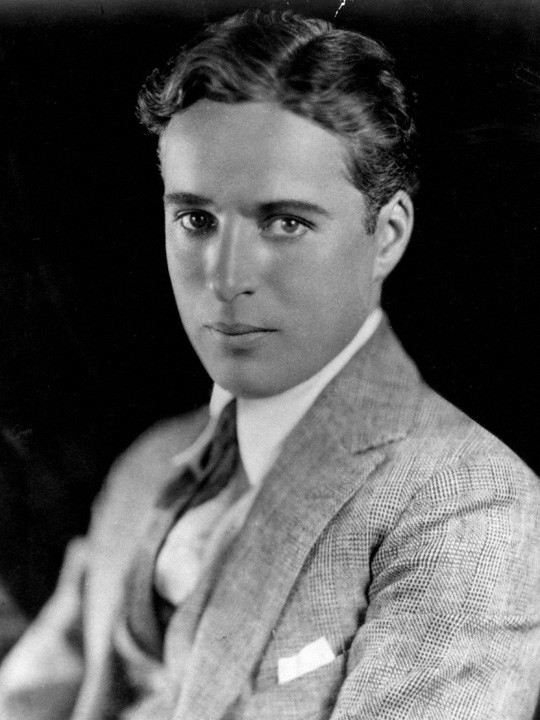
チャールズ・チャップリン（1920年）

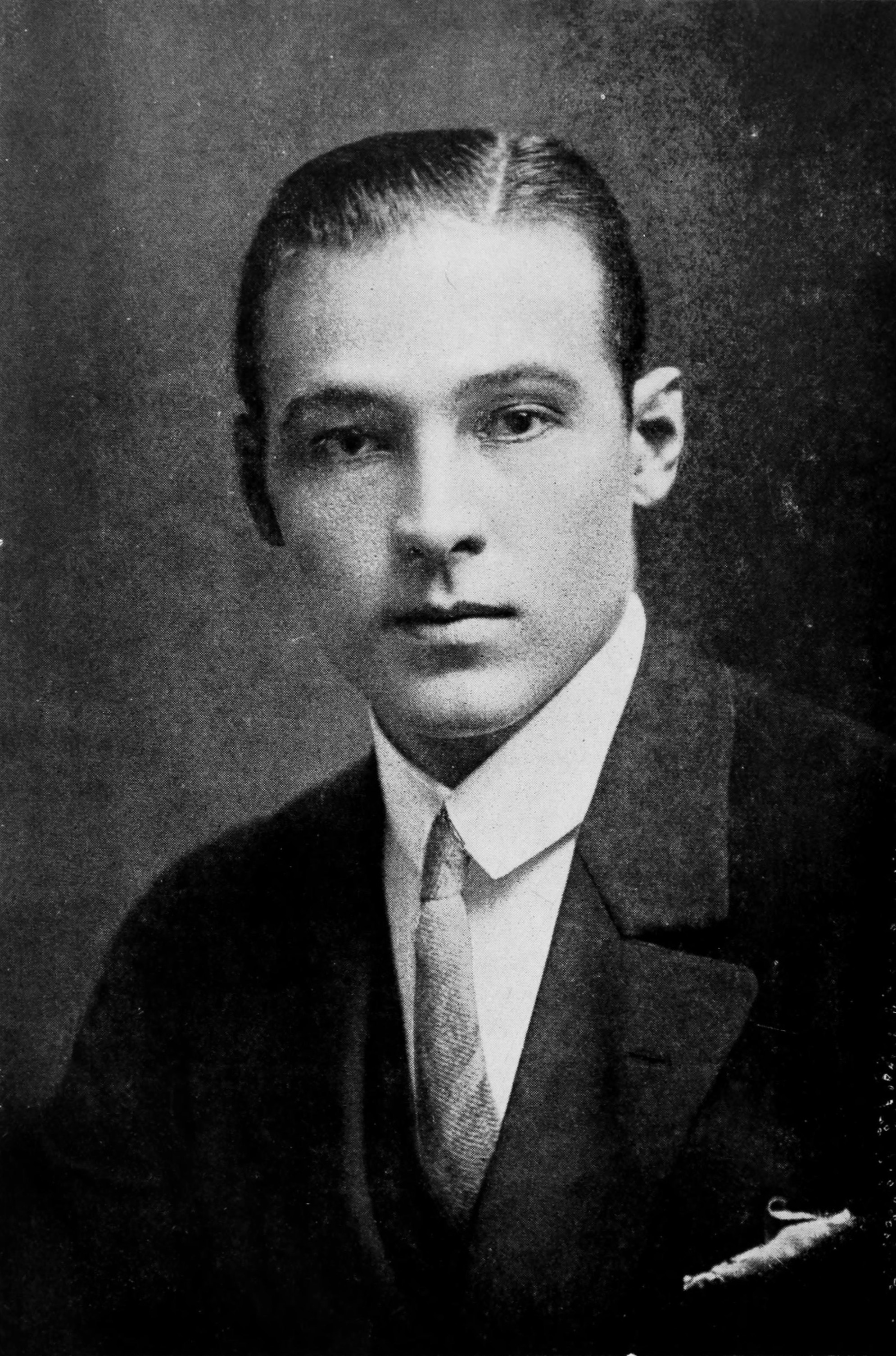
ルドルフ・ヴァレンティノ（1923年）

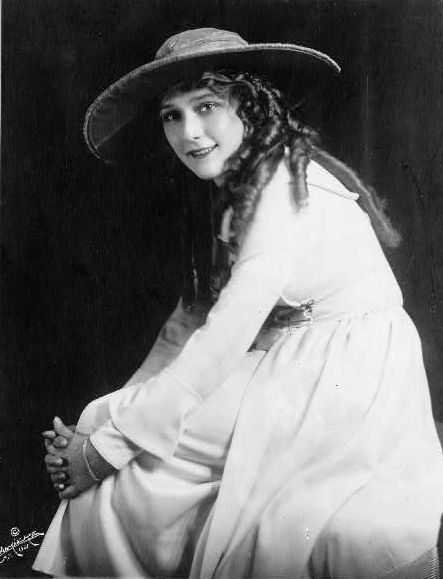
メアリー・ピックフォード（1921年）

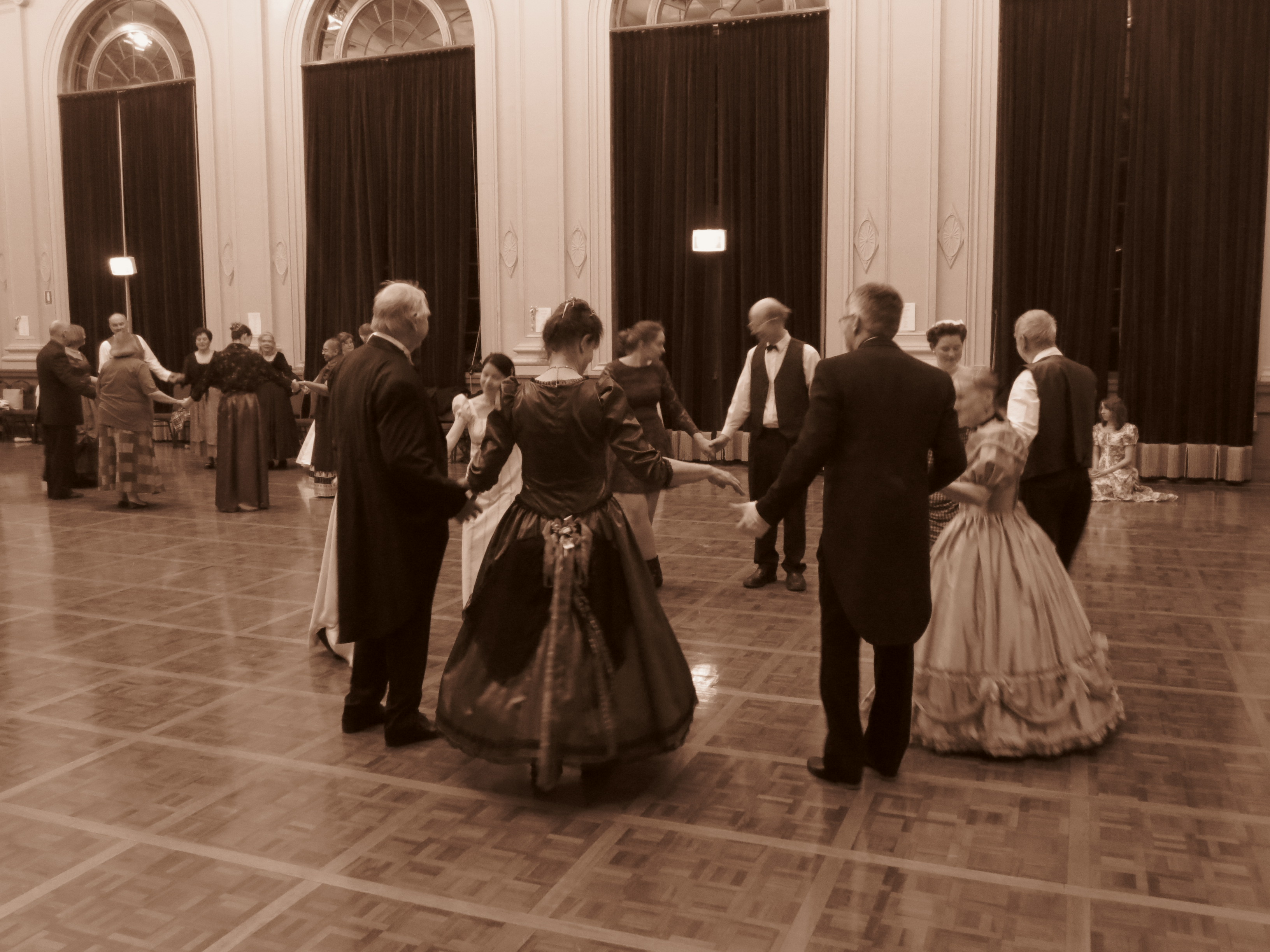
ダンスパーティー

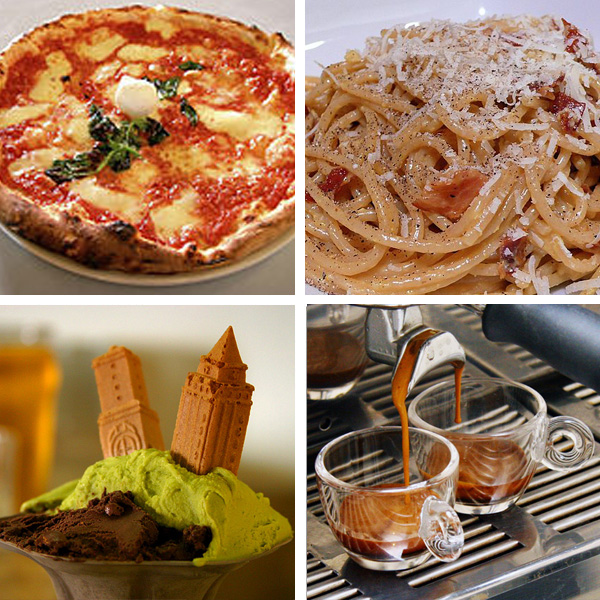
イタリア料理

グレンギャリ城にはチャールズ・チャップリンやルドルフ・ヴァレンティノ、そしてメアリー・ピックフォードといったスターもよく訪れていた。グレンギャリ城の購入は、先に豪邸を買ったチャップリンの影響もあったとされ、雪洲は邸宅と豪勢なダンスパーティーを見せつけるようにチャップリンを招待していた。雪洲が飛行機を買えば、チャップリンは飛行場をまるごと買い上げるなど、人気を分けるスターの威勢を競い合う間柄だった。チャップリンと雪洲は近所の友人でもあり、生年が近く、天ぷらが大好物だという共通点があった。チャップリンは朝、撮影所へ向かう途中にグレンギャリ城に気軽に立ち寄り、コーヒーを飲みにきたという。1949年に『東京ジョー』の撮影で渡米した時には、チャップリンと16年ぶりの対面を果たし、旧交を温めている。その一方、ヴァレンティノはグレンギャリ城に遊びに来て、雪洲にダンス、鶴子にイタリア料理を教えたという。また前述のウィリアム・ホールデンは、グレンギャリ城に新聞を配達する少年時代を送っていた。ほかにも多くの映画関係者や各種分野の著名人たちが出入りし、日本領事館もグレンギャリ城の応接間を迎賓館がわりに使っていた。

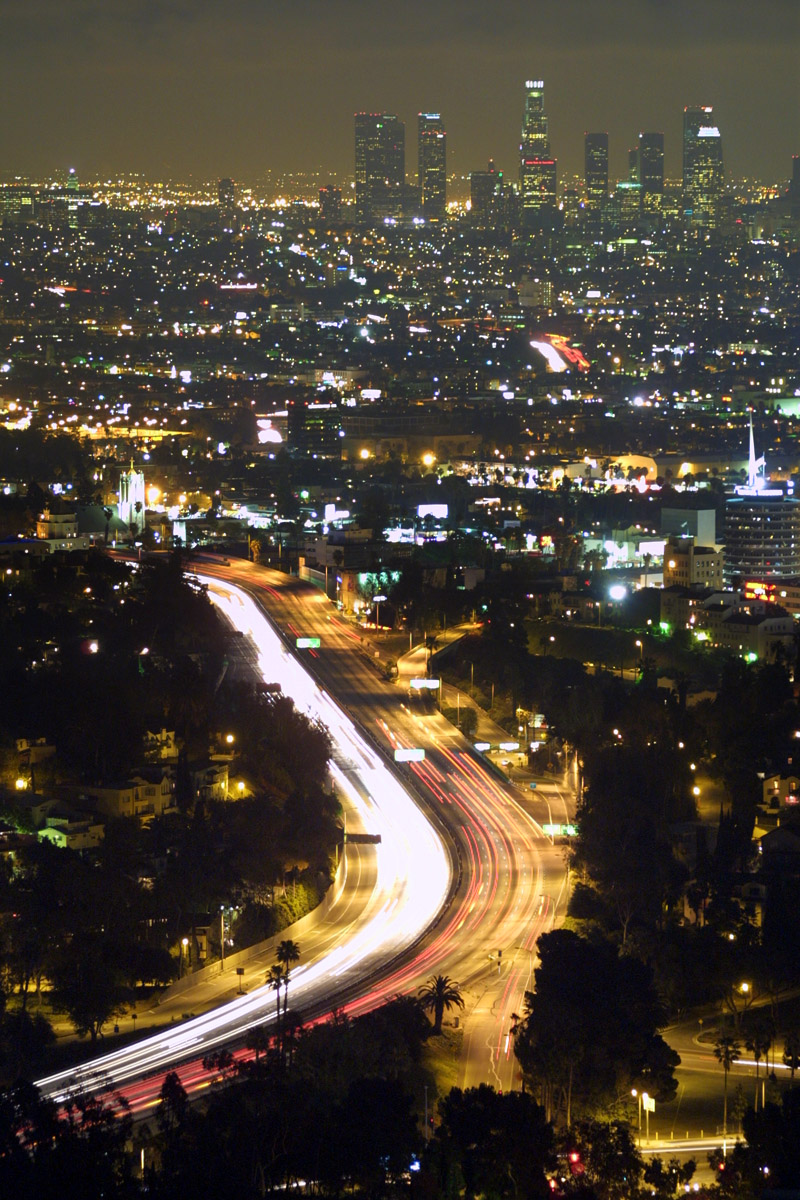
ロサンゼルスのダウンタウンを背景にした夜のハリウッド・フリーウェイ。

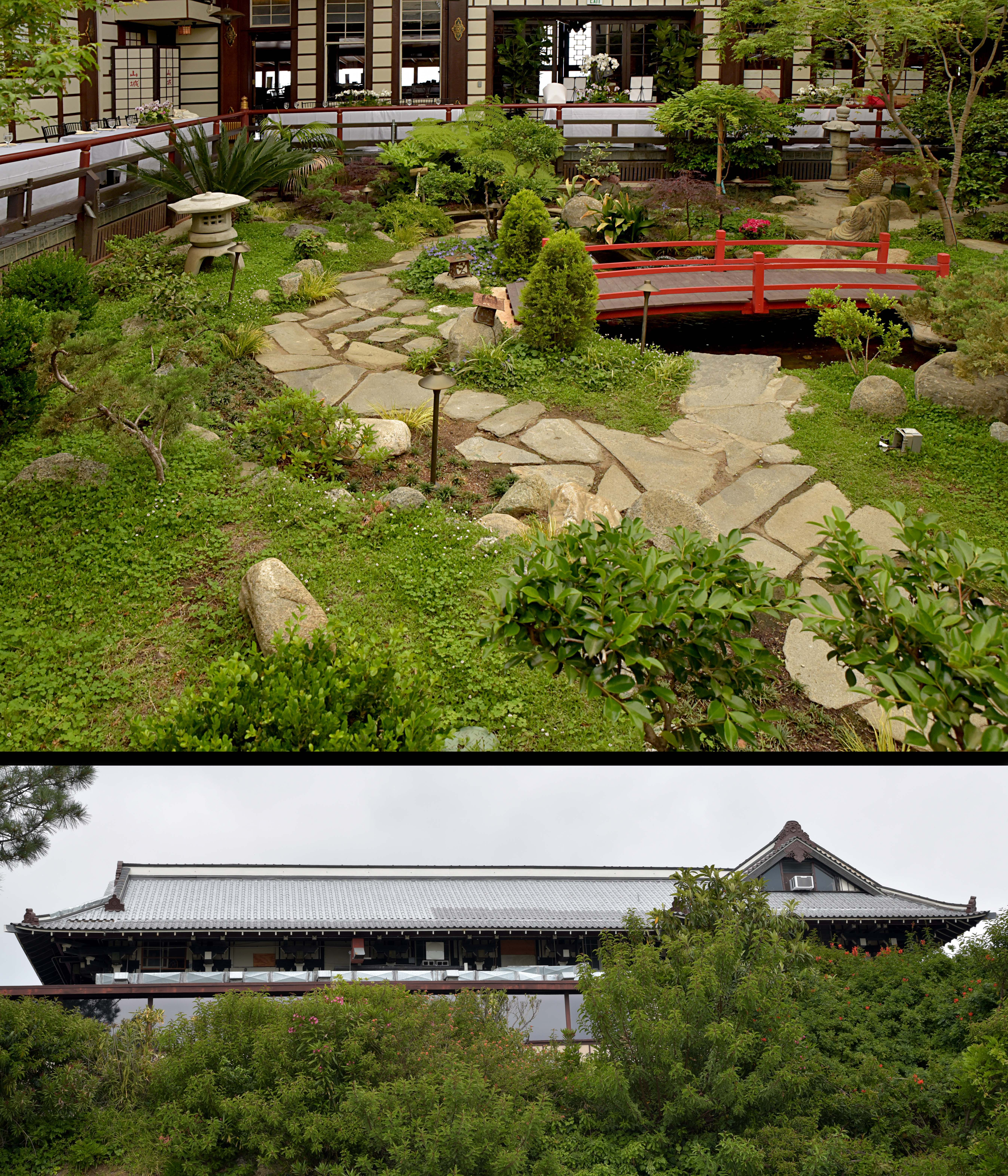
「山城」の店内（上）と外観（下）

雪洲夫妻はハリウッドを離れる1922年頃までグレンギャリ城で暮らし、ヨーロッパに活動拠点を移したあとの1923年11月に邸宅を売却した。その3年後にグレンギャリ城はユダヤ人に買い取られ、ユダヤ教の寺院の教育本部になったが、のちにハリウッド・フリーウェイが敷地の上を通ることになったため、その建設に伴い取り壊された。その後、ハリウッドの丘の上にある日本料理店「山城」が雪洲の邸宅と混同されることがあったが、これはドイツ人絹商人のバーンハイマーが別荘として建設した東洋風建築の建物であり、西洋風建築のグレンギャリ城とは全く関係はない。

### 家族・女性関係

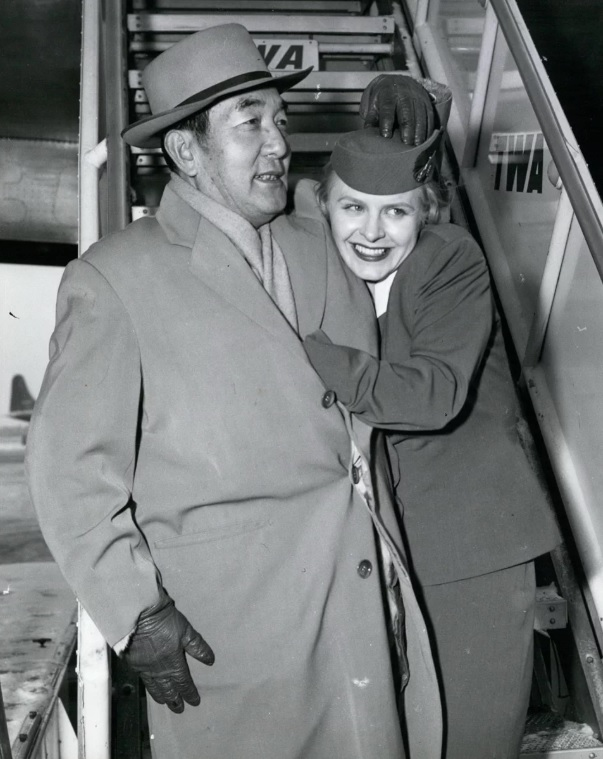
ニューヨークで客室乗務員の女性とともに（1960年）。

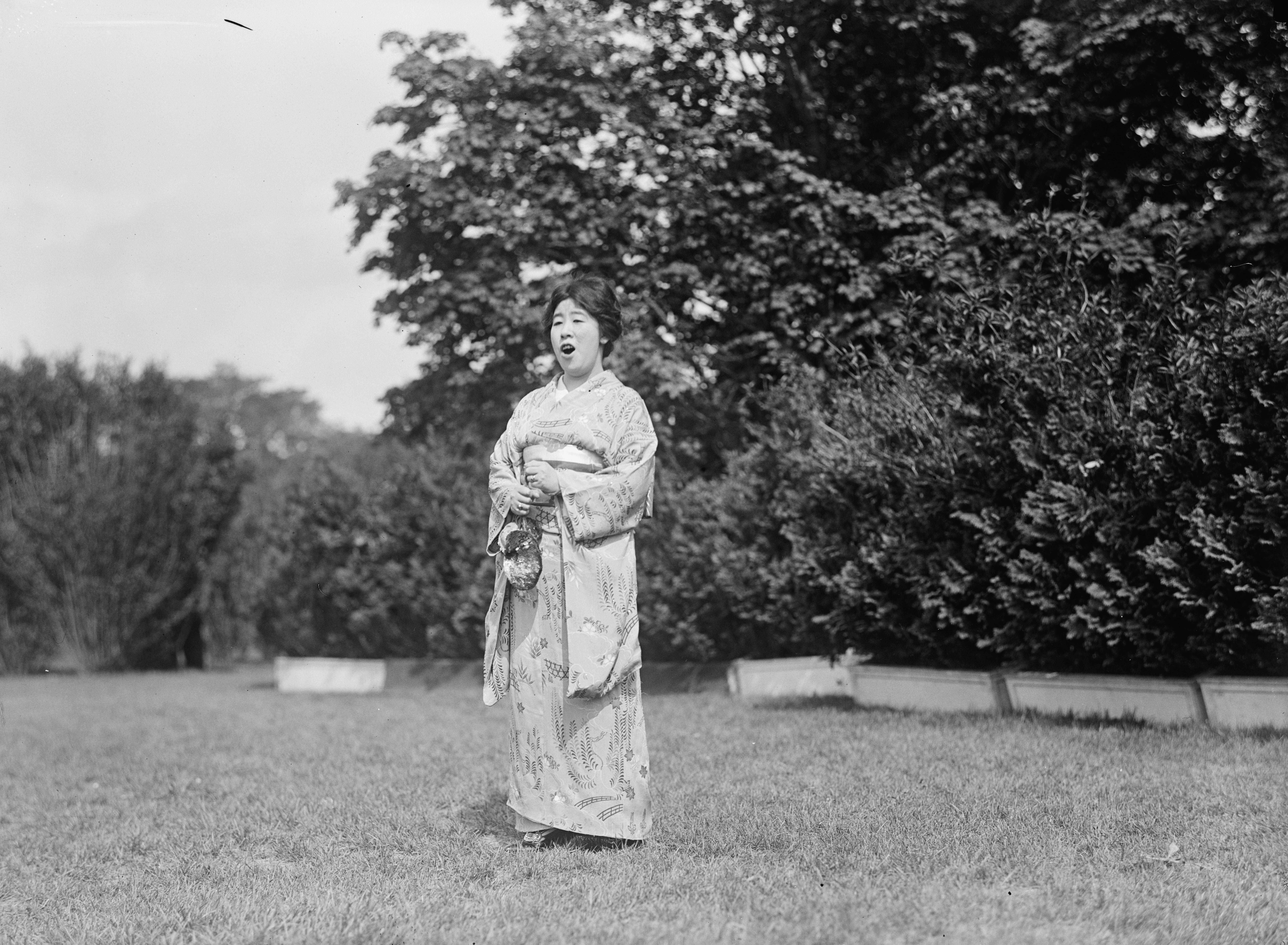
三浦環（1917年）

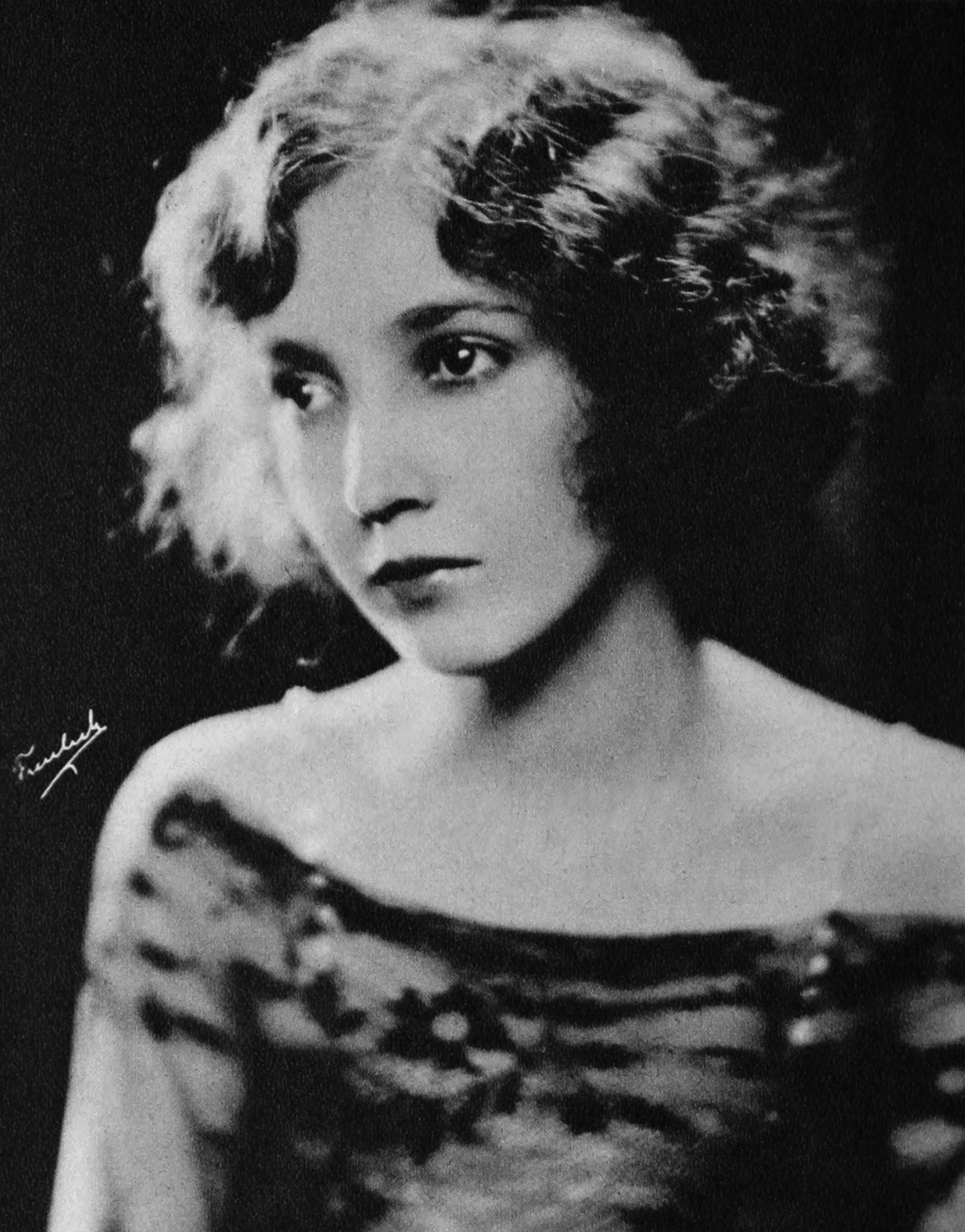
ベッシー・ラヴ（1923年）

プレイボーイとして知られ、妻がいながらも幾度となく女性関係を取り沙汰された。息子の早川雪夫によると、鶴子との間に子供ができなかったのは、「ほかの女と遊ぶのに忙しくて、鶴子を愛する時間がなかった」からだという。プレイボーイぶりは、1910年代にハリウッドで活躍していた時分からで、若い女優たちとの火遊びが噂に上り、三浦環ともロマンスを噂されたこともあった。雪洲主演の映画で2度共演した経験のある女優のベッシー・ラヴも、雪洲のことを「女たらし」と呼んでいる。

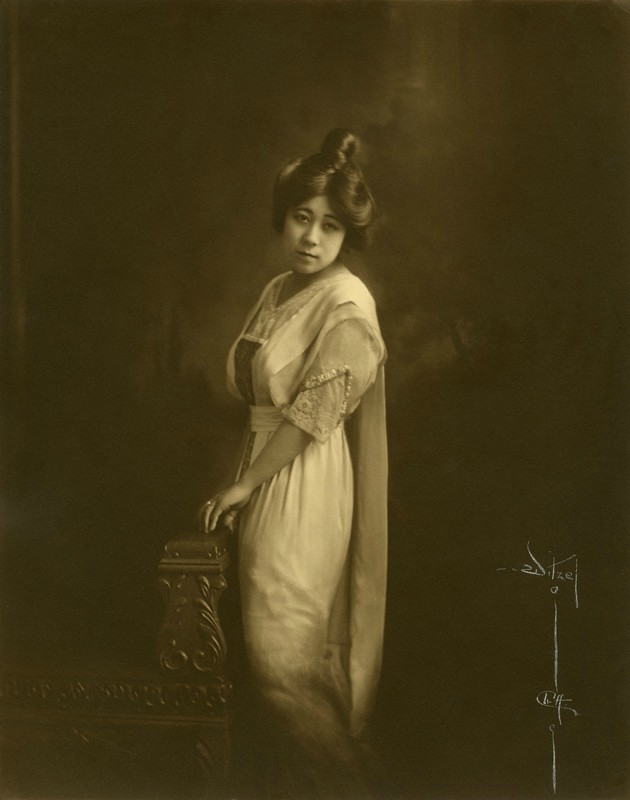
鶴子の肖像画（1916年）。

アメリカの女優・ルース・ノーブルとの関係は、単なる女遊びでは済まされない問題となった。ルースは1926年に雪洲が舞台『馬賊の王子』を全米巡業した時に、雪洲の相手役として鶴子が見つけてきた10代のイギリス国籍の新人女優だった。ルースと関係をもち、1929年1月にルースは雪洲との間にできた男児を出産した。その子は雪洲の名を一字とって、雪夫と名付けられたが、ルースは排日感情が激しいアメリカで日本名を付けることは不都合だと考え、出生証明書にはアレキサンダー・ヘイズという名前で記載された。愛人との間に子供ができたことをすぐに鶴子に知らせることができず、後にこれを知った鶴子は離婚も考えたが、雪洲の「雪夫をルースにあずけておくことはできない」という一言で離婚を取りやめ、雪夫を引き取ることにした。雪洲の心もすぐにルースから離れた。
1931年、『龍の娘』の撮影でアメリカに滞在した時、ルースは雪夫を雪洲の養子とすることに承認していたが、わが子への愛情を断ち切ることができなかったこともあり、養子取り戻し訴訟を起こした。約6か月にわたる裁判の末、雪夫の親権は雪洲夫妻にわたり、雪洲がルースに慰謝料を払うことで解決した。翌1932年に雪洲は日本で仕事をするため帰国し、鶴子は雪夫を育てるためアメリカに残ったが、きちんと話をつけたにもかかわらず、ルースから「雪夫を返せ」と執拗に迫られたため、雪夫を連れて帰国した。しかし、その間にも雪洲は新橋の芸者だった17歳のシズという女性と愛人関係になり、大森に家を借りて同棲していた。鶴子と雪夫の帰国後、雪洲は家族3人で渋谷の大きな家で暮らしたが、それからも雪洲は大森の家に通い、自宅と愛人宅を行き来する生活を続けた。また、1932年と1934年には子供を追いかけるようにしてルースが来日し、雪夫との面会を求めた。シズとの間には、1934年（1933年説もある）に長女の令子（よしこ）、1935年に次女の冨士子が生まれた。1936年に雪洲が渡仏したあと、鶴子はシズに頼まれて令子と冨士子を引き取ることになり、戦後に雪洲が帰国するまで女手一つで3人の子供を育てた。

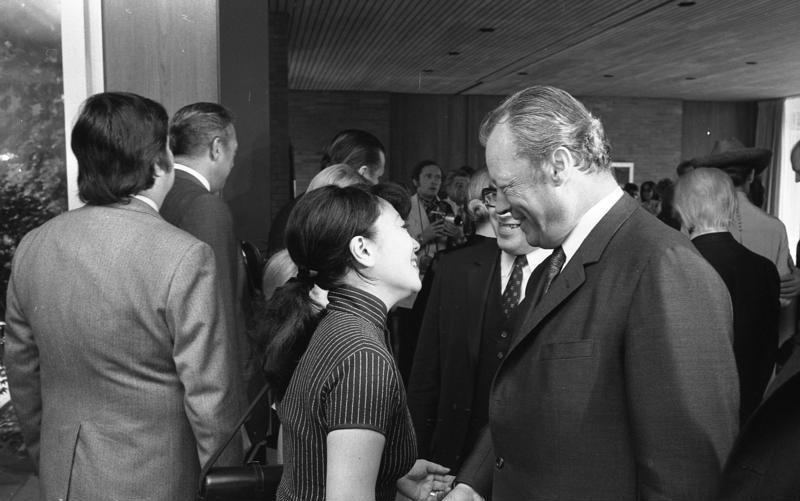
左が田中路子（1971年）

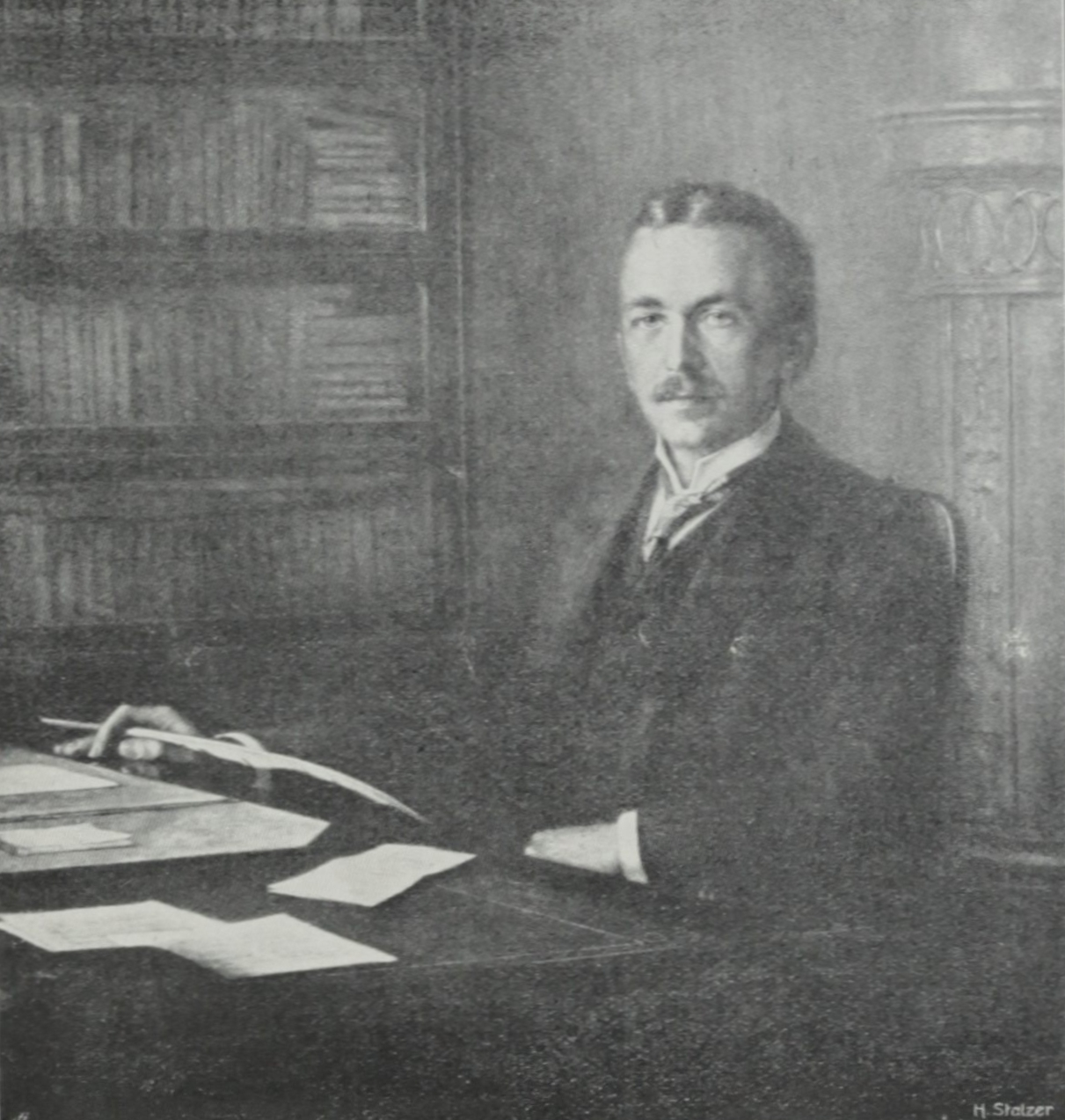
ユリウス・マインル2世

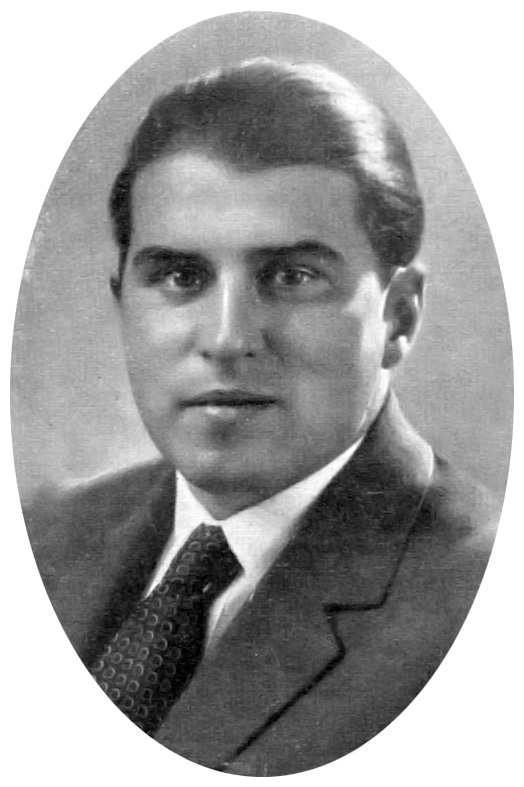
カール・ツックマイヤー（1920年）

フランス滞在中の雪洲は、『ヨシワラ』で共演した女優の田中路子と恋愛関係になった。路子もプレイガールとして知られ、雪洲と出会った時はドイツ人の富豪ユリウス・マインル2世の妻でありながら、劇作家のカール・ツックマイヤーらと浮名を流していた。雪洲はそんな路子を見て「外国でこれほど自由奔放に生きる日本人女性はいない」と思い、路子の方も外国でも物怖じしない雪洲に強く惹かれた。雪洲は「妻とは別居中」と路子をごまかし、パリ16区で同棲生活を始めた。2人の恋愛はヨーロッパで有名になり、日本でも世紀の不倫として伝えられた。しかし、恋愛観や男女関係の理想についてお互いが正反対の考えを持っていたことや、雪洲と愛人との間に子供がいることを路子が知ったことで、2人の関係は破綻に向かった。さらにルースがパリまで雪洲を追いかけて来て、雪洲を挟んで愛人同士が鉢合わせしたことが決定打となり、路子は雪洲と見切りをつけた。

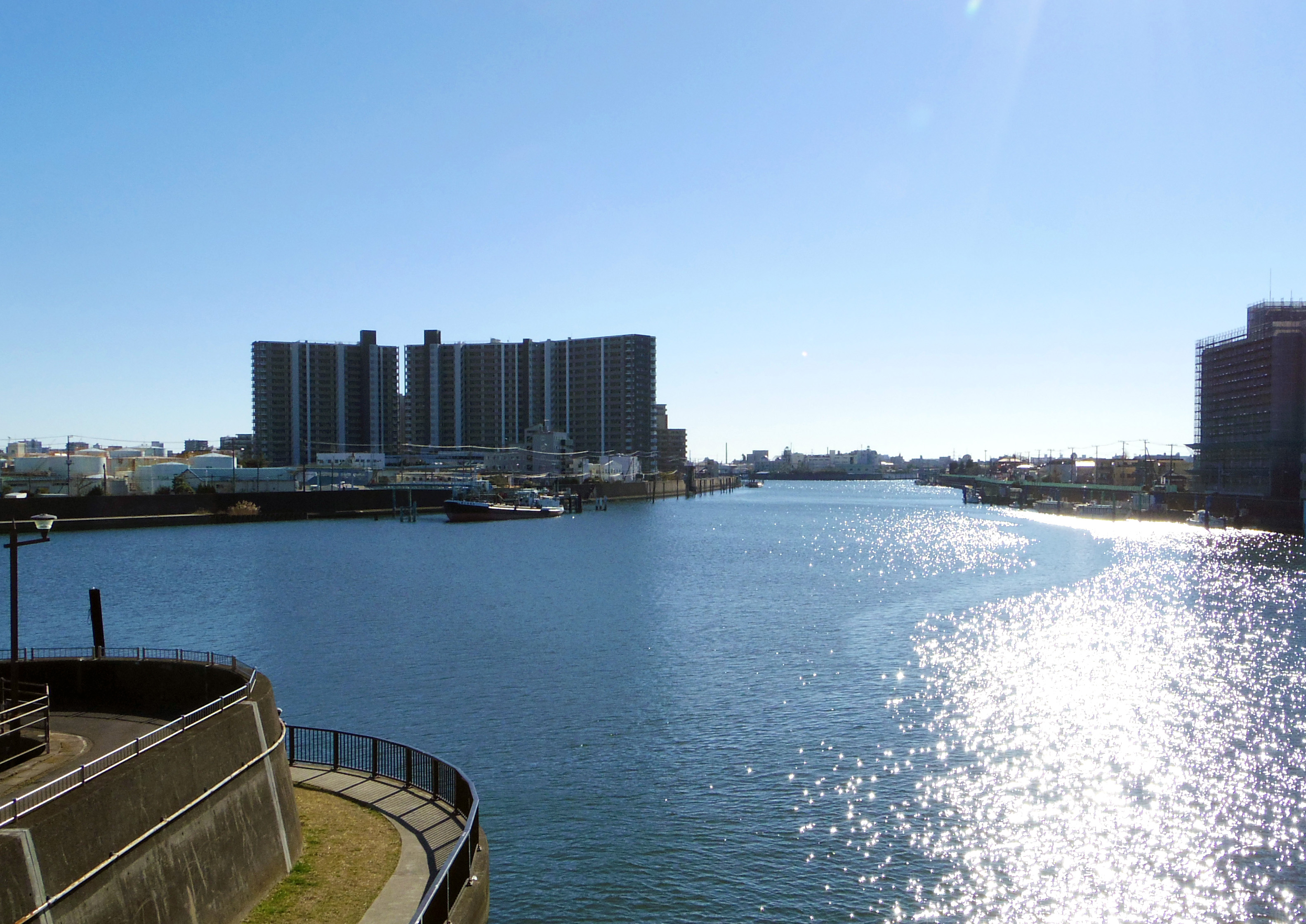
旧江戸川（左）と新中川（右）の合流点（左岸が市川市、右岸が東京都江戸川区）

1949年10月、アメリカを経て日本へ帰国し、鶴子、雪夫、令子、冨士子の家族全員と初めて顔を合わせた。その後、一家は千葉県市川市の大きな借家で暮らし、1953年頃には鶴子に迷惑をかけたお詫びとして、渋谷の初台にある元軍人の邸宅を購入して移住したが、その間にも雪洲と新しい女性との関係が取り沙汰された。1961年にはルースが再び50万ドルを請求する父権認知訴訟を起こしたが、1931年に雪洲夫妻がルースと話をつけた際の書類を鶴子がきちんと保管していたおかげで、訴訟を切り抜けることができた。同年10月、鶴子は急性腹膜炎のため71歳で亡くなり、大きな喪失感に襲われた。

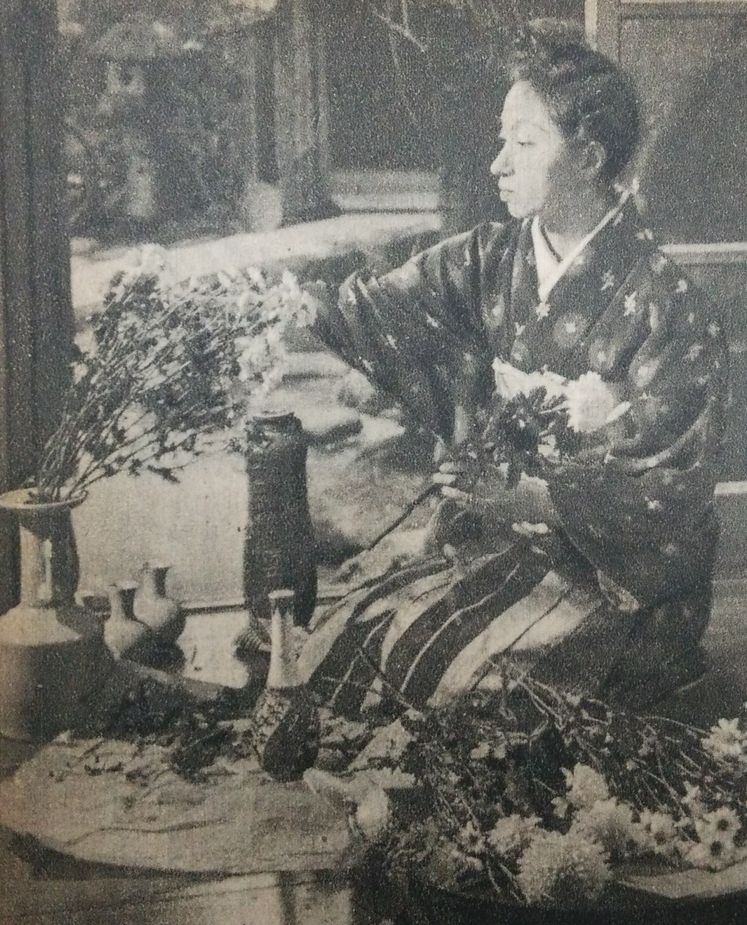
雪州の友人・吾妻徳穂（1947年）

鶴子の没後も、女性に対する興味は旺盛なままだった。鶴子の三回忌が済んだ1964年12月、78歳の雪洲は38歳年下の渡辺黙子（しずこ）と再婚した。黙子は雪州の友人である日本舞踊家の吾妻徳穂の高弟で、吾妻秀穂を名乗っていた。2人は鶴子の生前から関係があり、1959年にはニューヨークの舞台で共演していた。結婚して最初の2年間は渡辺家の事情で別居し、冨士子の家で暮らす雪洲は両親と住む黙子の家とを行き来していたが、それでも黙子の目を盗んで、若い娘とデートを重ねていたという。

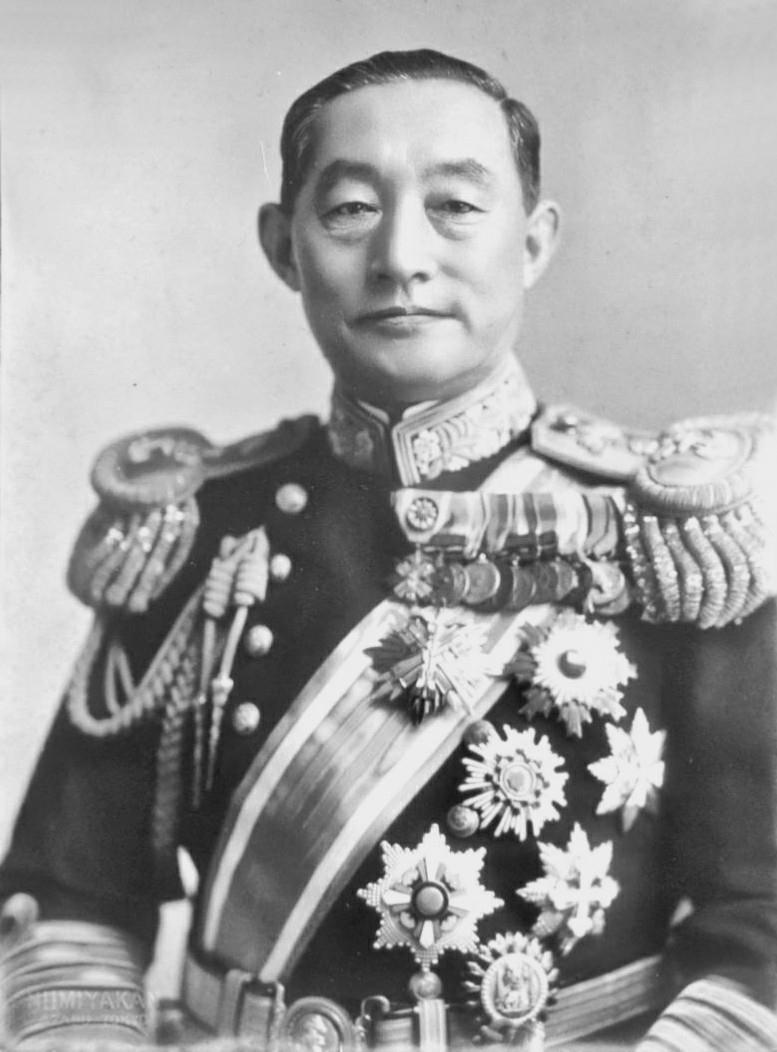
雪洲が演じた米内光政

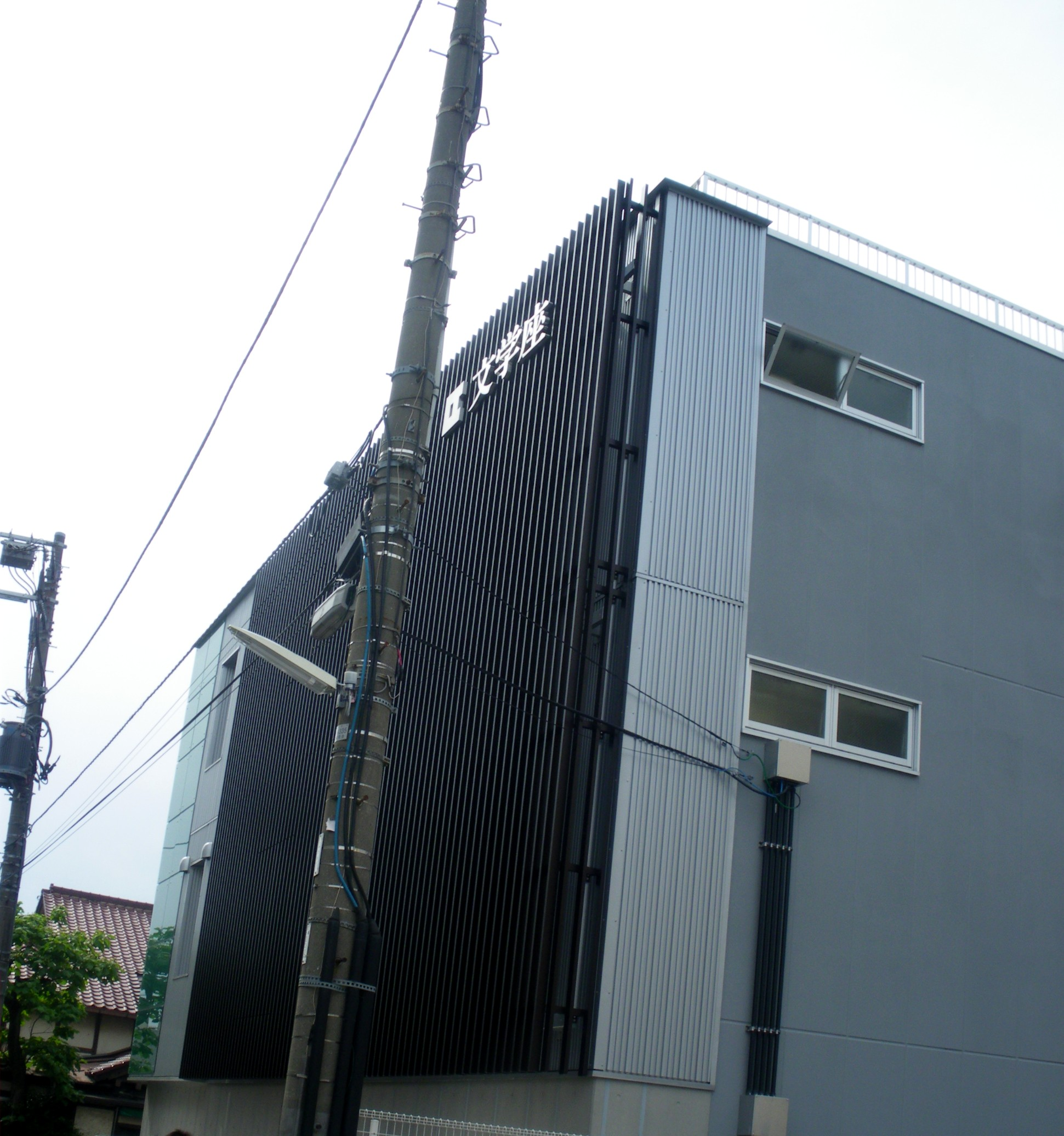
文学座

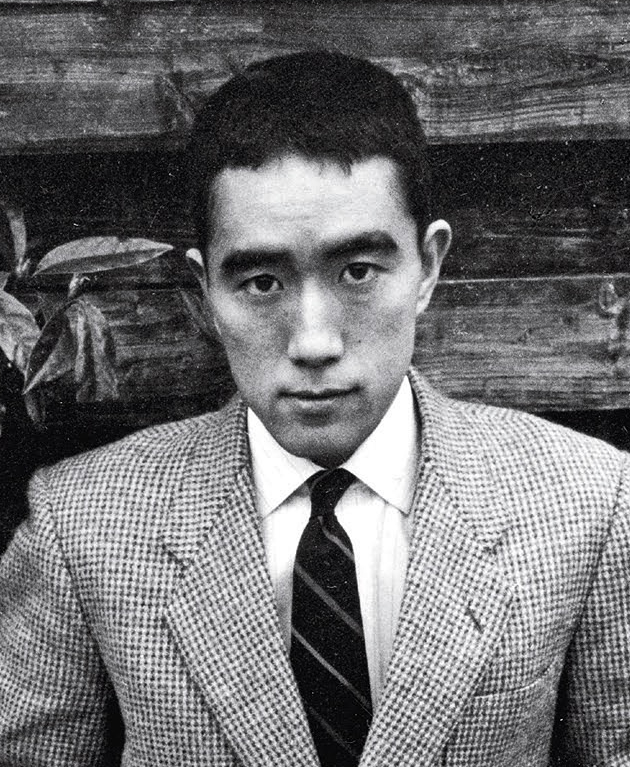
三島由紀夫（1955年）

息子の雪夫は放送作家となり、雪洲と同じ太平洋テレビジョンに所属し、雪洲が米内光政役で主演した『激浪』などのテレビドラマで脚本を書いた。1980年代に雪夫は渡米し、ロサンゼルスで『羅府新報』などの仕事に関わったあと、1997年からロサンゼルスの日系文芸同人誌『新植林』に雪洲の伝記「ハリウッド・スター伝説 セッシュウ・ハヤカワ〈天国と地獄〉」を連載し、2001年に死去した。長女の令子は女優の道へ進み、大映のニューフェイスなどを経て文学座の研究生となり、1958年には三島由紀夫夫妻の仲人で文学座座員の有馬昌彦と結婚したが、その後離婚を経てニュージーランドに移住した。次女の冨士子は子役として『レ・ミゼラブル あゝ無情』で雪洲と共演し、周囲から女優としての将来を期待されたが、その後は女優をやめてバレリーナの道へ進み、1963年に結婚した。

## 晩年と死

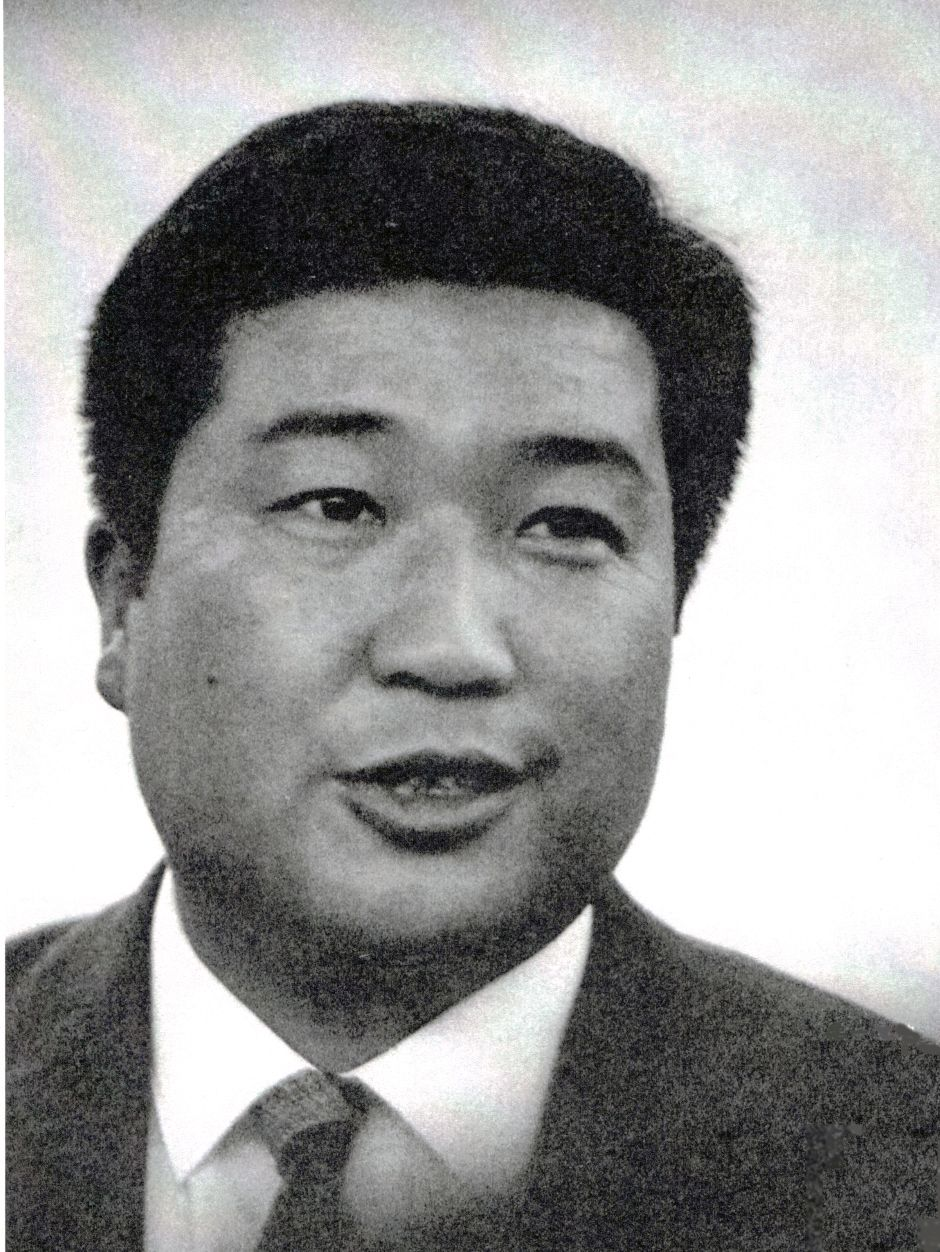
今村昌平（1963年）

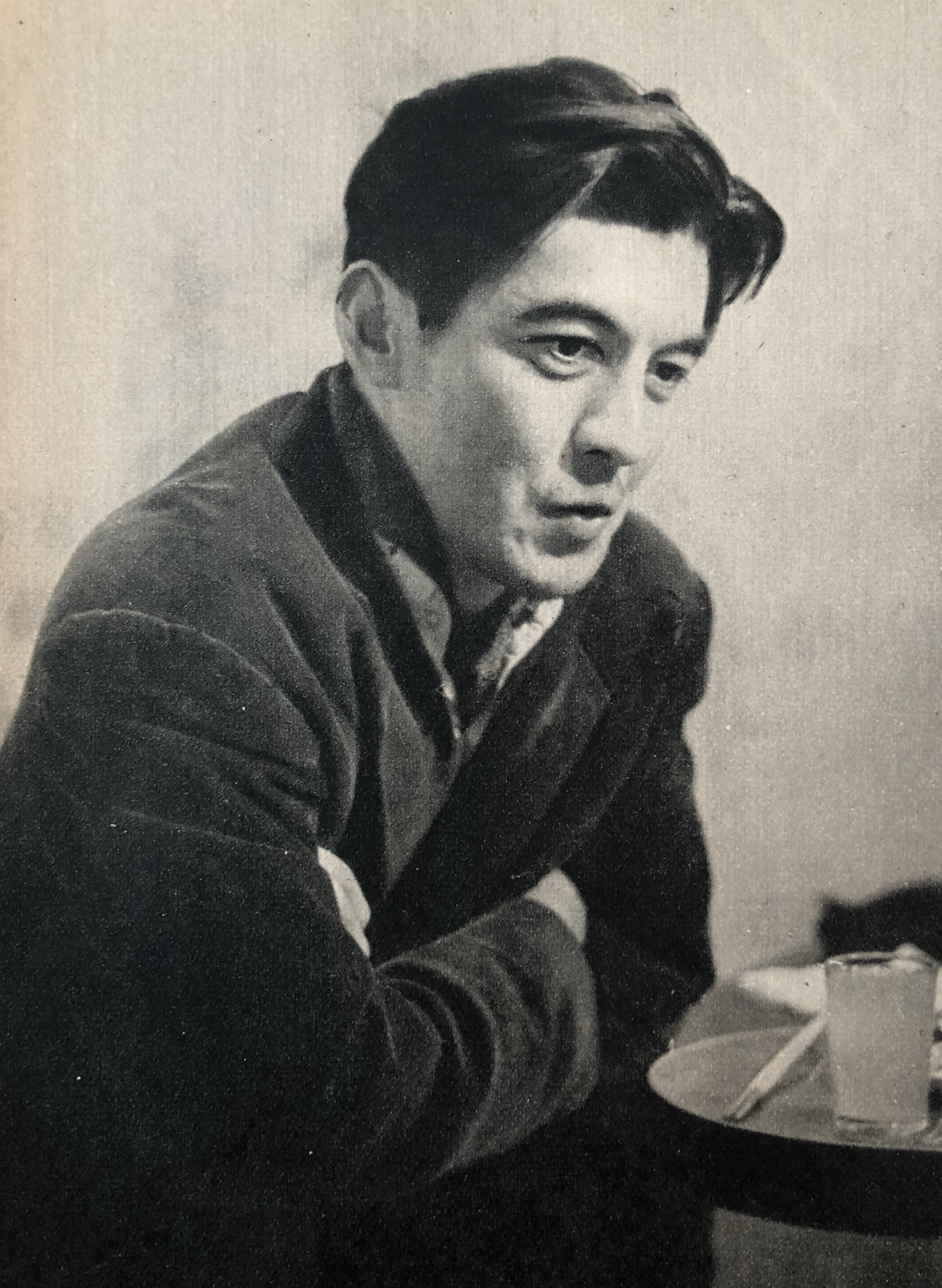
三國連太郎（1954年）

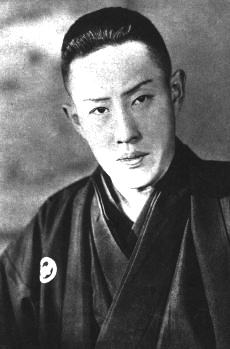
雪洲の代役を務めた嵐寛寿郎

1967年、今村昌平監督の映画『神々の深き欲望』の出演オファーを受けた。これは太平洋テレビジョンに所属していた息子の雪夫のもとに、同じ会社に所属する三國連太郎が主演する映画に雪洲が出演してはどうかと持ち込まれたものだった。雪洲が演じる役は、近親相姦で村人から忌み嫌われている南海の孤島の一家の老家長であり、雪夫は脚本を読むと、私生活で何度も女性問題を起こした雪洲には適役だと考え、出演を強く薦めた。撮影は石垣島での厳しい長期ロケとなるため、後妻の黙子は80歳を過ぎた雪洲の体力を心配して反対したが、雪洲は息子の要求に応えようと出演を引き受けた。黙子に付き添われて撮影に加わったが、体力的にかなり困難なものとなった。風呂もない民宿での滞在にも耐えきれず、黙子はスタッフやキャストの前で雪洲が恥をかかぬよう、懸命にカムフラージュに努めた。撮影は台風でセットが全壊したことで中断され、いったん全員が東京へ戻ることになったが、その後撮影が再開されても、雪洲にだけその知らせが届くことはなく、事実上の降板となった。代役は嵐寛寿郎が演じた。

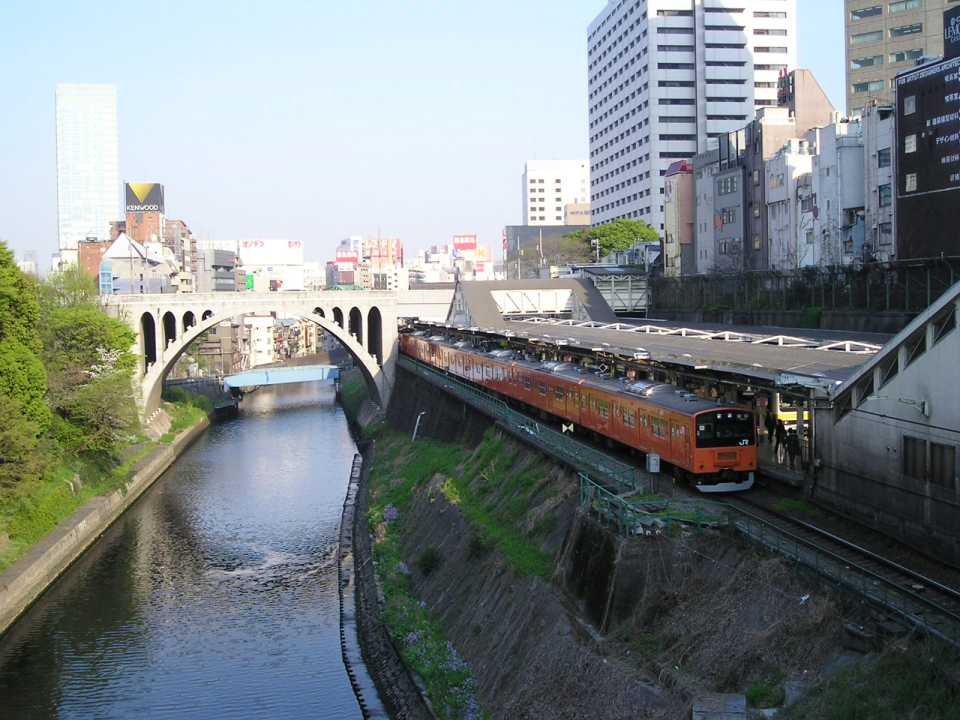
御茶ノ水駅と神田川に架かる聖橋。向かって右側が神田駿河台（千代田区）。左側が湯島（文京区）。

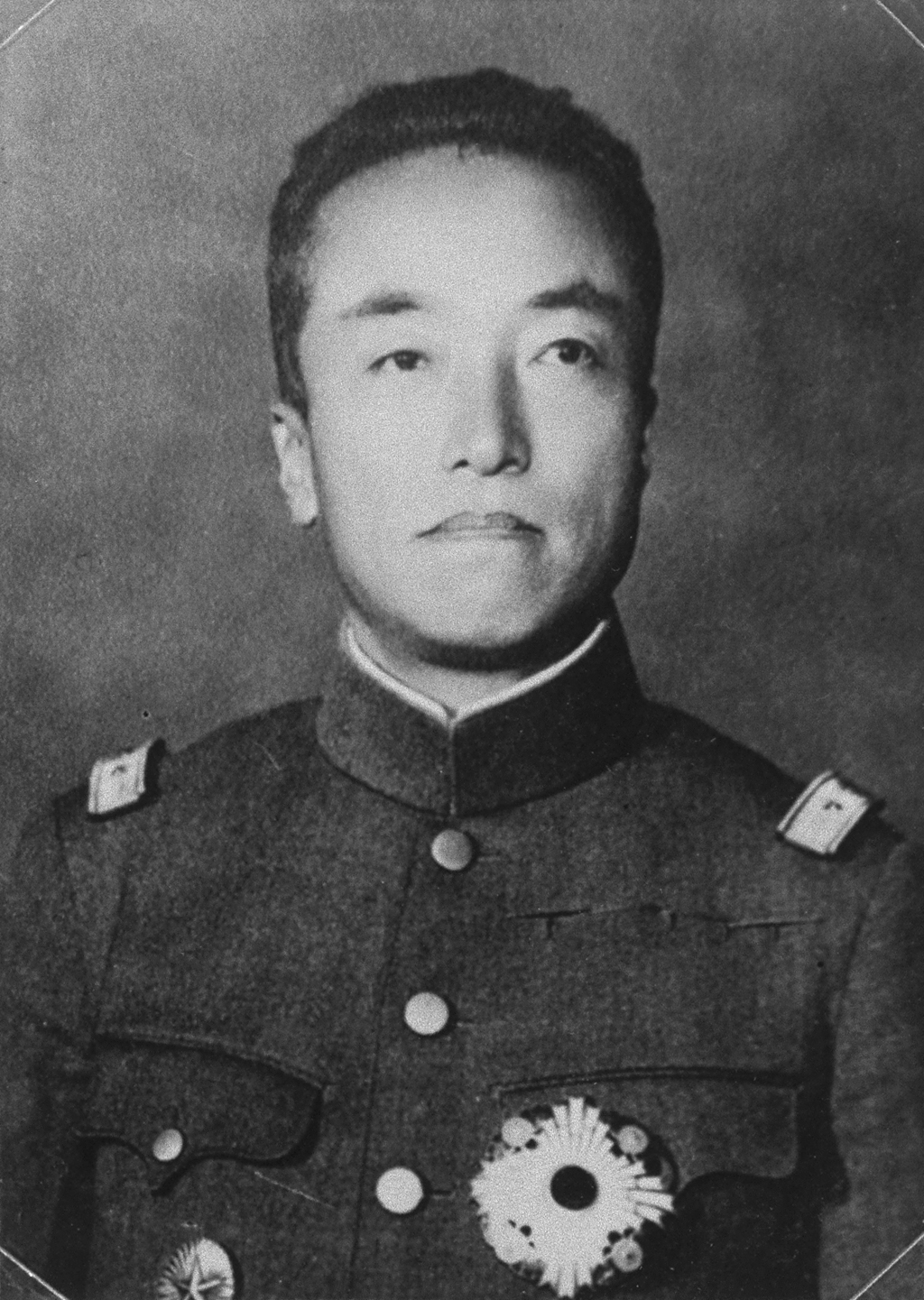
東久邇宮稔彦王

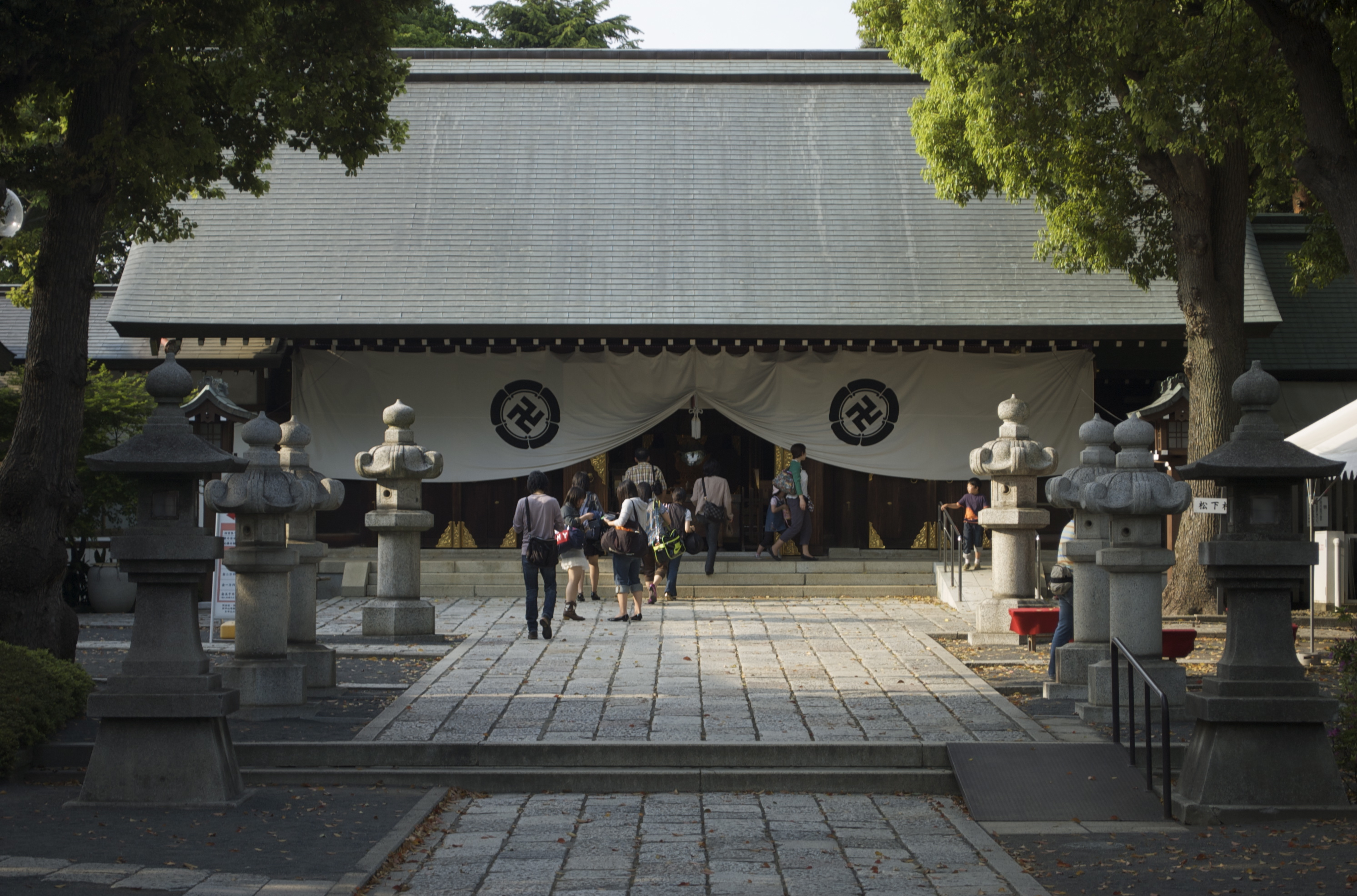
松陰神社

これ以降は俳優業をすることはなく、黙子と同居生活を送っていたが、だんだんと体力は衰えていき、黙子が懸命に介護した。晩年の6年ほどは脳軟化症を患い、1968年には認知症を宣告され、何度も病院に入院するようになった。1972年までに体力は極度に落ち、手足も思うように動かせなくなった。同年6月には廊下でつまずいて左大腿骨を打ち、内出血と高熱のため、7月10日に神田駿河台にある杏雲堂病院に入院した。それからも入退院を繰り返し、黙子は介護をし続けた。翌1973年11月5日に杏雲堂病院に再入院し、11月23日午後10時30分に急性肺炎のため87歳で亡くなった。葬儀は25日に近親者のみで行われ、東久邇宮稔彦王から生花を贈られた。戒名は顕優院釈雪舟大居士。鶴子の一周忌の際に松陰神社境内の霊園に建立した墓に、ともに眠っている。

## 人物

### 容姿・体格

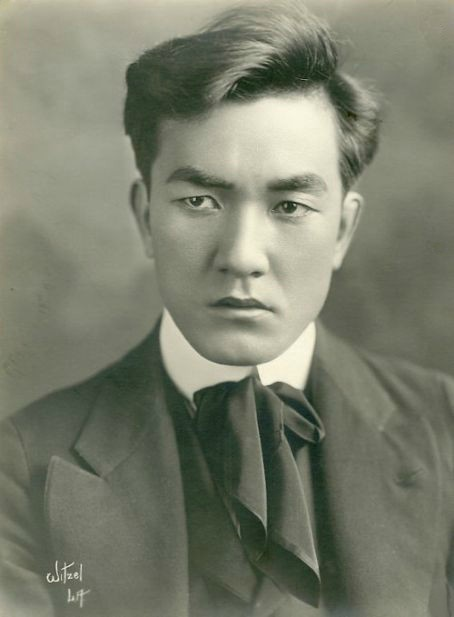
1918年の雪洲。

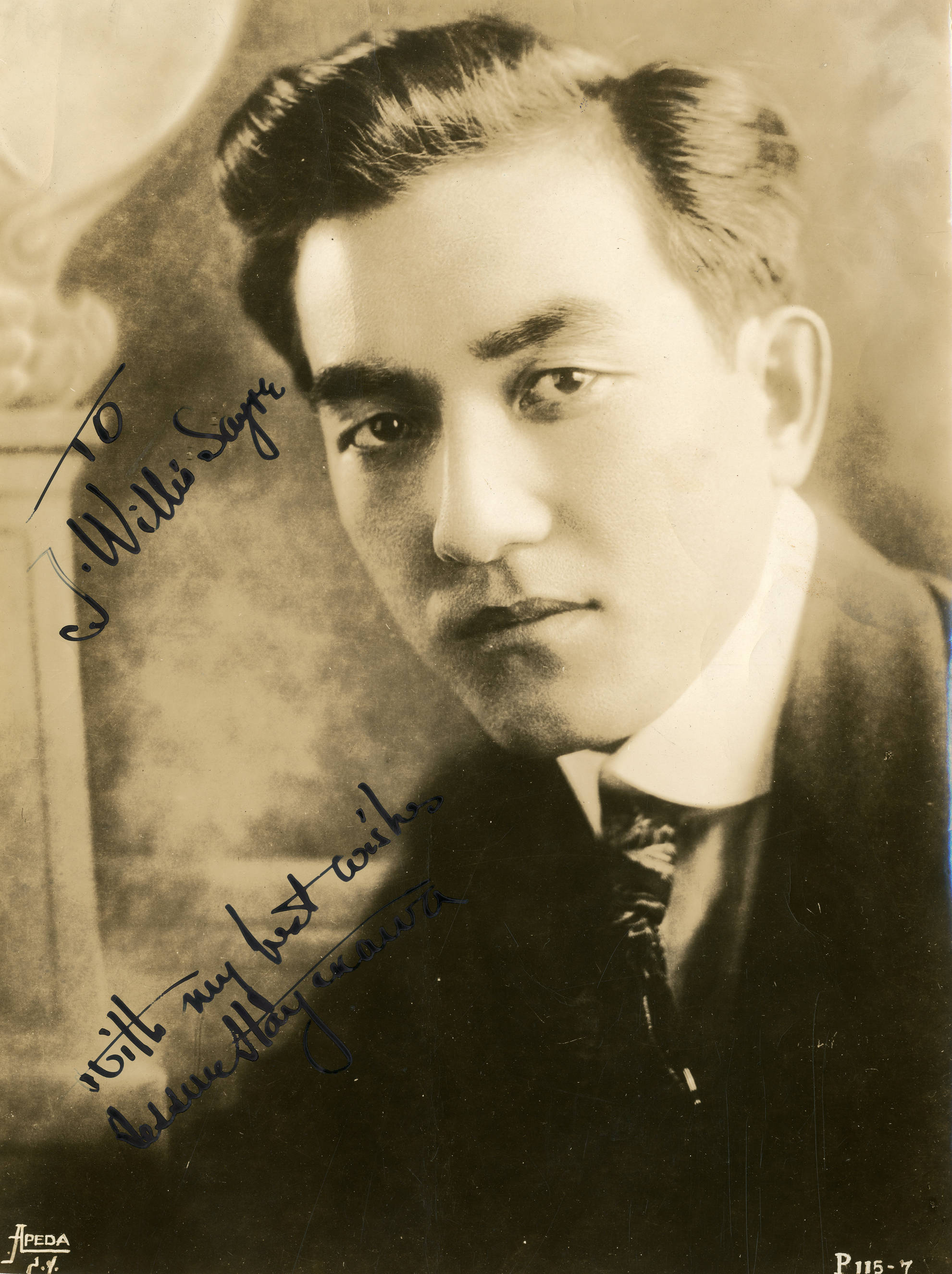
1919年の雪洲。

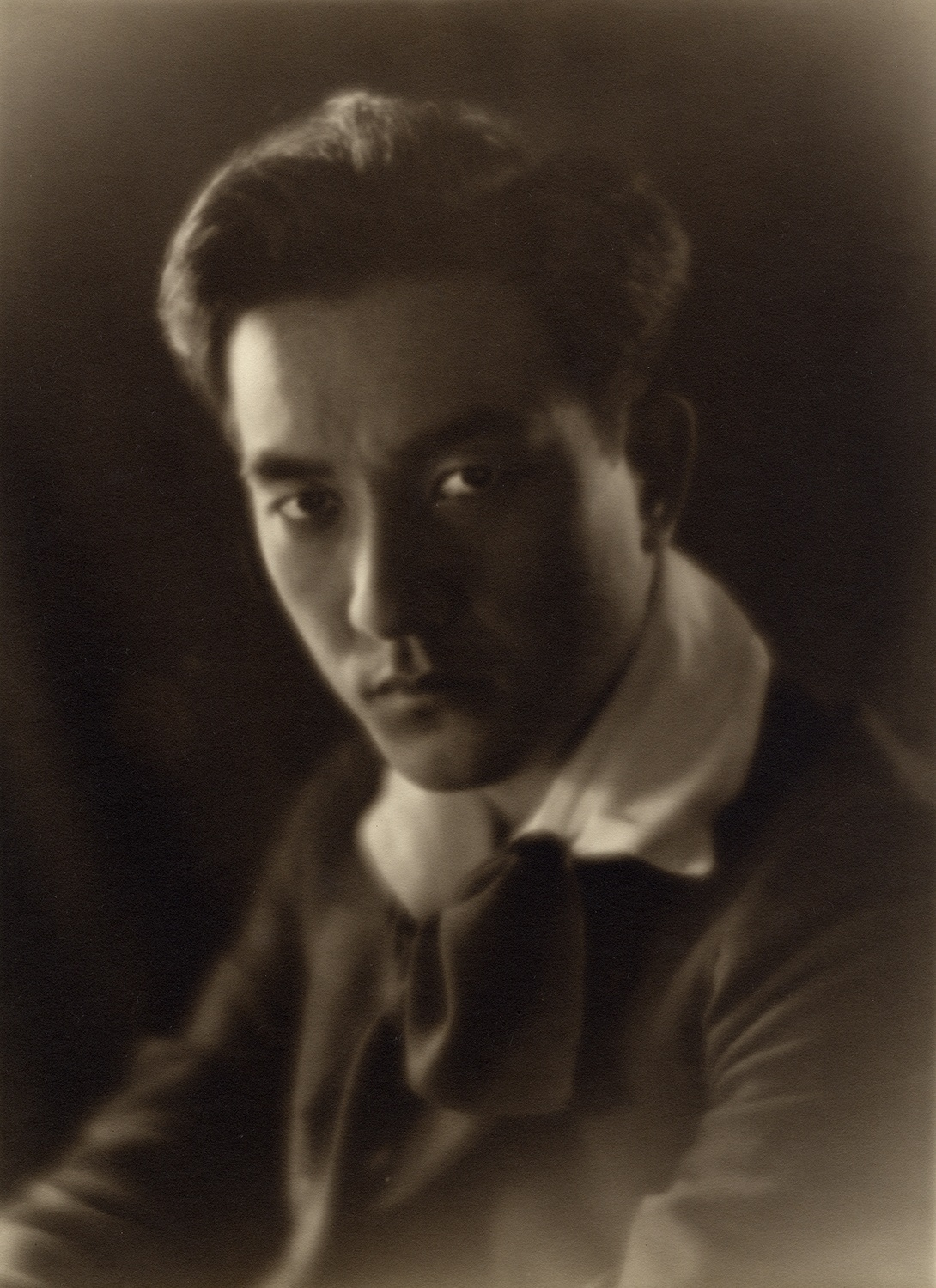
1920年頃の雪洲。

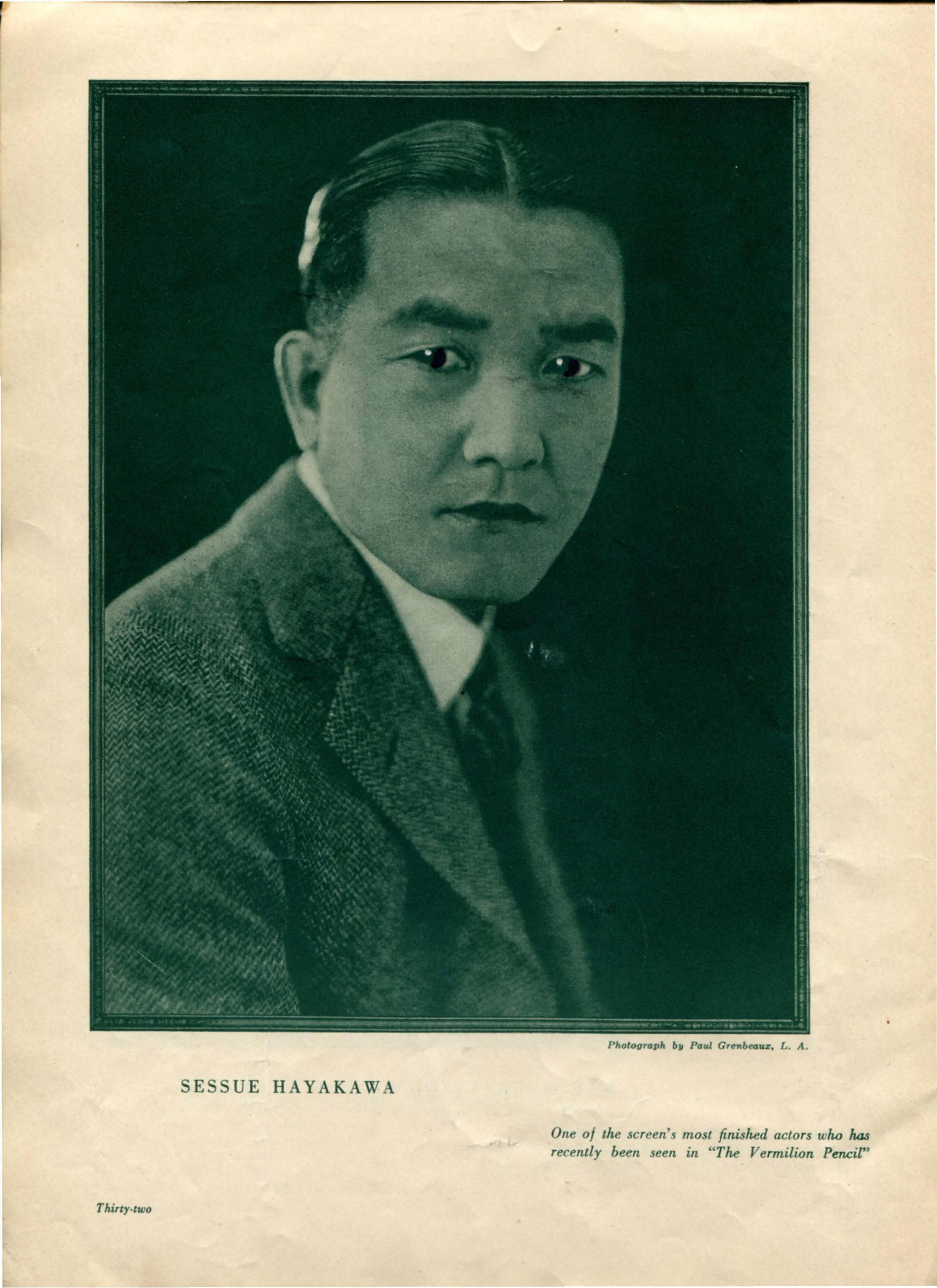
1922年の雪洲。

当時の日本人男性としては大男の部類に入る方だったと伝えられている。自身は身長を172センチメートルまたは173センチメートルを自称しており、1917年の『米国映画名優写真集』では身長170センチメートルと記載されている。しかし、1907年に渡米した時に乗船した船の乗客名簿には、身長が5フィート6インチ（約168センチメートル）と記載されており、同船した日本人男性24人の中で6番目に背が高かった。大場俊雄はそのことから、大男とは言い難いと指摘している。一方で中川織江は、当時の日本人男性の標準からすると、身長168センチは決して低くはないと述べている。日本の映画業界では、箱馬などの踏み台に乗って背を高くすることを「セッシュ」と呼ぶが、これはハリウッドのスターに比べて身長が低かった雪洲が、踏み台に乗って演技をしたことが由来とされている。
ラスキー社時代の雪洲は、筋骨隆々な体格やファッションセンス、そしてイングリッシュ・ブルドッグを愛犬にしていることまで証拠に挙げられ、さながらアメリカ人であるかのように強調する宣伝が成されていたという。

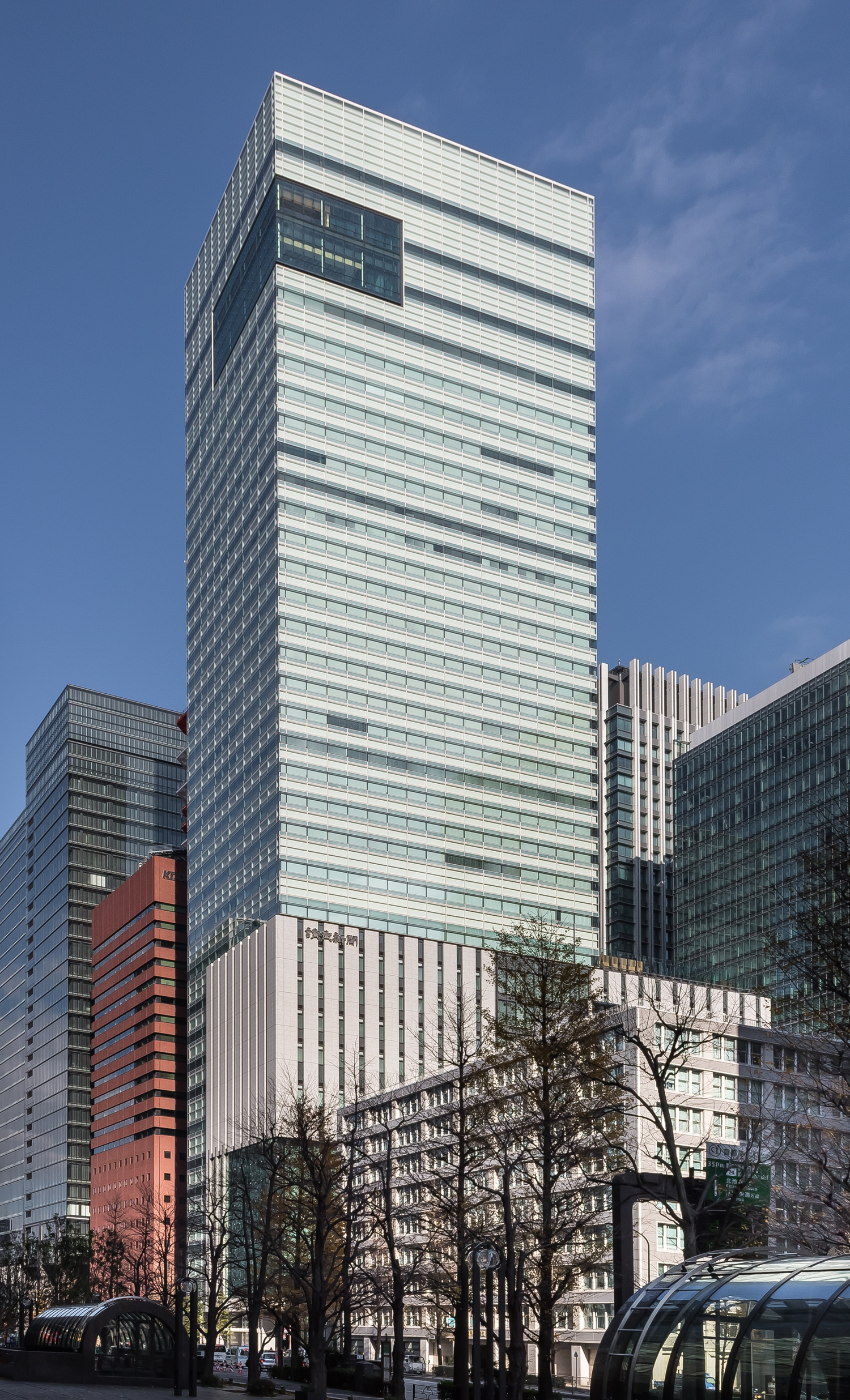
読売新聞東京本社（千代田区大手町）

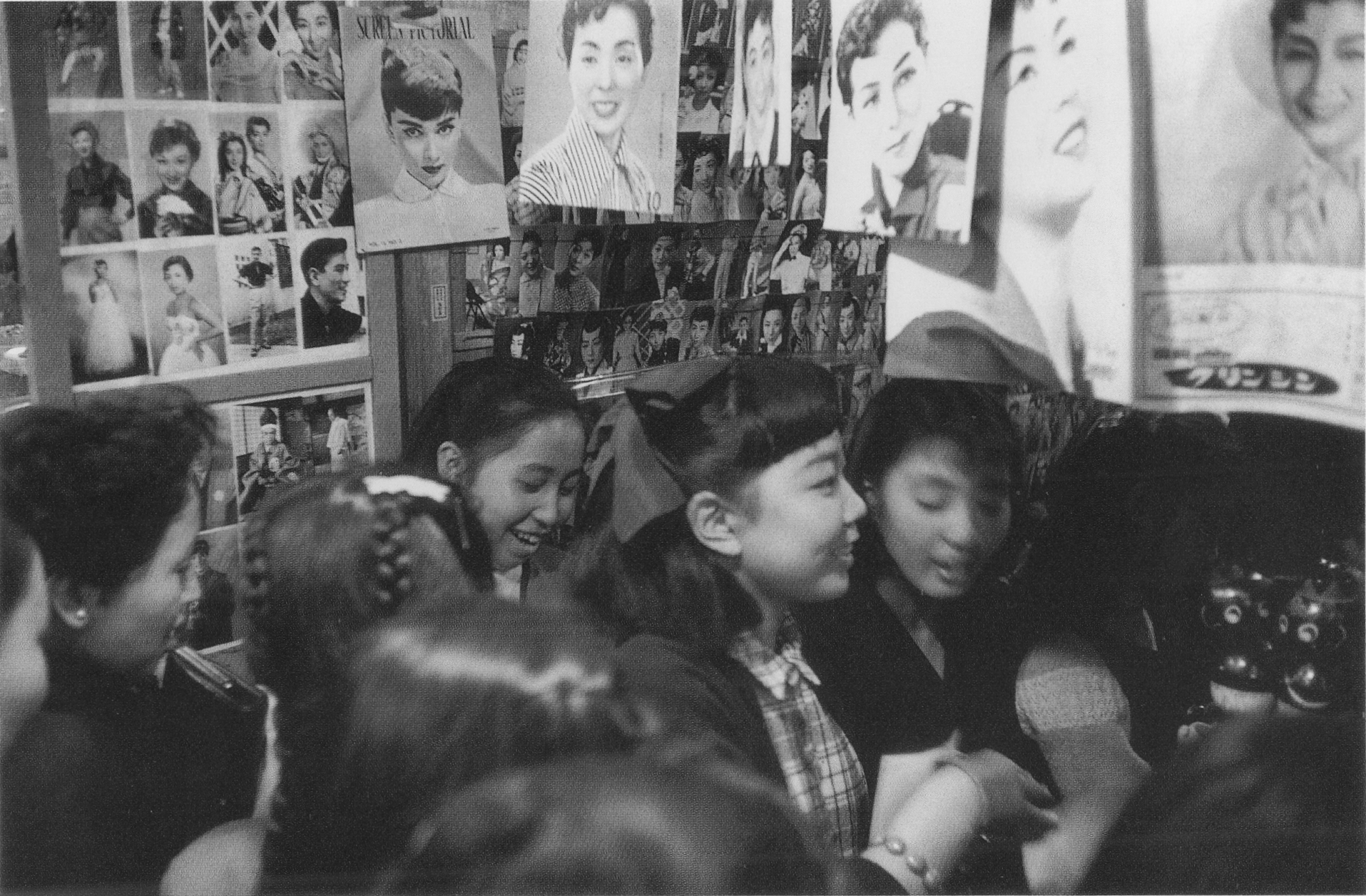
ブロマイド（1954年）

少年時代から端正な顔立ちをしていた。顔が大きいことでも知られ、脚本家の舟橋和郎は印象について「大きく立派な顔だった」と述べている。中川は、兄の音治郎の葬式の時の集合写真を見て、雪洲の顔が他の人たちと比べて飛びぬけて大きいと指摘している。額にほくろがあることも特徴的で、1922年に初帰国した時の『読売新聞』の記事の見出しには「お馴染みのほくろを見せて雪洲氏」と書かれていたが、大場が調べたところによると、ブロマイドでほくろが写っているものは多くないという。

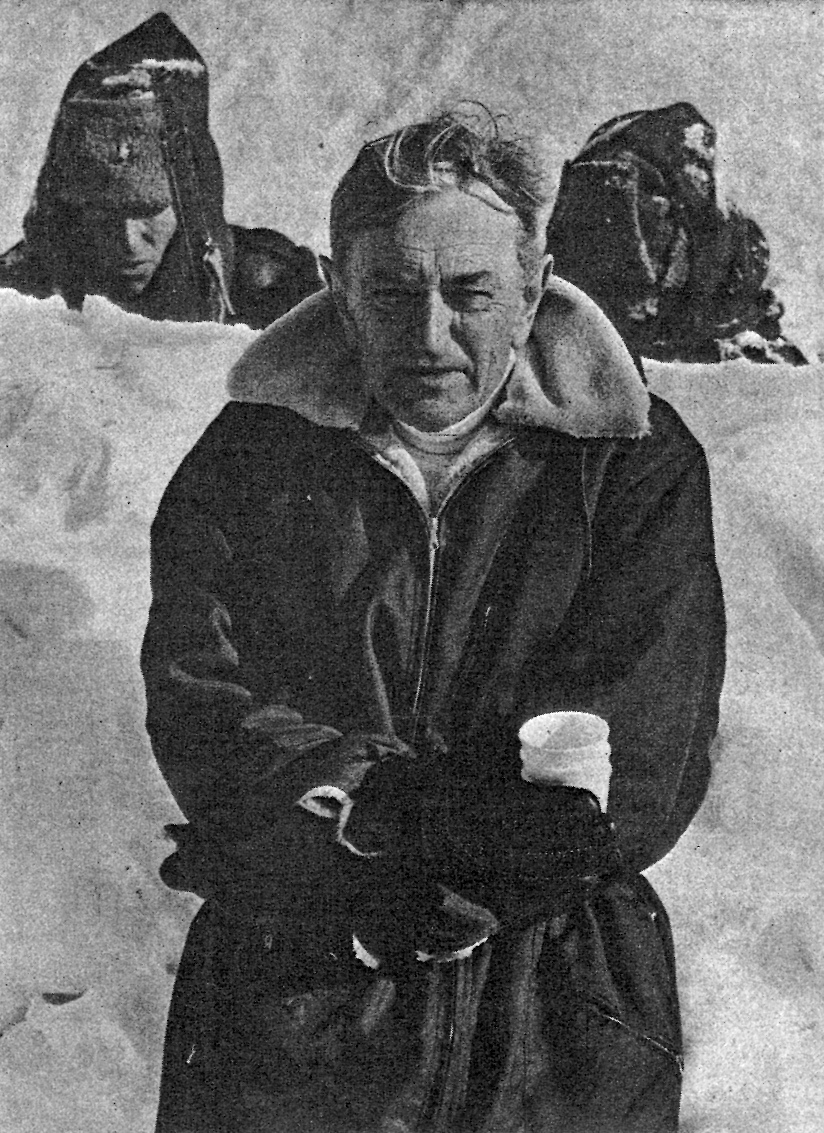
デヴィッド・リーン（1965年）

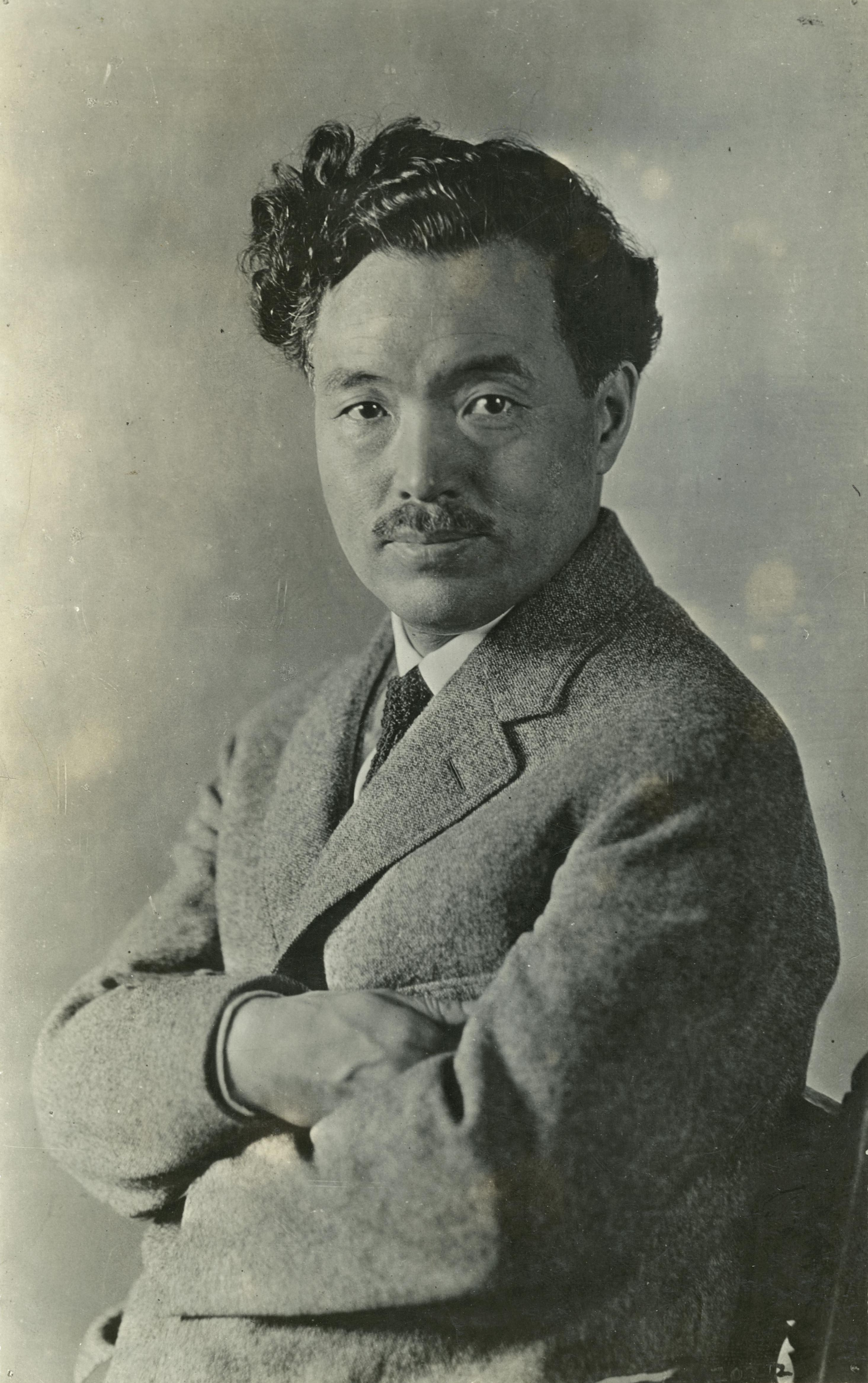
野口英世

剣道で日々鍛錬を重ねていたこともあって身体が鍛えられており、そのおかげで70歳を過ぎても肉体的に若々しかった。『悲劇の将軍 山下奉文』を見て雪洲を『戦場にかける橋』に起用したデヴィッド・リーンは、山下奉文を演じた際、貫禄のある山下の姿に似せるべく、軍服の下に肉（または湯たんぽ）を入れて演技をしていたことを知らず、戦地の軍人を演じる俳優が腹の出た中年太りでは困るとして、『戦場にかける橋』に出演する時は10キロほど体重を落とすように命じたが、実際の雪洲は日々鍛えていたおかげで腹が出ていなかったという。また、1926年頃にニューヨークで出会った野口英世から、「あなたは血が非常に清潔過ぎる」と診断され、それ以来「私の血は清すぎる」とあちこちで言っていたという。

### 人柄

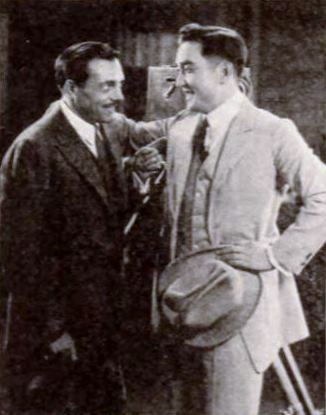
フランスの俳優マックス・ランデーと（1920年12月18日『Exhibitors Herald』誌）

明治男の心意気や、当時の日本男児のイメージを代表するような人物であり、終生自分のキャラクターを武人に近づけようと努力していた。後妻の黙子によると、とても優しい人で、自分を騙した人を怒ることさえしないような根っからの善人だったという。接した人物の多くは、雪洲の印象を「威張っているような人」のようだと思っていたが、黙子によると、雪洲は長いアメリカ生活のせいもあり、お愛想を言うなどの日本的な社交ができず、白黒はっきりとものを言うような人物であり、例えば、映画に友情出演する話が来ても、普通の日本人俳優なら引き受けるところを、雪洲は「ランクが下がる」と言ってきっぱりと拒否したという。

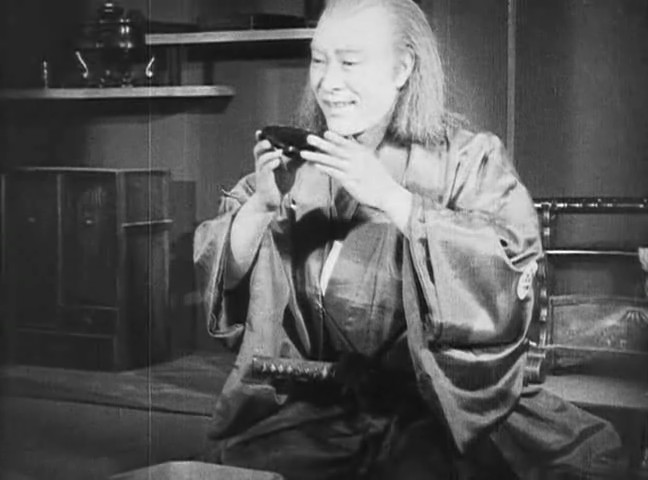
関操（1925年）

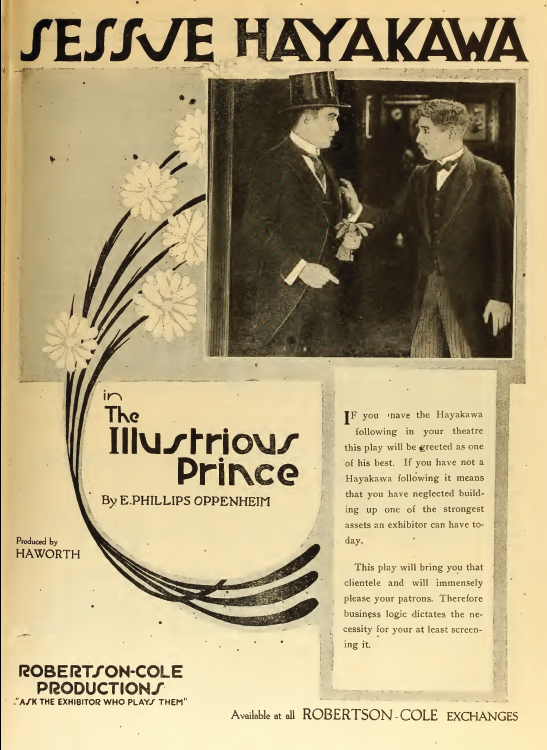
ハワース・ピクチャーズ・コーポレーション時代の『輝く公爵』（1919年）の広告。

図太い神経の持ち主で、何事にも物怖じしなかった。欧米で活動していても、外国人相手に臆することがなく、周囲の日本人が驚くほど堂々としていた。また、負けず嫌いな性格でもあった。関操が「雪洲は学校のように時間割りを決めてそのとおりに行動する」と述べているように、怠けることを嫌い、規則的な生活を送ることを良しとする人物でもあり、ハワース・ピクチャーズ・コーポレーション時代は「水曜日は演技研究をする」「木曜日はファンレターを読む」「日曜日は鶴子と過ごす」というように、曜日ごとに過ごし方を決めていた。その一方で、雪洲にはずぼらで、世間知らずなところがあり、雪夫も「経済観念がないっていわれているけど、それはけっこうあったと思う」と述べている。

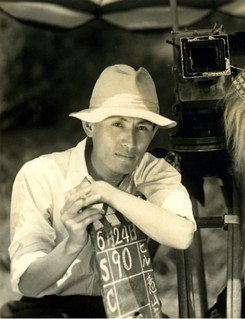
マキノ雅弘

自分のやりたいことにはとても熱心だったが、そのかわり嫌いなことは何一つしなかった。仕事にはとても熱心で、黙子は「仕事以外のところは大きな子供」のようだったと述べている。野上は「いったん仕事に入った雪洲は、楽しく面白い男ではなかった」と述べているが、人一倍稽古にうるさく、演技でも妥協はせず、納得するまで何回もやり直して完璧を求めた。しかし、そのようなやり方は日本の撮影現場の勝手とは異なるため、『レ・ミゼラブル あゝ無情 第二部 愛と自由の旗』（1950年）の撮影では現場が混乱し、「口やかましくてかなわない、早くアメリカに帰ってくれ」と陰口を囁かれ、監督のマキノ雅弘は雪洲の名前をもじって「早ようから殺生」と言っていたという。

### 趣味嗜好・特技

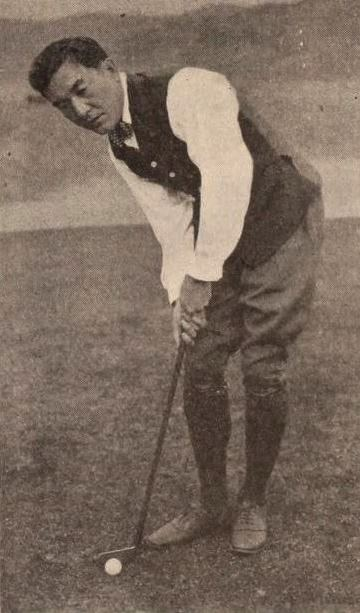
ゴルフをする雪洲（1921年）。

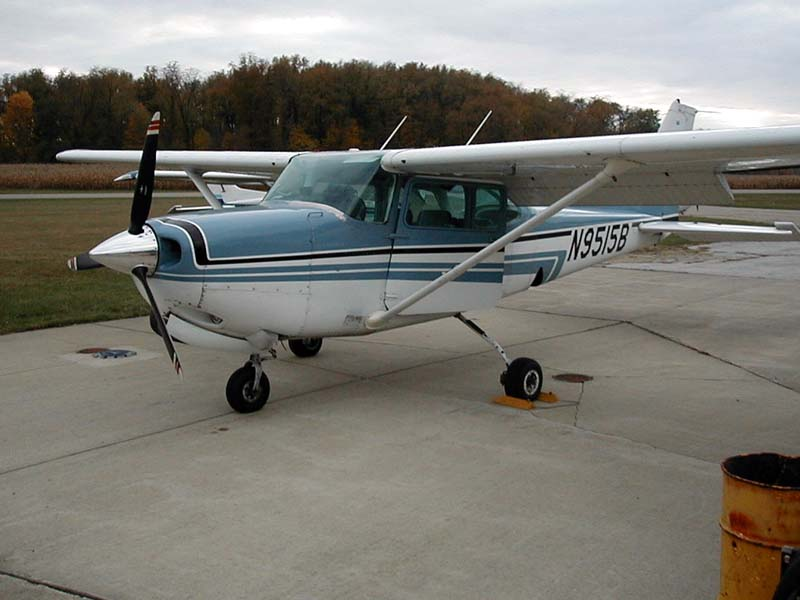
セスナ 172RG

運動神経がよく、剣道やダンスを得意とするスポーツ万能な人物であり、アメリカ時代は自家用のセスナも操縦した。1917年の『米国映画名優写真集』では趣味が水泳、乗馬、柔道と記されている。剣道は4段の腕前で、1921年にはハリウッドの学校で師範役を務め、1930年にはニューヨーク剣道倶楽部の発会式で模範試合をした。ダンスに関しては、1925年頃のフランス滞在中にアルゼンチン・タンゴに熱中した。この時に雪洲は愛用したアルゼンチン・タンゴのレコードをダンス仲間の目賀田綱美にあげ、目賀田はそれを携えて日本に帰国したが、これが日本に初めて持ち込まれたタンゴのレコードとなった。1930年代に日本で活動した時は野球に熱中し、『国を護る者日蓮』（1935年）の撮影の合間には、日蓮の衣装を着たまま野球に興じていた。ゴルフもアメリカ時代から晩年まで続けるほど熱心で、70歳を過ぎてもシングルの腕前だった。

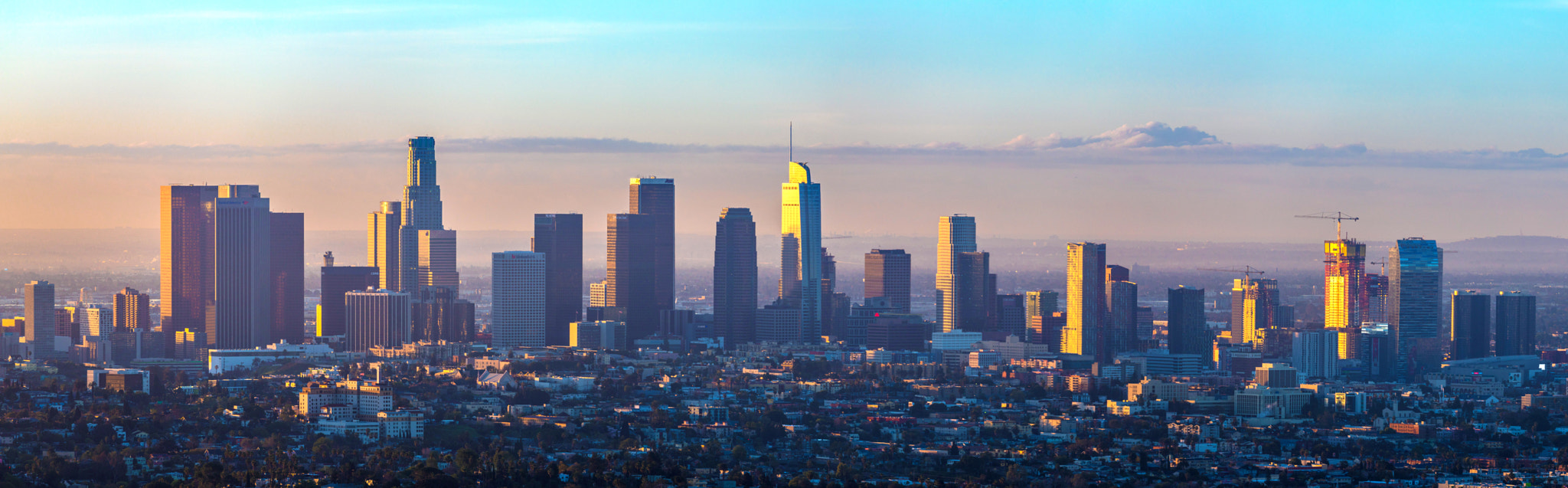
ロサンゼルス

絵を描くのも得意とした。子供の頃はスケッチブックを持って通りがかりの人たちの姿を早描きしていた。小学校の得意科目はもちろん図画で、卒業時の絵はお手本として長い間講堂に飾られていた。1907年にダコタ号が座礁した時には、その様子を水彩画で描いており、それは地元民の描く難破船の記録絵画として貴重な作品となっている。雪洲はこの作品の署名として「金涛」という雅号を記しており、それは渡米後の1918年頃まで使用した。第二次世界大戦後のパリで絵を描いて生活していた時は、デリケートな線画で松竹梅や花鳥風月を描き、中川はその絵を「達者ながら情緒的」と評している。1949年にはロサンゼルスで絵画展を開いている。水彩画以外にも墨絵や書の揮毫をよくし、自分で詠んだ俳句を短冊に書いたりもした。

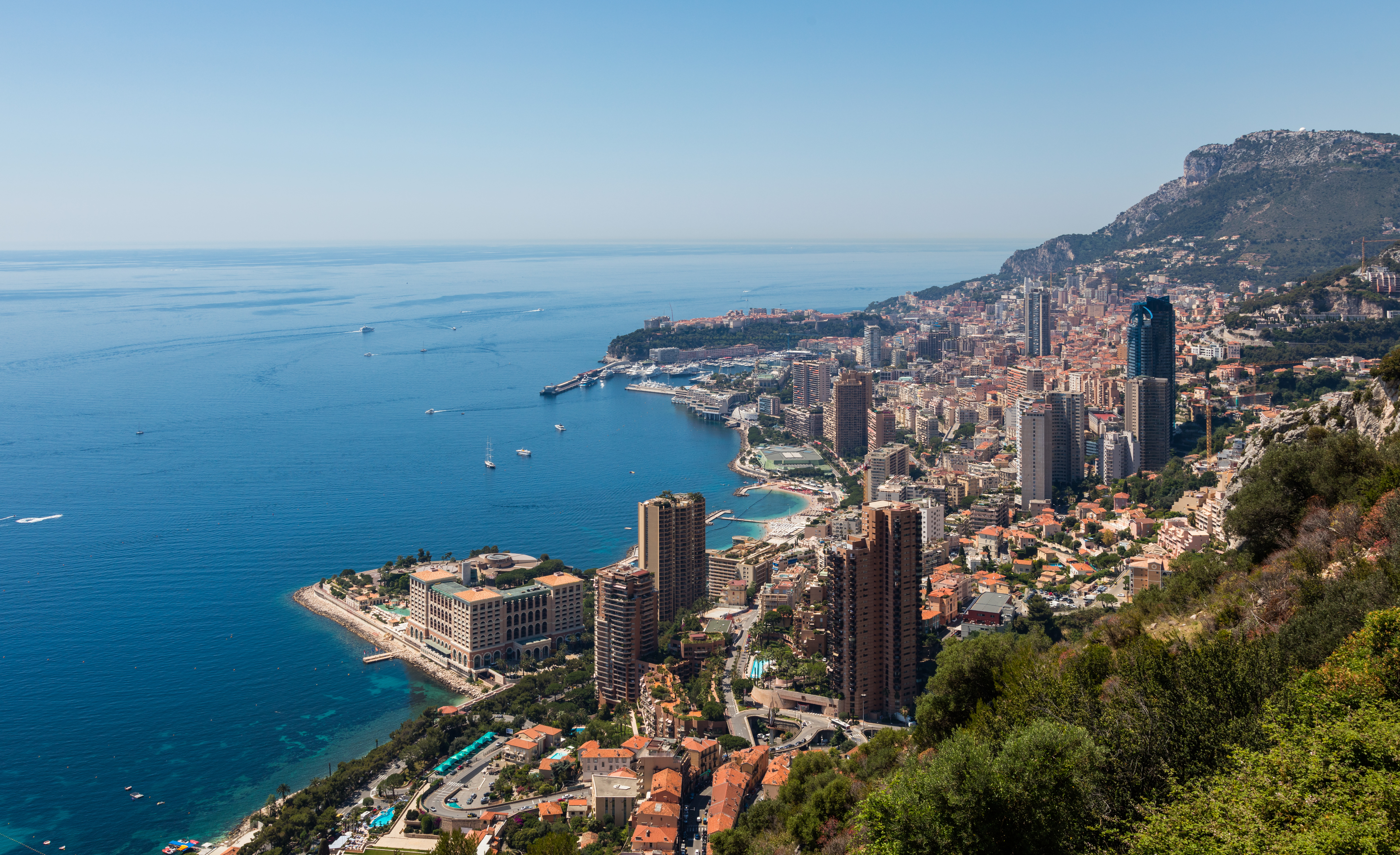
モンテカルロ

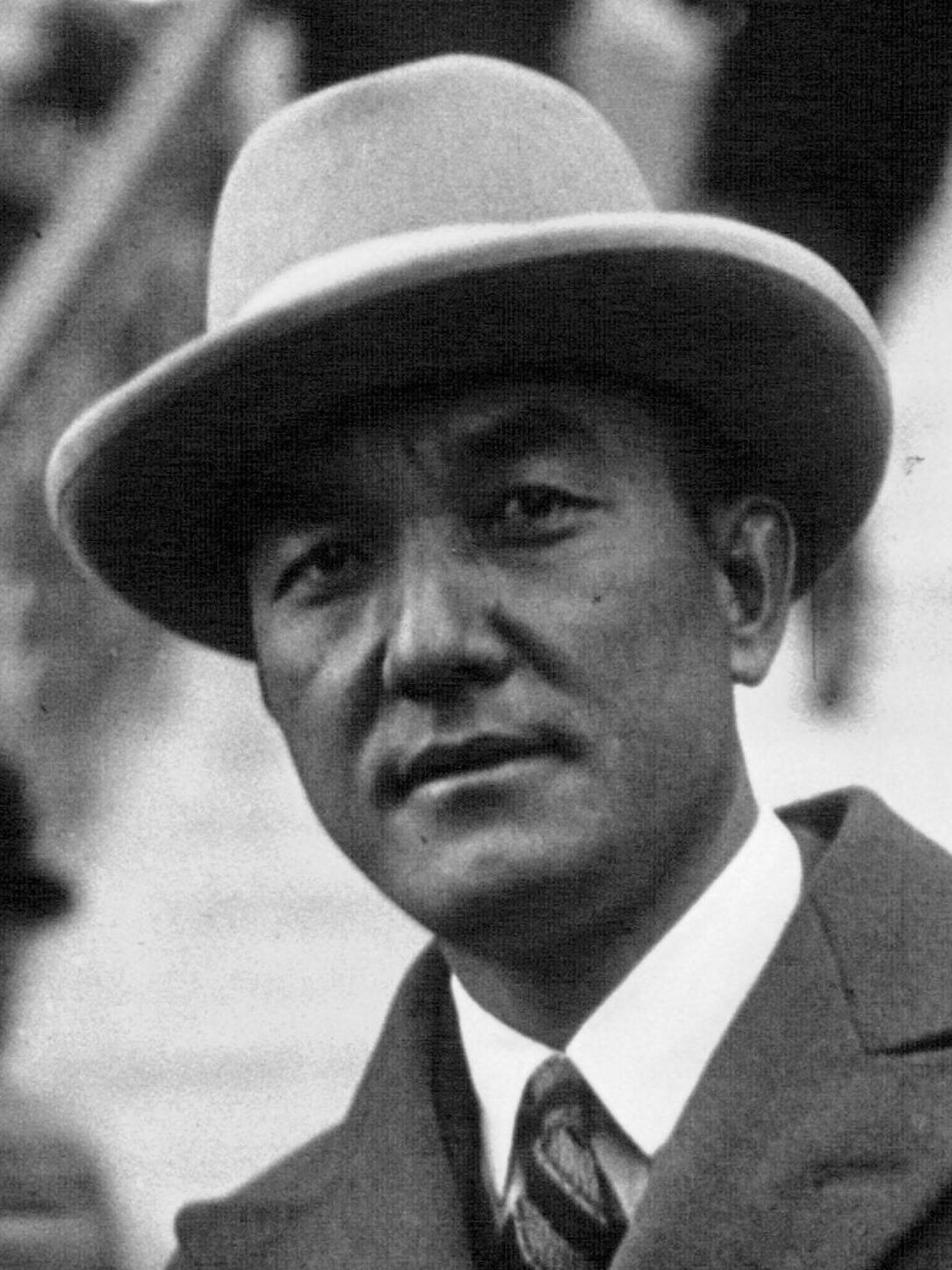
パリロンシャン競馬場にいる雪洲（1923年）。

遊びが大好きで、とくに賭け事を好んだが、博打自体には大した才能がなかった。1920年代にニューヨークに滞在した時には、いかさま博打で一晩のうちに3万ドルを損したことがあった。1925年3月にはモンテカルロのカジノでバカラ賭博をして、500万フランもの大金をすってしまった。その翌日には別の日本人の投身自殺者と間違われて、新聞に「雪洲、賭博に負け、モンテカルロで自殺」という誤報が流れてしまい、身投げ現場と報じられた断崖は観光のバスガイドが「雪洲の身を投げたところ」と説明するほどの名所になってしまったという。雪洲は1925年3月15日付けの『羅府新報』で「賭博に負けたのは事実であるが自殺など思いも寄らんことだ。賭博は大打撃でその話をするさえ辛い」と述べているが、それで決して懲りたわけではなく、その後も賭け事を続け、競馬場に頻繁に通った。

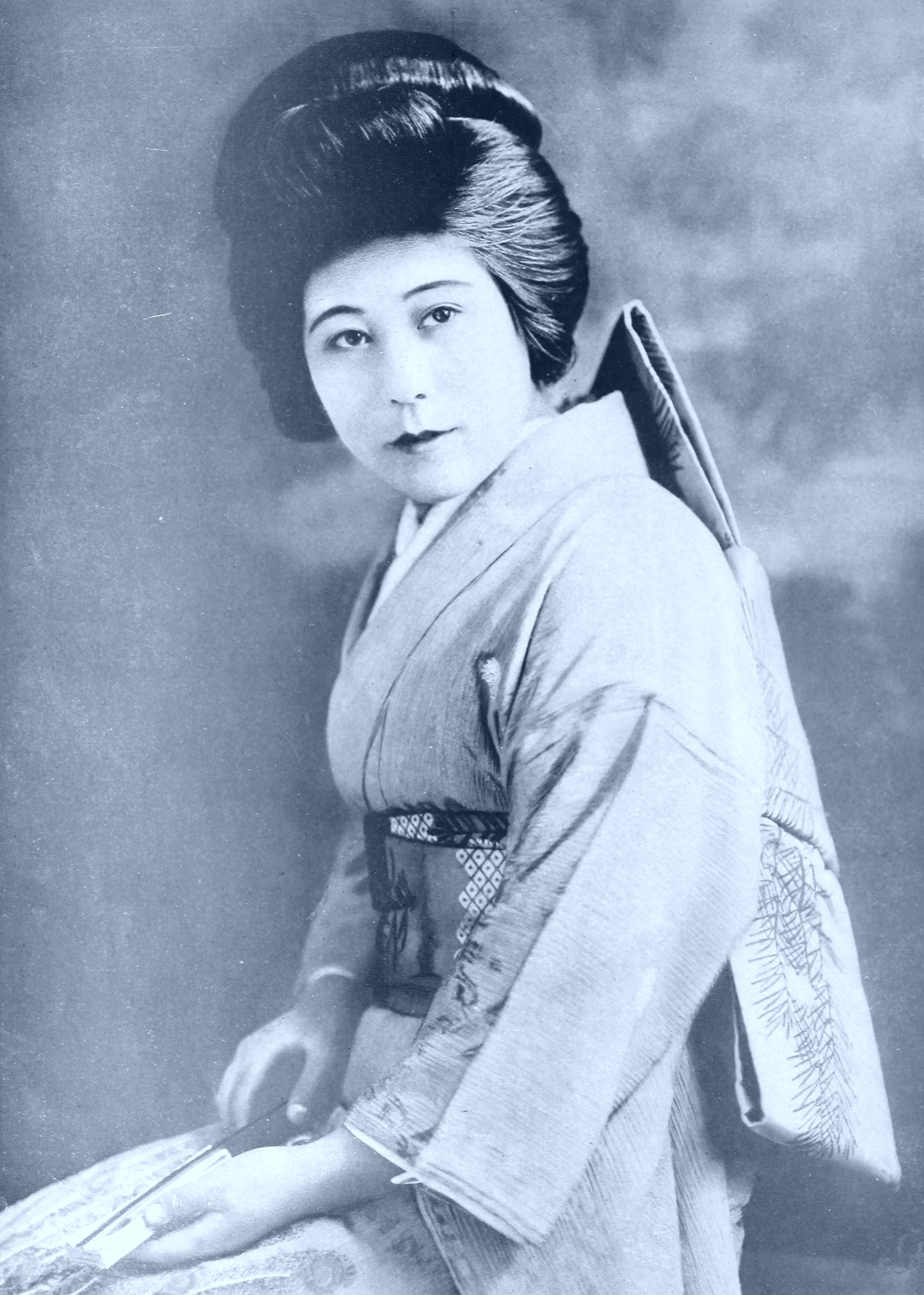
『The Photo-Play Journal』誌に掲載された鶴子（1920年）。

英語は決してうまいわけではなく、鶴子のように完璧な英語を話すことは生涯できなかったといわれている。映画研究者のスティーブン・ゴンは、鶴子は英語でほぼ完璧に自分の意思を伝達することができたのに対して、雪洲が話す英語からはかなり強い日本訛りが抜けなかったと指摘している。雪夫も、雪洲の英語をジャパニーズ・イングリッシュと呼んでいるが、『戦場にかける橋』ではそのおかげで日本人の斉藤大佐役の英語のセリフにリアリティがあると指摘し、「もし、斉藤大佐が流暢な英語を使ったとしたら、映画が嘘っぽくなる」と述べている。一方、長いアメリカ生活のせいもあって、日本語も英語訛りなところがあり、『映画時代』1930年11月号における舞台『天晴れウオング』の批評では「日本人として日本人らしい台詞のできないのは困る」と批判されている。

## 評価

### 人気

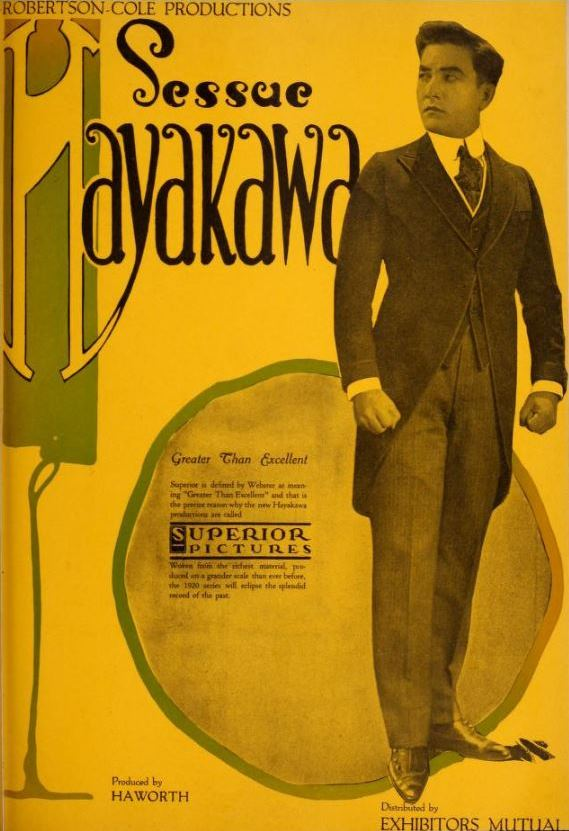
アメリカの映画業界誌『Exhibitors Herald』に掲載された雪洲の宣伝広告（1919年）。

雪洲は日本初の国際的な映画スターと見なされている。雪洲はキャリアの最初の10年間で、アメリカとヨーロッパの映画で主演男優としてスターの地位を確立した最初のアジア系俳優となり、中川は1920年代まで「西洋の映画で名を知られている東洋人は雪洲ひとり」だったと指摘している。日本映画専門家のジャスパー・シャープは、アジア系どころか非白人全体においても、雪洲が最初に国際的なスターの座を獲得した俳優であり、それゆえに「歴史的に非常に重要な俳優」であると述べている。映画研究者の岡島尚志は、雪洲が「世界の映画史上最大の日本人スターであるといっても過言ではない。また、逆説的だが、アメリカ映画の最初のスターの1人は日本人だったという言い方もできる」と述べている。

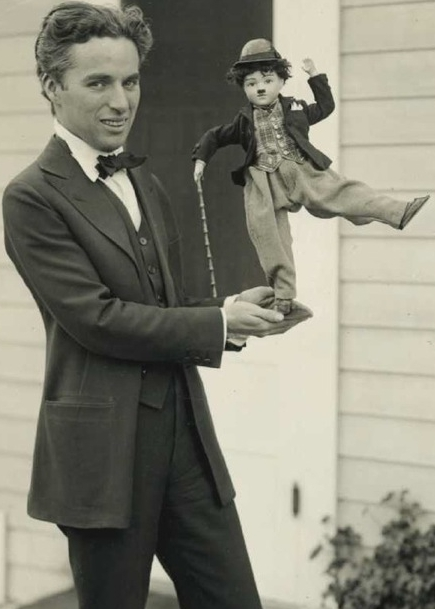
チャールズ・チャップリン（1918年）

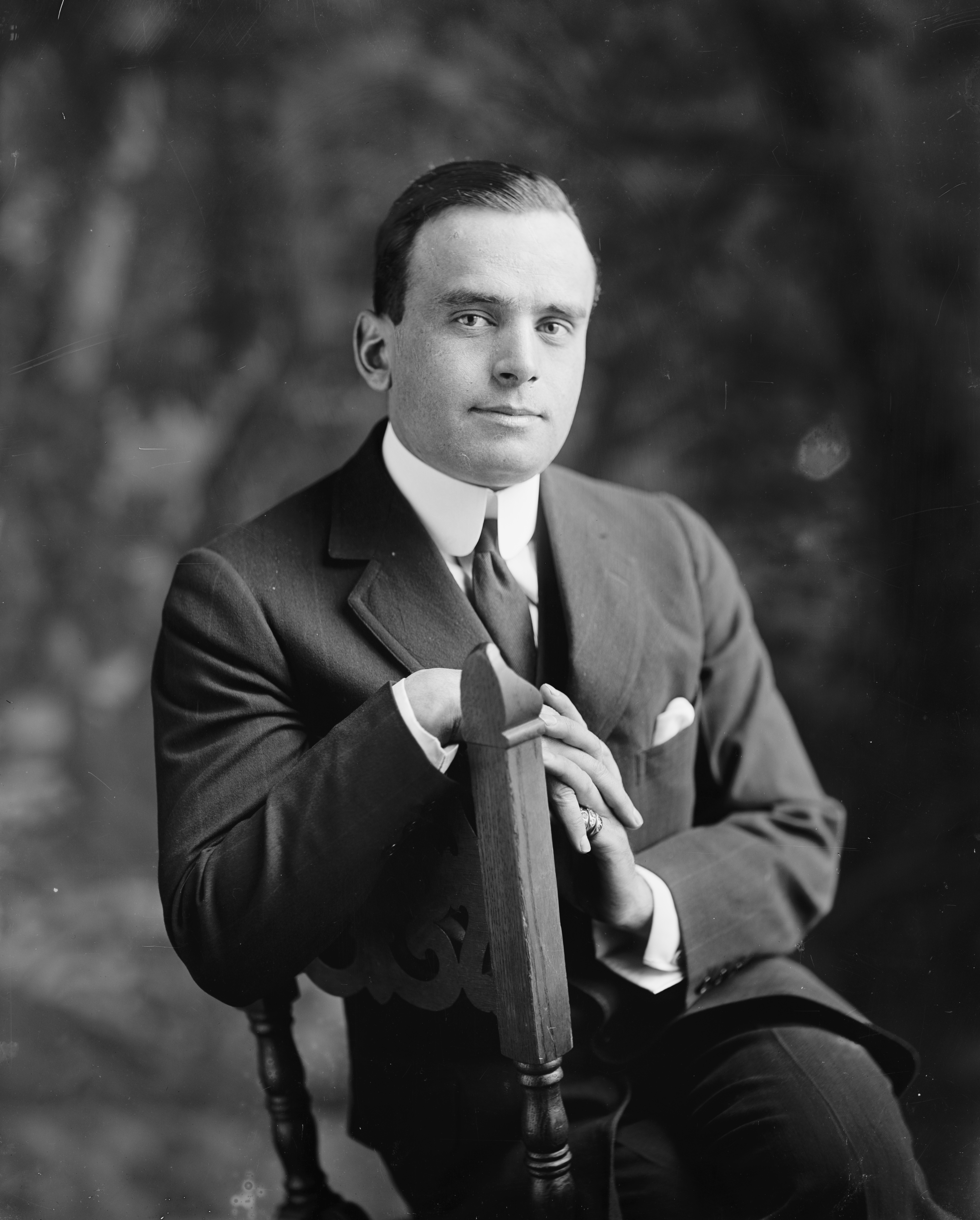
ダグラス・フェアバンクス

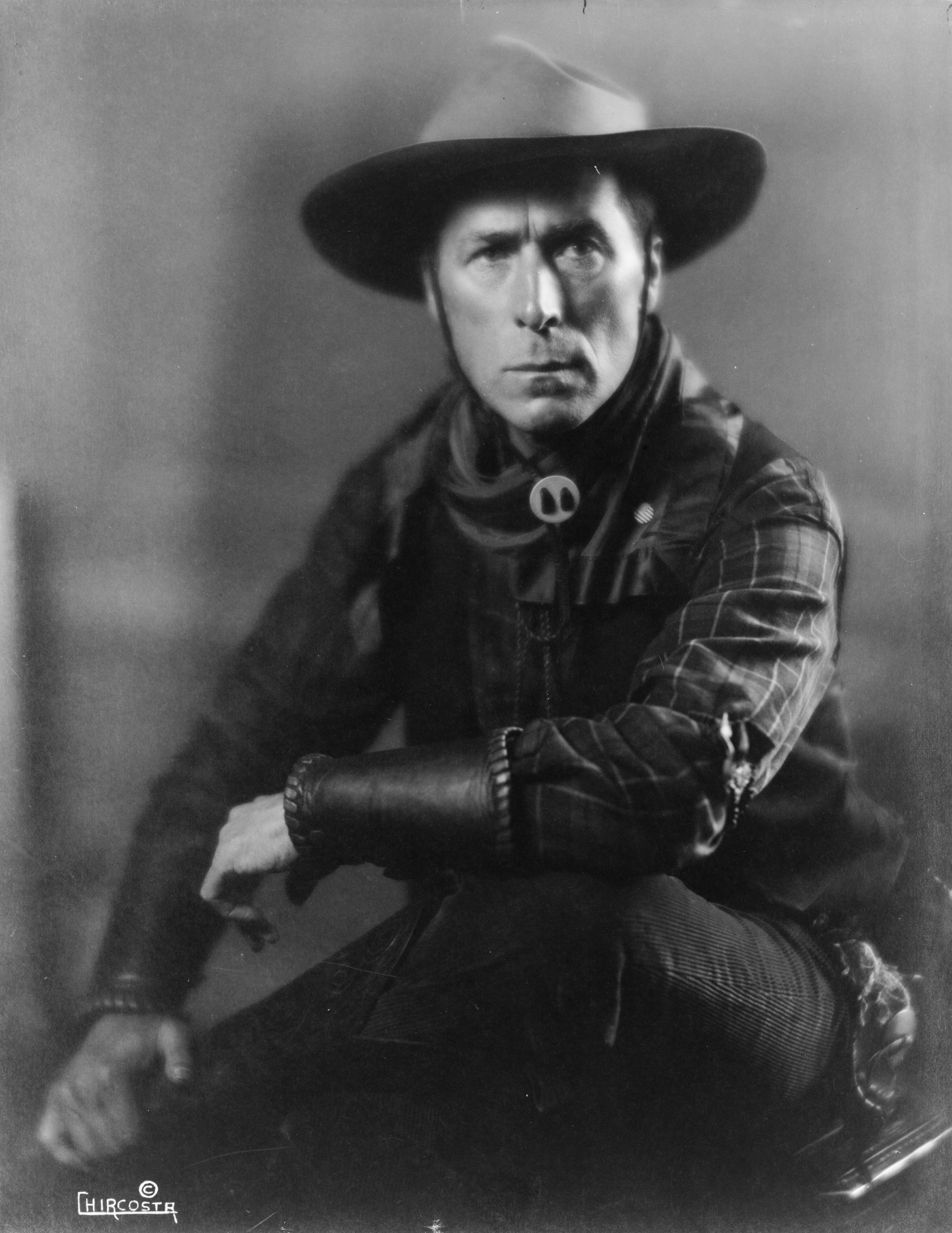
ウィリアム・S・ハート（1918年）

シカゴ・トリビューンのロゴ

1910年代のアメリカでは、チャールズ・チャップリン、ダグラス・フェアバンクス、ウィリアム・S・ハートと匹敵する知名度と大きな人気を獲得していた。当時の映画ファンの間では「悲劇のハヤカワ、喜劇のチャップリン、西部劇のハート」が合言葉となり、1917年の『デトロイト・ジャーナル』紙の上映広告では、雪洲の主演作がチャップリンやハートの作品と並べて「マンモス級三本立て」と宣伝された。1916年の『シカゴ・トリビューン』紙では「早川雪洲が先週の人気投票で第1位となった」と報じられ、1918年の映画ファン雑誌『モーション・ピクチャー・ストーリー・マガジン』の人気投票では男女優合わせて総合44位に選ばれた。

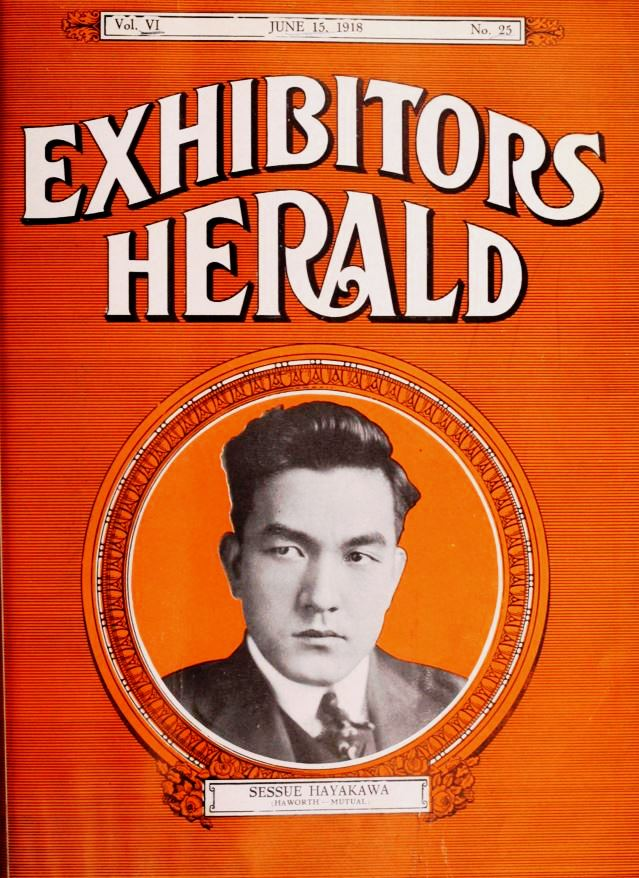
表紙の雪洲（1918年6月15日『Exhibitors Herald』誌）

また、いくつものアメリカの映画雑誌では表紙を飾った。ヨーロッパでも高い人気を獲得しており、例えば、1922年にスイスの映画評論誌が発表したスターの人気投票では「悲劇男優部門」のトップに選ばれ、1925年にフランスの『カンデット』紙が発表した「世界の映画俳優」の人気投票では12位に選ばれた。

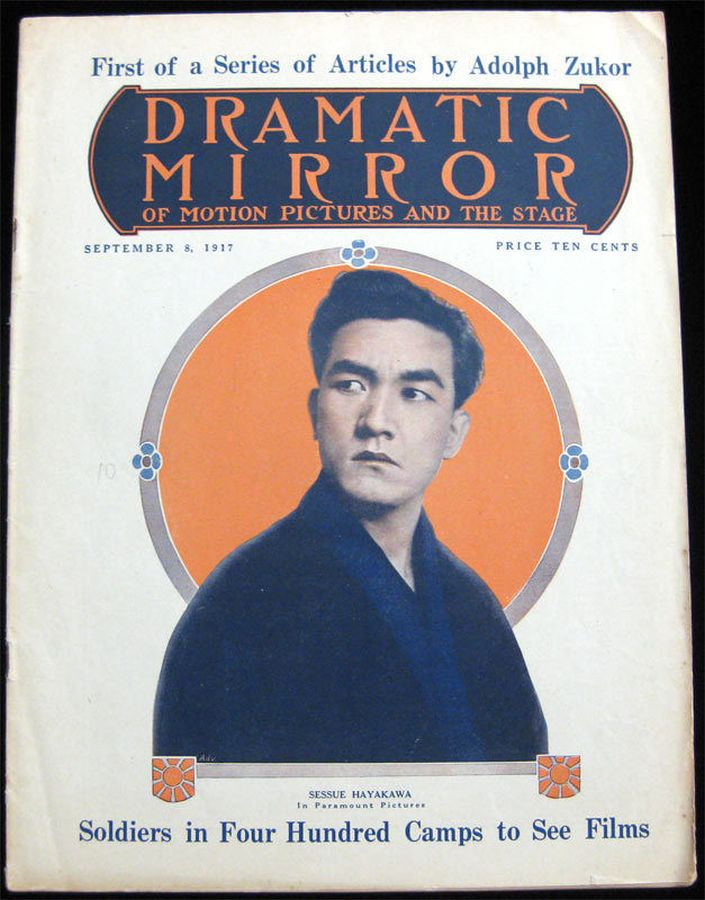
表紙の雪洲（1917年9月8日『Dramatic Mirror』誌）

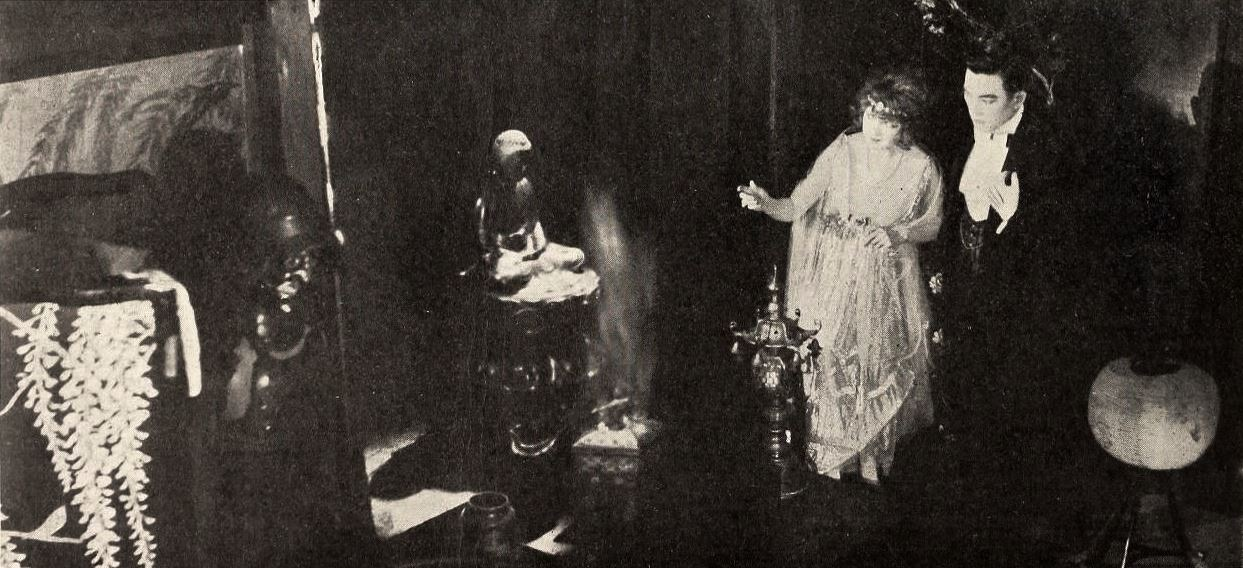
『チート』（1915年）の静止画。

雪洲の人気は日本よりも海外での方が高かった。日本人からは、『チート』などの作品が冷酷無情な日本人という悪いイメージを与えたとして評判が悪かったため、雪洲は日本国内で長年にわたり「国辱俳優」と見なされ続け、高い人気を得ることができなかった。雪洲の主演映画は1918年から日本で輸入公開されたが、いくつかの作品は上映禁止となっている。雪洲が自身の映画会社を興して成功を収めたあと、雪洲を国民的および人種的な恥と見なすマスコミの否定的な論調は少なくなり、その代わりに雪洲の映画での業績を強調し始め、「国民の誇り」と見なすようになった。それでも後期の出演映画も、ナショナリズムの時代に「アメリカ化され過ぎていた」と見なされたため、日本での人気は高まらなかった。

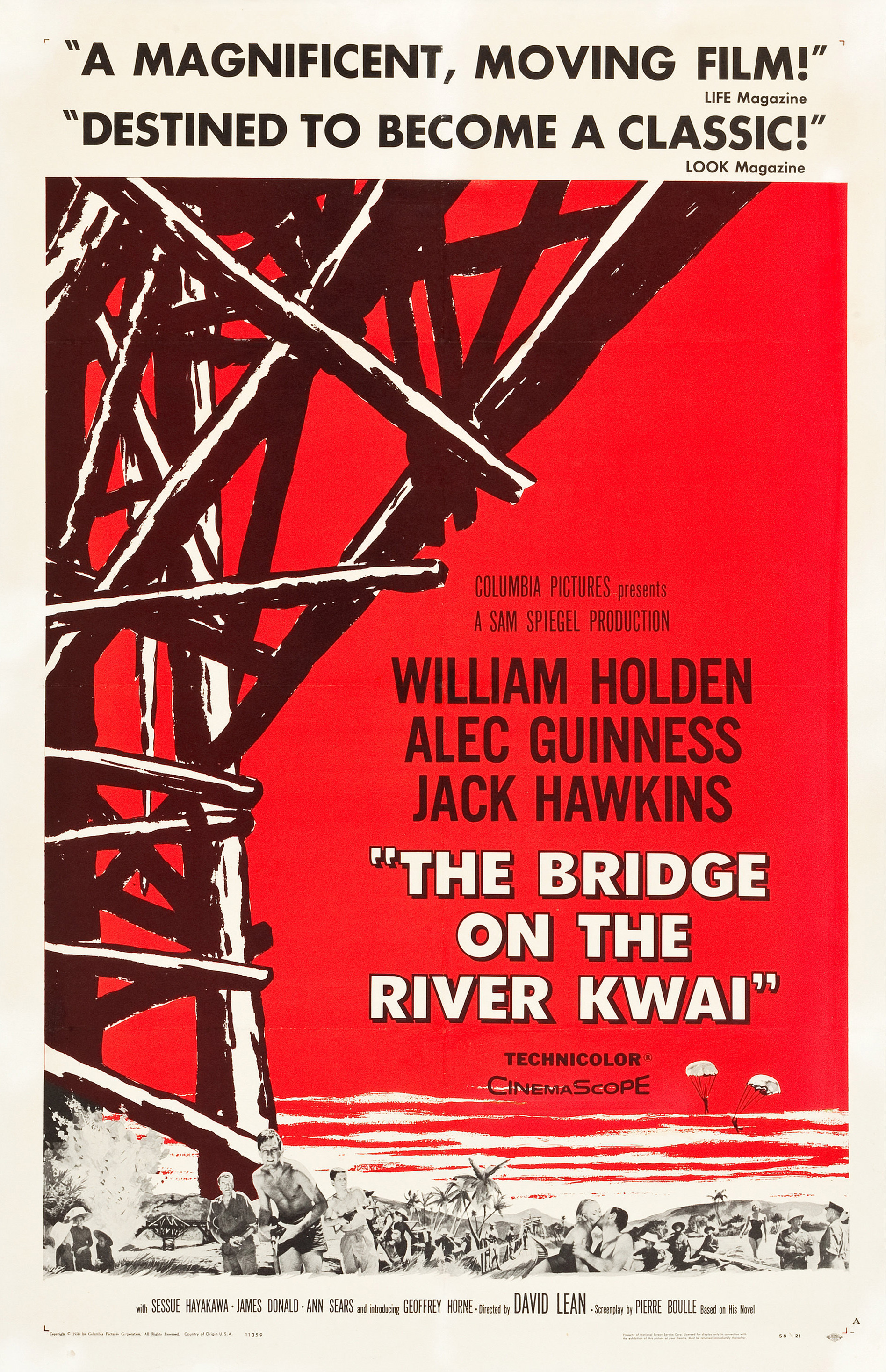
『戦場にかける橋』（1957年）のポスター。

宮尾大輔は、雪洲がサイレント映画時代にハリウッドで大スターの地位を獲得していたという事実にもかかわらず、現代において雪洲の名前は「多くの日本人にとってかなり馴染みの薄いもの」であり、雪洲の名前を聞いたことがある人にとっても、そのイメージは『戦場にかける橋』の日本軍の老司令官役にほとんど限られていると述べている。野上英之は、雪洲が大スターであってもよい作品には恵まれておらず、サイレントからトーキーにかけて長い俳優生活を送りながらも、『戦場にかける橋』以外に映画史に残るような名作はほとんどなかったと述べている。岡島尚志も、戦後生まれの世代の人たちは、『戦場にかける橋』を例外にすれば、ほとんど雪洲の映画を知らないと述べている。

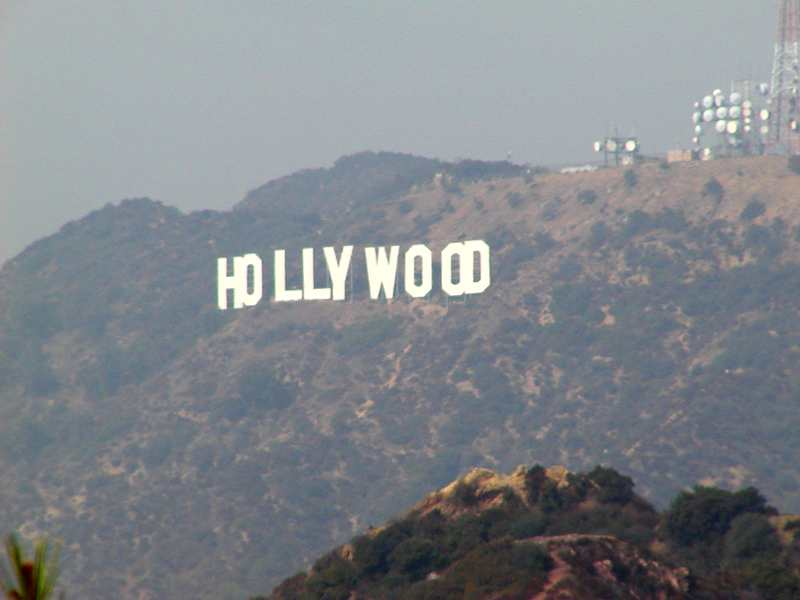
ハリウッド

またアメリカでも、雪洲の築き上げたスターダムを考えた場合、ハリウッドの歴史の中で、これほどまでに現代では知られておらず、称賛されていないのは驚くべきことだと指摘する声もある。さらにはアジア系のアメリカ人が少なかった時代に、ハリウッド最大のスターの一人が日本人で、しかも観客層は白人女性だったという雪洲の実績を振り返ると、アジア系俳優の活躍が難しい現代のハリウッド映画は後進的だとする見方も示されている。

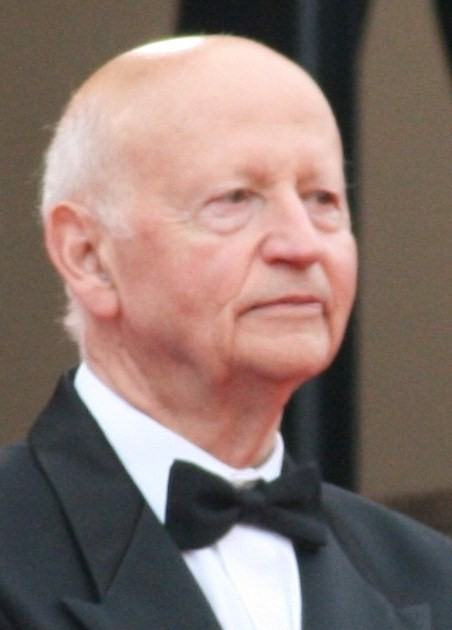
ジル・ジャコブ（2009年）

忘れ去られた伝説のスターの実話として、フランスで雪洲の伝記小説を著したカンヌ映画祭の名誉会長ジル・ジャコブは、「（雪洲は）チャーリー・チャップリンのように讃えられるべき存在であった」としている。

### マチネー・アイドルとして

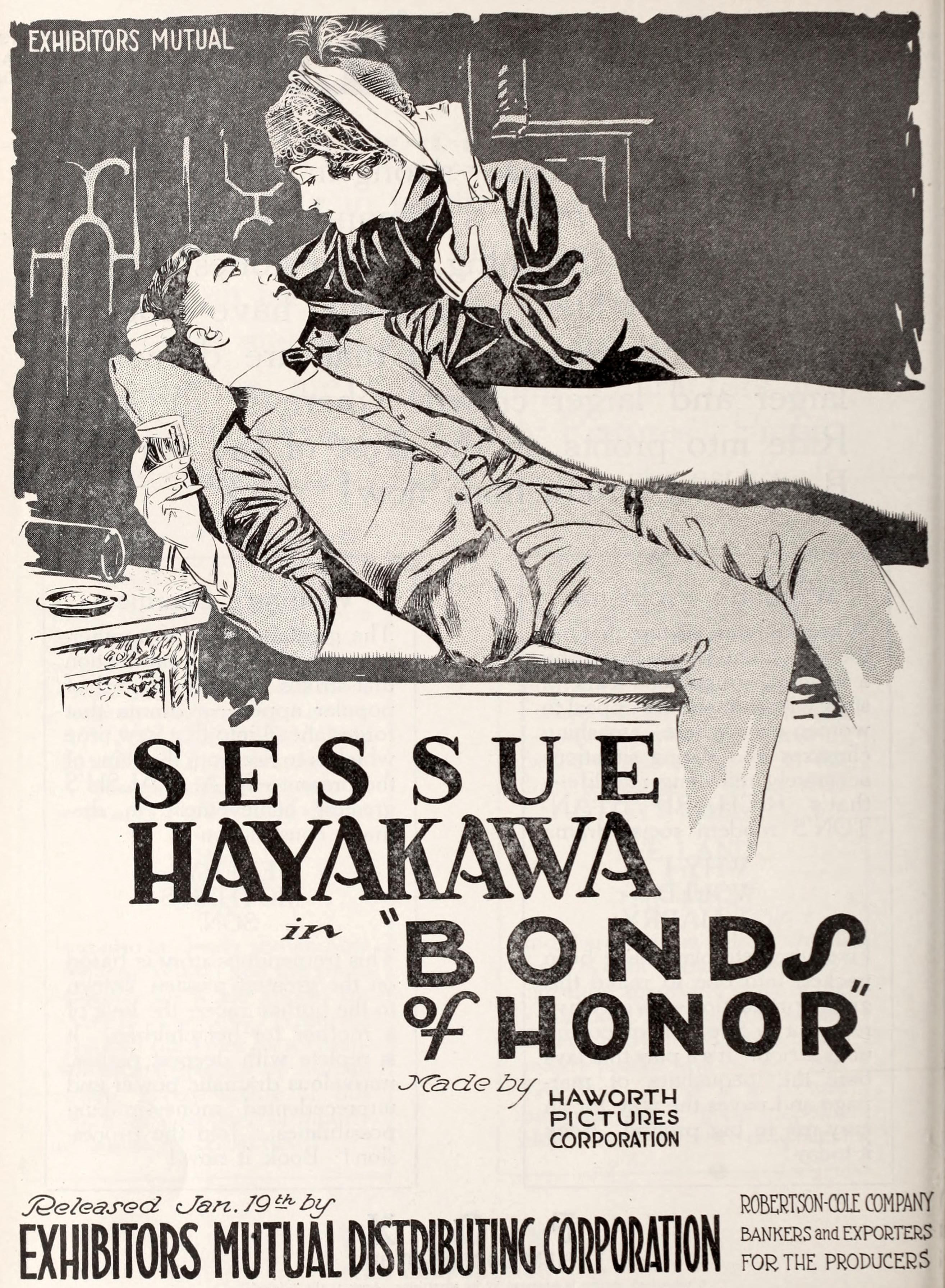
ハワース・ピクチャーズ作品『桜の光』（1919年）のポスター。

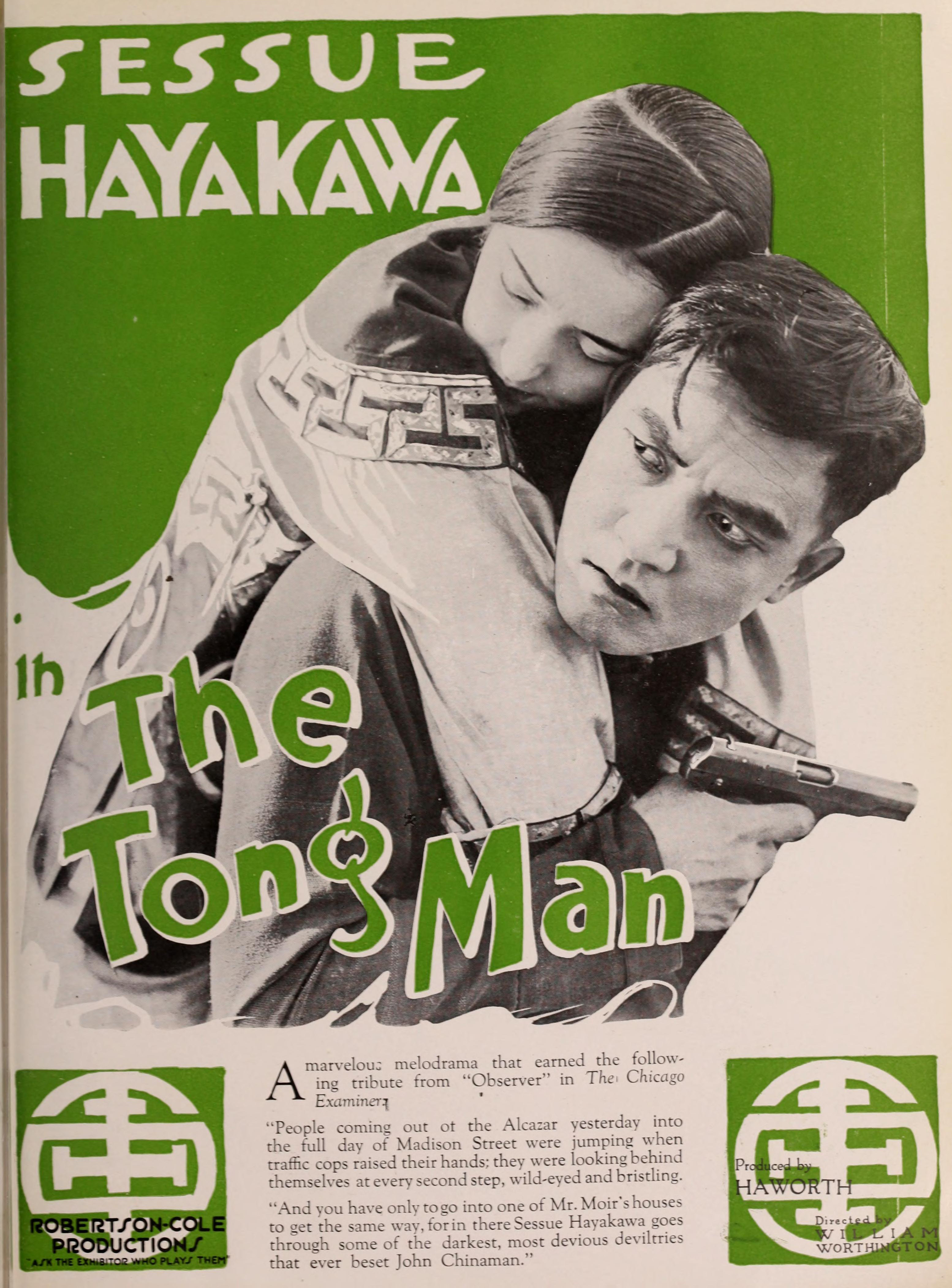
ハワース・ピクチャーズ作品『トング・マン』（1919年）のポスター。

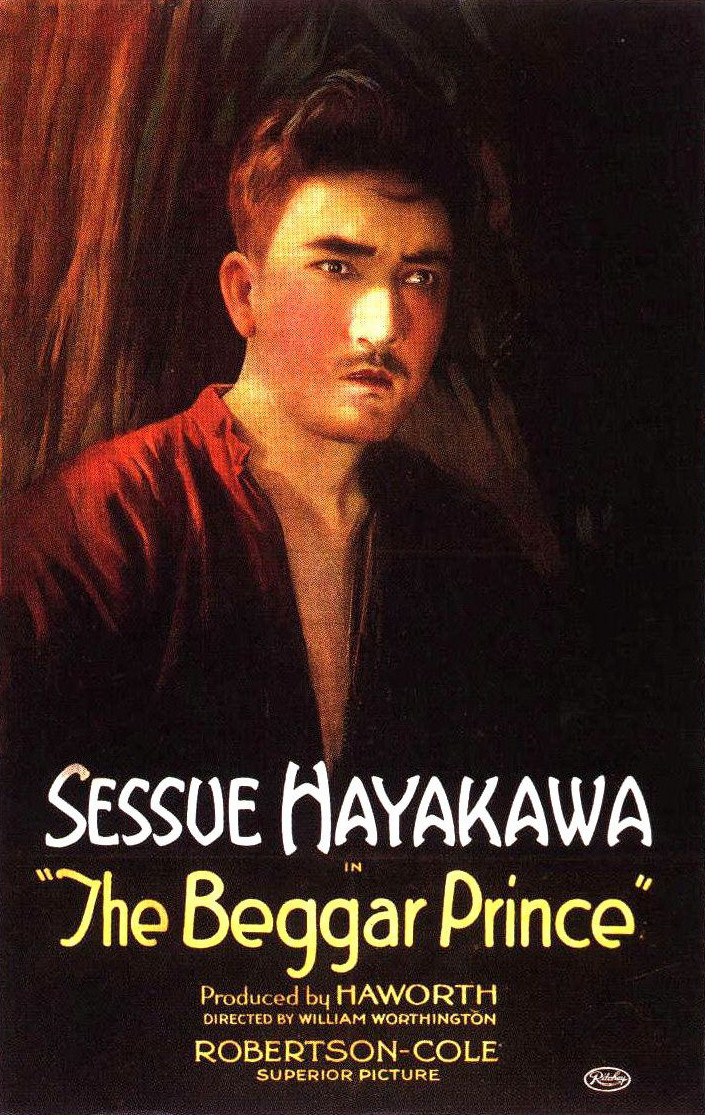
ハワース・ピクチャーズ作品『奮起の王国』（1920年）のポスター。

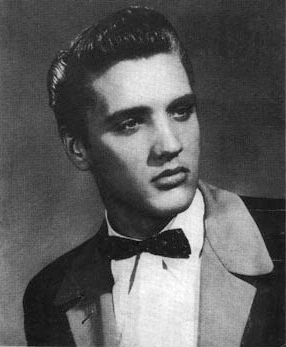
エルヴィス・プレスリー（1954年）

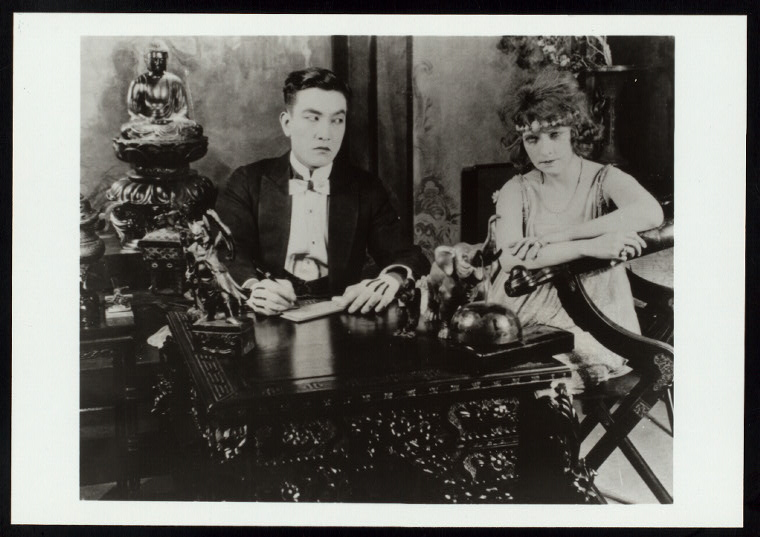
雪洲とファニー・ウォード『チート』（1915年）

雪洲は二枚目といわれ、野上は若い時の雪洲の容貌について「どこかエルヴィス・プレスリーに似ている。プレスリーをもっと白面の紳士にしたような雰囲気で、たしかに女性が好む顔立ちである」「知性と甘さと男らしさがほどよくミックスされた、完璧に近い美男子である」と評している。そんな雪洲はアメリカ時代の1910年代に、白人女性の間でマチネー・アイドルとして熱狂的に支持された。マチネー・アイドルとは、女性向けの性的魅力を持つ男性エンターテイナーのことで、女性たちが夫や恋人と夜を過ごす代わりに、昼間（マチネーは昼間興行を指す）にスクリーン上で愛を分かち合う相手を意味している。雪洲の運転手をしていた宮武東洋は、当時の雪洲の女性ファンからの人気ぶりについて次のように証言している。
早川雪洲。今世紀最大の映画スターです。彼の登場は嬉しかったな。日本人の男なんか相手にされない時代にね、さっそうと現れたんですよ。…白人の女性がね、日本人の男に、あなた、身を投げ出すのです。…車が劇場に着くでしょう、プレミアショーかなんかのね、彼が下りたところが運悪く水溜まりでしてね、それで雪洲がちょっと困った顔をしたんですね。するとね、十重二重と取りかこんでいた女性たちがね、みんなわれ先にと着ている毛皮のコートを雪洲の足元に敷くのですよ、彼の足を汚してはいけないとね。
マチネー・アイドルとしての雪洲は、端正な顔立ちに加えて、東洋の神秘性やエキゾチシズムを体現する魅力的な存在であり、『チート』の白人女性を誘惑する残忍な日本人のように、悪や脅威の対象となる役柄でタイプキャストされた。宮尾は、雪洲には洗練され理知的で、神秘的にうつる魅力的な人物のイメージと、タブーとされたアメリカ白人の雑婚（異人種間結婚）に対する恐怖を体現する性的脅威のイメージという「二重性」のイメージが与えられ、それによりマチネー・アイドルになることを可能にしたと指摘している。その背景としては、1910年代のアメリカ人の日本や日本人に対するイメージとして、黄禍論や排日運動に裏打ちされる悪や経済的脅威としてのイメージと、物質的な豊かさと洗練された文化を持つイメージの2つが同時に存在していたことが挙げられており、映画史家のロバート・スクラーも雪洲がスターになれたのは「日本人に対する二面的なイメージを表現できたからである」と述べている。また、宮尾は、雪洲に性的魅力や性的脅威を与えた背景に関して、当時のアメリカ映画で白人女性が非白人の男性に性的に誘惑されたり脅威にされたりする題材がしばしば登場したことを指摘している。

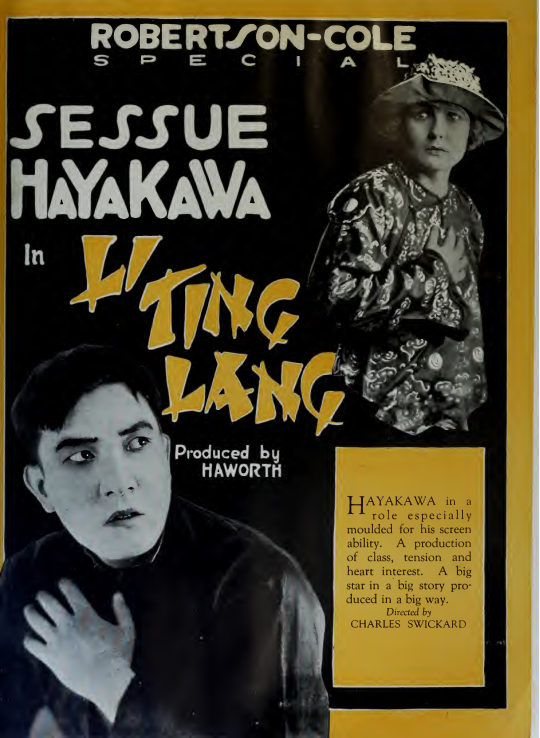
ハワース・ピクチャーズ作品『伝説の祭壇』（1920年）のポスター。

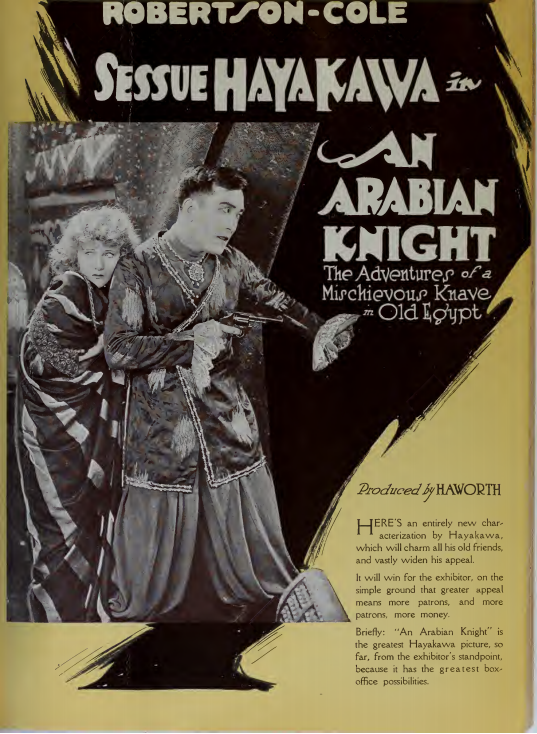
ハワース・ピクチャーズ作品『アラビアの闘士』（1920年）のポスター。

アメリカの白人女性にとって、こうした二重性のイメージを持つ雪洲はこれまでに見たことのないタイプの男性であり、彼に不思議な魅力を感じた。『チート』の公開当時の批評では、「ハヤカワがアメリカ人女性にもたらした影響には、美しく、野性的な異人種の男性とのセックスを体験したいという隠れた衝動、マゾヒズムが伴っていた」と述べられている。人種とセックスについてのタブーが、白人女性の熱狂的なファン層を生んだと語るスティーブン・ゴンは、雪洲の作品の多くは最後にヒロインを諦める設定であり、アメリカ女性たちがこのような物語を通じて「違う人種の男性との恋愛という禁断の木の実の味を味わった」と述べている。また、ゴンは雪洲のこのような役柄から「何事にも秀でた東洋人が白人のヒロインと恋に落ち、結末で彼女らのために自らを犠牲にする」というハリウッドの新しいステレオタイプが作り出されたと指摘している。宮尾も同様に、雪洲が中国人王子を演じた『伝説の祭壇』（1920年）以降は、「認められぬ異人種間恋愛のため自己を犠牲にするアジア人男性」というイメージでタイプキャストされたと指摘している。

中川織江によると、雪洲がスターになったことで、ハリウッドでは白人スター路線を方向転換して、エキゾチックでセクシーな男優を発掘し始めるようになったという。

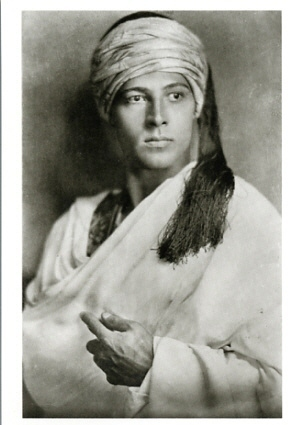
『シーク』（1921年）のルドルフ・ヴァレンティノ

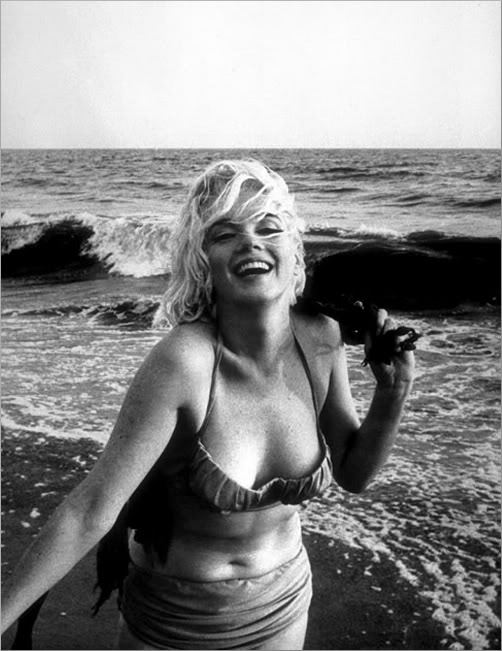
BBCによると、「マリリン・モンローは恐らくハリウッドの最も永続的なセックスシンボル」とされている。

そこで登場したのがイタリア人男優のルドルフ・ヴァレンティノであり、彼も情熱的で性的魅力があり、時には邪悪ですらあるような役柄を演じた。『シーク』（1921年）では当初オファーを受けていた雪洲に代わり、ヴァレンティノが主演を務めている。中川は、雪洲とヴァレンティノがサイレント映画時代のセクシーな「異国の男」のシンボルであったと述べている。ヴァレンティノはその時代を代表する男性アイドル俳優として名前がよくあがり、セックスシンボルの草分けといわれることもあるが、雪洲はヴァレンティノの先輩にあたる。そのため映画史家のマーク・ワナメーカーは、雪洲が最初のハリウッドの男性のセックスシンボルであり、ヴァレンティノはその2番目であると指摘している。

### 人種の障壁

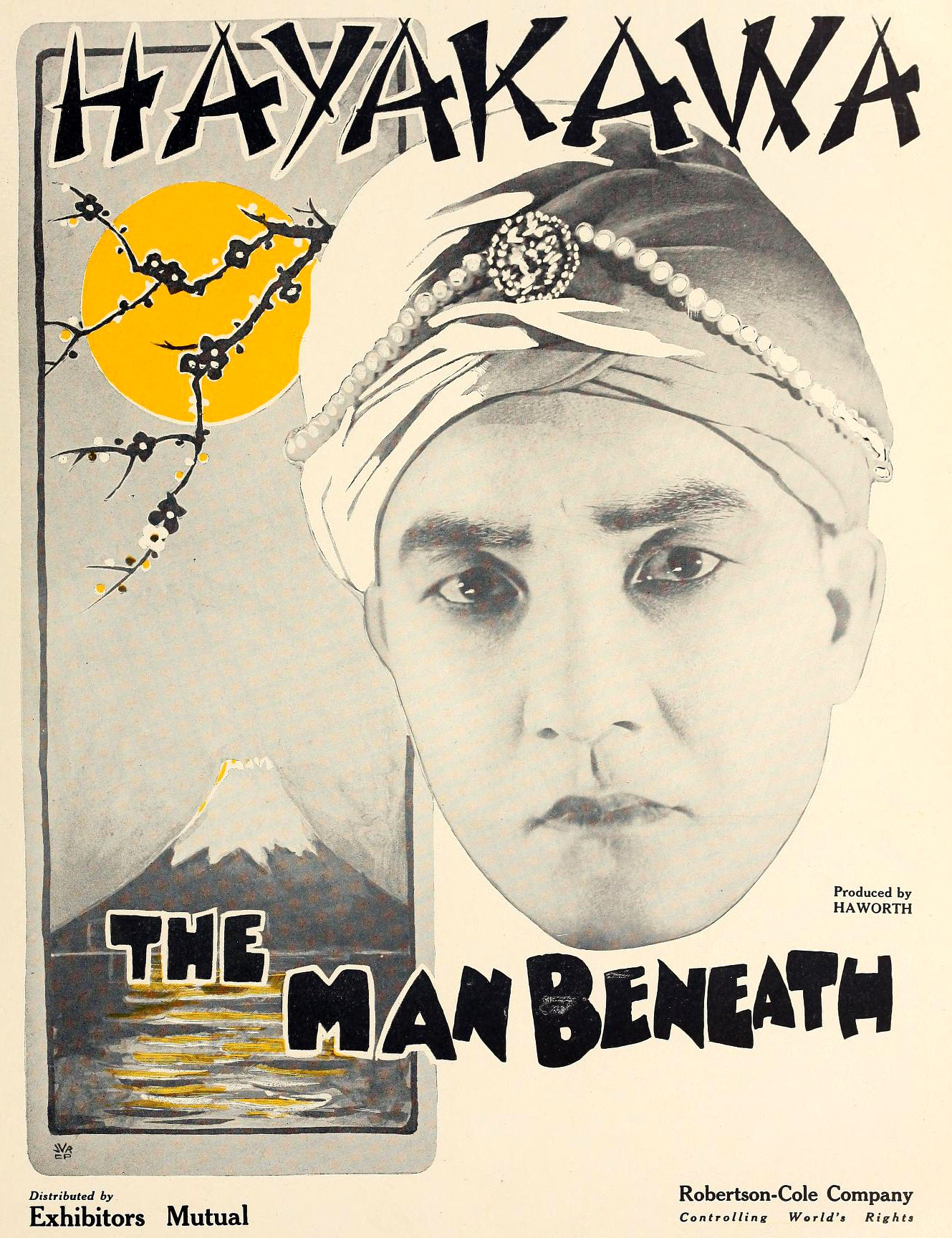
ハワース・ピクチャーズ作品『男の血』（1919年）の広告。雪洲はこの作品でインド人の博士を演じた。

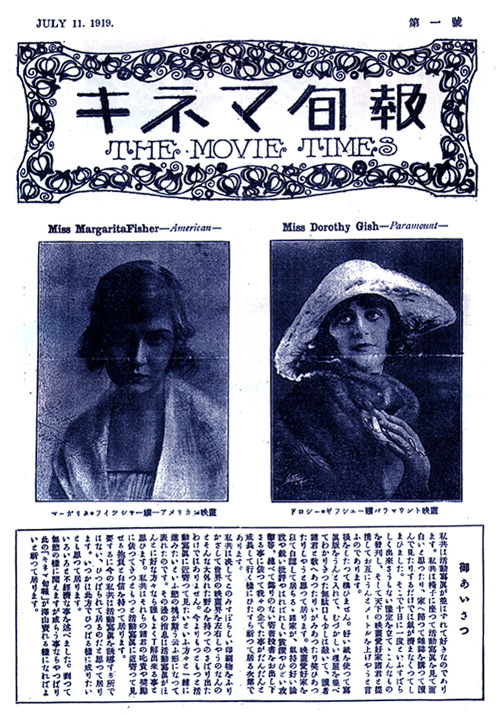
雪洲を批判したキネマ旬報

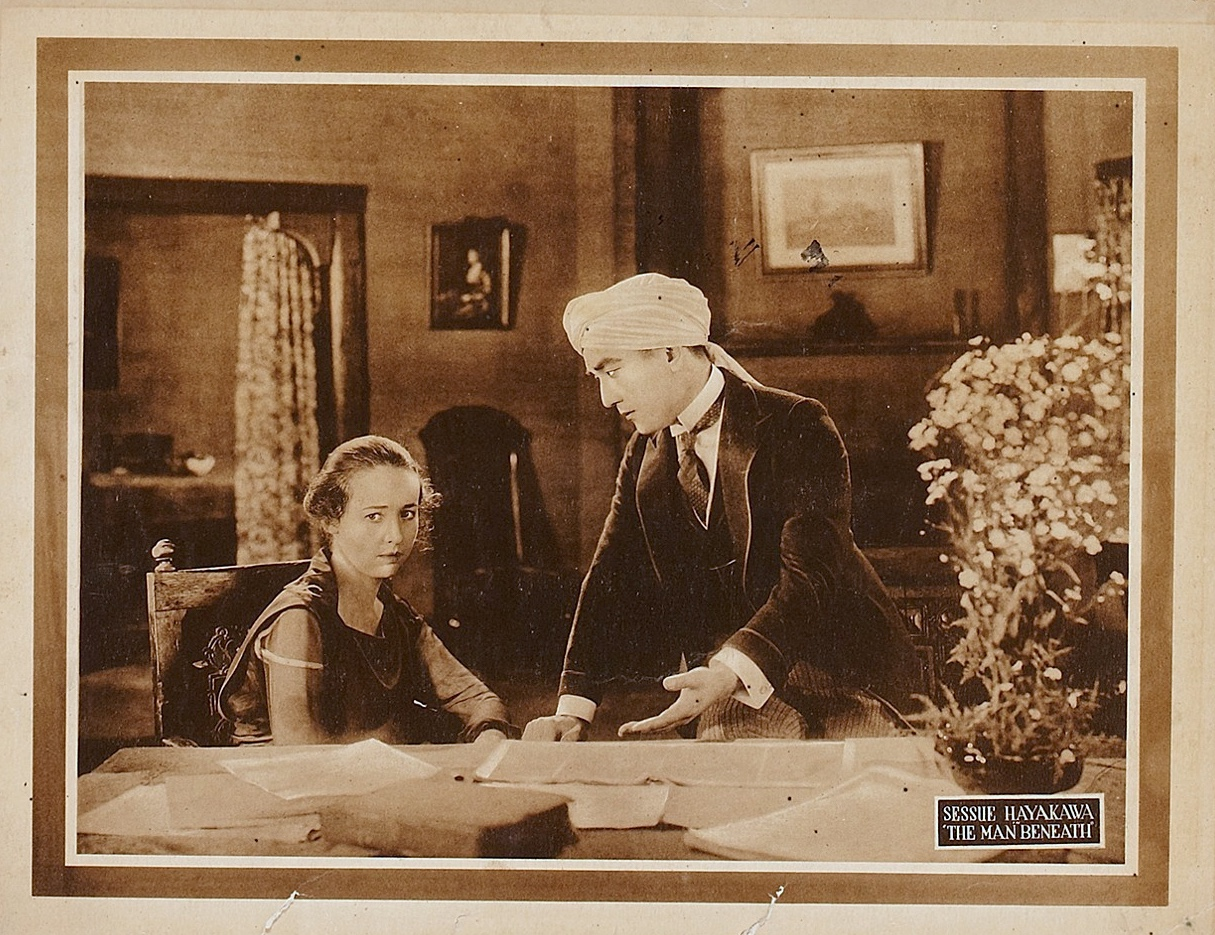
『男の血』（1919年）ロビーカード

中川は、排日感情が高まっていた1910年代のアメリカにおいて、雪洲は「白人と互角に主役を張って、アメリカ社会に根を下ろしたただひとりの日本人俳優」だったと評している。垣井は、雪洲が鶴子とともに「良くも悪くもアメリカ人の日本人に対するイメージの原型を創った」と述べている。1918年の『ムービング・ピクチャー・ワールド』誌には「早川の役柄は彼の人種の代表で、彼の民族を（米国人が）理解するのに貢献している」と書かれており、宮尾もアメリカで「俳優個人としての早川に与えられたイメージが日本人の象徴と見なされた」と指摘している。しかし、それゆえに雪洲の作品は、ステレオタイプ的な描写で日本人の誤ったイメージを与えているとして、日本人から強く批判された。1922年に『キネマ旬報』は、雪洲の主演映画全般を「白色人種特に米人等に了解できぬ為か彼の取扱ふ東洋精神は常に浅薄なものである」と批判した。

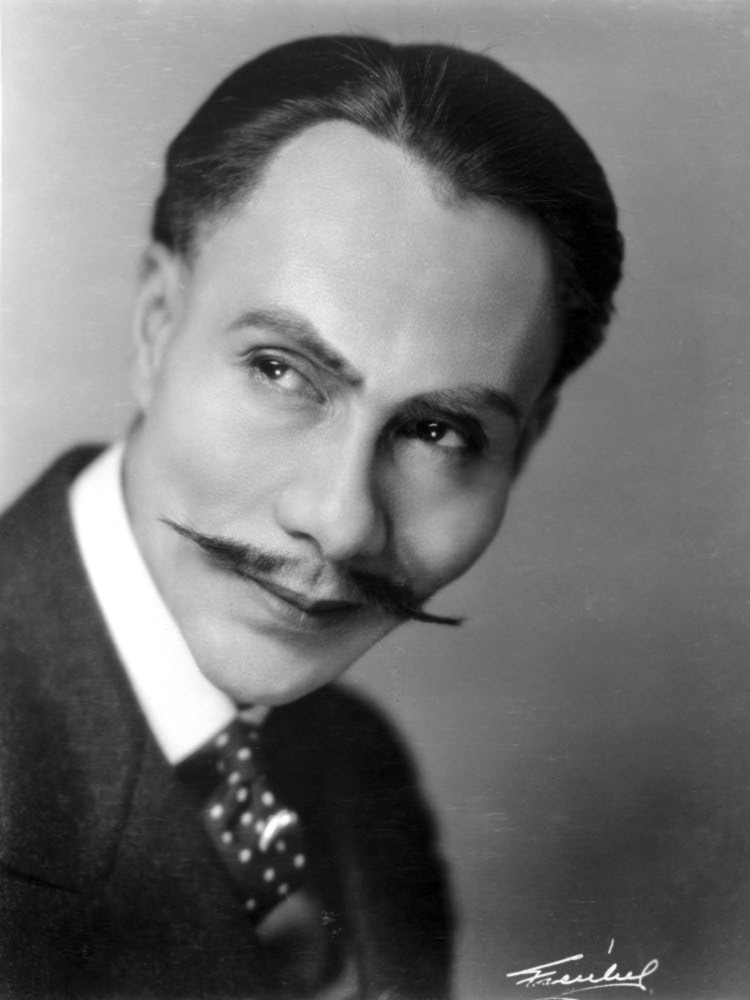
上山草人（1930年から1931年）

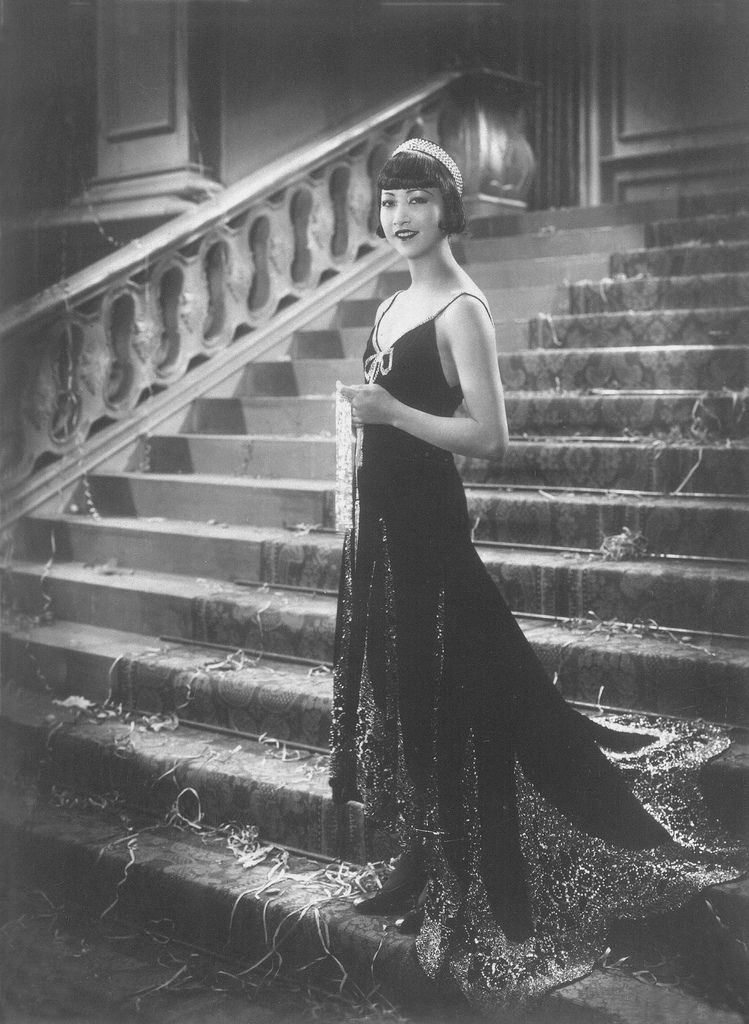
アンナ・メイ・ウォン

白人社会のハリウッドにおいて、黄色人種のアジア人俳優は悪役や白人俳優を引き立てる脇役を演じることしかできず、白人スターと同じような役柄で扱われることがほとんどなかった。雪洲は上山草人やアンナ・メイ・ウォンをはじめとする戦間期の非白人の人気俳優の中で、マチネー・アイドルとして主役を張れたただひとりの俳優ではあったものの、あくまでも正義のヒーローではなくて悪役でスターになった。そのことについて雪洲は1949年に「（正義の）ヒーローを演じることが唯一の野望」だと思いを明かしている。また1960年の回顧録でも「私は悪役を演じすぎた…」とし「一度だけでもいいから、ヒーローを演じてみたい」と綴られている。中川は、排日ムードが濃くなる時代では、黄色人種は悲劇的に描かれなければならなかったと指摘している。

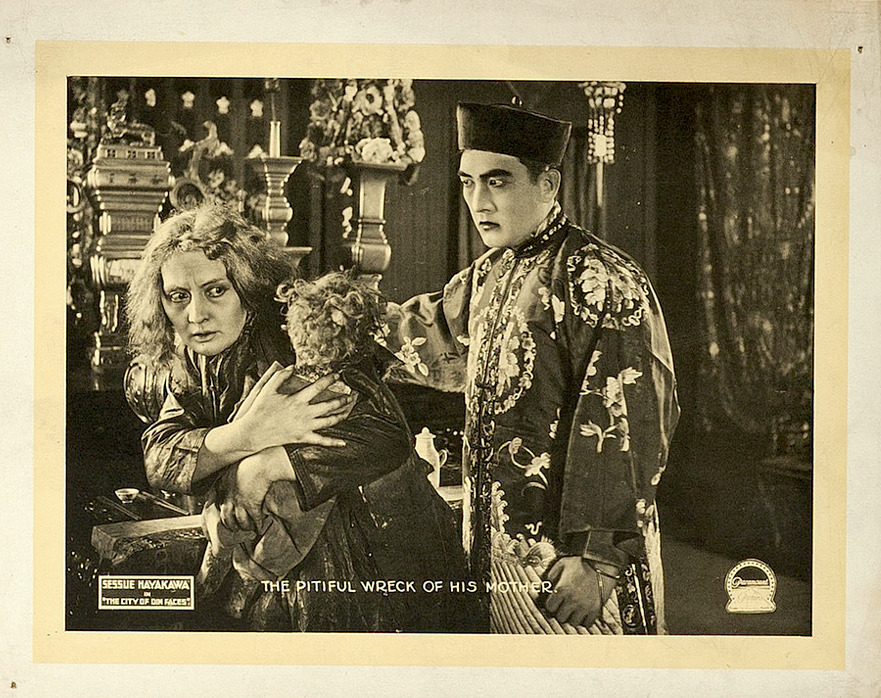
『朧ろなる町』（1918年）ロビーカード

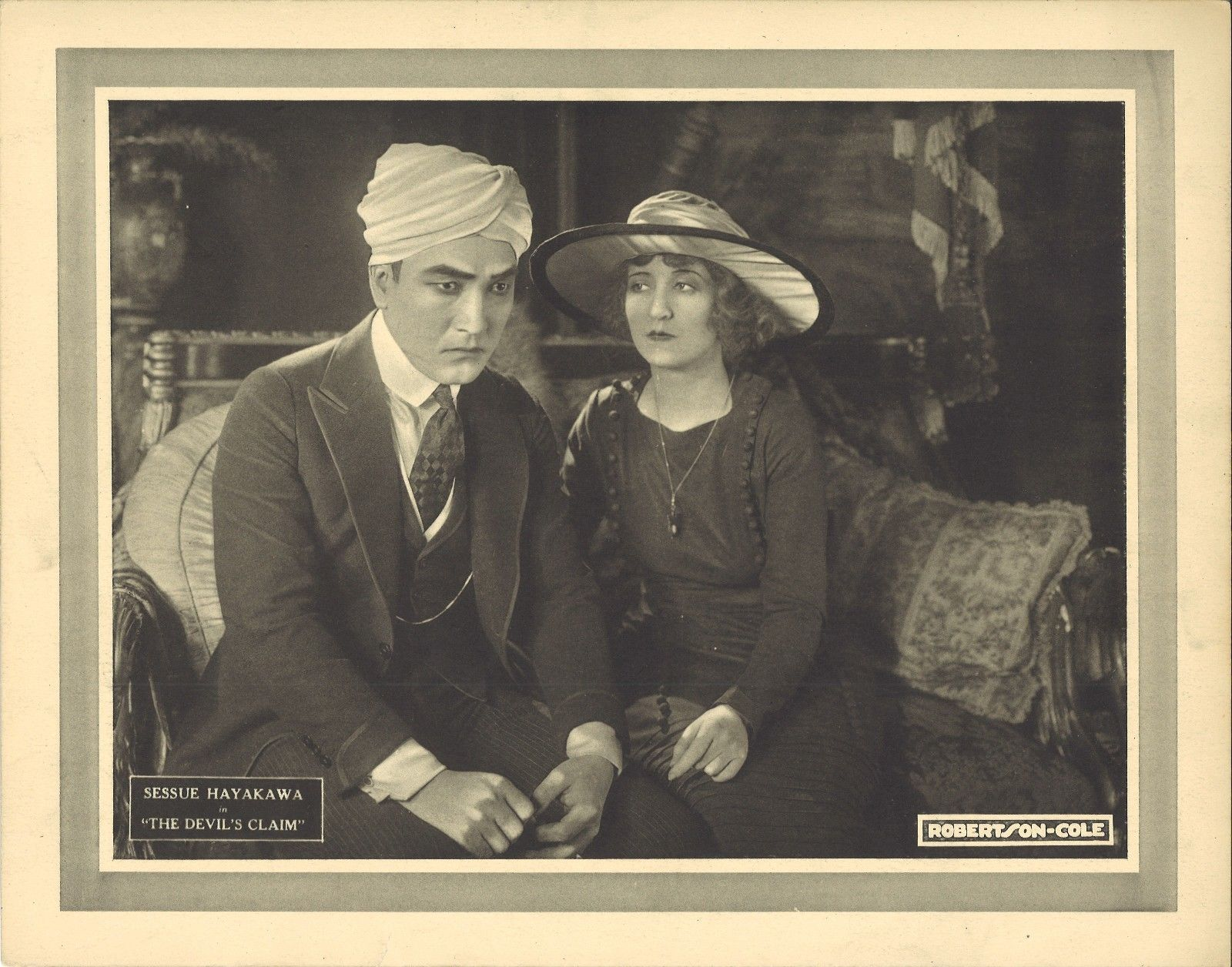
『悪魔の要求』（1920年）の雪洲とリア・ミッチェル

また、当時のアメリカ人から見て、日本人は中国人などの他の非白人と同じように扱われたため、雪洲も他の日本人俳優と同様に、日本人以外の非白人を何度も演じた。さらに、1922年に作られ始めた映画製作者の自主倫理規定ヘイズ・コードによって、映画で異人種間結婚を描くことが禁じられたため、それ以後は雪洲のステレオタイプな役柄を与えること自体が制度的に不可能となった。

### 演技

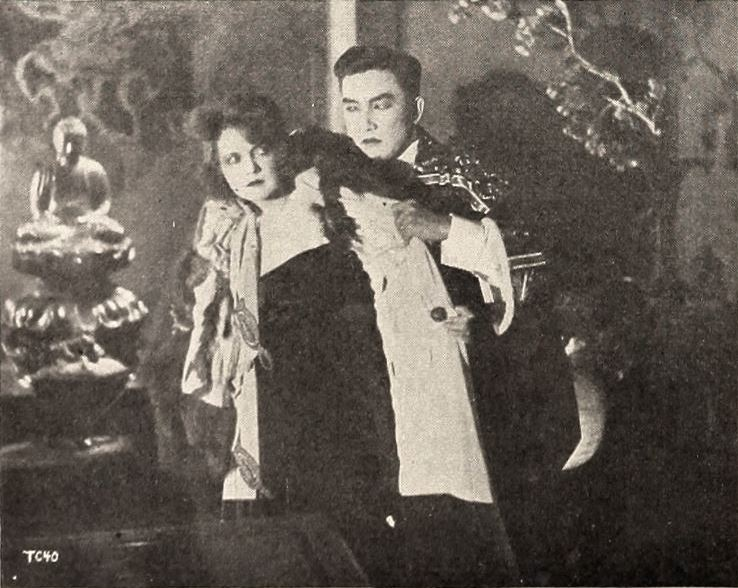
『チート』（1915年）での雪洲の抑制された演技は批評家から賞賛され、フランスでも映画俳優の原型と高く評価された。

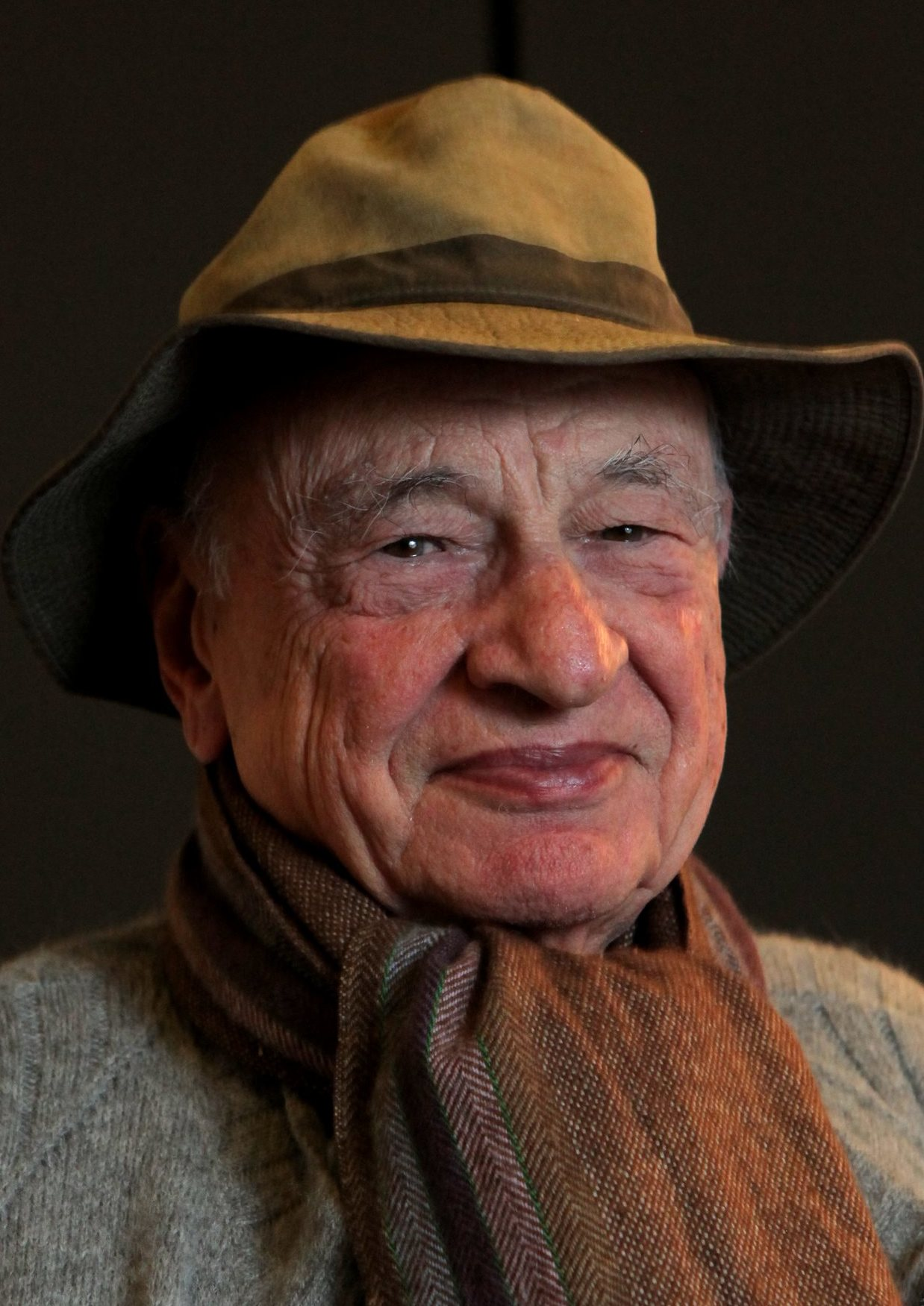
エドガール・モラン（2011年）

1910年代のサイレント映画時代の雪洲は、クローズアップの映画技法が多用し始められた当時に求められつつあった、動きを抑制した自然な演技という新しい映画の演技スタイルを確立した俳優のひとりとして評価されている。初期の映画では、大げさな身振りや表情で演技をするのが当たり前だったが、雪洲は動きを抑え、表情も「凍てついた顔」と呼ばれるほど抑えて、内面的な演技を見せた。宮尾は、この演技スタイルを「自制と抑制」と呼び、雪洲がその先駆かつ模範であると述べている。フランスの社会学者エドガール・モランも、1910年代後半に抑制された演技を見出した俳優として、アドルフ・マンジュー、エーヴ・フランシス、リリアン・ギッシュ、ノーマ・タルマッジらとともに雪洲の名前を挙げている。

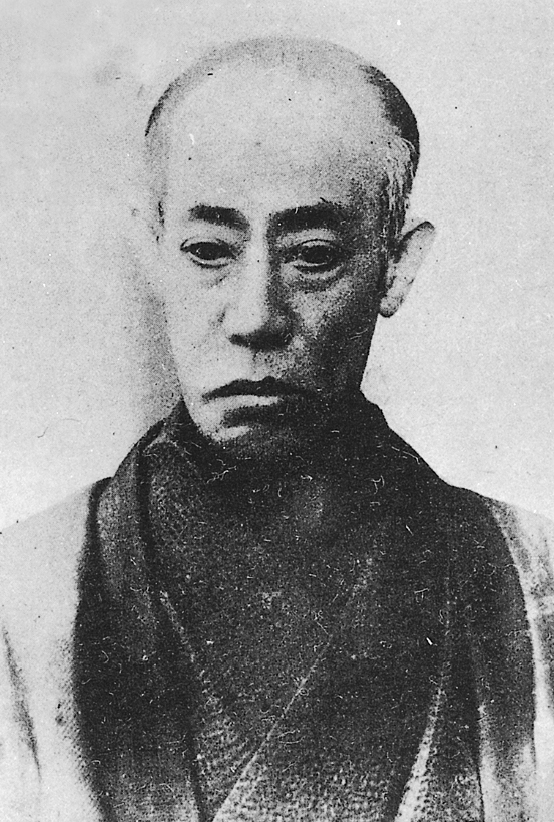
雪洲が芸を手本にしていた九代目市川團十郎

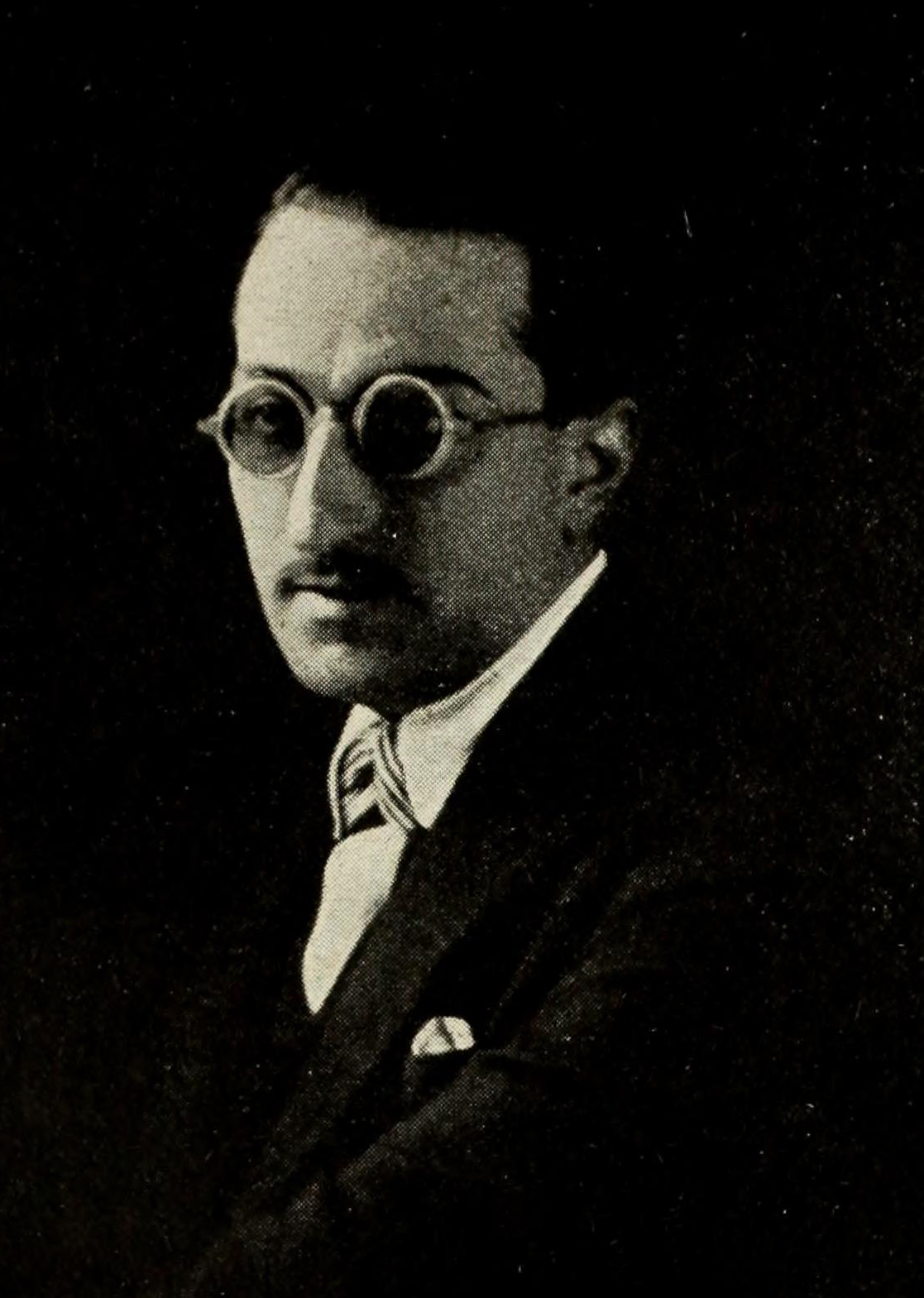
雪洲の演技を絶賛したルイ・ドゥリュック

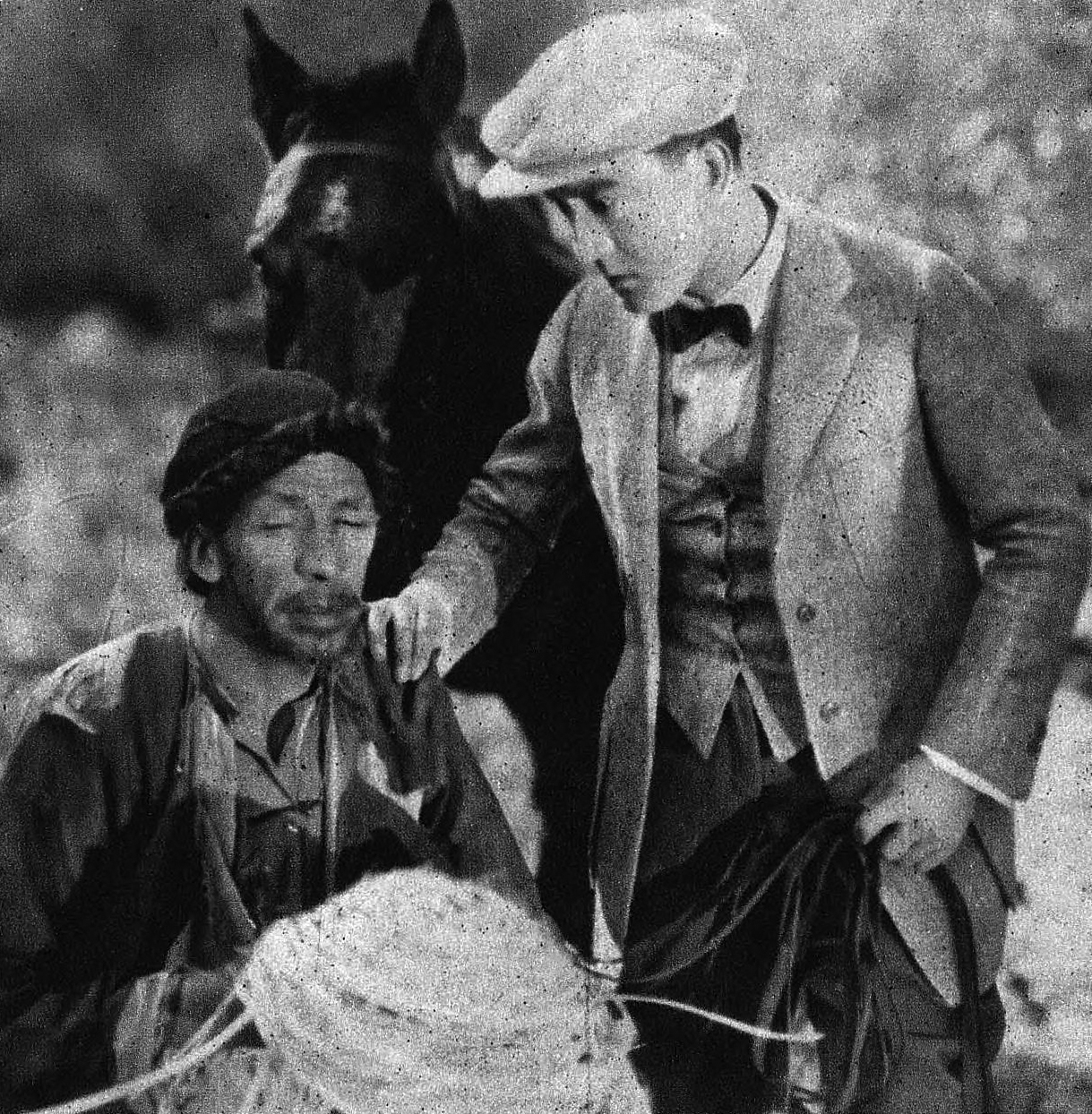
オマー・ホワイトヘッドと雪洲『朱色の画筆』（1922年）

雪洲は自身の抑制された演技を歌舞伎の腹芸と称し、九代目市川團十郎の芸を手本にしていることを明言した。腹芸になぞらえた雪洲の演技は新鮮なものとして受け止められ、批評家たちもその演技を支持し、雪洲は性格俳優としての評価を得た。とくに『チート』での演技は、ルイ・ドゥリュックなどのフランスの映画批評家から絶賛され、佐藤忠男曰く「表情を抑えた「凍てついた顔」のクローズ・アップこそが演劇では得られない映画的表現なのだ、という啓次」を彼らに与えた。モランも、映画の演技は「『チート』の雪洲の凍てついた顔で始まった」と述べている。また『チート』のセシル・B・デミル監督は、同世代のアメリカの俳優より遥かに抑制された雪洲の演技を、冗談めかして「理解出来ない」としながら「新しくて奇妙だが、今まで見た中で最高なものだ」と評価している。1920年代には雪洲の抑制された自然な演技も目新しいものではなくなり、1922年の『朱色の画筆』の演技も「自然で正統的ではあるがわざとらしい」と批判された。一方、映画史研究者の佐崎順昭は、雪洲が『戦場にかける橋』で「抑制された演技によって日本武士道のイメージを定着させた」と評している。

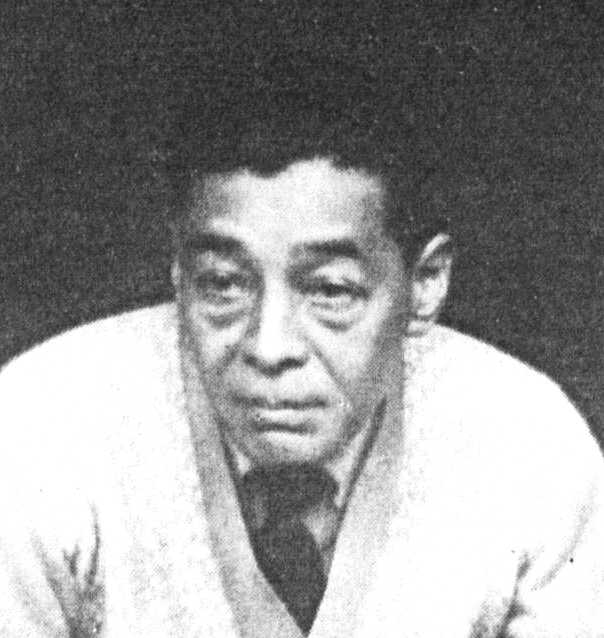
井上正夫（1928年）

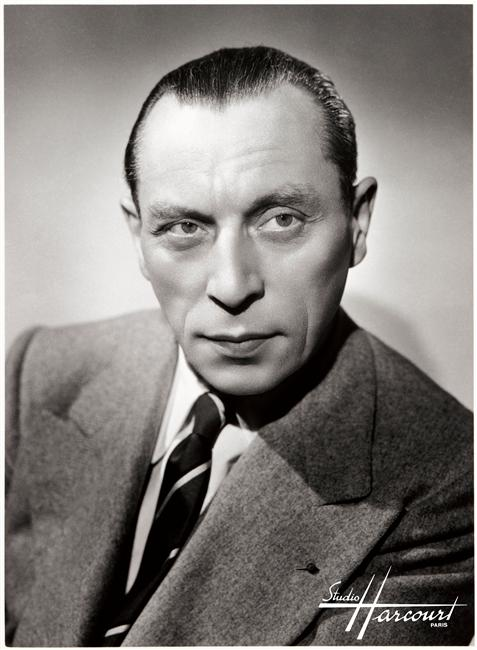
雪洲の演技に圧倒されたルイ・ジューヴェ（1947年）

日本でも、1910年代後半に映画雑誌『キネマ・レコード』の若い執筆者たちは、歌舞伎などの演劇の模倣に過ぎなかった当時の日本映画を、外国映画のスタイルや製作技術を真似して近代化することを主張していたこともあり、雪洲を当時の日本人俳優よりも映画的な演技をする俳優と高く評価した。野上によると、日本では多くの場合、演技者としての雪洲の評価はかなり低く、世界的な大スターであることは認めても、優れた演技をする名優と考える映画関係者はほとんどいなかったという。しかし、日本で名優と呼ばれた俳優たちは、雪洲の貫禄と演技に圧倒されたという。演劇界の名優と呼ばれた井上正夫も、舞台『天晴れウオング』で共演した時に、つかみどころのない雪洲の演技に恐れ感心し、その底力に脱帽したことを明かしている。フランスの名優と謳われたルイ・ジューヴェも同じようなことを語っており、『フォルフェテュール』で共演した時に、雪洲の能面のような表情の演技に圧倒され、雪洲の前では自分の演技がひどく卑小に思えてしまい、通常の演技ができなくなってしまったという。

### 称賛とレガシー

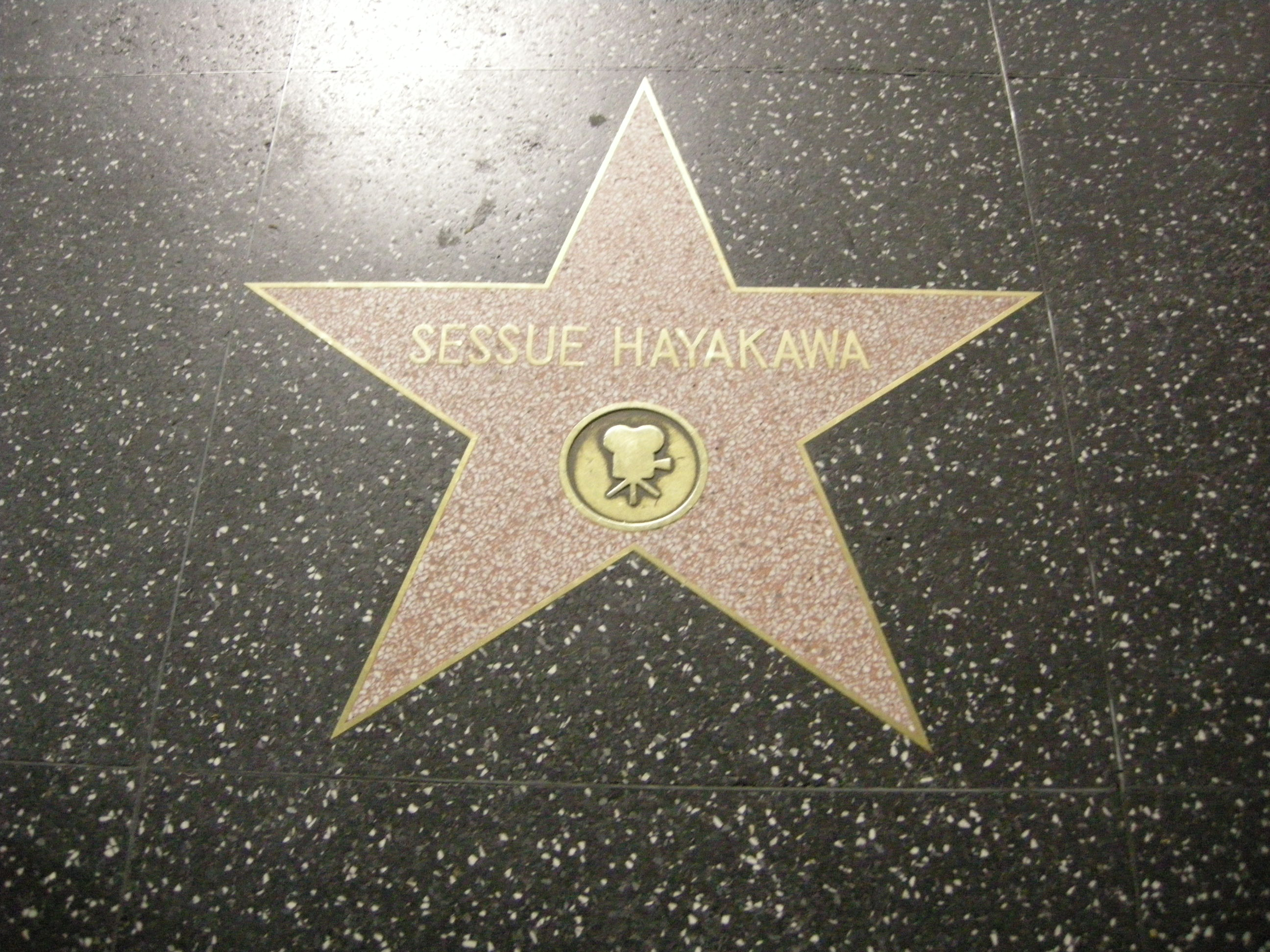
ハリウッド・ウォーク・オブ・フェームの雪洲の星。

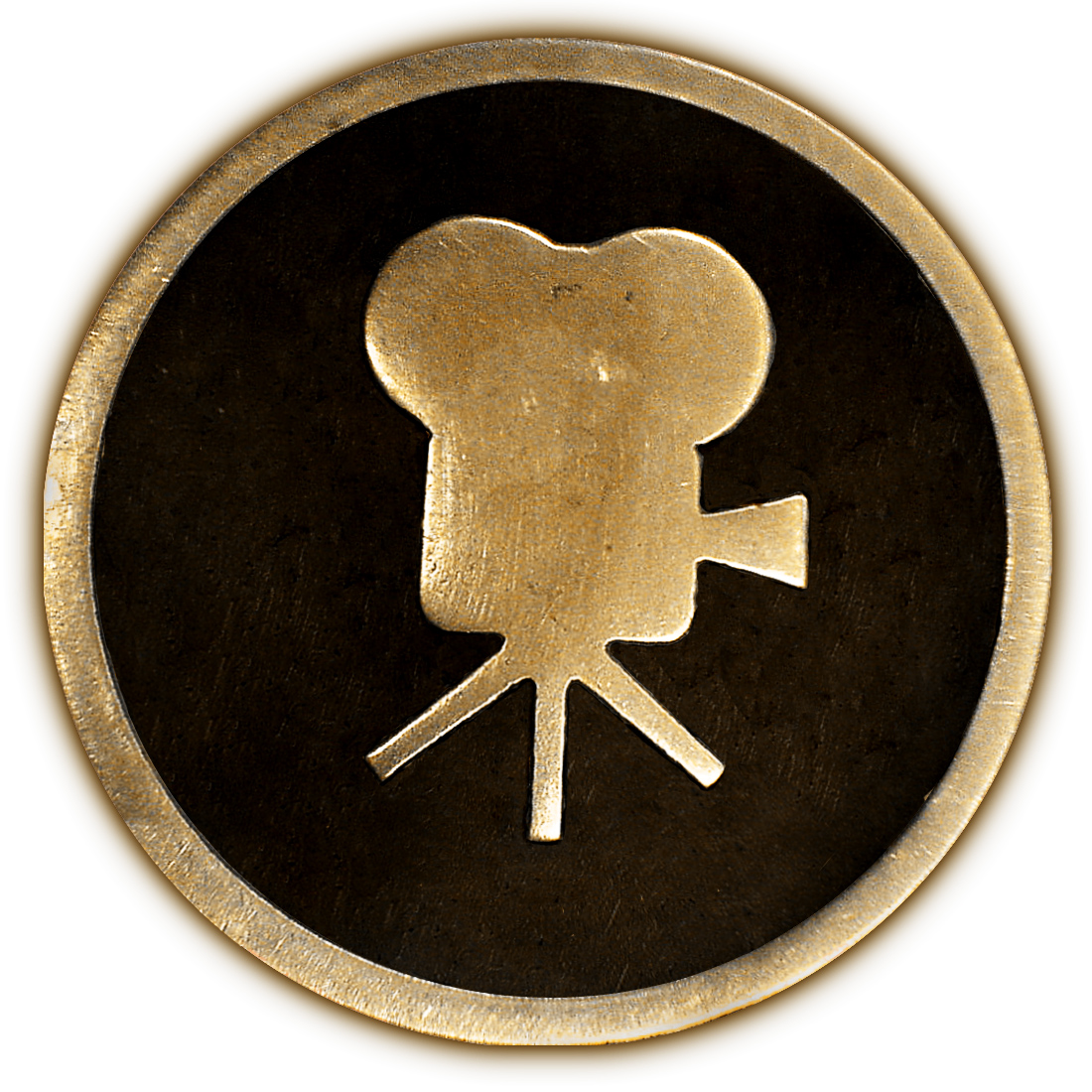
映画カメラの型

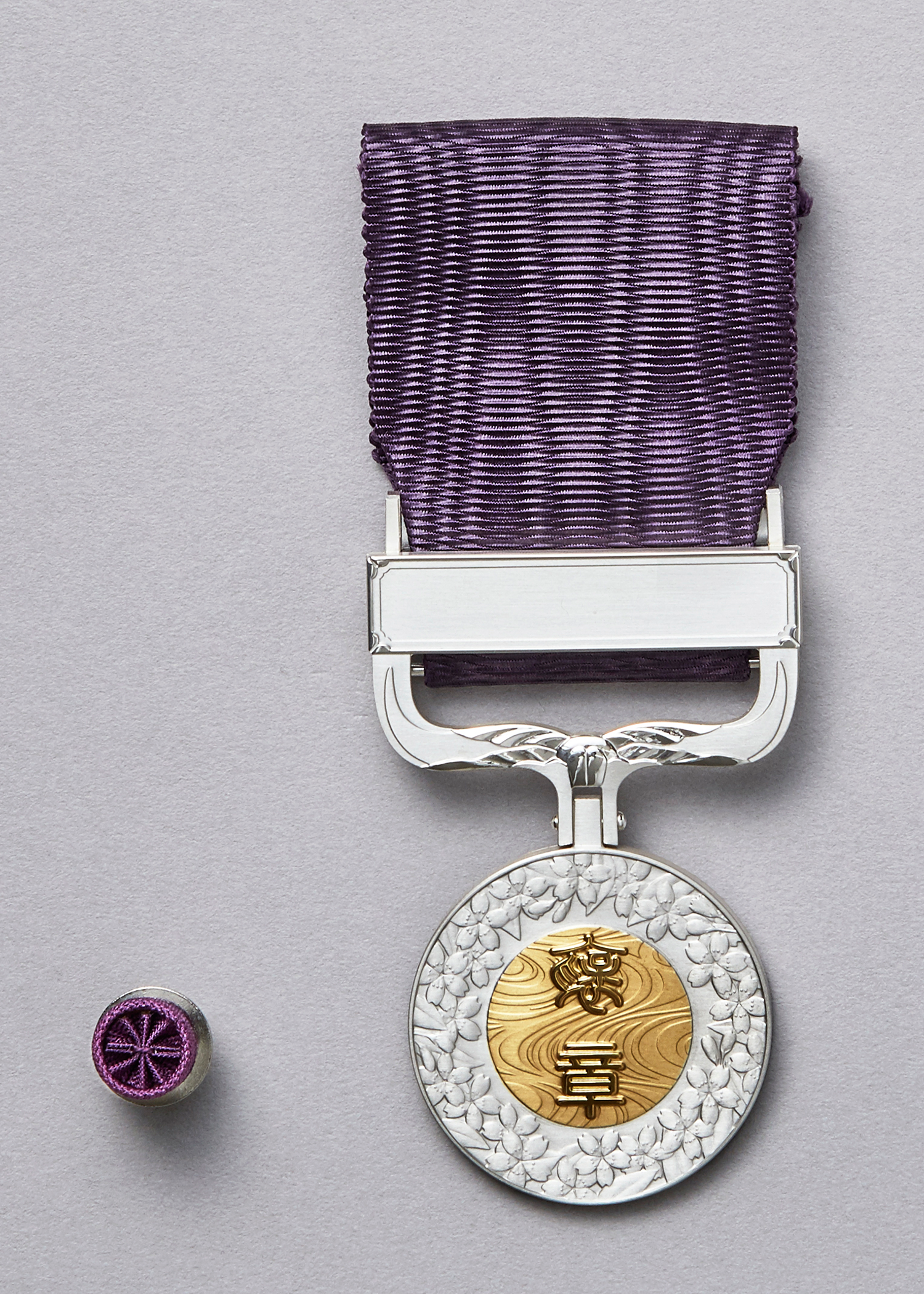
紫綬褒章の正章（右）と略綬（左）

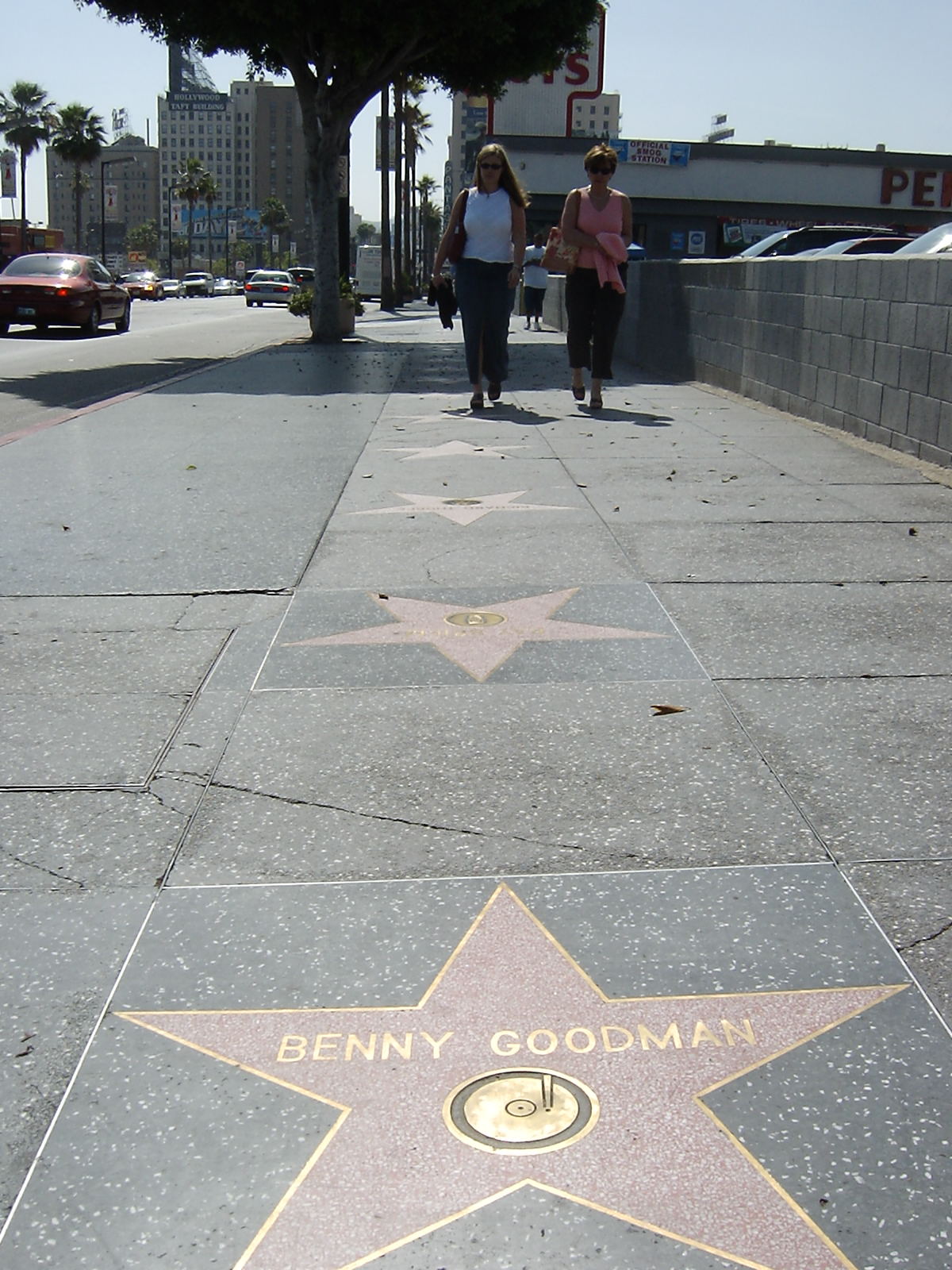
ハリウッド・ウォーク・オブ・フェーム

雪洲は生前にさまざまな栄誉を受けた。1923年5月には『ラ・バタイユ』の出演の功績をたたえて、フランス政府から芸術勲章オフィシアル・ド・アカデミーを贈られた。1958年にはニューヨーク市から名誉市民の鍵を贈られた。1960年にはハリウッド・ウォーク・オブ・フェームで映画産業への貢献に対して星を獲得し、ハリウッドのバイン通り1645番地に雪洲の名前と映画カメラの型が刻まれた星型のプレートが敷き込まれている。日本では、1952年に日本映画功労賞を受賞し、1960年に紫綬褒章、1966年に勲四等旭日小綬章を授けられた。

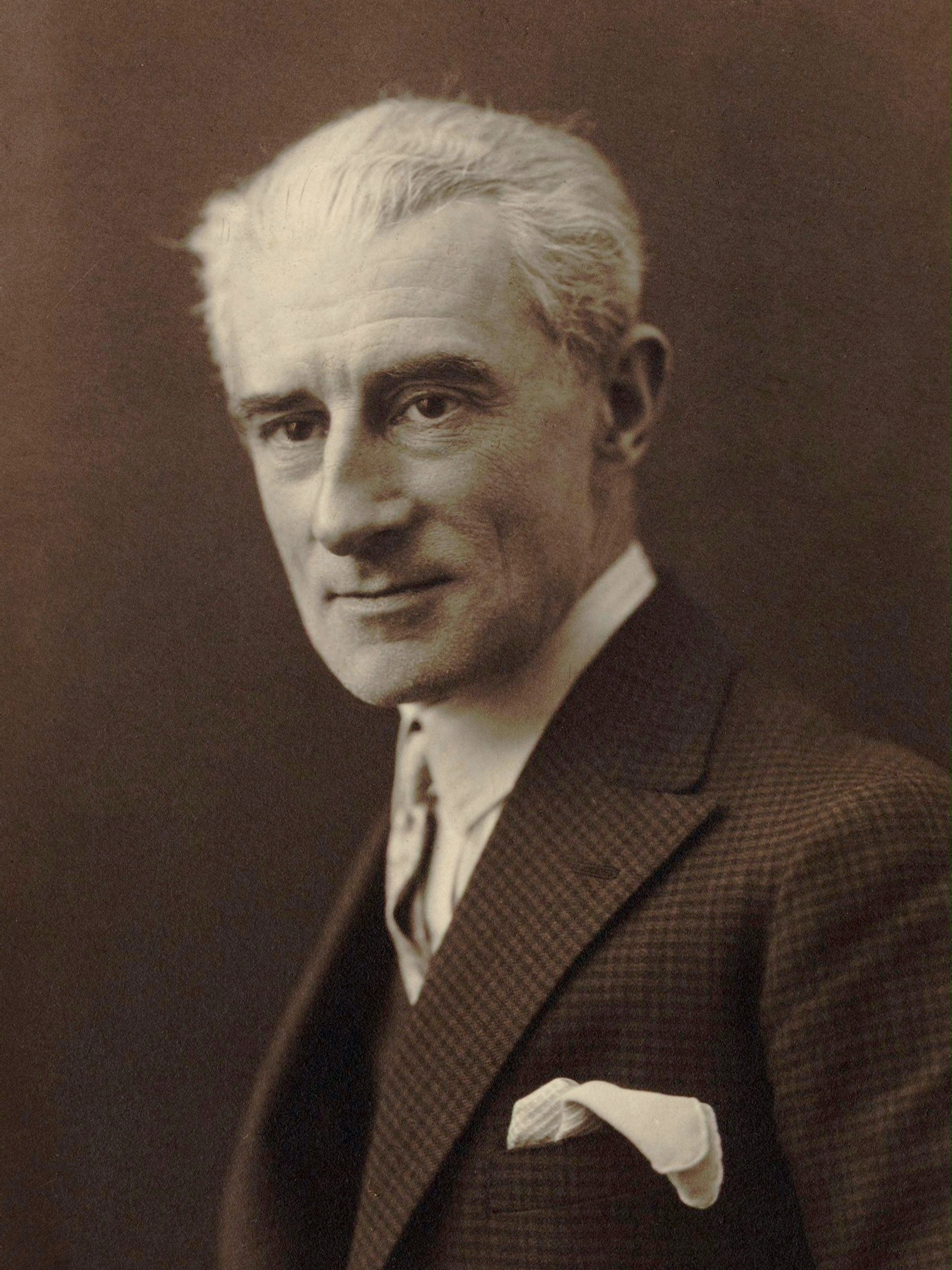
モーリス・ラヴェル（1925年）

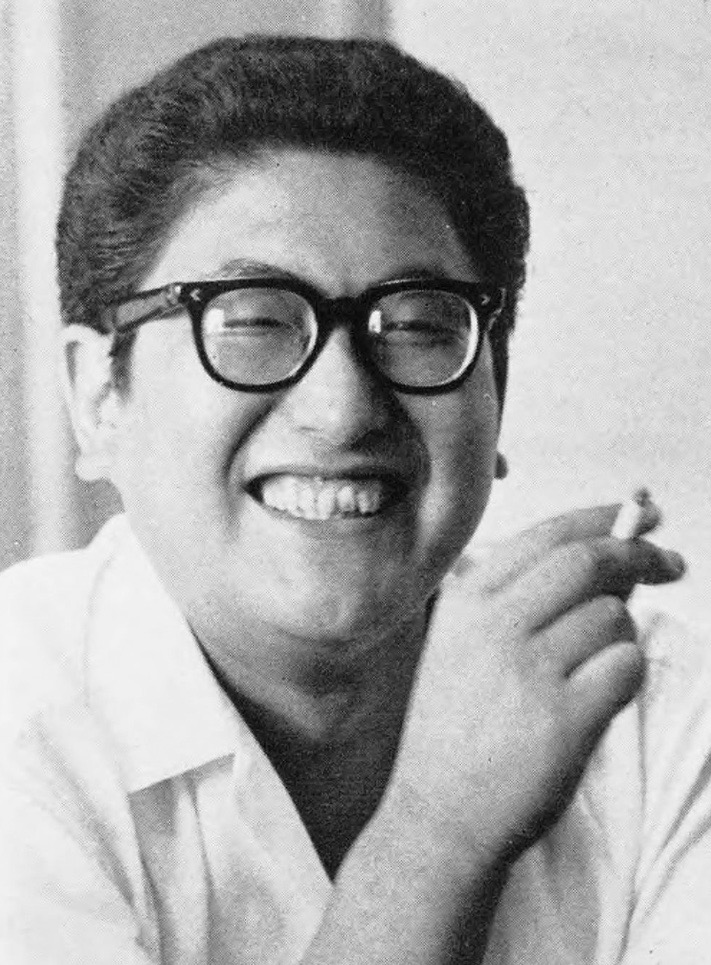
大島渚（1962年）

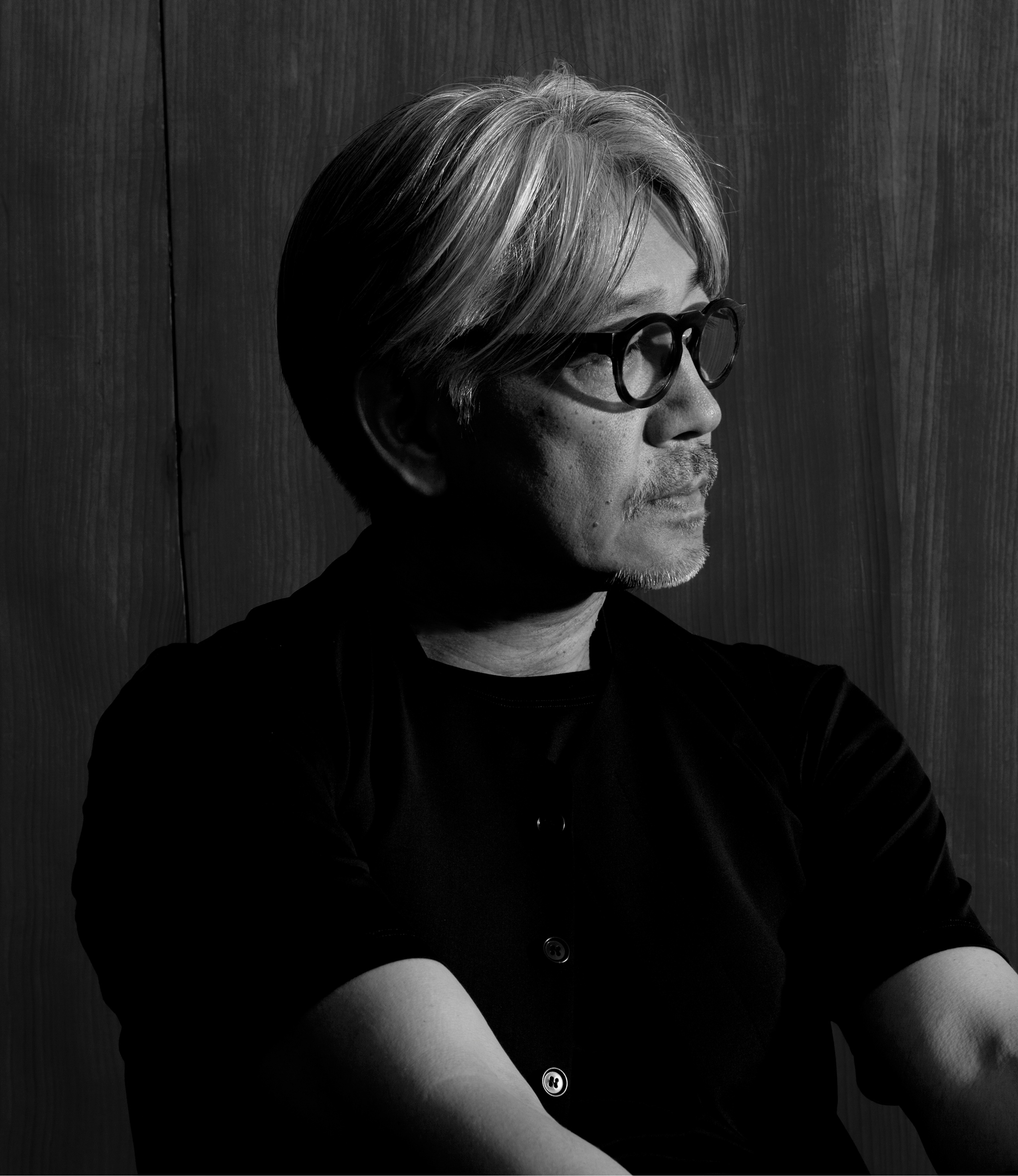
雪洲を演じる予定だった坂本龍一

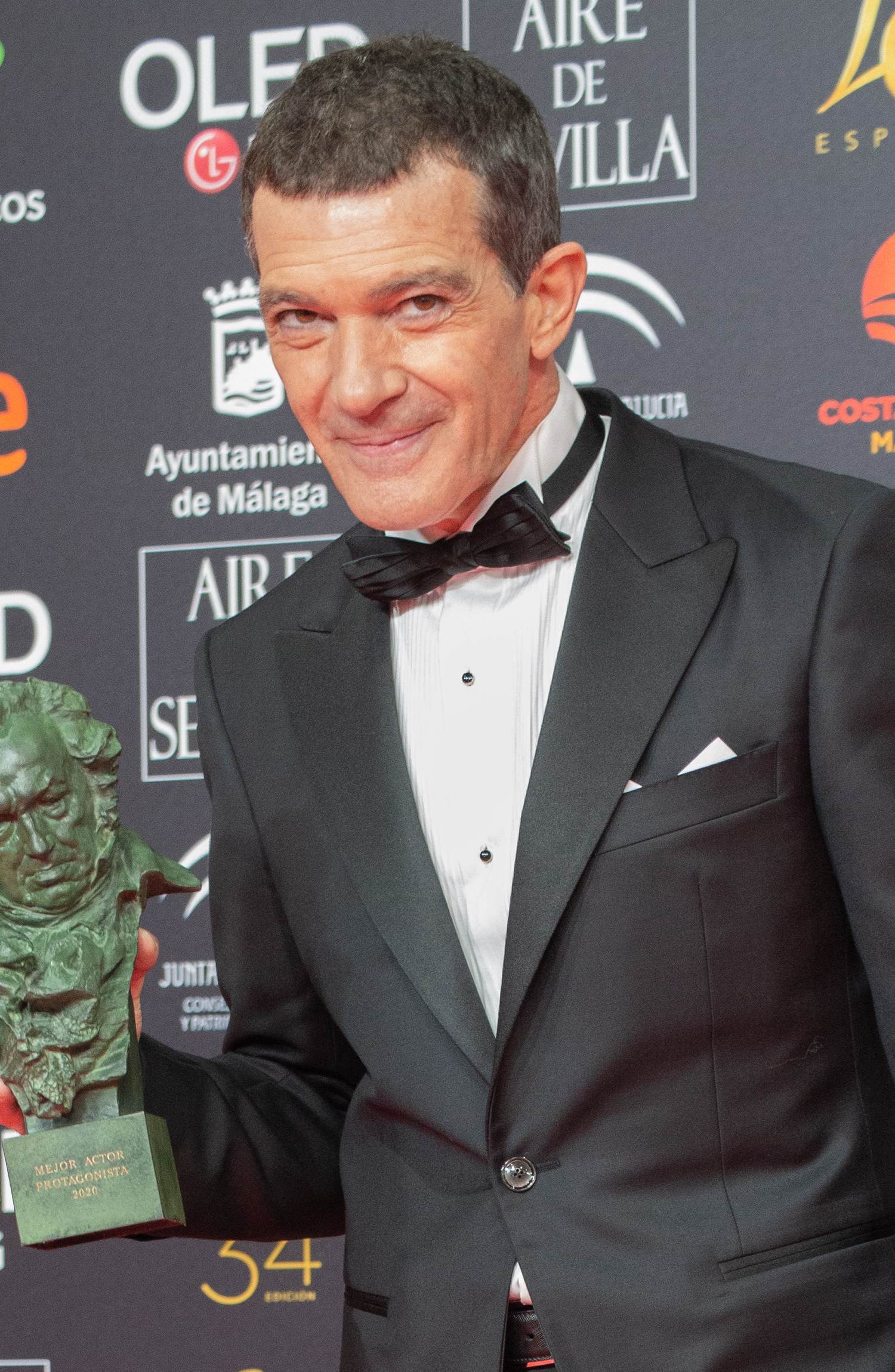
ルドルフ・ヴァレンティノを演じる予定だったアントニオ・バンデラス

1925年にモーリス・ラヴェルが発表したオペラ『子供と魔法』の第1部で登場人物のひとりの中国茶碗が歌う「ティータイムのフォックストロット」では、カスカラ、ハラキリ、雪洲、早川......と、雪洲の名前が歌詞に使われている。1988年には日本で雪洲の生涯を題材にしたミュージカル『SESSUE 雪洲』が上演され、中村雅俊が雪洲を演じた。1990年代に映画監督の大島渚は、『戦場のメリークリスマス』のプロデューサー、ジェレミー・トーマスと再び組んで、雪洲の生涯を題材にした伝記映画『ハリウッド・ゼン』の製作を計画し、雪洲役には坂本龍一、そしてルドルフ・ヴァレンティノ役にアントニオ・バンデラスを起用することを検討していたが、製作費を調達することができず頓挫した。

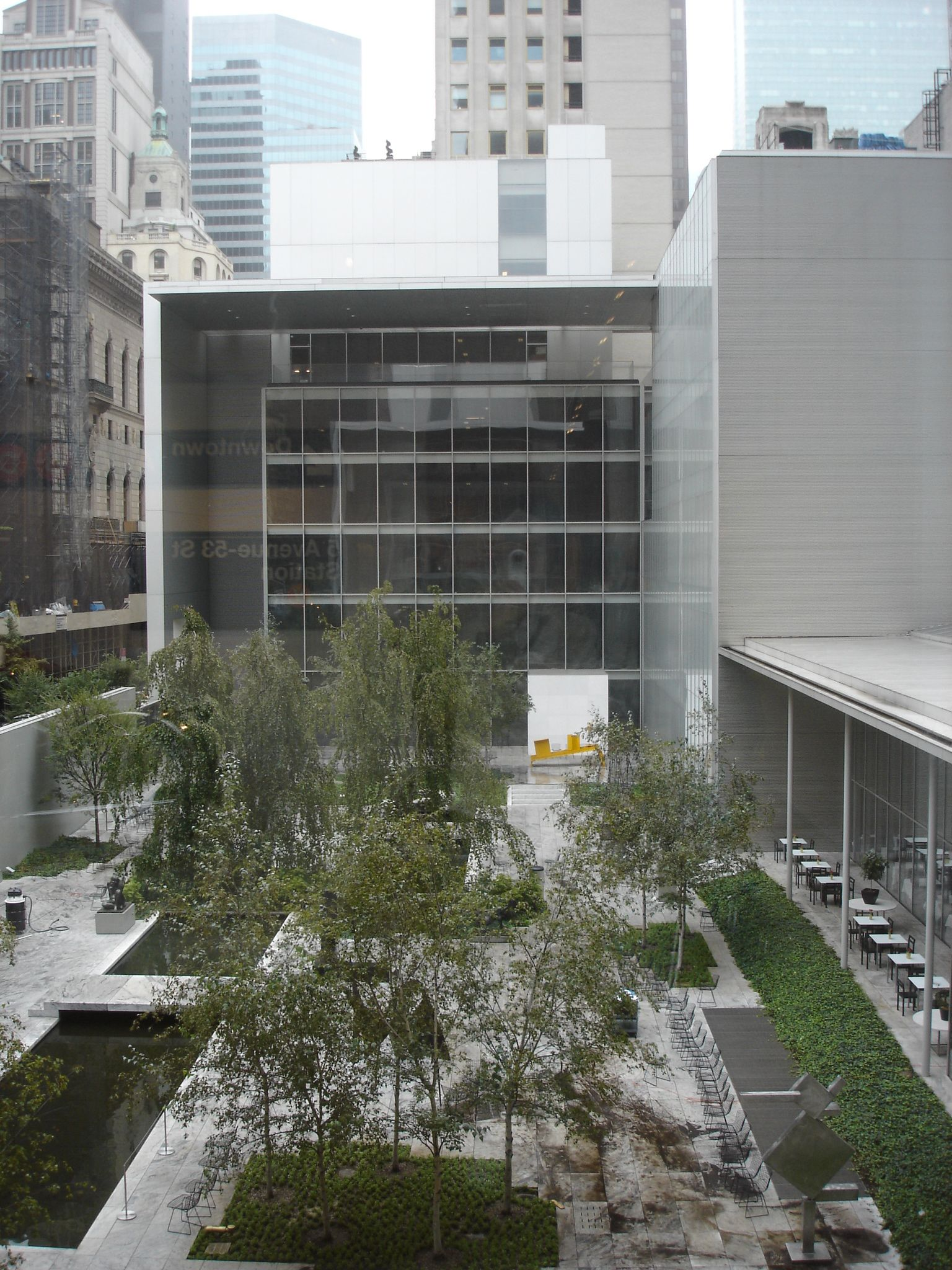
ニューヨーク近代美術館

アメリカ議会図書館のロゴ

アメリカ国立フィルム登録簿のロゴ

1997年、ロサンゼルスで雪洲の回顧展が開催され、雪洲の公私にわたる写真や撮影に使用した小道具などが展示された。2007年9月にもニューヨーク近代美術館で回顧展「Sessue Hayakawa: East and West, When the Twain Met」が開催され、16本のサイレント映画と2本のトーキーが上映された。カンヌ映画祭で長年に亘り会長職を務め、名誉会長でもあるジル・ジャコブは、2016年に雪洲の伝記小説『Un homme cruel』（残酷な男）をフランスで出版した。2020年にはアメリカのアジア系アメリカ人の歴史に焦点を当てた公共放送サービス（PBS）のドキュメンタリー・シリーズ『Asian Americans』で雪洲の生涯が取り上げられた。雪洲の出演作品のうち『チート』『蛟龍を描く人』『戦場にかける橋』の3本は、アメリカ議会図書館によってアメリカ国立フィルム登録簿に「文化的・歴史的・芸術的に重要な映画」として保存されている。

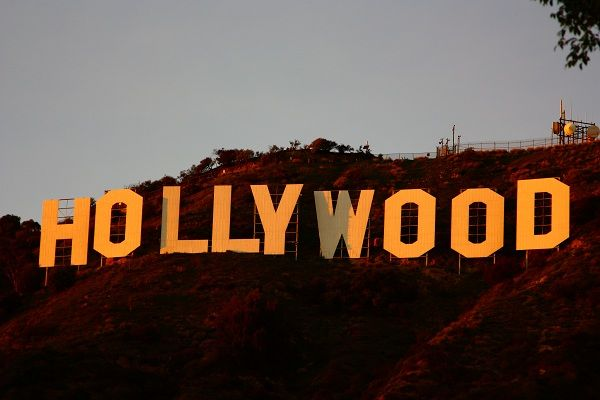
ハリウッドサイン

雪洲の永続的なレガシーは、とくにアジア系アメリカ人コミュニティにとって大きなものである。しかし、アメリカ映画史研究において、雪洲はほとんど無視されてきた。2010年にメディア専門家のカーラ・レイ・フラーは、「アジア系アメリカ人として先例となる早川のハリウッドでのキャリアで注目すべきことは、彼が映画史やスターの研究で事実上無視されているということです。…さらに、早川が自身の映画会社を設立して経営したという稀なレベルの成功に達した事実は、ハリウッドの歴史の物語における早川に関する記述の省略をさらにひどいものにした」と主張している。宮尾も1996年に、数多いアメリカ映画史研究書に雪洲の名前はほとんど登場せず、雪洲だけに焦点を当てた研究書や論文は存在しないと指摘している。宮尾は2007年に雪洲の映画のキャリアに関する最初の本格的な研究書『Sessue Hayakawa: Silent Cinema and Transnational Stardom』を刊行した。

## 出演作品一覧

### 映画
特記がない限り、以下の一覧と情報は『セッシュウ! 世界を魅了した日本人スター・早川雪洲』の「雪洲が出演した映画・舞台・テレビ」、『聖林の王 早川雪洲』の「早川雪洲作品一覧」、『Sessue Hayakawa: Silent Cinema and Transnational Stardom』の「Filmography」に基づく。
| 年     | - 邦題 - 原題                                                                | 国             | 製作会社                                                         | 役名                                | 備考 |
| ------ | ---------------------------------------------------------------------------- | -------------- | ---------------------------------------------------------------- | ----------------------------------- | --- |
| 1914年 | - おミミさん - O Mimi San                                                    | アメリカ       | ドミノ・フィルム・カンパニー                                     | ヨロトモ                            | 実質的な雪洲の映画デビュー作。短編映画。青木鶴子、トーマス・栗原と共演。 |
| 1914年 | - コートシップ・オブ・オーさん - The Courtship of O San                      | アメリカ       | ドミノ・フィルム・カンパニー                                     | ショウトク                          | 短編映画。青木鶴子、トーマス・栗原と共演。 |
| 1914年 | - ゲイシャ - The Geisha                                                      | アメリカ       | ケー・ビー・ピクチャーズ                                         | タクラ                              | 短編映画。青木鶴子、フランク・ボーゼイギ、ヘンリー・小谷、グラディス・ブロックウェルと共演。                                                                                              |
| 1914年 | - アンバサダーズ・エンボイ - The Ambassador's Envoy                          | アメリカ       | ドミノ・フィルム・カンパニー                                     | カムリ                              | 短編映画。レジナルド・バーカー監督。フランク・ボーゼイギ、トーマス・栗原と共演。 |
| 1914年 | - トラジディ・オブ・ザ・オリエント - A Tragedy of the Orient                 | アメリカ       | ブロンコ・フィルム・カンパニー                                   | カトー                              | 短編映画。レジナルド・バーカー監督。青木鶴子、フランク・ボーゼイギと共演Kato。 |
| 1914年 | - リリック・オブ・オールド・ジャパン - A Relic of Old Japan                  | アメリカ       | ドミノ・フィルム・カンパニー                                     | コト                                | 短編映画。レジナルド・バーカー監督。グラディス・ブロックウェルと2度目、青木鶴子、フランク・ボーゼイギ、ヘンリー・小谷と共演。                                                             |
| 1914年 | - 火の海 - The Wrath of the Gods                                             | アメリカ       | ドミノ・フィルム・カンパニー                                     | ヤマキ男爵                          | レジナルド・バーカー監督。青木鶴子、フランク・ボーゼイギ、トーマス・栗原、ヘンリー・小谷と共演。別邦題表記は『神々の怒り』『神の怒り』                                                    |
| 1914年 | - スター・オブ・ザ・ノース - Star of the North                               | アメリカ       | ドミノ・フィルム・カンパニー                                     | インディアン                        | 短編映画。青木鶴子と共演 |
| 1914年 | - カース・オブ・カースト - The Curse of Caste                                | アメリカ       | ドミノ・フィルム・カンパニー                                     | カトー・マツモト                    | 短編映画。レジナルド・バーカー監督。青木鶴子、トーマス・栗原と共演。 |
| 1914年 | - ビレッジ・ニース・ザ・シー - The Village 'Neath the Sea                    | アメリカ       | ドミノ・フィルム・カンパニー                                     | インディアン                        | 短編映画。青木鶴子と共演 |
| 1914年 | - デス・マスク - The Death Mask                                              | アメリカ       | ケー・ビー・ピクチャーズ                                         | ランニング・ウルフ                  | 短編映画。青木鶴子と共演 |
| 1914年 | - タイフーン - The Typhoon                                                   | アメリカ       | ドミノ・フィルム・カンパニー                                     | ニトベ・トコラモ                    | 別邦題表記は『颱風』（タイフーン）。レジナルド・バーカー監督。グラディス・ブロックウェルと3度目、青木鶴子、フランク・ボーゼイギ、トーマス・栗原、ヘンリー・小谷、レオナ・ハットンと共演。 |
| 1914年 | - セレクト・シン - The Select Sin                                            | アメリカ       | ニューヨーク・モーション・ピクチャー・カンパニー                 |                                     | 別邦題表記は『黒人の恨み』 |
| 1914年 | - ヘイトフル・ゴッド - The Hateful God                                       | アメリカ       | ケー・ビー・ピクチャーズ                                         |                                     | 短編映画。 |
| 1914年 | - ニップド - Nipped                                                          | アメリカ       | ドミノ・フィルム・カンパニー                                     | タロー・カムラ                      | 短編映画。青木鶴子、フランク・ボーゼイギと共演。 |
| 1914年 | - ヴィジル - The Vigil                                                       | アメリカ       | ドミノ・フィルム・カンパニー                                     |                                     | 短編映画。青木鶴子、トーマス・栗原と共演。 |
| 1914年 | - マザー・オブ・ザ・シャドーズ - Mother of the Shadows                       | アメリカ       | ケー・ビー・ピクチャーズ                                         |                                     | 短編映画。青木鶴子と共演 |
| 1914年 | - ラスト・オブ・ザ・ライン - The Last of the Line                            | アメリカ       | ドミノ・フィルム・カンパニー                                     | スー族酋長の息子ティアー            | 短編映画。グラディス・ブロックウェルと4度目、青木鶴子と共演。別邦題表記は『末裔』 |
| 1915年 | - アフター・ファイブ - After Five                                            | アメリカ       | ジェシー・L・ラスキー・フィーチャー・プレイ・カンパニー          | 召使オキ                            | セシル・B・デミル、オスカー・アプフェル監督。 |
| 1915年 | - ファミン - The Famine                                                      | アメリカ       | ケー・ビー・ピクチャーズ                                         | ホリショ                            | 短編映画。青木鶴子、トーマス・栗原と共演。 |
| 1915年 | - チャイナタウン・ミステリー - The Chinatown Mystery                         | アメリカ       | ブロンコ・フィルム・カンパニー                                   | ヨ・ホン                            | 短編映画。レジナルド・バーカー監督。レオナ・ハットンと2度目、青木鶴子と共演 |
| 1915年 | - クルー - The Clue                                                          | アメリカ       | ジェシー・L・ラスキー・フィーチャー・プレイ・カンパニー          | 日本人スパイ                        | ブランチ・スウィートと共演。 |
| 1915年 | - シークレット・シン - The Secret Sin                                        | アメリカ       | ジェシー・L・ラスキー・フィーチャー・プレイ・カンパニー          | 中国の薬商人リン・ホー              | ブランチ・スウィートと再共演。 |
| 1915年 | - チート - The Cheat                                                         | アメリカ       | ジェシー・L・ラスキー・フィーチャー・プレイ・カンパニー          | ヒシュル・トリ                      | セシル・B・デミル監督。ファニー・ウォードと共演。 |
| 1915年 | - テンプテーション - Temptation                                              | アメリカ       | ジェシー・L・ラスキー・フィーチャー・プレイ・カンパニー          | オペラ愛好家                        | セシル・B・デミル監督。ジェラルディン・ファーラー、セオドア・ロバーツ主演。 |
| 1916年 | - 異郷の人 - Alien Souls                                                     | アメリカ       | ジェシー・L・ラスキー・フィーチャー・プレイ・カンパニー          | 古美術商サカタ                      | 青木鶴子と共演。別邦題表記は『異邦の霊』 |
| 1916年 | - オナラブル・フレンド - The Honorable Friend                                | アメリカ       | ジェシー・L・ラスキー・フィーチャー・プレイ・カンパニー          | 日本人庭師マキノ                    | 青木鶴子と共演。 |
| 1916年 | - クラさんの心 - The Soul of Kura San                                        | アメリカ       | ジェシー・L・ラスキー・フィーチャー・プレイ・カンパニー          | トーヨー                            | マートル・ステッドマン、青木鶴子、トーマス・栗原と共演。 |
| 1916年 | - ヴィクトリア勲章 - The Victoria Cross                                      | アメリカ       | ジェシー・L・ラスキー・フィーチャー・プレイ・カンパニー          | インド人アリムーラ                  | メイベル・ヴァン・ビューレンと共演。 |

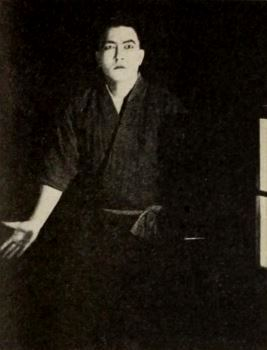
『彼の家督権』（1918年8月17日『Exhibitors Herald』誌のスチール写真）

| 1917年 | - 黒人の意気 - Each to His Kind                                              | アメリカ       | ジェシー・L・ラスキー・フィーチャー・プレイ・カンパニー          | インドの王子ラーンダ                | 青木鶴子、ヴォラ・ヴェイルと共演。 |
| 1917年 | - 徳利の鬼 - The Bottle Imp                                                  | アメリカ       | ジェシー・L・ラスキー・フィーチャー・プレイ・カンパニー          | ロパカ                              | ロバート・ルイス・スティーヴンソン原作『The Bottle Imp』の映画化。マーガレット・ルーミスが出演。                                                                                          |
| 1917年 | - ジャガーの爪 - The Jaguar's Claws                                          | アメリカ       | ジェシー・L・ラスキー・フィーチャー・プレイ・カンパニー          | パンチョ・ピラー（ジャガー）        | メイベル・ヴァン・ビューレンと2度目、フリッツィー・ブルネット、マージョリー・ドーと共演。                                                                                                 |
| 1917年 | - 男子の意気 - Forbidden Paths                                               | アメリカ       | ジェシー・L・ラスキー・フィーチャー・プレイ・カンパニー          | サトウ                              | ヴィヴィアン・マーティンと共演。別邦題表記は『禁断の道』 |
| 1917年 | - ハシムラ東郷 - Hashimura Togo                                              | アメリカ       | ジェシー・L・ラスキー・フィーチャー・プレイ・カンパニー          | ハシムラ東郷                        | メイベル・ヴァン・ビューレンと3度目、マーガレット・ルーミスと2度目、フローレンス・ヴィダー、トーマス・栗原と共演。                                                                        |
| 1917年 | - 極東の招き - The Call of the East                                          | アメリカ       | ジェシー・L・ラスキー・フィーチャー・プレイ・カンパニー          | 高田男爵                            | マーガレット・ルーミスと3度目、ジャック・ホルト、青木鶴子、ジェーン・ウルフと共演。 |
| 1917年 | - シークレット・ゲーム - The Secret Game                                     | アメリカ       | ジェシー・L・ラスキー・フィーチャー・プレイ・カンパニー          | 日本人ナラ＝ナラ                    | フローレンス・ヴィダーとジャック・ホルトとは2度目、メイム・ケルソと共演。 |
| 1918年 | - 隠されたる真珠 - The Hidden Pearls                                         | アメリカ       | フェイマス・プレイヤーズ＝ラスキー                               | トム・ガーヴィン                    | フローレンス・ヴィダーとジャック・ホルトとは3度目、マーガレット・ルーミスと4度目の共演。別邦題表記は『隠された真珠』                                                                      |
| 1918年 | - 家門の誉 - The Honor of His House                                          | アメリカ       | フェイマス・プレイヤーズ＝ラスキー                               | 伊藤オナト伯爵                      | フローレンス・ヴィダーとジャック・ホルトとは4度目、メイム・ケルソと2度目、トーマス・栗原と共演。                                                                                          |
| 1918年 | - 許すべからざる犯罪 - The White Man's Law                                   | アメリカ       | フェイマス・プレイヤーズ＝ラスキー                               | ジョン・ジェンギス                  | フローレンス・ヴィダーとジャック・ホルトとは5度目、メイム・ケルソと3度目の共演。 |
| 1918年 | - 田村の望み - The Bravest Way                                               | アメリカ       | フェイマス・プレイヤーズ＝ラスキー                               | 田村カラ                            | フローレンス・ヴィダーと6度目、ジェーン・ウルフと2度目、青木鶴子、トーマス・栗原と共演。                                                                                                  |
| 1918年 | - 朧ろなる町 - The City of Dim Faces                                         | アメリカ       | フェイマス・プレイヤーズ＝ラスキー                               | ジャン・ルン                        | ドリス・ポーン、マリン・セイスと共演。別邦題表記は『小黒い人の住める都』『薄暗い都』 |
| 1918年 | - 彼の家督権 - His Birthright                                                | アメリカ       | ハワース・ピクチャーズ・コーポレーション                         | ユキオ                              | 兼プロデューサー。マリン・セイスと2度目、メイム・ケルソと4度目、青木鶴子、メアリー・アンダーソンと共演。別邦題表記は『異郷の親』『長子相続権』                                            |
| 1918年 | - バンザイ - Banzai                                                          | アメリカ       | ハワース・ピクチャーズ・コーポレーション                         | アメリカの司令官                    | 兼プロデューサー。短編映画。1975年制作のドキュメンタリー『The Moving Picture Boys in the Great War』で映像を使用。                                                                        |
| 1918年 | - 薄暗の寺 - The Temple of Dusk                                              | アメリカ       | ハワース・ピクチャーズ・コーポレーション                         | 詩人アキラ                          | 兼プロデューサー。ジェーン・ノヴァク、シルビア・ブリーマー、子役のメアリー・ジェーン・アーヴィングと共演。別邦題表記は『黄昏の寺院』『黄泉の国』『陰府の寺』                              |
| 1918年 | United States Fourth Liberty Loan Drive                                      | アメリカ       |                                                                  | 本人                                | 第一次大戦でアメリカの第4回自由公債購入促進運動を描いた短編。フランク・ロイド監督。ドロシー・ダルトン、ウィリアム・ファーナム、メアリー・ピックフォードらが出演。                         |
| 1919年 | - 明暗の人 - A Heart in Pawn                                                 | アメリカ       | ハワース・ピクチャーズ・コーポレーション                         | トオヤマ                            | 兼プロデューサー。フローレンス・ヴィダーと7度目、ヴォラ・ヴェイルと2度目、青木鶴子と共演。別邦題表記は『心の抵当』『人質の心』『把はれし心』                                              |
| 1919年 | - 勇気ある卑怯者 - The Courageous Coward                                     | アメリカ       | ハワース・ピクチャーズ・コーポレーション                         | 日本人スキ・イオタ                  | 兼プロデューサー。藤田東洋、青木鶴子と共演。別邦題表記は『勇敢なる臆病者』 |
| 1919年 | - 恩に感じて - His Debt                                                      | アメリカ       | ハワース・ピクチャーズ・コーポレーション                         | 森山ゴロー                          | 兼プロデューサー。ジェーン・ノヴァクと再共演。別邦題表記は『男を感じて』『彼の負債』 |
| 1919年 | - 男の血 - The Man Beneath                                                   | アメリカ       | ハワース・ピクチャーズ・コーポレーション                         | インド人アシュトール博士            | 兼プロデューサー。ポーリン・カーリー、ヘレン・ジェローム・エディと共演。別邦題表記は『マン・ベニース』                                                                                    |
| 1919年 | - 灰色の地平線 - The Gray Horizon                                            | アメリカ       | ハワース・ピクチャーズ・コーポレーション                         | 画家ヤノ・マサタ                    | 兼プロデューサー。子役のメアリー・ジェーン・アーヴィングと2度目、青木鶴子、アイリーン・パーシーと共演。別邦題表記は『血の力』                                                             |
| 1919年 | - 蛟龍を描く人 - The Dragon Painter                                          | アメリカ       | ハワース・ピクチャーズ・コーポレーション                         | 天才画家タツ                        | 兼プロデューサー。藤田東洋は2度目、青木鶴子と共演。別邦題表記は『龍の絵師』 |
| 1919年 | - 桜の光 - Bonds of Honor                                                    | アメリカ       | ハワース・ピクチャーズ・コーポレーション                         | 軍人ヤマシロウ、遊び人サダオ（2役） | 兼プロデューサー。マリン・セイスと藤田東洋は3度目、青木鶴子、ダマール・ゴドウスキーと共演。                                                                                               |
| 1919年 | - 輝く公爵 - The Illustrious Prince                                          | アメリカ       | ハワース・ピクチャーズ・コーポレーション                         | マイヨ公爵                          | 兼プロデューサー。藤田東洋は4度目、メーベル・ボーリンと共演。 |
| 1919年 | - トング・マン - The Tong Man                                                | アメリカ       | ハワース・ピクチャーズ・コーポレーション                         | 中国人マフィアのルク・チェン        | 兼プロデューサー。ヘレン・ジェローム・エディと2度目、藤田東洋と5度目の共演。別邦題表記は『死線の勇者』                                                                                    |
| 1920年 | - 奮起の王国 - The Beggar Prince                                             | アメリカ       | ハワース・ピクチャーズ・コーポレーション                         | 王子、漁師ニッキ（2役）             | 兼プロデューサー。ベアトリス・ラ・プラント、そしてアイリーン・パーシー（『灰色の地平線』1919年）の姉、テルマ・パーシーと共演。別邦題表記は『乞食王子』『王子と乞食』                      |
| 1920年 | - 阿修羅の如く - The Brand of Lopez                                          | アメリカ       | ハワース・ピクチャーズ・コーポレーション                         | バスコ・ロペス                      | 兼プロデューサー。子役のメアリー・ジェーン・アーヴィングと3度目、フローレンス・ターナーと共演。                                                                                           |
| 1920年 | - 悪魔の要求 - The Devil's Claim                                             | アメリカ       | ハワース・ピクチャーズ・コーポレーション                         | アクバル・カーン、ハッサン（2役）   | 兼プロデューサー。コリーン・ムーア、リア・ミッチェルと共演。 |
| 1920年 | - 伝説の祭壇 - Li Ting Lang                                                  | アメリカ       | ハワース・ピクチャーズ・コーポレーション                         | 中国の王子リー・チン・ラン          | 兼プロデューサー。ドリス・ポーンと再共演。別邦題表記は『リー・チン・ラン』 |
| 1920年 | - アラビアの闘士 - An Arabian Knight                                         | アメリカ       | ハワース・ピクチャーズ・コーポレーション                         | アーメッド                          | 兼プロデューサー。リリアン・ホール、ジーン・アッカー、マリー・ペイヴィスと共演。 |
| 1921年 | - 怒髪天を衝いて - The First Born                                            | アメリカ       | ハヤカワ・フィーチャー・プレイ・カンパニー                       | チャン・ワン                        | 兼プロデューサー。ヘレン・ジェローム・エディと3度目、マリー・ペイヴィスと2度目、アンナ・メイ・ウォンと共演。                                                                              |
| 1921年 | - 黒薔薇 - Black Roses                                                       | アメリカ       | ハヤカワ・フィーチャー・プレイ・カンパニー                       | 園芸家ヨダ                          | 兼プロデューサー。マートル・ステッドマンと2度目、藤田東洋と6度目、青木鶴子と共演。別邦題表記は『黒いバラ』                                                                                |
| 1921年 | - 男一匹の意地 - Where Lights Are Low                                        | アメリカ       | ハヤカワ・フィーチャー・プレイ・カンパニー                       | 中国の王子ツー・シー                | 兼プロデューサー。藤田東洋と7度目、関操と共演。 |
| 1921年 | - スワンプ - The Swamp                                                       | アメリカ       | ハヤカワ・フィーチャー・プレイ・カンパニー                       | ワン                                | 兼原作、プロデューサー。別邦題表記は『沼』。ベッシー・ラヴ、名子役のフランキー・リーと共演。                                                                                              |
| 1922年 | - かげろふの命 - Five Days to Live                                           | アメリカ       | ロバートソン・コール・ピクチャーズ                               | 中国人彫刻家タイ・レング            | 別邦題表記は『陽炎の生命』『5日間の生命』。関操と2度目、藤田東洋と8度目、青木鶴子と共演。                                                                                                 |
| 1922年 | - 朱色の画筆 - The Vermilion Pencil                                          | アメリカ       | ロバートソン・コール・ピクチャーズ                               | リー・チャ、強欲な男（2役）         | ベッシー・ラヴと2度目、関操と3度目、アン・メイと共演。 |
| 1922年 | - ナイト・ライフ・イン・ハリウッド - Night Life in Hollywood                 | アメリカ       | マエスチャー・プロダクション                                     | 本人                                | 主演はゲイル・ヘンリー ほか。青木鶴子やベッシー・ラヴが本人役で出演。 |
| 1923年 | - ラ・バタイユ - La Bataille                                                 | フランス       | フィルム・ダール社                                               | ヨリサカ侯爵                        | 兼監督（エドゥアール＝エミール・ヴィオレと共同監督）。青木鶴子、ジナ・パレルムと共演。 |
| 1924年 | - 愛国の軍使 - The Great Prince Shan                                         | イギリス       | ストール・ピクチャー・プロダクション                             | シャン王子                          | アイビー・デューク、青木鶴子と共演。別邦題表記は『光輝ある王子』 |
| 1924年 | - セン・ヤンズ・ディヴォーション - Sen Yan's Devotion                        | イギリス       | ストール・ピクチャー・プロダクション                             | 中国人セン・ヤン                    | 青木鶴子、フレッド・レインナムと共演。 |
| 1924年 | - 犠牲 - J'ai tué!（I Have Killed）                                          | フランス       | フィルムズ・タイラ                                               | 古美術収集家ヒデオ                  | 兼監督（ロジェ・リオンと共同監督）。ユゲット・デュフロ、シモーヌ・マルイユと共演。 |
| 1929年 | - 大和魂 - The Man Who Laughed Last                                          | アメリカ       | ワーナー・ブラザース                                             | 日本青年オトヤ                      | 兼原作。雪洲の最初のトーキー。短編映画。ルシール・ローテルと共演。 |
| 1931年 | - ダグラスの世界一周 - Around the World in 80 Minutes with Douglas Fairbanks | アメリカ       | ユナイテッド・アーティスツ                                       | 本人                                | 監督はヴィクター・フレミング、製作・主演のダグラス・フェアバンクスと共演。上山草人も出演。                                                                                                |

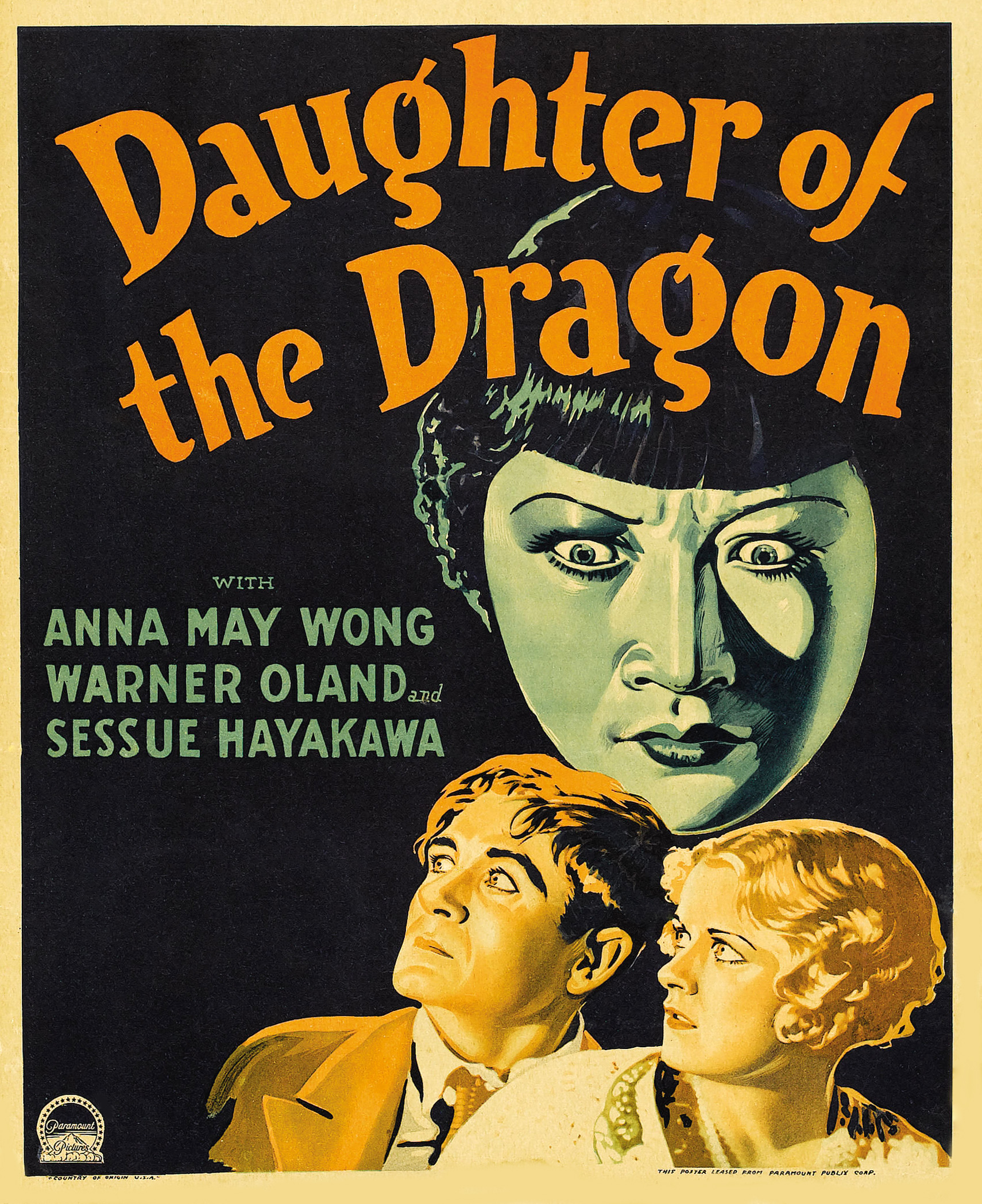
『龍の娘』（1931年）のポスター。

| 1931年 | - 龍の娘 - Daughter of the Dragon                                            | アメリカ       | パラマウント・ピクチャーズ                                       | 探偵アー・キー                      | 『怒髪天を衝いて』（1921年）以来となる、アンナ・メイ・ウォンと共演。 |
| 1932年 | Running Hollywood                                                            | アメリカ       | タリアンクラブ                                                   | 本人                                | アーサー・レイク、サリー・ブレーン、ジョン・ウェイン、ルイーズ・ファゼンダ、ジョージ・シドニー、ガートルード・アスターらが出演。                                                          |
| 1932年 | 太陽は東より                                                                 | 日本           | 松竹                                                             | 船のボーイ長の健二                  | 主演、兼監督。雪洲の最初の日本映画、サウンド版。田中絹代と共演。 |
| 1933年 | 楠公父子（なんこうおやこ）                                                   | 日本           | J.O.スタジオ                                                     | 楠正成                              | 藤田東洋も出演。 |
| 1934年 | 爆撃飛行隊                                                                   | 日本           | J.O.スタジオ                                                     | 田村海軍中尉                        | 光岡竜三郎と共演。 |
| 1934年 | 荒木又右衛門 天下の伊賀越                                                    | 日本           | J.O.スタジオ                                                     | 荒木又右衛門                        | 撮影は円谷英二、河崎喜久三。藤田東洋も出演。 |
| 1935年 | 唐人お吉                                                                     | 日本           | 新興キネマ                                                       | タウンゼント・ハリス                | 初代・水谷八重子と共演。 |
| 1935年 | 国を護る者日蓮                                                               | 日本           | 新興キネマ                                                       | 日蓮                                | 高津慶子と共演。別題は『国難を呼ぶ日蓮』。藤田東洋も出演。 |
| 1937年 | - 新しき土 - Die Tochter des Samurai                                         | 日本、ドイツ   | J.O.スタジオ、アーノルド・ファンク・フィルム                     | 大和巌                              | 原節子と共演。 |
| 1937年 | - ヨシワラ - Yoshiwara                                                       | フランス       | レ・フィルム・エクセシオール、ミロフィルム                       | クリ・イサム                        | 田中路子と共演。マックス・オフュルス監督。 |
| 1937年 | - フォルフェテュール - Forfaiture                                            | フランス       | ソシエテ・デュ・シネマ・デュ・パルテオン                         | 中国の王子フ・ロン                  | リーズ・ドラマールと共演。別邦題『背信』。『チート』のフランス版リメイク。 |
| 1938年 | - アジアの嵐 - Tempête sur l'Asie                                            | フランス       | リオフィルム                                                     | リン王子                            | コンラート・ファイト、そして再び田中路子と共演。 |
| 1942年 | - マカオ 賭場地獄 - Macao, l'enfer du jeu                                    | フランス       | デモフィルム                                                     | イエン・チャイ                      | エリッヒ・フォン・シュトロハイム、ミレーユ・バランと共演。監督はジャン・デラノワ。 |
| 1942年 | - パトロール・ブランシェ - Patrouille blanche                                | フランス       | ユニオン・フランセーズ・デ・プロダクシオン・シネマトグラフィック | ハロウェイ                          | ジュニー・アストルと共演。 |
| 1943年 | - ル・ソレイユ・デュ・ミニッツ - Le Soleil de minuit                         | フランス       | ソシエテ・ウニベルセル・デ・フィルム                             | マツイ                              | ピエール・ブノア原作、『Le Soleil de minuit』の映画化。 |
| 1943年 | - 雑種の女マーリア - Malaria                                                 | フランス       | ユニオン・フランセーズ・デ・プロダクシオン・シネマトグラフィック | サイーディ                          | ミレーユ・バランと再共演。 |
| 1946年 | - ル・キャバレ・デュ・グラン・ラルジュ - Le Cabaret du grand large           | フランス       | コド・シネマ                                                     | ワン教授                            | シュジー・プリムと共演。 |
| 1947年 | - カルティエ・シノワ - Quartier chinois                                      | フランス       | コド・シネマ                                                     | チャン                              | ミシェール・アルファと共演。 |
| 1949年 | - 東京ジョー - Tokyo Joe                                                     | アメリカ       | コロンビア ピクチャーズ                                          | キムラ男爵                          | ハンフリー・ボガート主演、島田テルと共演。 |
| 1949年 | - 三人帰る - Three Came Home                                                 | アメリカ       | 20世紀フォックス                                                 | 菅辰次大佐                          | 別邦題『三人の帰宅』1950年作品とも。クローデット・コルベールと共演。 |
| 1950年 | 遥かなり母の国                                                               | 日本           | 大映                                                             | 速水ジョー                          | 山田五十鈴、京マチ子と共演。 |
| 1950年 | レ・ミゼラブル あゝ無情 第一部 神と悪魔                                      | 日本           | 東横映画                                                         | 岩吉（ジャン・バルジャン）          | 次女の冨士子と共演。東野英治郎、村瀬幸子、北林谷栄が出演。 |
| 1950年 | レ・ミゼラブル あゝ無情 第二部 愛と自由の旗。                                | 日本           | 東横映画                                                         | 岩吉（ジャン・バルジャン）          | 次女の冨士子と共演。東野英治郎、村瀬幸子、北林谷栄が出演。 |
| 1953年 | 女間者秘聞 赤穂浪士                                                          | 日本           | 東映                                                             | 立花左近                            | 片岡千恵蔵主演、月形龍之介、山田五十鈴、長門裕之が出演。 |
| 1953年 | 悲劇の将軍 山下奉文                                                          | 日本           | 東映                                                             | 山下奉文                            | 小杉勇、大友柳太朗、佐々木孝丸、宮城野由美子が出演。 |
| 1953年 | 鞍馬天狗と勝海舟                                                             | 日本           | 新東宝                                                           | 勝安房守（勝海舟）                  | 嵐寛寿郎と共演。 |
| 1954年 | 日本敗れず                                                                   | 日本           | 新東宝                                                           | 川浪陸軍大臣                        | 藤田進、山村聡、丹波哲郎が出演。 |
| 1955年 | - 東京暗黒街・竹の家 - House of Bamboo                                       | アメリカ       | 20世紀フォックス                                                 | キタ警部                            | ロバート・ライアン主演、山口淑子（シャーリー・ヤマグチ）と共演。島田テルとは2度目、レイコ・佐藤、ボブ・オカザキ、Reiko Hayakawaが出演。                                                   |
| 1956年 | 野郎ども表へ出ろ                                                             | 日本           | 東映                                                             | 高見慎吾                            | 片岡千恵蔵 主演。 |
| 1956年 | 怒れ!力道山                                                                  | 日本           | 東映                                                             | 大橋弘吉                            | 力道山主演。 |
| 1957年 | - 戦場にかける橋 - The Bridge on the River Kwai                              | アメリカ       | コロンビア ピクチャーズ、サム・スピーゲル・プロダクション        | 斉藤大佐                            | アレック・ギネス、ウィリアム・ホールデンと共演。第30回アカデミー助演男優賞にノミネート。                                                                                                  |
| 1958年 | - 底抜け慰問屋行ったり来たり - The Geisha Boy                                | アメリカ       | パラマウント・ピクチャーズ                                       | シキタ                              | 製作を兼ねるジェリー・ルイスと共演。 |
| 1959年 | - 緑の館 - Green Mansions                                                    | アメリカ       | メトロ・ゴールドウィン・メイヤー                                 | ルーニ                              | オードリー・ヘプバーンと共演。 |
| 1960年 | - スイスファミリーロビンソン - Swiss Family Robinson                         | アメリカ       | ウォルト・ディズニー・プロダクション                             | 海賊の親分クアラ                    | 日本語吹替版の公開タイトルは『南海漂流』（日本RKO）、1973年のリバイバル上映時は『大漂流記』（ブエナ・ビスタ）。                                                                           |
| 1960年 | - 戦場よ永遠に - Hell to Eternity                                            | アメリカ       | アライド・アーティスツ・ピクチャーズ・コーポレーション           | 松井大将                            | 青木鶴子、高美以子と共演。レイコ・佐藤 とボブ・オカザキとは2度目、ジョージ・タケイが出演。                                                                                                |
| 1961年 | - 大津波 - The Big Wave                                                      | 日本、アメリカ | 東宝、ストラットン・プロダクション                               | 老人                                | パール・S・バック原作『大津波』の映画化。特殊効果は円谷英二。ミッキー・カーティス、伊丹十三、ジュディ・オングが出演。                                                                     |
| 1966年 | - 夢みる国のクリスくん - The Daydreamer                                      | アメリカ       | エンバシー・ピクチャーズ                                         | モグラ                              | 声の出演。テレビ特番として放送。別邦題は『アンデルセン物語』 |
| 1966年 | ボスは俺の拳銃で                                                             | 日本           | 東映                                                             | 堂本大蔵                            | |
| 1967年 | 純情二重奏                                                                   | 日本           | 松竹                                                             | 田島                                | |

### テレビドラマ

ルート66のロゴ

特記がない限り、以下の一覧と情報は『セッシュウ! 世界を魅了した日本人スター・早川雪洲』の「雪洲が出演した映画・舞台・テレビ」に基づく。
| 放送年 | - 邦題 - 原題                                                 | 国       | 系列局 | 役名                   | 備考                                                                                                |
| ------ | ------------------------------------------------------------- | -------- | ------ | ---------------------- | --------------------------------------------------------------------------------------------------- |
| 1954年 | 真昼の人魚                                                    | 日本     | NTV    |                        | 次女の冨士子と共演                                                                                  |
| 1954年 | 鬼の九右衛門                                                  | 日本     | NTV    | 九右衛門               | 11月28日放送                                                                                        |
| 1955年 | ああ無情                                                      | 日本     | NTV    |                        | 脚色：早川雪洲。山一名作劇場の第1作（1955年10月4日 - 1956年5月1日放送）                             |
| 1956年 | 次郎物語                                                      | 日本     | NTV    |                        | 山一名作劇場の第2作（5月8日 - 放送）                                                                |
| 1958年 | - スタジオ・ワン - Studio One                                 | アメリカ | CBS    | サトウ                 | シーズン10 第31話「倉敷の出来事（Kurashiki Incident）」                                             |
| 1958年 | - クラフト・テレビジョン・シアター - Kraft Television Theatre | アメリカ | NBC    | 日本兵木村             | シーズン11 第23話「灼熱の孤島（The Sea is Boiling Hot）」                                           |
| 1958年 | - レッド・スケルトン・ショー - The Red Skelton Show           | アメリカ | CBS    |                        | シーズン7 第35話「ボリバー・アンド・アンド・ザ・ロスト・パトロール（Bolivar and the Lost Patrol）」 |
| 1958年 | シルエット                                                    | 日本     | KR     |                        | 第2話「山荘第九号」に出演（10月16日放送、全2話）木曜劇場                                            |
| 1958年 | - 幌馬車隊 - Wagon Train                                      | アメリカ | NBC    | イトウ・サカエ         | シーズン2 第9話「イトウ・サカエ物語（The Sakae Ito Story）」                                        |
| 1958年 | ジーキル博士とハイド氏                                        | 日本     | NTV    |                        | ヤシカゴールデン劇場の12月3日放送回。脚本は早川雪夫                                                 |
| 1959年 | 平賀源内                                                      | 日本     | NTV    |                        | 全4回。『灯、今も消えず』の2月5日 - 26日放送回                                                      |
| 1959年 | あの波の果てまで                                              | 日本     | NET    |                        | 脚本は早川雪夫                                                                                      |
| 1960年 | アリサの肖像                                                  | 日本     | KR     |                        | スチール・スター劇場、第9話・主演。鰐淵晴子と共演                                                   |
| 1961年 | 激浪                                                          | 日本     | TBS    | 米内光政               | 原作・脚本は早川雪夫                                                                                |
| 1961年 | 根獅子のきりしたん                                            | 日本     | TBS    |                        | 原作・脚本は早川雪夫                                                                                |
| 1961年 | 大菩薩峠                                                      | 日本     | TBS    |                        | 10月7日 - 3月31日放送                                                                               |
| 1963年 | - ルート66 - Route 66                                         | アメリカ | CBS    | 零戦の元パイロット高塚 | シーズン4 第1話「華麗なる訣別（Two Strangers and an Old Enemy）」                                   |
| 1964年 | アイ・ラブ・ユー                                              | 日本     | NHK    |                        | テレビ指定席、6月27日放送回                                                                         |
| 1965年 | 大河ドラマ / 太閤記                                           | 日本     | NHK    | 武田信玄               | |
| 1966年 | 山のかなたに                                                  | 日本     | NTV    |                        | 第6話に出演                                                                                         |
| 1967年 | 新婚さん                                                      | 日本     | TBS    |                        | 第18回「発車オーライ!!」に出演                                                                      |
| 1968年 | 日本剣客伝                                                    | 日本     | NET    |                        | 第1話「宮本武蔵」（4月3日 - 24日放送、全4回。司馬遼太郎原作）に出演                                 |

### 舞台
特記がない限り、以下の一覧と情報は『セッシュウ! 世界を魅了した日本人スター・早川雪洲』の「雪洲が出演した映画・舞台・テレビ」に基づく。
| 年     | - 邦題 - 原題                                           | 国       | 劇場                     | 役名                                              | 備考                                                       |
| ------ | ------------------------------------------------------- | -------- | ------------------------ | ------------------------------------------------- | ---------------------------------------------------------- |
| 1913年 | - タイフーン - The Tyhoon                               | アメリカ | エルクス・ホール         | ニトベ・トコラモ                                  |                                                            |
| 1923年 | - タイガー・リリー - Tiger Lily                         | アメリカ | 東海岸の都市を巡業       |                                                   |                                                            |
| 1923年 | - 神の御前に - Knee of the God                          | フランス | カジノ・ド・パリ         |                                                   |                                                            |
| 1923年 | - サムライ - Samurai                                    | イギリス | ロンドン・コロシアム     | 外交官上谷                                        |                                                            |
| 1926年 | - ラブ・シティ - Love City                              | アメリカ | リトル・シアター         | チャン・ロー                                      | 別邦題表記は『恋の都』『恋の街』『花柳界』                 |
| 1926年 | - 馬賊の王子 - The Bandit Prince                        | アメリカ | 全米を巡業               | 馬賊のチャン                                      | 別邦題表記は『バクダッドの王子』『バンディット・プリンス』 |
| 1928年 | - 笑へる男 - The Man Who Laughs                         | アメリカ | 全米を巡業               | 日本青年トオヤマ                                  | 兼原作                                                     |
| 1930年 | - 天晴れウオング - The Honourable Mr. Wong              | 日本     | 帝国劇場                 | ウオング                                          | 1933年の大阪浪花座の終演まで続く                           |
| 1931年 | 牡丹燈記                                                | 日本     | 帝国劇場                 | 喬生                                              |                                                            |
| 1931年 | 第七天国                                                | 日本     | 帝国劇場                 | 道路掃除人シコオ                                  | 1935年に新宿歌舞伎座で「早川雪洲一座公演」として再演       |
| 1931年 | ブラザーズ                                              | 日本     | 帝国劇場                 | 双生児のボブ・ノートン、エディ・コーノリー（2役） | 兼改訳演出                                                 |
| 1932年 | 裸一貫の男                                              | 日本     | 明治座                   | 洋服職人ジョン・バート                            |                                                            |
| 1932年 | 続篇・天晴れウオング                                    | 日本     | 明治座                   | ウオング                                          |                                                            |
| 1932年 | 空閑少佐                                                | 日本     | 明治座                   | 下村中佐                                          |                                                            |
| 1933年 | 女人哀詞・唐人お吉物語                                  | 日本     | 明治座                   | タウンゼント・ハリス                              |                                                            |
| 1933年 | バッド・マン                                            | 日本     | 浪花座                   | メキシコ馬賊の首領パンチョ・ローペツ              |                                                            |
| 1933年 | ジキル博士とハイド氏                                    | 日本     | 金龍館                   | ヘンリー・ジキル、ハイド（2役）                   | 兼演出・脚本                                               |
| 1933年 | 楠公父子 父子訣別                                       | 日本     | 浪花座                   | 楠正成                                            |                                                            |
| 1933年 | シカゴ暗黒街ギャング奇譚 兄弟                           | 日本     | 浪花座                   | 双子のボブとエディ（2役）                         | 兼改訳演出                                                 |
| 1933年 | 亜米利加の使                                            | 日本     | 明治座                   | タウンゼント・ハリス                              |                                                            |
| 1933年 | ハムレット                                              | 日本     | 明治座                   | クローディアス                                    |                                                            |
| 1934年 | シラノ・ド・ベルジュラック                              | 日本     | 新歌舞伎座               | シラノ・ド・ベルジュラック                        | 兼演出                                                     |
| 1934年 | 剣                                                      | 日本     | 浅草公園劇場             |                                                   | 「早川雪洲新進座」旗揚げ公演                               |
| 1934年 | 鈴ヶ森                                                  | 日本     | 新宿歌舞伎座             | 長兵衛                                            | 「早川雪洲新進座」公演                                     |
| 1934年 | 良人を殺すまで                                          | 日本     | 新宿歌舞伎座             | 田川刑事                                          | 「早川雪洲新進座」公演                                     |
| 1934年 | 馬賊ローペツ                                            | 日本     | 新宿歌舞伎座             | ローペツ                                          | 「早川雪洲新進座」公演                                     |
| 1935年 | 大菩薩峠 甲源一刀流乃巻                                 | 日本     | 浅草松竹座               | 机龍之介                                          |                                                            |
| 1935年 | 大釈尊劇 四海の光                                       | 日本     | 日本劇場                 | シッタルタ                                        | 「日本仏教劇協会」公演                                     |
| 1935年 | お夏狂乱                                                | 日本     | 日本劇場                 | 清十郎                                            |                                                            |
| 1959年 | - カタキ - Kataki                                       | アメリカ | アンバサダー劇場         | 日本人将校                                        | ベン・ピアッツァとの2人舞台                                |
| 1959年 | - 珍しい楽しみの夕 あいびき - Evening of Rare Pleasures | アメリカ | セブン・アーツ・センター |                                                   | 吾妻秀穂との2人舞台                                        |
| 1960年 | 魔術の女王                                              | 日本     | 梅田コマ劇場             | 松旭斎天一                                        |                                                            |

## 著書

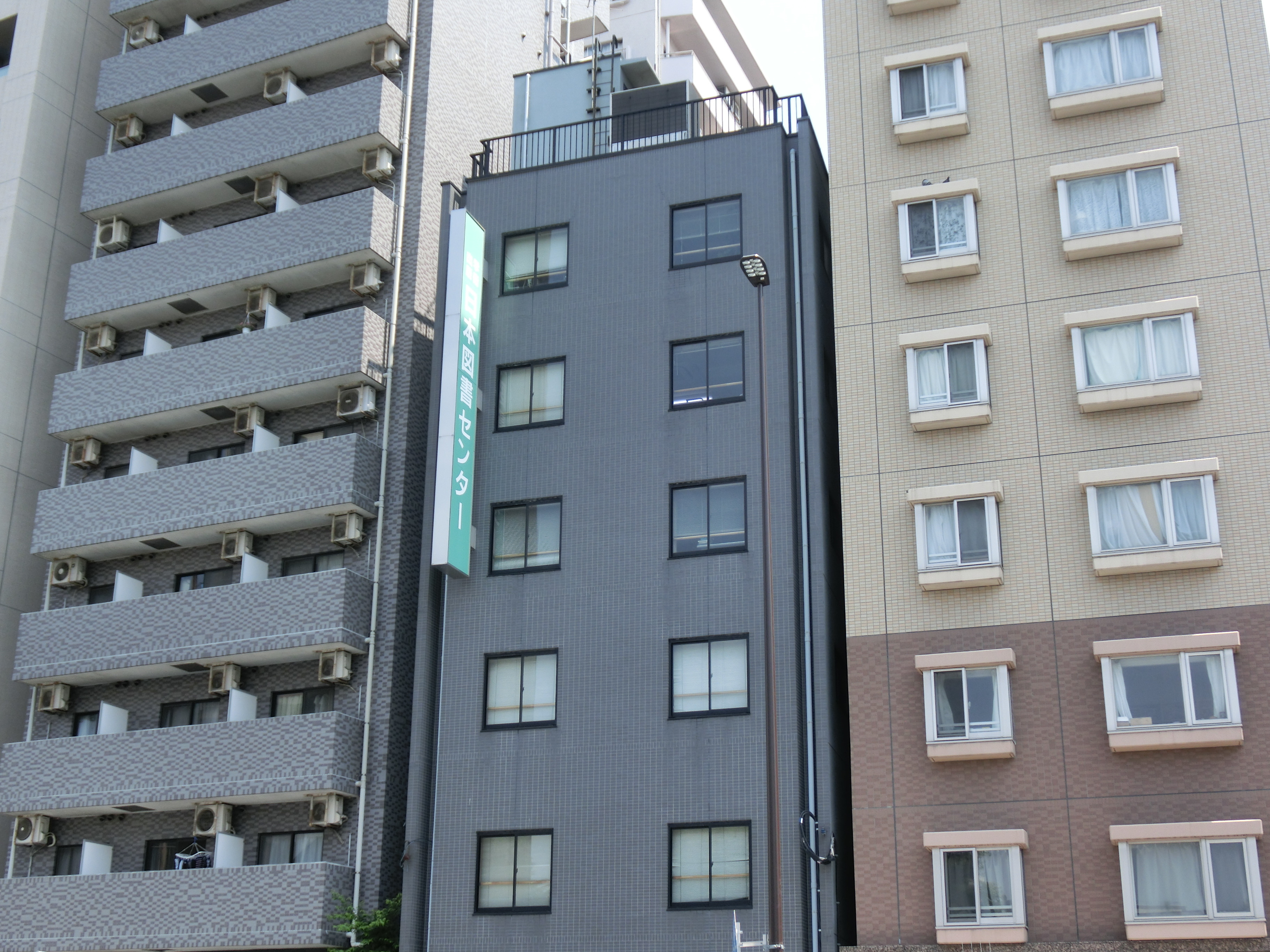
日本図書センター本社

- 小説『バンディット・プリンス』The Bandit Prince（1926年、マコーレー社）[499]
- 自伝『武者修行世界をゆく』（1959年、実業之日本社）
  - 再版『早川雪洲 武者修行世界を行く』（1999年、日本図書センター）
- 自伝『ゼン・ショード・ミー・ザ・ウェイ』Zen Showed Me the Way（1960年、ボブス・メリル社（英語版））[257]

## 参考文献

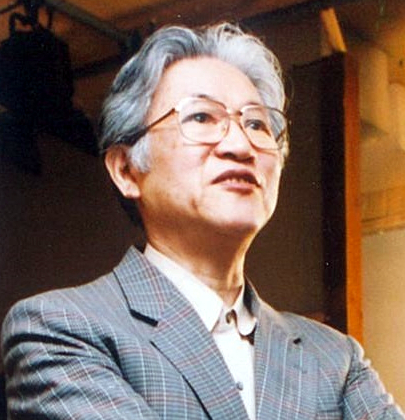
佐藤忠男（2019年）

### 関連文献

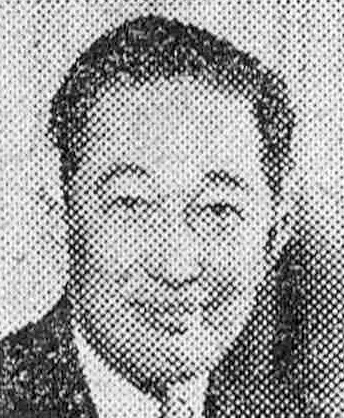
森岩雄（1952年）